# Arquitectura de Barcelona

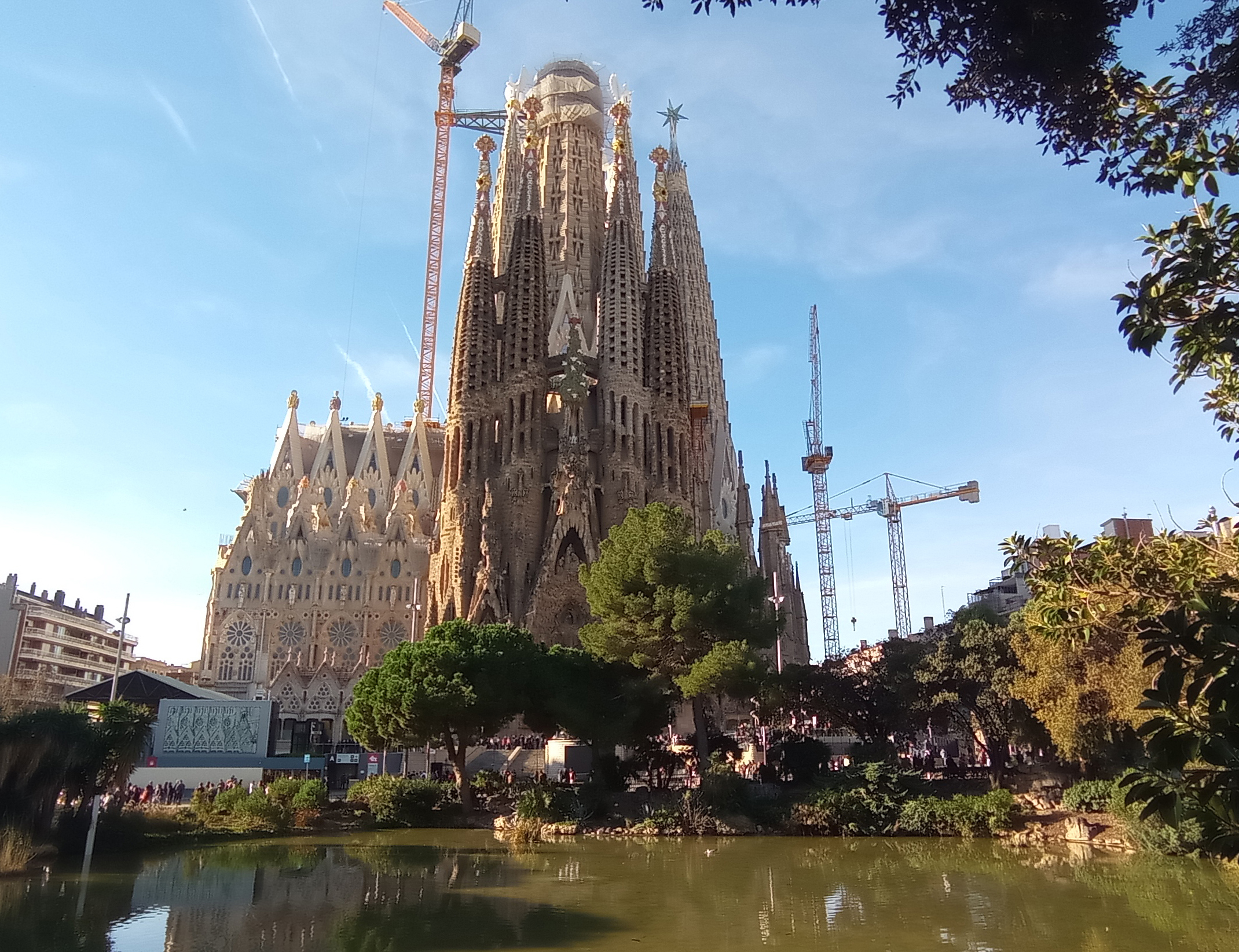
Templo Expiatorio de la Sagrada Familia, de Antoni Gaudí. Declarado en 2005 Patrimonio de la Humanidad por la Unesco, es el monumento más visitado de Barcelona.

La arquitectura de Barcelona ha tenido una evolución paralela a la del resto de la arquitectura catalana y española, y ha seguido de forma diversa las múltiples tendencias que se han ido produciendo en el contexto de la historia del arte occidental. A lo largo de su historia, Barcelona ha acogido diversas culturas y civilizaciones, que han aportado su concepto del arte y han dejado su legado para la posteridad, desde los primeros pobladores íberos, pasando por los colonizadores romanos, los visigodos y un breve período islámico, hasta el surgimiento en la Edad Media del arte, la lengua y la cultura catalana, con una primera época de esplendor para el arte catalán, en que el románico y el gótico fueron períodos muy fructíferos para el desarrollo artístico de la región.
Durante la Edad Moderna, época en que la Ciudad Condal se vinculó a la Monarquía Hispánica, los principales estilos fueron el Renacimiento y el Barroco, desarrollados a partir de las propuestas provenientes de los países difusores de estos estilos, principalmente Italia y Francia. Estos estilos fueron aplicados con diversas variantes locales, y si bien algunos autores afirman que no fue un período especialmente esplendoroso en el devenir artístico de la ciudad, la calidad de las obras estuvo en consonancia con la del conjunto del estado, mientras que en cantidad fue un período bastante productivo, aunque la mayor parte de las realizaciones no haya llegado a la actualidad.
El siglo XIX conllevó una cierta revitalización económica y cultural, que se plasmó en uno de los períodos más fructíferos en la arquitectura de la ciudad, el modernismo. Cabe remarcar que hasta el siglo XIX la ciudad estaba encorsetada por sus murallas de origen medieval, al tener la consideración de plaza militar, por lo que su crecimiento estaba limitado. La situación cambió con el derribo de las murallas y la donación a la ciudad de la Fortaleza de la Ciudadela, lo que propició la expansión de la ciudad por la llanura contigua, hecho que se plasmó en el proyecto de Ensanche elaborado por Ildefonso Cerdá, que supuso la mayor ampliación territorial de Barcelona. Otro aumento significativo de la superficie de la capital catalana fue la anexión de varios municipios limítrofes entre finales del siglo XIX y principios del XX. Todo ello supuso la adecuación de los nuevos espacios urbanos y un aumento de los encargos artísticos municipales en las vías públicas, que fueron favorecidos igualmente por diversos eventos celebrados en la ciudad, como la Exposición Universal de 1888 y la Internacional de 1929 o, más recientemente, por los Juegos Olímpicos de 1992 y el Fórum Universal de las Culturas de 2004.
El siglo XX supuso la puesta al día de los diversos estilos producidos por los arquitectos barceloneses, que conectaron con las corrientes internacionales y pusieron a la ciudad en primera línea de la vanguardia. El desarrollo arquitectónico en estos últimos años y la apuesta por el diseño y la innovación, así como la vinculación del urbanismo con los valores ecológicos y la sostenibilidad, han convertido la capital catalana en una de las ciudades europeas más punteras en el terreno arquitectónico, hecho que ha sido reconocido con numerosos premios y distinciones, como la Medalla de Oro del Real Instituto de Arquitectos Británicos (RIBA) en 1999 y el premio de la Bienal de Venecia en 2002. En 2022, Barcelona fue elegida como Capital Mundial de la Arquitectura para el año 2026 por la Unión Internacional de Arquitectos (UIA).
El patrimonio arquitectónico de la ciudad goza de una especial protección en virtud de la Ley 9/1993 del Patrimonio Cultural Catalán, que garantiza la protección, conservación, investigación y difusión del patrimonio cultural, con diversos grados de cobertura: nivel A (Bien Cultural de Interés Nacional), nivel B (Bien Cultural de Interés Local), nivel C (Bien de Interés Urbanístico) y nivel D (Bien de Interés Documental).

## Localización

Distritos de Barcelona.

Barcelona, capital de la comunidad autónoma de Cataluña, se encuentra en el Levante español, en la costa mediterránea. Está ubicada en una llanura de unos 11 km de largo y 6 de ancho, limitada en sus costados por el mar y por la sierra de Collserola —con la cima del Tibidabo (516,2 m) como punto más alto—, así como por los deltas de los ríos Besós y Llobregat. Por encima de la línea de la costa y separando la ciudad del delta del Llobregat se encuentra la montaña de Montjuic (184,8 m). Asimismo, desde la sierra de Collserola se adelantan en el llano varias colinas que siguen una línea paralela a la sierra litoral: son las colinas de la Peira (133 m), la Rovira (261 m), el Carmelo (267 m), la Creueta del Coll (249 m), el Putget (181 m) y Monterols (121 m).
El llano de Barcelona se encuentra en una falla que va desde Montgat hasta el Garraf, originada en el paleozoico. El terreno está formado por sustratos de pizarras y formaciones graníticas, así como arcillas y piedras calcáreas. La costa estaba ocupada antiguamente por marismas y albuferas, que desaparecieron al ir avanzando la línea de costa gracias a las sedimentaciones aportadas por los ríos y torrentes que desembocaban en la playa; se calcula que desde el siglo VI a. C. la línea de costa ha podido avanzar unos 5 km. La zona del llano estaba antiguamente surcada por numerosos torrentes y rieras, que se agrupaban en tres sectores fluviales: la riera de Horta en la zona cercana al río Besós (o zona de levante); la riera Blanca y el torrente Gornal en la zona del Llobregat (o zona de poniente); y, en la zona central del llano, un conjunto de rieras procedente de la vertiente meridional del Tibidabo, como las rieras de Sant Gervasi, Vallcarca, Magòria y Collserola.
El clima es mediterráneo, de inviernos suaves gracias a la protección que la orografía del terreno ofrece al llano, que queda resguardado de los vientos del norte. La temperatura suele oscilar entre los 9,5 °C y los 24,3 °C, como media. Presenta poca pluviometría, unos 600 mm anuales, y la mayoría de precipitaciones se produce en primavera y otoño. Esta escasez provocó que antaño se tuviesen que hacer numerosas obras para abastecer de agua la ciudad, entre pozos, canales y acequias. La vegetación propia de la zona está compuesta principalmente por pinos y encinas, y sotobosque de brezo, durillo, madroño y plantas trepadoras. Antaño se practicó la agricultura tanto de secano como de regadío —principalmente viñas y cereales—, si bien hoy día la práctica totalidad de la superficie está construida.
Barcelona, con una población de 1 604 555 habitantes en 2015, es el núcleo urbano más importante de Cataluña a nivel demográfico, político, económico y cultural. Es la sede del gobierno autonómico y del Parlamento de Cataluña, así como de la Diputación provincial, del arzobispado y de la IV Región Militar, y cuenta con un puerto, un aeropuerto y una importante red de ferrocarriles y carreteras.

## Antigüedad

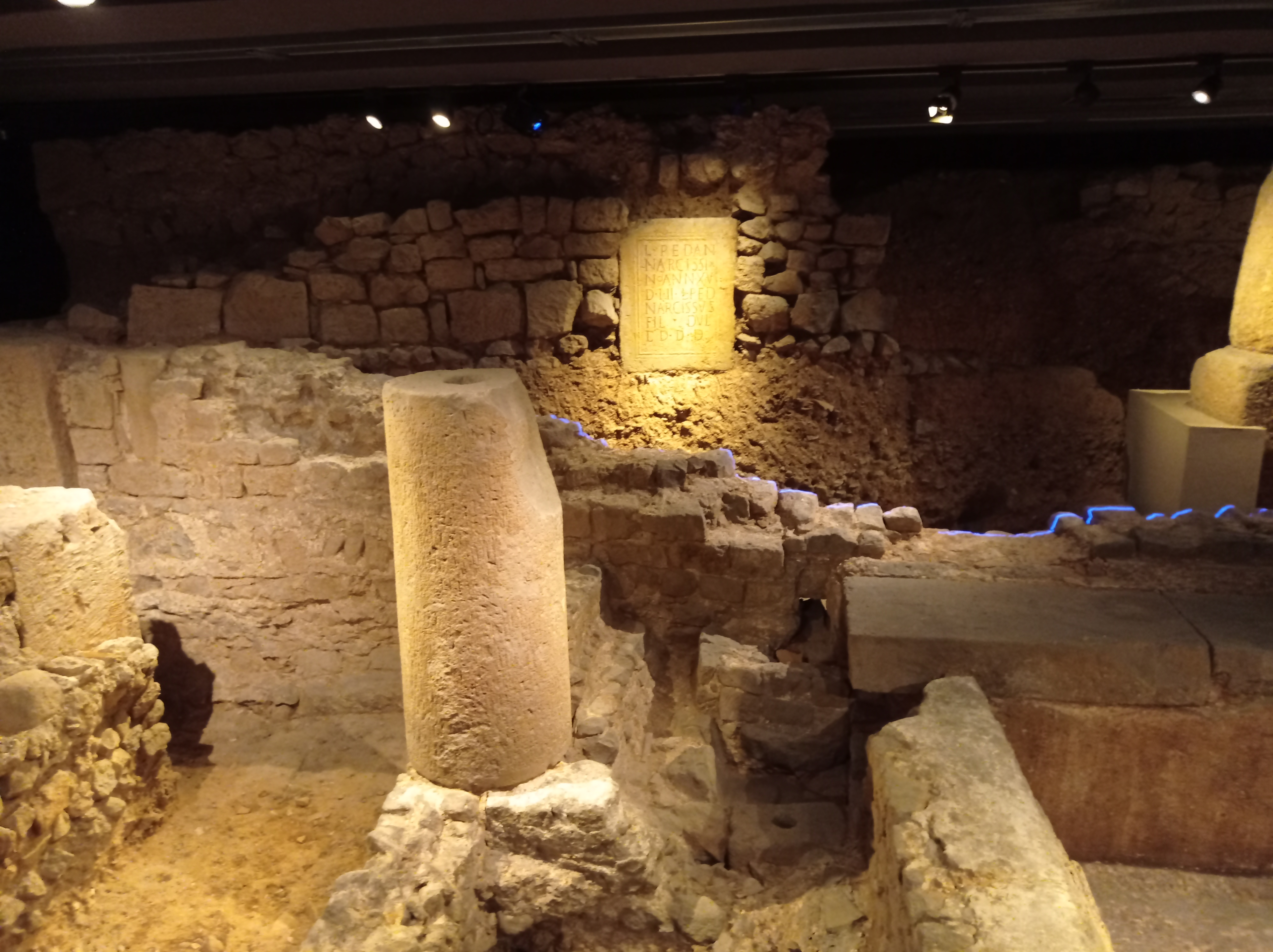
Restos arqueológicos romanos, Museo de Historia de Barcelona.

### Prehistoria
Existen escasos vestigios de época prehistórica en la ciudad. Si bien está constatada la presencia humana en el Paleolítico, los primeros restos por lo que atañe a la arquitectura proceden del Neolítico, época en que el ser humano se volvió sedentario y pasó de una subsistencia basada en la caza y la recolección a una economía agraria y ganadera. Estos primeros vestigios proceden de finales del neolítico (3500 a. C.-1800 a. C.), y se manifiestan principalmente por las prácticas funerarias con sepulcros de fosa, que solían ser de bastante profundidad y revestidas de losas. Un exponente de ello es la tumba descubierta en 1917 en la vertiente sudoeste de la colina de Monterols, entre las calles de Muntaner y Copérnico; de datación imprecisa, tiene 60 cm de alto y 80 de ancho, y estaba formada por losas planas de forma irregular. Por lo que respecta a habitáculos, de esta época solo se ha encontrado un fondo de cabaña en lo que es la actual estación de San Andrés Condal.
De la Edad del Bronce (1800 a. C.-800 a. C.) se conservan igualmente pocos restos por lo que respecta al llano de Barcelona. Los principales proceden de un yacimiento descubierto en 1990 en la calle de San Pablo, donde se han hallado restos de hogares de fuego y sepulturas de inhumación individuales. También son seguramente de este período los restos hallados en 1931 en Can Casanoves, detrás del Hospital de San Pablo, donde se han encontrado restos de murallas de piedra y los fondos de tres cabañas circulares de unos 180 cm de diámetro. Existen por otro lado testimonios escritos de dos monumentos megalíticos, situados en Montjuic y Campo del Arpa, de los que, sin embargo, no ha quedado ningún rastro material. Por último, del calcolítico final existen unos escasos restos de la denominada «cultura de los campos de urnas», hallados en la masía de Can Don Joan, en Horta, y en la vertiente sudoriental de la montaña de Montjuic, entre los caminos del Molí Antic y la Font de la Mamella.

### Período ibérico

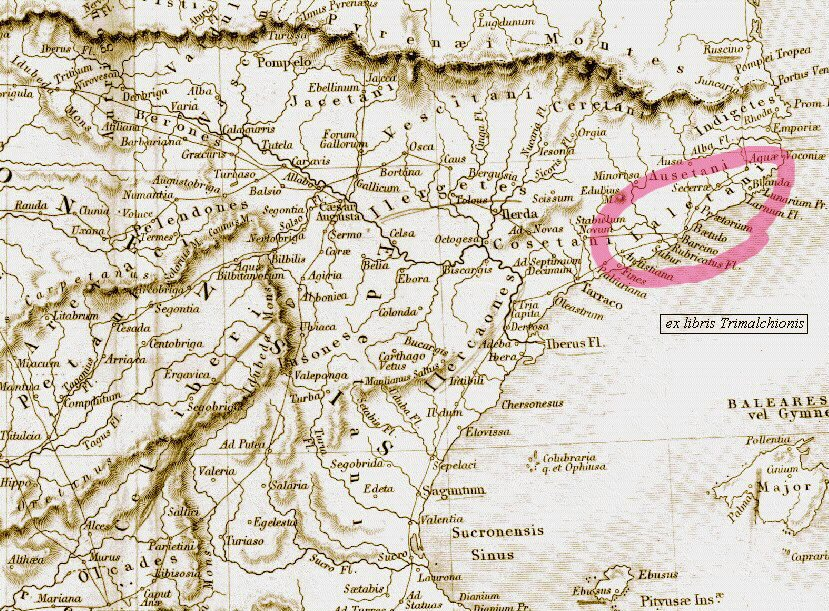
Territorio de los layetanos.

Entre el siglo VI a. C. y el siglo I a. C. el llano de Barcelona estaba ocupado por los layetanos, un pueblo íbero que ocupaba las actuales comarcas del Barcelonés, el Vallés, el Maresme y el Bajo Llobregat. La arquitectura ibérica se basaba en muros de tapial, con un sistema adintelado, con falsos arcos y bóvedas realizados por aproximación de hiladas. Las ciudades solían situarse en acrópolis, con torres y sólidas murallas para la defensa, dentro de las cuales se ubicaban las casas, de una distribución irregular, generalmente con planta rectangular.
En Barcelona no quedan apenas restos arquitectónicos ibéricos: los principales vestigios de esta cultura se encontraron en las colinas de la Rovira, de la Peira y del Putget, así como en Santa Cruz de Olorde —en el Tibidabo—, pero no han permitido establecer unas especiales características por lo que respecta a habitáculos o sepulcros funerarios. Los principales restos proceden de la Rovira, donde en 1931 se encontraron vestigios de un poblado ibérico que, desgraciadamente, fueron destruidos al instalarse unas baterías antiaéreas durante la Guerra Civil. Al parecer, tenía una muralla con dos accesos, mientras que situado extramuros se halló un conjunto de silos con 44 depósitos excavados en la roca.
Según parece, el principal asentamiento ibérico de la zona estuvo en Montjuic —posiblemente el Barkeno que nombran dos monedas acuñadas a finales del siglo III a. C.—, aunque la urbanización de la montaña en fechas recientes y su uso intensivo como cantera de piedra durante toda la historia de la ciudad ha provocado la pérdida de la mayoría de restos. En 1928 se descubrieron en la zona de Magòria nueve silos de gran capacidad, que probablemente formarían parte de un almacén de excedentes agrícolas. Por otro lado, en 1984 se hallaron restos de un asentamiento en la vertiente sudoeste de la montaña, en un terreno de unas 2 o 3 hectáreas.

### Período romano

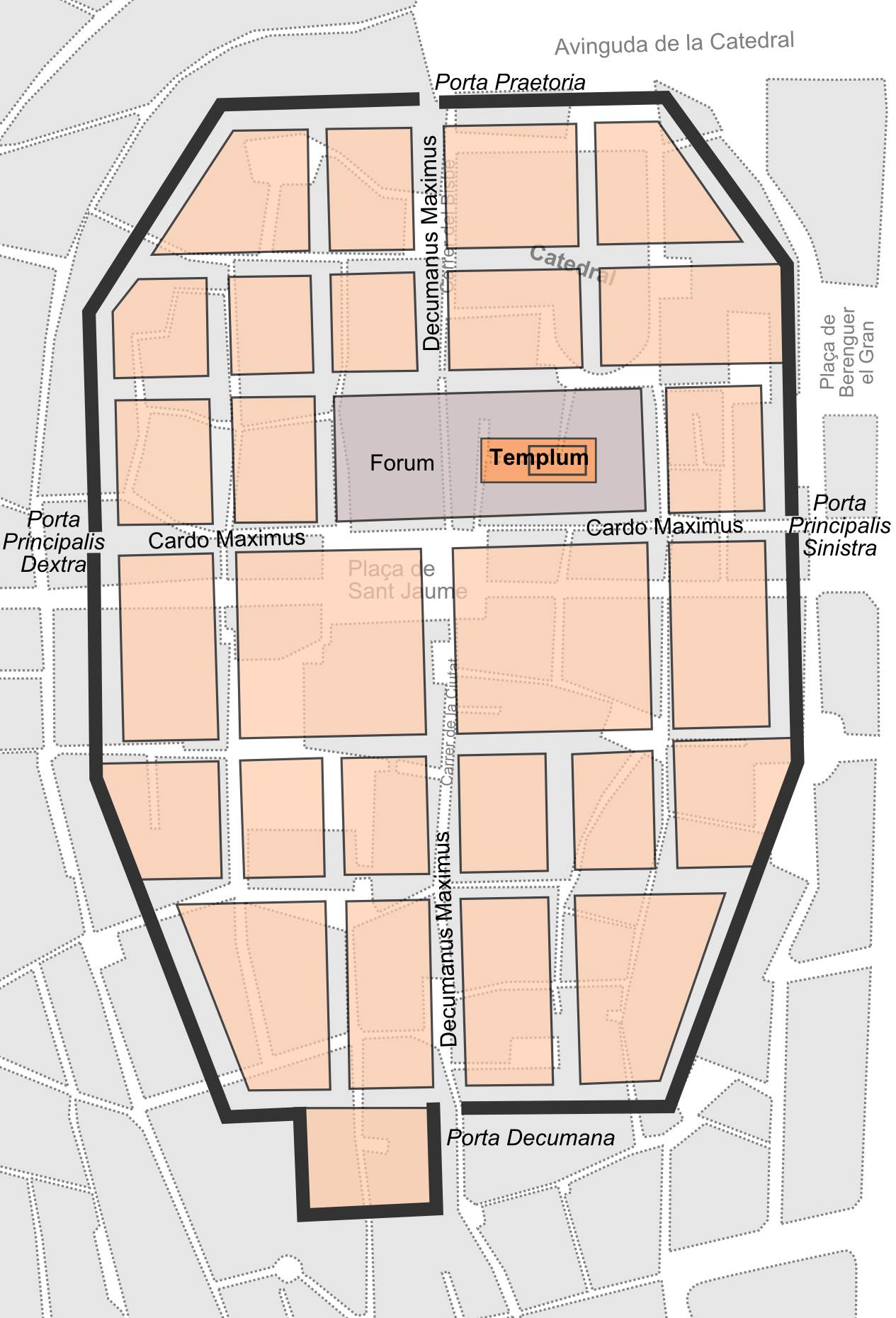
Plano de Barcino superpuesto al plano actual del Barrio Gótico.

En el siglo III a. C. llegaron los romanos a la península ibérica, en el transcurso de la segunda guerra púnica entre Roma y Cartago, con lo que comenzó un proceso colonizador que culminó con la incorporación de toda Hispania al Imperio romano. En el siglo I a. C. se fundó Barcino, una pequeña ciudad amurallada proyectada ya de entrada con aire monumental, y que tomó la forma urbana de castrum inicialmente, y oppidum después, asentado sobre el Mons Taber (16,9 m s. n. m.). El máximo esplendor de la época romana se dio durante el siglo II, con una población que debía oscilar entre los 3500 y 5000 habitantes.
Los romanos eran grandes expertos en arquitectura civil e ingeniería, y aportaron al territorio caminos, puentes, acueductos y ciudades con un trazado racional y con servicios básicos, como el alcantarillado, además de edificios como templos, termas, circos y teatros. La arquitectura romana se basaba en la utilización de aparejos de sillería, ladrillo y mampostería, y frente al sistema arquitrabado griego introdujeron el uso del arco, la bóveda y la cúpula. Adoptaron de los griegos el uso de los órdenes jónico y corintio, a los que añadieron el toscano y el compuesto.

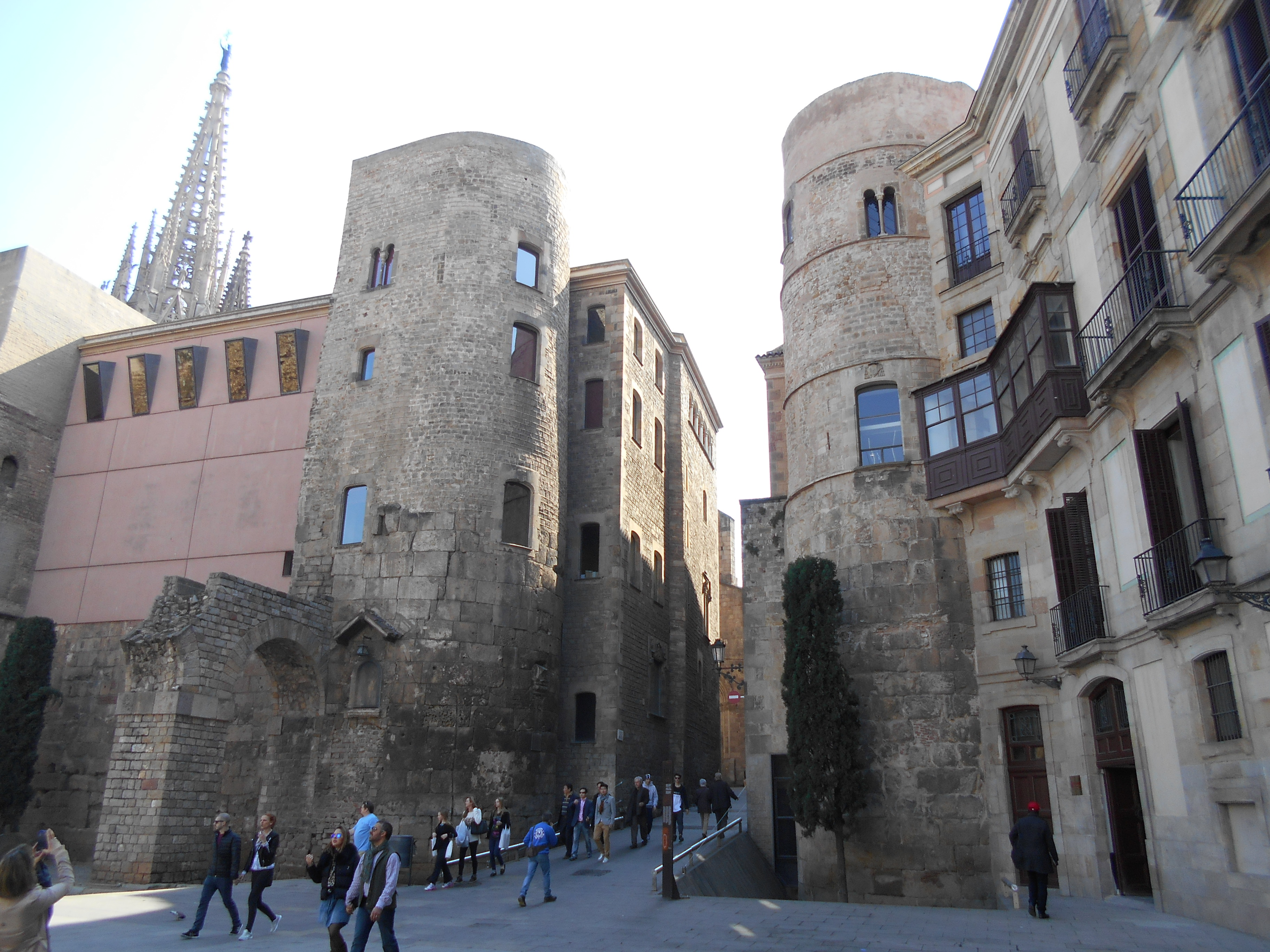
Portal del Bisbe, antigua puerta Praetoria de la Barcino romana, con las dos torres de defensa y restos de la muralla y del acueducto.

El recinto de Barcino estaba amurallado, con un perímetro de 1,5 km, que protegía un espacio de 10,4 hectáreas. La primera muralla de la ciudad, de fábrica sencilla, se comenzó a construir en el siglo I a. C. Tenía pocas torres, sólo en los ángulos y en las puertas del perímetro amurallado. Sin embargo, las primeras incursiones de francos y alamanes a partir de los años 250 suscitaron la necesidad de reforzar las murallas, que fueron ampliadas en el siglo IV. La nueva muralla se construyó sobre las bases de la primera, y estaba formada por un muro doble de 2 metros, con espacio en medio relleno de piedra y mortero. El muro constaba de 74 torres de unos 18 metros de altura, la mayoría de base rectangular.

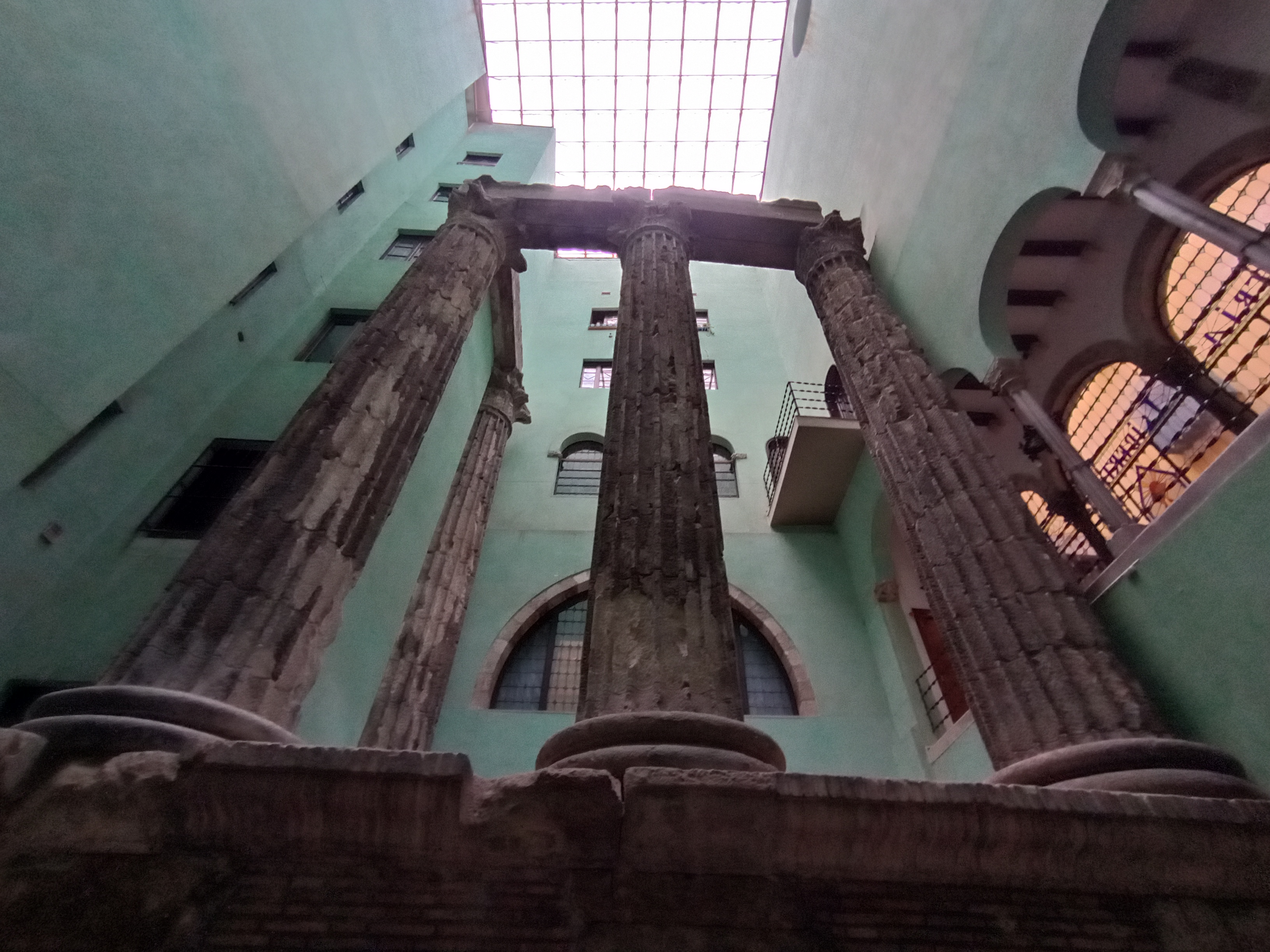
Columnas del Templo de Augusto.

El centro de la ciudad era el forum, la plaza central dedicada a la vida pública y a los negocios. Se situaba en la confluencia entre el cardus maximus (calles Llibreteria y Call) y el decumanus maximus (calles Bisbe, Ciutat y Regomir), aproximadamente en el centro del recinto amurallado. En el foro se concentraban las construcciones dedicadas a los negocios, la justicia, las termas y demás edificios públicos, y era el lugar donde las autoridades se reunían en la Curia y la Basilica. El recinto del foro no ha sido claramente delimitado, pero parece coincidir aproximadamente con la actual plaza de San Jaime. En el foro se encontraba el Templo de Augusto, primer emperador y fundador de la Barcino romana. Fue construido pocos años después de la fundación de la ciudad, probablemente a principios del siglo I d. C. Era un edificio de planta rectangular, sobre podium, hexástilo y períptero, de unos 35 metros de largo por 17,5 de ancho. Entre la columnata de orden corintio se situaba la cella, un habitáculo que contenía la imagen o escultura del emperador Augusto, accesible desde el foro. De este templo se conservan tan solo tres columnas, situadas todavía en su emplazamiento original, aunque en la actualidad se hallan dentro del edificio del Centro Excursionista de Cataluña, en la calle Paradís.

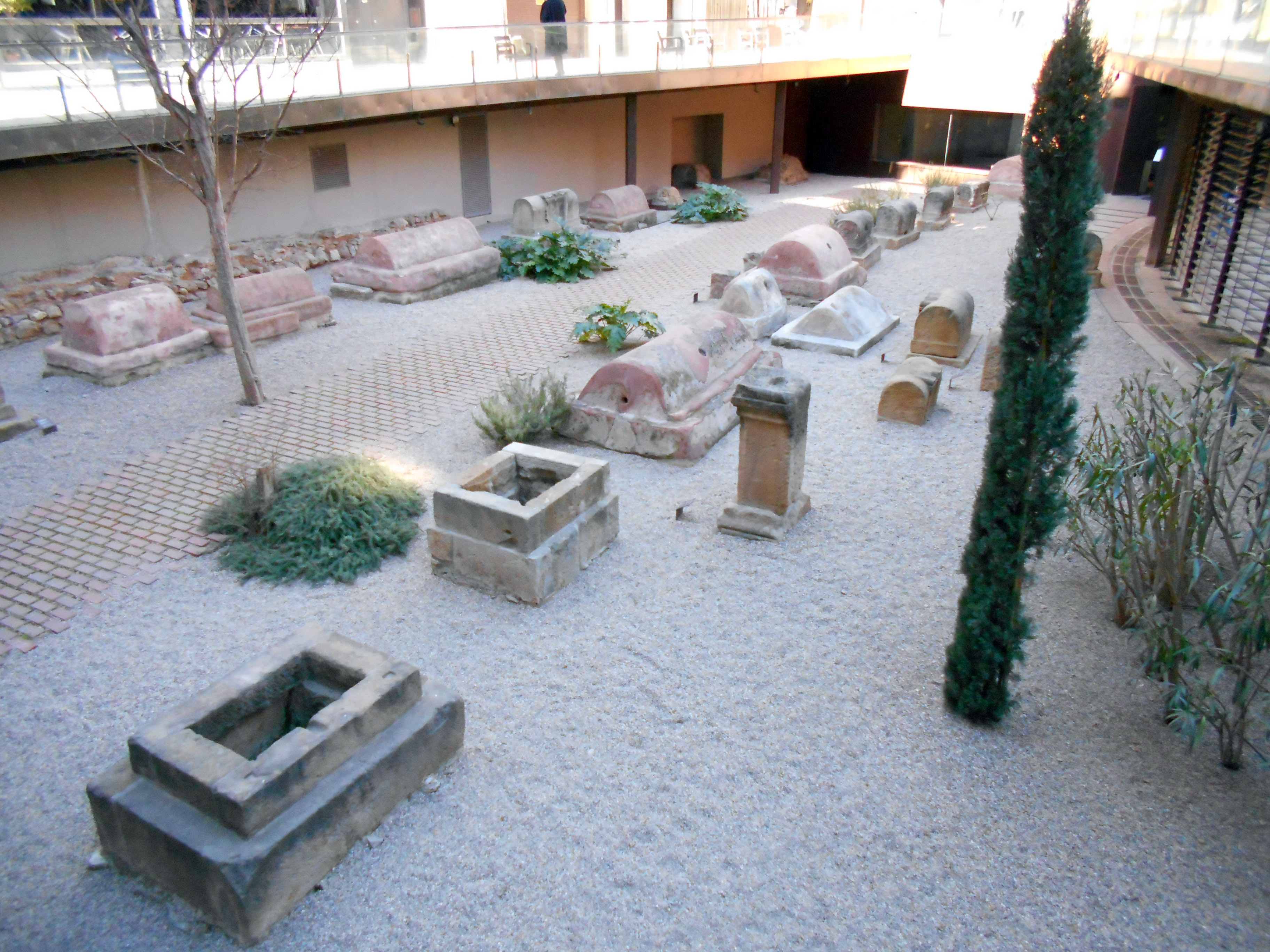
Necrópolis romana, en la plaza de la Villa de Madrid.

Del resto de elementos conservados de época romana conviene resaltar la necrópolis, un conjunto de tumbas situado en el exterior del área amurallada, en la actual plaza de la Villa de Madrid: cuenta con más de 70 tumbas de los siglos II y III, con restos de aras, estelas y cupas, descubiertas casualmente en 1954. También hay restos de dos acueductos que conducían las aguas hacia la ciudad, uno de ellos desde la sierra de Collserola, al noroeste, y otro desde el norte, tomando agua del río Besós; ambos se unían enfrente de la puerta decumana de la ciudad —actual plaza Nova—. También existen importantes restos arqueológicos conservados en el subsuelo del Museo de Historia de la Ciudad, en la plaza del Rey.
A nivel doméstico, se conservan restos de una casa romana (domus) en la calle de Lladó, procedente del siglo I a. C. Era de modelo itálico, con atrio de entrada y una superficie construida de 500 m². Fue excavada en 1927 por Josep Calassanç Serra i Ràfols, y algunos de sus mosaicos se conservan en el Museo de Arqueología de Cataluña. Por otro lado, existen testimonios de un gran edificio termal ubicado en la actual plaza de San Miguel, de alrededor del siglo II d. C., sobre el que se construyó la iglesia de igual nombre en la Edad Media, la cual conservaba hasta su derribo en 1868 un mosaico con representaciones de tritones y otros motivos marinos.
Con la instauración del cristianismo como religión oficial en el siglo IV, la producción artística se desarrolló alrededor de la temática religiosa, en el que se ha definido como arte paleocristiano. Este arte nació de las formas y tipologías romanas, pero con un nuevo contenido basado en la iconografía cristiana. En la arquitectura destacó como tipología la iglesia, heredera de la basílica romana, y se incorporaron nuevas formas como la planta de cruz latina —símbolo de Jesús—, y nuevos edificios como el baptisterio. El principal templo de la época fue la basílica de la Santa Cruz (siglos V-VII), germen de la actual Catedral de Barcelona, de la que quedan algunos restos situados en el subsuelo de la actual plaza de San Ivo y de la calle de los Condes, así como algunos restos escultóricos que se conservan en el Museo de Historia de la Ciudad. Era un templo de tres naves, con un baptisterio de planta cuadrada que albergaba una piscina octogonal.

## Edad Media

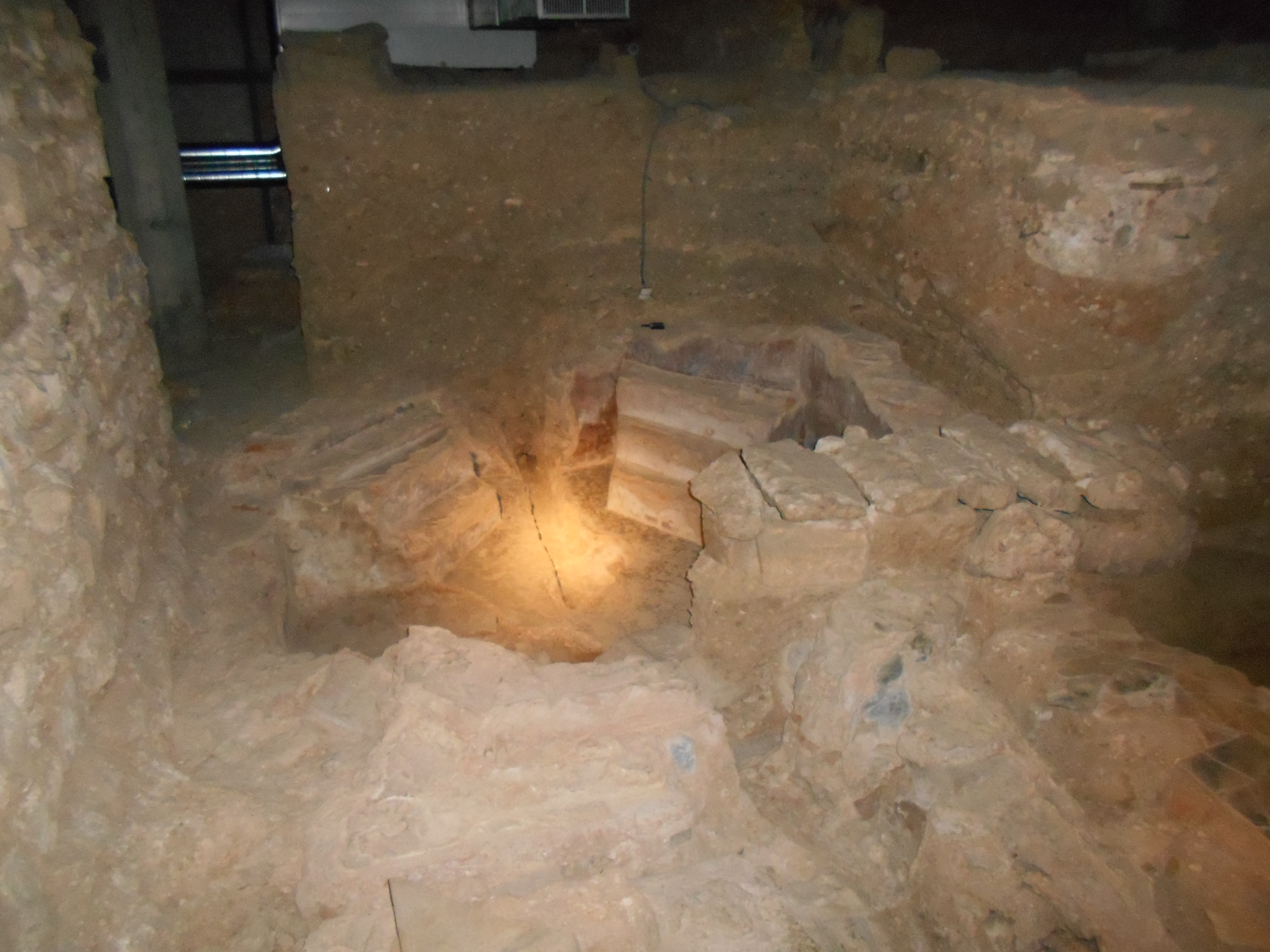
Piscina bautismal de la basílica paleocristiana de la Santa Cruz, Museo de Historia de Barcelona.

Las primeras construcciones intactas que se conservan en la ciudad proceden de la Edad Media, época en que Barcelona se constituyó como condado y posteriormente pasó a formar parte de la Corona de Aragón, convirtiéndose en un importante eje marítimo y comercial del mar Mediterráneo. En el siglo XIII surgió el Consejo de Ciento, una de las primeras instituciones públicas de Barcelona. El recinto de la ciudad fue creciendo desde el primitivo núcleo urbano —lo que hoy día es el Barrio Gótico—, y en el siglo XIV surgió el barrio de El Raval. Barcelona tenía entonces unos 25 000 habitantes.

### Prerrománico
El primer estilo producido en el ámbito del arte medieval es el llamado prerrománico, situado entre la caída del Imperio romano y la creación de la Marca Hispánica. Durante este período Barcelona estuvo integrada en el reino visigodo y, tras una breve ocupación islámica, en el Imperio carolingio.
La arquitectura visigoda se caracterizó por el uso del muro de sillería, el arco de herradura y la bóveda de cañón o de aristas. Las iglesias solían ser de planta basilical de una o tres naves, o bien de cruz griega, generalmente con capillas exentas y pórtico de entrada. En Barcelona hay pocos restos del período visigodo, en el que la ciudad se mantuvo intramuros. Se conocen restos de un palacio edificado en el siglo V sobre el antiguo foro romano, posteriormente palacio episcopal. Otro palacio, tal vez donde fuera asesinado Ataúlfo, se descubrió bajo el actual Salón del Tinell, en la plaza del Rey, donde también se descubrió una necrópolis de la época (siglos VI-VII). La catedral continuó siendo la basílica paleocristiana, y hay constancia de que ya existían iglesias como San Pablo del Campo, Santos Justo y Pastor y Santa María de las Arenas —posteriormente del Mar—. Es probable que por un tiempo la catedral fuese adscrita al culto arriano practicado por los primeros visigodos, hasta la conversión católica de Recaredo en el año 587.

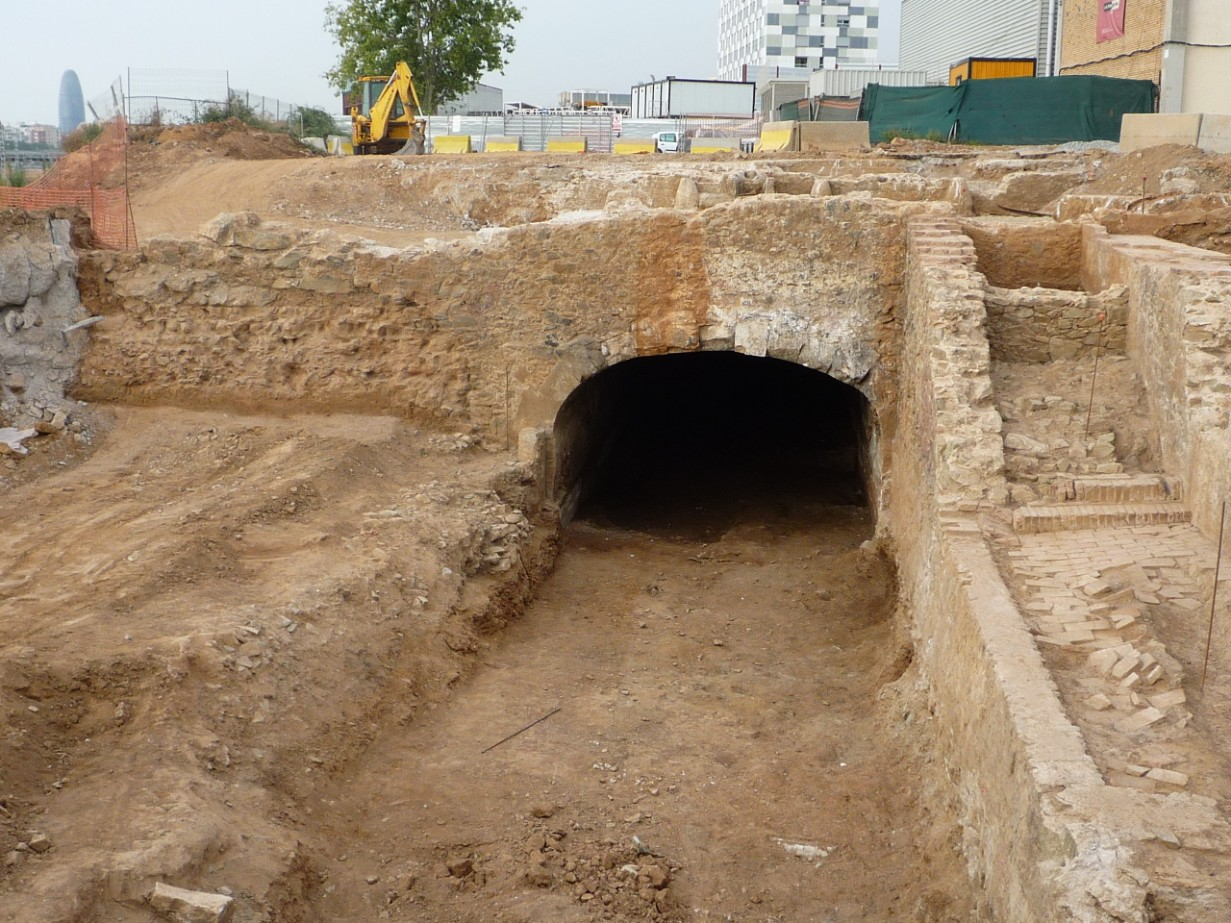
Acequia Condal.

La breve ocupación islámica de la ciudad, de apenas 83 años, no dejó una especial huella. La población de la Barshilūna (برشلونة) musulmana siguió siendo mayoritariamente cristiana, ya que los invasores no intentaron convertirlos al Islam. Los valíes árabes habilitaron una guarnición militar en la ciudad, y posiblemente convirtieron la catedral en una mezquita, como ocurrió en otras ciudades, aunque no hay indicios de ello.

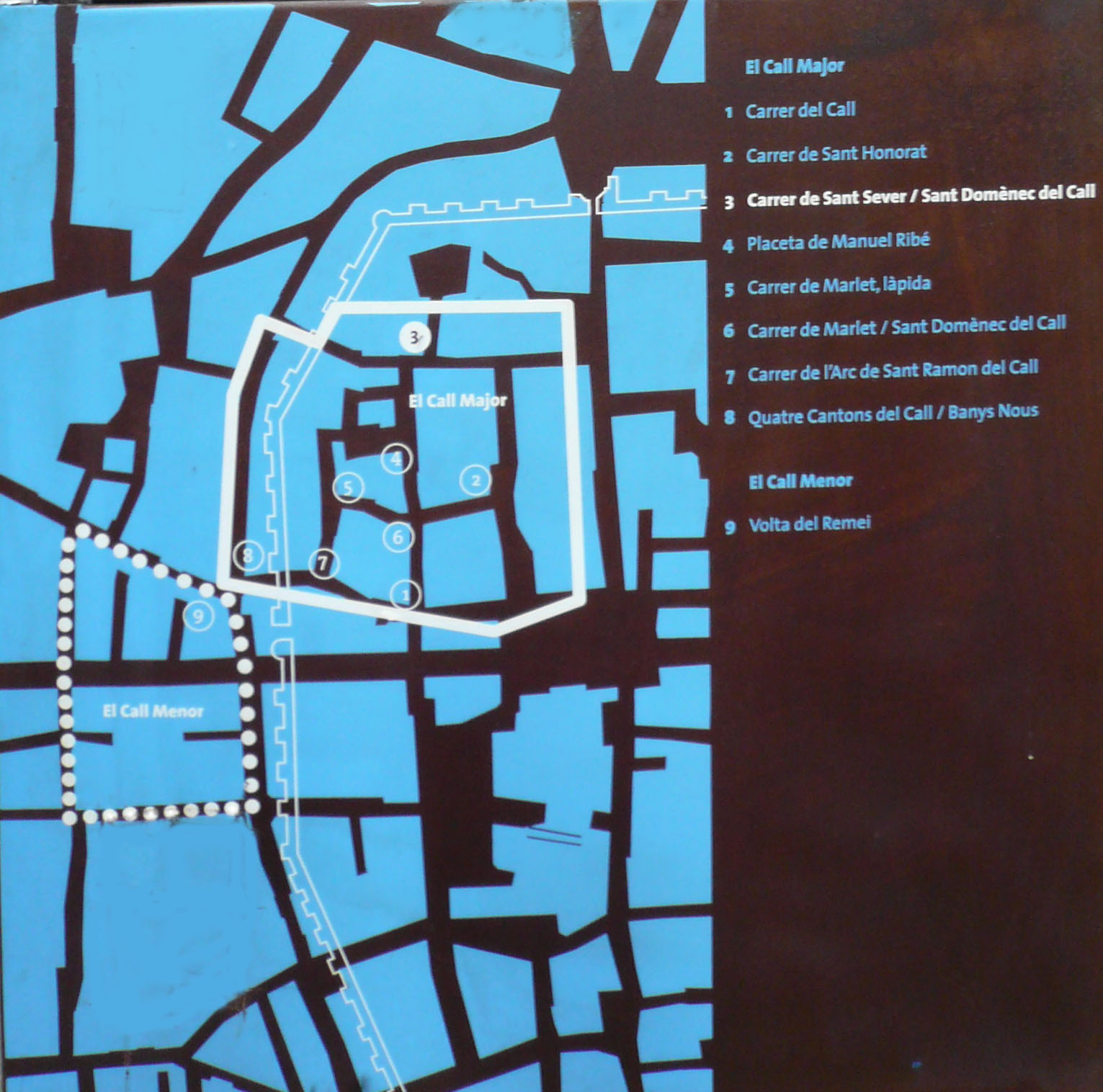
Situación del barrio judío de Barcelona superpuesto a las calles actuales (la plaza del centro a la derecha es la plaza de San Jaime).

Posteriormente la ciudad cayó bajo dependencia del Imperio carolingio, que abarca desde la conquista de Ludovico Pío en 801 hasta la ofensiva dirigida por Almanzor en 985. En esta época fue restaurada la catedral, gracias a la iniciativa del obispo Frodoí hacia el año 877, en ocasión del traslado de los restos de santa Eulalia a la cripta de la catedral. Durante los aproximadamente dos siglos que duró la influencia carolingia en Barcelona, la ciudad contaba además de la catedral con las iglesias urbanas de San Jaime, San Miguel y Santos Justo y Pastor, además de las localizadas extramuros de Santa María del Pino, Santa María del Mar y los monasterios de San Pablo del Campo y San Pedro de las Puellas; todas estas iglesias fueron reformadas posteriormente en otros estilos. Alrededor del siglo X se formaron también diversas parroquias y núcleos de población en las cercanías de la ciudad, como San Ginés dels Agudells, San Andrés de Palomar, San Juan de Horta, San Gervasio de Cassoles y San Martín de Provensals.
Durante la época medieval Barcelona tenía un barrio judío, el Call, situado entre las actuales calles de Fernando, Baños Nuevos, Palla y Obispo. Fundado en el 692, pervivió hasta su destrucción en 1391 en un asalto xenófobo. Estaba separado del resto de la ciudad por una muralla, y tenía dos sinagogas (Mayor, actualmente un museo, y Menor, hoy en día parroquia de San Jaime), baños, escuelas y hospitales.
El desarrollo de la agricultura en el llano de Barcelona se consolidó con la construcción, a mediados del siglo X —y seguramente por el conde Miró—, de dos canales que dirigían las aguas del río Llobregat y del Besós a las inmediaciones de la ciudad: la del Besós era conocida como Acequia Condal o Regomir, y era paralela a la Strata Francisca, una vía que suponía una variante de la antigua Via Augusta romana, y que fue construida por los francos para aproximar mejor la ciudad al centro del Imperio carolingio.

### Románico

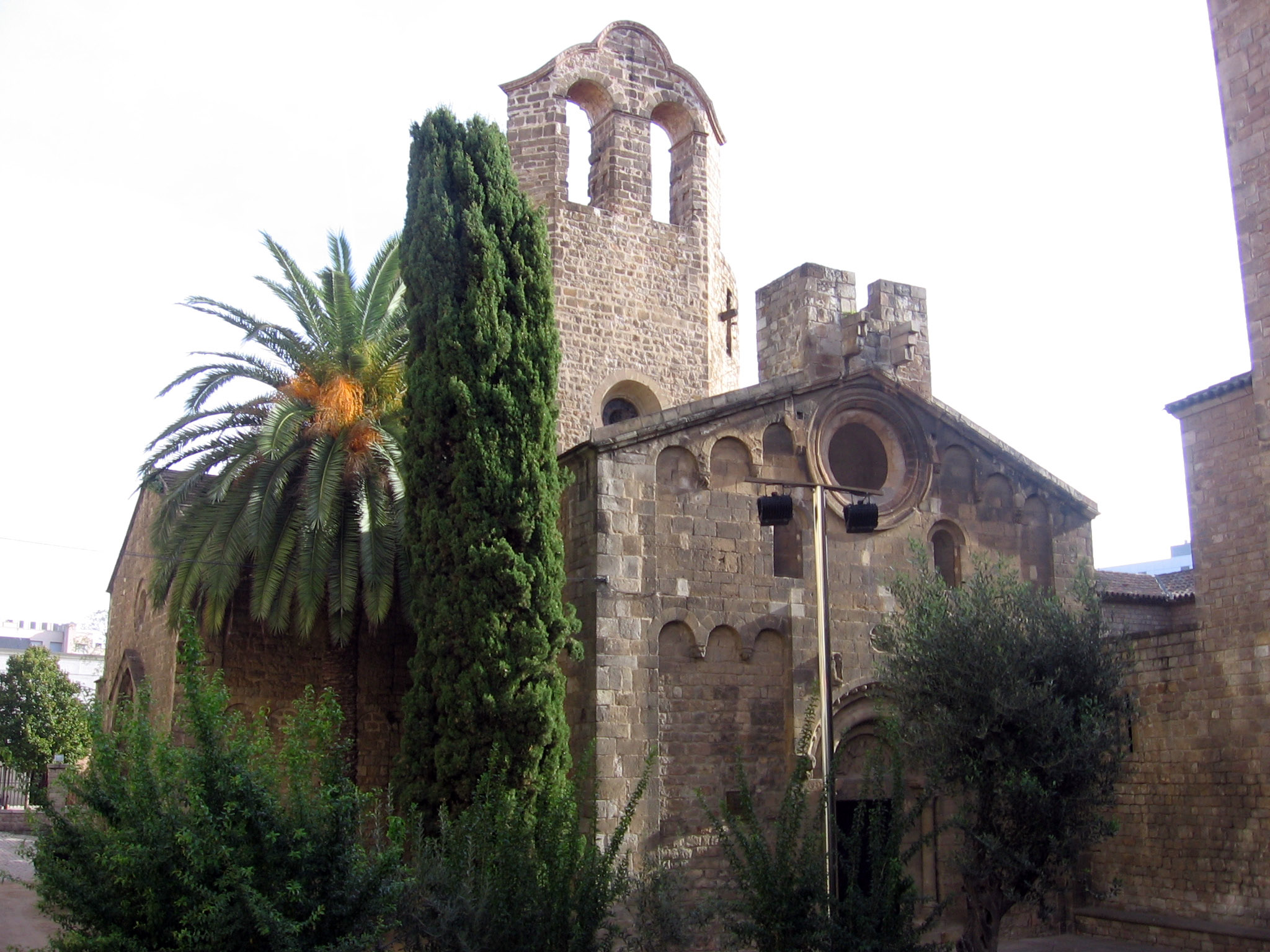
Monasterio de San Pablo del Campo.

El arte románico, desarrollado desde cerca del año 1000 hasta el siglo XIII, está ligado a la creación de los condados catalanes —de los que el Condado de Barcelona adquirió preeminencia sobre el resto—, que progresivamente fueron ganando autonomía del Imperio carolingio, al tiempo que fueron recuperando terreno a los reinos islámicos. Se estableció el feudalismo como régimen imperante, y surgieron las lenguas románicas, entre las que figura el catalán. En el Condado, las principales influencias provinieron de Lombardía y de las escuelas provenzal y tolosana, si bien se crearon nuevas tipologías en el uso de la piedra y en la cubierta de grandes superficies con bóveda que permiten hablar de un románico auténticamente catalán. La arquitectura románica destaca por el uso de bóvedas de cañón y arcos de medio punto, con muros de piedra labrada en sillares sobre un núcleo de mampostería. Las iglesias son de una o tres naves, con crucero ancho y girola en algunos casos, además de la presencia de uno o varios ábsides en la parte posterior.
Poco se sabe de la catedral de época románica, excepto que fue consagrada en 1058, lo que permite suponer que debía ser un edificio diferente del paleocristiano o prerrománico. Probablemente ocupaba el espacio central de la actual catedral gótica, y si seguía el modelo de otras iglesias de la época debía tener tres naves con tres ábsides escalonados y pórtico de entrada. Tenía un campanario que lindaba con el Palacio Condal. Del siglo XI es también la iglesia de Nuestra Señora del Coll, situada al pie del monte Carmelo, de la que se conserva el cuerpo central y el campanario, mientras que los demás elementos actuales de la iglesia son del siglo XX.

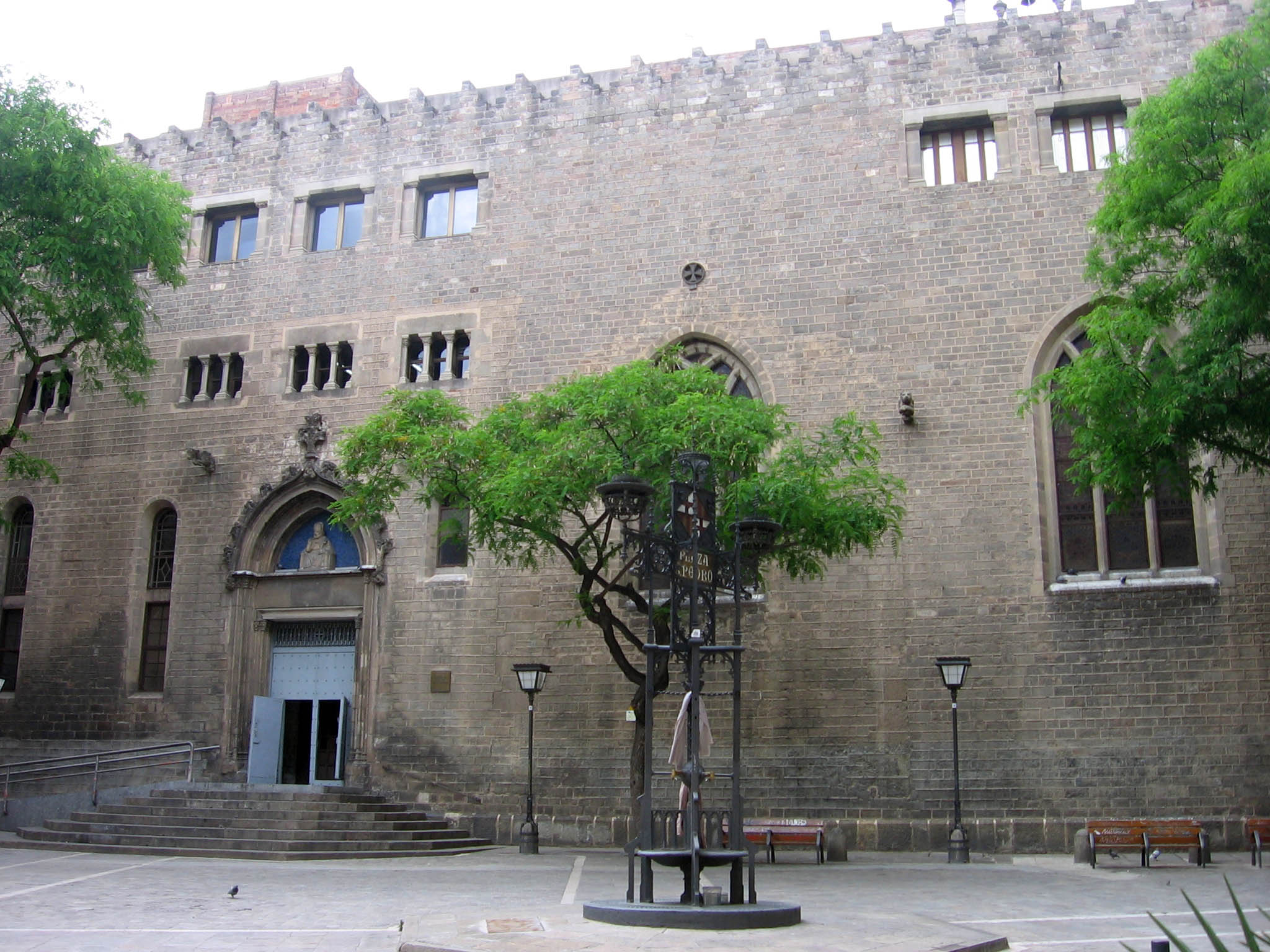
Monasterio de San Pedro de las Puellas.

El principal exponente del arte románico en Barcelona es el monasterio de San Pablo del Campo, totalmente reformado entre los siglos XII y XIII. La iglesia tiene planta de cruz griega cubierta con bóvedas de cañón y una cúpula de planta octogonal que sobresale en el exterior en forma de torre, con tres ábsides y un pequeño claustro de columnas pareadas. La fachada tiene un tímpano con una imagen de Jesús entre los santos Pedro y Pablo, con el Tetramorfos y la mano de Dios.

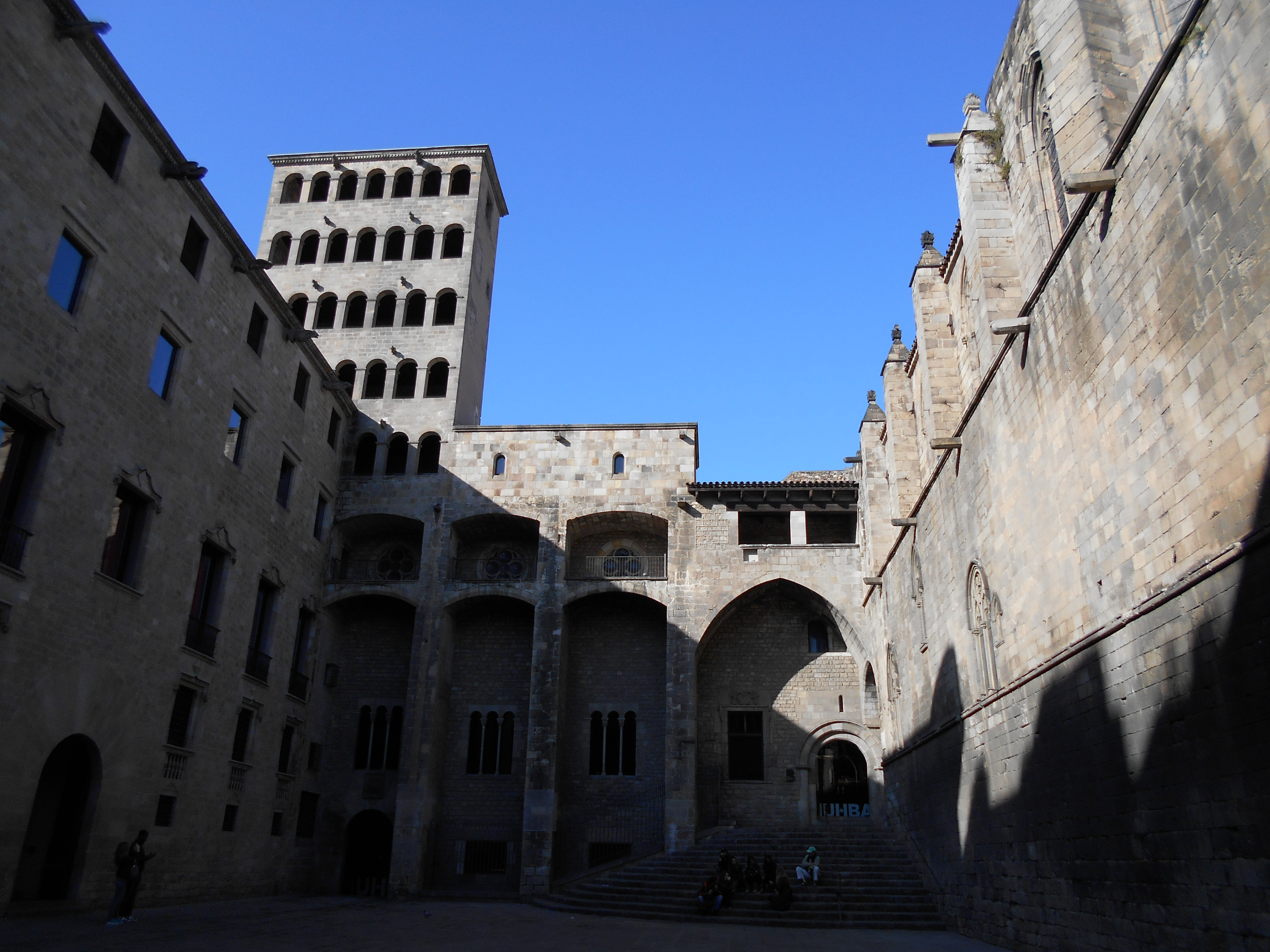
Palacio Real Mayor.

En el siglo XII fue reformado también el monasterio de San Pedro de las Puellas, fundado el año 945 por el conde Sunyer, pero reconstruido en estilo románico antes de 1147, fecha en que fue consagrada la iglesia. Tenía una planta en forma de cruz, con atrio, claustro y varias dependencias monásticas. A mediados de siglo se creó el monasterio de Santa Ana, con planta de cruz latina de una nave y cabecera rectangular; el claustro es del siglo XV, de dos pisos, con una galería inferior de arcos apuntados con columnas cuadrilobuladas. Del siglo XII son también: la capilla de San Lázaro, en la plaza del Pedró, que formaba parte de una antigua leprosería; y la capilla de Marcús, perteneciente a un antiguo hospital para pobres, con planta rectangular y un ábside que fue demolido en 1787. De esta época sería también probablemente la iglesia de San Juan de Horta, alrededor de la cual se creó el municipio de Horta, destruida en los sucesos de la Semana Trágica de 1909.

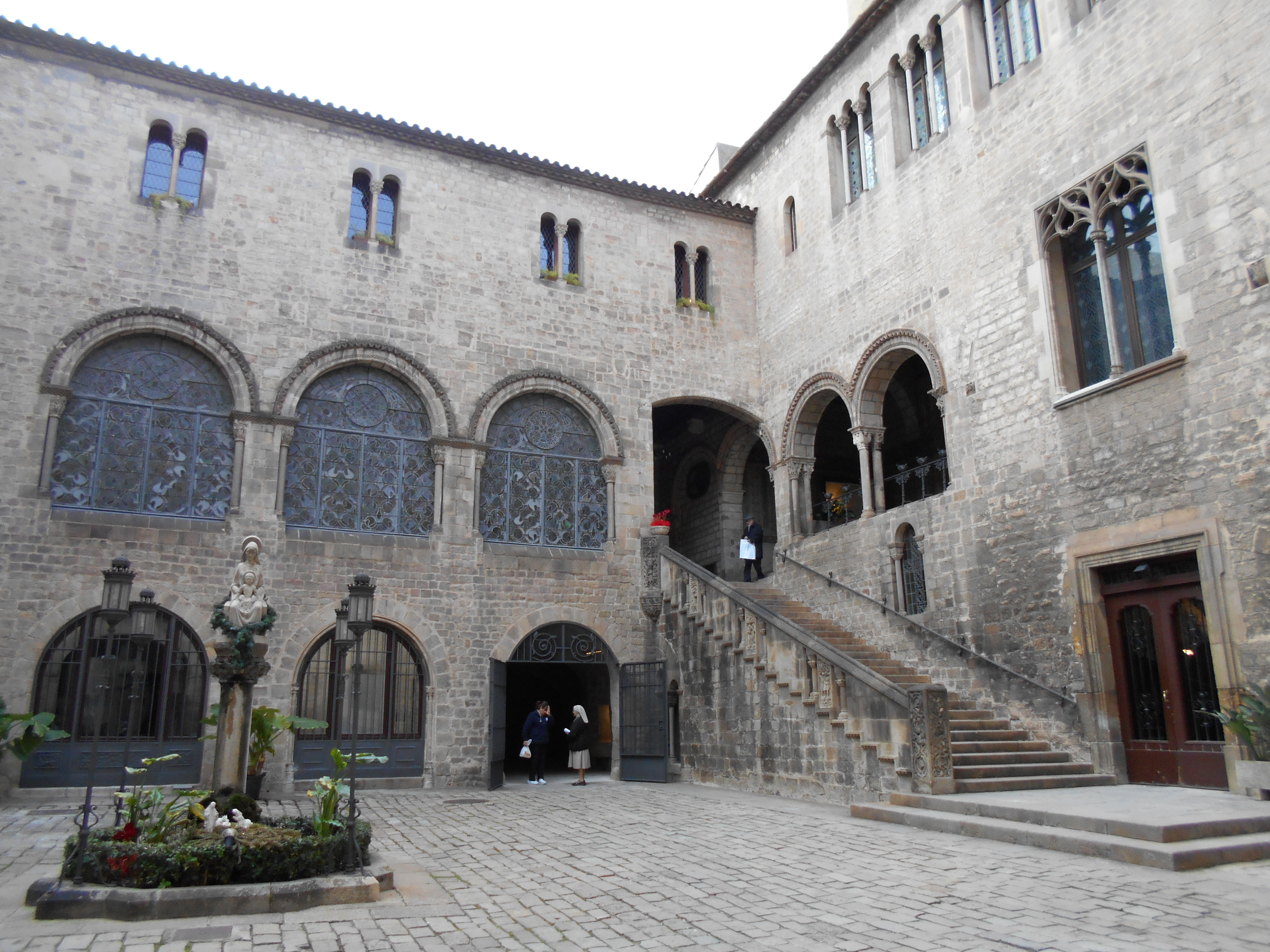
Palacio Episcopal de Barcelona.

En el siglo XIII el románico fue evolucionando hacia formas que apuntaban al nuevo estilo gótico. En este período, la pujanza de la ciudad a nivel administrativo y económico comportó la construcción de numerosos edificios públicos y palacios para la nobleza y el clero. El principal exponente fue el Palacio Condal, posteriormente Palacio Real Mayor, que durante los siglos XII y XIII fue ampliamente remodelado, pasando de lo que en un inicio debió ser seguramente una construcción fortificada a un palacio plenamente señorial. Sin embargo, del palacio románico, reformado posteriormente en estilo gótico, subsisten tan solo las bóvedas de cañón que hay bajo el Salón del Tinell, las fachadas norte y sur y las ventanas de la fachada principal, tapiadas al construirse el Tinell.
Otro exponente fue el Palacio Episcopal de Barcelona, construido entre los siglos XII y XIII. Tenía una estructura de tres pisos con patio central, del que destacan unas arcadas de medio punto en el lado noroccidental, con unas columnas con capiteles decorados que son uno de los escasos ejemplos que se conservan de la escultura románica civil de la ciudad. Este palacio comprendía la capilla de Santa Lucía (1257), integrada actualmente en el claustro de la catedral, de reducidas dimensiones y planta cuadrada, cubierta por una bóveda apuntada, hecho que apunta ya al gótico.
La prosperidad ganada con la expansión territorial propició los primeros asentamientos extramuros de la ciudad, una vez alejado el peligro de las incursiones musulmanas. Se crearon diversos núcleos de población (vila nova), generalmente en torno a iglesias y monasterios: así ocurrió alrededor de la iglesia de Santa María del Mar, donde se creó un barrio de carácter portuario; igualmente en la iglesia de San Cucufate del Riego, de carácter agrario; el barrio de San Pedro en torno a San Pedro de las Puellas; el barrio del Pino surgió alrededor de la iglesia de Santa María del Pino; y el Mercadal, en torno al mercado del Portal Mayor. La creación de estos nuevos barrios obligó a ampliar el perímetro amurallado, por lo que en 1260 se construyó una nueva muralla desde San Pedro de las Puellas hasta las Atarazanas, cara al mar. El nuevo tramo era de 5100 metros, y englobaba un área de 1,5 km². El recinto contaba con ochenta torres y ocho nuevas puertas, entre las que se encontraban varios enclaves de relevancia en la actualidad, como el Portal del Ángel, la Portaferrissa o la Boquería.

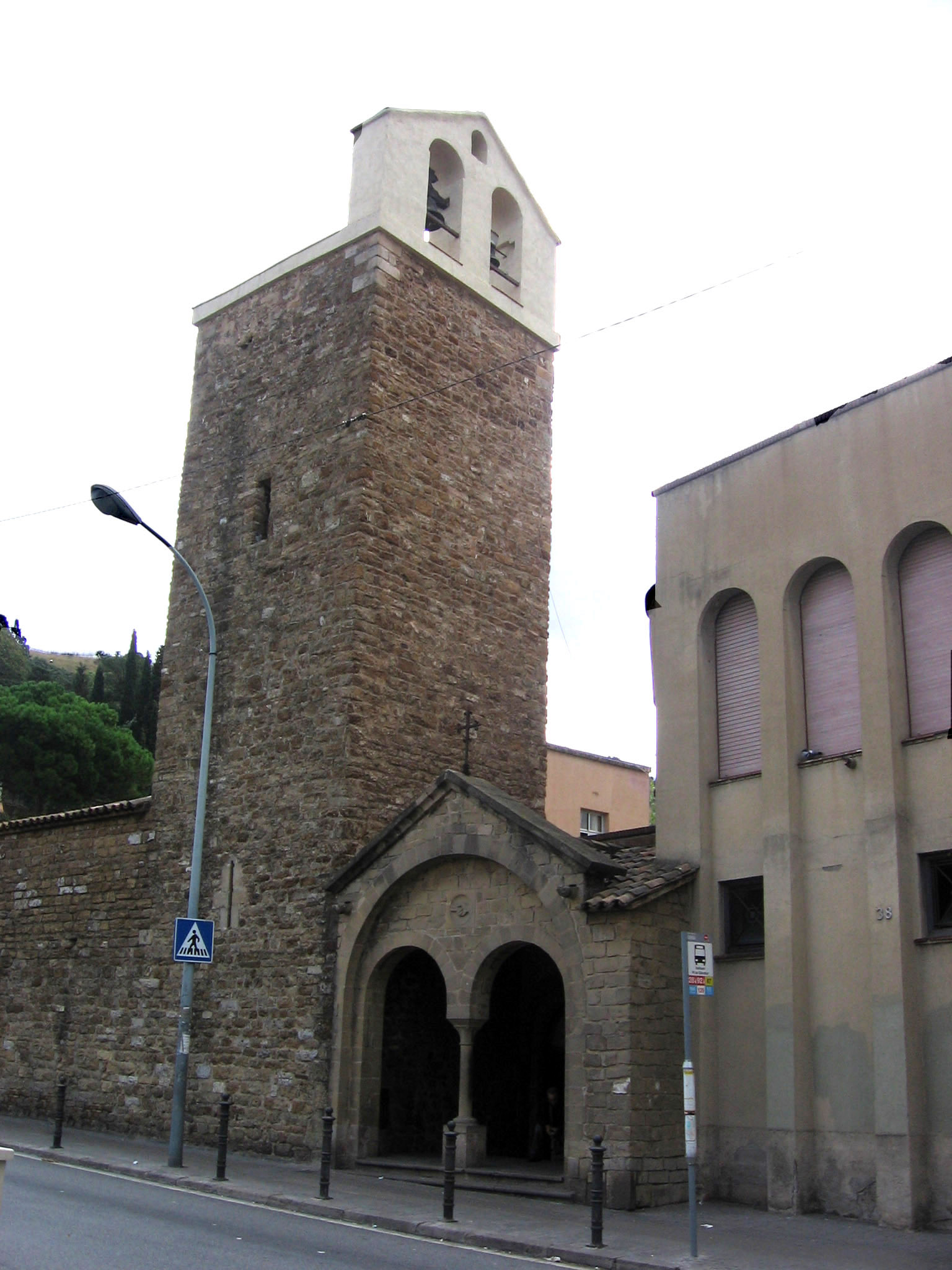
Iglesia de Nuestra Señora del Coll.
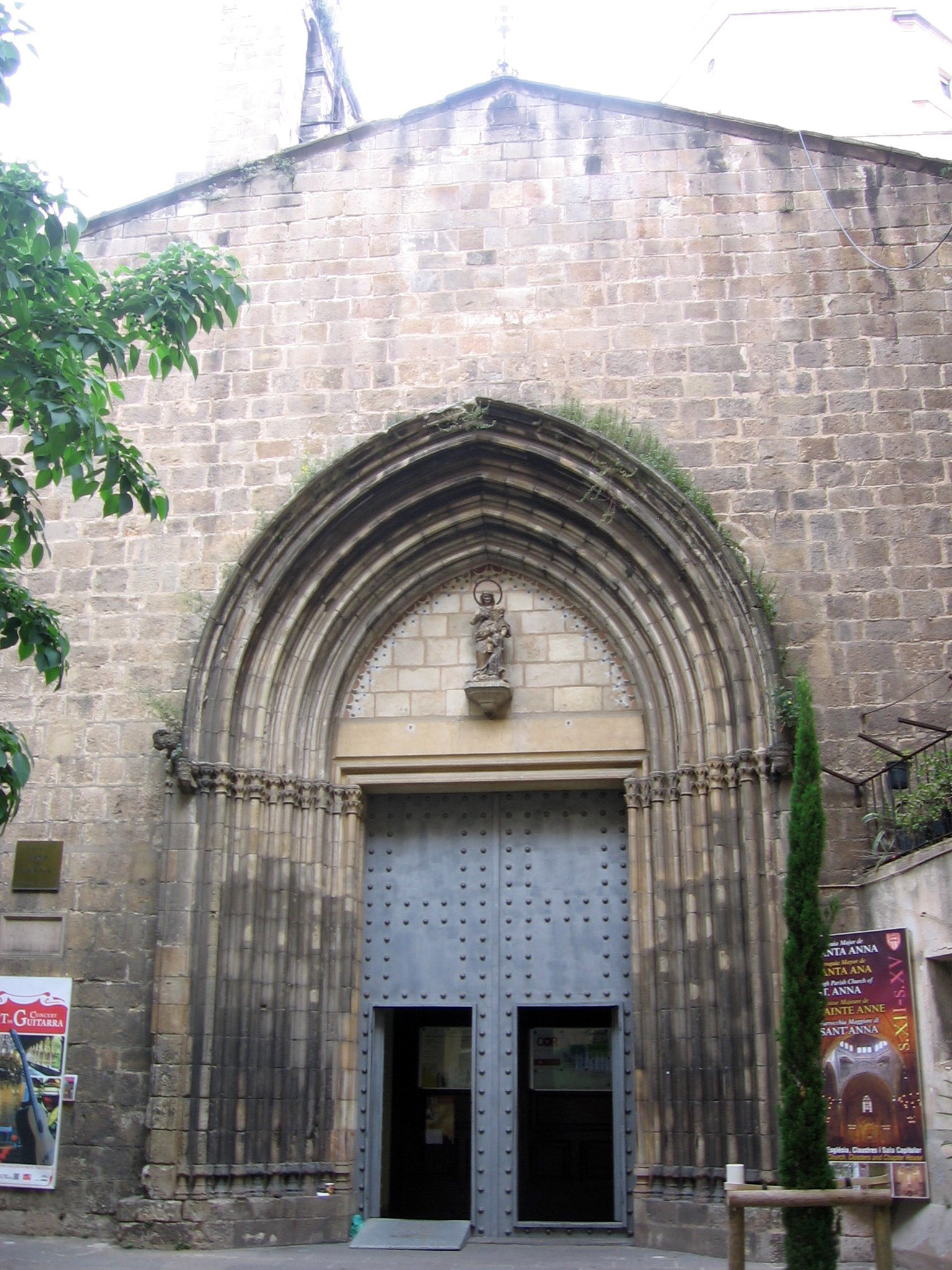
Monasterio de Santa Ana.
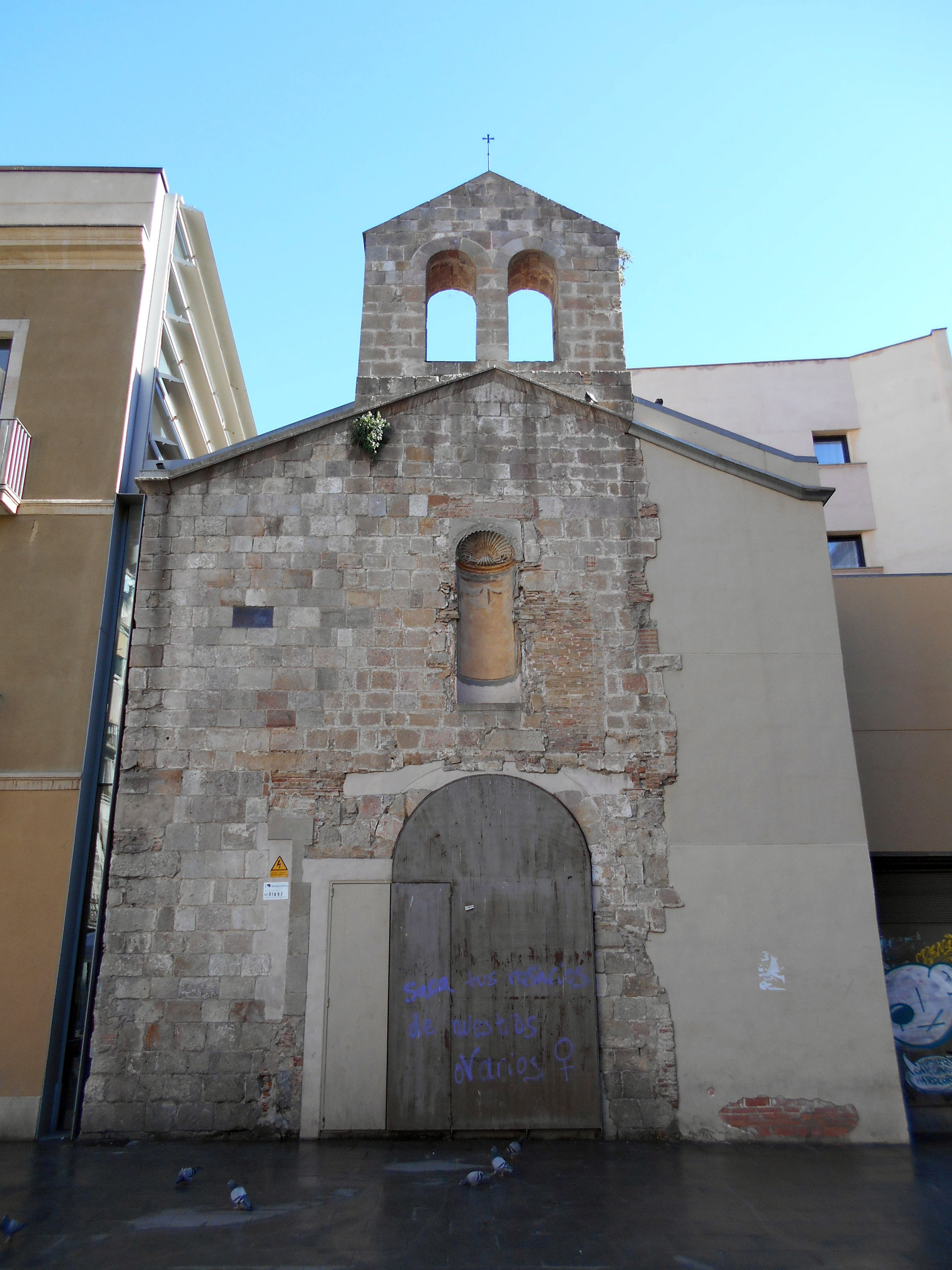
Capilla de San Lázaro.
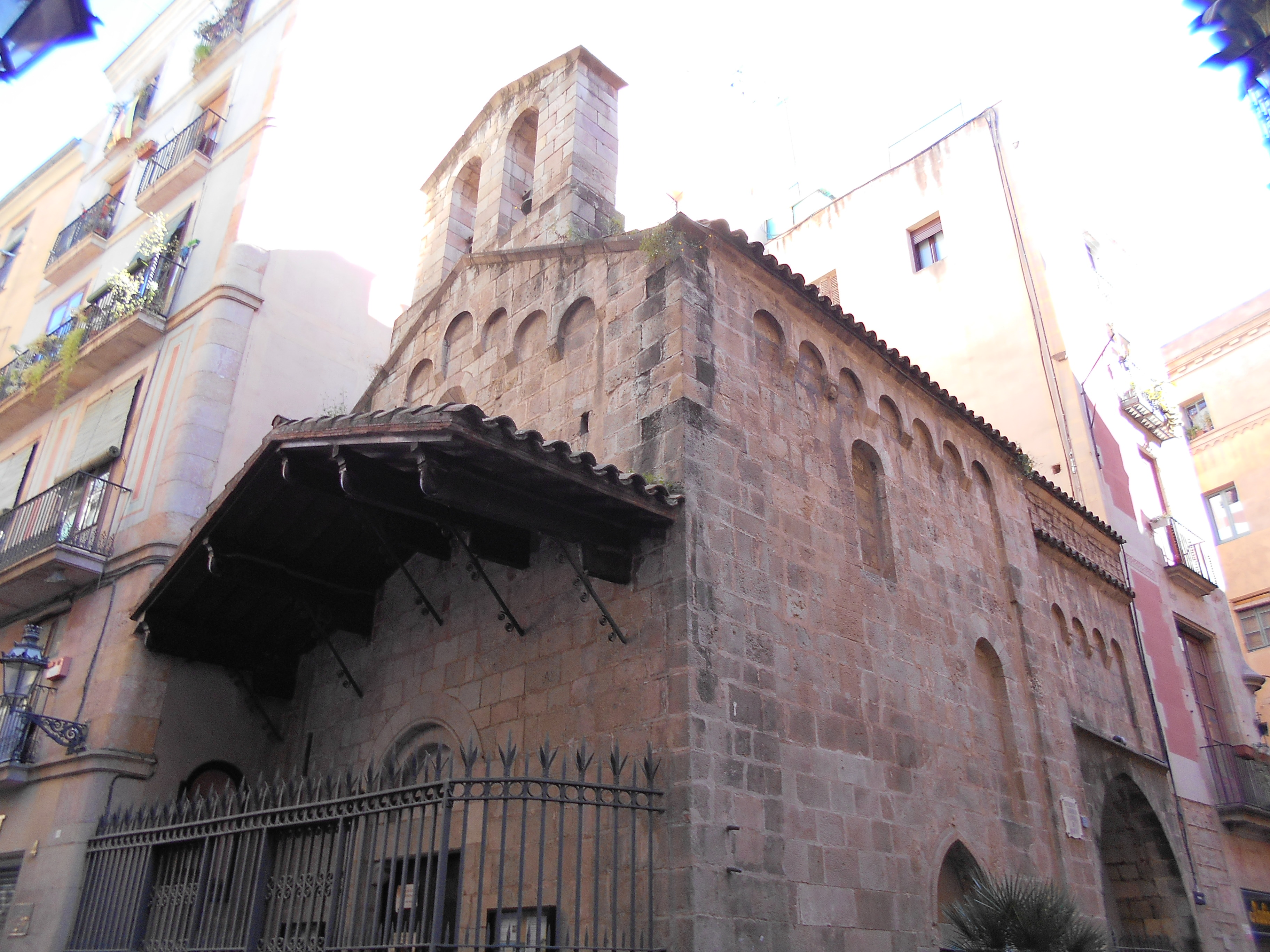
Capilla de Marcús.
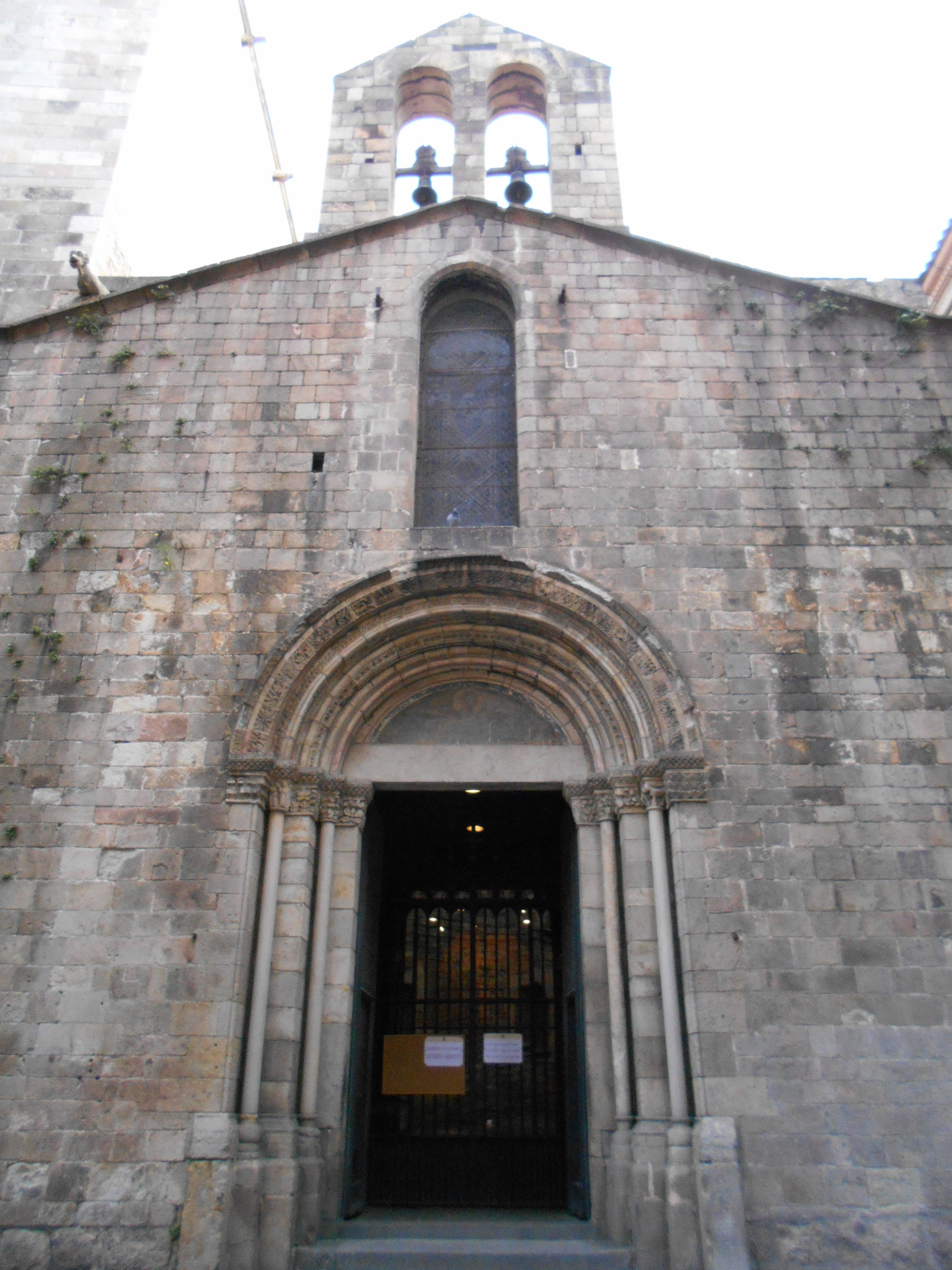
Capilla de Santa Lucía.
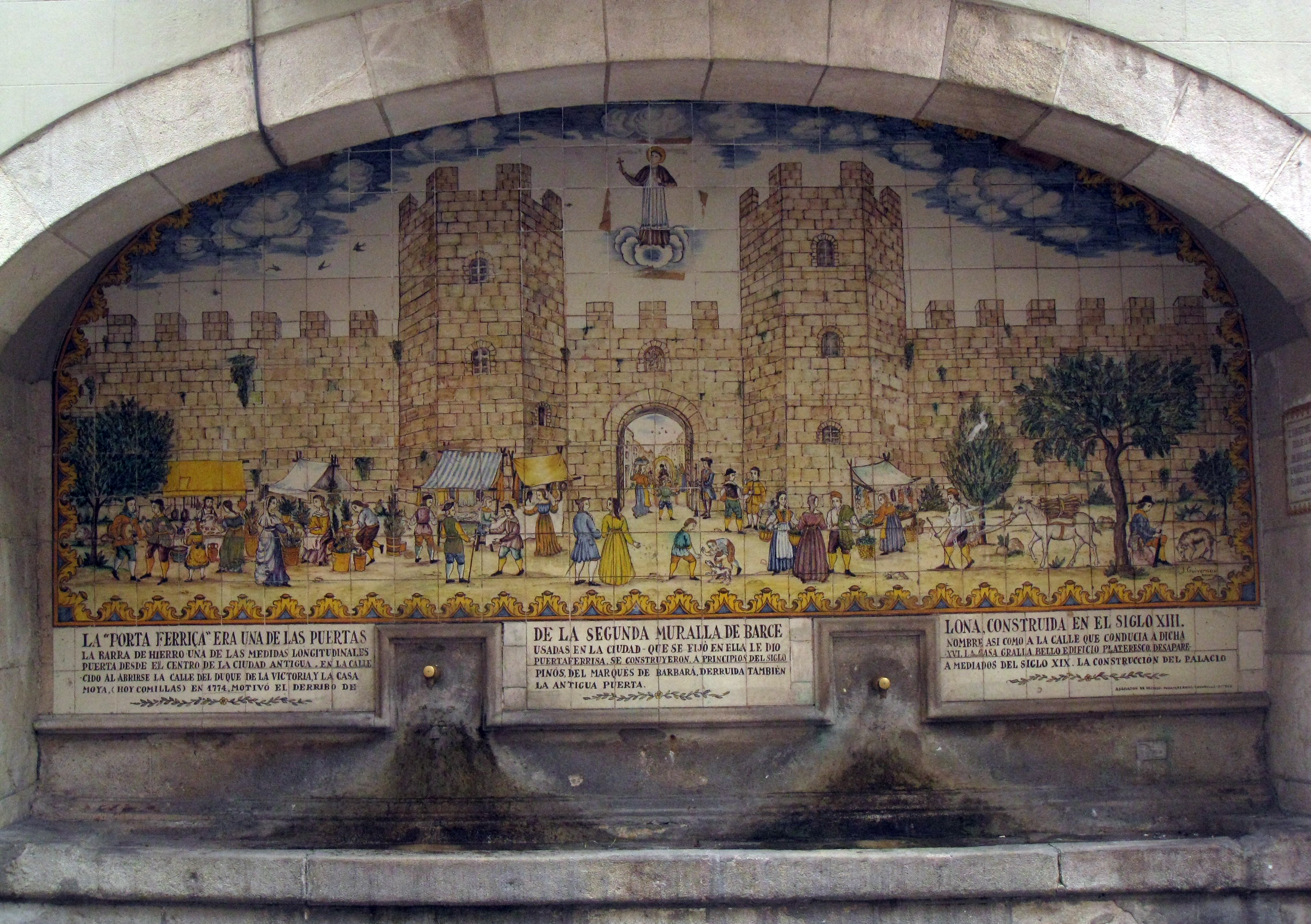
Portal de la Portaferrissa, en un azulejo de la fuente homónima.

### Gótico

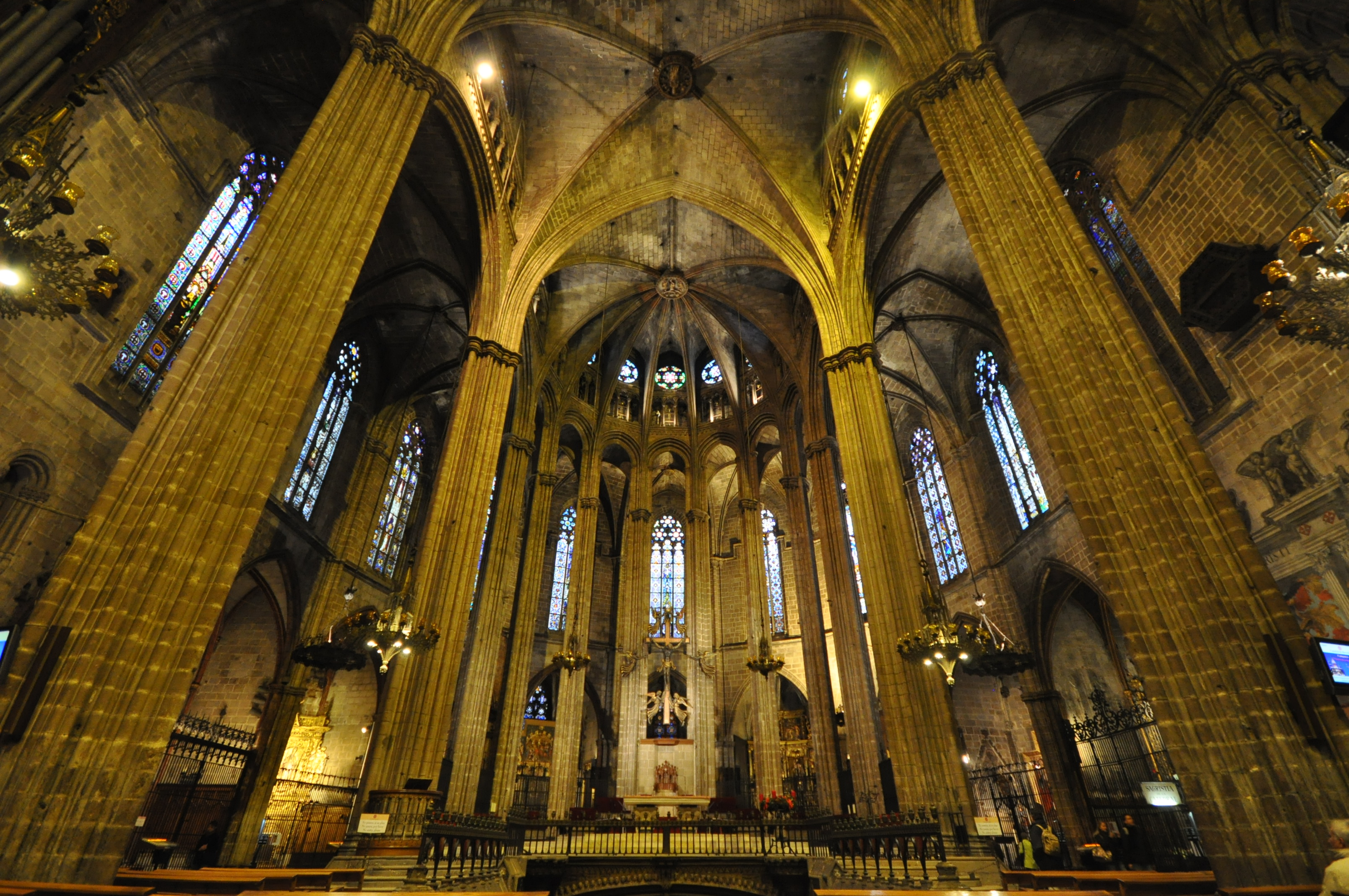
Catedral de la Santa Cruz y Santa Eulalia.

Desarrollado entre los siglos XIII y XVI, fue una época de desarrollo económico y de expansión geográfica: Barcelona se convirtió en uno de los principales centros políticos, económicos, sociales, culturales y comerciales de la Corona de Aragón, y llegaría a ser una de las principales potencias mediterráneas en los siglos XIII, XIV y XV, en competencia con Génova y Venecia. La arquitectura sufrió una profunda transformación, con formas más ligeras, más dinámicas, con un mejor análisis estructural que permitía hacer edificios más estilizados, con más aberturas y, por tanto, mejor iluminación. Aparecieron nuevas tipologías como el arco apuntado y la bóveda de crucería, y la utilización de contrafuertes y arbotantes para sostener la estructura del edificio, lo que permitía interiores más amplios y decorados con vitrales y rosetones.
Desde mediados del siglo XIII se introdujeron en Barcelona las iglesias plenamente góticas, caracterizadas por la planta de una nave con cabecera poligonal flanqueada por capillas laterales entre contrafuertes. Estas iglesias fueron promovidas en sus inicios principalmente por franciscanos y dominicos, y fueron sus primeros exponentes las iglesias-monasterio de Santa Catalina y San Francisco. La de Santa Catalina, de la orden dominica —derribada en 1837 y sustituida por el mercado de igual nombre—, fue fundada en 1243, y tenía nave única de siete tramos con capillas laterales y cabecera heptagonal. La iglesia de San Francisco (1247-1297) tenía una nave con siete tramos, con capillas laterales y ábside poligonal; se encontraba en la actual plaza del Duque de Medinaceli, hasta que fue demolida en 1837. Entre los siglos XIII y XIV se construyó también el convento del Carmen —derribado en 1875—, con nave única con cabecera poligonal y capillas laterales, cubierta de arcos diafragma que posteriormente fue sustituida por una bóveda de crucería.
En 1298 se inició la reforma gótica de la Catedral de Barcelona, con una estructura de tres naves con girola y capillas dobles, y cripta con la tumba de santa Eulalia. La cabecera está inspirada en la Catedral de Narbona, con deambulatorio y corona de capillas radiales. El proyecto inicial es de autor desconocido, mientras que entre 1317 y 1339 Jaume Fabre completó la cabecera y la cripta; Bernat Roca se encargó entre 1365 y 1388 del crucero y los campanarios, así como las bóvedas de las naves hasta el trascoro; entre 1398 y 1405 Arnau Bargués realizó la sala capitular; en los siguientes años se construyó el claustro, siendo maestros de obras Jaume Solà, Bartomeu Gual y Andreu Escuder. La fachada fue construida en el siglo XIX, en estilo neogótico.

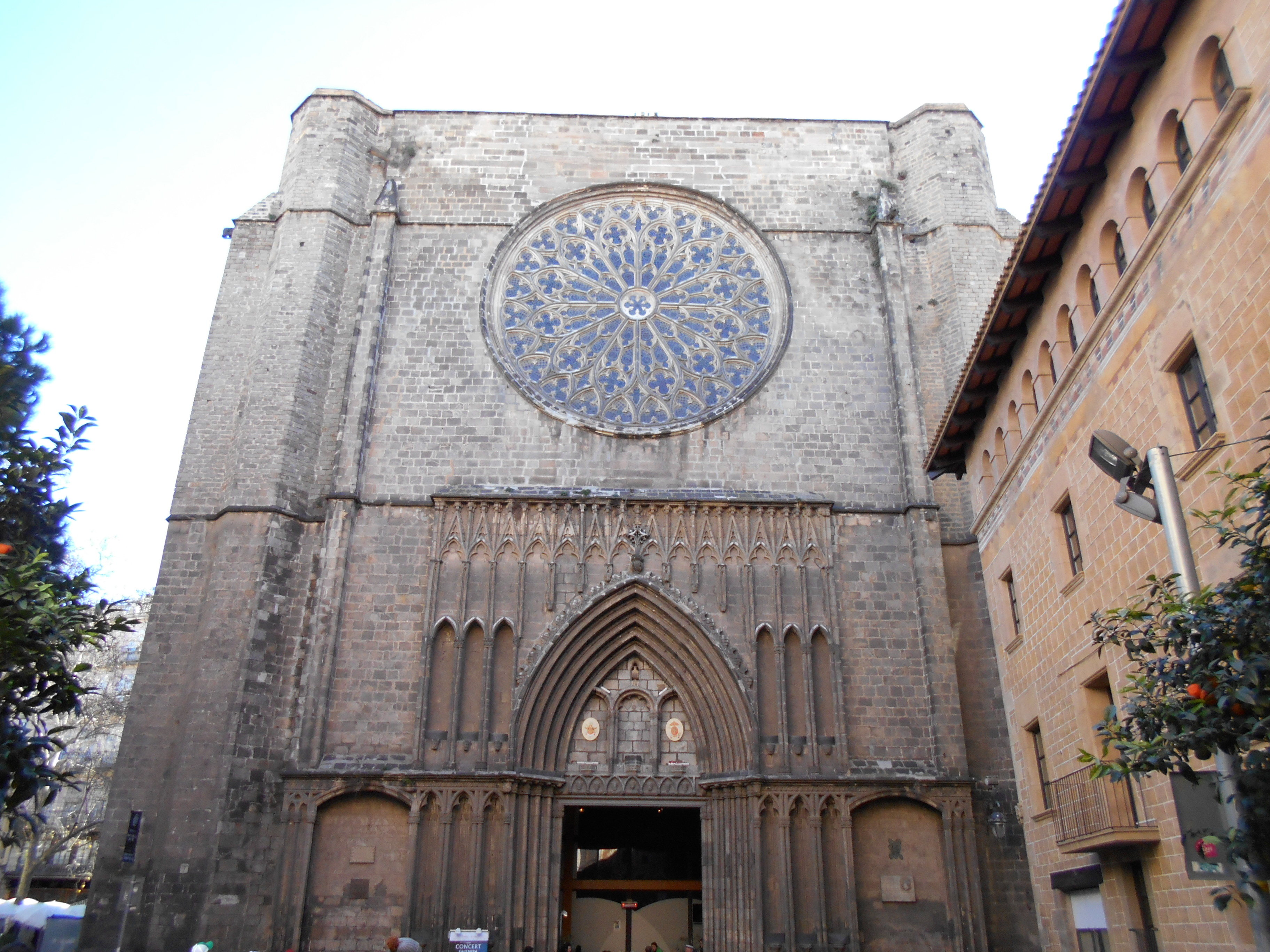
Santa María del Pino (1319-finales del).

Junto a la catedral surgieron un amplio conjunto de iglesias, siendo la primera la de Santa María del Pino, iniciada en 1319 y prácticamente concluida a finales del siglo XIV. Presenta una sola nave de siete tramos con bóvedas de crucería, con capillas entre los contrafuertes, siguiendo el tipo de las iglesias de órdenes mendicantes. La fachada destaca por su gran rosetón con tracerías radiales, comparable a las de Sant Cugat del Vallès y la Catedral de Tarragona. Junto a la iglesia se encuentra el campanario, de planta octogonal. En su trazado intervinieron maestros de obras como Guillem Abiell, Francesc Basset y Bartomeu Mas.
Poco después surgió el monasterio e iglesia de Santa María de Pedralbes, de la orden de las clarisas, fundado en 1326 por iniciativa de la reina Elisenda de Montcada, con intervención de los maestros de obras Antoni Nató y Guillem Abiell. La iglesia tiene nave única con cabecera heptagonal, con capillas bajas entre los contrafuertes del lado de la cabecera, y un coro en el lado inferior de la iglesia. Posteriormente, entre los siglos XIV y XV, se construyó el claustro, a cuyo alrededor se hallan las dependencias monásticas.

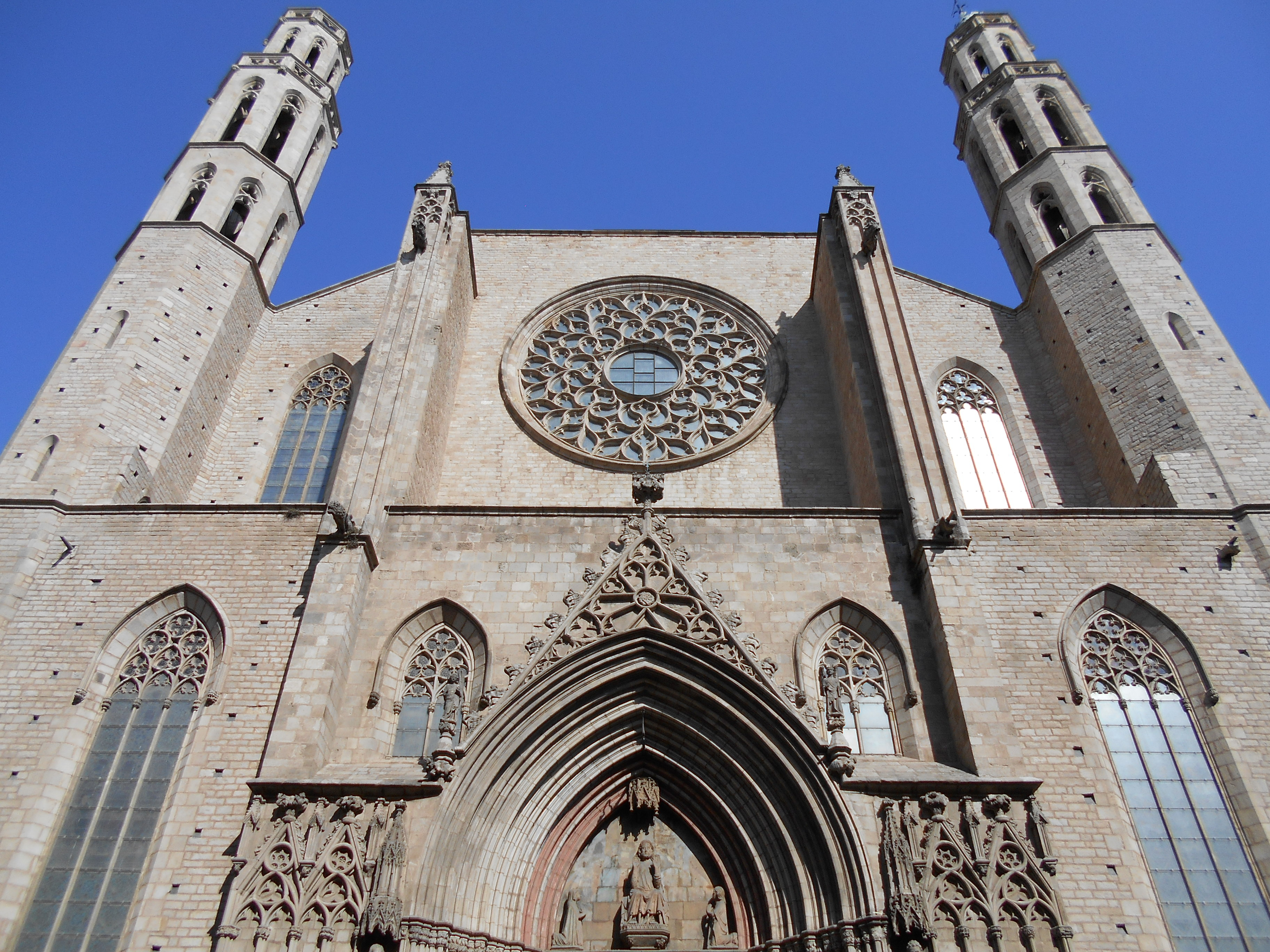
Santa María del Mar (1329-1384).

Le siguió la iglesia de Santa María del Mar, uno de los mejores exponentes del gótico en la ciudad, construida entre 1329 y 1384 sobre la primitiva iglesia paleocristiana de Santa María de las Arenas, con un proyecto de Berenguer de Montagut, continuado por Ramon Despuig y Guillem Metge. Presenta tres naves separadas por columnas octogonales, girola con capillas radiales y un interior amplio y diáfano, donde destaca un magnífico rosetón vidriado.
Otras iglesias de la época son: la de los Santos Justo y Pastor (1342-1360), de Bernat Roca, con una nave de cinco tramos con bóveda de crucería, capillas laterales con ábside, torre-campanario octogonal y una fachada donde destaca un ventanal apuntado en vez del habitual rosetón; el convento e iglesia de San Agustín (1347-1507), dañado durante el sitio de 1714 y que más tarde fue usado como cuartel y actualmente como sala de exposiciones y sede del Archivo Fotográfico Municipal, del que se conserva parte del claustro, la nave lateral de la iglesia y el refectorio; y la iglesia de la Santísima Trinidad (1394) —posteriormente de San Jaime tras la desaparición de la iglesia de ese nombre que había en la plaza homónima en el siglo XIX—, construida sobre la antigua sinagoga menor del barrio judío, de la que solo se conserva de época gótica la nave y la puerta, mientras que la cabecera es del siglo XVII y el resto de elementos son añadidos neogóticos del siglo XIX.

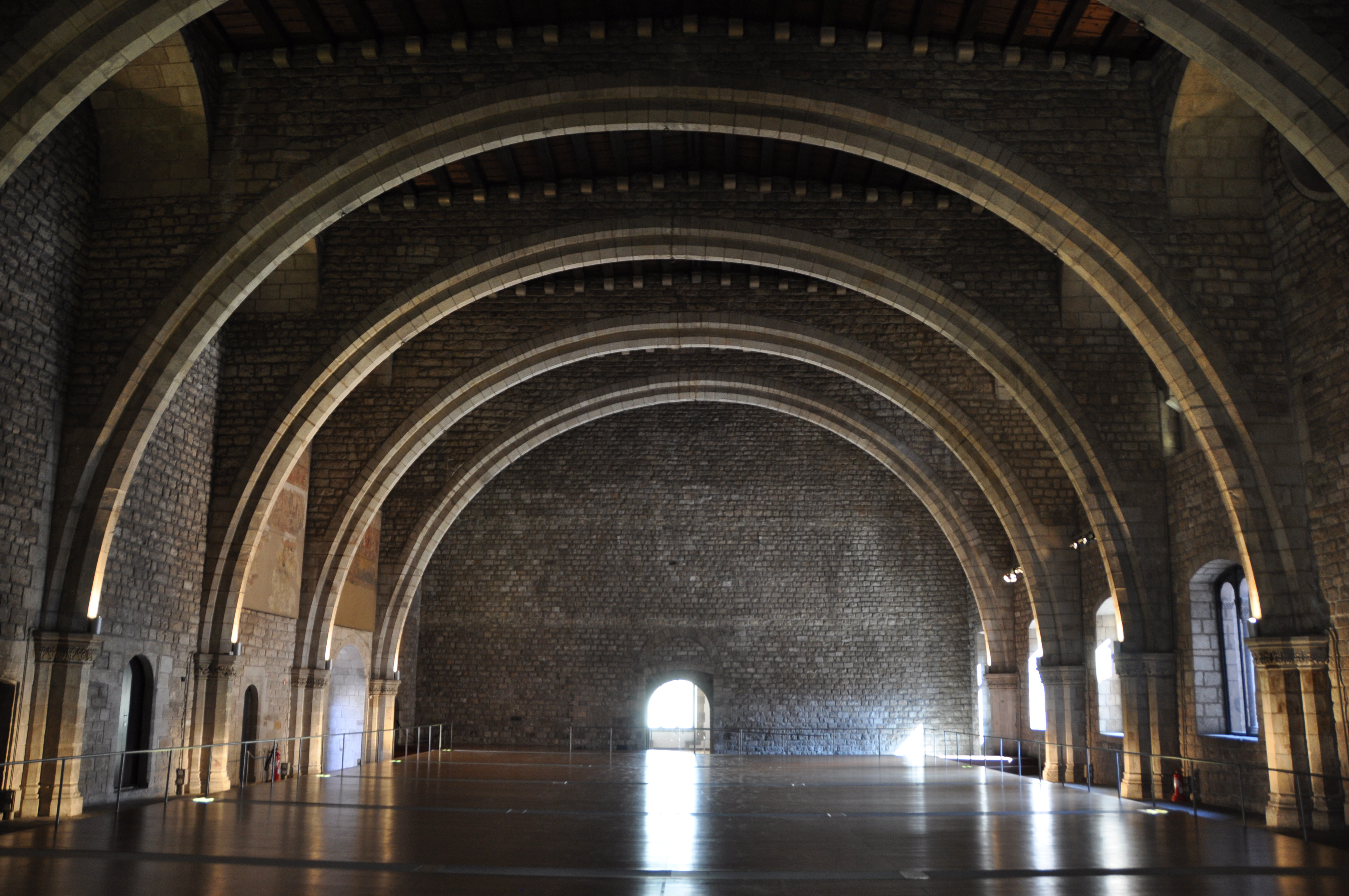
Salón del Tinell, Palacio Real Mayor (1359-1370).

También conviene destacar en la periferia de la ciudad la iglesia de San Martín de Provensals, de origen incierto, aunque fue reconstruida entre los siglos XV y XVII en estilo gótico, de la que destaca su fachada, obra de Joan Aymerich, que presenta unas molduras flamígeras entrecruzadas y un tímpano con una escultura de san Martín de Tours; el monasterio de San Jerónimo del Valle de Hebrón (1393), obra de Arnau Bargués, con iglesia de una nave de cinco tramos con bóveda de crucería y dos capillas entre los contrafuertes, destruido en 1835; y el convento franciscano de Santa María de Jesús (1427), situado en el camino de Jesús —posterior paseo de Gracia—, que constaba de convento, claustro, iglesia, cementerio y huerto, destruido en 1808.
En el terreno civil destacó el Palacio Real Mayor, reformado del anterior edificio románico, en el transcurso de cuyas modificaciones se derribó la mayor parte de la estructura anterior —solo se dejaron las fachadas—, y se construyó un gran salón de banquetes y recepciones, la Cámara Mayor o Salón del Tinell, construido por Guillem Carbonell entre 1359 y 1370. Se trata de una sala rectangular, de 33,5 m de longitud y 17 m de altura, con seis arcos diafragma de medio punto apoyados sobre unos pequeños pilares con capitel, y techo de madera policromada. En esta época se anexó al palacio la capilla de Santa Ágata, construida entre 1302 y 1310 por Bertran Riquer, la cual consta de una sola nave, con techo de madera de dos vertientes, apoyado en arcos diafragma; en el altar se encuentra el Retablo del Condestable, de Jaume Huguet.
El mismo Carbonell reformó entre 1367 y 1368 el Palacio Real Menor de Barcelona, ubicado en la actual calle de Ataúlfo, un edificio originario del siglo XII que había pertenecido a la Orden del Temple, que fue reformado en estilo gótico con nuevas dependencias, como la Sala de los Caballos, realizada a imitación del Tinell, o la Cámara Blanca, destinada al rey. Este palacio destacaba igualmente por un amplio jardín con animales exóticos a modo de pequeño zoológico. En la actualidad solo se conserva la capilla, reformada entre 1542 y 1547 por Andreu Matxí, el cual sustituyó los anteriores arcos diafragmáticos por unas bóvedas de crucería, y construyó las capillas laterales; en 1868 Elías Rogent reformó la fachada.

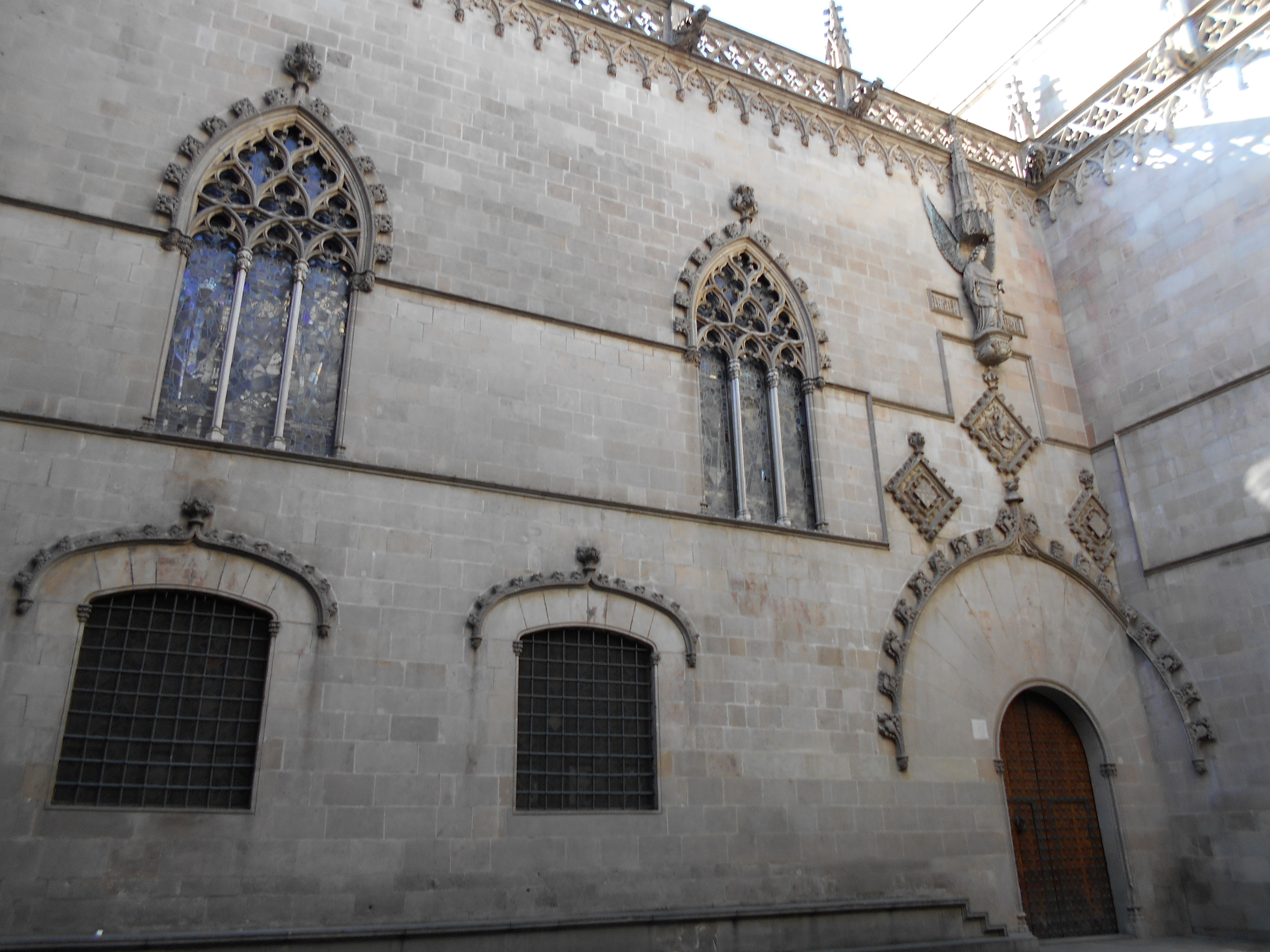
Fachada gótica de la Casa de la Ciudad de Barcelona (1400-1402).

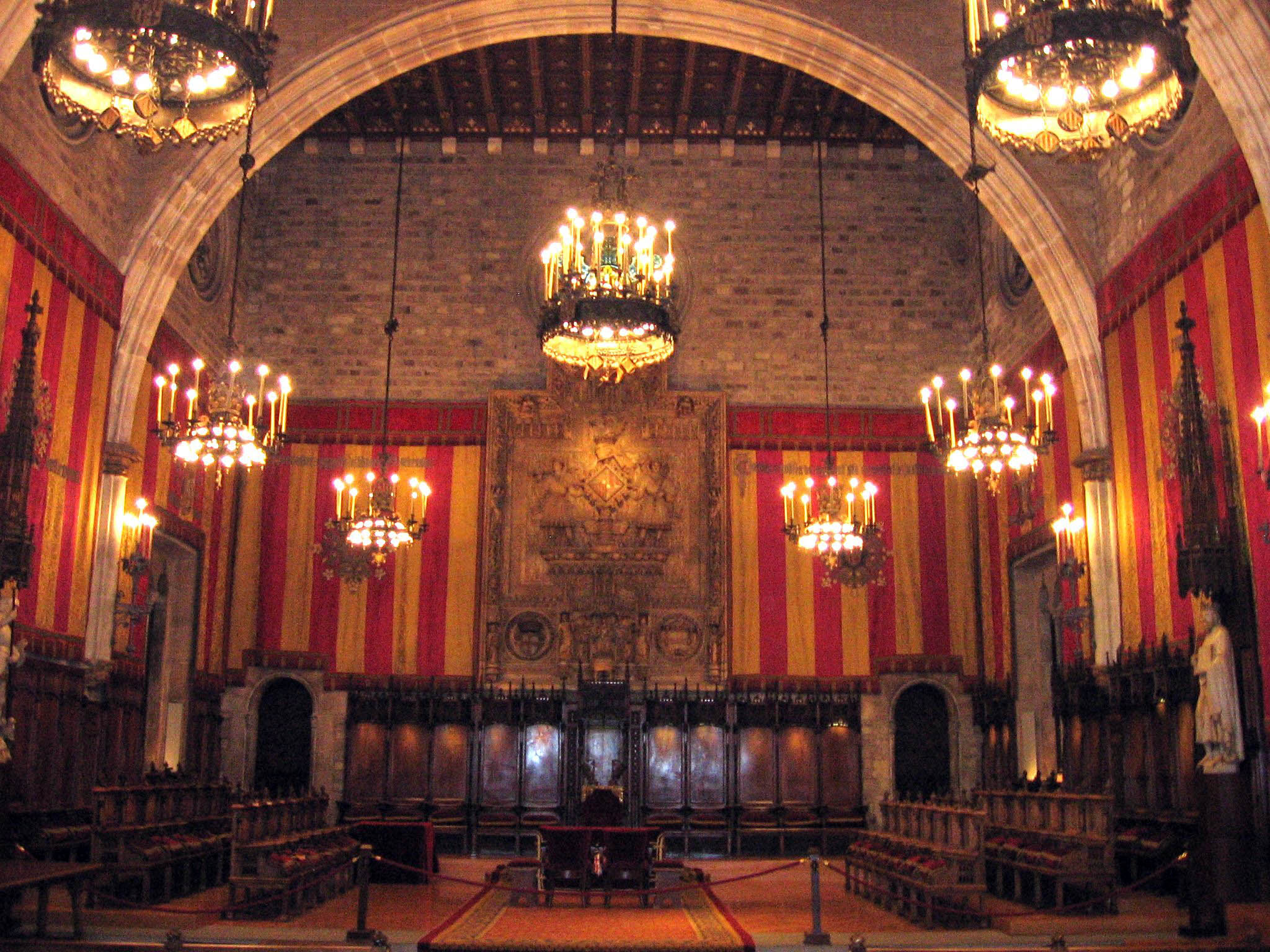
Salón de Ciento, Casa de la Ciudad (1373).

En esta época se creó la Casa de la Ciudad —sede del Ayuntamiento—, que en principio consistía en un salón construido en el patio interior de la casa del escribano del Consejo de Ciento, el grupo de prohombres que dirigía la ciudad, cuyas reuniones se celebraban hasta entonces en el convento de Santa Catalina. Se construyó entonces el Salón de Ciento, obra de Pere Llobet inaugurada en 1373. Entre 1400 y 1402 se edificó una nueva fachada, a cargo de Arnau Bargués, donde destacan la puerta de medio punto y una arquería ciega sobre las aberturas, así como la decoración escultórica, de la que sobresale un San Rafael elaborado por Pere Sanglada; se trata de la fachada que da a la calle de la Ciudad, ya que la fachada principal actual, que da a la plaza de San Jaime, es del siglo XIX, en estilo neoclásico.
Se creó entonces también el Palacio de la Generalidad de Cataluña —originalmente una institución recaudadora de impuestos y actual sede del gobierno autonómico—, emplazado en una antigua casa señorial del Call, adquirida por las Cortes Catalanas en 1401 tras la expulsión de los judíos. Entre 1416 y 1418 fue remodelado por Marc Safont, principalmente en cuanto a la construcción de una nueva fachada en la calle del Obispo, ejecutada en gótico flamígero con ornamentación escultórica de Pere Johan. Posteriormente, en 1425, el mismo Safont reformó la galería de la planta noble, y entre 1427 y 1434 construyó la capilla de San Jorge en el espacio donde anteriormente había una torre.

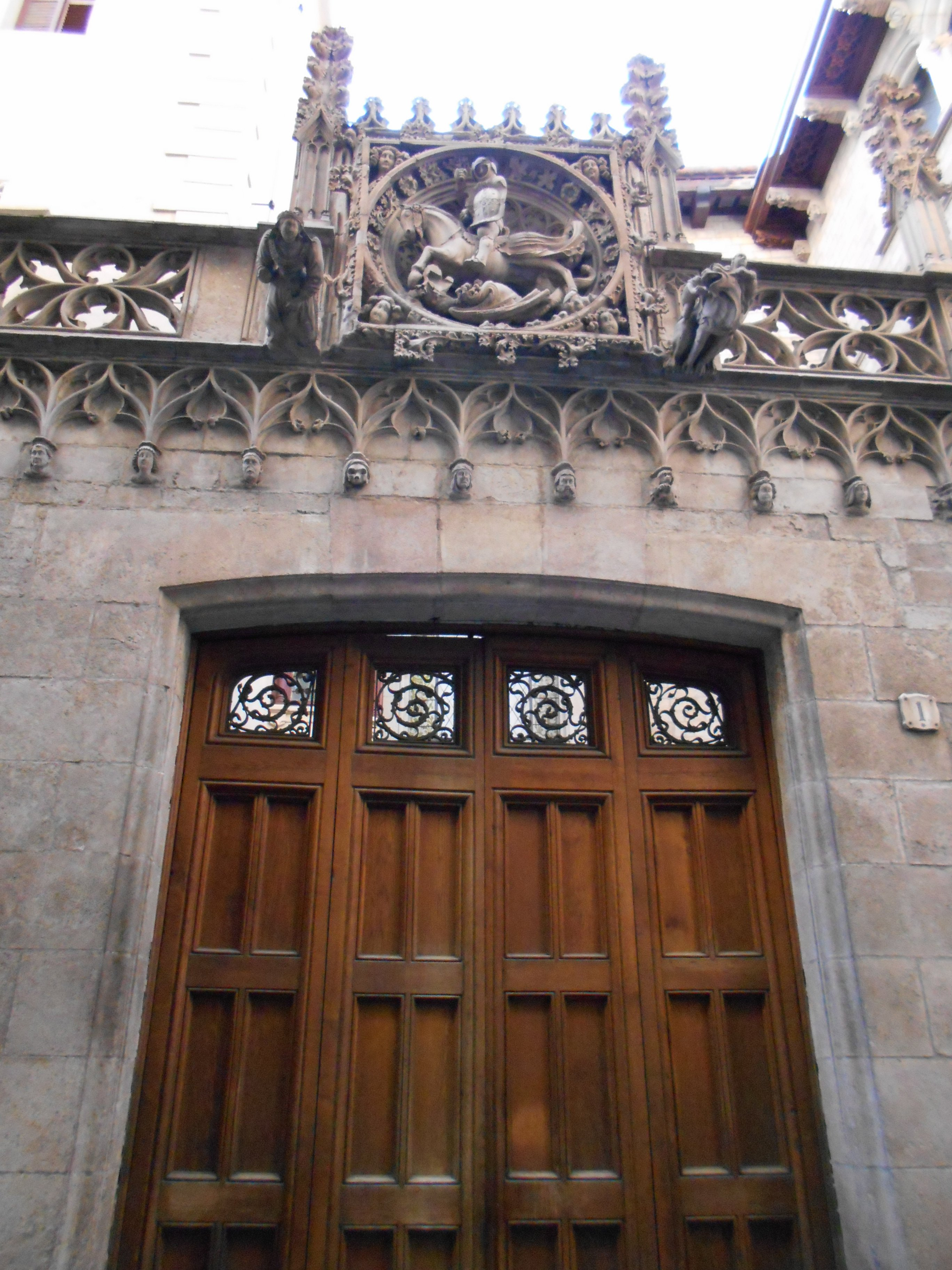
Palacio de la Generalidad de Cataluña, fachada gótica con el San Jorge de Pere Johan (1416-1418).

Otros exponentes de la arquitectura civil fueron: las Atarazanas, construidas entre los siglos XIII y XIV con una primera estructura alrededor de un gran patio con pórticos y fortificado con murallas y torres de defensa, que fue ampliada a finales del siglo XIV por Arnau Ferrer, el cual cubrió el patio y amplió los pórticos con dos cuerpos de ocho naves cada uno; la Lonja de Barcelona se construyó entre 1380 y 1404 sobre un antiguo pórtico al aire libre, obra de Pere Llobet y Pere Arvei, aunque del edificio gótico solo queda la Sala de Contratación, que destaca por su monumentalidad (16 m de altura), de forma rectangular con tres naves y unos grandes arcos de medio punto que sostienen un tejado de madera, una estructura que recuerda a la famosa Loggia dei Lanzi de Florencia; el Hospital de la Santa Cruz se construyó entre 1401 y 1415 en El Raval, con un proyecto inicial de Guillem Abiell, el cual planificó un edificio rectangular de cuatro cuerpos dispuestos alrededor de un patio central, con dos pisos, el inferior resuelto con bóvedas de crucería y el superior con tejado a dos aguas sobre arcos diafragma —actualmente acoge la Biblioteca de Cataluña y la Escuela Massana—.

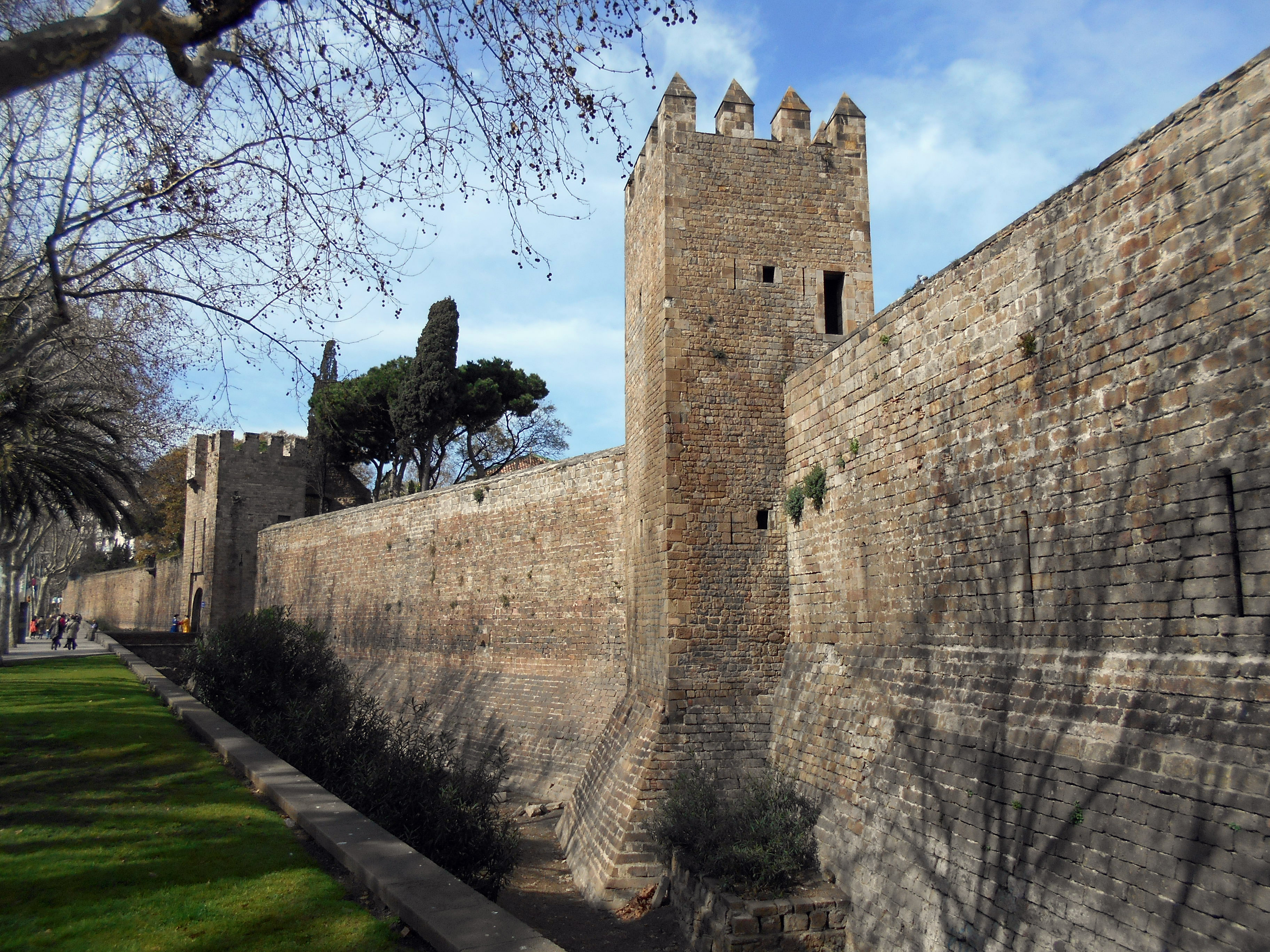
Muralla de El Raval, con el Portal de Santa Madrona (siglos -).

En esta época surgieron también numerosas casas de familias nobles, generalmente con una tipología basada en un módulo cuadrangular o rectangular, con un patio interior que distribuye el espacio, y dos pisos comunicados por una escalinata, con elementos constructivos basados en bóvedas de crucería, arcos apuntados y tracerías caladas. Algunos exponentes son: el Palacio Requesens (siglo XIV), actual Real Academia de Buenas Letras; el Palacio Nadal (siglo XIV), actual Museo de Arte Precolombino; la Casa de los canónigos (siglo XIV), que antiguamente acogía canónigos de la catedral y actualmente es la residencia oficial del presidente de la Generalidad; el Palacio Berenguer d'Aguilar (mediados del siglo XV), de Marc Safont, actual Museo Picasso; y el Palacio Cervelló-Giudice (siglo XV), actual Galería Maeght.
Otra tipología que surgió en este período fue la de la masía rural, un tipo de casa solariega evolucionado de las granjas fortificadas romanas, que con el tiempo se convirtieron en auténticas residencias señoriales. Generalmente seguían un esquema basilical, con una planta rectangular de cuerpo central y galería con arcada, compuesta de dos plantas y desván o granero. Una de las más antiguas que se conserva es la de Can Vinyals o Torre Rodona, en Les Corts, original del siglo X —época de la que se conserva la base de la torre de defensa—, pero reformada en el XIV. Del siglo XV son Can Cortada, en Horta; Can Fuster, igualmente en Horta; y Torre Llobeta, en Nou Barris.
El continuo crecimiento urbanístico propició una nueva prolongación del recinto amurallado, con la construcción de la muralla de El Raval, en la zona occidental de la ciudad, que englobó una superficie de 218 ha, con un perímetro de 6 km. Las obras duraron alrededor de un siglo, desde mediados del siglo XIV hasta mediados del XV. El nuevo recinto urbano partía de las Atarazanas, siguiendo las actuales rondas de San Pablo, San Antonio, Universidad y San Pedro, bajando por el actual paseo de Lluís Companys hasta el monasterio de Santa Clara —en el actual parque de la Ciudadela—, y hasta el mar, por la actual avenida Marqués de la Argentera. Actualmente sólo se conserva el Portal de Santa Madrona, en las Atarazanas.

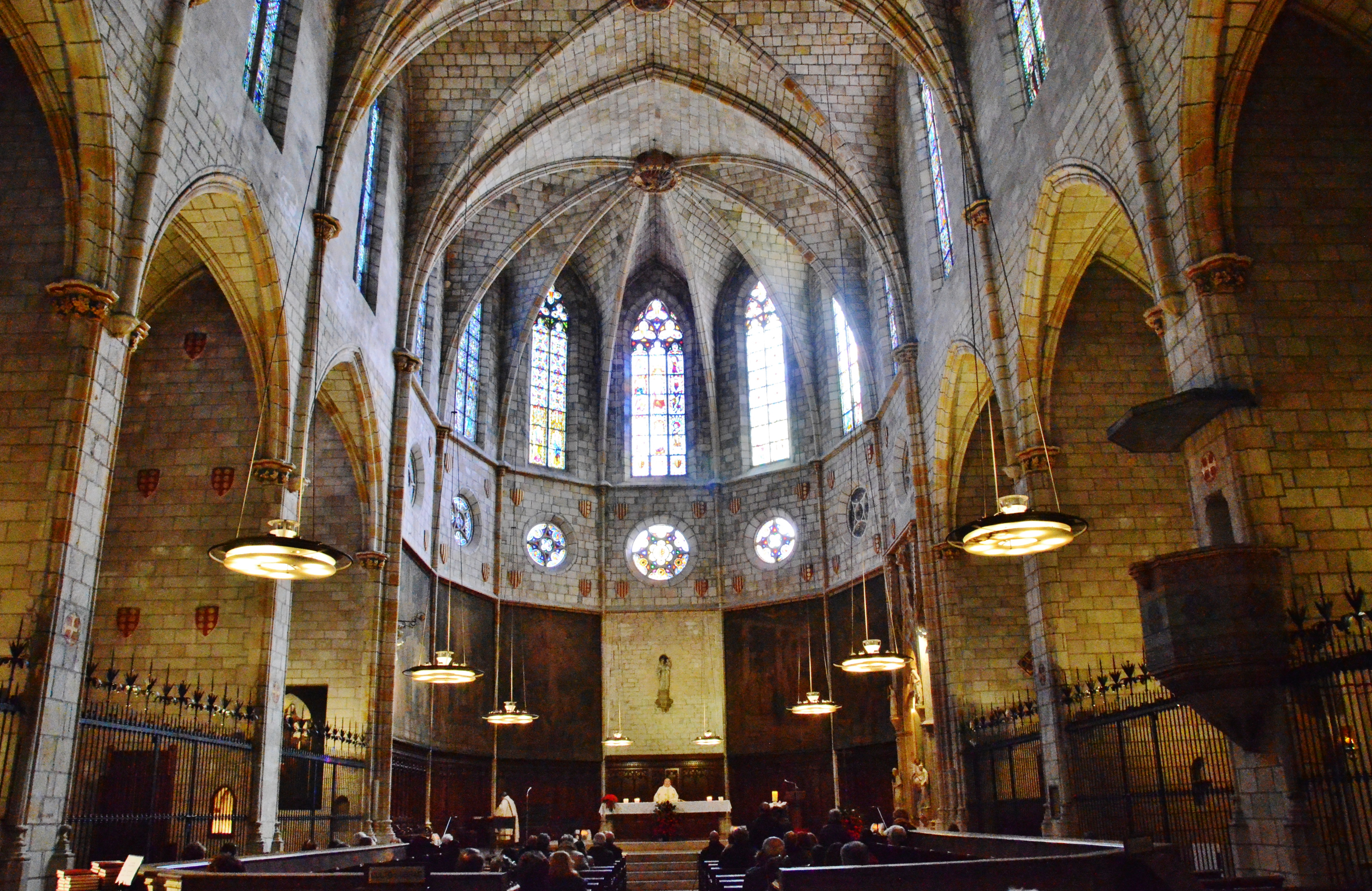
Santa María de Pedralbes (1326).
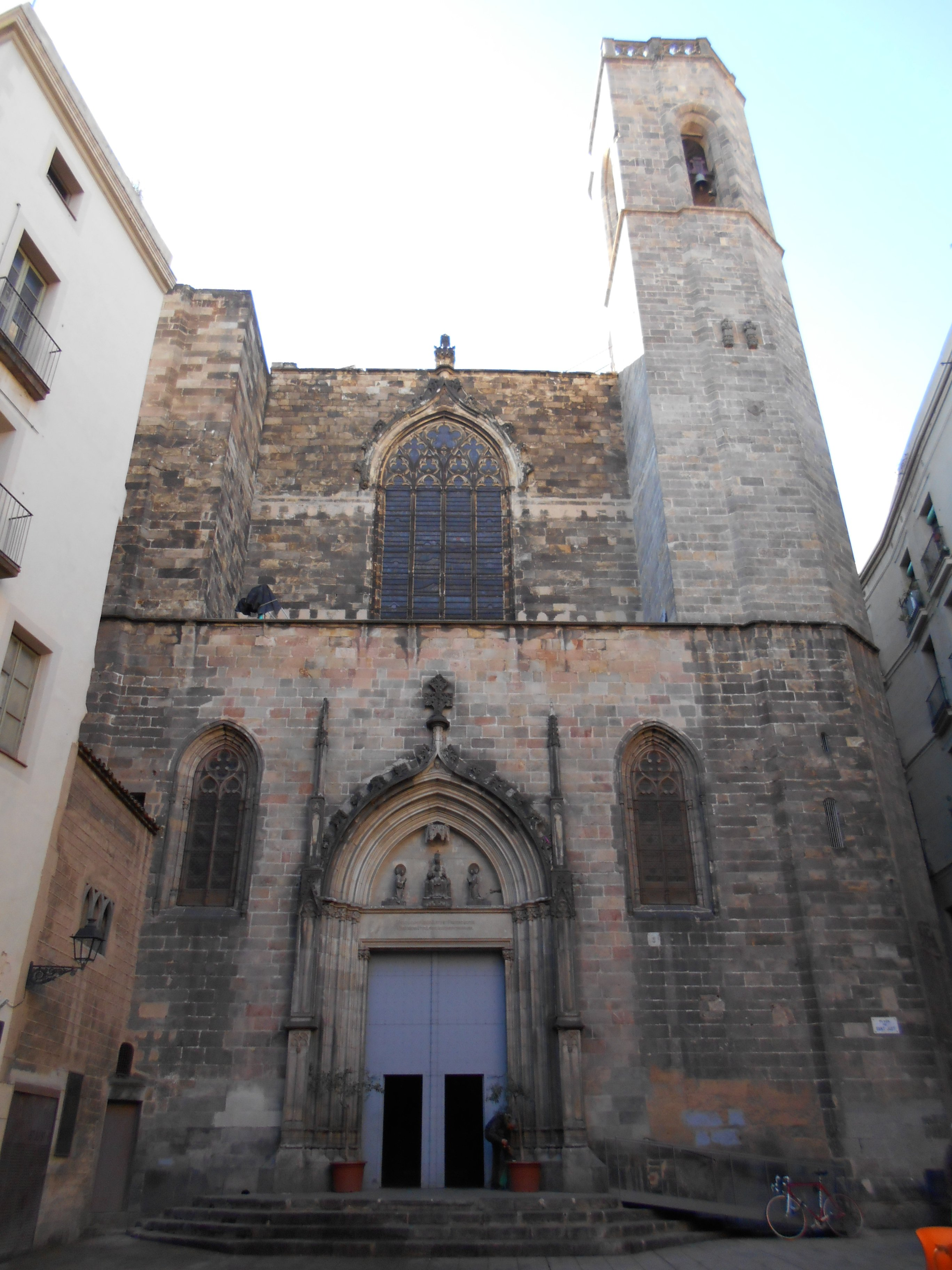
Iglesia de los Santos Justo y Pastor (1342-1360).
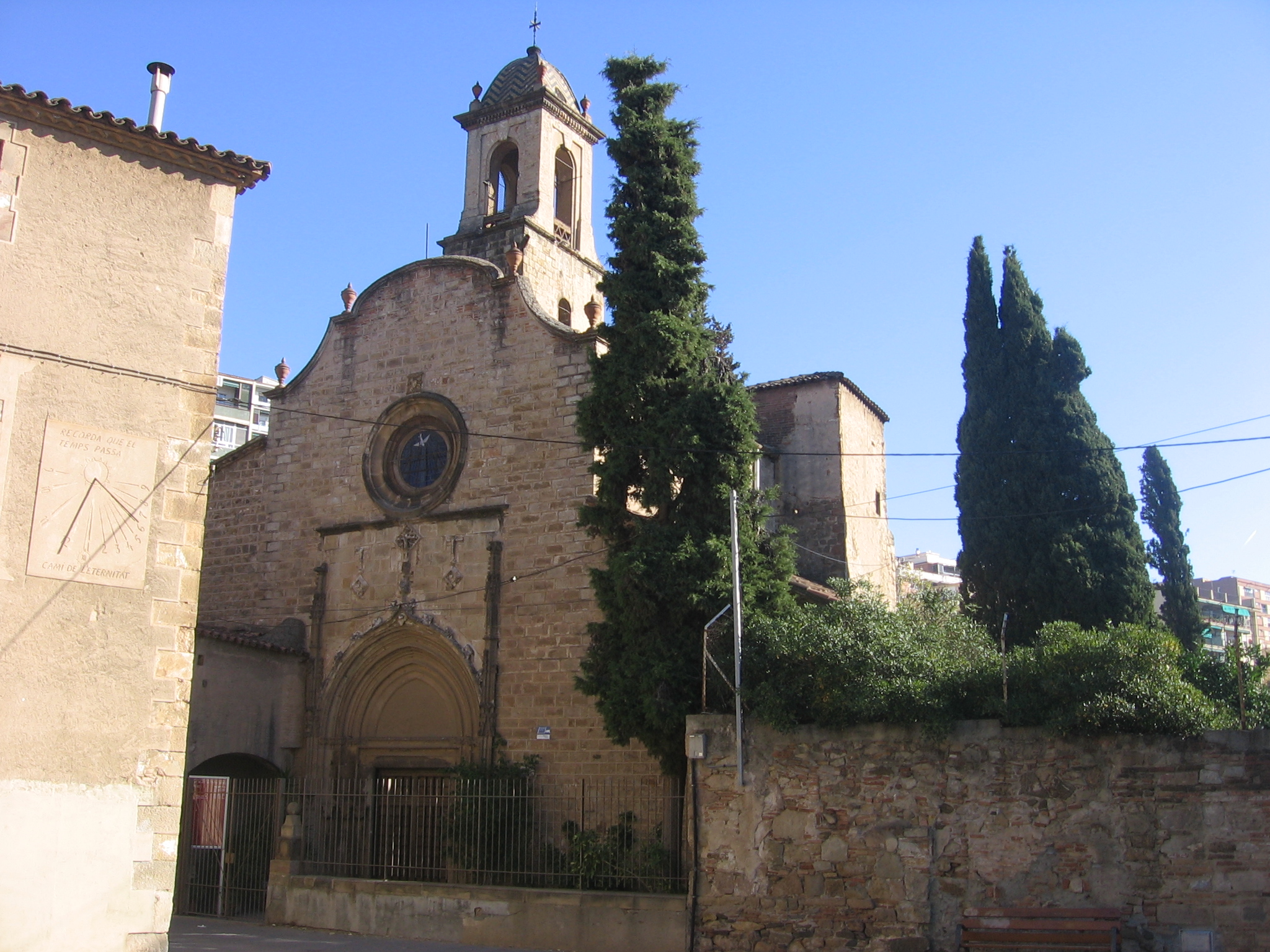
Iglesia de San Martín de Provensals (siglo XV).
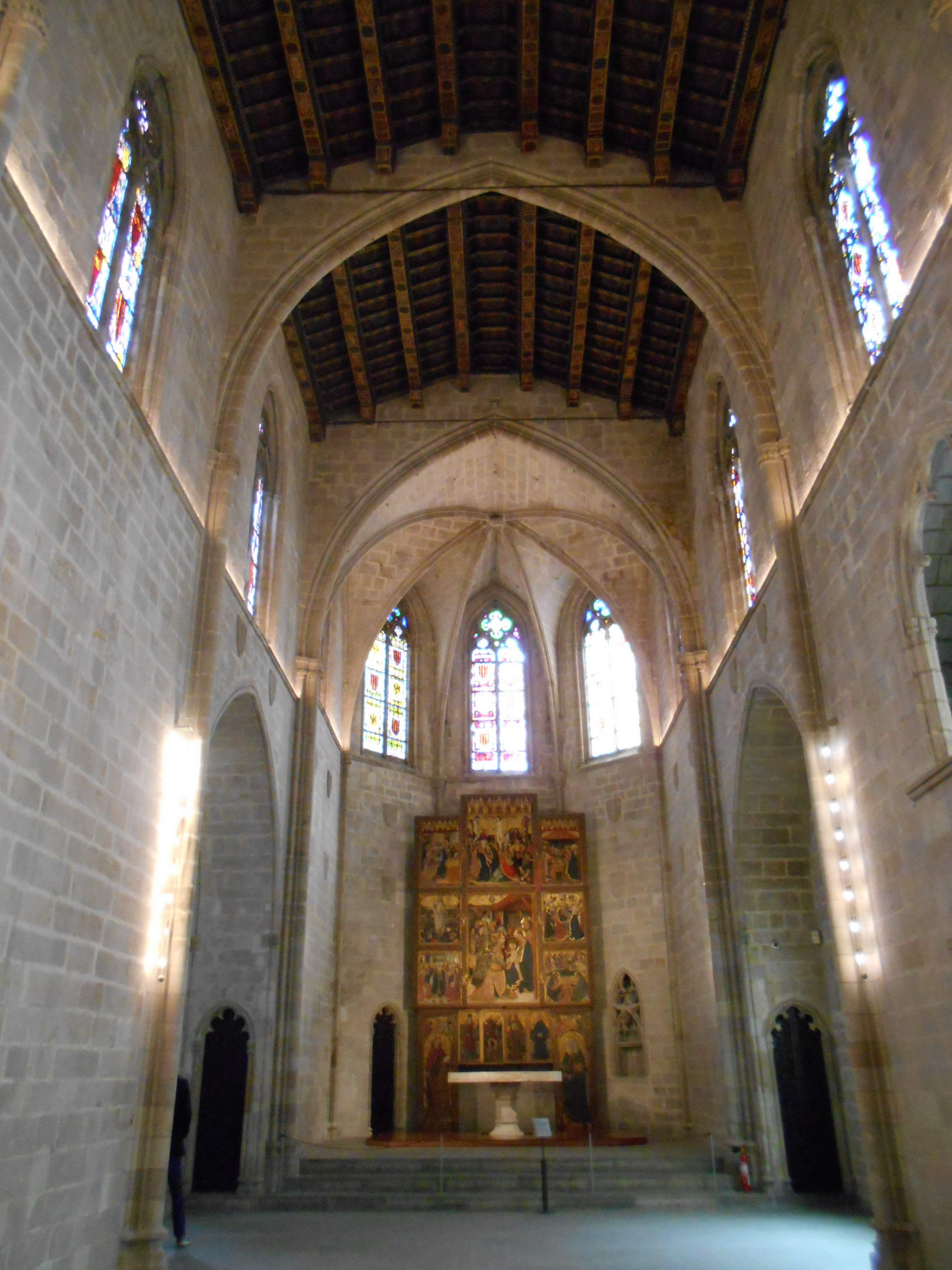
Capilla de Santa Ágata (1302-1310).
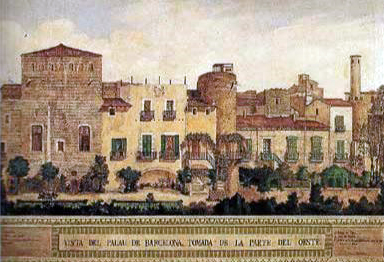
Palacio Real Menor de Barcelona (1367-1368).
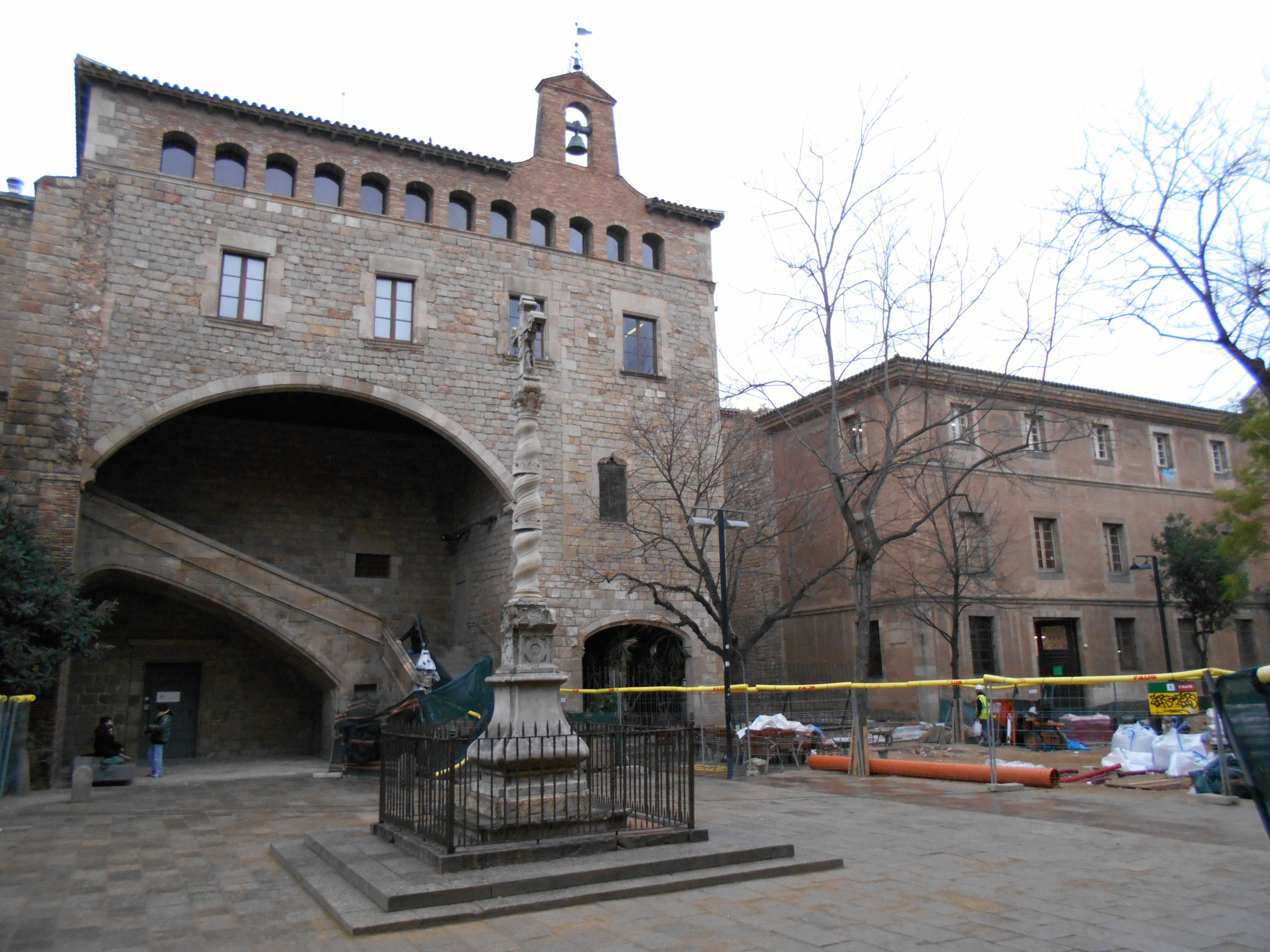
Hospital de la Santa Cruz (1401-1415).
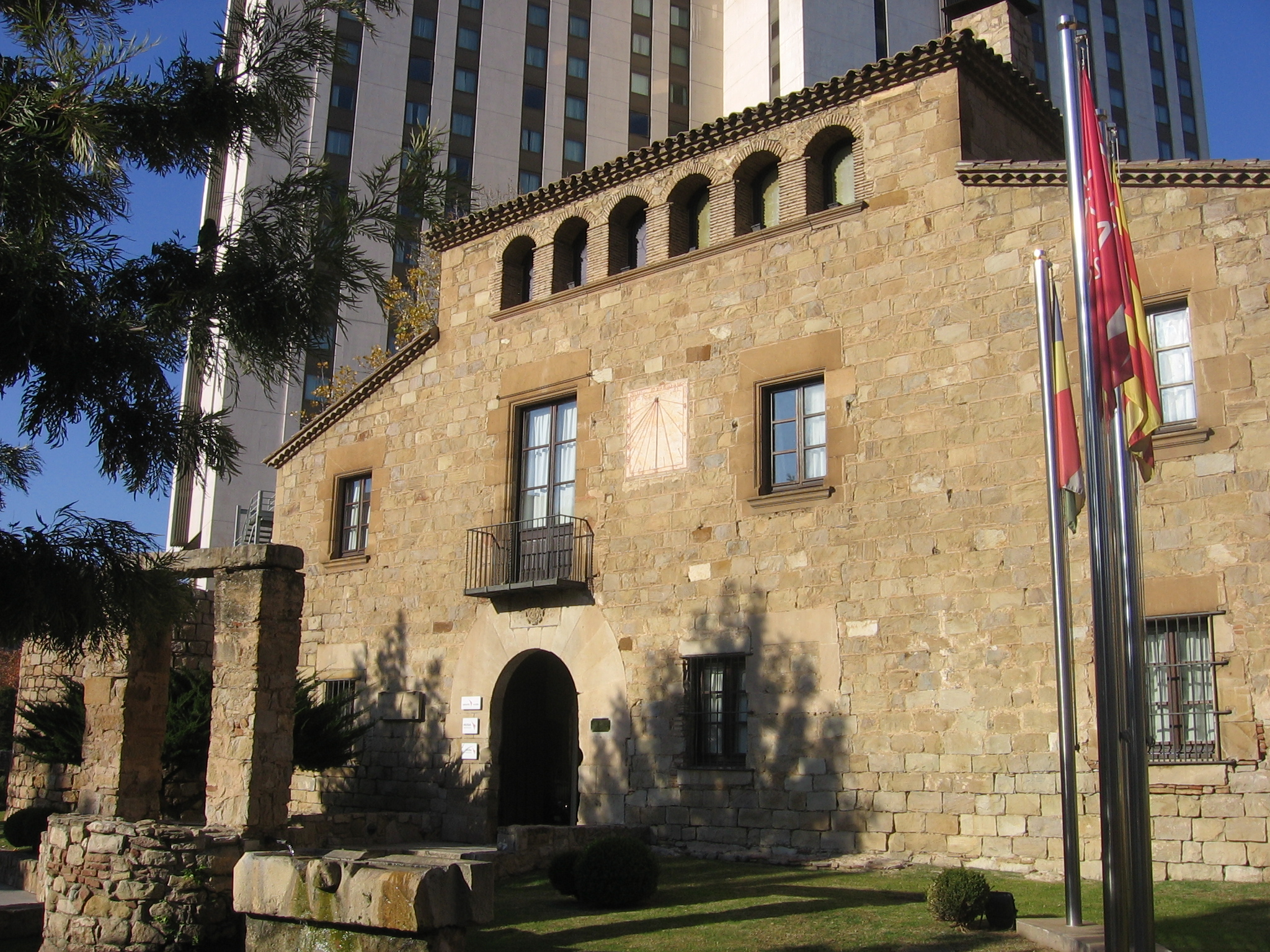
Masía de Can Vinyals o Torre Rodona (siglo XIV).

## Edad Moderna

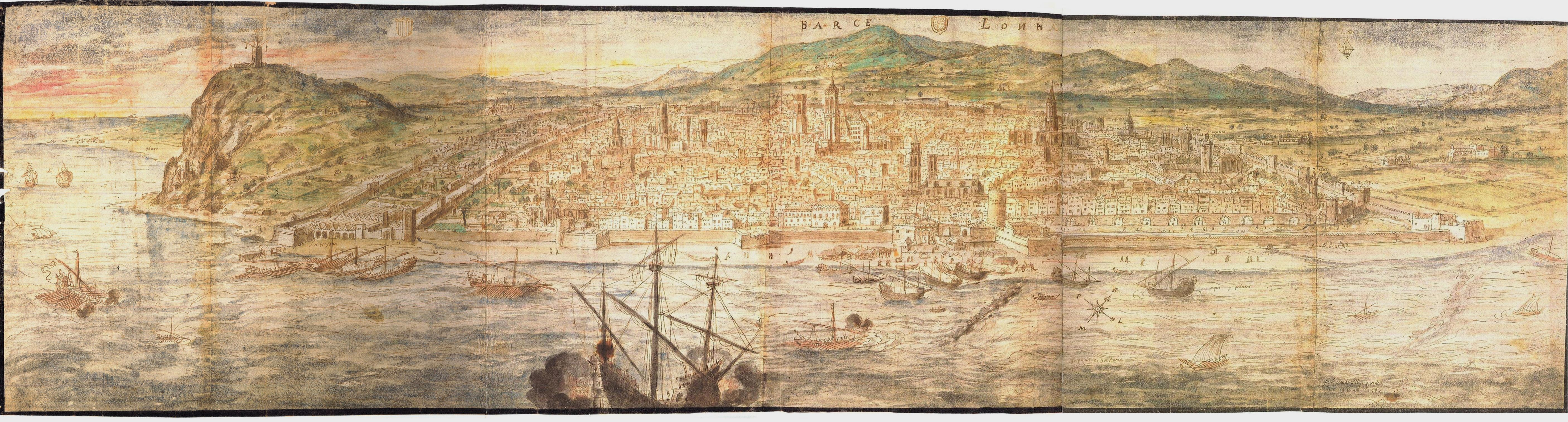
Barcelona en 1563, grabado de Anton van den Wyngaerde.

En este período Barcelona pasó a formar parte del nuevo reino de España surgido de la unión de las coronas de Castilla y Aragón. Fue una época de alternancia entre períodos de prosperidad y de crisis económicas, especialmente por las epidemias de peste en el siglo XVI y por conflictos sociales y bélicos como la Guerra dels Segadors y la Guerra de Sucesión entre los siglos XVII y XVIII, aunque en este último siglo repuntó la economía gracias a la apertura del comercio con América y al inicio de la industria textil. La ciudad seguía encorsetada en sus murallas —la única ampliación fue en la playa, el barrio de la Barceloneta—, pese a que al final del período tenía casi 100 000 habitantes. Artísticamente fue la época del Renacimiento y el Barroco, estilos en los que se construyeron numerosos palacios e iglesias.

### Renacimiento

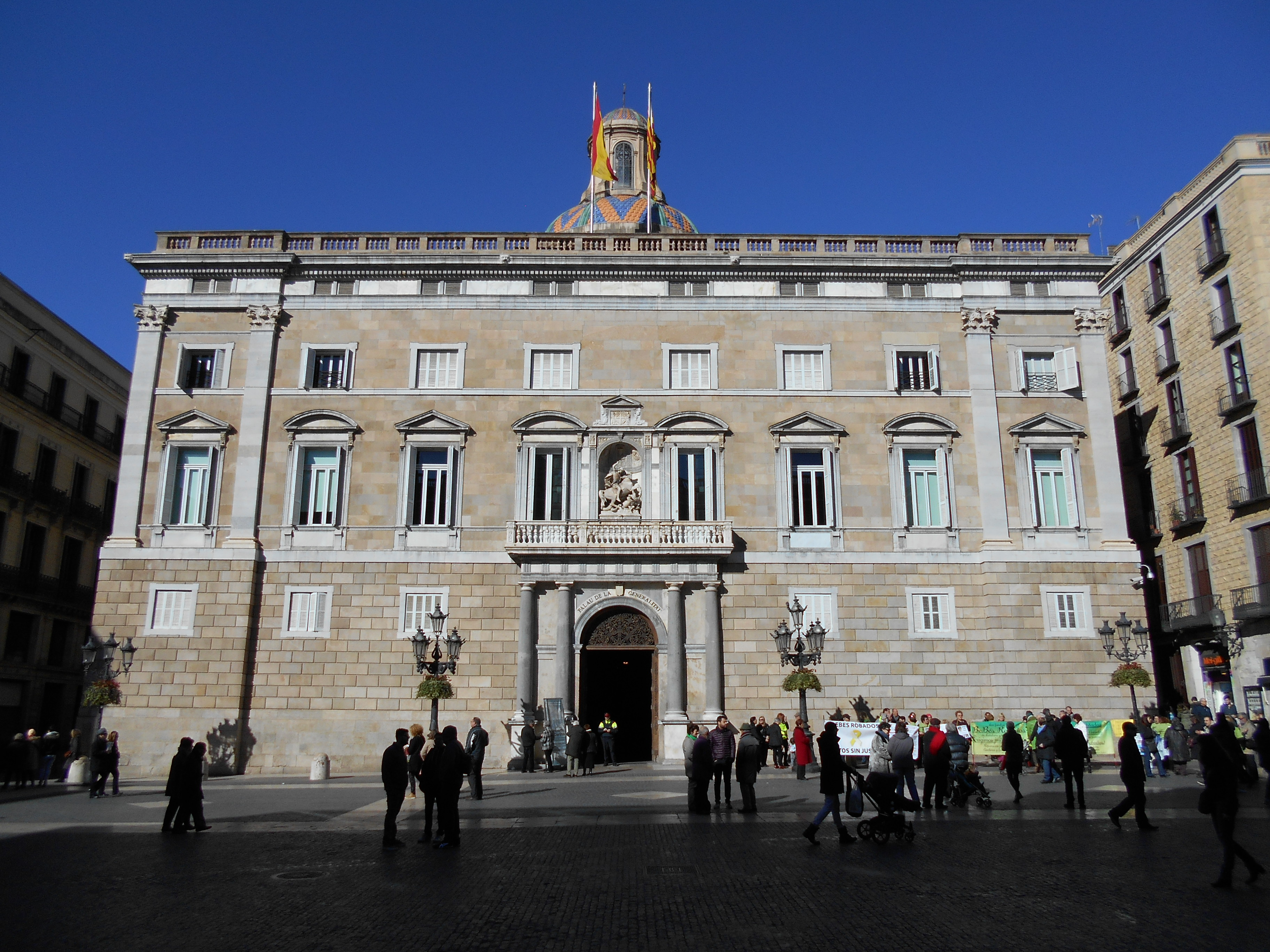
Fachada del Palacio de la Generalidad (1596-1619), de Pere Blai.

Artísticamente, aunque algunos autores hablan de cierta decadencia, fue una época bastante productiva, si bien no hubo una creación verdaderamente autóctona, ya que tanto las formas como los estilos artísticos, y a menudo los propios artistas, vinieron de fuera. De todas formas, las innovaciones del Renacimiento italiano llegaron tarde, hacia finales del siglo XVI, y mientras tanto pervivieron las formas góticas. La arquitectura renacentista destacó por el retorno a las formas clásicas, con el empleo de arcos de medio punto, columnas de órdenes clásicos, bóvedas de cañón con casetones y cúpulas de media naranja. La planta solía ser central, con espacios diáfanos y formas armónicas basadas en estrictas proporciones matemáticas.
La pervivencia del gótico se denota en ejemplos como la fachada de la iglesia de San Miguel (1519) —actualmente adosada a una pared lateral de la Basílica de la Merced—, de los maestros de obras Gabriel Pellicer y Pau Mateu y del escultor francés René Ducloux, con un portal gótico con pilastras corintias laterales y hornacinas de tracería gótica. En esta época se hicieron también numerosas reformas y añadidos a la iglesia del convento dominico de Santa Catalina: al edificio gótico se le añadió en 1529 la capilla de la Natividad; en 1534 la capilla de la cofradía de sombrereros; en 1545 el coro alto y un sagrario; en 1567 la capilla del Rosario; y en 1602 la capilla de San Raimundo de Peñafort, obra de Pere Blai, ya en un clasicismo plenamente renacentista. Entre 1540 y 1587 se reconstruyó la iglesia de Santa María de Vallvidrera sobre una antigua edificación románica del siglo X; de pervivencia gótica, presenta nave única con cabecera poligonal y un campanario de planta cuadrangular.
Las innovaciones renacentistas fueron penetrando lentamente, dando como resultado edificios híbridos entre el gótico y el Renacimiento, como el Convento de los Ángeles y del Pie de la Cruz (1562-1566), de Bartomeu Roig: la iglesia era de una nave con tres salas abovedadas y ábside poligonal; actualmente acoge la institución Fomento de las Artes Decorativas. En 1566 se construyó en los bajos de la casa de Mateu Roig, en la calle Sant Pere més Alt, la capilla de San Cristóbal, que combina los ventanales góticos con un portal clasicista de forma rectangular, enmarcado por columnas jónicas y un frontón triangular coronado por acroteras con esferas de piedra.

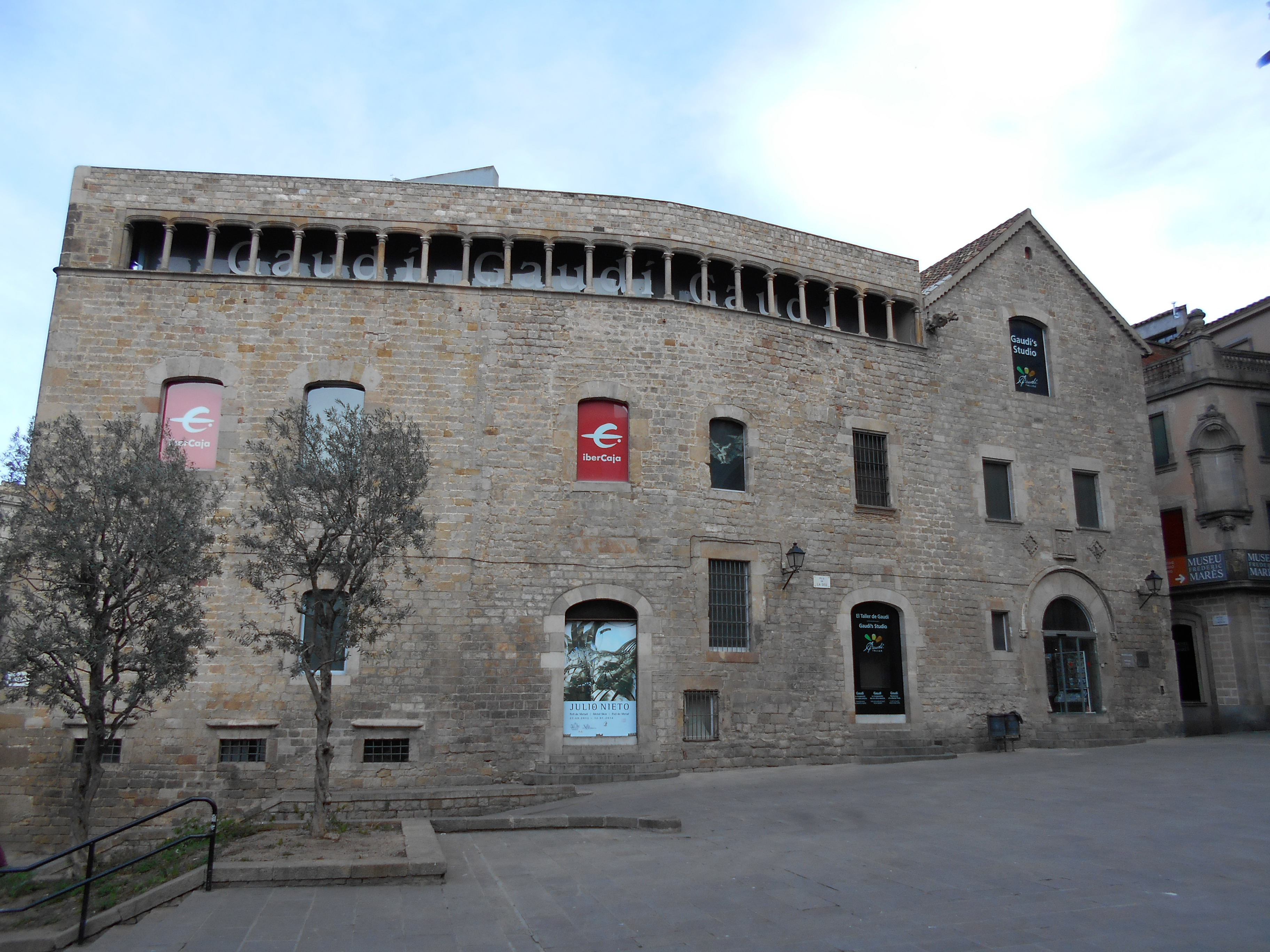
Pia Almoina (1546).

A nivel civil, durante el siglo XVI se hicieron numerosos trabajos en el Hospital de la Santa Cruz: entre 1509 y 1512 se construyó en el ala de levante el Salón de Santa Magdalena, y entre 1511 y 1518 se trabajó en el ala de poniente, donde se situó el nuevo portal de acceso, obra de Antoni Cuberta y Antoni Papiol, un híbrido gótico-renacentista; entre 1568 y 1575 se construyeron las escalas monumentales que conectaban los pisos superiores con el patio, a cargo de Joan Safont. Otro edificio de corte civil fue el de la Universidad de Barcelona (1536-1592), situado en el Portal de Santa Ana, en la parte alta de la Rambla, obra de Tomàs Barsa, el cual fue reconvertido en cuartel militar en 1720 y derribado en 1843. En 1546 se construyó la Pia Almoina —actual Museo Diocesano de Barcelona—, una institución benéfica de asistencia a los pobres, situada junto a la catedral. El edificio se apoyaba sobre restos de la muralla romana, y del edificio original se conserva el cuerpo con cubierta a dos aguas, donde destaca la galería corrida del piso superior, y el portal de medio punto. Entre 1549 y 1557 se construyó el Palacio del Lloctinent —actual Archivo de la Corona de Aragón—, obra de Antoni Carbonell. Tiene una fachada gótica con torre puntiaguda y ventanas mixtilíneas, alineadas horizontal y verticalmente. El edificio es cuadrangular, con un patio igualmente cuadrado, con arcos carpaneles, y una galería superior de arcos de medio punto sobre columnas toscanas. En este siglo culminaron los trabajos de reforma del Palacio Real Mayor con la construcción del Mirador de Martín el Humano (1555), una torre rectangular de cinco plantas con galerías de arcos de medio punto que sobresale del cuerpo del edificio, sobre el Salón del Tinell.
Una de las primeras construcciones de espíritu plenamente renacentista fue el Salón del Trentenario de la Casa de la Ciudad (1559), que presentaba una galería con pórtico clasicista, al que se añadió en 1580 una puerta de influencia serliana, compuesta de un arco de medio punto enmarcado por pilastras adosadas y un friso con triglifos y metopas, con decoración de escudos y trofeos. El Trentenario fue destruido en 1830 durante la construcción de la nueva fachada neoclásica, y parcialmente reconstruido en 1929. Durante este período el edificio del consistorio barcelonés se amplió también con la capilla, las escribanías y el patio interior con galería alta (1577).

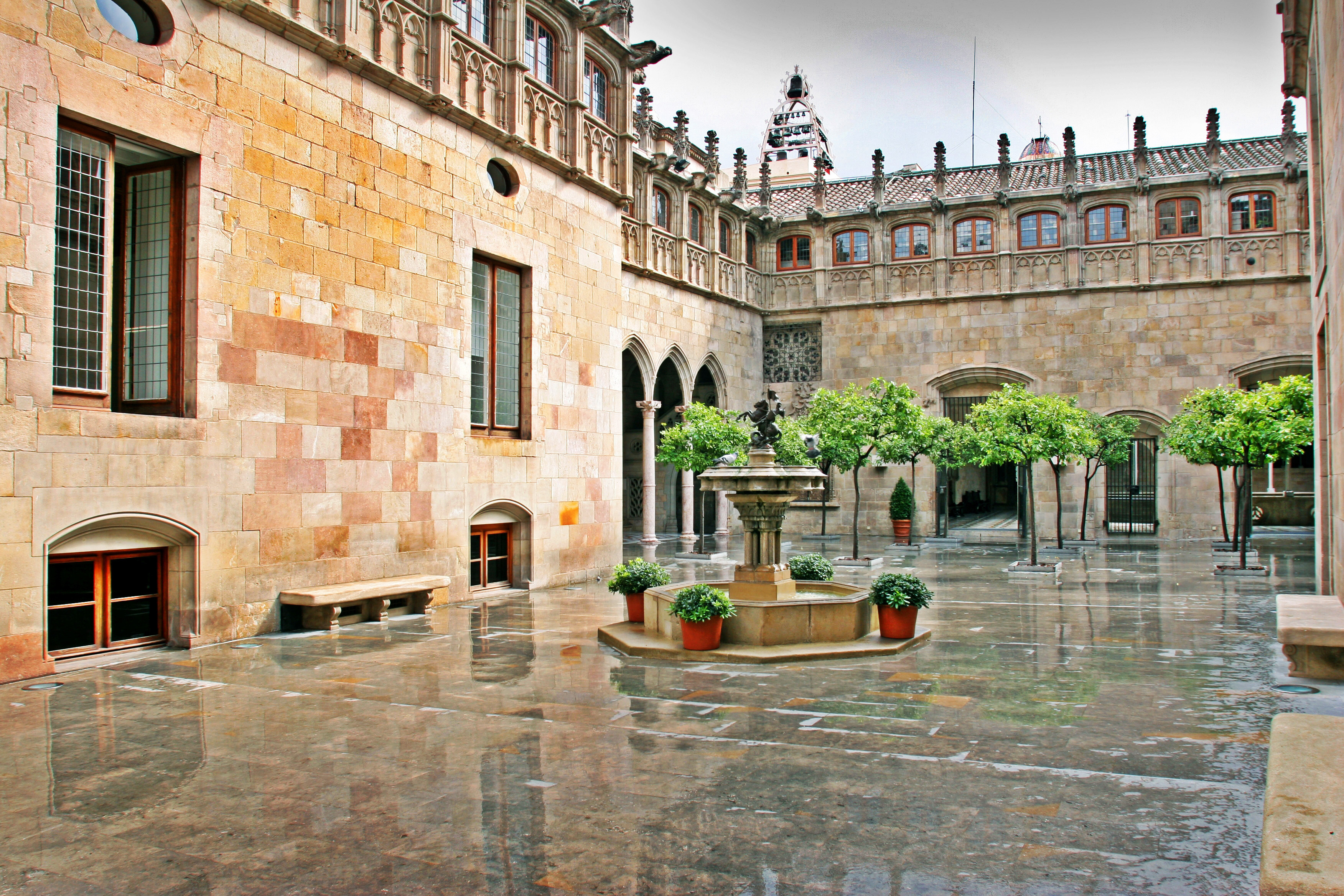
Patio de los Naranjos del Palacio de la Generalidad (1532), de Antoni Carbonell y Pau Mateu.

El principal exponente del nuevo estilo fue la nueva fachada del Palacio de la Generalidad (1596-1619), de Pere Blai, inspirada en modelos romanos tomados de Antonio da Sangallo y Miguel Ángel. El palacio se amplió entre 1526 y 1600 con varios edificios adyacentes, hasta ocupar toda la manzana. Se construyeron entonces la Cámara Dorada (1526), el Patio de los Naranjos (1532, Antoni Carbonell y Pau Mateu), la lonja de Poniente (1536-1544), la lonja de Levante (1547) y el Consistorio Nuevo (1570-1577, Pere Ferrer). Entre 1596 y 1619 Blai construyó la nueva fachada de la plaza de San Jaime y reformó la capilla de San Jorge —actual Salón de San Jorge—, de tres naves de igual altura —al estilo hallenkirche o «planta de salón»—, con pilares cuadrangulares de orden dórico-toscano, bóvedas de arista y una cúpula elíptica sobre el crucero. Por sus líneas severas denota la influencia herreriana. La fachada presenta tres cuerpos, el central más ancho que los laterales, enmarcados por dos pilastras corintias, y con cuatro niveles: uno de basamento almohadillado, otro con entablamento y ventanas con frontones alternos curvos y triangulares, otro con cornisa y ventanas pequeñas —algunas ciegas—, y otro con entablamento y balaustrada. El portal es dórico con arco de medio punto, con entablamento y una hornacina con el escudo de la Generalidad; en el siglo XIX se le añadió una escultura de San Jorge, de Andreu Aleu. La fachada se cubre con una cúpula con linterna, recubierta de tejas verdes y amarillas.

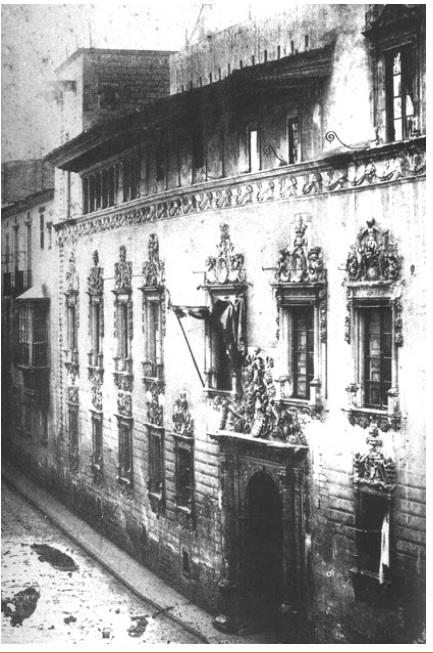
La Casa Gralla en 1855, poco antes de su derribo.

Por lo que respecta a palacios privados, presentan una tipología basada en un patio interior con escalera, vestíbulo de entrada y galería superior, con decoración de grutescos y tracerías góticas. Son exponentes de ello la casa Bassols, unida actualmente al palacio Pignatelli y sede del Real Círculo Artístico; el palacio Centelles (1514); y la casa Gralla (1506), de Mateu Capdevila, derribada en 1856. También conviene recordar las casas de los gremios de caldereros y zapateros, que fueron trasladadas de sus antiguas ubicaciones, de donde iban a ser derribadas, a la plaza de San Felipe Neri, creando en este lugar un conjunto de casas de planta renacentista. Otros exponentes son: la Casa Clariana-Padellàs (1497-1515), actual Museo de Historia de Barcelona, que fue trasladada de la calle de Mercaderes a la plaza del Rey durante las obras de apertura de la Vía Layetana; y la Casa de l'Ardiaca (1490-1514), que antaño acogía al arcediano de la catedral y actualmente es sede del Instituto Municipal de Historia y del Archivo Histórico de la Ciudad, tras unir este edificio con la contigua Casa del Degà en el siglo XIX, época en que se creó el claustro interior por el que actualmente se accede al edificio.
En el siglo XVI las masías continuaron realizándose preferentemente en estilo gótico, aunque poco a poco se fue introduciendo el nuevo estilo, principalmente en partes de la fachada como puertas, ventanas, galerías y arcadas, que incorporaron decoración escultórica, generalmente de grutescos. Entre los siglos XVI y XVII muchas de ellas se fortificaron, debido a la piratería y el bandolerismo. Por otro lado, el enriquecimiento de los propietarios gracias a la sentencia de Guadalupe que puso fin a la Guerra de los Remensas propició el embellecimiento de numerosas masías. Algunos exponentes son: Can Mestres, en Vallvidrera —reformada en el siglo XVIII—; Ca l'Armera, en San Andrés; Can Valent, también en San Andrés; y Can Planas, en San Martín.

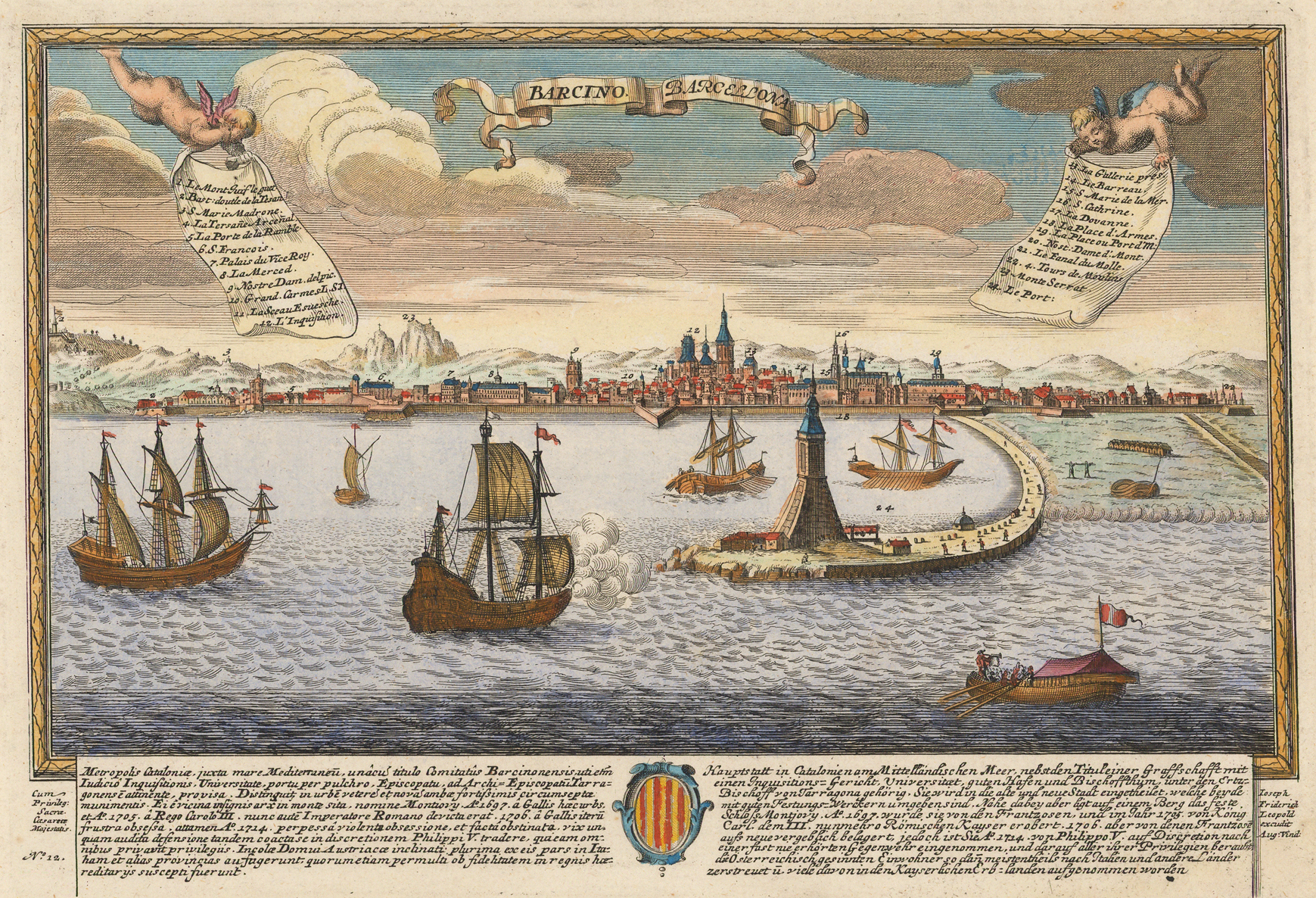
Puerto de Barcelona, grabado alemán del.

En cuanto a urbanismo, en la primera mitad del siglo XVI se construyó la muralla del Mar, donde se emplazaron los baluartes de Levante, Torre Nueva, San Ramón y Mediodía. Por lo demás, la principal reforma urbanística fue en el entorno de la catedral, donde se abrió la plaza de la Seo, frente al portal mayor de la catedral (1546), así como la plaza de San Ivo, con un espacio recortado al Palacio Real Mayor. Del mismo palacio se desmembró una parte (el patio y las alas norte y este), que fue cedida por la Corona para servir de sede a la Inquisición —actual Museo Frederic Marès—, mientras que el resto fue reconvertido en Real Audiencia en 1542.
Por otro lado, durante los siglos XV y XVI se construyó un puerto artificial que cubriese por fin las necesidades del importante centro mercantil que era Barcelona: paradójicamente, durante la época de esplendor del comercio catalán por el Mediterráneo, Barcelona no contaba con un puerto preparado para el volumen portuario que era habitual en la ciudad. El antiguo puerto al pie de Montjuic había sido abandonado, y la ciudad contaba únicamente con la playa para recibir pasajeros y mercancías. Los barcos de gran calado debían descargar mediante barcas y mozos de cuerda. Por fin, en 1438 se obtuvo el permiso real para construir un puerto: en primer lugar, se hundió un barco cargado de piedras para servir de base al muro que unió la playa con la isla de Maians; reforzado el muro en 1477, se alargó en forma de espigón en 1484. A mediados del siglo XVI se amplió el puerto ante la campaña iniciada por Carlos I contra Túnez. A finales de siglo, el muelle contaba con una longitud de 180 m por 12 de ancho. Nuevas obras de mejora en el siglo XVII dieron por un fin un puerto en condiciones para la ciudad.

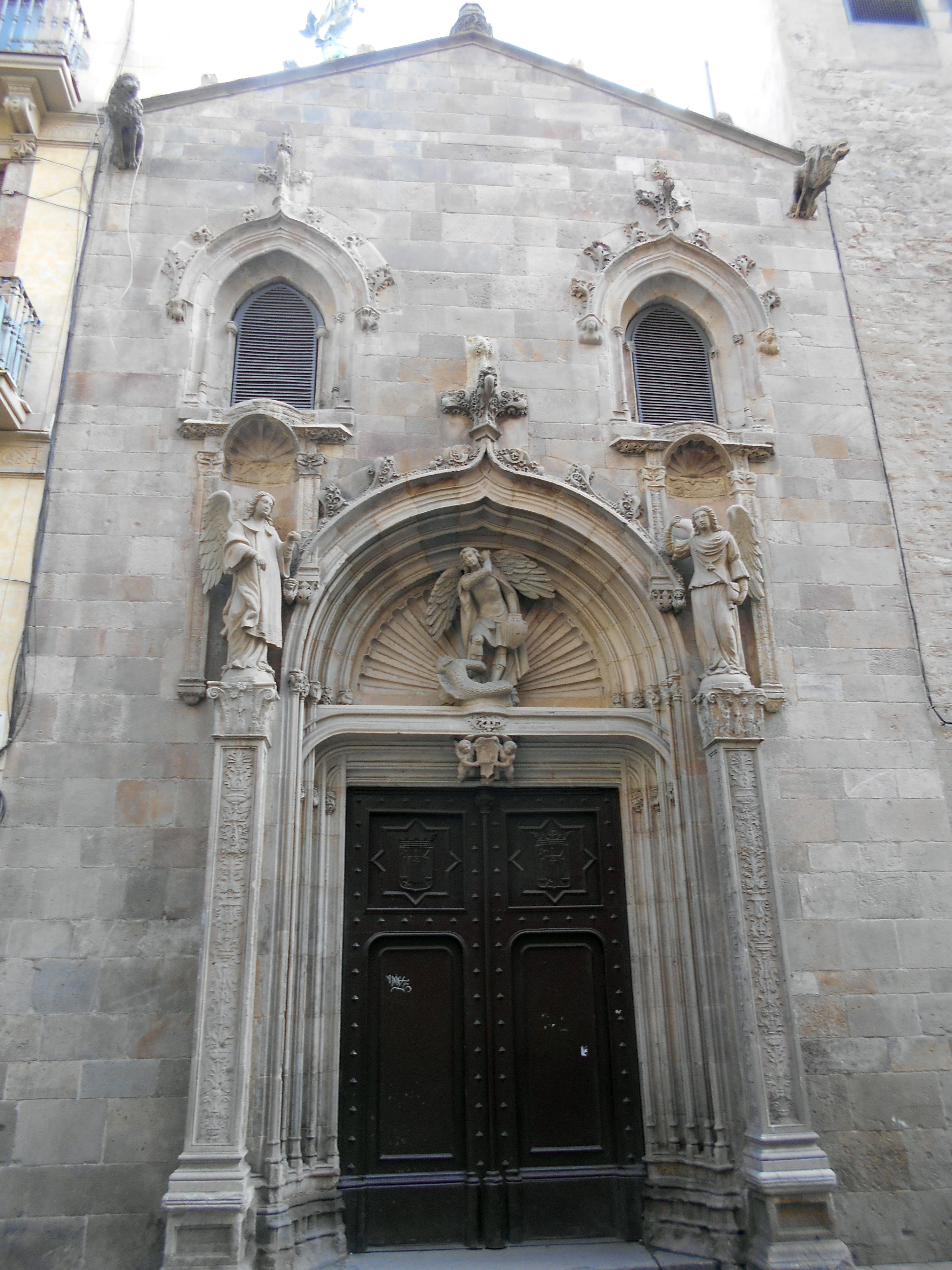
Iglesia de San Miguel (1519).
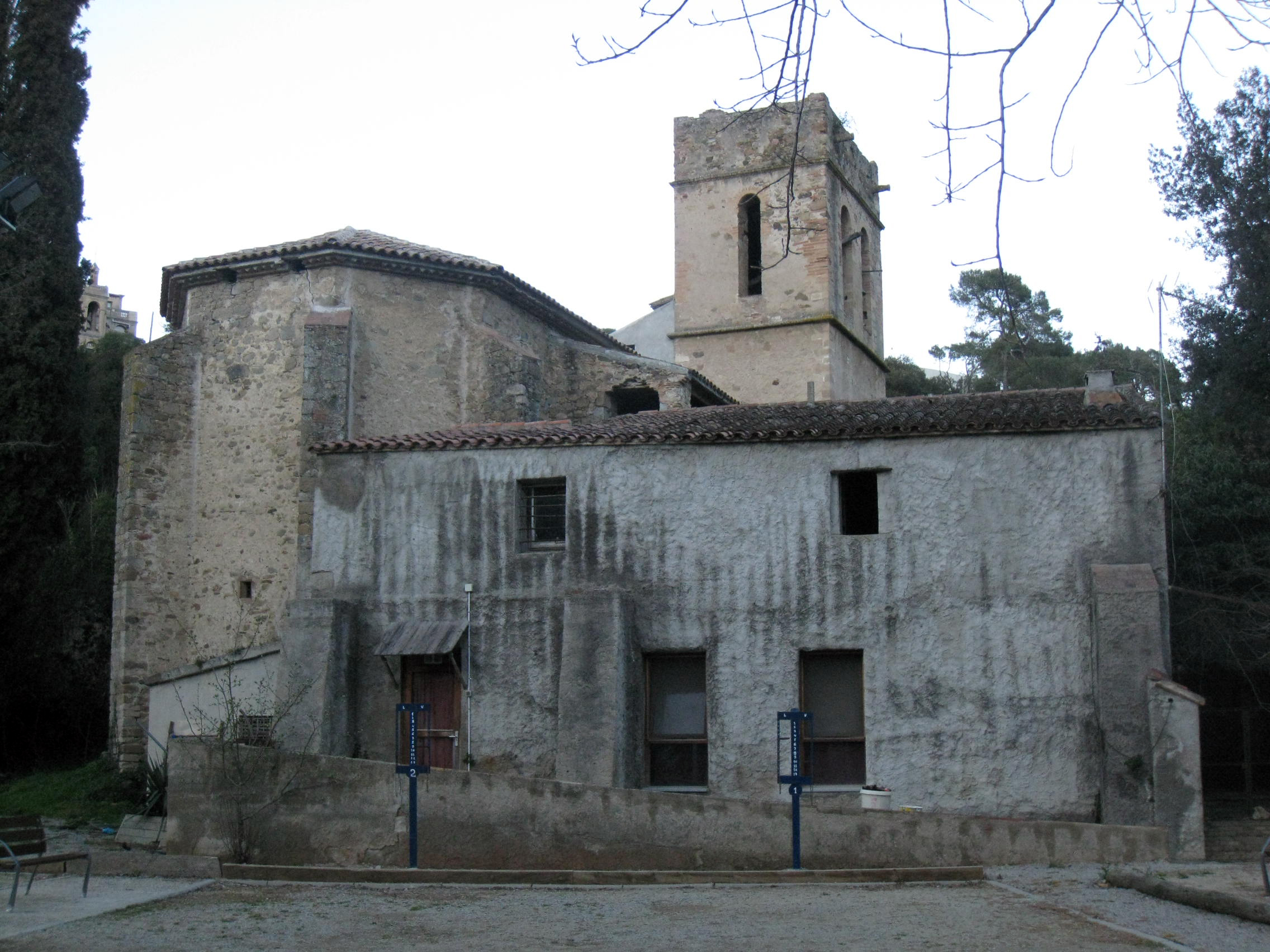
Iglesia de Santa María de Vallvidrera (1540-1587).
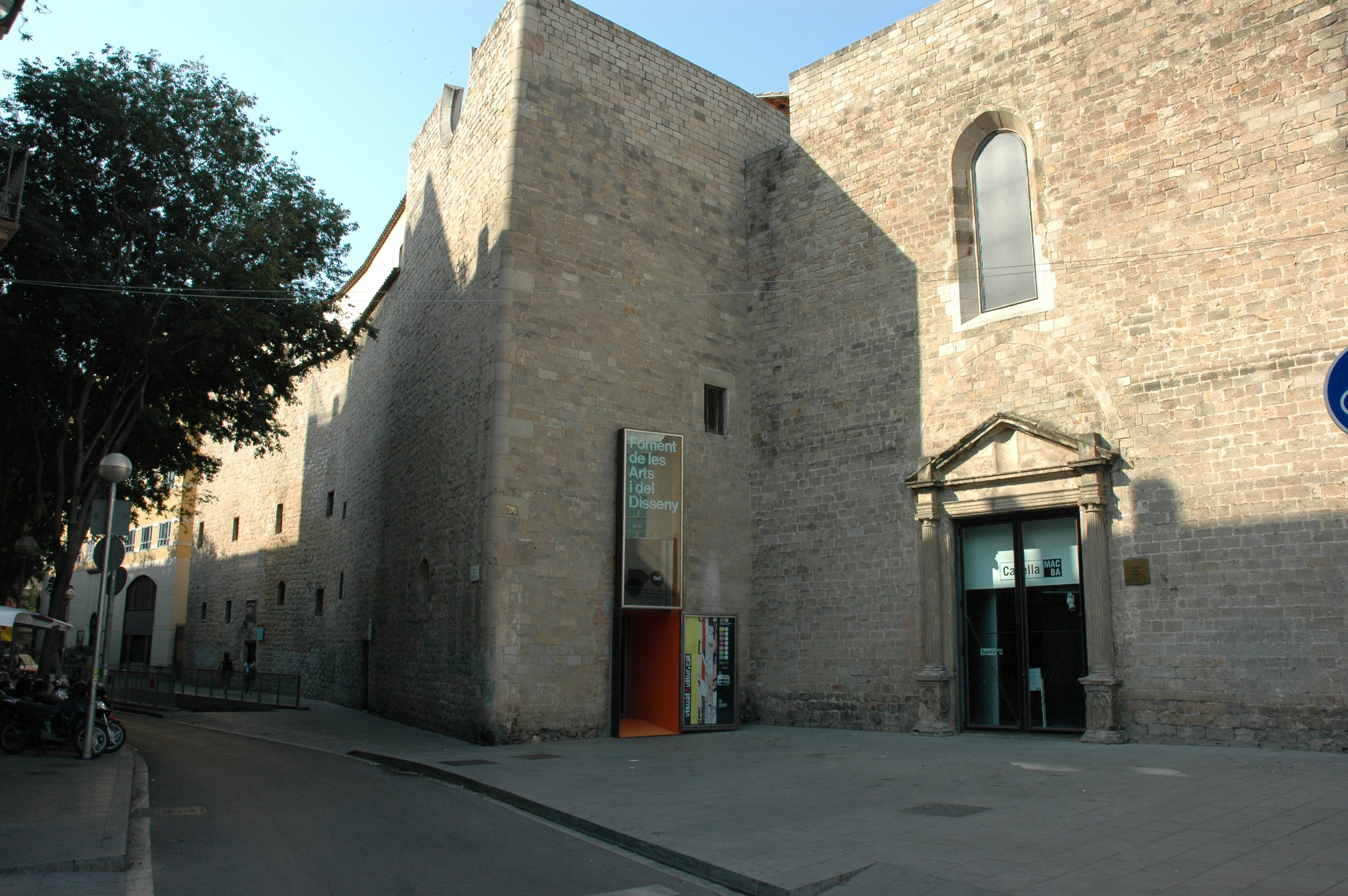
Convento de los Ángeles y del Pie de la Cruz (1562-1566), de Bartomeu Roig.
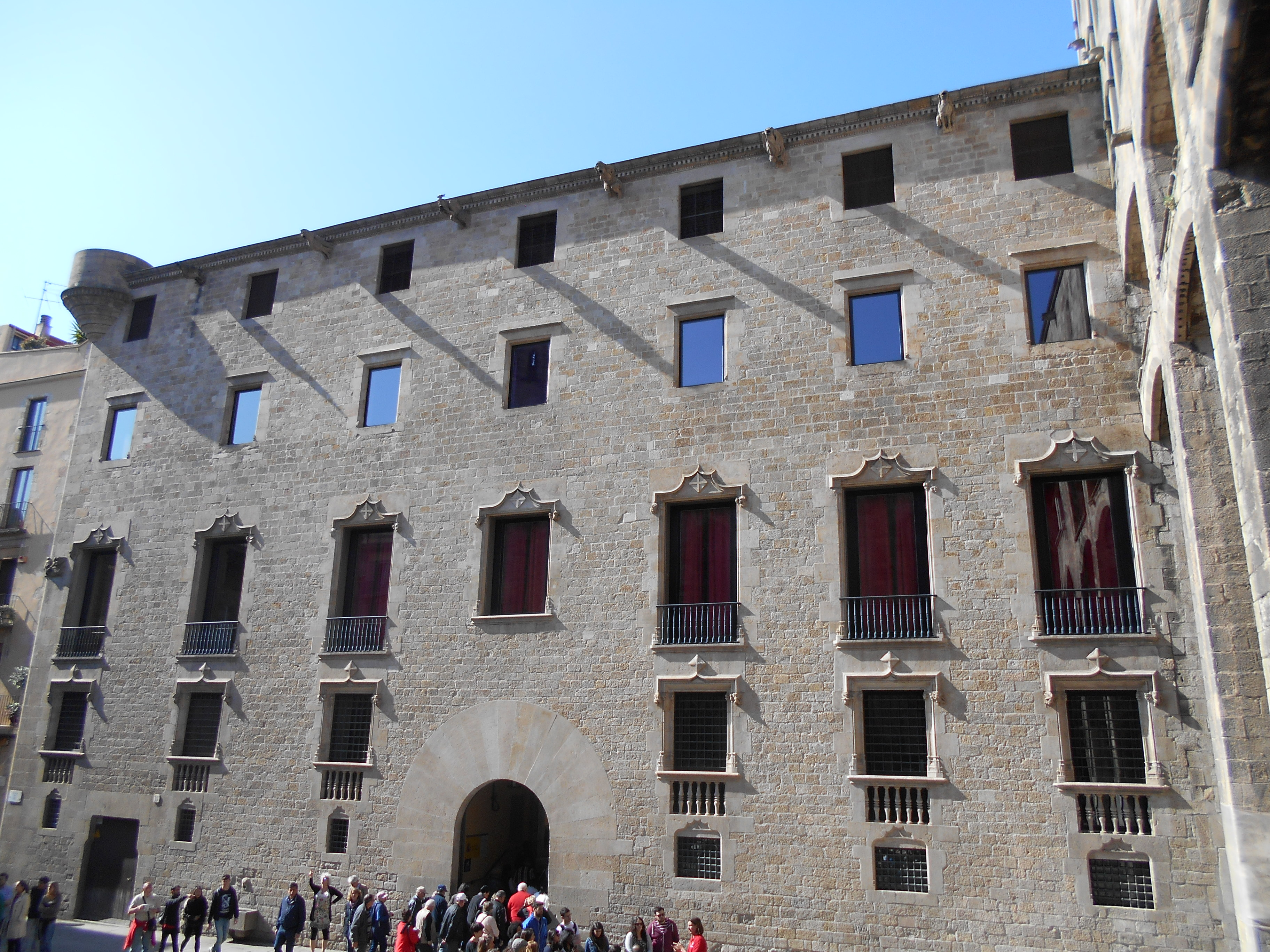
Palacio del Lloctinent (1549-1557), de Antoni Carbonell.
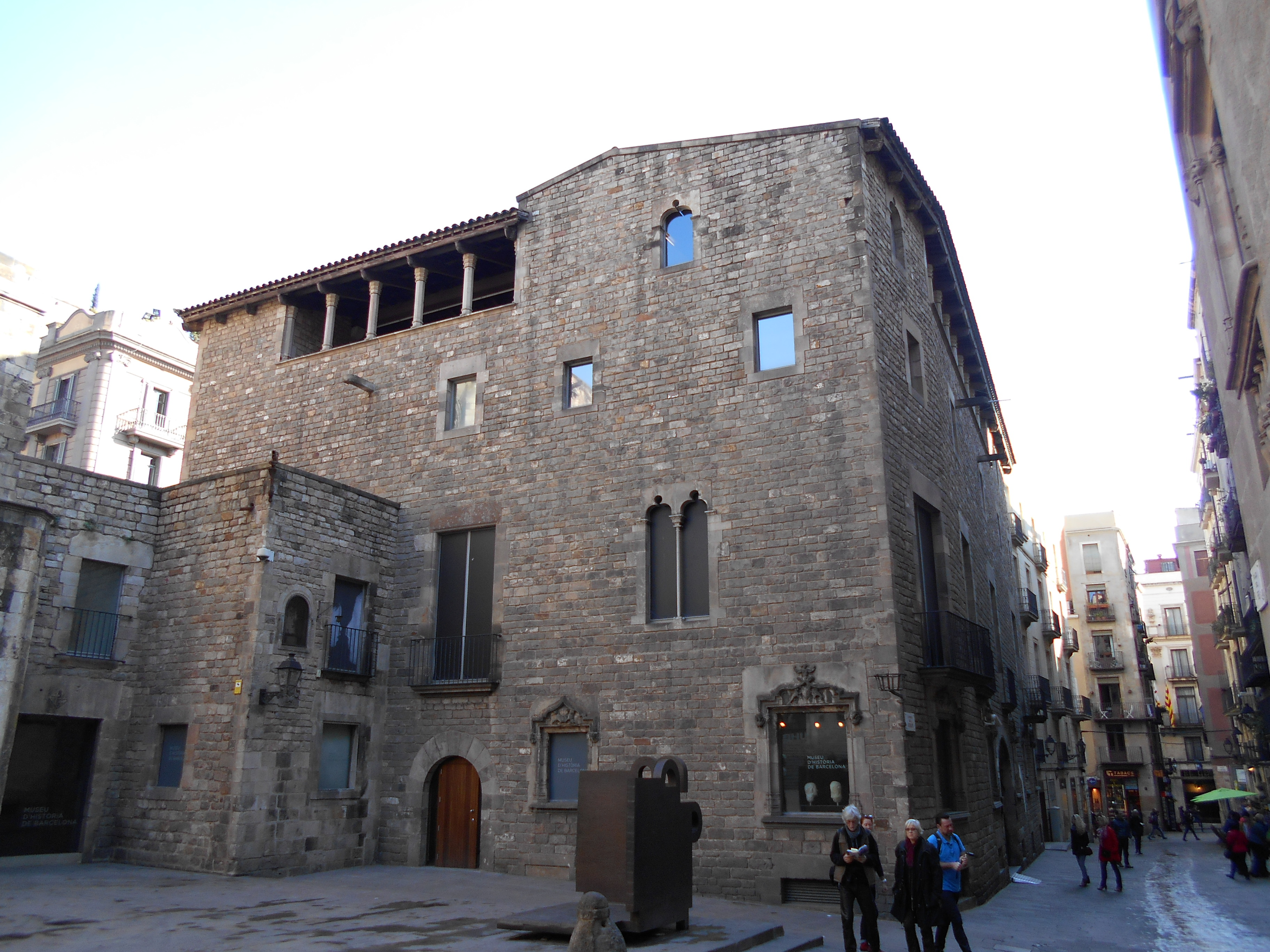
Casa Clariana-Padellàs (1497-1515).
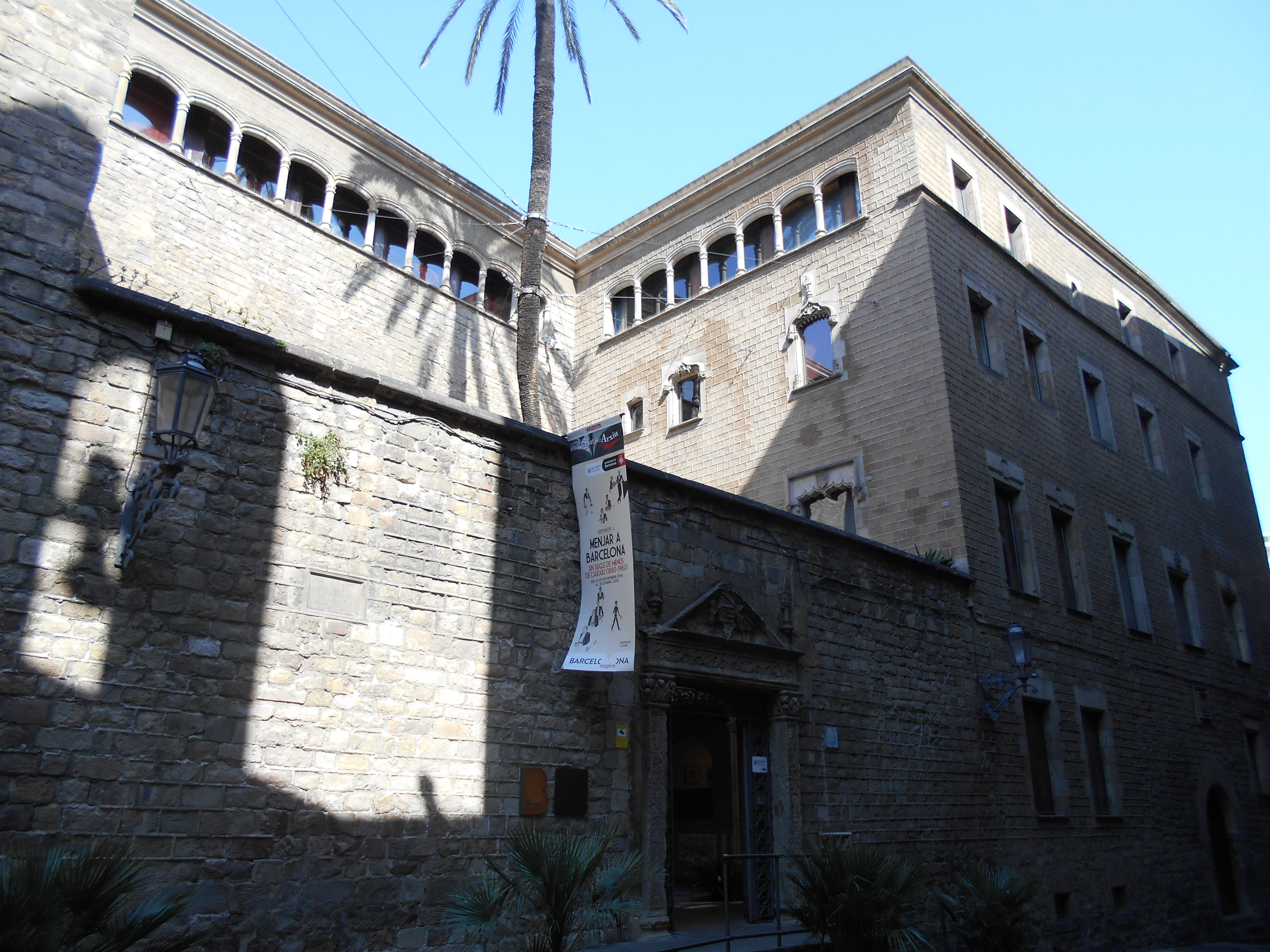
Casa de l'Ardiaca (1490-1514).
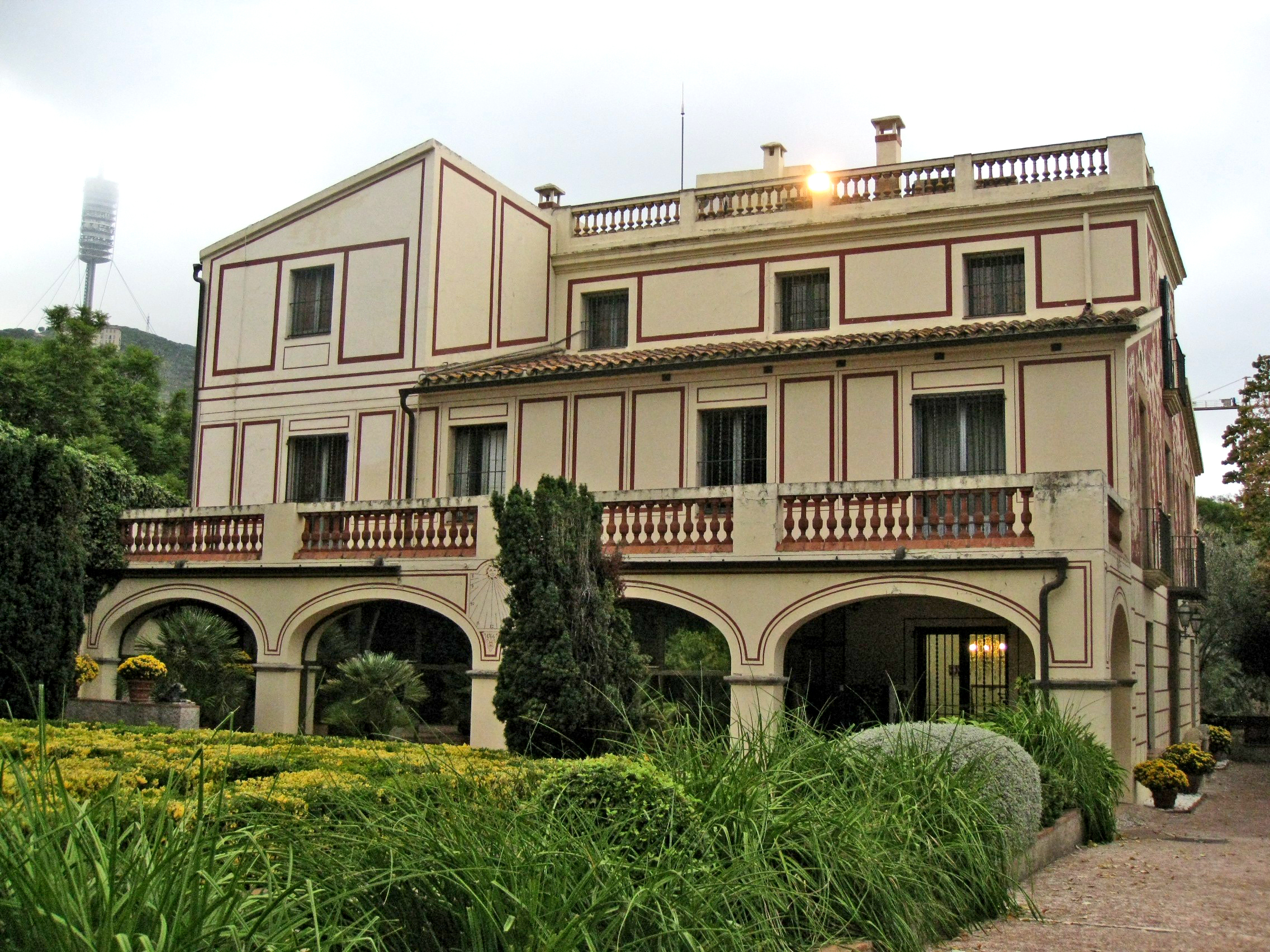
Masía de Can Mestres.

### Barroco

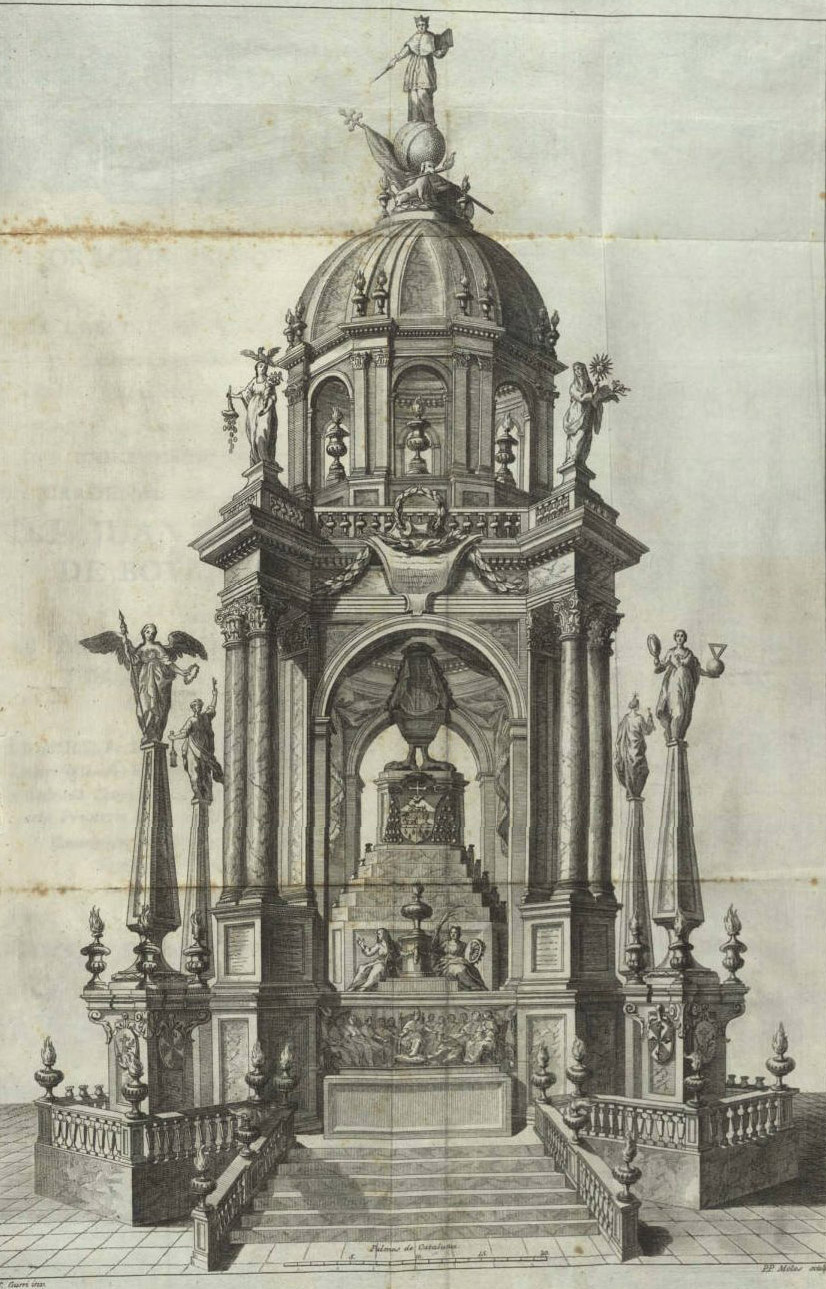
Túmulo del cardenal Juan Tomás de Boxadors, convento de Santa Catalina, obra de Salvador Gurri (1781); grabado de Pere Pasqual Moles. En el período barroco cobró una especial relevancia la arquitectura efímera, una mezcla de construcciones temporales, escenografía y actos lúdicos o ceremoniales, generalmente de carácter político o religioso.

#### SigloXVII
Como en el Renacimiento, el arte de la época siguió las corrientes llegadas desde fuera. Como pasó con las innovaciones renacentistas, el Barroco en Cataluña fue penetrando paulatinamente, con pervivencia de las tipologías anteriores y una nueva mezcla estilística en la ejecución de las obras. Aun así, el Barroco catalán es de líneas más sencillas, de estructuras simples, no tan recargadas como en el Barroco italiano, y se evidencia más en la decoración que no en los trazados, que siguen la línea clásica. Prácticamente hasta 1660 pervivió el clasicismo renacentista, que fue sustituido por un Barroco «salomónico decorativista» hasta 1705, fecha en que la arquitectura se fue volviendo más académica hasta desembocar en el neoclasicismo.
La arquitectura barroca asumió unas formas más dinámicas, con una exuberante decoración y un sentido escenográfico de las formas y los volúmenes. Cobró relevancia la modulación del espacio, con preferencia por las curvas cóncavas y convexas, poniendo especial atención en los juegos ópticos (trompe-l'œil) y el punto de vista del espectador. En convivencia con el ideario contrarreformista, el arte se volvió propagandístico y se puso al servicio de la ostentación del poder, tanto político como religioso.
Las primeras obras del siglo fueron todavía en un clasicismo renacentista, como sería el caso del convento de San Francisco de Paula (1597-1644), con una iglesia de nave única con capillas laterales, campanario rectangular y claustro de dos pisos con columnas dóricas en el inferior y jónicas en el superior. Le siguió el convento de la Merced (1637-1651), donde destaca el claustro —actualmente incorporado al edificio de la Capitanía General de Cataluña—, obra de Jeroni Santacana, con cuatro arcadas de medio punto con columnas toscanas, galería superior con el doble de arcos que la inferior, con columnas jónicas, y un nivel de balcones.
Otros exponentes son: el convento de la Santísima Trinidad (1619), de los trinitarios calzados, una reforma de la iglesia gótica —actualmente parroquia de San Jaime—, en que se añadió la planta jesuítica, con crucero, presbiterio y capillas laterales intercomunicadas; el convento agustino de Santa Mónica (1626-1636), cuya iglesia —reformada en 1887 por Joan Martorell y destruida en 1936— seguía el mismo esquema que la anterior, mientras que el claustro —única parte que se conserva, actual centro de arte— tiene dos pisos con arcadas sobre pilares; el convento servita del Buen Suceso (1626-1635), actual sede del distrito de Ciutat Vella; y la iglesia de San Ginés de Agudells (1671), que sustituía una del siglo X, de una nave con crucero y campanario cuadrado de cubierta piramidal, con rectoría y un cementerio.

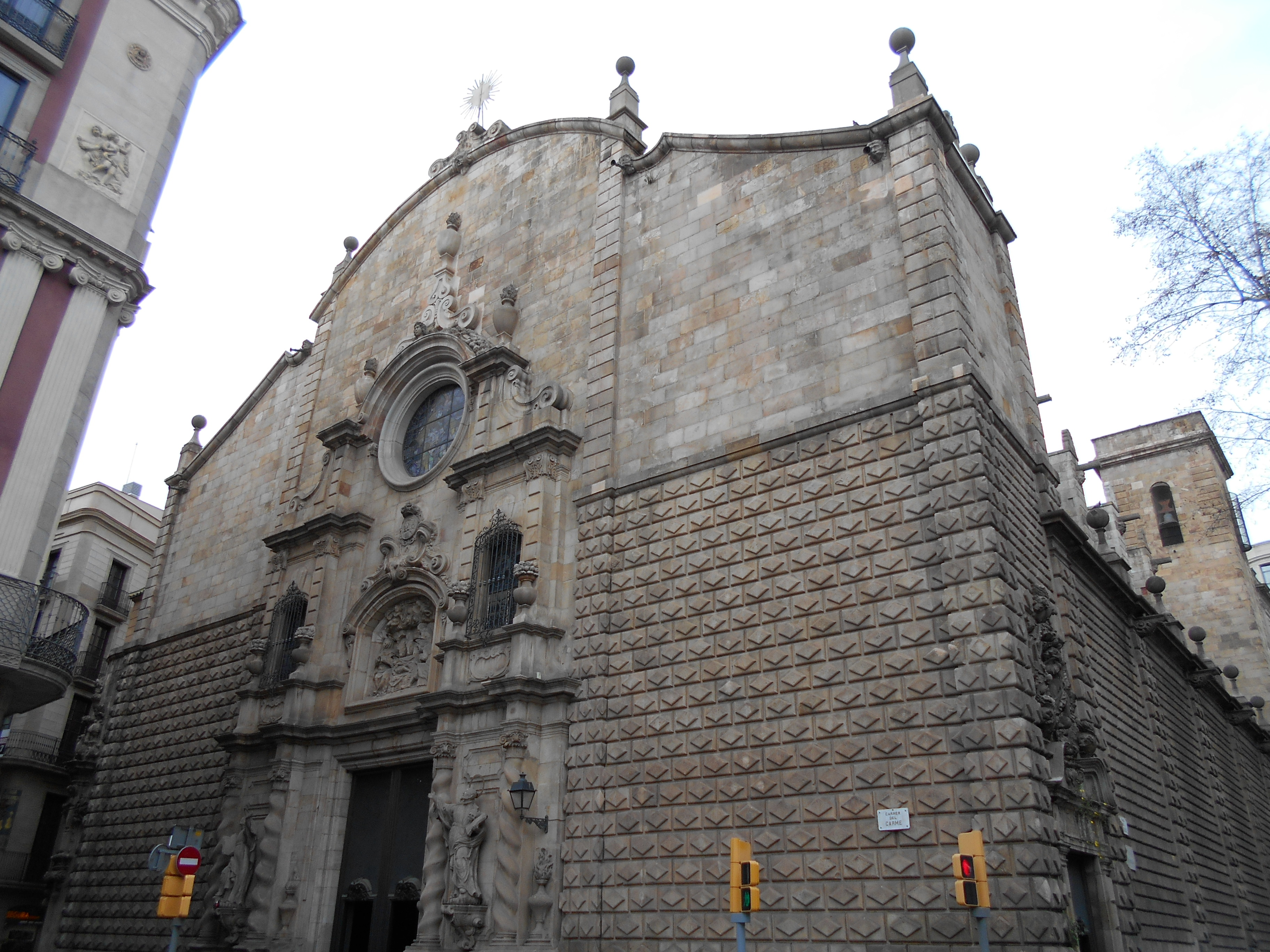
Iglesia de Belén (1681-1732), de Josep Juli.

La incorporación de las formas barrocas tuvo más éxito en la ornamentación que no en el lenguaje arquitectónico propiamente dicho, como se puede percibir en la generalización del uso de columnas salomónicas. Buenos ejemplos son la Casa de Convalecencia del Hospital de la Santa Cruz (1629-1680) y la iglesia de Belén (1681-1732). La primera, obra de Pere Pau Ferrer, tiene un esquema claustral, con dos niveles, arcos de medio punto, pilastras dórico-toscanas, bóvedas de arista y balaustrada en el segundo nivel. La iglesia jesuita de Nuestra Señora de Belén, obra de Josep Juli, tiene planta congregacional —al estilo del Gesù—, nave longitudinal con bóveda de cañón, nártex de entrada bajo el coro y capillas intercomunicadas, cada una con una cúpula elíptica con linterna. La fachada tiene un paramento de almohadillado romboidal, puerta cuadrada, rosetón y portada-retablo con columnas salomónicas y entablamento clásico, pero tratado barrocamente, con entrantes y salientes, flanqueado por dos estatuas de san Ignacio de Loyola y san Francisco de Borja, de Andreu Sala. Siguió el modelo de Belén la iglesia de San Severo (1698-1705), obra de Jaume Arnaudies por lo que corresponde al trazado original y de Jeroni Escarabatxeres en la conclusión de la fachada y la decoración interior. Es de pequeñas proporciones (23 x 12 m), dividida en tres cuerpos verticales por pilastras de gran tamaño, con un cuerpo central de mayor altura que acoge una hornacina con la imagen del santo.

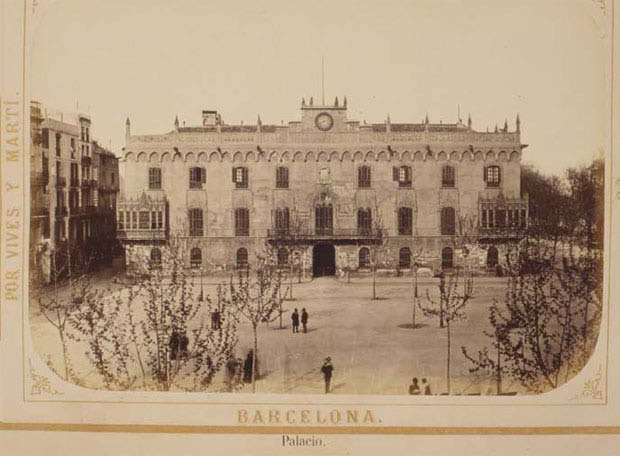
Palacio del Virrey (1668-1688), de Fray Josep de la Concepció.

En este período trabajó Fray Josep de la Concepció —apodado el Tracista—, un carmelita descalzo que desarrolló un estilo barroco clasicista, con cierta influencia vitruviana. Entre 1668 y 1688 construyó el Palacio del Virrey, en el Pla de Palau, reforma de un antiguo depósito de mercancías conocido como Hala dels Draps, de planta cuadrangular con patio central, tres niveles con balcones y fachada con elementos góticos. En 1675 adaptó la sala capitular de la Catedral de Barcelona como capilla de San Olegario, en estilo gótico para no romper con la línea del templo, y un sepulcro barroco para el santo, con una estatua de Pere Sanglada. En 1687 realizó la iglesia de los carmelitas descalzos de Nuestra Señora de Gracia y San José —apodada dels Josepets—, en la plaza de Lesseps, con nave única, capillas intercomunicadas, bóveda de cañón con lunetas, falso transepto y cúpula sin tambor. La fachada tiene tres arcos de entrada, frontón, entablamento y un campanario de espadaña perpendicular a la fachada.

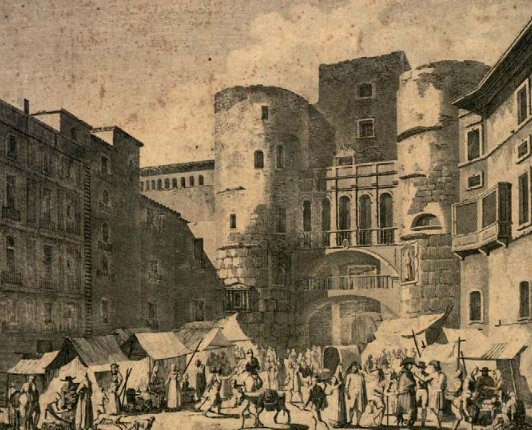
Puente de las torres romanas (1614).

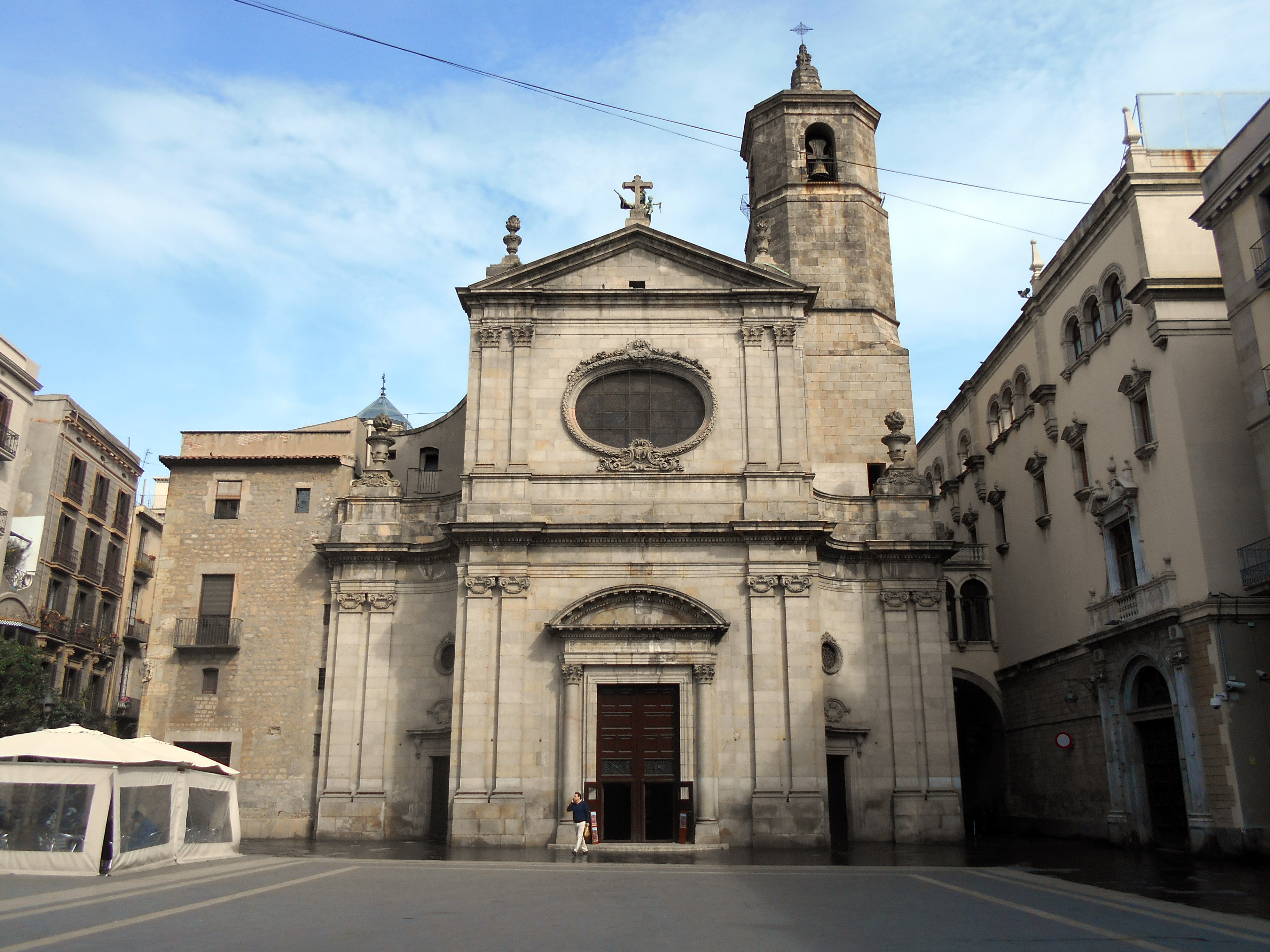
Iglesia de la Merced (1765-1775), de José Mas Dordal.

De esta época son también varios palacios: el palacio Dalmases —actual sede de Òmnium Cultural—, en la calle de Montcada, de tradición gótica por su distribución alrededor de un patio central con escalera y dos plantas, presenta una fachada con ventanas de moldeado roto y gárgolas, y un patio con columnas salomónicas y arcos rampantes; el palacio Marimon o del marqués de Caldes de Montbui destaca por su patio central con galería de arcos rebajados de estilo toscano; el palacio Maldà tiene una fachada curva por su adaptación a la calle, hecha de pequeños sillares, y un salón de varias plantas con decoración rococó; la casa del Gremio de Revendedores (1685) destaca por los esgrafiados de la fachada.
En este período las masías fueron abandonando progresivamente las líneas góticas, con la introducción de nuevos elementos como puertas adoveladas, ventanas geminadas, ménsulas y alféizares. Algunos exponentes son: Can Masdeu, en Horta; Can Trilla, en Gracia; Can Carabassa, en Horta; y Can Mariner, también en Horta.
A nivel urbanístico, en el siglo XVII se amplió nuevamente la muralla de la ciudad con la construcción de cinco nuevas puertas (San Severo, Talleres, San Antonio, San Pablo y Santa Madrona —esta última una reconstrucción de la del siglo XIV—), se pavimentaron calles, se instalaron alcantarillas, se construyeron fuentes de agua potable y se hicieron obras de mejora en el puerto. También se construyó un puente que unía las dos torres de la puerta decumana de la muralla romana, junto al Palacio Episcopal (1614), formado por dos arcos rebajados, el inferior con una pasarela con balaustrada y el superior con un cuerpo con cinco ventanas balconeras de arco de medio punto enmarcadas por pilastras dóricas; fue derribado en 1823.

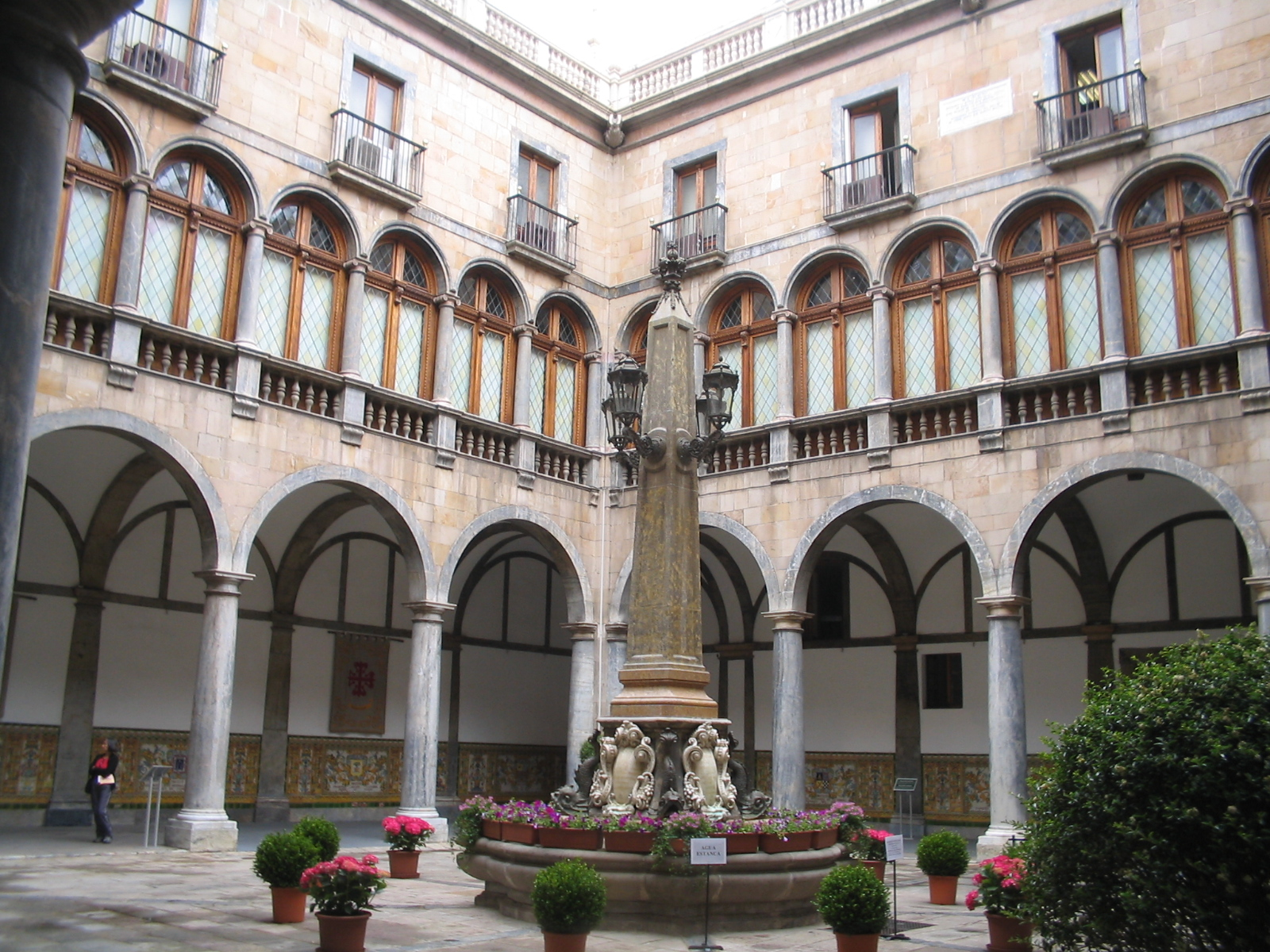
Claustro del convento de la Merced (1637-1651), de Jeroni Santacana.
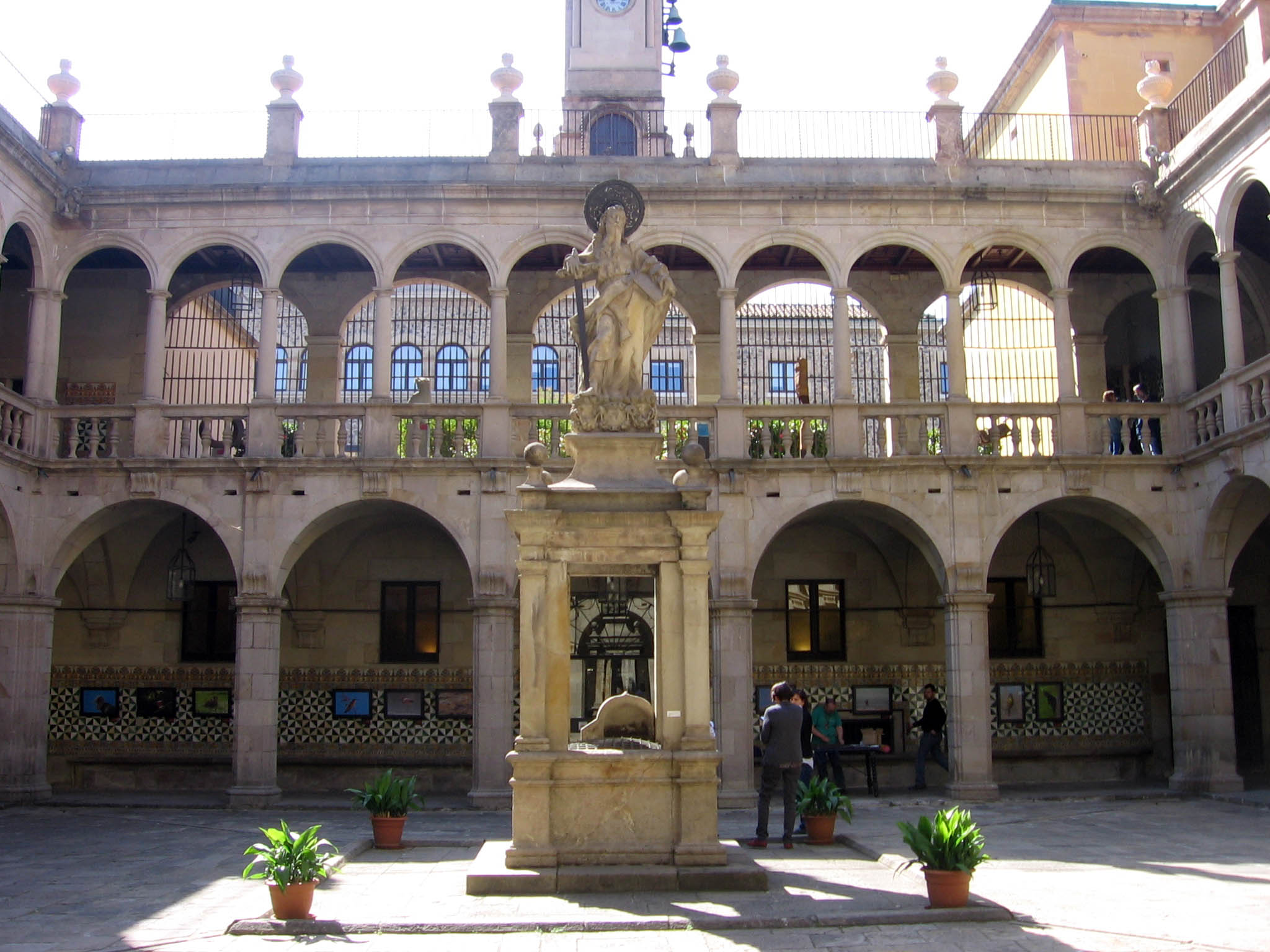
Casa de Convalecencia, Hospital de la Santa Cruz (1629-1680), de Pere Pau Ferrer.
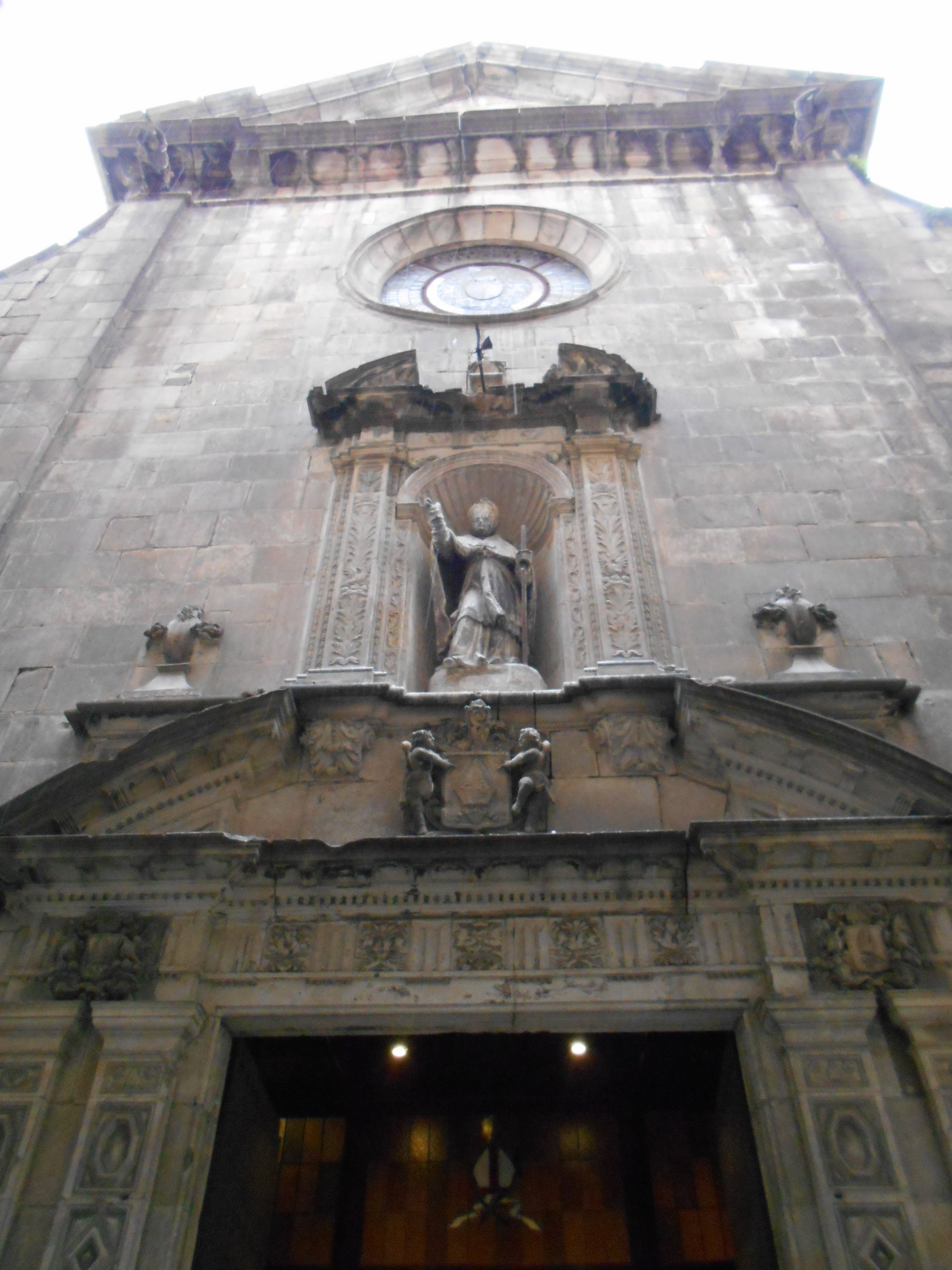
Iglesia de San Severo (1698-1705), de Jaume Arnaudies y Jeroni Escarabatxeres.
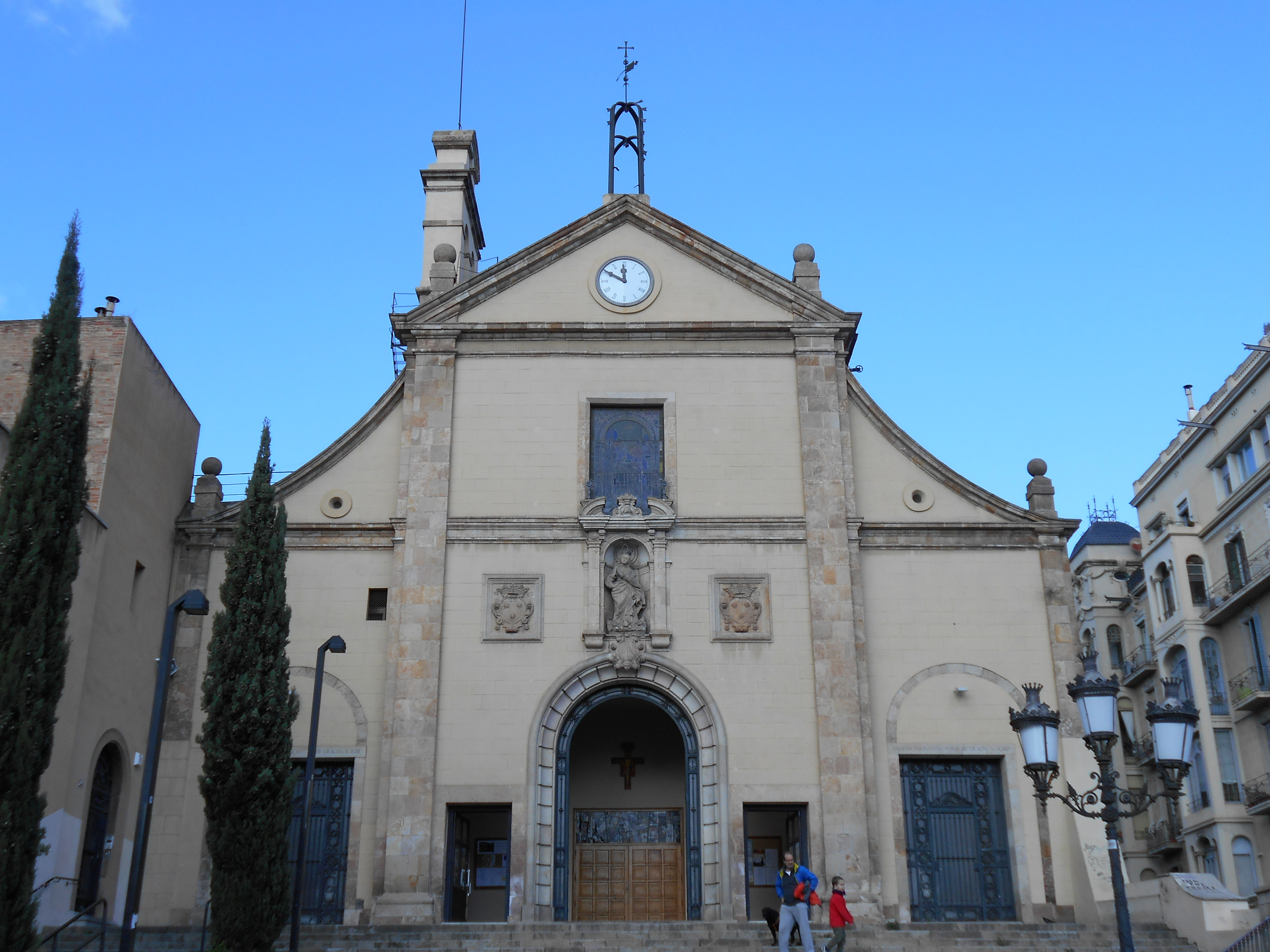
Iglesia de Nuestra Señora de Gracia y San José (1687), de Fray Josep de la Concepció.
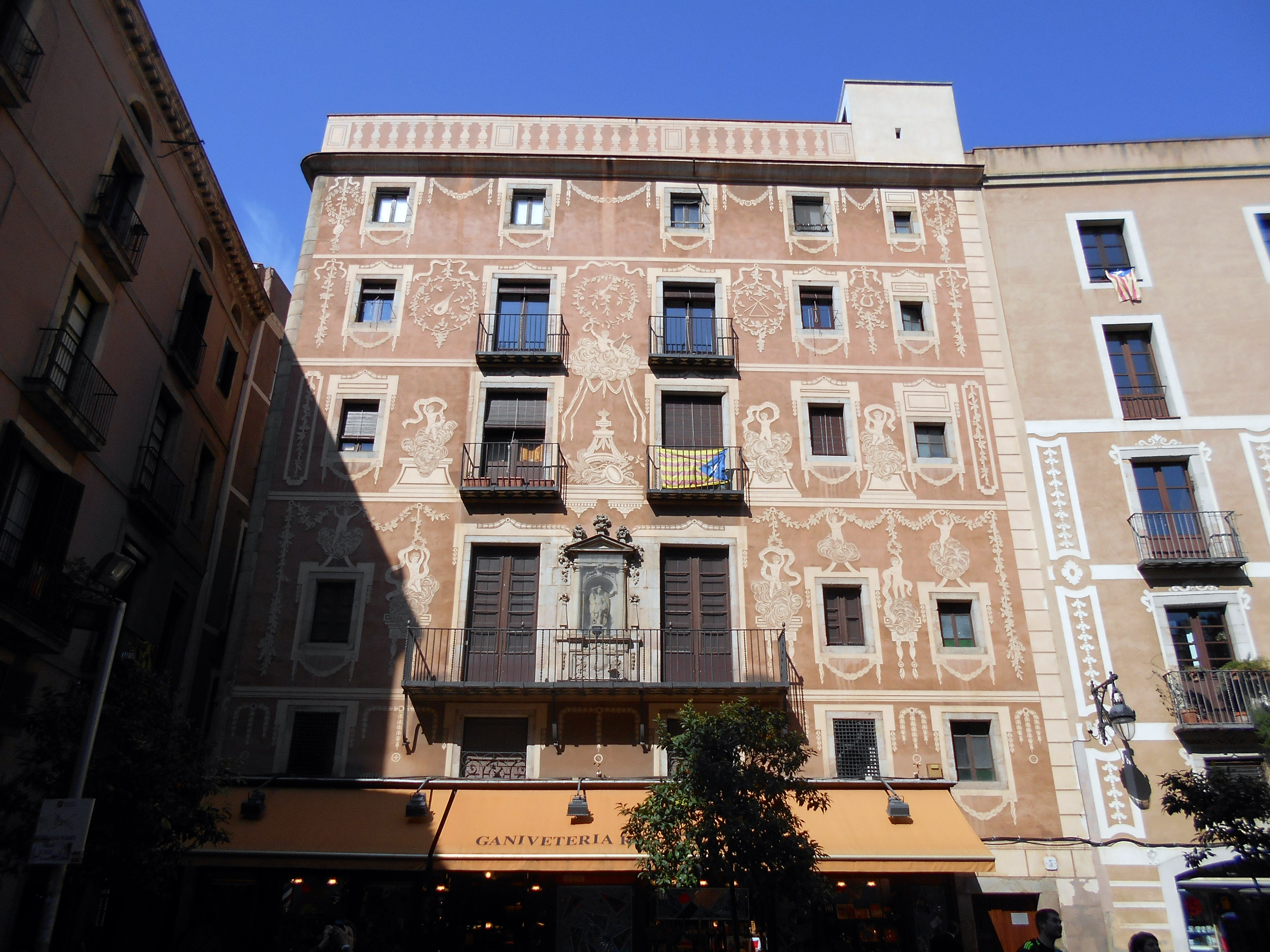
Casa del Gremio de Revendedores (1685).
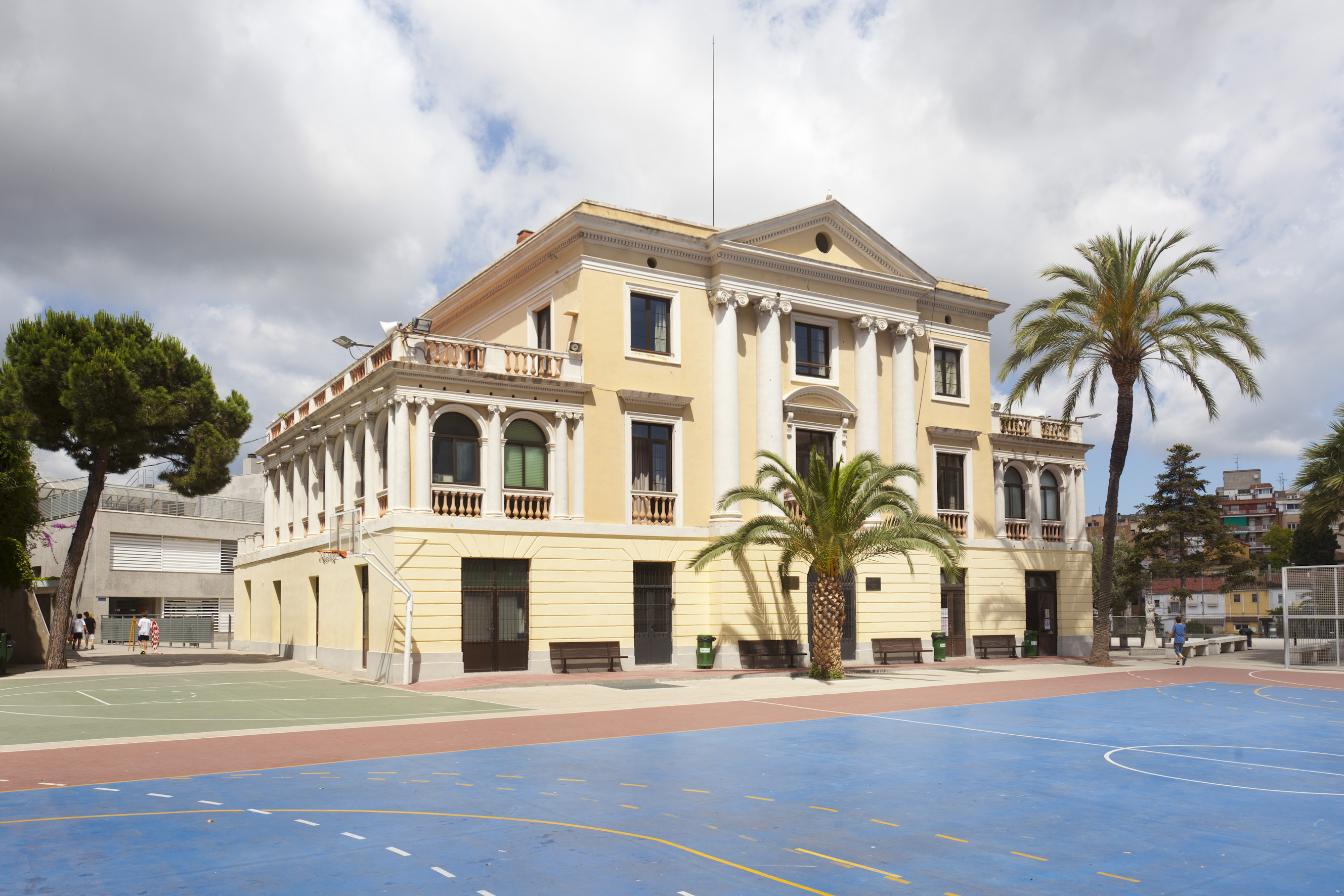
Masía de Can Carabassa.

#### SigloXVIII

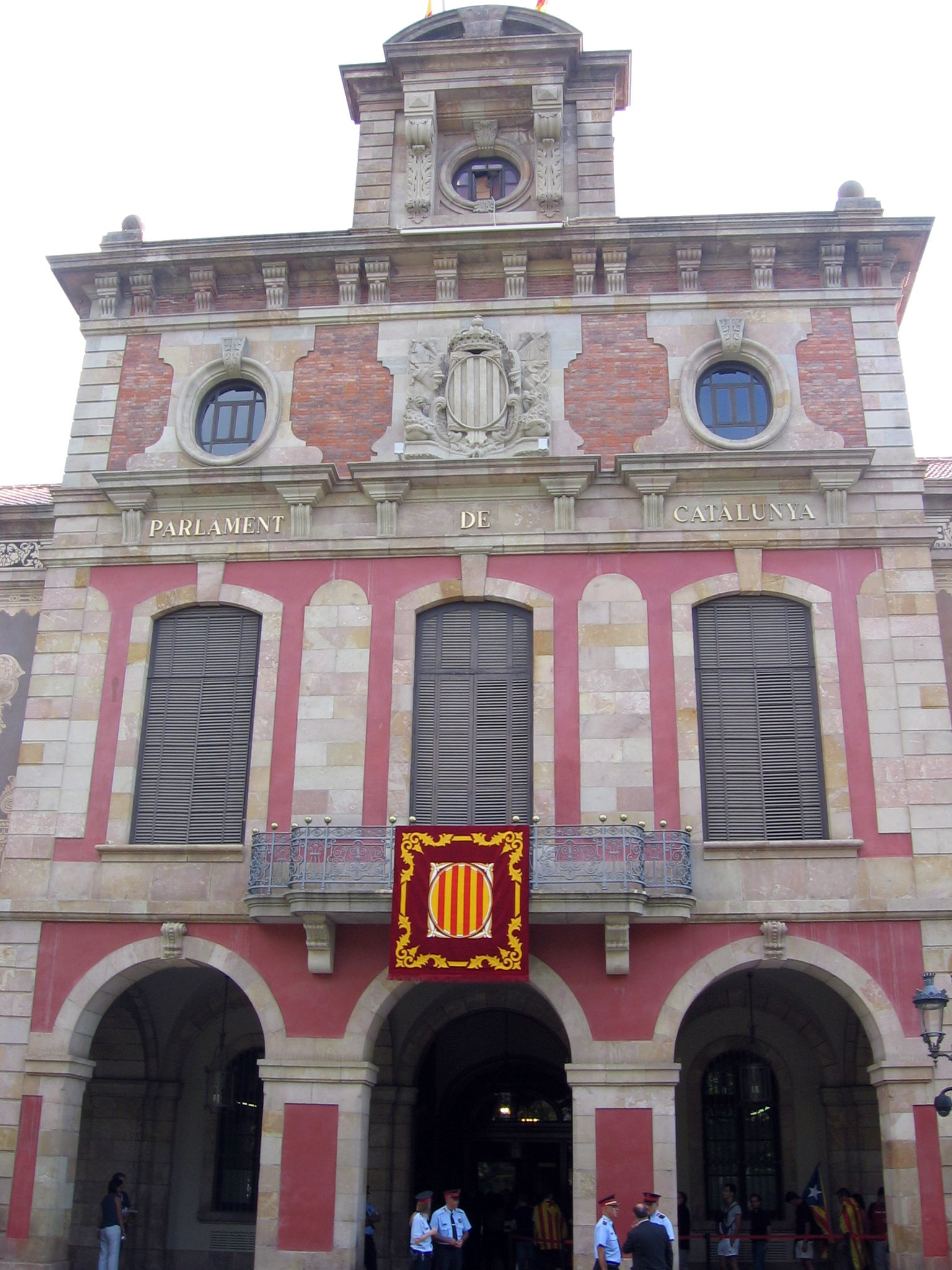
Fachada del Arsenal de la Ciudadela, actualmente Palacio del Parlamento de Cataluña.

En este siglo continuaron las formas barrocas, pero más atemperadas, no tan exuberantes como en la centuria anterior. El lenguaje arquitectónico se volvió más clasicista, bien con un componente más barroco (San Miguel del Puerto) o más académico (iglesia de la Merced), hasta desembocar en el neoclasicismo que se desarrolló entre finales de siglo e inicios del XIX.
La llegada de los Borbones generó en arquitectura una serie de obras de ingeniería militar, como el de castillo de Montjuïc y la fortaleza de la Ciudadela, o incluso iglesias como la de San Miguel del Puerto en la Barceloneta (1753). El castillo de Montjuic, una pequeña fortaleza del siglo XVII construida para la Guerra de los Segadores, fue ampliado y reformado por Juan Martín Cermeño entre 1751 y 1779, con una forma pentagonal y grandes fosos y baluartes, con influencia vaubaniana; en 1960 fue convertido en Museo Militar, con una reforma de Joaquim de Ros i de Ramis.
Para la construcción de la Ciudadela se derribaron 1200 casas del barrio de la Ribera —quedando 4500 personas sin casa y sin indemnización—, así como los conventos de San Agustín y Santa Clara, y se desvió la Acequia Condal. Obra de Joris Prosper van Verboom, tenía forma pentagonal, también con influencia vaubaniana. De su conjunto destacan el edificio del arsenal, actual sede del Parlamento de Cataluña; el palacio del gobernador, actual Instituto Verdaguer; y la capilla, actual parroquia castrense. Esta capilla, proyectada por Alexandre de Rez en 1727, presenta un portal clasicista con testero semicircular, al estilo de la iglesia de la Visitación de París.

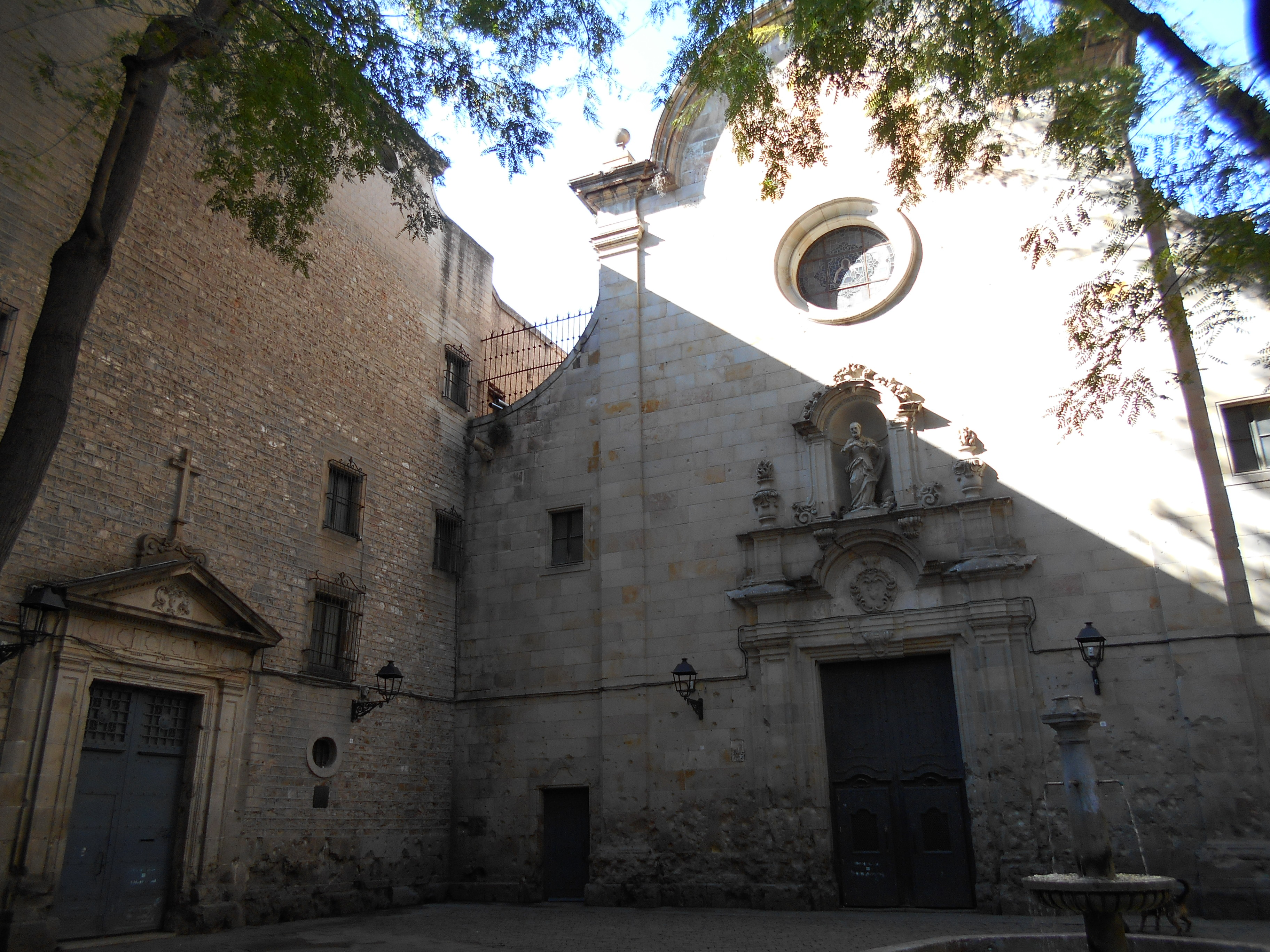
Iglesia de San Felipe Neri (1721-1752) de Pere Bertran y Salvador Ausich.

Las primeras iglesias fueron de pervivencia barroca: entre 1705 y 1716 se edificó la iglesia de San Severo y San Carlos Borromeo —actualmente de San Pedro Nolasco—, en la plaza de Castilla, de la orden de los paúles. Presenta nave única, con tribunas y cúpula semiesférica, y un claustro de orden toscano, con bóvedas de arista. Entre 1721 y 1752 se construyó la iglesia de San Felipe Neri, en la plaza homónima, obra de Pere Bertran y Salvador Ausich. Presenta nave única, crucero, capillas intercomunicadas, ábside rectangular y fachada de trazado mixtilíneo, con inicio de entablamento y acabamiento semicircular. De Pere Bertran es también la iglesia de San Agustín (1728), de nave congregacional con capillas intercomunicadas, cúpula con linterna, bóveda de cañón y ábside semicircular. La fachada es de Pere Costa (1735), con nártex de cinco arcos de medio punto, con frontón mixtilíneo y cúpula elíptica, realizada solo en su parte inferior, mientras que la superior continúa inacabada. En 1735 se levantó la iglesia de Santa Marta, en la Riera de San Juan, anexa a un hospital de peregrinos del mismo nombre; afectada por la apertura de la Vía Layetana, fue derribada en 1911, aunque la fachada fue conservada y trasladada al edificio del convento del Hospital de la Santa Cruz y San Pablo, donde aún permanece.
Entre 1736 y 1743 se construyó la Casa de la Caridad —actual Centro de Cultura Contemporánea de Barcelona—, emplazada sobre un anterior convento medieval de monjas agustinas bombardeado en 1651, que albergaba un complejo de diversas dependencias dispuestas alrededor de un gran patio de planta cuadrada y claustro de doble altura con arcadas de orden toscano, conocido actualmente como patio Manning. En el siglo XIX se le incorporó la iglesia neogótica de Santa María de Montalegre, así como otro patio llamado de Dones.

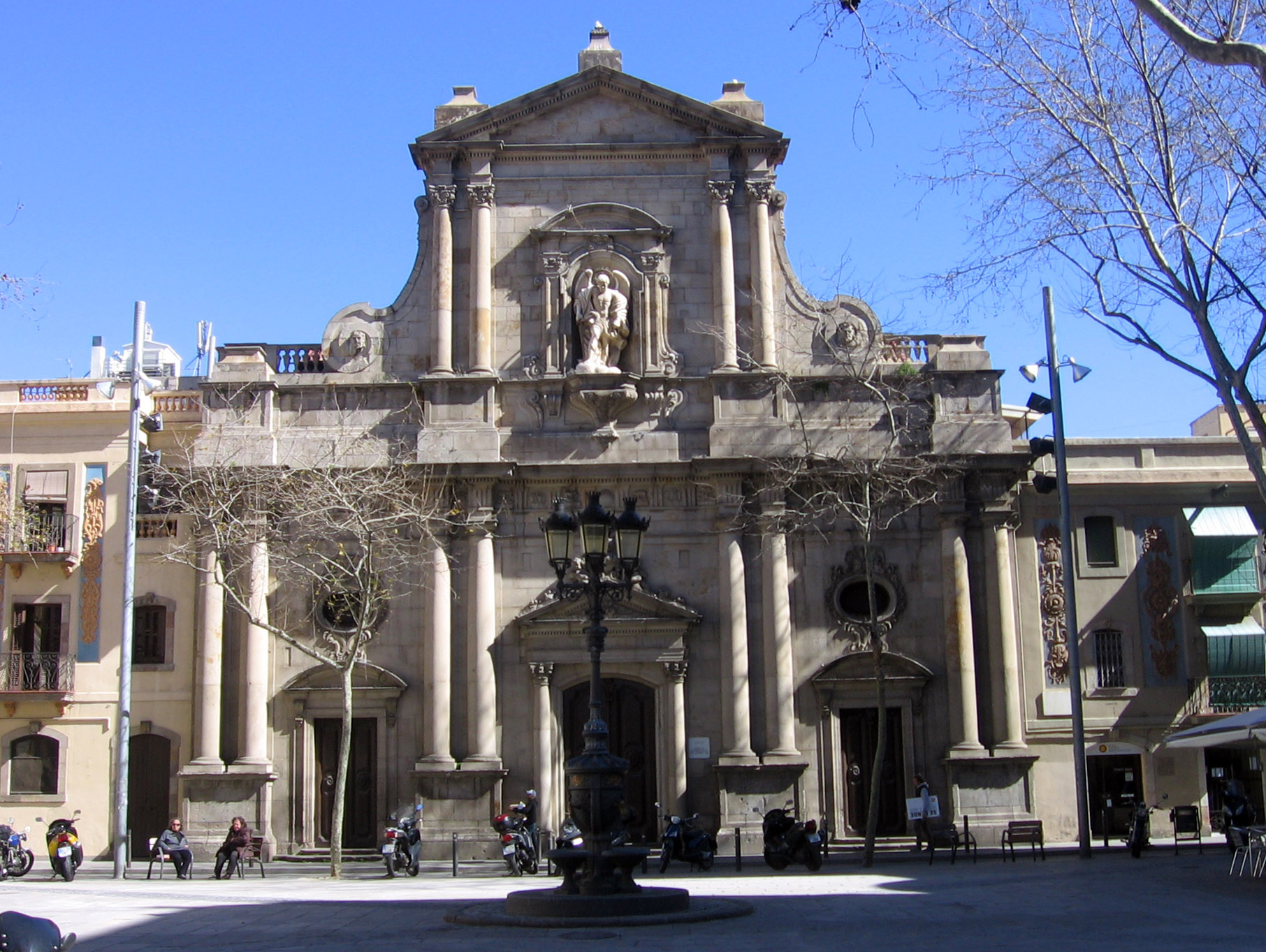
Iglesia de San Miguel del Puerto (1753), de Pedro Martín Cermeño.

La iglesia de San Miguel del Puerto (1753), de Pedro Martín Cermeño, tiene influencia italiana, especialmente de Maderno y Della Porta, y presenta una fachada tripartita con un cuerpo central elevado con frontón triangular —que denota la influencia del Gesù—, y una escultura de San Miguel de Pere Costa; la planta era cuadrada, con una cúpula central sobre cuatro pilares, pero fue reformada por Elías Rogent en 1863, fecha en que amplió el espacio de la iglesia y la distribuyó en tres naves, con una nueva cúpula sobre un falso crucero.
Uno de los mejores exponentes del barroco religioso fue la iglesia de la Merced (1765-1775), de José Mas Dordal, que sustituía otra gótica de la orden de los mercedarios. Presenta nave única con capillas laterales intercomunicadas, siguiendo el esquema de las iglesias contrarreformistas catalanas, crucero con cúpula y camarín sobre el presbiterio. La fachada denota la influencia de San Andrés del Quirinal de Bernini, con muros laterales curvados, puerta con frontón semicircular, rosetón y frontón superior triangular. Sobre la cúpula destaca la imagen de Nuestra Señora de la Merced, obra original de Maximí Sala destruida en 1936 y sustituida por una copia de los hermanos Oslé (Miquel y Llucià).
De esta época son también dos iglesias parroquiales de antiguos municipios colindantes de la ciudad, hoy día incorporados como barrios: San Vicente de Sarriá, de José Mas Dordal, construida entre 1778 y 1816 sobre los restos de una anterior iglesia gótica de 1379 —edificada a su vez sobre otra románica consagrada en 1147—, tiene tres naves intercomunicadas por arcos de medio punto, con cabecera plana y transepto con cúpula, así como capillas laterales; y el santuario de Santa Eulalia de Vilapicina (1782), reforma de una iglesia del siglo X, tiene una nave de bóveda de cañón y cubierta a dos aguas, y fachada neoclásica decorada con esgrafiados y coronada por un pequeño campanario.

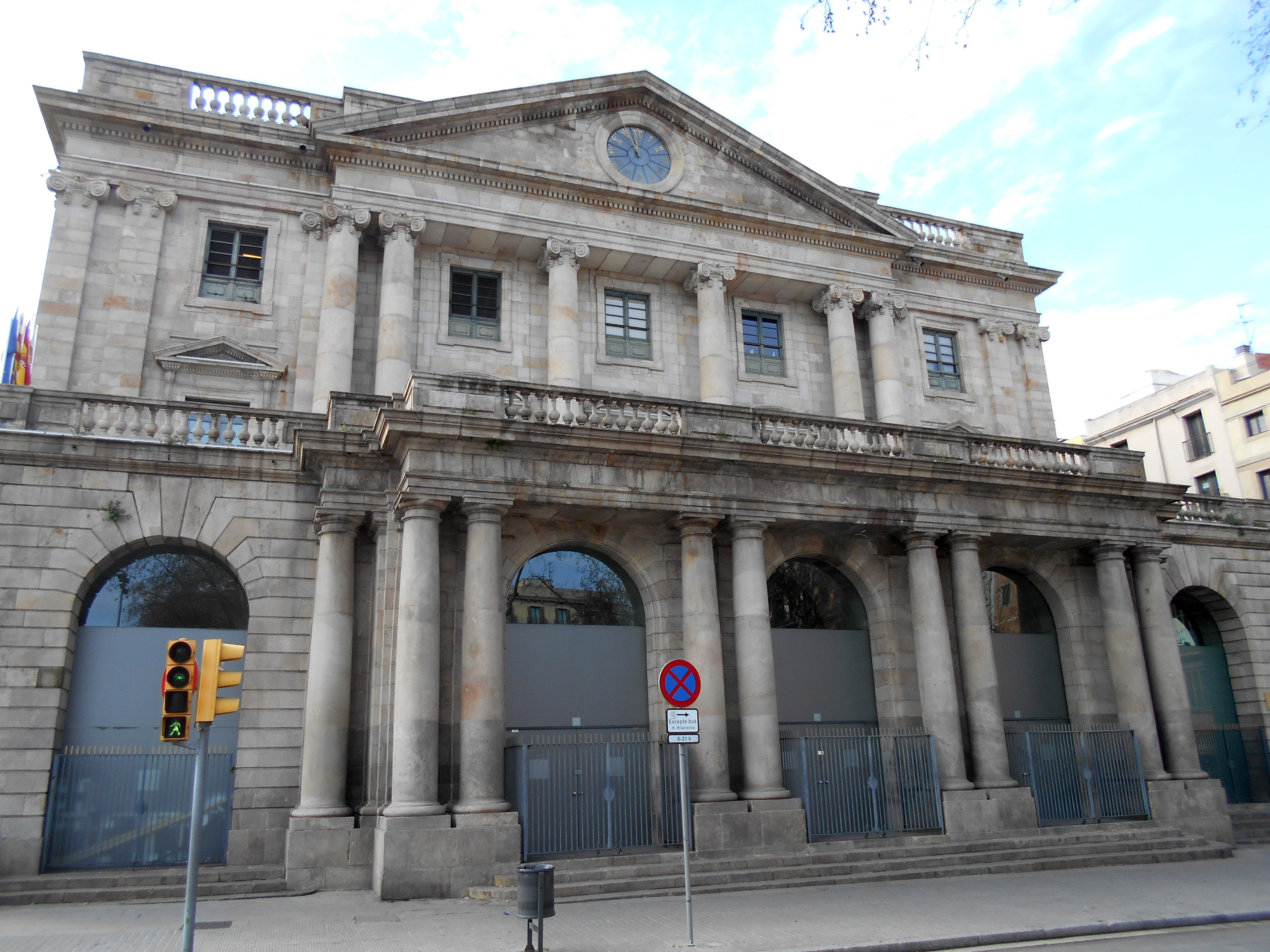
Palacio de la Lonja (1774-1802), de Joan Soler i Faneca.

La arquitectura civil, realizada principalmente por arquitectos académicos, se fue acercando paulatinamente al neoclasicismo, como se percibe en el Colegio de Cirugía de Barcelona (1762-1764), obra de Ventura Rodríguez, con planta rectangular dividida en dos áreas claramente diferenciadas: un anfiteatro circular que servía como aula de anatomía y una zona de dependencias administrativas y de servicios. En 1771 se construyó la nueva fachada del palacio del Virrey, proyectada por el conde de Roncali, plenamente neoclásica; reformado nuevamente en 1846 en ocasión de una visita de Isabel II, fecha en que pasó a ser Palacio Real, fue destruido por un incendio en 1875. Entre 1774 y 1802 se reformó totalmente el palacio de la Lonja, con un proyecto de Joan Soler i Faneca. Del edificio gótico solo quedó la sala de Contratación, alrededor de la cual se levantó un nuevo edificio de corte clasicista que denota una cierta influencia palladiana. Otro edificio ligado al comercio fue la Aduana —actual Delegación del Gobierno—, construida entre 1790 y 1792 por el conde de Roncali, la cual presenta trazos clasicistas, si bien denota todavía la pervivencia del decorativismo barroco; tiene una fachada con tres aberturas, en los extremos con un frontón triangular y en el centro con uno circular, y una decoración de estuco imitando al mármol.

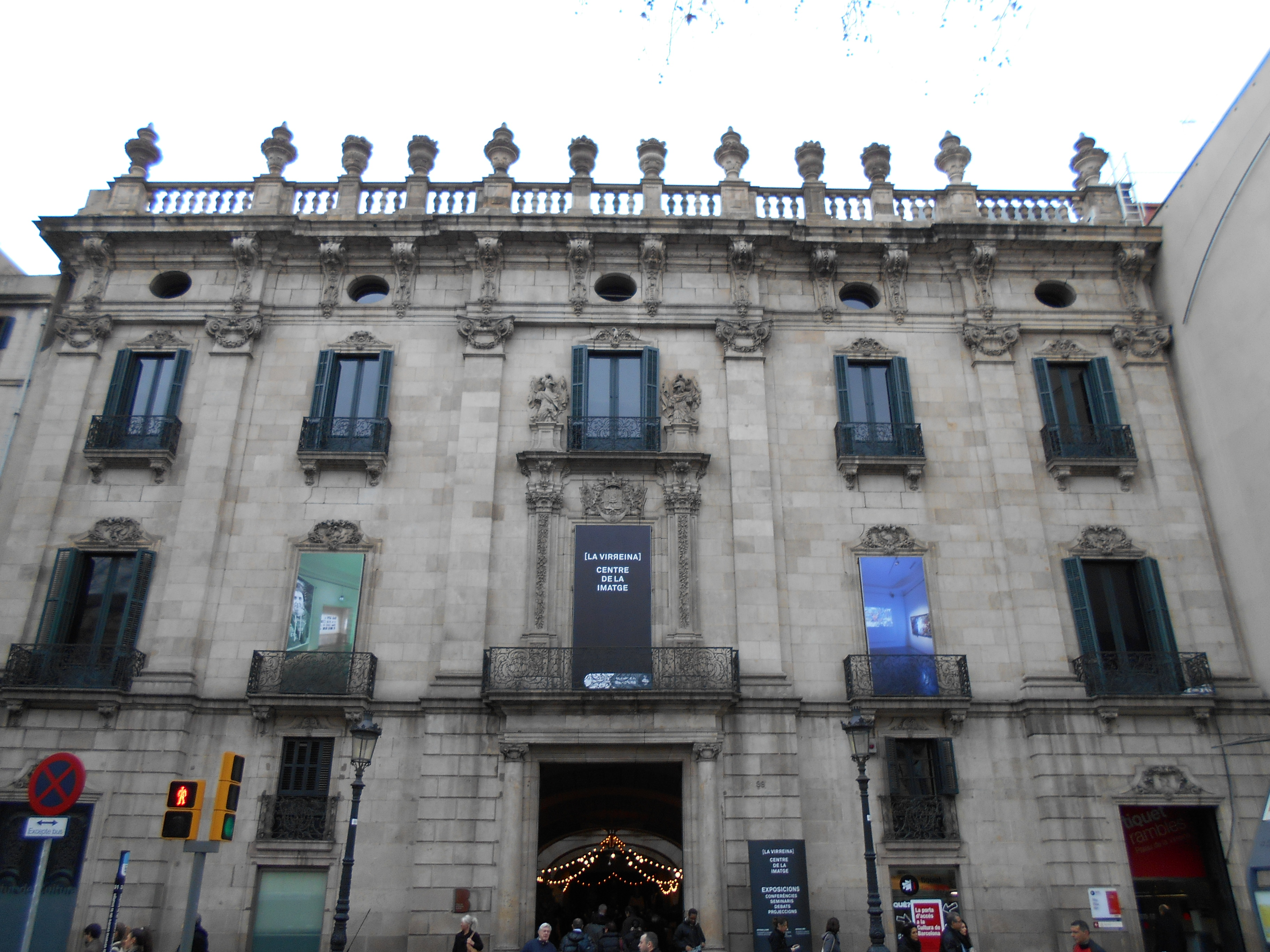
Palacio de la Virreina (1772-1778), de Josep Ausich.

Los palacios de la época suelen tener planta cuadrangular, con un patio central al que se accede por un vestíbulo principal, que suele destacar por una amplia escalera de honor. Algunos exponentes son: el palacio de la Virreina (1772-1778), construcción de Josep Ausich sobre un proyecto de Manuel de Amat y Junyent, virrey del Perú; el palacio Sessa-Larrard (1772-1778), de Josep Ribas i Margarit; el palacio Moja (1774-1789), de Josep Mas i Dordal; la casa Marc de Reus (1775), de Joan Soler i Faneca; y el palacio Savassona (1796), actual sede del Ateneo Barcelonés. Entre 1782 y 1784 se amplió también el palacio Episcopal, con un nuevo edificio con fachada a la plaza Nueva, obra de Josep Mas i Dordal. Cabe mencionar también la casa de la Seda o del Gremio de Veleros (1758-1763), obra de Joan Garrido, un edificio de tres niveles que destaca por su decoración de esgrafiados, buena muestra del decorativismo barroco.
Las masías continuaron con las líneas esbozadas el siglo anterior, con algún elemento distintivo como la decoración en esgrafiado o los tejados a dos aguas con coronamiento mixtilíneo. También se introdujo en esta época la construcción con bóveda catalana. Algunos ejemplos son: Can Travi Nou, en Horta; Can Planas, en Les Corts, actualmente la famosa Masía del Fútbol Club Barcelona; Can Tusquets, en Gracia; Can Fargas, en Horta; Can Raspall, en Sarrià; Can Rosés, en Les Corts; Can Canet de la Riera, en Sarrià; Can Móra, en Horta; Can Sert, en Gracia; Villa Florida, en Sant Gervasi; y Can Querol, en Horta.
A nivel urbano, hay que remarcar la construcción en 1753 del barrio de la Barceloneta, promovida por el marqués de la Mina, el cual también reparó y amplió el puerto y fomentó la instalación del primer alumbrado público. Entre 1776 y 1778 se realizó la urbanización de la Rambla, y se proyectaron los paseos de San Juan y de Gracia, aunque no se realizaron hasta el cambio de siglo el primero y 1820-1827 el segundo. También se trazó la calle Nou de la Rambla, por iniciativa del conde del Asalto (1778-1789). En 1797 se creó también el paseo Nuevo o de la Explanada, situado junto a la Ciudadela militar, una amplia avenida jalonada de álamos y olmos y decorada con fuentes ornamentales —de las que se conserva la Fuente de Hércules—; durante un tiempo fue el principal espacio verde de la ciudad, pero desapareció en las obras de urbanización del parque de la Ciudadela.

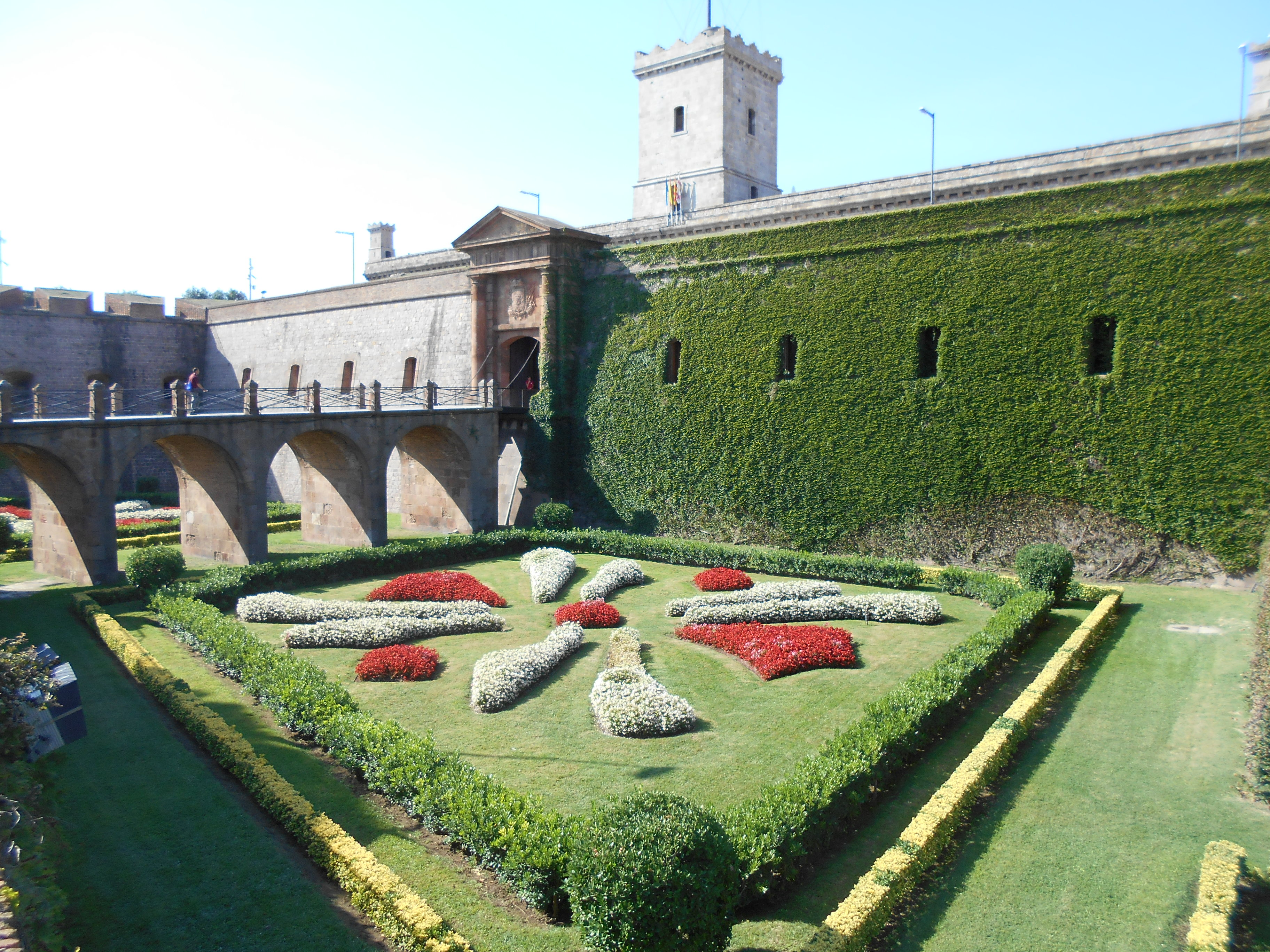
Castillo de Montjuic (1751-1779), de Juan Martín Cermeño.
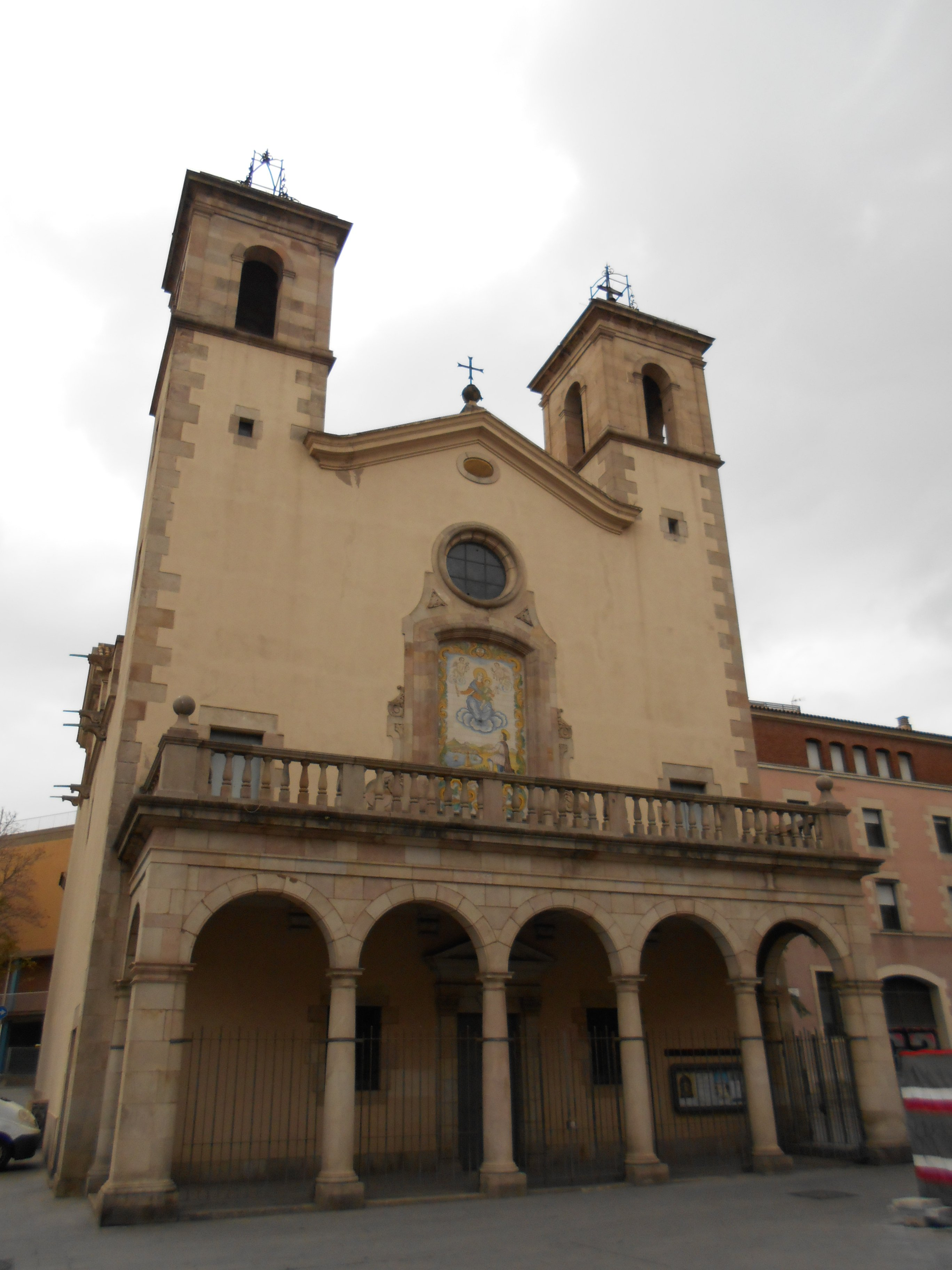
Iglesia de San Severo y San Carlos Borromeo (1705-1716).
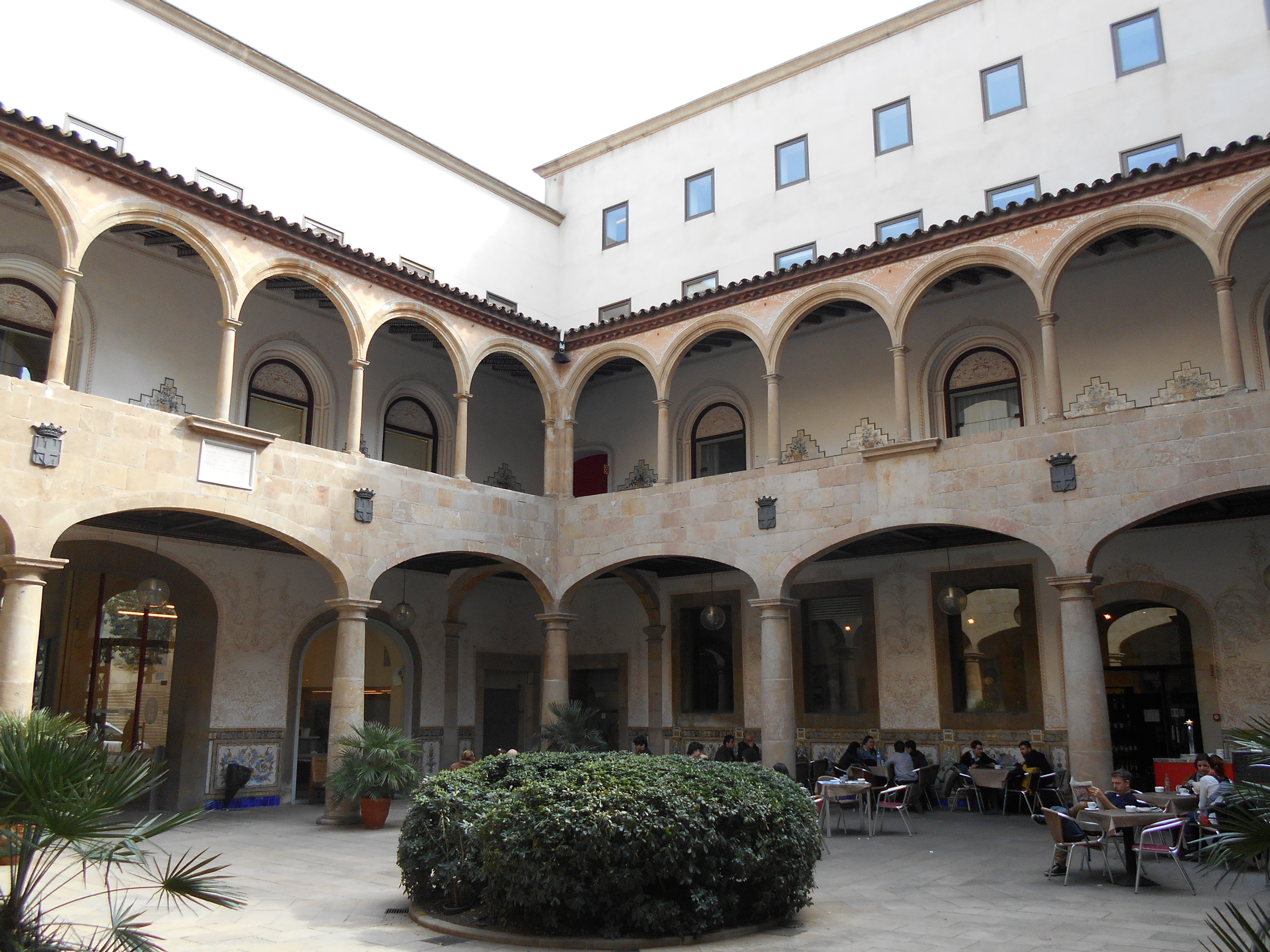
Patio Manning, Casa de la Caridad (1736-1743).
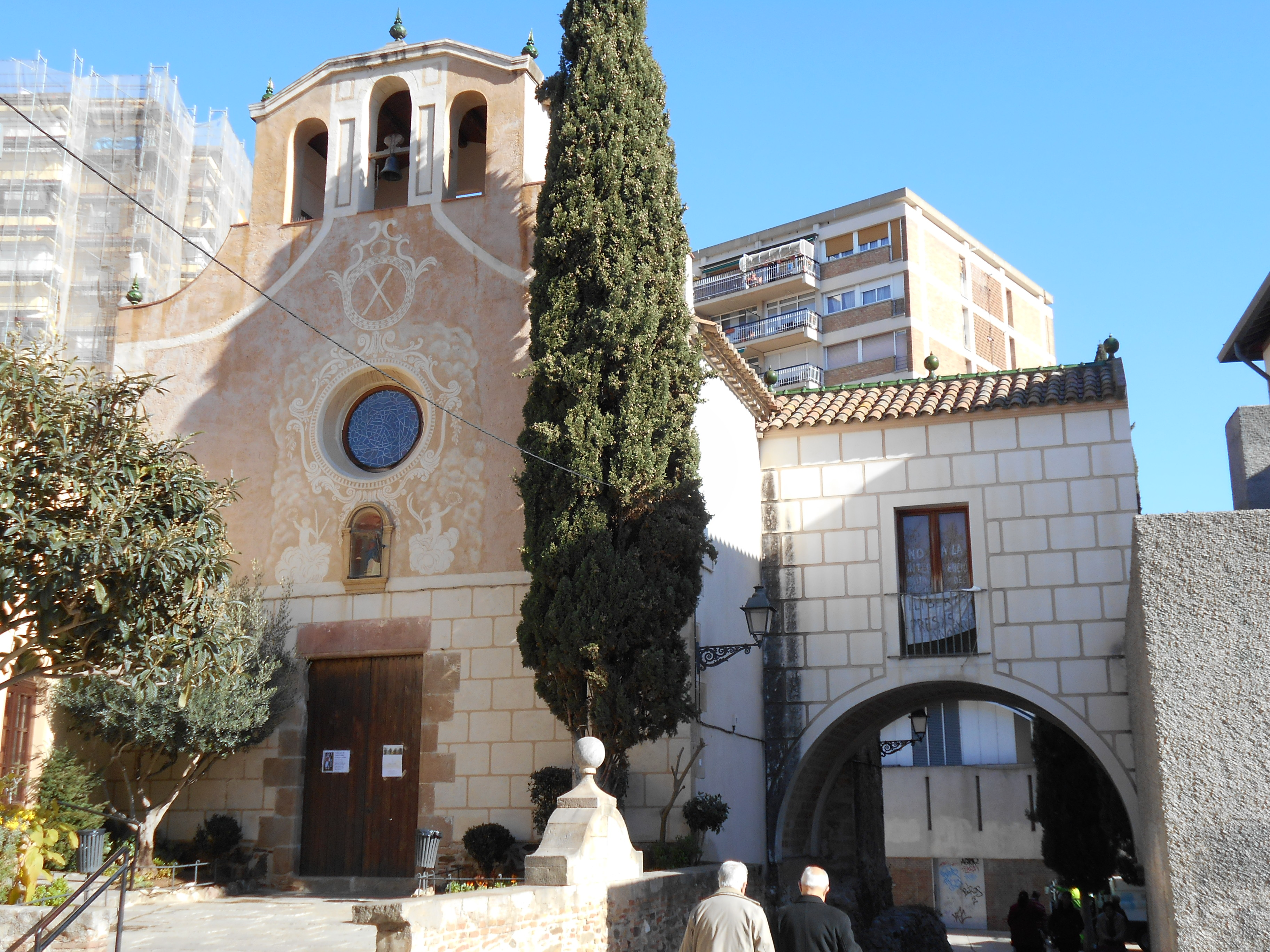
Santuario de Santa Eulalia de Vilapicina (1782).
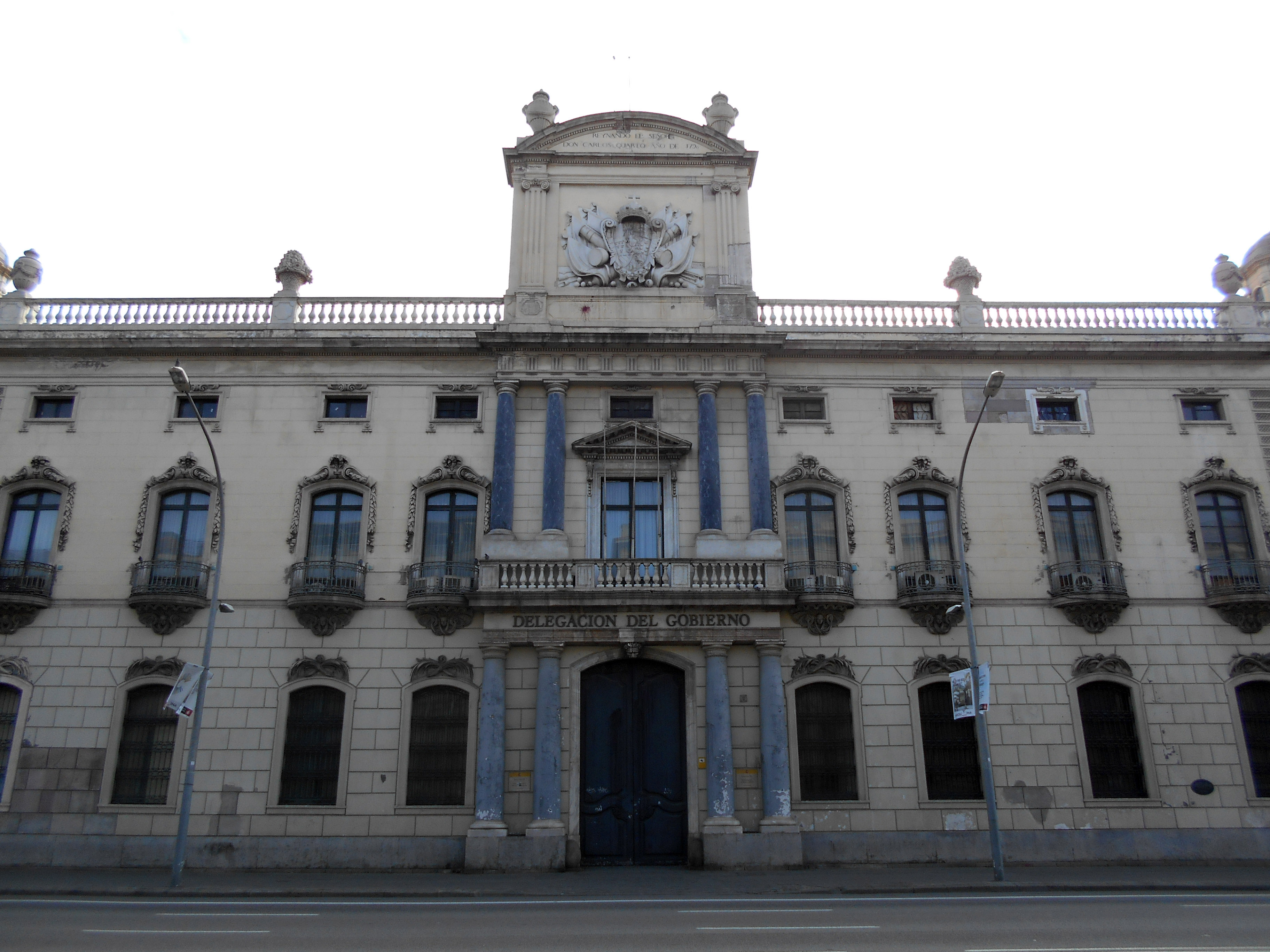
Aduana (1790-1792), de Juan Miguel de Roncali.
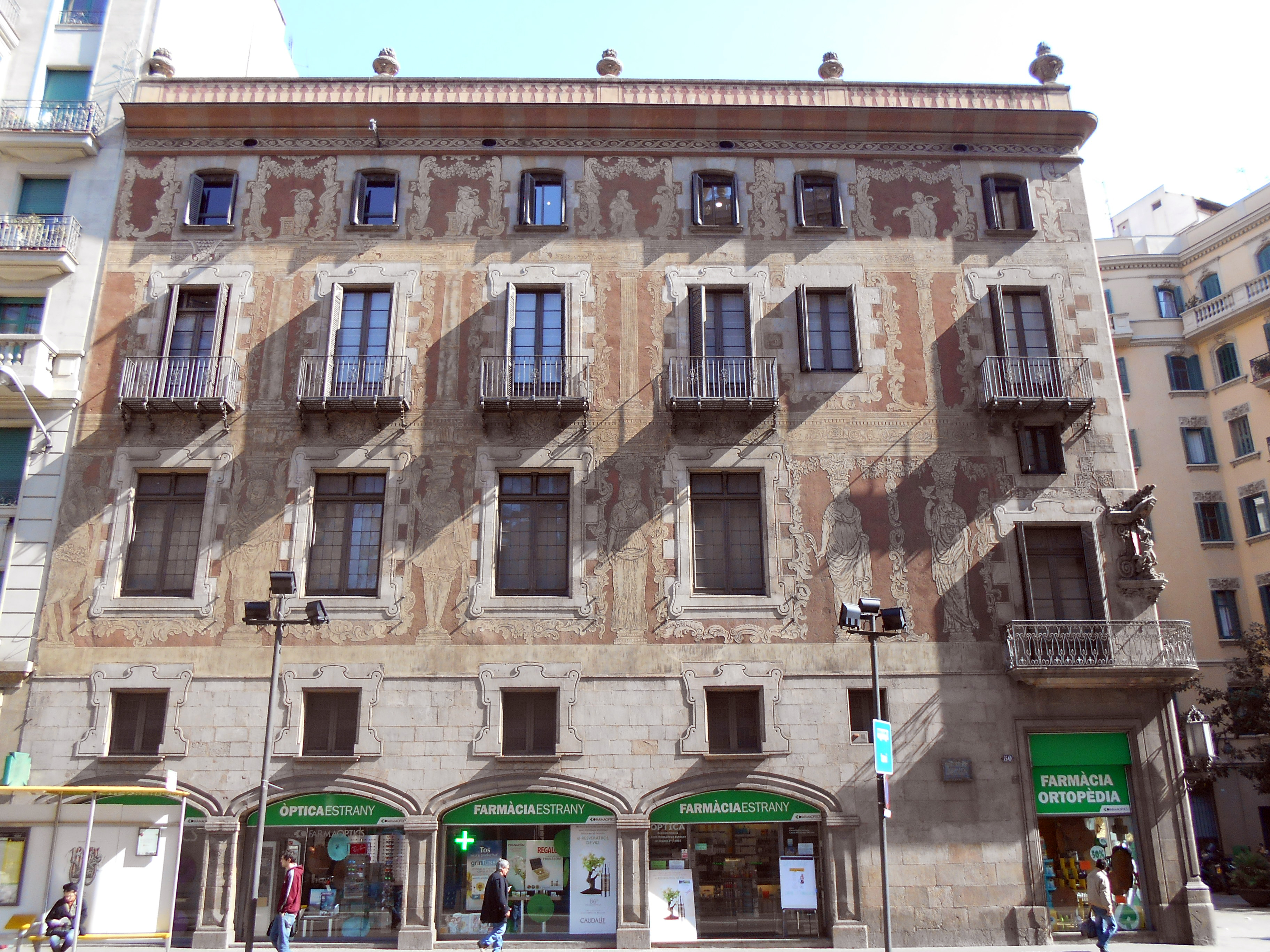
Casa de la Seda (1758-1763), de Joan Garrido.
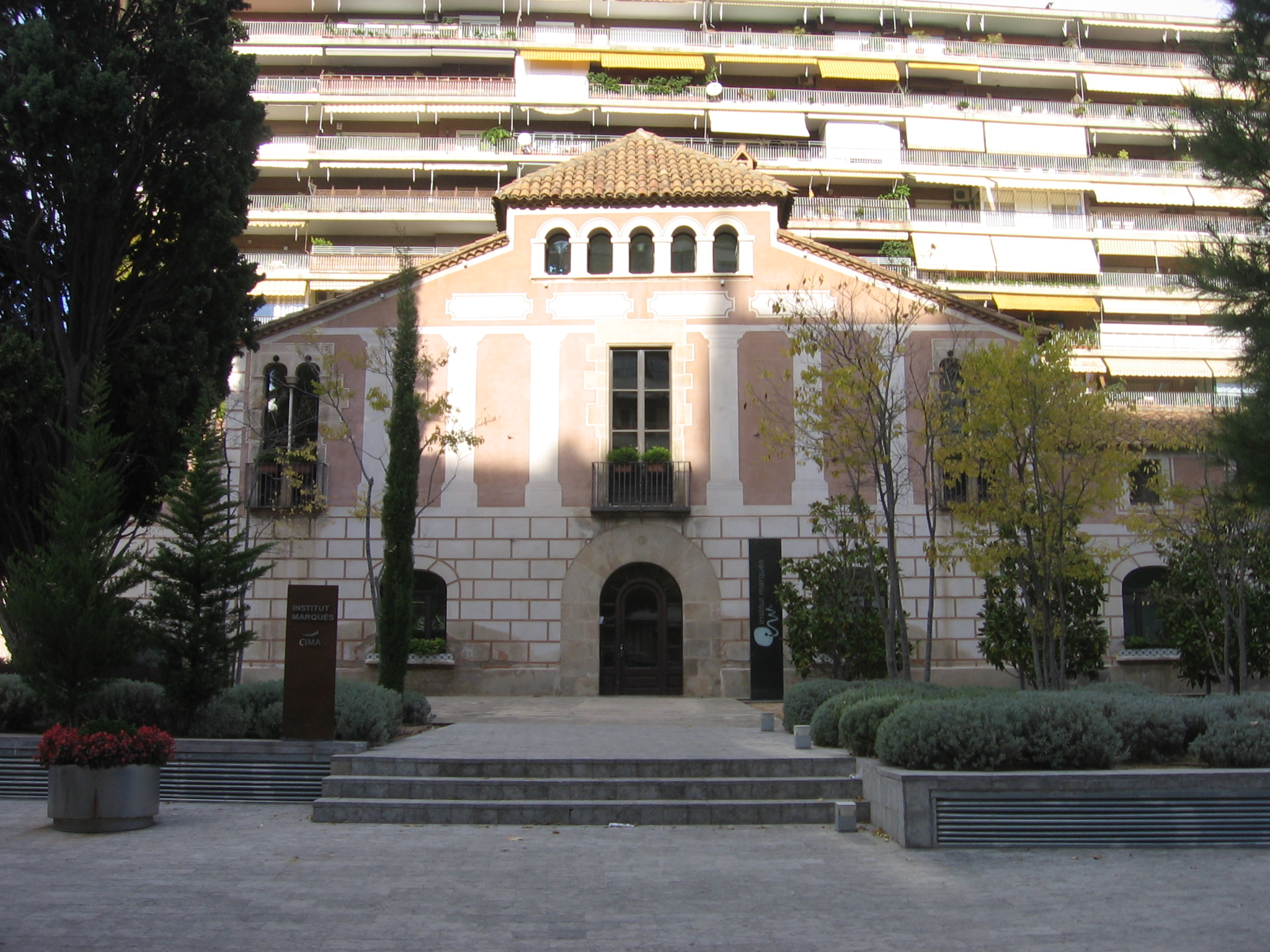
Masía de Can Raspall, Sarrià.

## SigloXIX

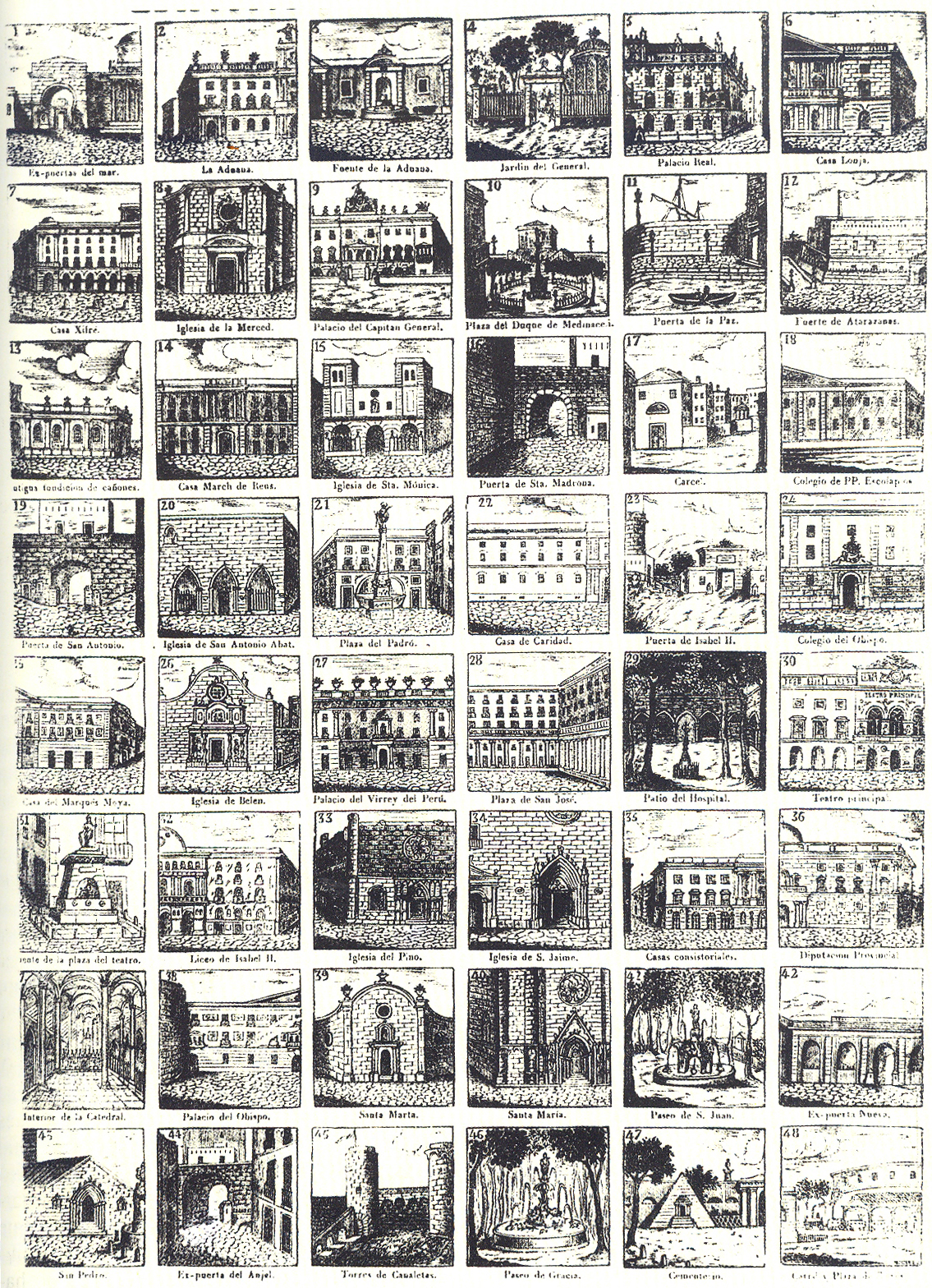
Auca de edificios notables de Barcelona (1861), Imprenta Juan Llorens.

En este período hubo una gran revitalización económica, ligada a la Revolución Industrial —especialmente la industria textil—, lo que comportó a su vez un renacimiento cultural. Entre 1854 y 1859 se produjo el derribo de las murallas, por lo que la ciudad pudo expandirse, motivo por el que se impulsó el proyecto de Ensanche elaborado por Ildefonso Cerdá en 1859. Asimismo, gracias a la revolución de 1868 se consiguió el derribo de la Ciudadela, cuyos terrenos fueron transformados en un parque público. La población fue creciendo, especialmente gracias a la inmigración del resto del estado, llegando a finales de siglo a los 400 000 habitantes. Artísticamente, el siglo vio la sucesión de diversos estilos de diferente signo, como el neoclasicismo, el historicismo y el modernismo.

### Neoclasicismo
El neoclasicismo, desarrollado entre finales del siglo XVIII y principios del XIX, supuso un retorno al arte clásico grecorromano, impulsado por el hallazgo de los restos de Pompeya y Herculano y la obra teórica del historiador del arte Johann Joachim Winckelmann. En Cataluña, el impulso de la Escuela de Bellas Artes de Barcelona (la Llotja) fue decisivo para la consolidación del arte catalán, así como su alejamiento de su aspecto gremial y artesano. Si hasta entonces la construcción estaba confiada a maestros de obras de formación gremial, a partir de ahora los nuevos arquitectos tendrán ya una titulación académica.
La arquitectura neoclásica no fue muy productiva, destacando el nombre de Antoni Cellers, arquitecto académico y gran teórico del clasicismo. Fue autor de la iglesia actualmente desaparecida de los Carmelitas Calzados (1832), así como del palacio Alòs i Dou (1818), en que hace una interpretación neoclásica del tradicional patio catalán, con arcos serlianos sobre columnas jónicas, y una fachada posterior al jardín con un tetrástilo jónico.

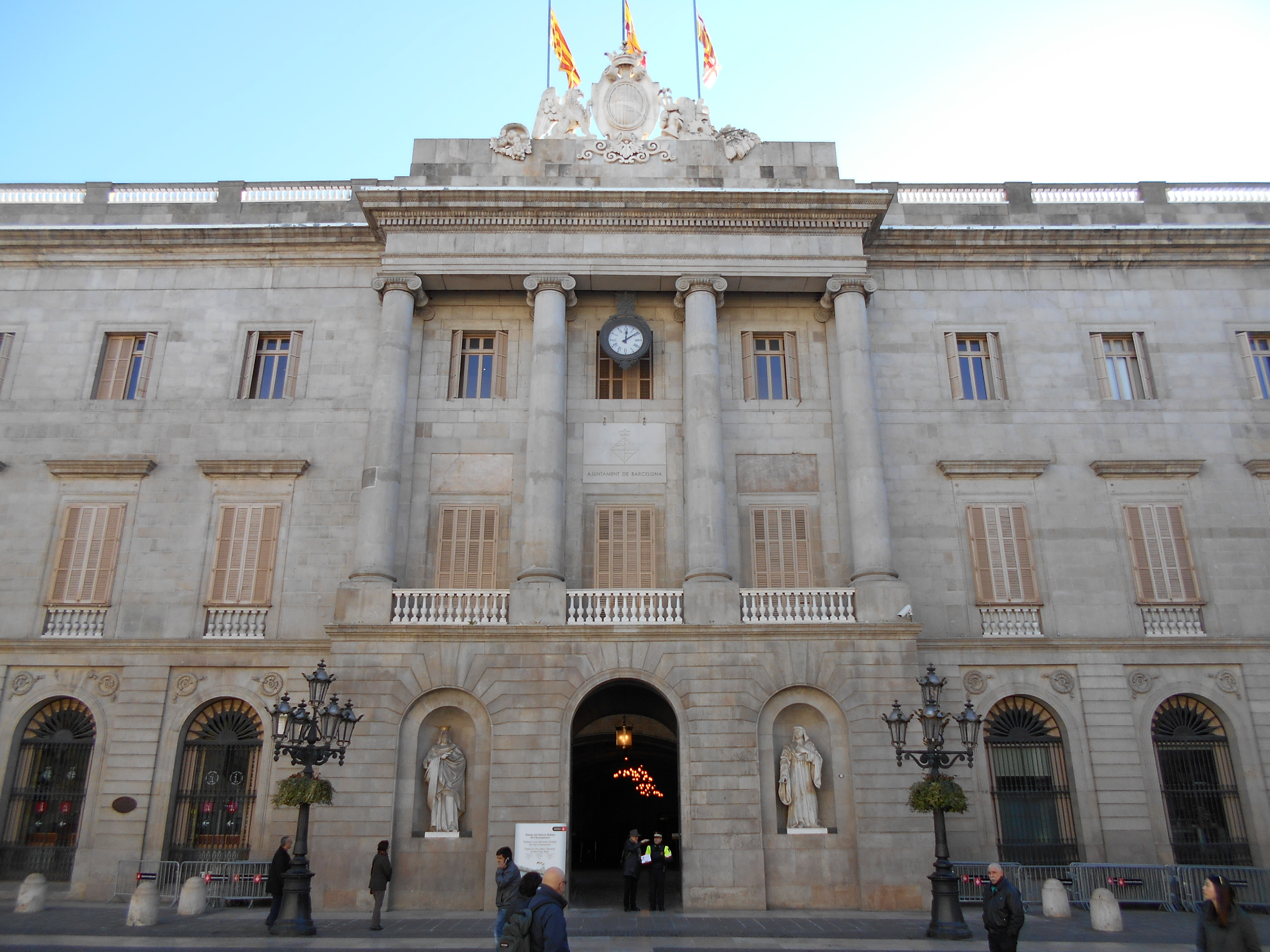
Fachada de la Casa de la Ciudad (1830), de José Mas Vila.

Discípulo suyo fue José Mas Vila, autor de la nueva fachada de la Casa de la Ciudad (1830), plenamente clasicista y de carácter monumental, con un cuerpo central sobresaliente del resto, donde destacan cuatro columnas jónicas que sostienen un ático con el escudo de la ciudad. Mas Vila, maestro de casas y fuentes del Ayuntamiento, también fue el encargado de la remodelación de la plaza de San Jaime y de la urbanización de la calle de Fernando, así como de la construcción del mercado de La Boquería (1836-1846), inicialmente una plaza porticada con columnata jónica, aunque a media construcción se optó por el hierro para cubrirlo, en vez de la piedra prevista por Mas. Junto con Josep Buxareu fue igualmente el encargado de la reconversión del convento de Santa Catalina en el mercado del mismo nombre (1844-1848).

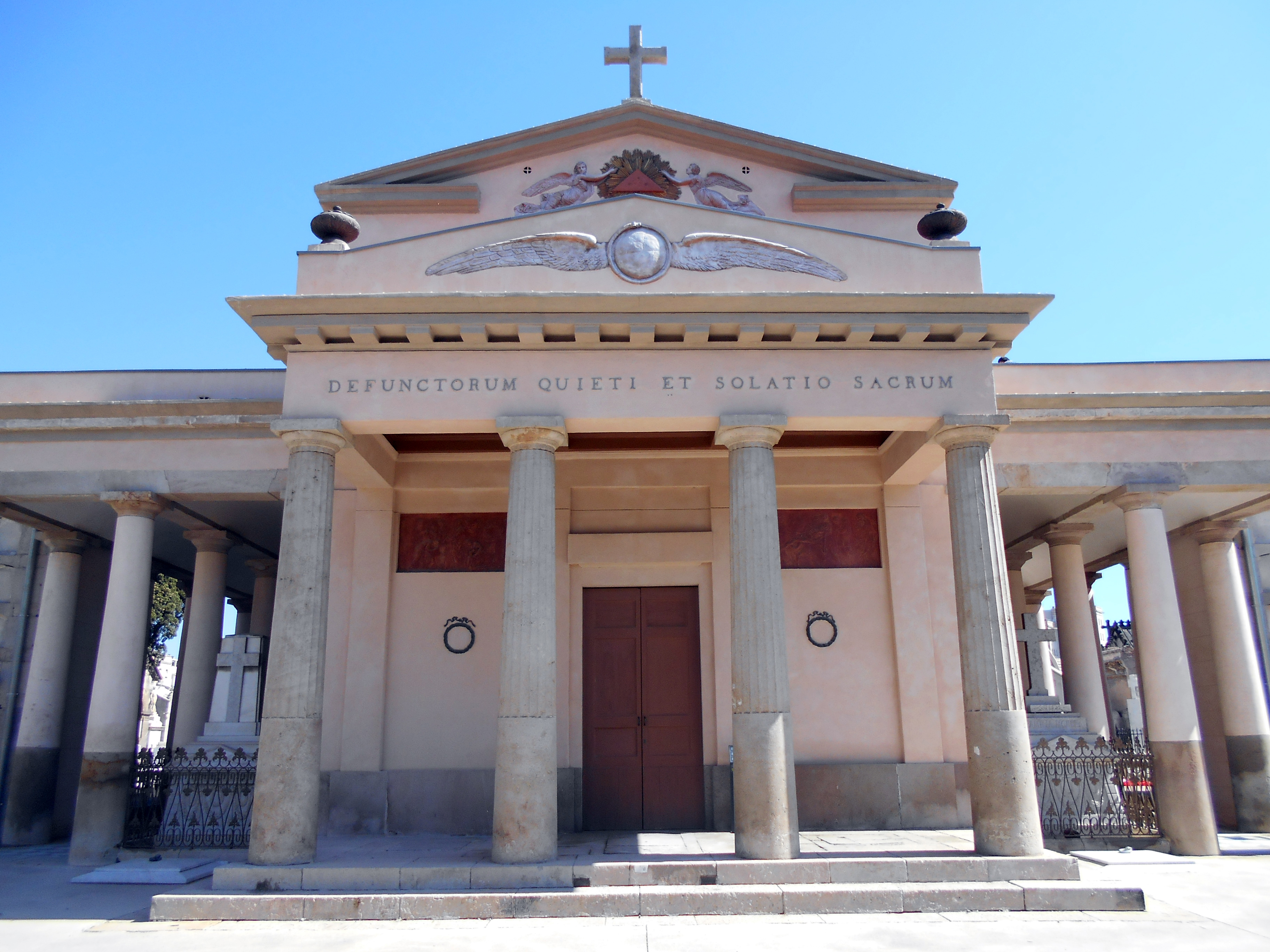
Capilla del Cementerio del Este (1818), de Antonio Ginesi.

Cabe mencionar asimismo la presencia del arquitecto italiano Antonio Ginesi, autor de la capilla del Cementerio del Este (1818), de un estilo un tanto ecléctico, que mezcla el nuevo lenguaje clásico con elementos que perduran del Barroco, así como influencias del arte egipcio.

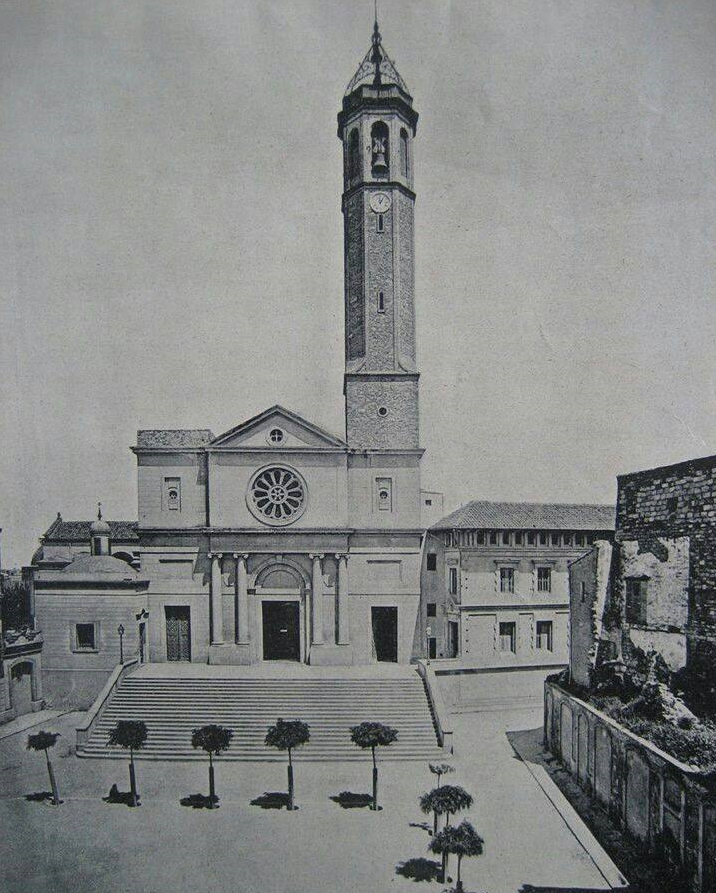
Santa María de Sants (1828), de Francisco Renart.

En 1828 se construyó la iglesia parroquial de Santa María de Sants, obra de Francisco Renart de un clasicismo programático, con portada de arco de medio punto flanqueado por dos columnas jónicas, sobre el que se sitúa un rosetón y un frontón triangular, y en el lateral una torre-campanario de 70 m de altura. La iglesia fue destruida en 1936, y reconstruida entre 1940 y 1965 por Raimundo Durán Reynals.
Un edificio emblemático de la época fue la Casa Xifré (1835-1840), obra de Josep Buxareu y Francesc Vila, un edificio de viviendas situado frente al palacio de la Lonja, que destaca por sus pórticos de la planta baja, de arcos de medio punto. La fachada tiene una decoración cercana al llamado estilo isabelino, con relieves del escultor Damià Campeny. Fue el primer edificio de Barcelona con agua corriente.

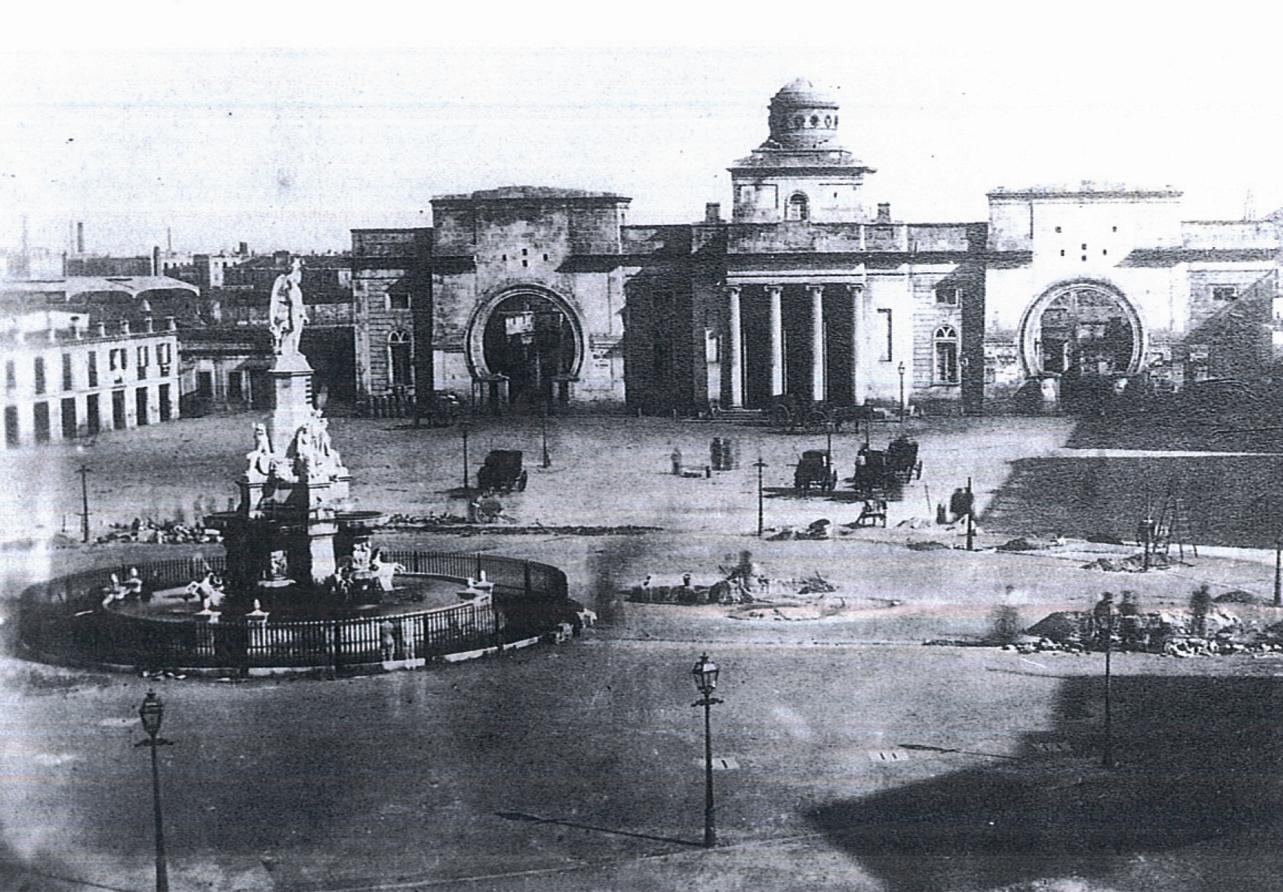
Portal de Mar (1844-1848), de Josep Massanès.

Entre 1844 y 1848 se construyó el Portal de Mar, un monumental pórtico de acceso a la Barceloneta desde el Pla de Palau, obra de Josep Massanès, que fue derribado en 1859. De estilo ecléctico, mezclaba elementos clásicos, góticos y orientales, y estaba formado por una puerta con cuatro columnas jónicas, frontón escalonado y cúpula, mientras que en los laterales se situaban unos monumentales arcos de herradura ultrapasados apoyados sobre dobles columnas. Massanès fue autor también de un plan de ensanche en 1838, que comprendía el triángulo situado entre Canaletas, la plaza de la Universidad y la plaza Urquinaona, y que ya esbozaba lo que sería la plaza de Cataluña, situada en el centro del triángulo.
Uno de los últimos exponentes del neoclasicismo fue el Teatro Principal (1847), de Francisco Daniel Molina, construido en sustitución del antiguo Teatro de la Santa Cruz —originario de 1568—. Presenta una fachada clasicista de aire romántico isabelino, con tres grandes balcones con frontón triangular encastados en arcos de medio punto.
Por lo que se refiere al urbanismo, el hecho más destacable de estos años fue la desamortización de 1836, que dejó numerosos solares que fueron edificados o convertidos en espacios públicos: así, en la ubicación del convento carmelita de San José, en la Rambla, se construyó el mercado de la Boquería; sobre el convento de Nuestra Señora de la Buenanueva de los trinitarios descalzos se levantó el teatro del Liceo; en el solar del convento de los capuchinos de Santa Madrona se situó la plaza Real; el convento-colegio franciscano de San Buenaventura dio paso al Hotel Oriente; sobre el convento-colegio de los carmelitas calzados de San Ángel Mártir se emplazó un cuartel de la Guardia Urbana de Barcelona; y el convento de Santa Catalina fue sustituido por el mercado del mismo nombre. De igual forma, las nuevas disposiciones sanitarias promulgadas en esta época supusieron la desaparición de numerosos cementerios parroquiales, cuyos solares se urbanizaron como nuevas plazas públicas; surgieron así plazas como la de Santa María, del Pino, de San José Oriol, de San Felipe Neri, de San Justo, de San Pedro y de San Jaime.

### Historicismo
La arquitectura de mediados del siglo XIX estuvo impregnada del nuevo espíritu romántico y, siguiendo las directrices de teóricos como John Ruskin y Eugène Viollet-le-Duc, se enmarcó dentro del llamado historicismo, corriente que propugnaba la revitalización de estilos arquitectónicos anteriores, sobre todo medievales, por lo que se crearon diversas corrientes denominadas con el prefijo «neo»: neogótico, neorrománico, neomudéjar, neobarroco, etc.

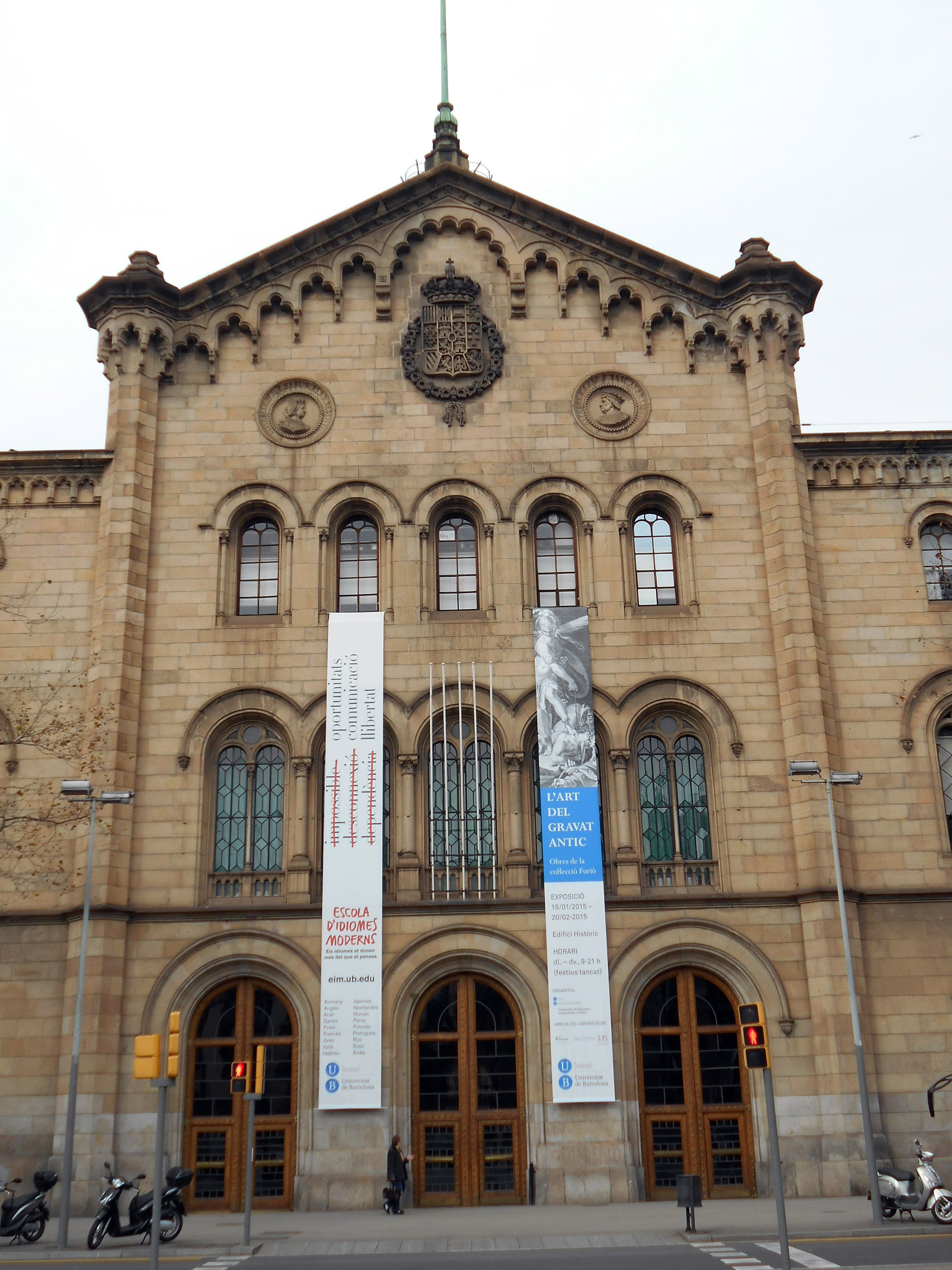
Universidad de Barcelona (1862-1873), de Elías Rogent.

Una de sus primeras figuras destacadas fue Elías Rogent, primer director de la recién creada Escuela Técnica Superior de Arquitectura de Barcelona. Fue autor de la sede de la Universidad de Barcelona (1862-1873), en la plaza de la Universidad, un edificio sobrio y de aspecto religioso pese a su carácter civil, especialmente en los claustros interiores, que presentan un aspecto casi monástico. Tiene planta axial, destacando en su parte central la escalera de honor y el paraninfo, un salón ecléctico que mezcla elementos románicos, góticos e islámicos, a cuyos lados se sitúan los patios en forma de claustro, igualmente de inspiración medieval. Fue autor también del Seminario Conciliar (1879-1882), de estilo neorrománico, con planta de cruz griega que conforma cuatro alas que convergen en una iglesia en el centro, de la que sobresale el cimborrio.

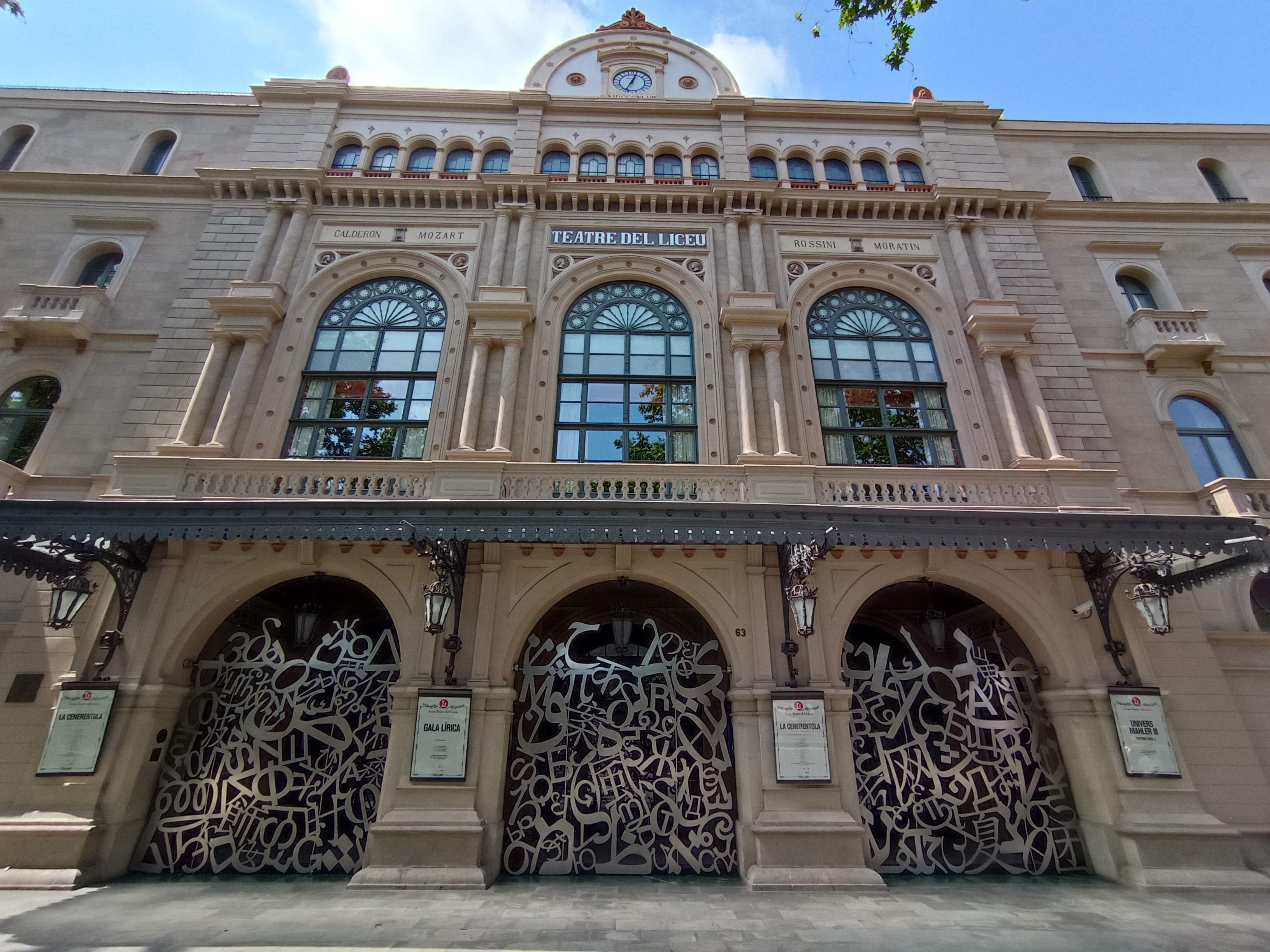
Gran Teatro del Liceo (1862), de Josep Oriol Mestres.

Otro exponente fue Josep Oriol Mestres, autor de la remodelación del Gran Teatro del Liceo (1862), un edificio de Miquel Garriga i Roca de 1847 que tuvo que ser reconstruido tras un incendio; de la intervención de Mestres destaca la fachada y la gran sala interior, una original composición de lonjas en hilera lamentablemente perdida en el incendio de 1994. Mestres fue autor también de la nueva fachada de la Catedral de Barcelona (1887-1890), en un estilo neogótico inspirado en el gótico francés; la fachada fue completada con un cimborrio proyectado por Augusto Font Carreras. Otras obras de Mestres fueron: la iglesia de Santa María del Remedio (1846-1849), que fue iglesia parroquial de Les Corts tras separarse de Sarrià; el Teatro de los Campos Elíseos (1853), en el paseo de Gracia —hoy desaparecido—, que destacaba por su estructura metálica; la Casa Jover (1856), construida sobre la renacentista Casa Gralla; y el edificio de la Compañía de Tabacos de Filipinas (1880), en el emplazamiento del antiguo colegio jesuita de Cordellas, en la Rambla.

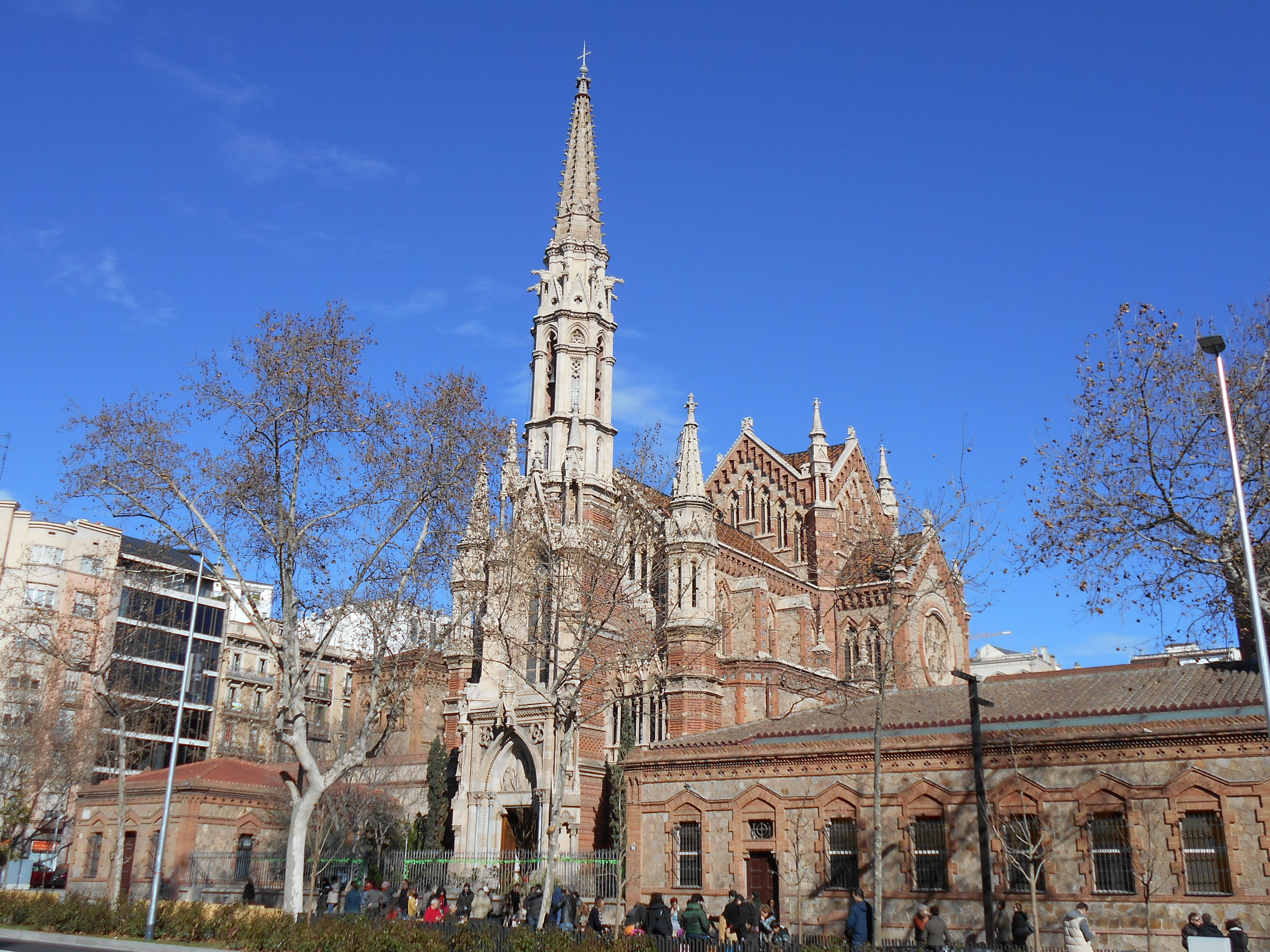
Iglesia y convento de las Salesas (1882-1885), de Joan Martorell.

Joan Martorell fue autor de diversas iglesias inspiradas en el gótico, como la de las Salesas, en el paseo de San Juan (1882-1885), y la del Sagrado Corazón de los jesuitas, en la calle de Caspe (1883-1889). La primera es de estilo ecléctico, con evidentes influencias medievales, pero plasmadas de forma personal; tiene planta de nave única con forma de cruz latina, con capillas laterales y ábside pentagonal con girola, así como un crucero que sobresale volumétricamente en su parte exterior, mientras que en la fachada destaca por una alta torre acabada en punta y con dos pináculos laterales. La segunda denota una cierta influencia románico-bizantina, y presenta una planta centralizada con cúpula sobre tambor rodeada de cúpulas menores para distribuir el peso; la fachada es sobria, y destaca por los efectos cromáticos de los materiales utilizados. Martorell fue el responsable del traslado de la iglesia gótica de Santa María de Montsió —perteneciente a un convento agustino y originaria de 1388— del Portal del Ángel a la Rambla de Cataluña, y proyectó su nueva fachada neogótica (1882-1890); es la actual parroquia de San Raimundo de Peñafort. Fue autor también del Palacio Güell de Pedralbes, posterior Palacio Real (1862); de la iglesia y convento de las Adoratrices (1875); y del colegio jesuita de San Ignacio (1893-1896).

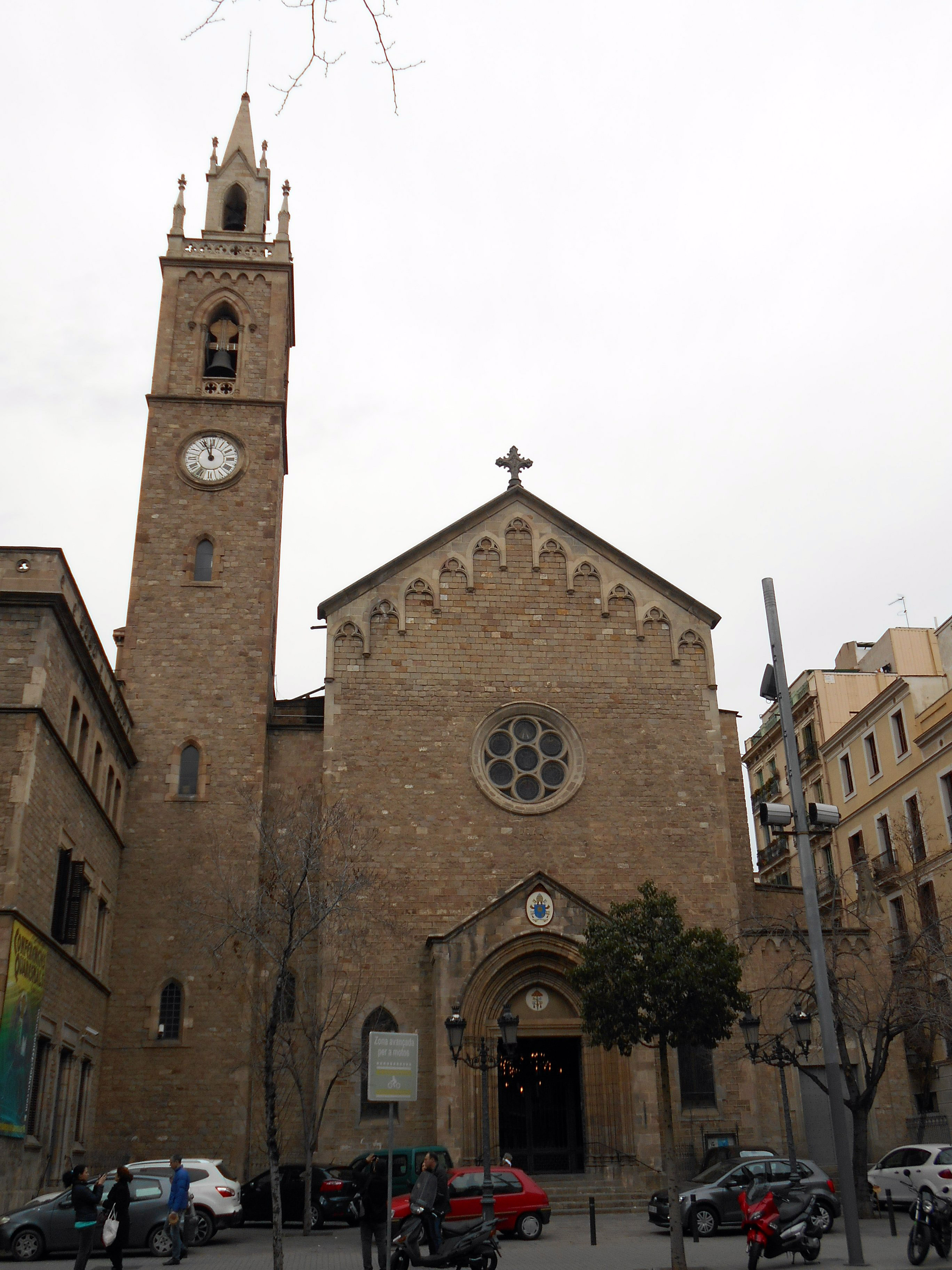
Basílica de la Purísima Concepción y Asunción de Nuestra Señora (1871-1888), de Jeroni Granell i Mundet.

Un caso análogo al de Montsió ocurrió con la iglesia gótica de Santa María de Junqueras, original del siglo XV y regentada por monjas benedictinas, que fue trasladada en 1868 de la calle de Junqueras a la calle de Aragón. Entre 1871 y 1888 Jeroni Granell i Mundet se encargó de su reforma, y fue rebautizada como Basílica de la Purísima Concepción y Asunción de Nuestra Señora. Es de una nave con bóvedas ojivales y ábside poligonal, con un claustro rectangular de dos plantas con una capilla neogótica adosada.
Otras iglesias de la época fueron: la parroquia de San Juan Bautista de Gracia (1878-1884), de Magí Rius, Miquel Pascual y Francisco Berenguer, con planta de cruz latina, capillas laterales y fachada neomedievalista; la iglesia de San Andrés de Palomar (1881), de Pere Falqués, reforma de la antigua iglesia parroquial del municipio de origen románico, remodelada con un estilo clasicista de aire ecléctico, y que destaca por su gran cúpula de 61 m de altura; también en San Andrés y en 1881 se construyó la iglesia de San Paciano, de Joan Torras i Guardiola, de una sola nave y cubierta con bóvedas ojivales nervadas.

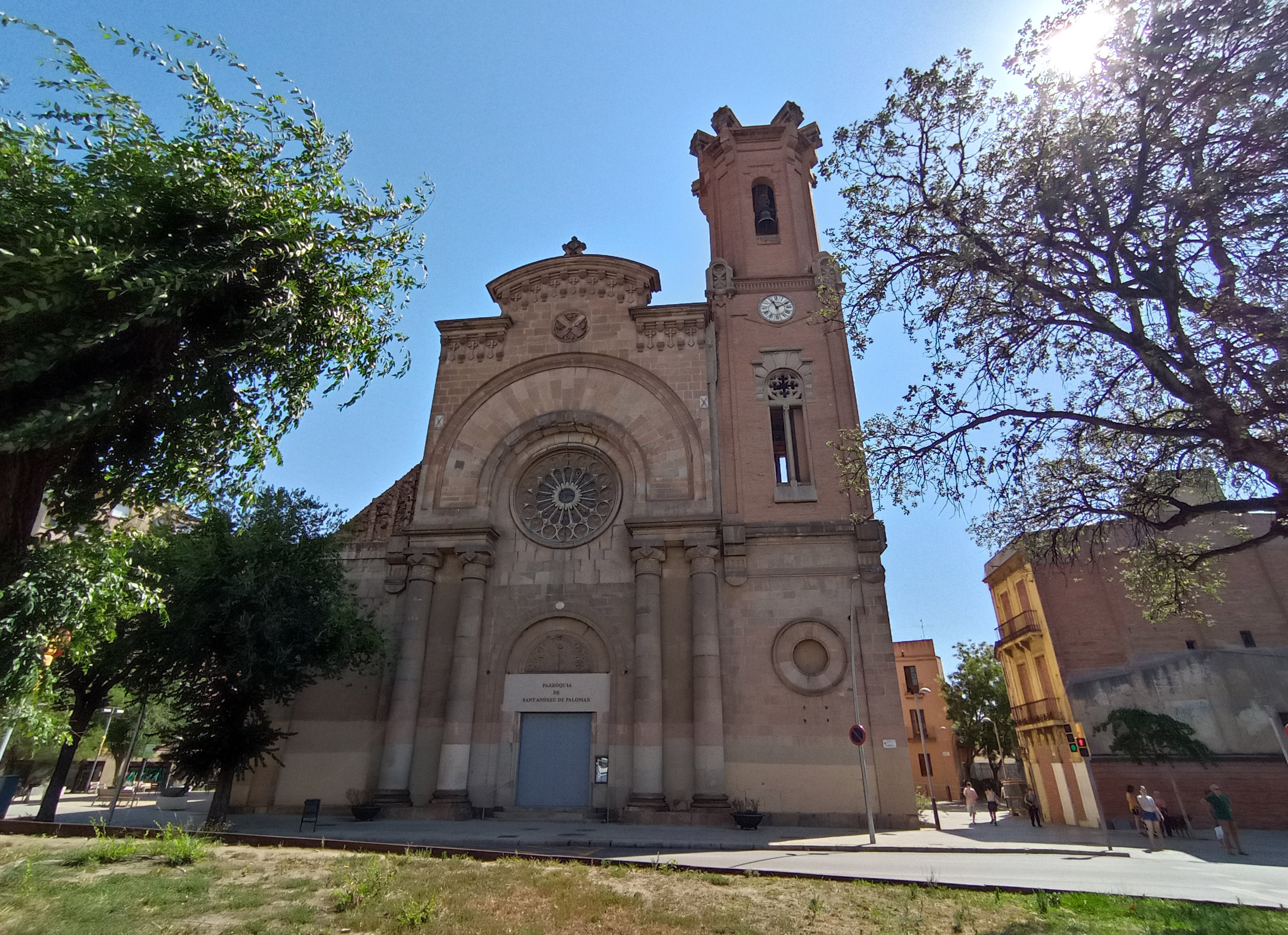
Iglesia de San Andrés de Palomar (1881), de Pere Falqués.

En el terreno civil cabe destacar la fábrica Batlló (1870-1875), de Rafael Guastavino, con una estructura de hierro y ladrillo de obra vista y cubiertas de bóveda catalana; de la obra original se conserva el edificio del Reloj, la chimenea octogonal y la planta de hilados, mientras que el resto fue reformado entre 1927 y 1931 por Juan Rubió y convertido en la Escuela del Trabajo. Antonio Rovira y Trías construyó los mercados de San Antonio (1876-1882) y la Concepción (1888): el primero está considerado el mejor edificio en hierro de la ciudad, y está compuesto por cuatro naves longitudinales que convergen diagonalmente sobre un cuerpo central con un cimborrio octogonal; el segundo presenta tres naves paralelas con cubierta a dos aguas, cada una con su propia fachada coronada por un frontón triangular.
Otros arquitectos que convendría recordar de este período son: José Doménech y Estapá, autor de la Real Academia de Ciencias y Artes, actual Teatro Poliorama (1883-1884), de fachada ecléctica que combina elementos neomedievales y neoclásicos; José Vilaseca, autor de los talleres de los pintores Masriera (1882-1885), con forma de templo grecorromano, y de la casa Bruno Quadros (1883), con una exótica fachada de motivos egipcios y orientales, donde destaca el dragón-farola de la esquina; Pere Falqués proyectó el Consejo Municipal de San Martín de Provensals (1876-1887) y la torre de las Aguas del Besós (1880); Tiberi Sabater construyó el Casino Mercantil o Bolsín (1881-1883), un edificio ecléctico de corte neoclásico que combina elementos renacentistas con los órdenes clásicos grecorromanos; Antoni Serra i Pujals edificó el palacio Casades, actual sede del Colegio de Abogados de Barcelona (1885); Adrià Casademunt diseñó la iglesia parroquial del Santo Ángel Custodio de Hostafrancs (1893); y Mauricio Garrán elaboró el Palacio de Mar (1886-1900), actual Museo de Historia de Cataluña.

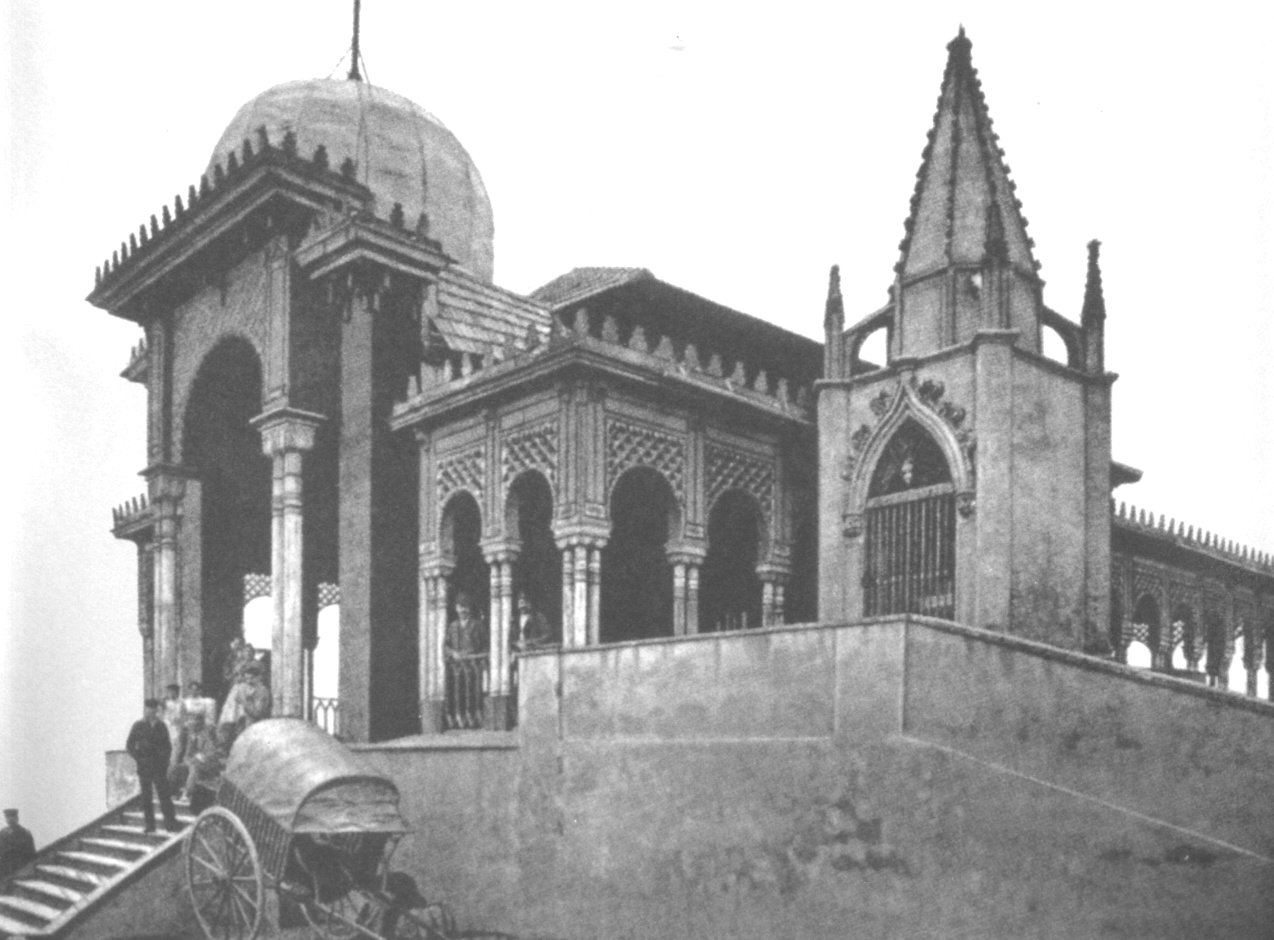
Pabellón mudéjar del Tibidabo para la Exposición Universal de 1888.

Además de los estilo neomedievales en esta época se puso de moda el orientalismo, con un conjunto de construcciones de inspiración islámica —el llamado neoárabe o neomorisco— influidos especialmente en la Alhambra de Granada. Algunos exponentes fueron: el proyecto de Museo-Teatro de la Ciudadela (1872), de Carlo Maciachini; los Baños Orientales (1872), de Augusto Font Carreras; las casas del Teatro Español (1872) y el Edificio Alhambra (1875) de Domènec Balet i Nadal; la Casa del conde de Belloch, de Jeroni Granell; el Chalet del Moro (1873), de Jaume Brossa; y el pabellón mudéjar construido en el Tibidabo para la Exposición Universal de 1888. Un buen exponente sería también la casa de las Aguas (o de las Alturas), actual sede del distrito de Horta-Guinardó (1890), de Enric Figueras. Esta moda perduraría todavía en años venideros en dos plazas de toros: la de las Arenas (1899-1900), de Augusto Font Carreras; y la Monumental (1913-1915), de Manuel Raspall, Domingo Sugrañes e Ignasi Mas. Otro exponente es la torre Sobirana, un palacio de recreo del marqués de Alfarràs, rodeado de unos amplios jardines que hoy constituyen el parque del Laberinto de Horta.
Por otro lado, el siglo XIX fue la época de la Revolución Industrial, la cual tuvo una rápida consolidación en Cataluña, siendo pionera en el territorio nacional en la implantación de los procedimientos fabriles iniciados en Gran Bretaña en el siglo XVIII. En 1800 había en Barcelona 150 fábricas del ramo textil, destacando El Vapor, fundada por Josep Bonaplata. En 1849 se abrió en Sants el complejo La España Industrial, propiedad de los hermanos Muntadas. La industria textil tuvo un continuo crecimiento hasta la crisis de 1861, motivada por la escasez de algodón debida a la Guerra de Secesión norteamericana. También fue cobrando importancia la industria metalúrgica, potenciada por la creación del ferrocarril y la navegación a vapor. En 1836 abrió la fundición Nueva Vulcano en la Barceloneta; y en 1841 arrancó La Barcelonesa, antecedente de La Maquinista Terrestre y Marítima (1855), una de las más importantes fábricas de la historia de Barcelona. Cabe destacar que de Barcelona partió la primera línea de ferrocarril del estado español, que comunicaba la Ciudad Condal con la villa de Mataró (1848).

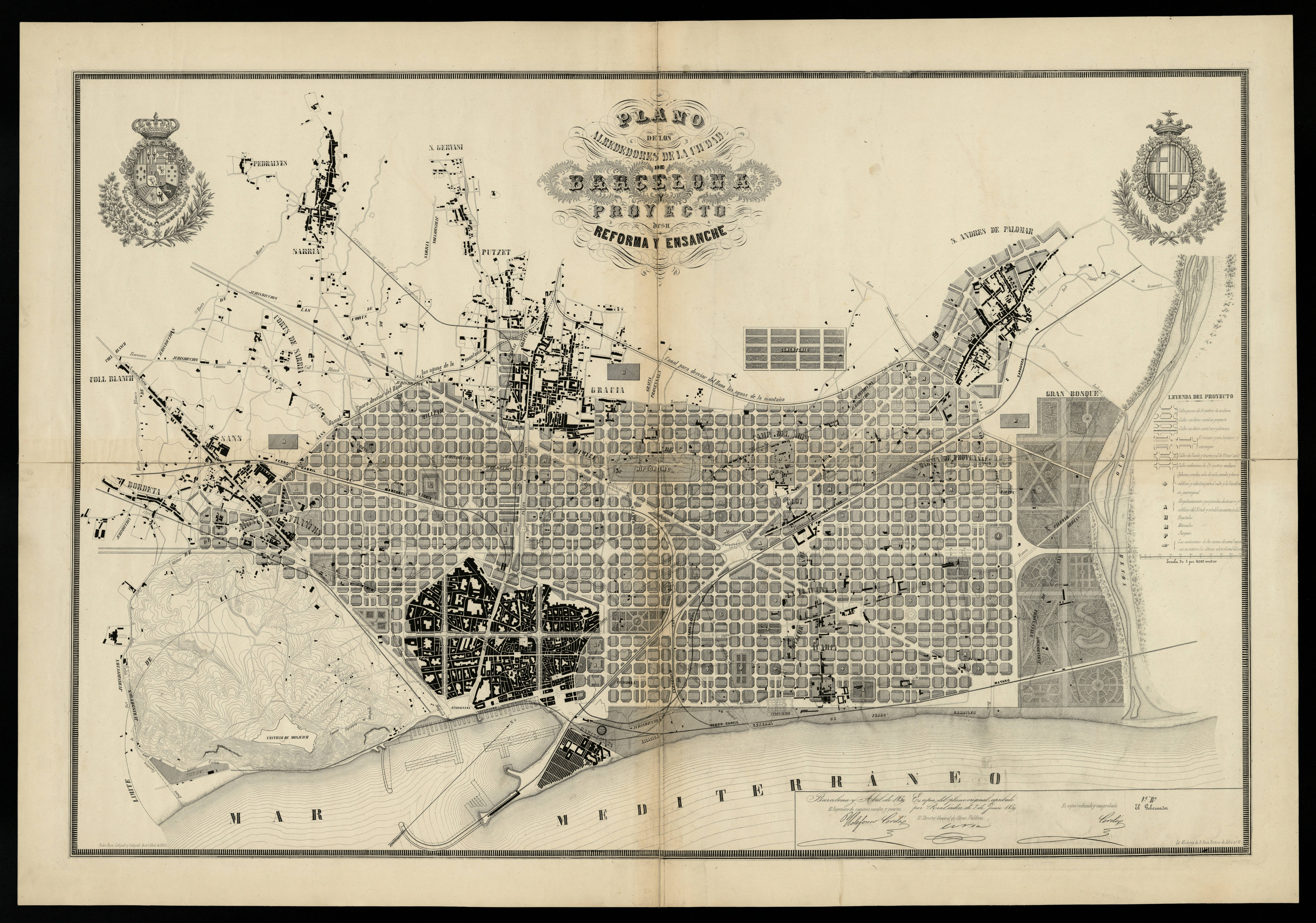
Plan de los alrededores de la ciudad de Barcelona y del proyecto para su mejora y ampliación, de Ildefonso Cerdá (1859).

Paralelamente a los procesos industriales, Barcelona vivió a lo largo del siglo XIX una amplia serie de transformaciones urbanas: se abrieron las plazas Real (1848-1860) y Duque de Medinaceli (1849), ambas de Francisco Daniel Molina; se acondicionó el puerto —cada vez más importante como llegada de materia prima, sobre todo algodón y carbón—, con la construcción de un nuevo muelle y el dragado del puerto; y se derribaron las murallas (1854-1856), tras muchos recelos por parte del gobierno central, pero tras la constatación de que era indispensable por el crecimiento de la población y para salvaguardar la salud pública.

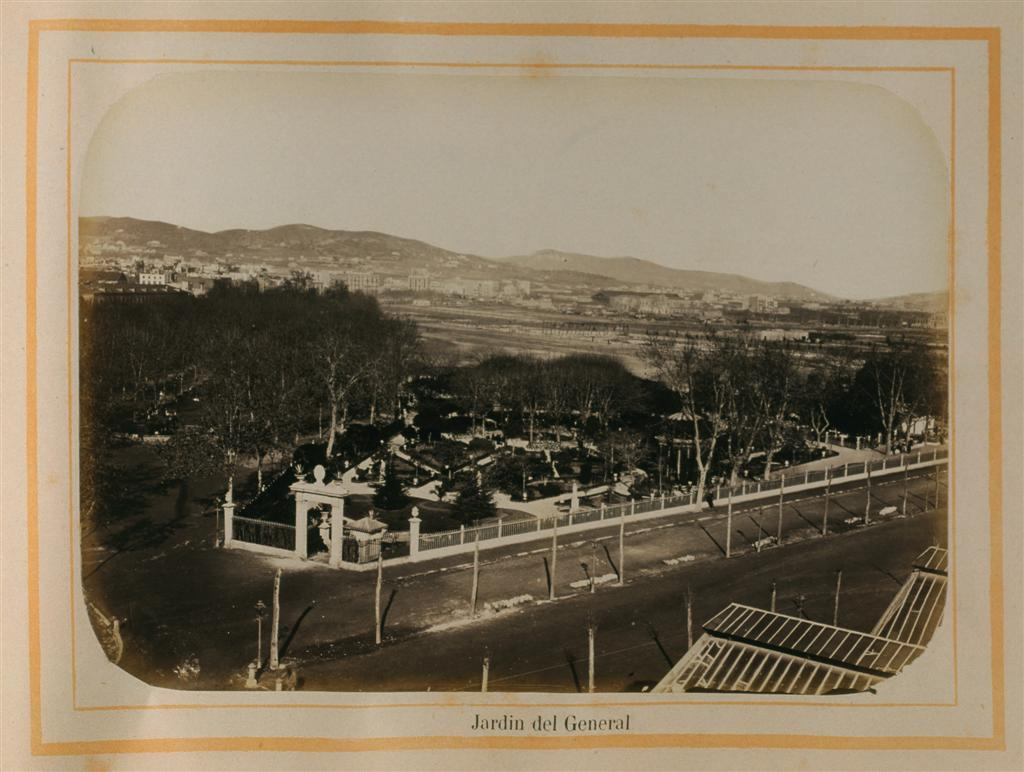
Jardín del General.

Pero sin duda el gran acontecimiento urbano de la Barcelona del siglo XIX fue el proyecto de Ensanche de Ildefonso Cerdá: en 1859 el Ayuntamiento nombró una comisión para fomentar un concurso de proyectos de ensanche de la ciudad. El concurso fue ganado por Antonio Rovira, pero el Ministerio de Fomento intervino e impuso el proyecto de Cerdá, autor de un plano topográfico del llano de Barcelona y un estudio demográfico y urbanístico de la ciudad. El Plan Cerdá instituía un trazado ortogonal entre Montjuic y el Besós, con un sistema de calles rectilíneas de orientación noroeste-sureste, de 20 metros de anchura, cortadas por otras de orientación suroeste-noreste paralelas a la costa y a la sierra de Collserola. Quedaban así delimitadas una serie de manzanas de planta cuadrada de 113,3 m de lado, de las cuales Cerdá tenía previsto edificar solo dos lados y dejar los otros espacios para jardines, aunque este punto no se cumplió y finalmente se aprovechó prácticamente todo el suelo edificable; las edificaciones se proyectaron con una planta octogonal característica del Ensanche, con unos chaflanes que favorecían la circulación. El plano preveía la construcción de varias avenidas principales: la Diagonal, la Meridiana, el Paralelo, la Gran Vía y el paseo de San Juan; así como varias grandes plazas en sus intersecciones: Tetuán, Glorias, España, Jacint Verdaguer, Letamendi y Universidad.
Cabe remarcar también que en el siglo XIX aparecieron los primeros parques públicos, ya que el aumento de los entornos urbanos debido al fenómeno de la Revolución Industrial, a menudo en condiciones de degradación del medio ambiente, aconsejó la creación de grandes jardines y parques urbanos, que corrieron a cuenta de las autoridades públicas, con lo que surgió la jardinería pública —hasta entonces preferentemente privada— y la arquitectura paisajista. El primer jardín público de Barcelona se creó en 1816: el Jardín del General, una iniciativa del capitán general Francisco Javier Castaños; estaba situado entre la actual avenida Marqués de la Argentera y la Ciudadela, delante de donde hoy se halla la Estación de Francia, y tenía una extensión de 0,4 hectáreas, hasta que desapareció en 1877 durante la urbanización del parque de la Ciudadela. En 1848 se crearon en el paseo de Gracia los Jardines de Tívoli, entre las calles Valencia y Consejo de Ciento; y en 1853 se emplazó entre las calles de Aragón y Rosellón los llamados Campos Elíseos, que contaban con un jardín, un lago con barcas, un teatro y un parque de atracciones con montañas rusas. Estos jardines desaparecieron pocos años después al ir urbanizándose el paseo de Gracia.

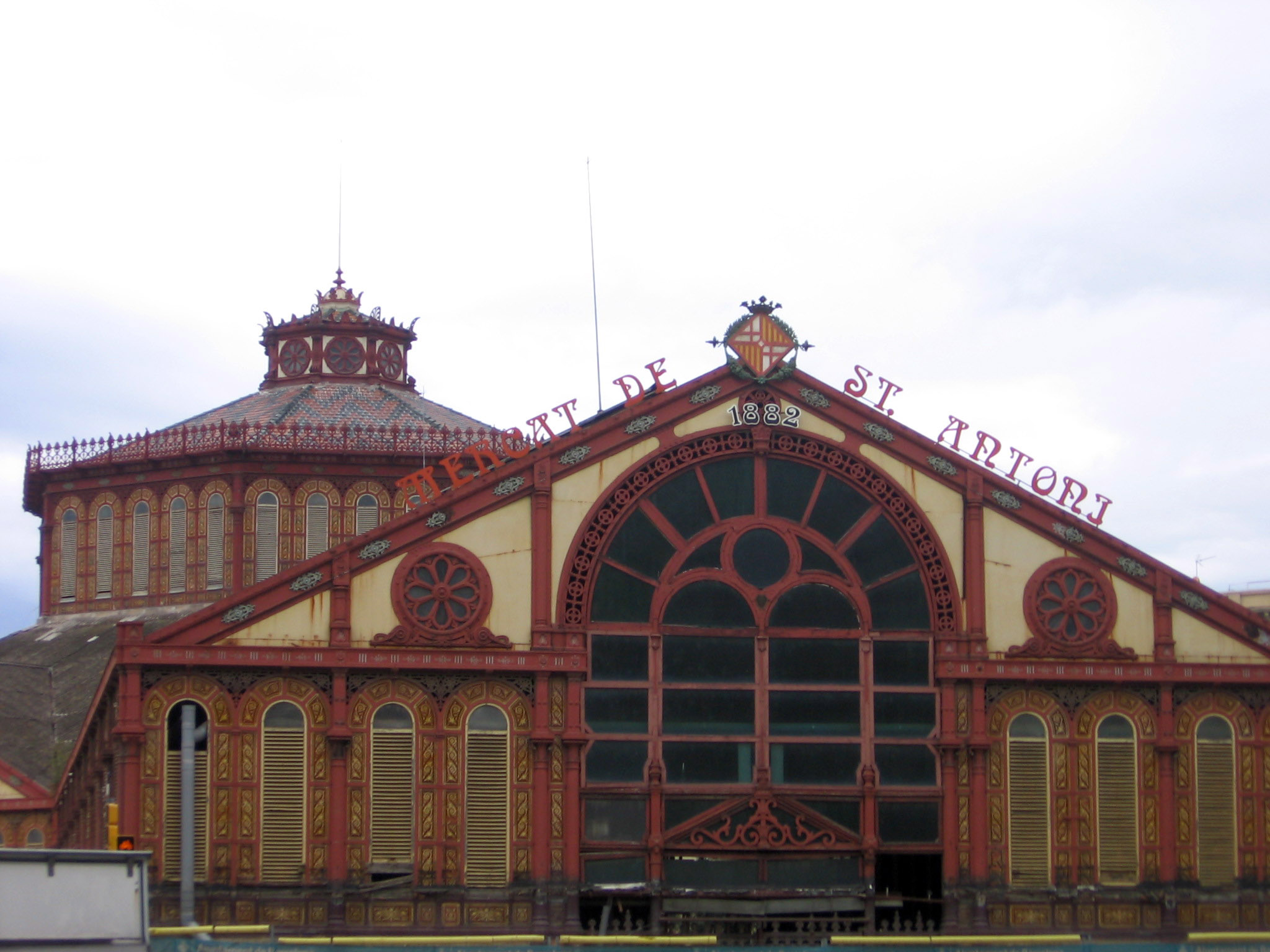
Mercado de San Antonio (1876-1882), de Antonio Rovira y Trías.
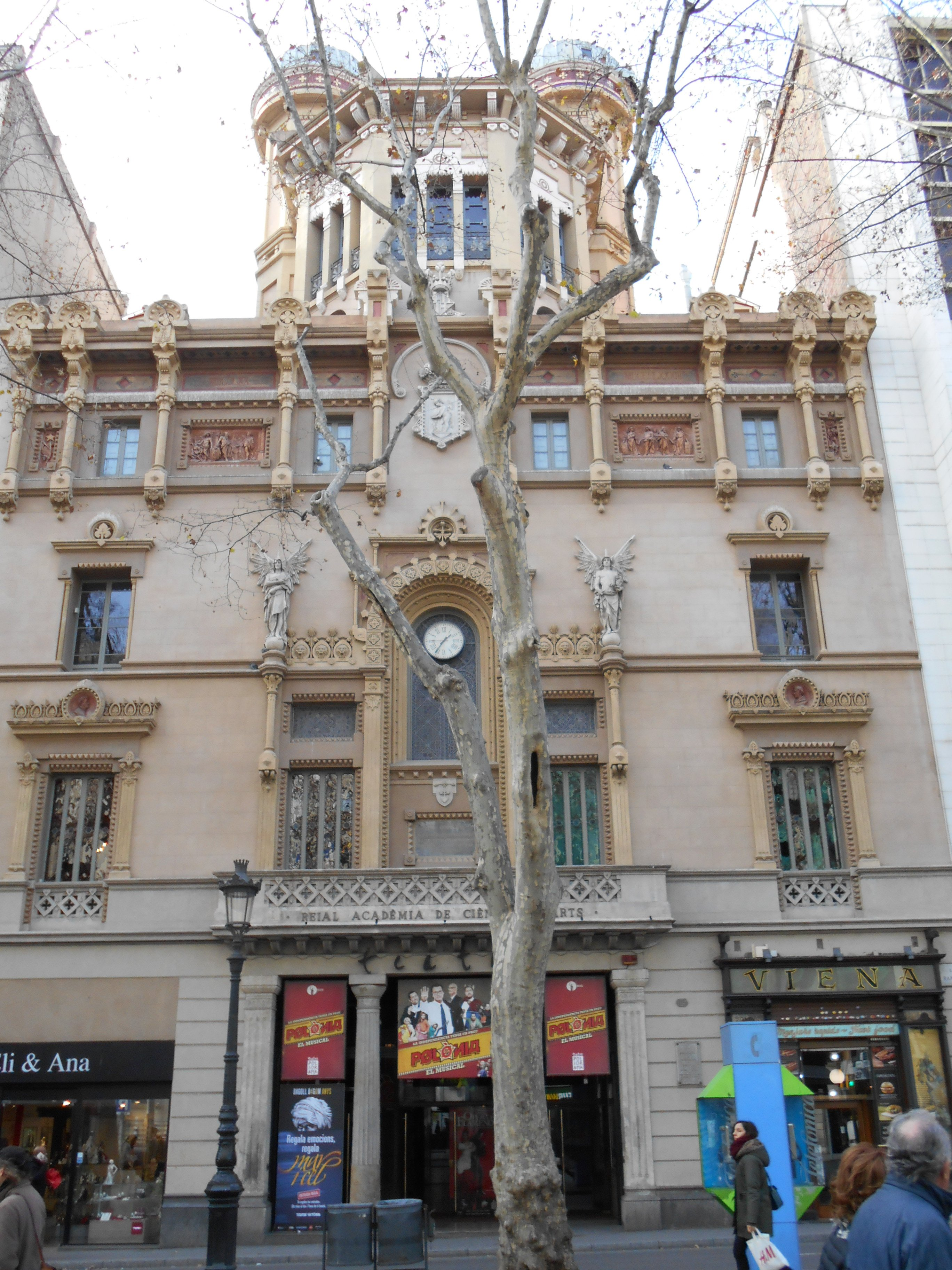
Teatro Poliorama (1883-1884), de José Domènech y Estapá.
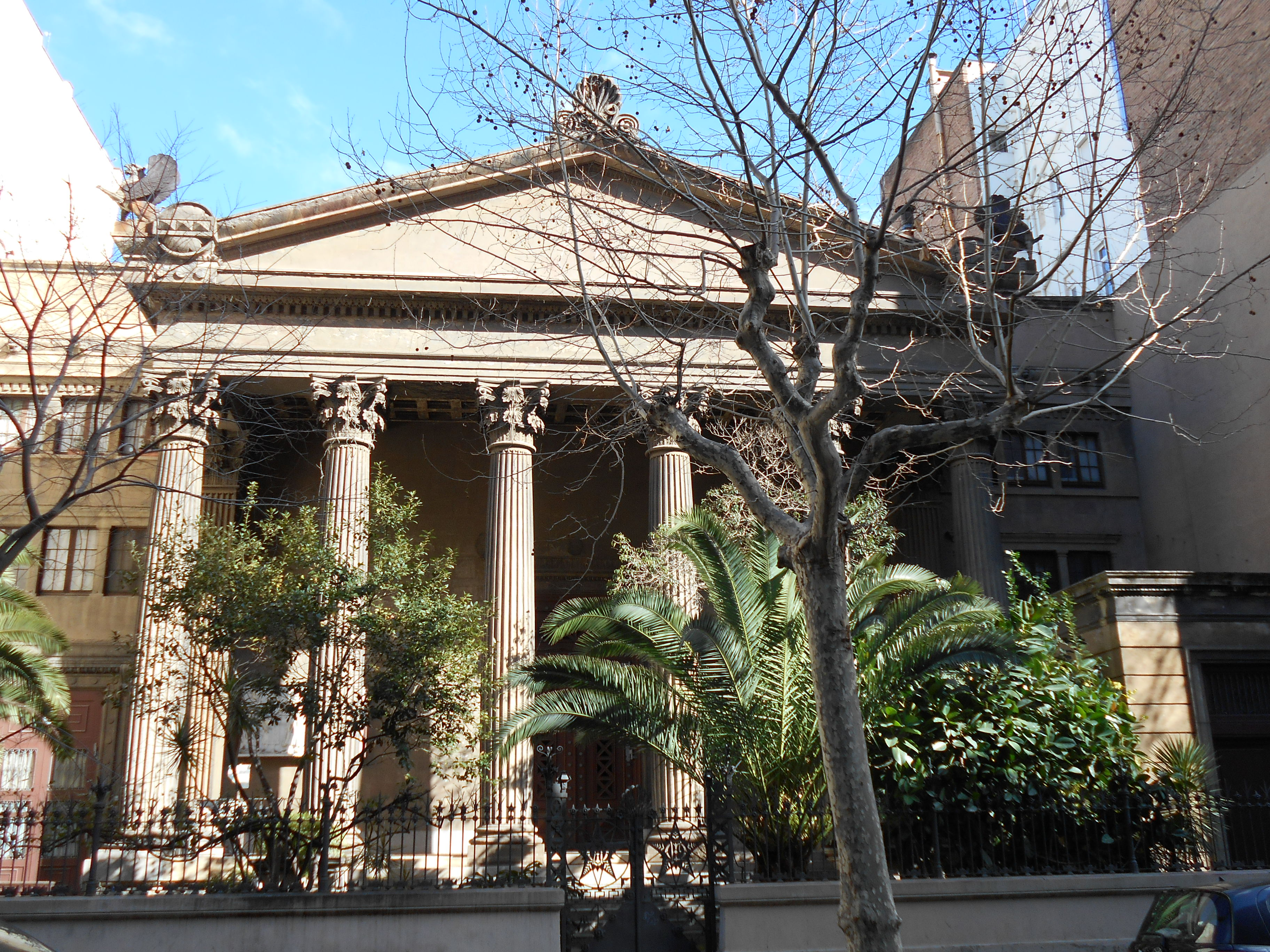
Talleres de los pintores Masriera (1882-1885), de José Vilaseca.
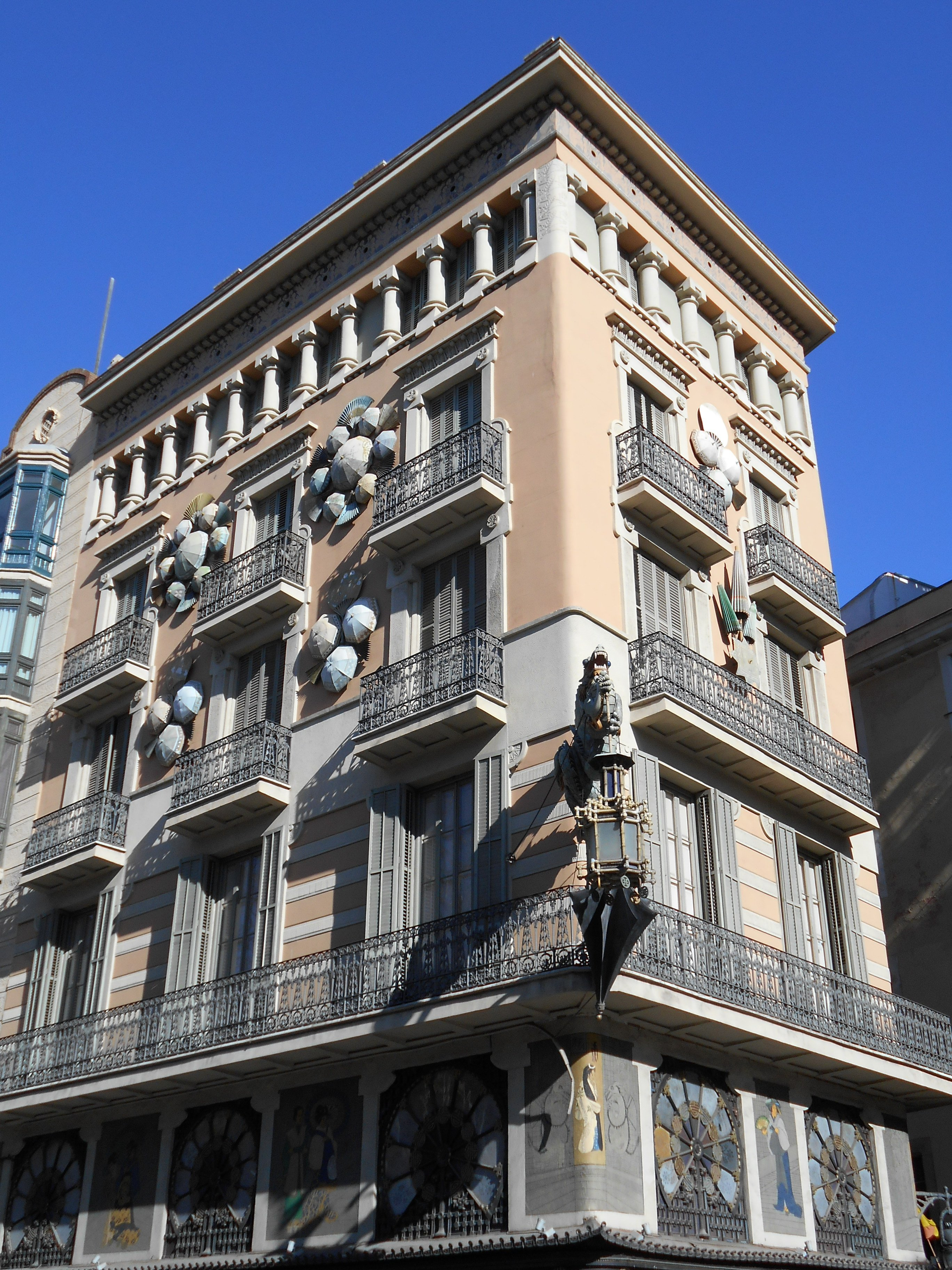
Casa Bruno Quadros (1883), de José Vilaseca.
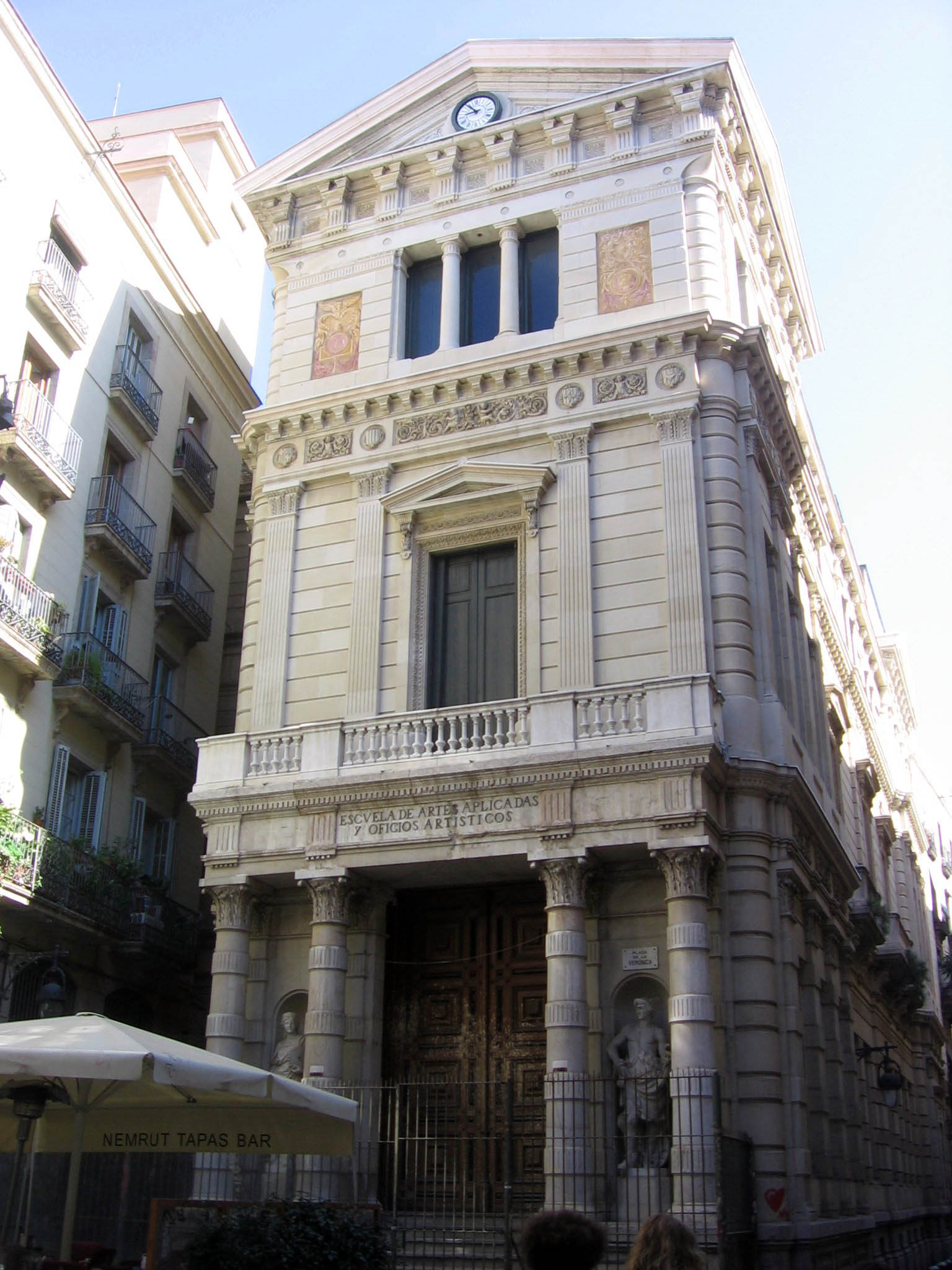
Casino Mercantil o Bolsín (1881-1883), de Tiberi Sabater.
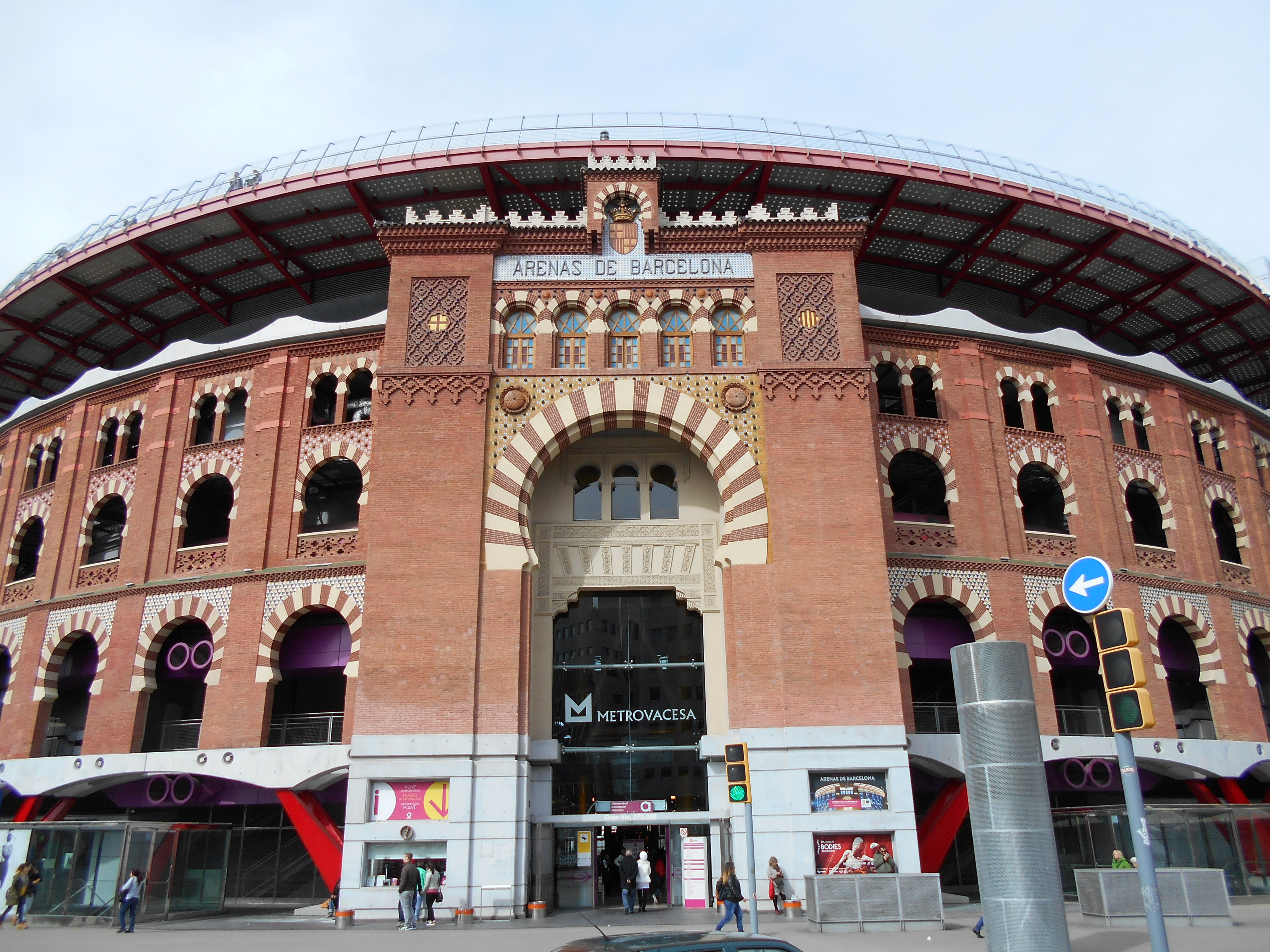
Plaza de toros de las Arenas (1899-1900), de Augusto Font Carreras.
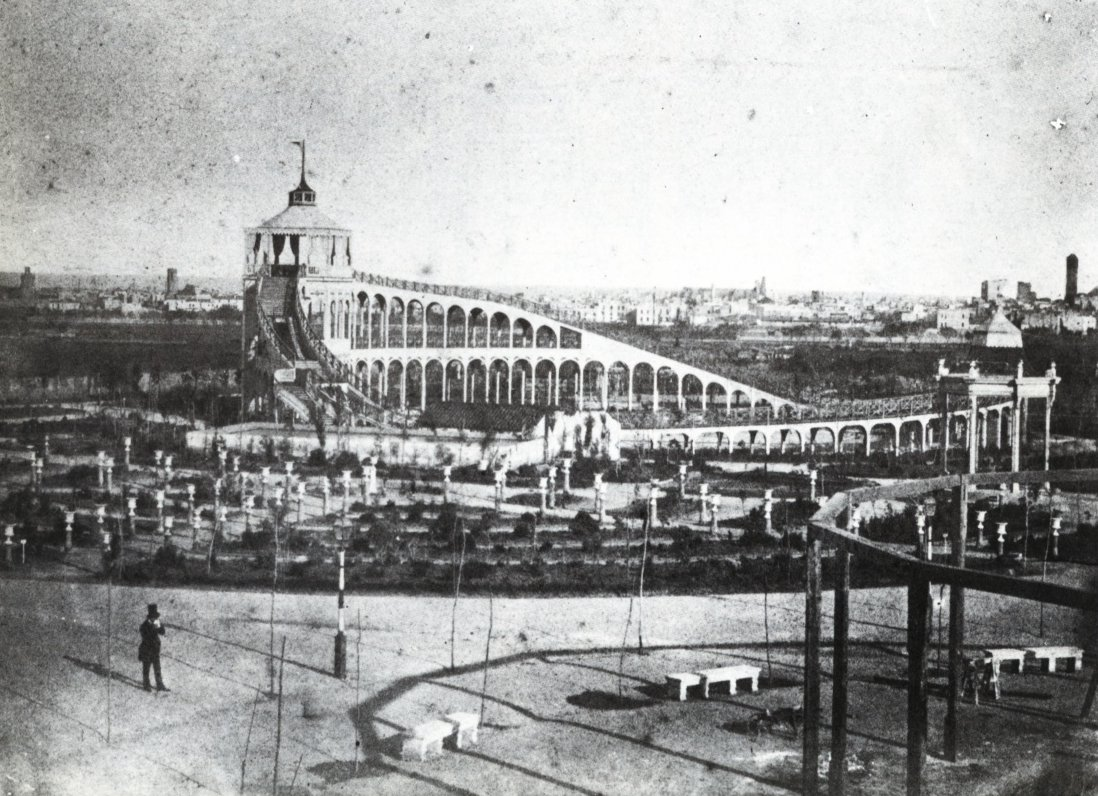
Jardín de los Campos Elíseos.

### Exposición Universal de 1888

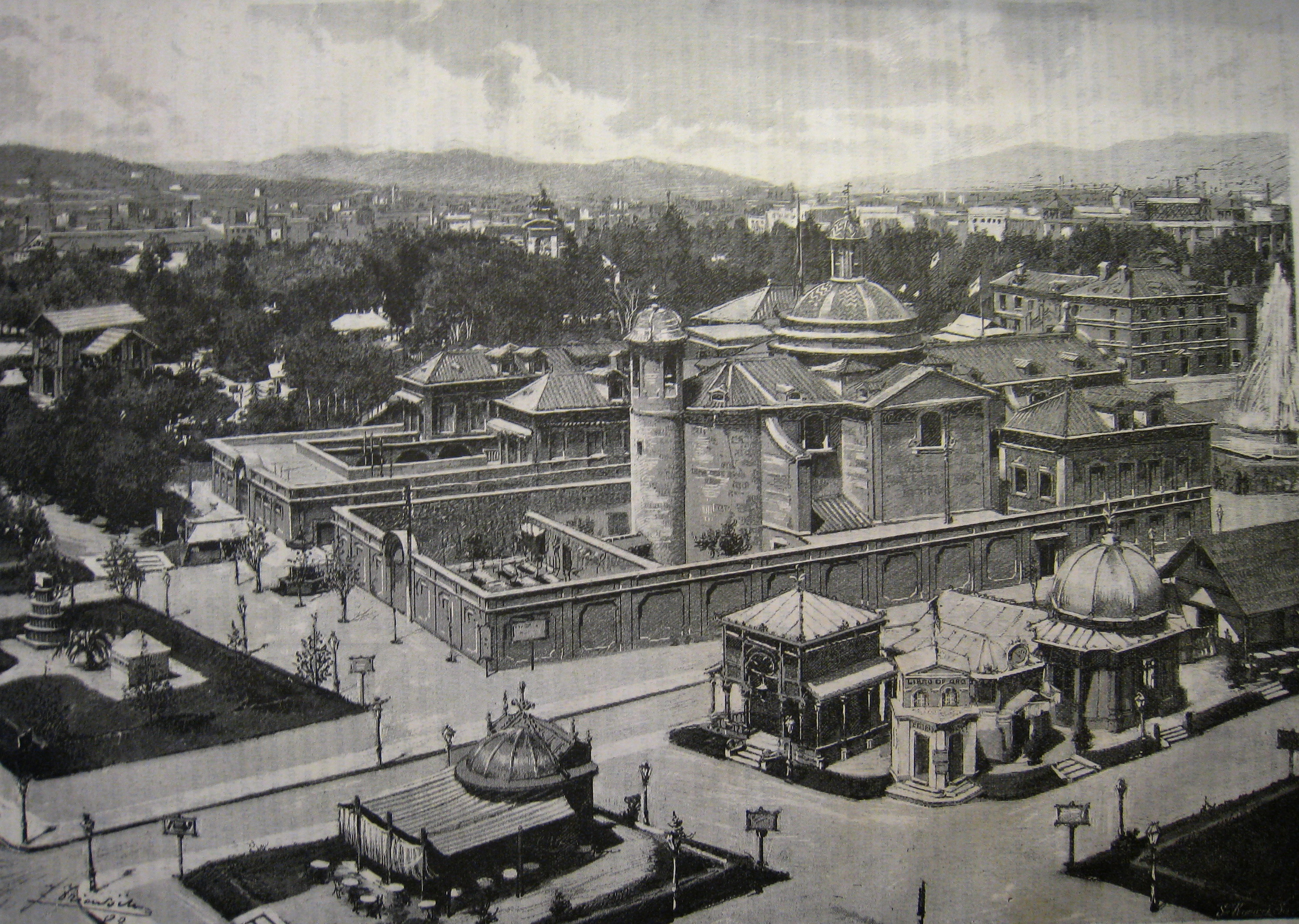
Vista general de la Exposición.

A finales de siglo se celebró un evento que supuso un gran impacto tanto económico y social como urbanístico, artístico y cultural para la ciudad, la Exposición Universal de 1888. Tuvo lugar entre el 8 de abril y el 9 de diciembre de 1888, y se llevó a cabo en el parque de la Ciudadela, un terreno anteriormente perteneciente al ejército y ganado para la ciudad en 1868. El incentivo de los actos feriales conllevó la mejora de las infraestructuras de toda la ciudad, que dio un enorme salto hacia la modernización y el desarrollo.

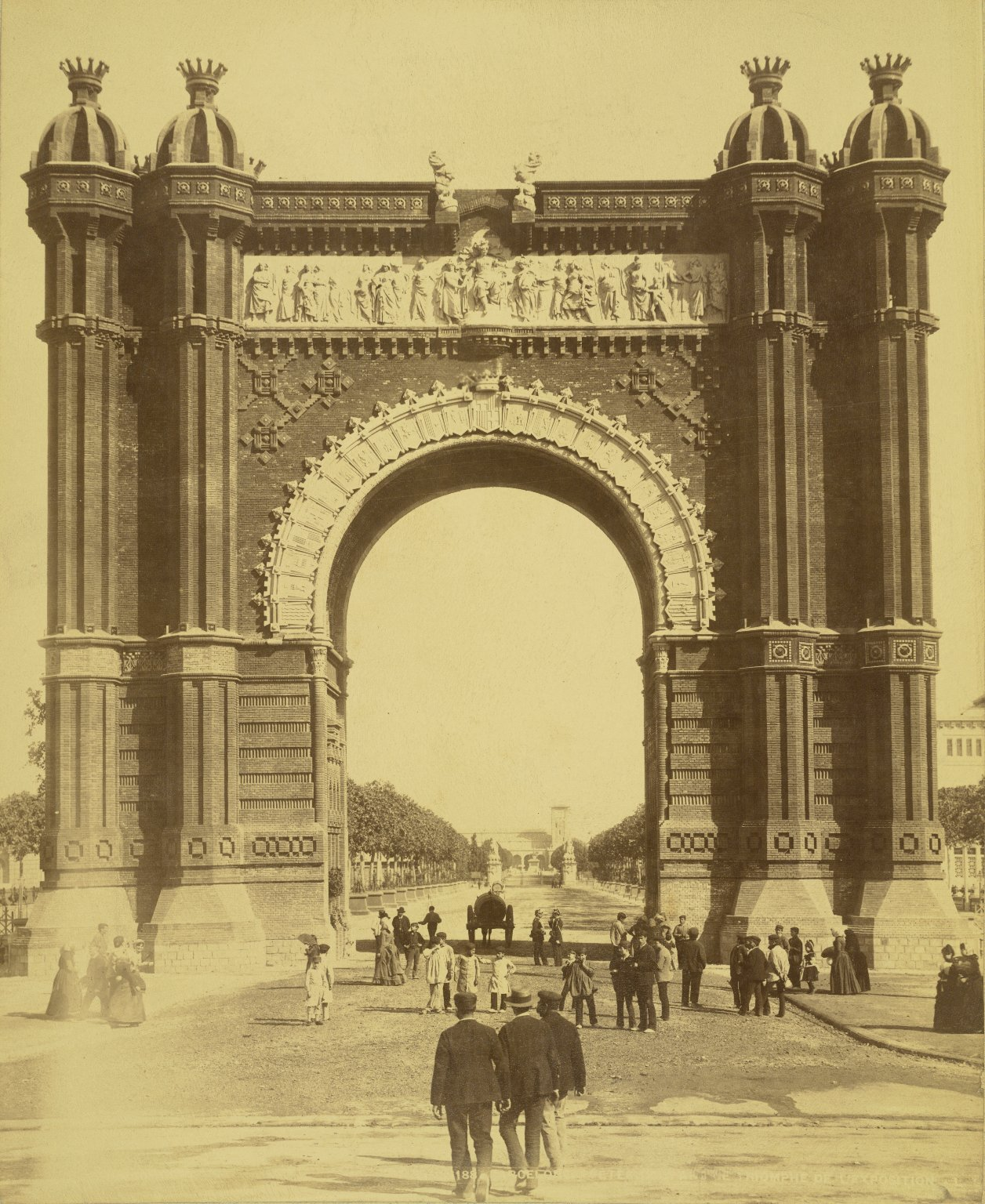
Foto histórica del Arco de Triunfo.

El proyecto de remodelación del parque de la Ciudadela se encargó a José Fontseré en 1872, quien diseñó unos amplios jardines para esparcimiento de los ciudadanos, y junto con la zona verde proyectó una plaza central y un paseo de circunvalación, así como una fuente monumental y diversos elementos ornamentales, dos lagos y una zona de bosque, además de diversos edificios auxiliares e infraestructuras, como el Mercado del Borne (1874-1876), un depósito de agua —actual Biblioteca de la UPF—, un matadero, un puente de hierro sobre las líneas de ferrocarril y varias casetas de servicios.
La entrada a la Exposición se efectuaba a través del Arco de Triunfo, un monumento creado para la ocasión que aún permanece en su lugar original, diseñado por Josep Vilaseca. De inspiración neomudéjar, tiene una altura de 30 metros, y está decorado con una rica ornamentación escultórica, obra de Josep Reynés, Josep Llimona, Antoni Vilanova, Torquat Tasso, Manuel Fuxà y Pere Carbonell.
A continuación venía el Salón de San Juan —actual paseo de Lluís Companys—, una larga avenida de 50 metros de ancho donde destacaban las balaustradas de hierro forjado, los mosaicos del pavimento y unas grandes farolas, todo ello diseñado por Pere Falqués. El primer edificio tras el acceso por el Arco de Triunfo era el palacio de Bellas Artes, obra de Augusto Font Carreras, de estilo neoclásico. En el lado opuesto se ubicaba el palacio de Ciencias, obra de Pere Falqués, de estilo neogriego, donde también se hallaba una gran sala para celebrar congresos.

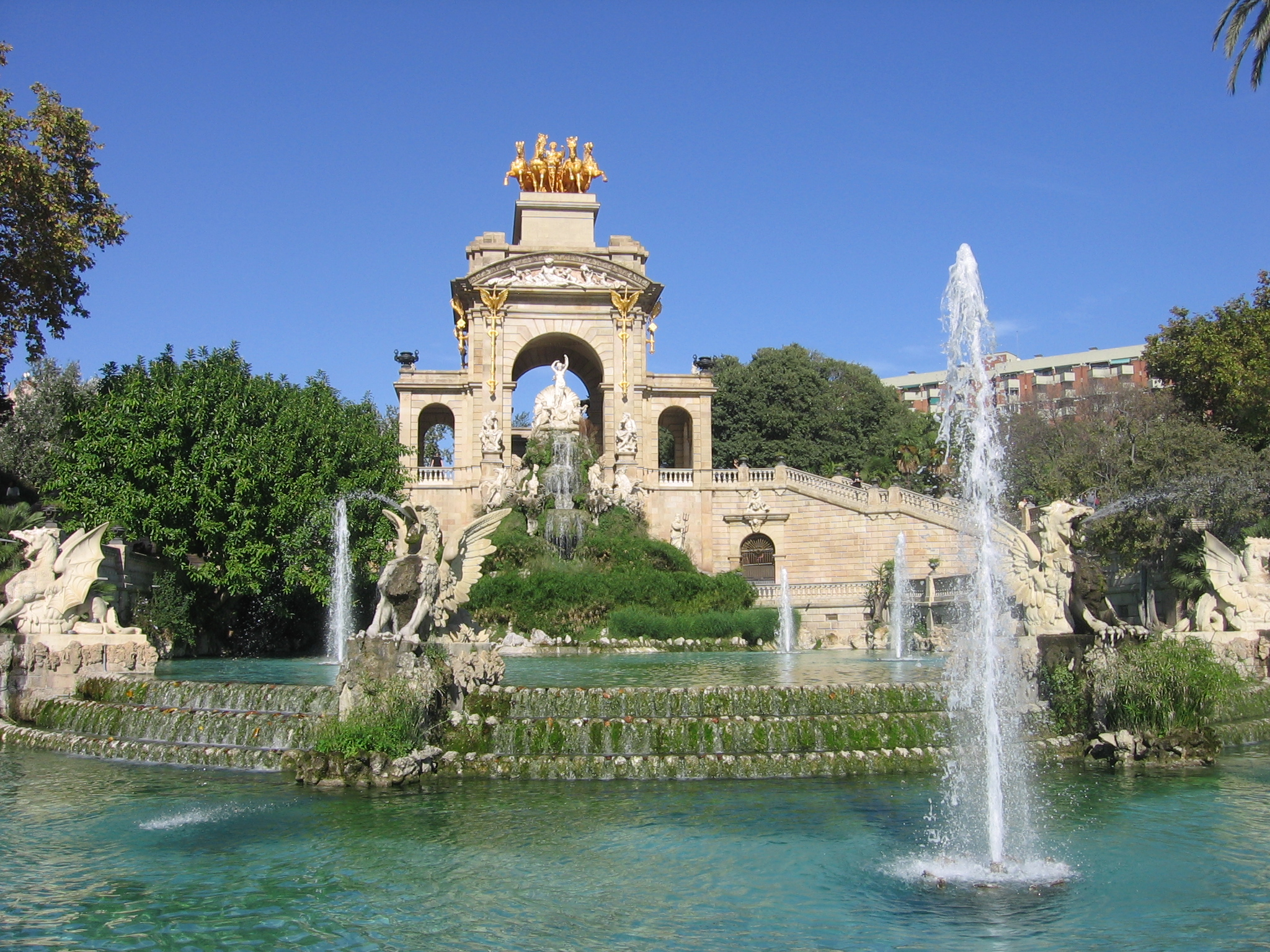
Cascada del Parque de la Ciudadela (1875-1888).

Una vez pasados estos dos edificios se accedía al recinto propiamente dicho, en cuya entrada destacaba la Cascada Monumental, proyectada por Fontserè en colaboración con Antoni Gaudí, que intervino en el proyecto hidráulico y diseñó una gruta artificial debajo de la Cascada. El conjunto arquitectónico presenta una estructura central en forma de arco triunfal con dos pabellones en sus costados y dos alas laterales con escalinatas, que acogen un estanque dividido en dos niveles. El monumento destaca por su profusión escultórica, en la que intervinieron varios de los mejores escultores del momento, como Rossend Nobas, Venancio Vallmitjana, Josep Gamot, Manuel Fuxá, Joan Flotats y Rafael Atché.

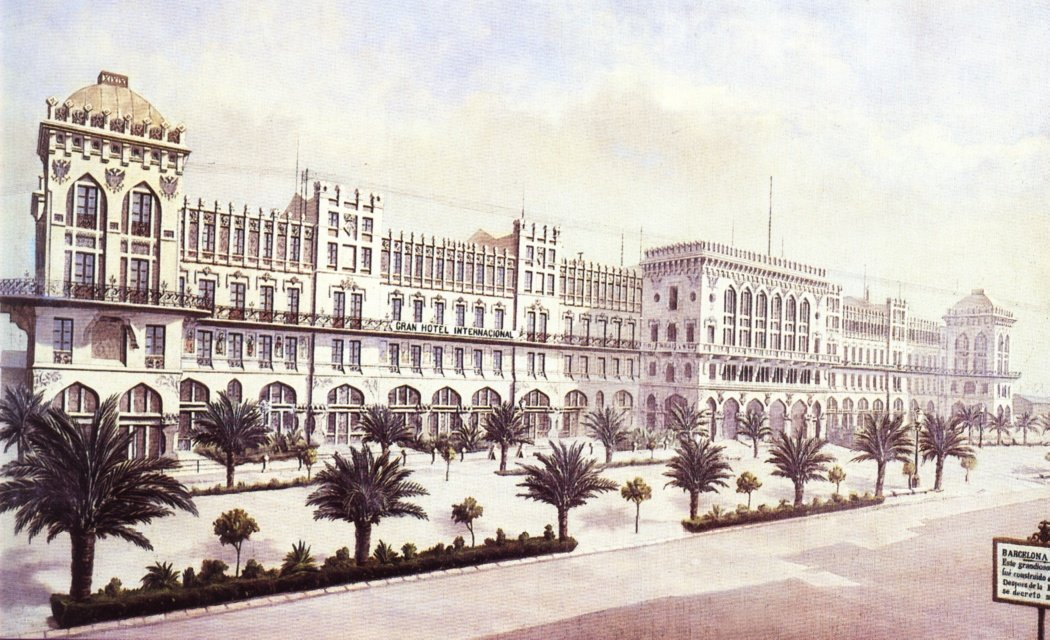
Gran Hotel Internacional, de Lluís Domènech i Montaner.

A la derecha de la cascada se hallaba el restaurante, conocido como castillo de los Tres Dragones —actual Museo de Zoología—, obra de Lluís Domènech i Montaner, de estilo neogótico, pero con unas innovadoras soluciones estructurales que apuntaban ya al modernismo, especialmente por la utilización del hierro y el ladrillo visto. A su lado se encontraban el Círculo del Liceo y el Invernáculo, obra de Josep Amargós, realizado en hierro y vidrio siguiendo el ejemplo del Crystal Palace de la Exposición de Londres de 1851. A continuación venían el Museo Martorell de Geología, de Antonio Rovira y Trías; el Umbráculo, de José Fontserè; el pabellón de la Prensa, obra de Jaume Comerma; y el pabellón de las Colonias Españolas, de Jaume Gustà i Bondia.
La zona central del recinto se correspondía con la antigua plaza de armas de la Ciudadela, donde se hallaba el principal edificio de la exposición, el palacio de la Industria, obra de Jaume Gustà, que recogía las secciones extranjeras de la Exposición. Tras el palacio, pasadas las líneas de ferrocarril, se situaron diversos edificios, como el pabellón de la Compañía Trasatlántica, obra de Antoni Gaudí, en estilo nazarí granadino; los pabellones de la denominada Sección Marítima, los de Minería y Electricidad, y la Vaquería Suiza, actualmente una escuela. Asimismo, en el paseo de Colón se erigió el Hotel Internacional, obra de Lluís Domènech i Montaner, una obra efímera que fue desmontada tras la Exposición.
Fuera del recinto ferial, se realizaron numerosas obras y mejoras por toda la ciudad: se finalizó la urbanización de todo el frente marítimo de la ciudad, entre el parque de la Ciudadela y las Ramblas, a través de la construcción del paseo de Colón y un nuevo muelle, el de la Fusta; se dotó de iluminación eléctrica a las primeras calles de Barcelona (la Rambla, el paseo de Colón, la plaza de San Jaime y el recinto de la Exposición); y se construyó el monumento a Colón en la plaza Portal de la Paz, obra de Cayetano Buigas con una escultura del descubridor de Rafael Atché.

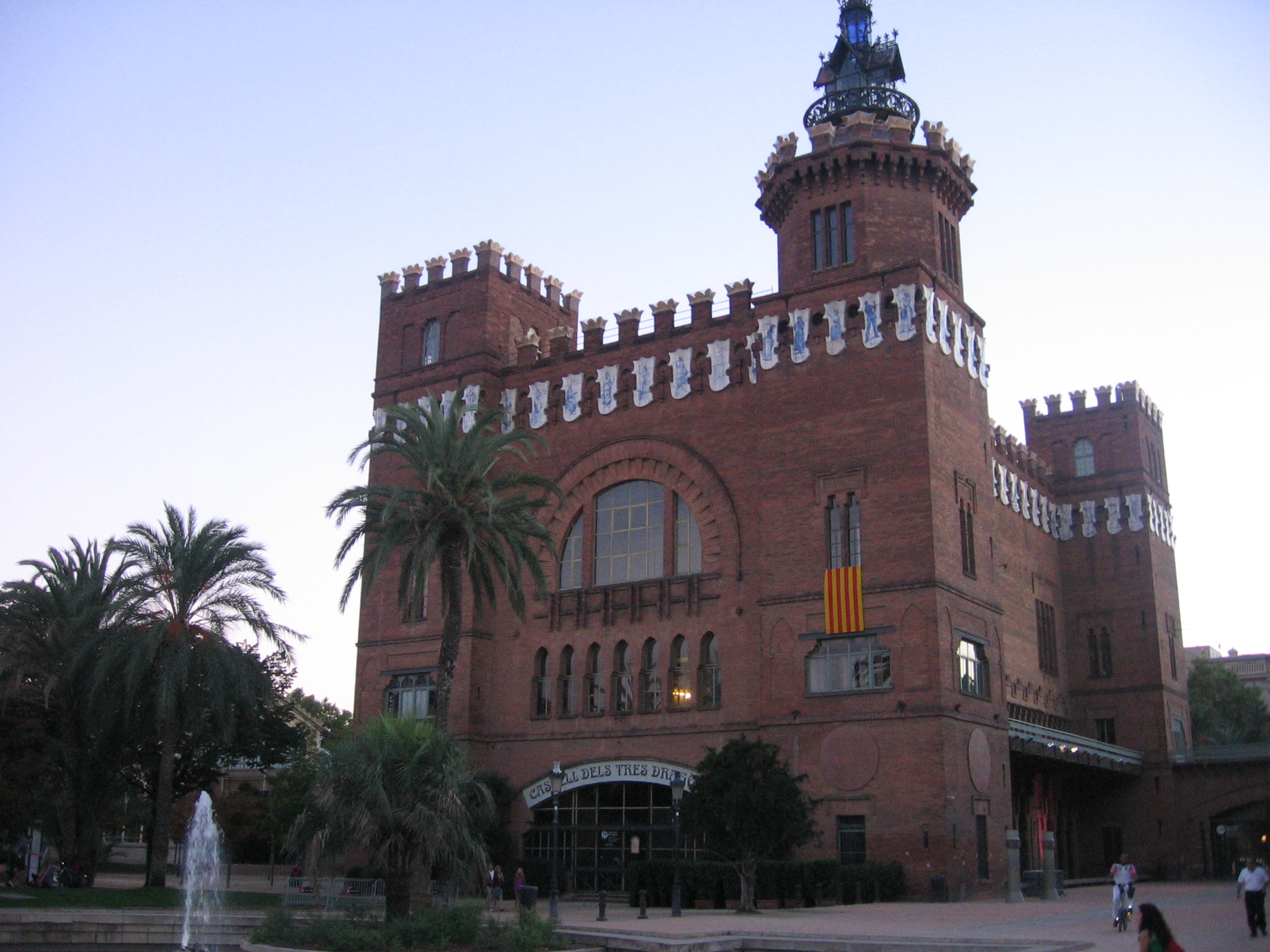
El Castillo de los Tres Dragones, de Lluís Domènech i Montaner.
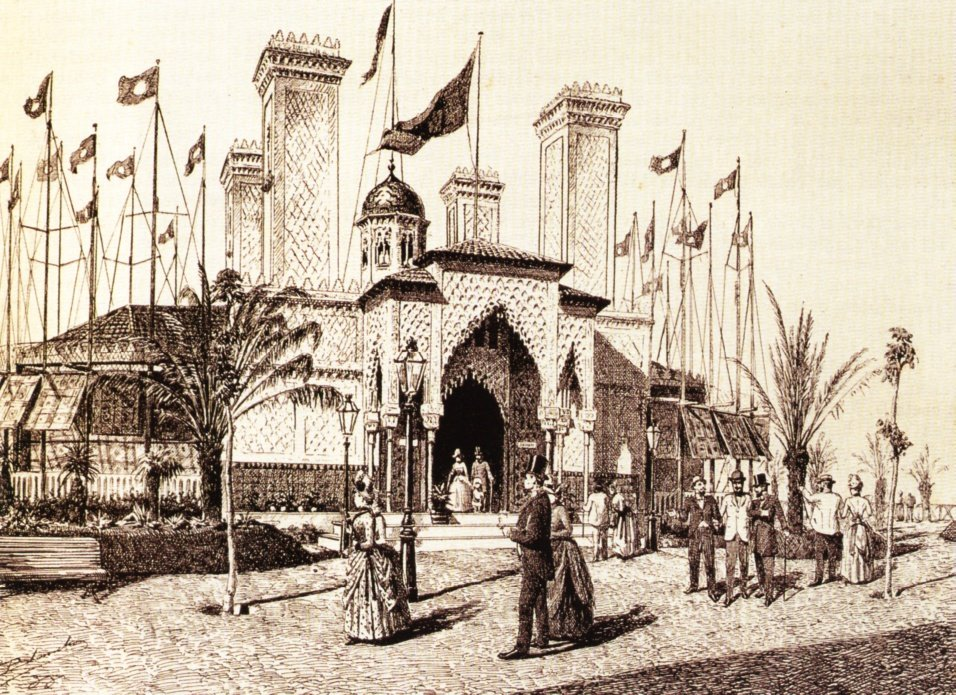
Pabellón de la Compañía Trasatlántica, de Antoni Gaudí.
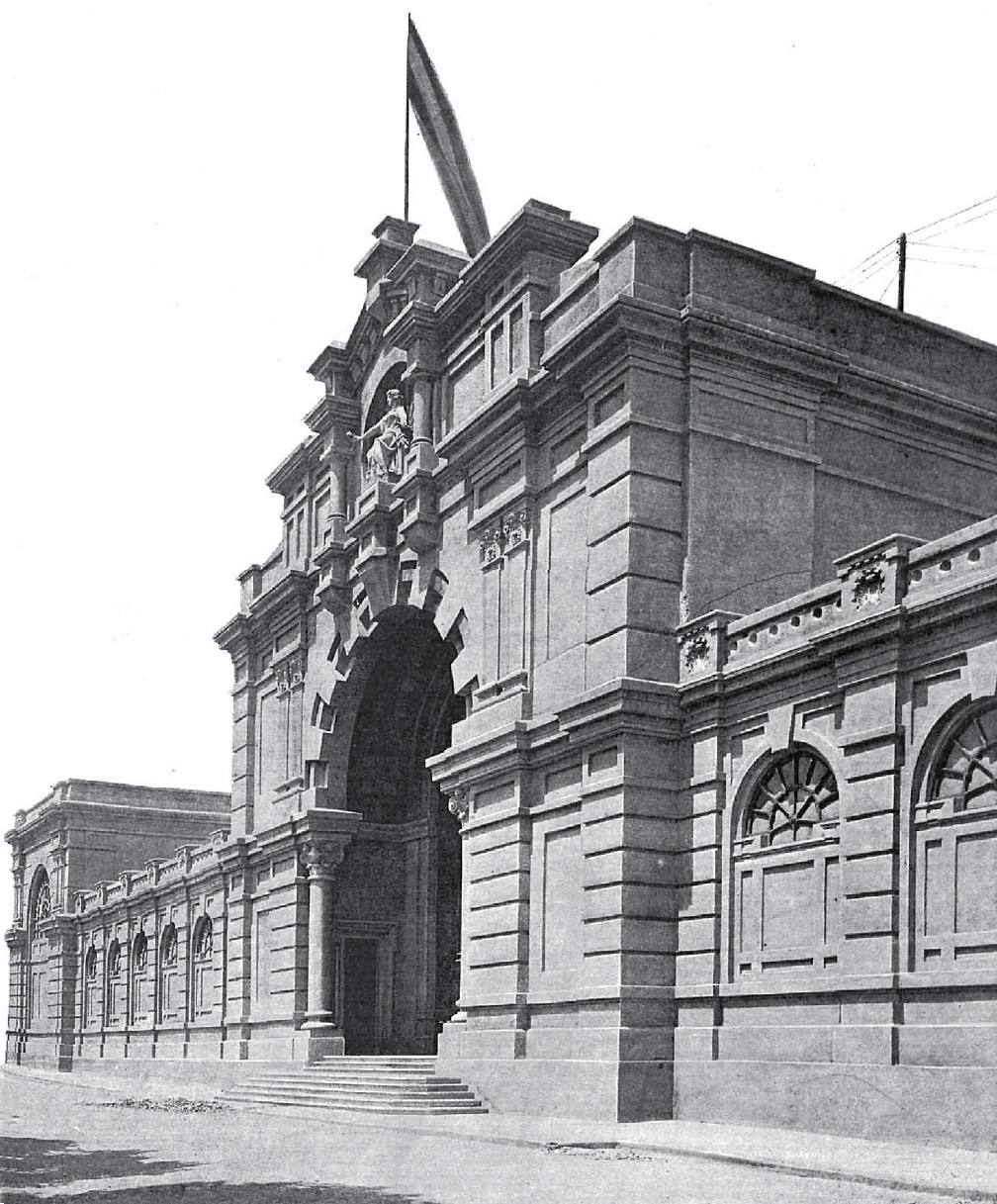
Palacio de las Ciencias, de Pere Falqués.
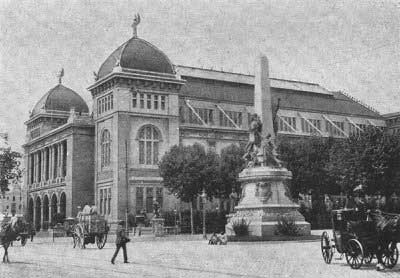
Palacio de Bellas Artes, de Augusto Font Carreras.
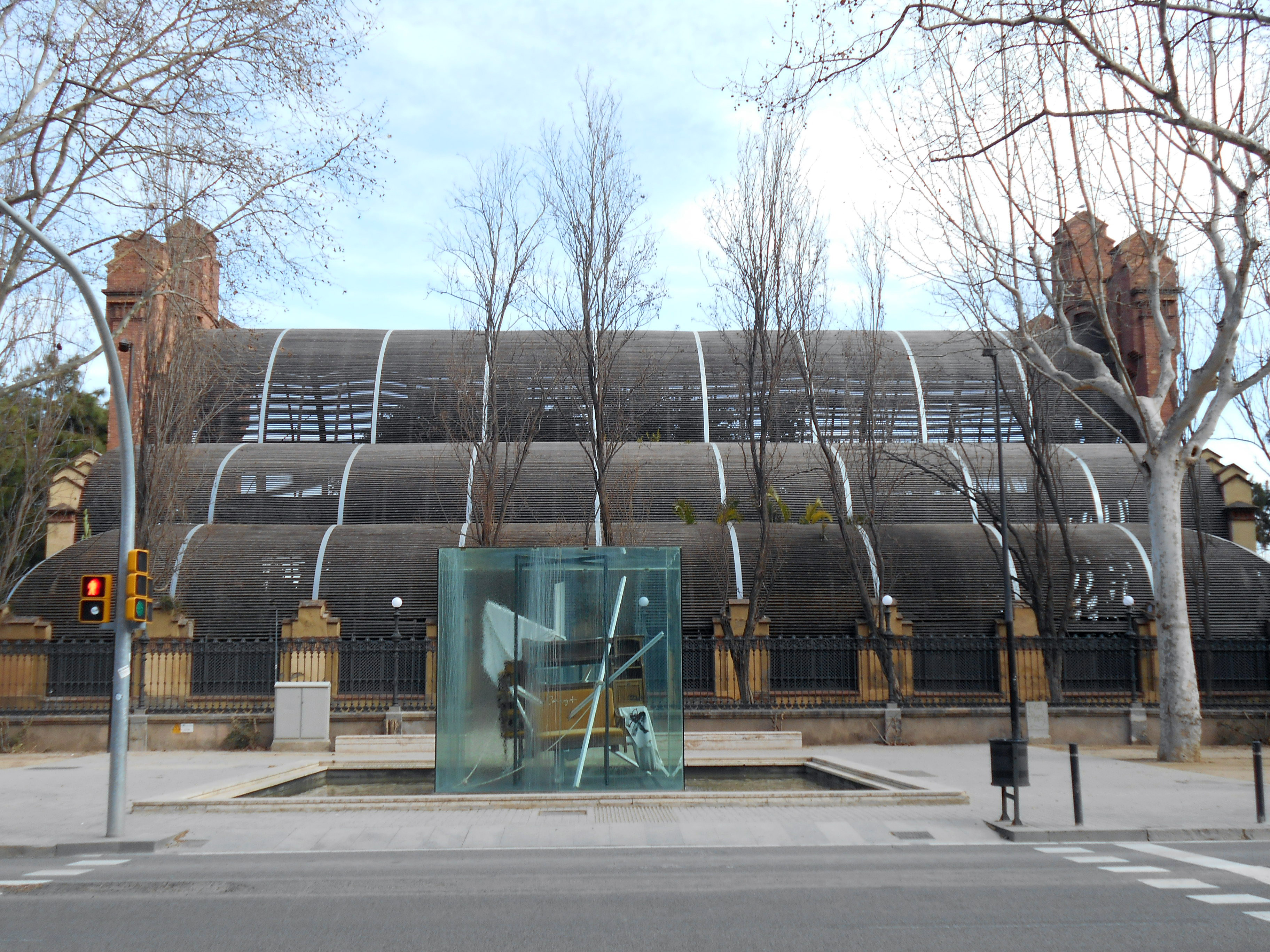
Umbráculo, de José Fontseré.
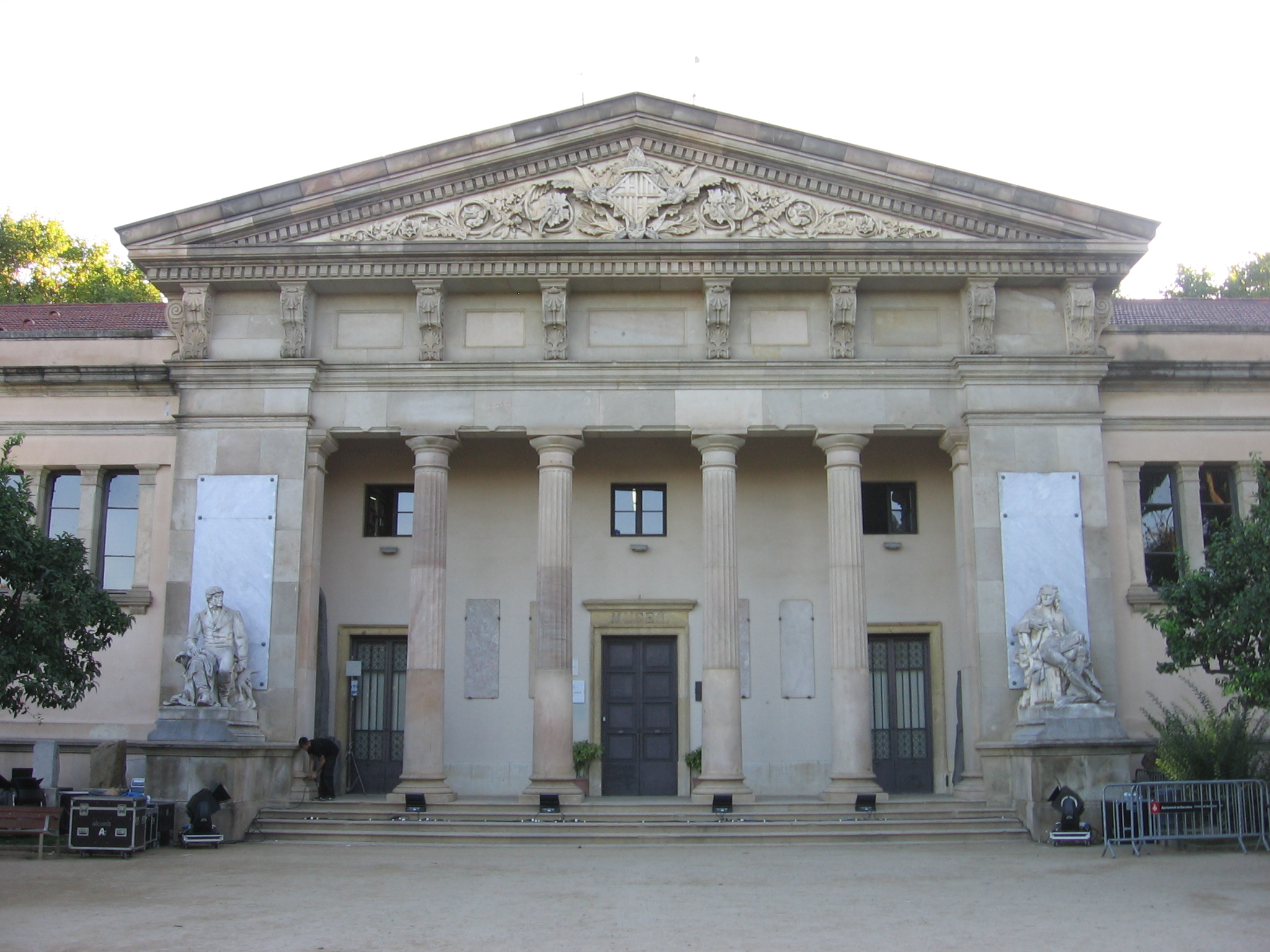
Museo Martorell de Geología, de Antonio Rovira y Trías.

### Modernismo

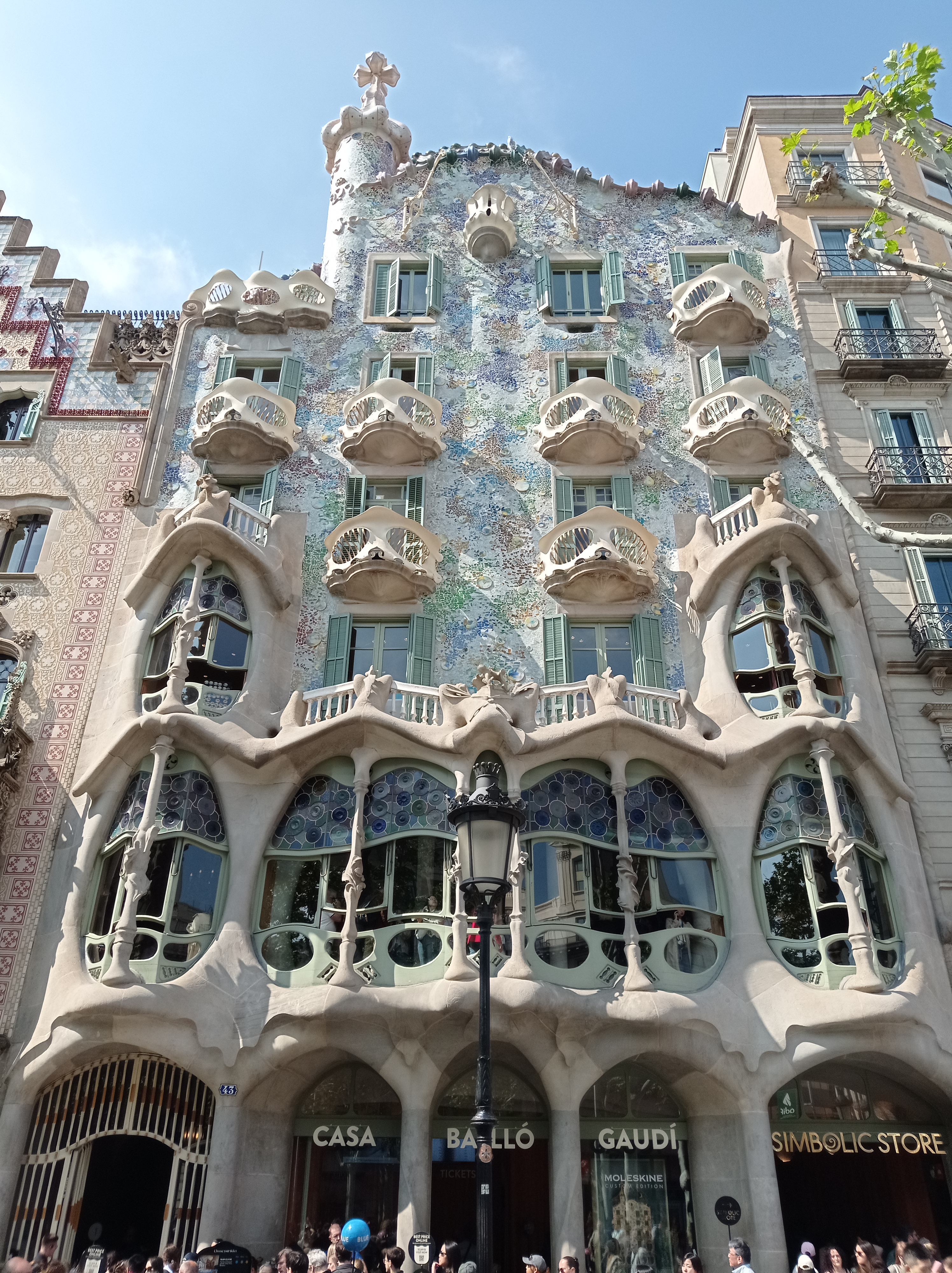
Casa Batlló (1904-1906), de Antoni Gaudí.

El modernismo fue un movimiento internacional que se desarrolló por todo el mundo occidental, y que propugnaba la creación de un nuevo lenguaje arquitectónico desligado de estilos anteriores —especialmente por oposición al historicismo—, poniendo especial énfasis en la relación de la arquitectura con las artes aplicadas, en paralelo al fenómeno Arts and Crafts. Desarrollado entre el siglo XIX y el siglo XX, en Cataluña tuvo suficiente personalidad propia para hablar de modernismo catalán, por la gran cantidad y calidad de obras realizadas y el gran número de artistas de primer orden que cultivaron este estilo. Estilísticamente fue un movimiento heterogéneo, con muchas diferencias entre artistas, cada uno con su sello personal, pero con un mismo espíritu, un afán de modernizar y europeizar Cataluña.
Algunos rasgos esenciales del modernismo fueron: un lenguaje anticlásico heredero del romanticismo, con tendencia a un cierto lirismo y subjetivismo; vinculación decidida de la arquitectura con las artes aplicadas y los oficios artísticos (vidriería, forja, cerámica, ebanistería, marquetería, esmalte, esgrafiado), creando un estilo remarcadamente ornamental; utilización de nuevos materiales, creando un lenguaje constructivo mixto y rico en contrastes, en busca del efecto plástico del conjunto; fuerte sentimiento de optimismo y fe en el progreso, que produce un arte exaltado y enfático, reflejo del clima de prosperidad del momento, sobre todo en la clase burguesa.
El primer modernismo, desarrollado en los años 1890, era todavía un estilo no especialmente definido, cuyo principal componente era un goticismo abarrocado desligado ya del historicismo, con pervivencia de ciertos rasgos clasicistas y medievalistas, practicado principalmente por Lluís Domènech i Montaner, Josep Puig i Cadafalch y Antoni Maria Gallissà. En estos primeros años había un cierto sentimiento de indefinición, como se muestra en la obra Arquitectura moderna de Barcelona (1897), de Francesc Rogent, donde defiende la utilización del «estilo neogreco» para edificios públicos, «neogótico» para edificios particulares y «neorrománico» para iglesias. Al mismo tiempo se seguía practicando una arquitectura academicista ajena a las innovaciones modernistas, como se ve en la obra de arquitectos como Salvador Viñals, Cayetano Buigas, Joan Baptista Pons i Trabal, Francisco de Paula del Villar y Carmona, etc.
Con el cambio de siglo el modernismo evolucionó hacia un cierto formalismo estilístico de influencia secesionista, practicado por una segunda generación de arquitectos como Josep Maria Jujol, Manuel Raspall, Josep Maria Pericas, Eduard Maria Balcells, Salvador Valeri, Alexandre Soler, Antoni de Falguera, Bernardí Martorell, etc. Estos arquitectos plantean la arquitectura como soporte de una exultante ornamentación, entrando en una fase manierista del modernismo. Por otro lado, continuaron las tendencias neogóticas y del eclecticismo clasicista, practicadas principalmente por Enric Sagnier, José Doménech y Estapá, Manuel Comas i Thos, Augusto Font Carreras, Joan Josep Hervàs, etc.

#### Antoni Gaudí

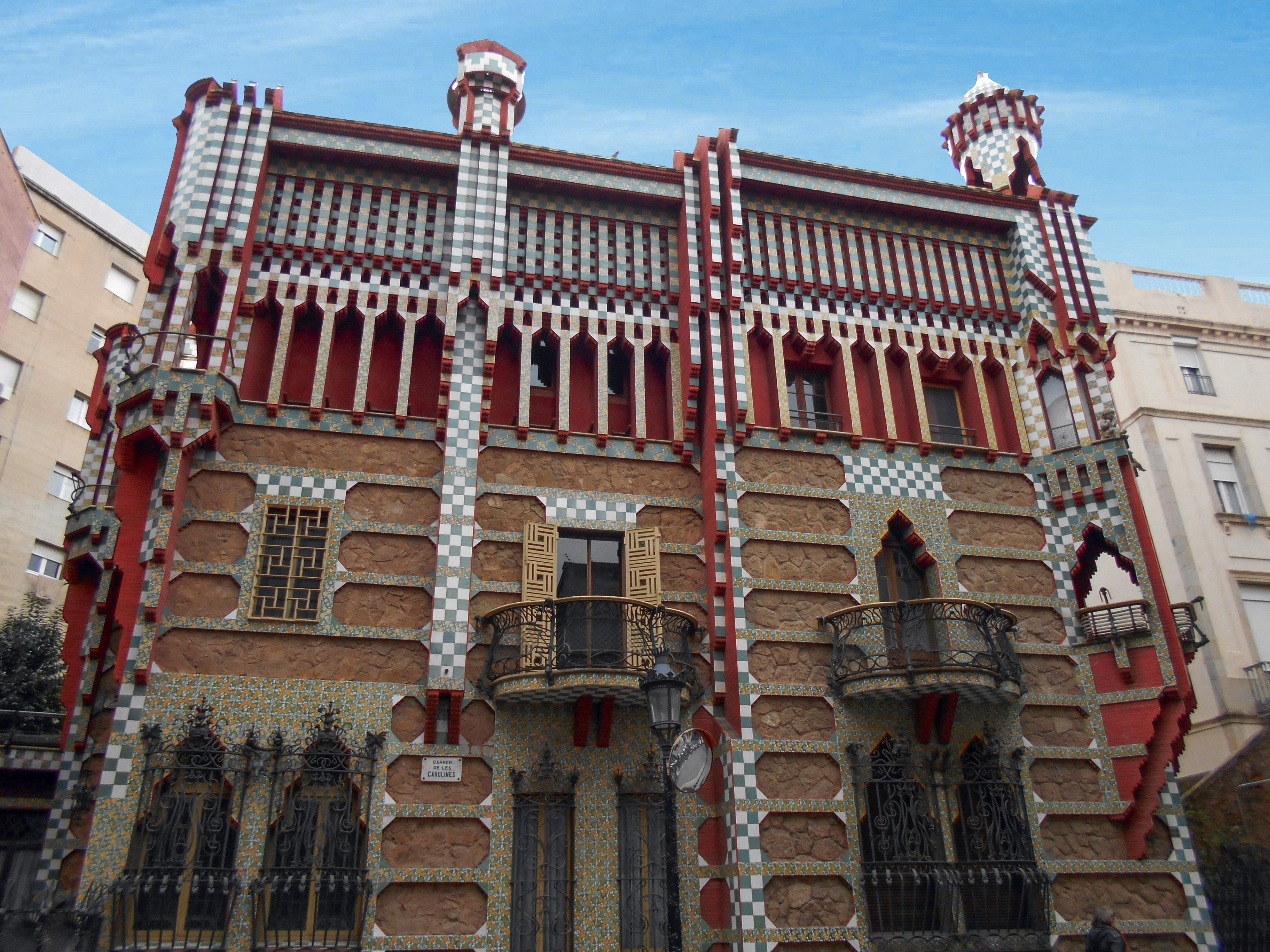
Casa Vicens (1883-1888).

Uno de los máximos representantes del modernismo catalán fue Antoni Gaudí, un arquitecto con un sentido innato de la geometría y el volumen, así como una gran capacidad imaginativa que le permitía proyectar mentalmente la mayoría de sus obras antes de pasarlas a planos. Dotado de una fuerte intuición y capacidad creativa, Gaudí concebía sus edificios de una forma global atendiendo tanto a las soluciones estructurales, como las funcionales y decorativas, integrando igualmente los trabajos artesanales, e introdujo nuevas técnicas en el tratamiento de los materiales, como su famoso trencadís, hecho con piezas de cerámica de desecho. Después de unos inicios influenciado por el arte neogótico, así como ciertas tendencias orientalizantes, Gaudí desembocó en el modernismo en su época de mayor efervescencia, aunque el arquitecto reusense fue más allá del modernismo ortodoxo, creando un estilo personal basado en la observación de la naturaleza, fruto del cual fue su utilización de formas geométricas regladas, como el paraboloide hiperbólico, el hiperboloide, el helicoide y el conoide.
Sus primeras realizaciones, tanto durante su etapa de estudiante como las primeras ejecutadas al obtener el título, destacan por la gran precisión de los detalles, la utilización de la geometría superior y la preponderancia de las consideraciones mecánicas en el cálculo de estructuras. De esta época destacan las farolas de la plaza Real (1878), así como el inicio de las obras de la que sería su obra magna, el Templo Expiatorio de la Sagrada Familia (1883).

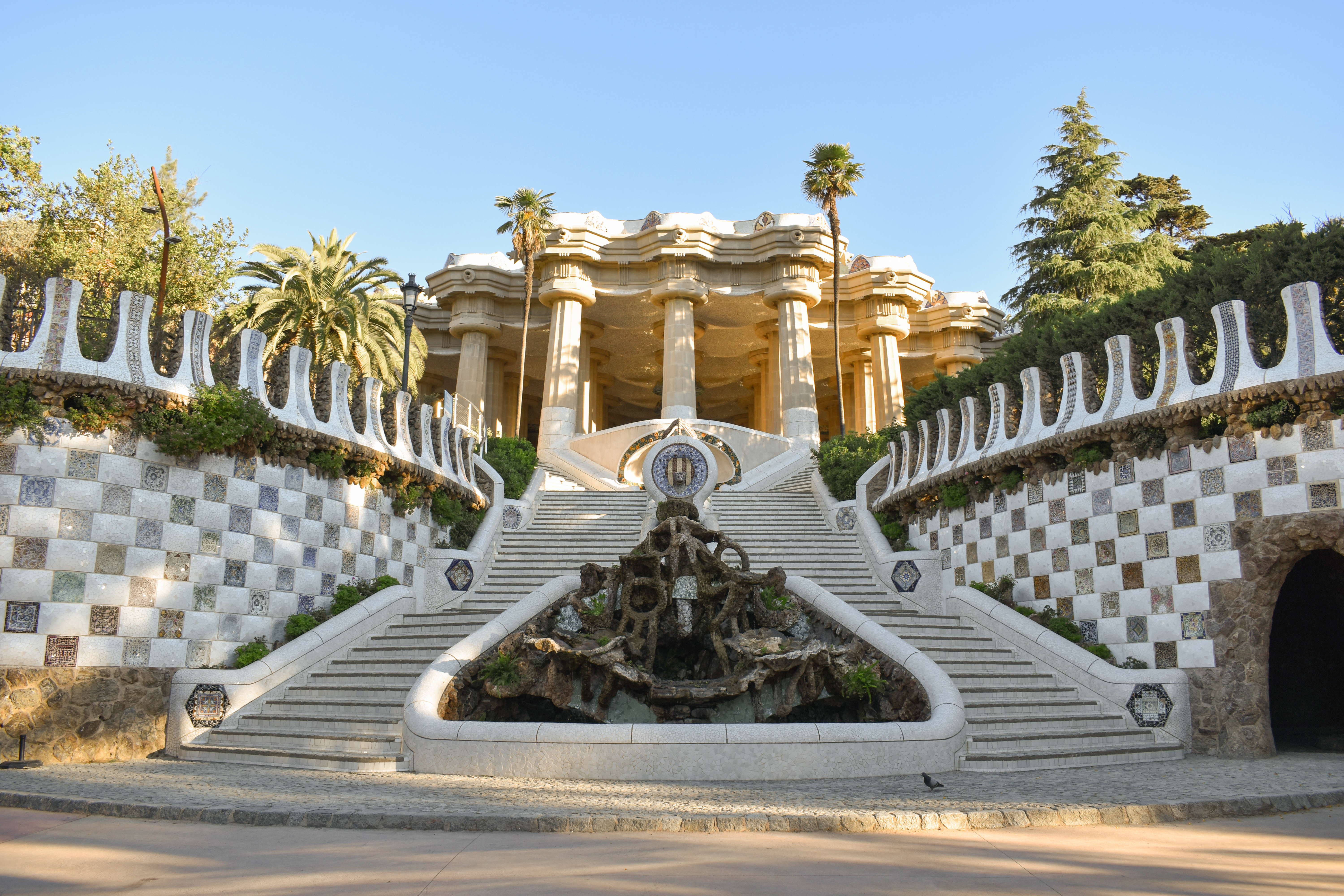
Parque Güell (1900-1914).

Posteriormente pasó por una etapa orientalista, con una serie de obras de marcado gusto oriental, inspiradas en el arte del Próximo y Lejano Oriente, así como en el arte islámico hispánico, principalmente el mudéjar y nazarí. Emplea con gran profusión la decoración en azulejo cerámico, así como los arcos mitrales, cartelas de ladrillo visto y remates en forma de templete o cúpula. Sus principales realizaciones en este período son: la casa Vicens (1883-1888), los pabellones Güell (1884-1887), el palacio Güell (1886-1888) y el pabellón de la Compañía Trasatlántica para la Exposición Universal de 1888.
A continuación pasó por un período neogótico, en que se inspiró sobre todo en el arte gótico medieval, el cual asumió de forma libre, personal, intentando mejorar sus soluciones estructurales; en sus obras elimina la necesidad de contrafuertes mediante el empleo de superficies regladas, y suprime cresterías y calados excesivos. En este estilo cabría citar el colegio de las Teresianas (1888-1889) y la torre Bellesguard (1900-1909).

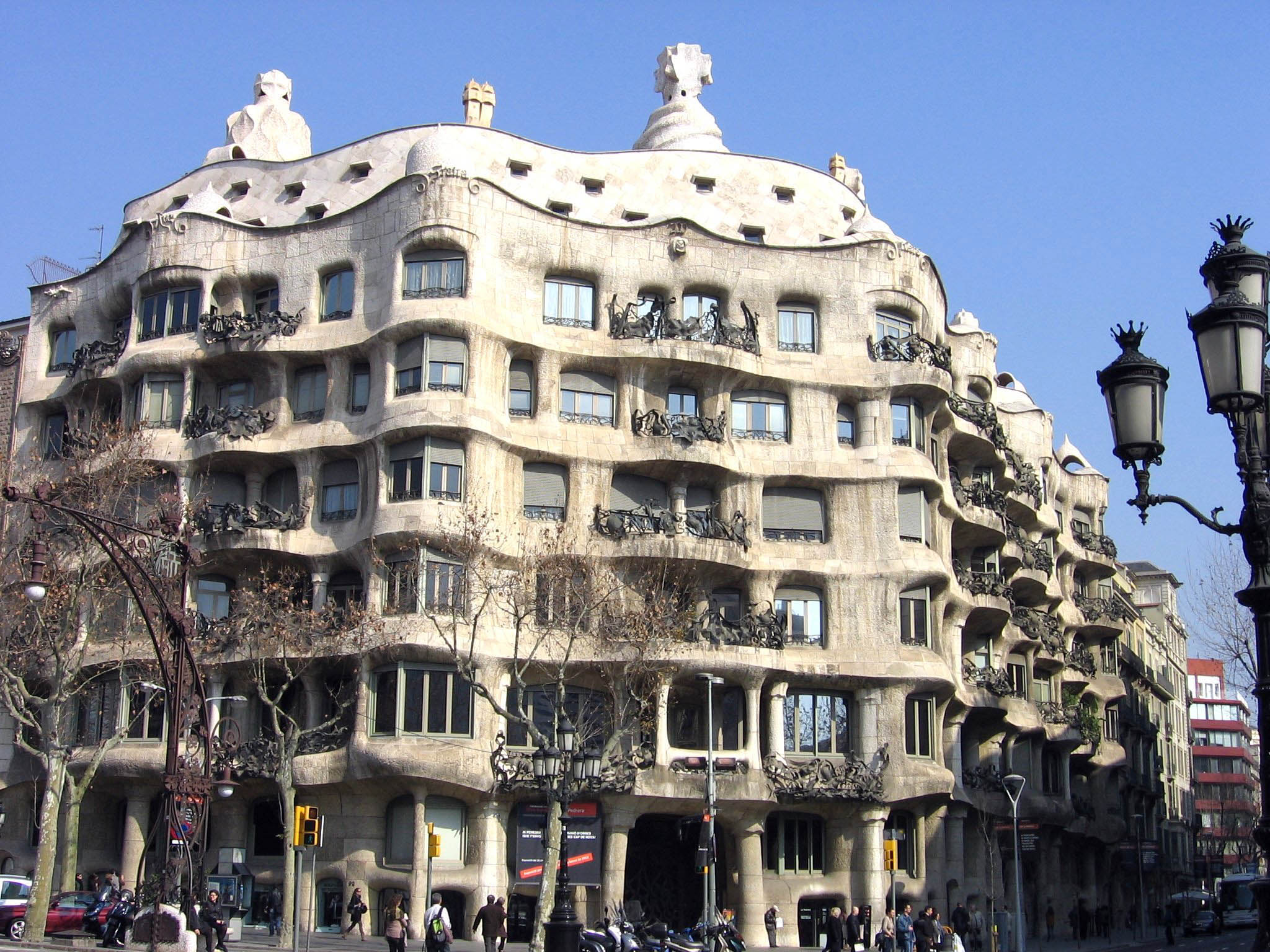
Casa Milà (1906-1910).

En el cambio de siglo desembocó finalmente en su etapa naturalista, en la que perfeccionó su estilo personal, inspirándose en las formas orgánicas de la naturaleza y poniendo en práctica toda una serie de nuevas soluciones estructurales originadas en los profundos análisis efectuados por Gaudí de la geometría reglada. Partiendo de cierto barroquismo sus obras adquirieron gran riqueza estructural, de formas y volúmenes desprovistos de rigidez racionalista o de cualquier premisa clásica. Entre las obras de este período se encuentran: la casa Calvet (1898-1899), el portal Miralles (1900-1902), el parque Güell (1900-1914), la casa Batlló (1904-1906) y la casa Milà (1906-1910). Estas dos últimas son de sus obras más destacadas: la casa Batlló es muestra de su fértil imaginación, con una fachada de piedra arenisca tallada según superficies regladas en forma alabeada, con columnas de forma ósea y representaciones vegetales; remata la fachada una bóveda formada por arcos catenarios cubiertos con dos capas de ladrillo, recubierta con cerámica vidriada en forma de escamas —en tonos amarillo, verde y azul—, que recuerda el lomo de un dragón. La casa Milà o la Pedrera presenta una fachada realizada en piedra calcárea, salvo la parte superior cubierta de azulejos blancos; en la azotea destacan las salidas de escalera, rematadas con la cruz gaudiniana de cuatro brazos, así como las chimeneas, recubiertas de cerámica con unas formas que sugieren yelmos de soldados.
En los últimos años de su carrera, dedicados casi en exclusiva a la Sagrada Familia, Gaudí llegó a la culminación de su estilo naturalista: después de la realización de la cripta y el ábside, todavía en estilo neogótico, el resto del templo lo concibió en un estilo orgánico, imitando las formas de la naturaleza, donde abundan las formas geométricas regladas. El templo tiene planta de cruz latina, de cinco naves centrales y transepto de tres naves, y ábside con siete capillas, con tres fachadas dedicadas al Nacimiento, Pasión y Gloria de Jesús, y 18 torres. El interior semeja un bosque, con un conjunto de columnas arborescentes inclinadas, de forma helicoidal, creando una estructura a la vez simple y resistente.
Seis de las obras de Antoni Gaudí en Barcelona han sido nombradas Patrimonio de la Humanidad por la Unesco: palacio Güell, parque Güell y casa Milà (1984); casa Vicens, casa Batlló y fachada de la Natividad y cripta de la Sagrada Familia (2005, además de la Cripta de la Colonia Güell en Santa Coloma de Cervelló).

#### Lluís Domènech i Montaner

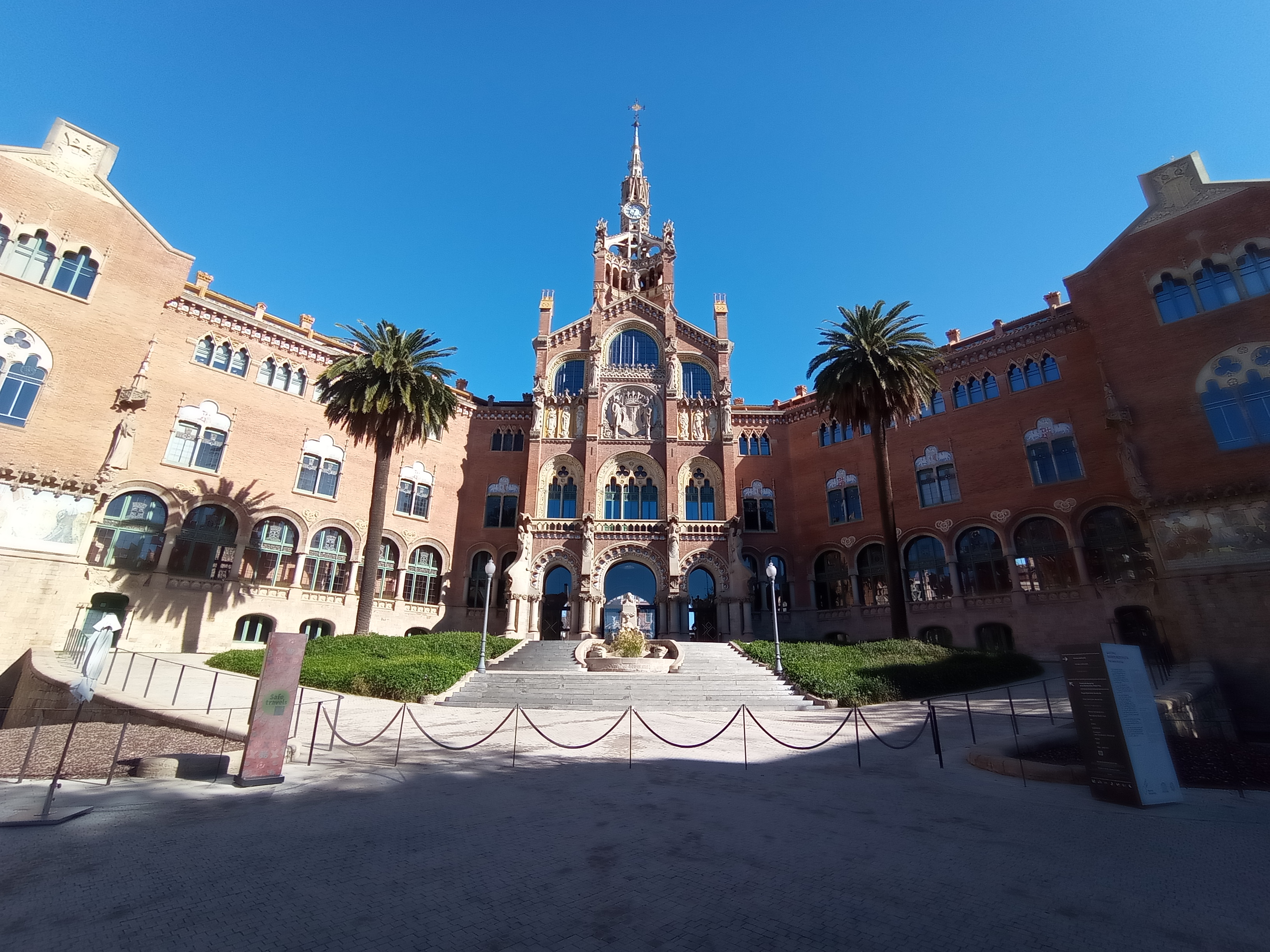
Hospital de la Santa Cruz y San Pablo (1902-1913).

Lluís Domènech i Montaner hizo una mezcla de racionalismo constructivo y decoración fabulosa con influencia de la arquitectura hispano-islámica. Fue el creador de lo que denominaba una «arquitectura nacional», un estilo ecléctico basado en las nuevas técnicas y materiales, con un afán moderno e internacional. Para ello, se inspiró en arquitectos como Eugène Viollet-le-Duc, Karl Friedrich Schinkel y Gottfried Semper. En su obra busca la unidad constructiva y estética, con planteamientos claros y ordenados, a través de un sistema racional que asume el decorativismo como una parte consustancial de la obra.

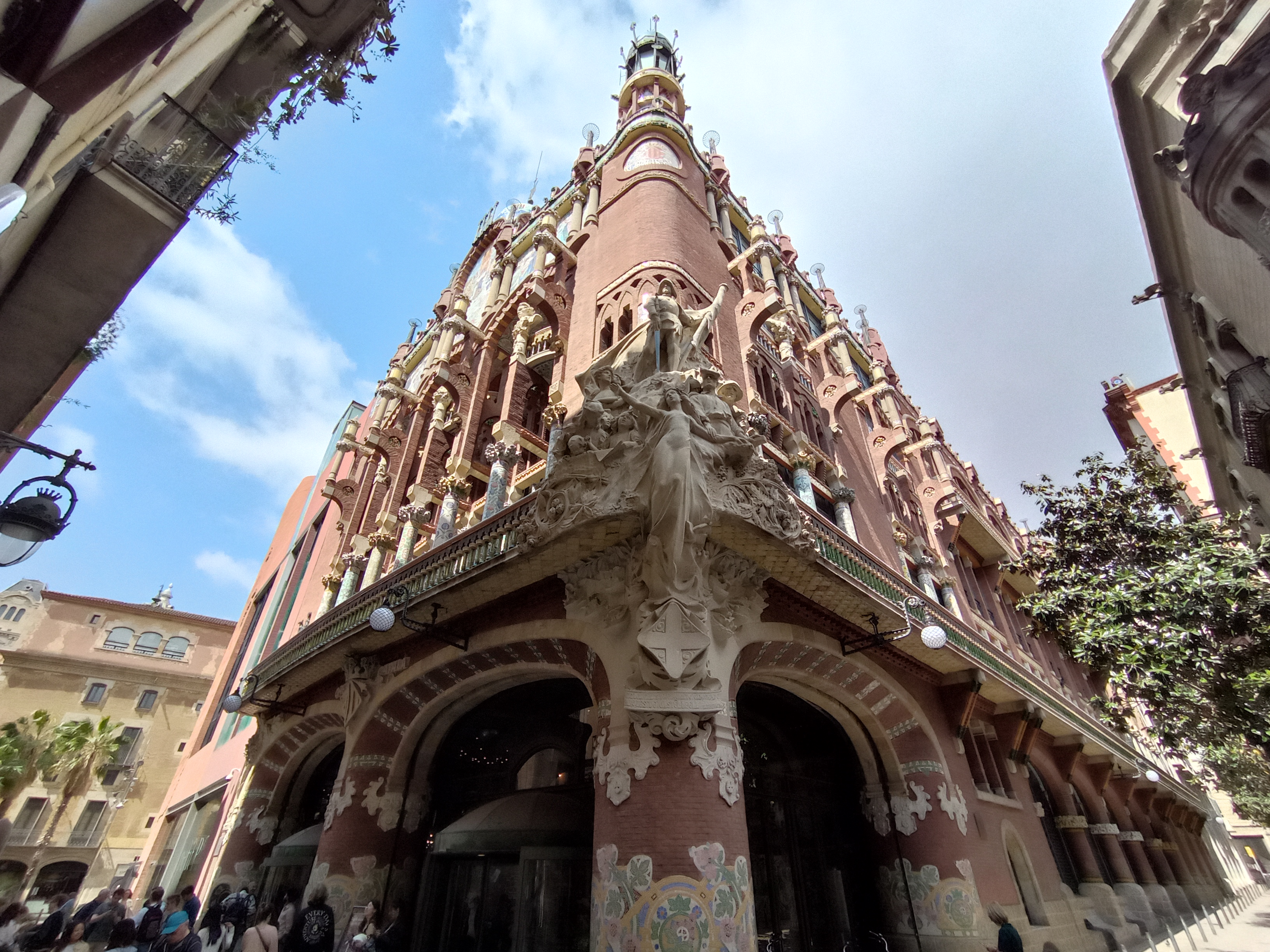
Palacio de la Música Catalana (1905-1908).

Sus obras más relevantes fueron el Hospital de la Santa Cruz y San Pablo (1902-1913, acabado por su hijo Pere Domènech i Roura) y el Palacio de la Música Catalana (1905-1908). El primero es un vasto complejo hospitalario heredero del antiguo Hospital de la Santa Cruz, que ocupa nueve manzanas del Ensanche, con un conjunto de 46 pabellones dispuestos en paralelo y diagonal según la distribución en el recinto para tener la óptima orientación solar. Son pabellones autónomos separados por espacios intersticiales, aunque conectados por galerías subterráneas, de los que destacan el pabellón de administración, la sala de actos, la biblioteca, la secretaría, la iglesia y la sala de convalecencia. En esta obra cobran especial relevancia las artes aplicadas, como la escultura —con obras de Eusebi Arnau y Pablo Gargallo—, el mosaico, el azulejo y las vidrieras. El Palacio de la Música Catalana es un edificio articulado alrededor de la gran sala central, de forma oval y con capacidad para 2000 espectadores. En su interior presenta tres cuerpos, el acceso, el auditorio y el escenario, con una fastuosa decoración con revestimientos de cerámica y una gran claraboya central que cubre la sala, hecha de cristales de colores, además de diversas esculturas de Eusebi Arnau y Pablo Gargallo. La fachada principal cubre el chaflán de las calles Amadeu Vives y Sant Pere més Alt, con grandes arcos de acceso y un balcón que circunda toda la fachada, con columnas recubiertas de cerámica, y rematado por una cúpula de mosaico, donde destaca el grupo escultórico de La canción popular, de Miguel Blay. El Hospital de San Pablo y el Palacio de la Música Catalana fueron nombrados Patrimonio de la Humanidad por la Unesco en 1997.
Cabe destacar también la casa Lleó Morera (1905), una reforma de un edificio construido en 1864: su situación en un chaflán determinó el protagonismo de la esquina, donde se sitúa la tribuna principal y se remata verticalmente con un templete; cada planta tiene un diseño distinto, donde destaca el trabajo ornamental —con esculturas de Eusebi Arnau—, mutilado parcialmente en una reforma de la planta baja realizada en 1943. Otras obras suyas son: la editorial Montaner i Simón (actual Fundación Antoni Tàpies, 1881-1886); el restaurante de la Exposición Universal de 1888, conocido como Castillo de los Tres Dragones (actual Museo de Zoología); la casa Thomas (1895-1898); la casa Lamadrid (1902); el Hotel España (1903); y la casa Fuster (1908-1911).

#### Josep Puig i Cadafalch

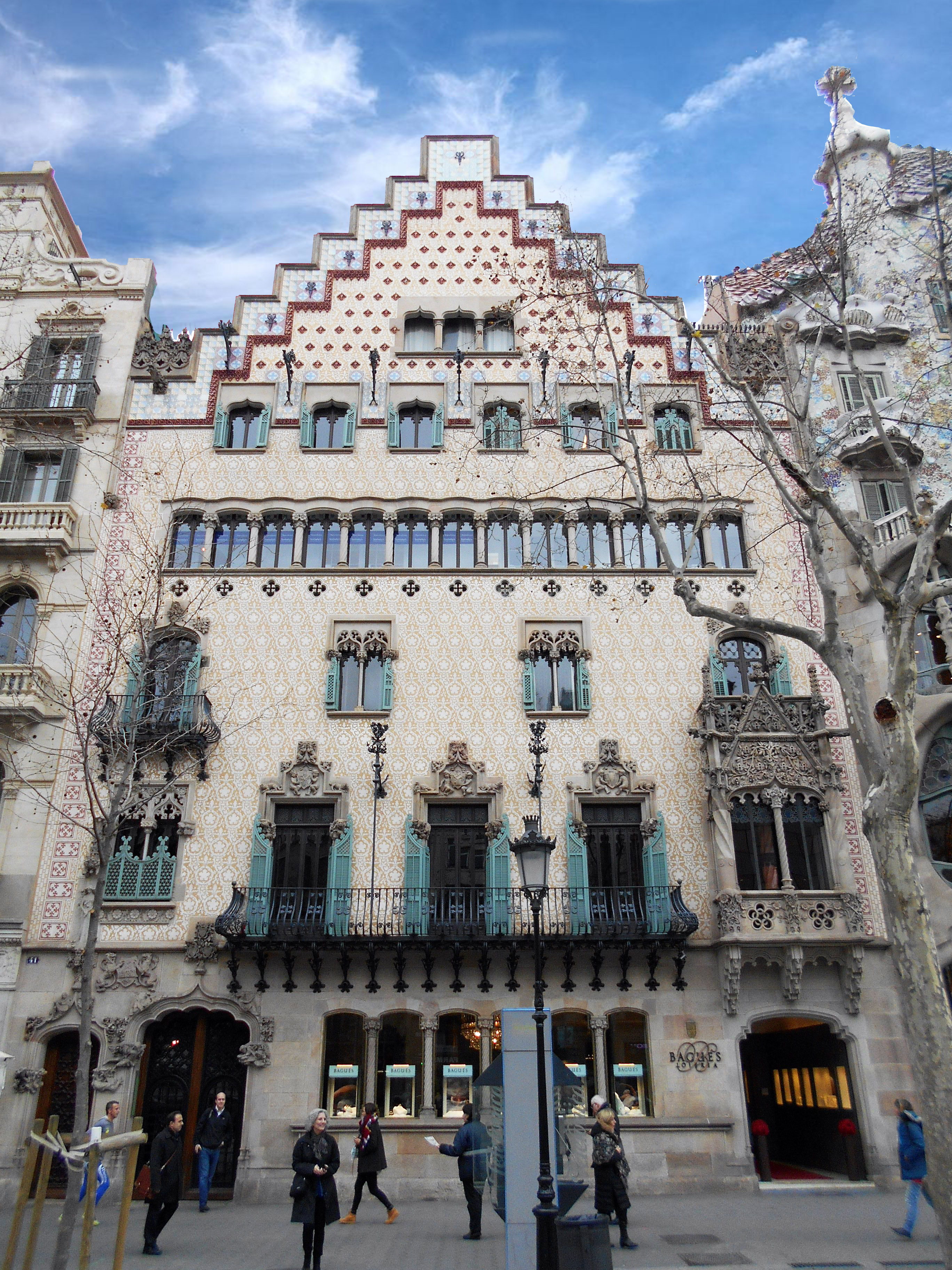
Casa Amatller (1898-1900).

Josep Puig i Cadafalch adaptó el modernismo a ciertas influencias del gótico nórdico y flamenco, así como elementos de la arquitectura catalana rural tradicional, con fuerte presencia de artes aplicadas y estucos. Discípulo de Domènech i Montaner, fue arquitecto, arqueólogo, historiador, profesor y político. Fue presidente de la Mancomunidad de Cataluña (1917-1924), cargo desde el que impulsó la creación de diversas escuelas profesionales (Enfermería, Comercio, Industrias Textiles), entidades científicas (Instituto de Estudios Catalanes) y culturales (MNAC, Biblioteca de Cataluña).

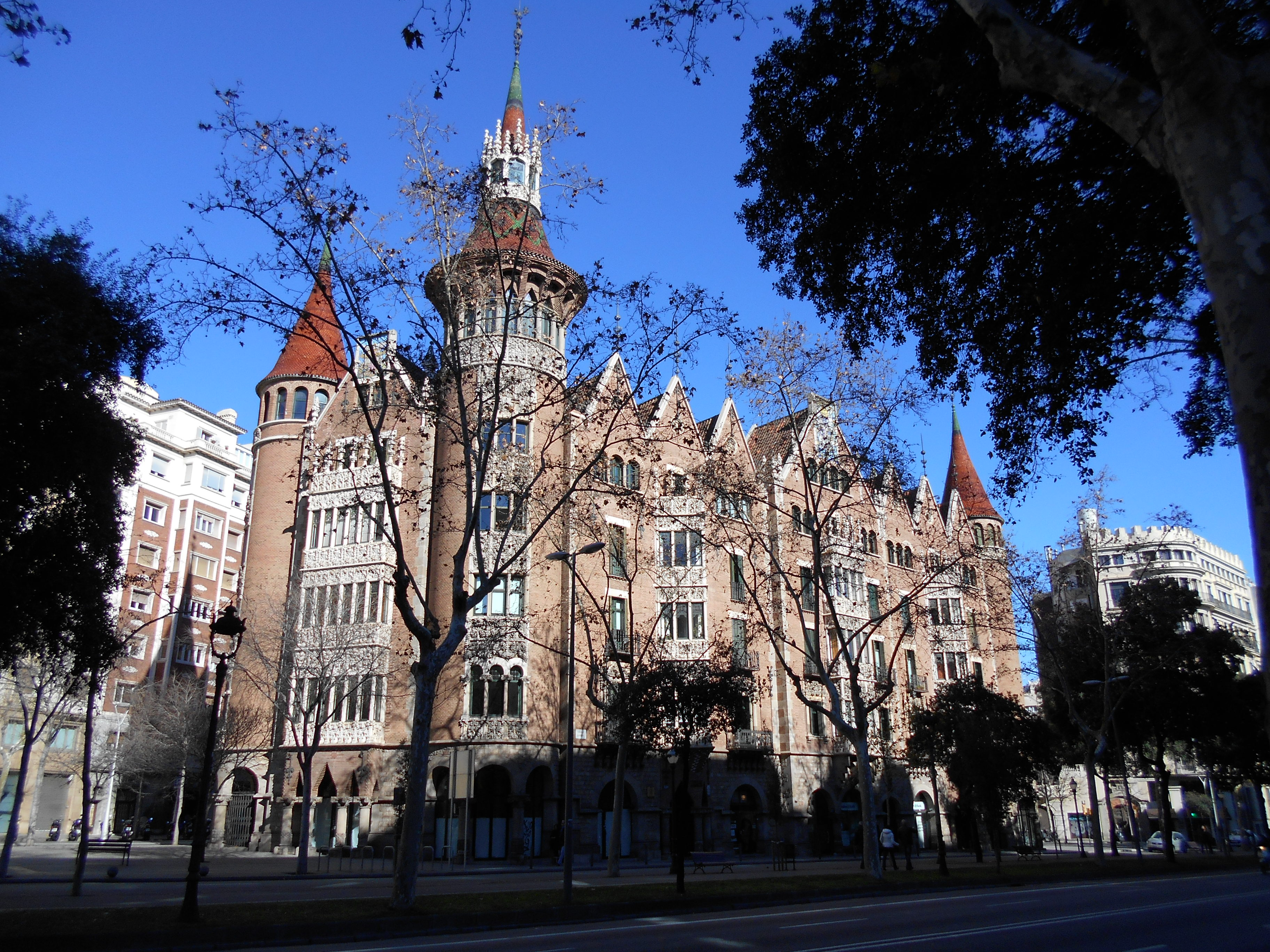
Casa Terrades o de ”les Punxes” (1903-1905).

Pasó por diversas etapas: en los años 1890 un cierto germanismo flamígero, que Alexandre Cirici i Pellicer denominó «época rosa» (casa Martí o Els Quatre Gats, 1895-1896; casa Amatller, 1898-1900; casa Macaya, 1899-1901; palacio del Barón de Quadras, 1899-1906; casa Terrades o de ”les Punxes”, 1903-1905); en los años 1900 un estilo mediterranista o «época blanca» (casa Trinxet, 1902-1904; Can Serra, sede de la Diputación de Barcelona, 1903-1908; casa Sastre Marquès, 1905; casa Muntadas, 1910; casa Pere Company, 1911); y desde los años 1910 un clasicismo de influencia secesionista que desembocaría en el novecentismo, su «época amarilla» (casa Muley-Afid, 1911-1914; fábrica Casaramona, actual Caixa Fòrum, 1915-1939; casa Rosa Alemany, 1928-1930), con influencia de la Escuela de Chicago (casa Pich i Pon, 1919-1921) y con derivación hacia un cierto barroquismo monumentalista (palacios de Alfonso XIII y Victoria Eugenia, 1923).
Entre estas realizaciones conviene destacar la casa Amatller y la casa Terrades. La primera presenta una fachada de aspecto neogótico, con tres partes diferenciadas: un basamento de piedra con dos puertas en el lado izquierdo, creando un efecto asimétrico; un cuerpo central de paredes esgrafiadas y ornamentación de motivos florales, con una tribuna superior que recuerda a la de la capilla de San Jorge del Palacio de la Generalidad; y un remate en forma de gablete escalonado de cerámica roja y dorada, con posible influencia de la arquitectura tradicional de los Países Bajos. La casa Terrades ocupa una manzana entera del Ensanche, con un trazado irregular: presenta seis fachadas inspiradas en la arquitectura gótica nórdica y en el plateresco español, rematadas por hastiales, algunos truncados por unos plafones cerámicos con imágenes de estilo prerrafaelita, y flanqueadas por seis torres circulares coronadas con chapiteles cónicos terminados en aguja, que dan al edificio su sobrenombre; está construida en obra vista, con ornamentación escultórica de piedra y cerámica vidriada, y elementos de forja.

#### Otros arquitectos modernistas

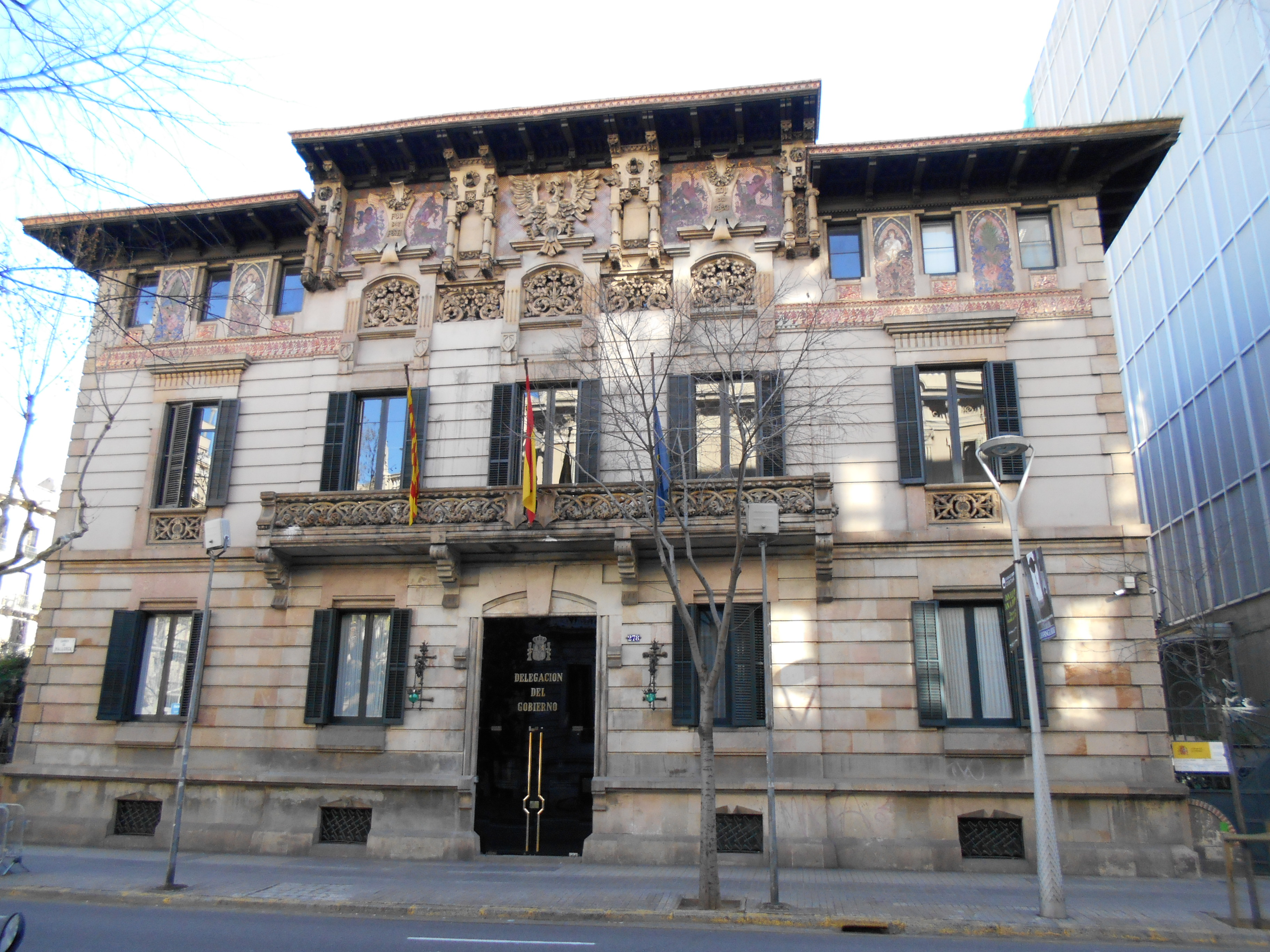
Palacio Montaner (1889-1893), de José Doménech Estapá.

Algunos arquitectos evolucionaron desde el historicismo al modernismo, con diverso grado de asimilación del nuevo estilo, si bien en líneas generales en sus obras se continuó trasluciendo una cierta continuidad con las formas anteriores. Algunos de los más destacados fueron: Augusto Font Carreras, José Vilaseca, Pere Falqués y José Doménech Estapá. El primero fue discípulo de Elías Rogent, y desarrolló un estilo ecléctico inspirado en el neogótico y el neoárabe; entre sus obras destacan: el palacio de les Heures (1894-1898), la sede de la Caja de Ahorros de Barcelona de la plaza de San Jaime (1903) y la iglesia de la Casa de la Caridad (1912).
Josep Vilaseca practicó un premodernismo de aire clasicista, como se denota en la casa Pia Batlló (1891-1896), la casa Enric Batlló (1892-1896), la casa Àngel Batlló (1893-1896), las casas Cabot (1901-1905), la casa Dolors Calm (1903) y la casa Comas d'Argemir (1903-1904).
Pere Falqués fue arquitecto municipal de Barcelona, por lo que intervino en numerosas mejoras urbanísticas de la ciudad; fue autor del mercado del Clot (1889), la fuente de Canaletas (1892), la Tenencia de Alcaldía del Ensanche (1893), la Central Catalana de Electricidad (1896-1897), las farolas del paseo de Gracia (1900), la casa Laribal (1902), la casa Bonaventura Ferrer (1905-1906) y el mercado de Sants (1913).
Josep Domènech i Estapà plasmó en sus obras un modernismo de corte personal, ecléctico, funcional y grandilocuente. Fue autor de la Cárcel Modelo de Barcelona (con Salvador Viñals, 1887-1904), el Palacio Montaner —actual Delegación del Gobierno— (1889-1893, terminado por Antoni Maria Gallissà y Lluís Domènech i Montaner), el edificio de Catalana de Gas (1895-1896), el Asilo de Santa Lucía —posterior Museo de la Ciencia— (1904-1909), el Observatorio Fabra (1904-1906), el Hospital Clínico (1904), la casa Costa (1904), la iglesia-convento de Nuestra Señora del Carmen (1909-1921) y la estación de la Magòria (1912).

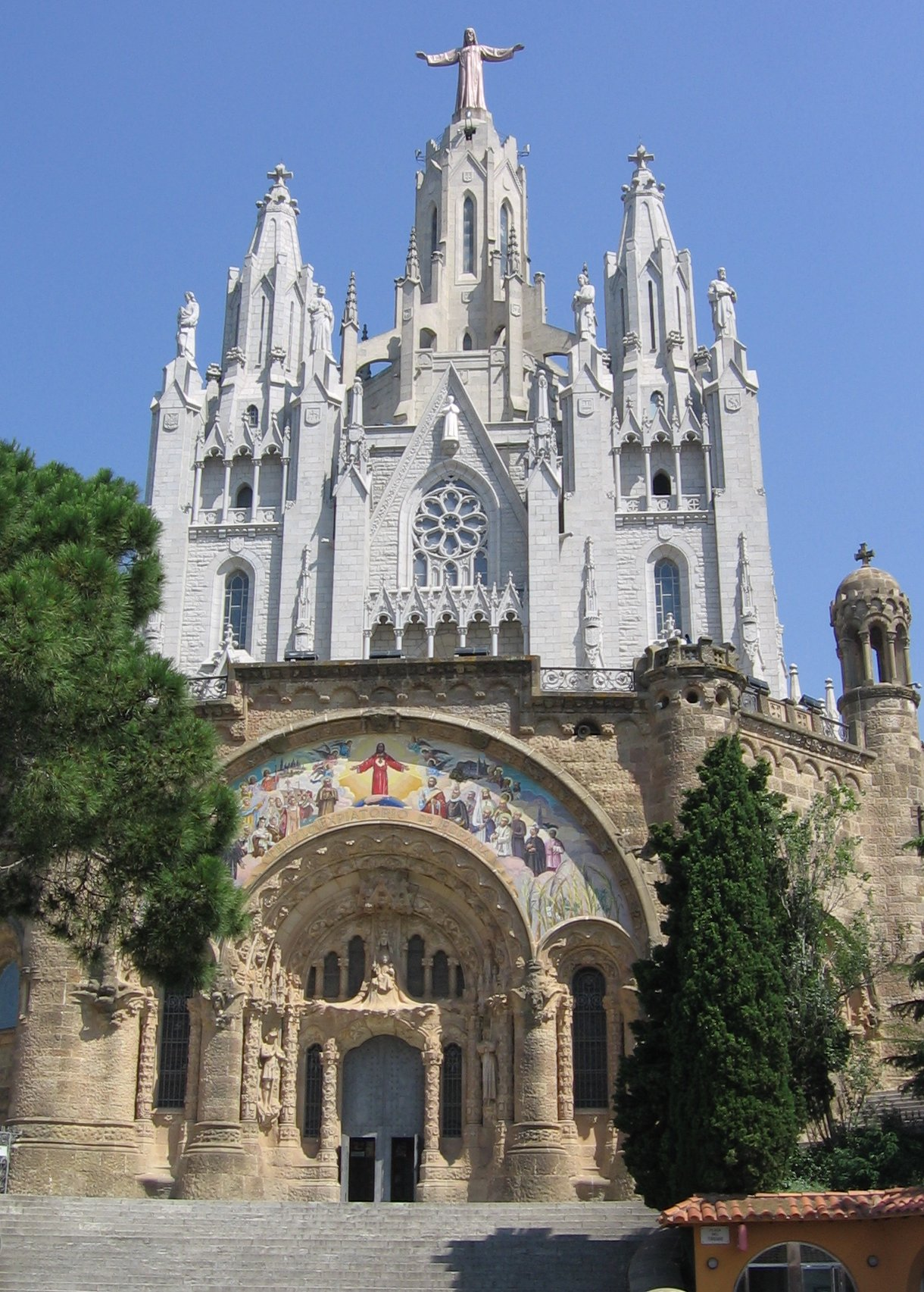
Templo Expiatorio del Sagrado Corazón (1902-1961), de Enric Sagnier.

Otro arquitecto de estilo ecléctico fue Enric Sagnier, el cual siguió un estilo personal de línea clasicista con mucho éxito entre la clase burguesa catalana. Autor prolífico, fue posiblemente el arquitecto con mayor número de construcciones en la Ciudad Condal, con cerca de 300 edificios documentados. Se pueden distinguir en su trayectoria tres etapas: antes de 1900 trabajó con un estilo ecléctico, monumental y grandilocuente; de 1900 a 1910 se acercó más al modernismo, lo que se percibe en un mayor sentido decorativo de su obra en estas fechas, con especial influencia del arte rococó; y desde 1910 permaneció en un estilo clasicista de influencia francesa, alejado de las modas del momento. Entre sus obras destacan: el palacio de Justicia de Barcelona (1887-1908, con Josep Domènech i Estapà), la casa Pascual i Pons (1890-1891), el colegio de Jesús-María (1892-1897), la Aduana del Puerto de Barcelona (1896-1902, con Pere Garcia Fària), la casa Arnús o “El Pinar” (1902-1904), el Templo Expiatorio del Sagrado Corazón (1902-1961), la casa Fargas (1904), la iglesia de Nuestra Señora de Pompeya (1907-1910), la casa Ramon Mulleras (1910-1911), la casa Doctor Genové (1911) y la nueva iglesia de San Juan de Horta (1911-1917).

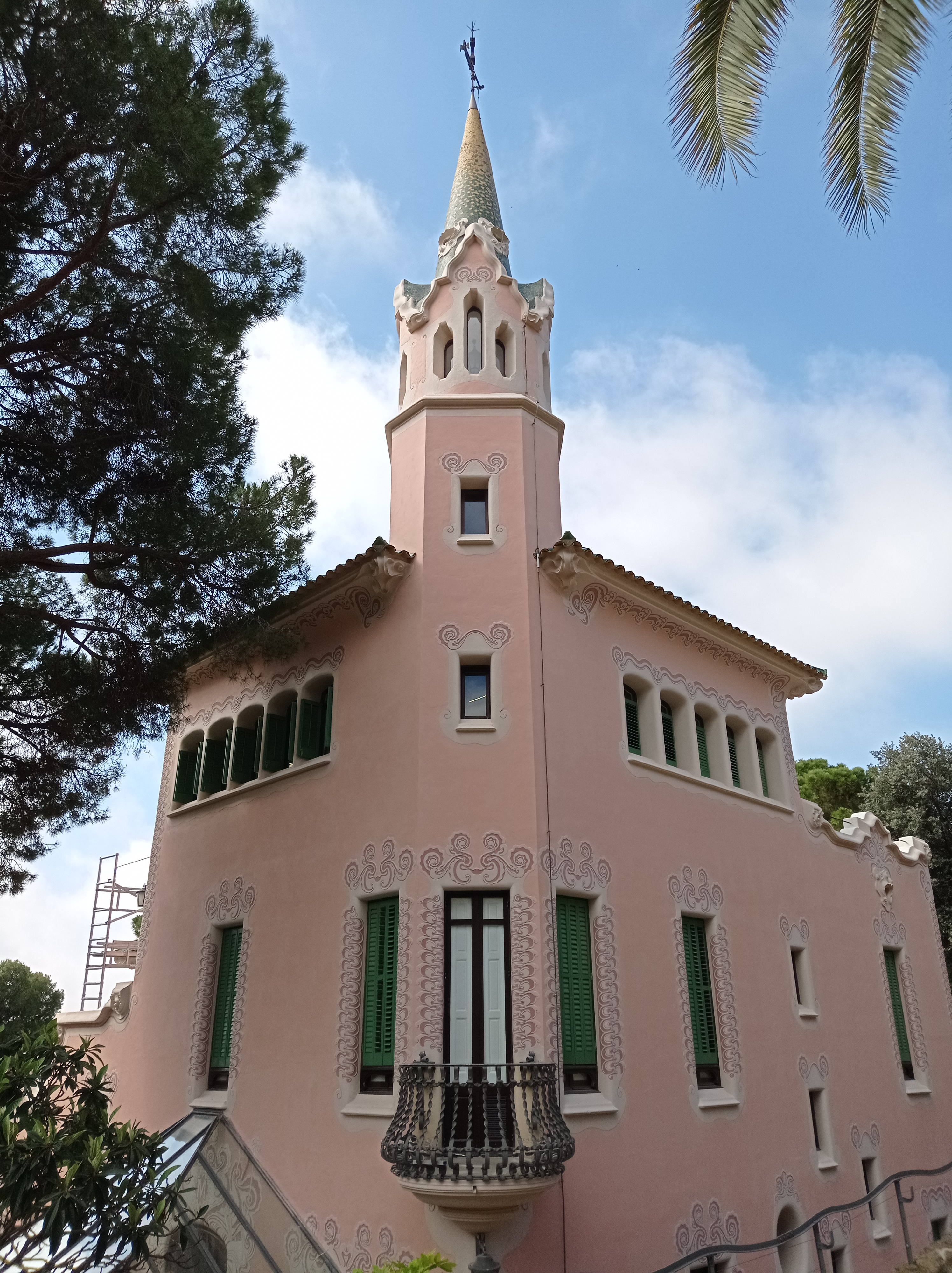
Casa-Museo Gaudí (1905), de Francisco Berenguer.

Entre los arquitectos plenamente modernistas conviene citar en primer lugar a varios discípulos de Gaudí, como Francisco Berenguer, Juan Rubió y Josep Maria Jujol. El primero era un maestro de obras que no obtuvo el título de arquitecto, por lo que sus proyectos están firmados por otros artífices. Fue autor del mercado de la Libertad (1888-1893), el Real Santuario de San José de la Montaña (1895-1902), la casa Burés (1900-1905), el Centro Moral de Gracia (1904), el Ayuntamiento de Gracia (1905), la Casa-Museo Gaudí del parque Güell (1905), la casa Cama (1905) y la casa Rubinat (1909).
Juan Rubió practicó un eclecticismo goticista, con uso intensivo del aparejo de ladrillo y minuciosidad en el diseño; al ser nombrado arquitecto de la Diputación pasó a un clasicismo barroquizante, aunque siempre con pervivencia gaudiniana. Entre sus obras destacan: la casa Golferichs (1900-1901), la casa Alemany (1900-1901), la casa Roviralta o “Frare Blanc” (1903-1913), la casa Fornells (1903), la casa Pomar (1904-1906), la casa Casacoberta (1907), la casa Manuel Dolcet (1907), la casa Rialp (1908), la casa Roig (1915-1918) y el puente de estilo gótico flamígero de la calle del Obispo (1928).
Josep Maria Jujol trabajó con Gaudí entre 1907 y 1914, época en la que ya mostró una fuerte personalidad y genio creativo. Desarrolló un estilo heterodoxo, en el que mezclaba el misticismo católico con un sentido de la decoración casi surrealista, con gusto por la caligrafía, las imágenes orgánicas —cercanas a la obra de Joan Miró— y la mixtificación de técnicas y materiales, a veces cercano al collage. Mucha de su producción la realizó en el Bajo Llobregat —especialmente San Juan Despí— y Tarragona. De sus obras en Barcelona destaca la casa Planells (1923-1924), donde muestra cierta influencia del expresionismo alemán y del organicismo practicado en la época por Frank Lloyd Wright. Otras obras suyas son: la finca Sansalvador (1909-1910), la casa Queralt (1916-1917) y los talleres Manyach —actualmente Escuela Josep Maria Jujol— (1916-1922). En la posguerra pasó a un academicismo antivanguardista de inspiración franciscana muy alejado de sus obras iniciales.

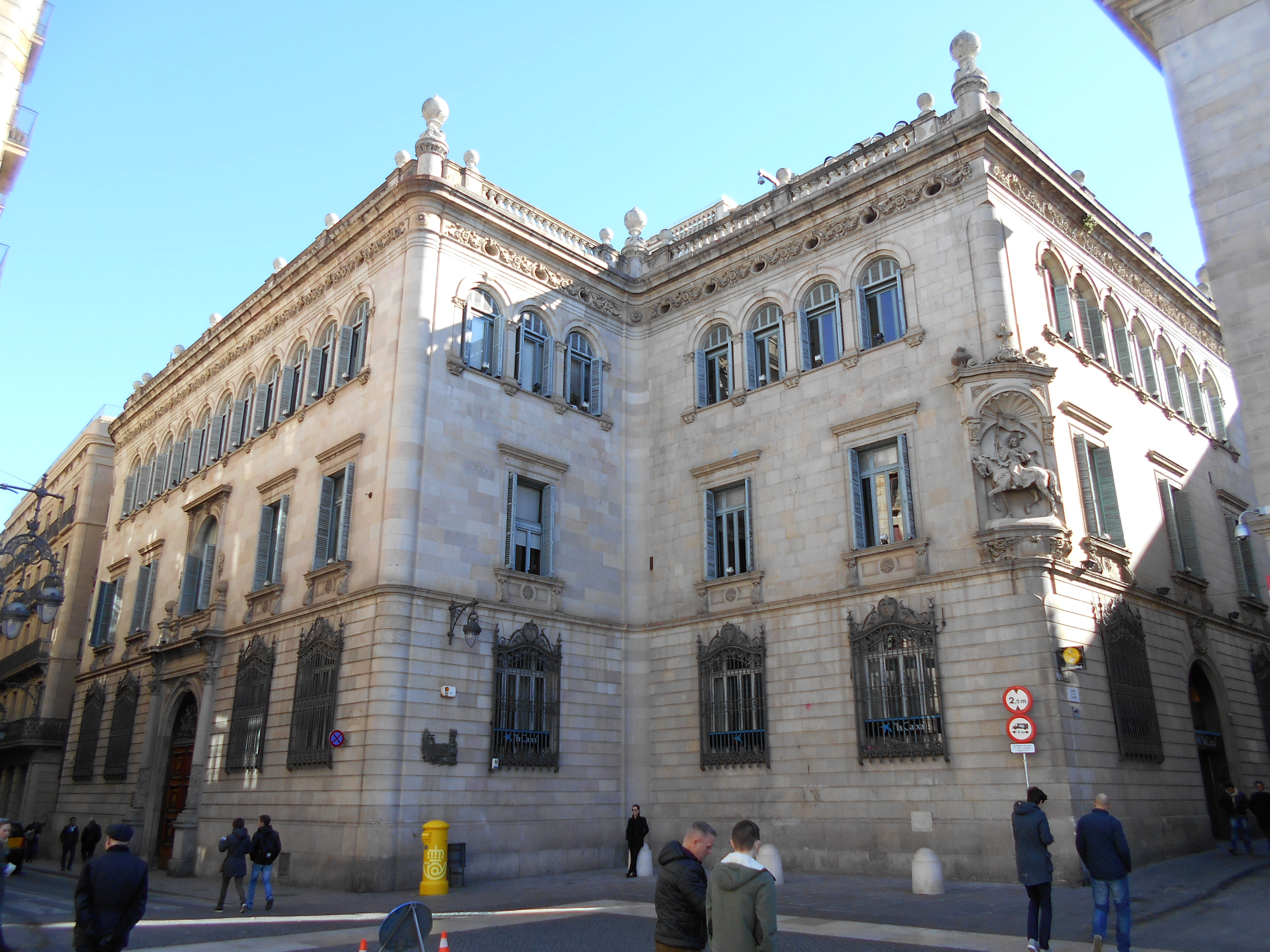
Sede de la Caja de Ahorros de Barcelona de la plaza de San Jaime (1903), de Augusto Font Carreras.
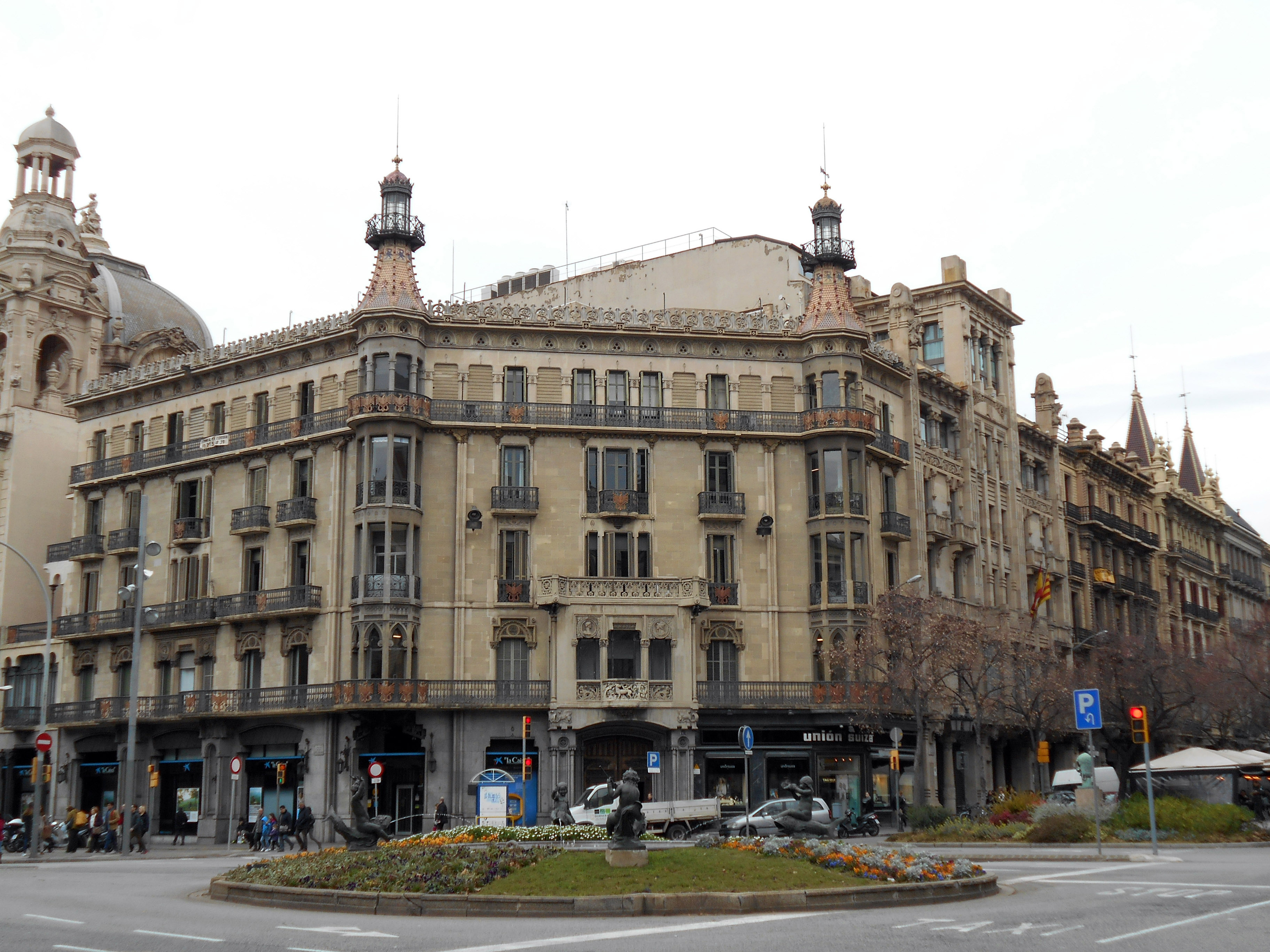
Casa Pia Batlló (1891-1896), de José Vilaseca.
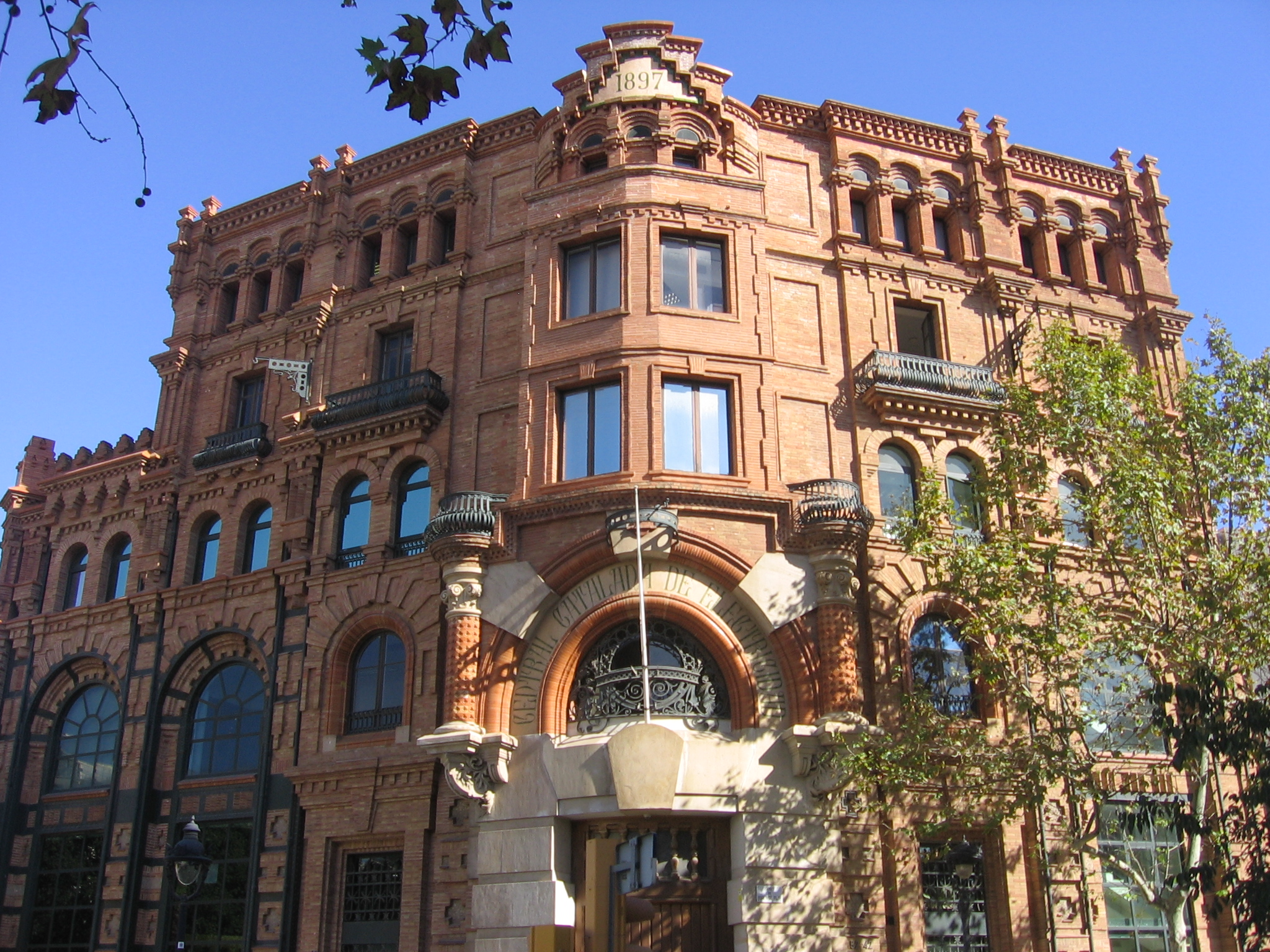
Central Catalana de Electricidad (1896-1897), de Pere Falqués.
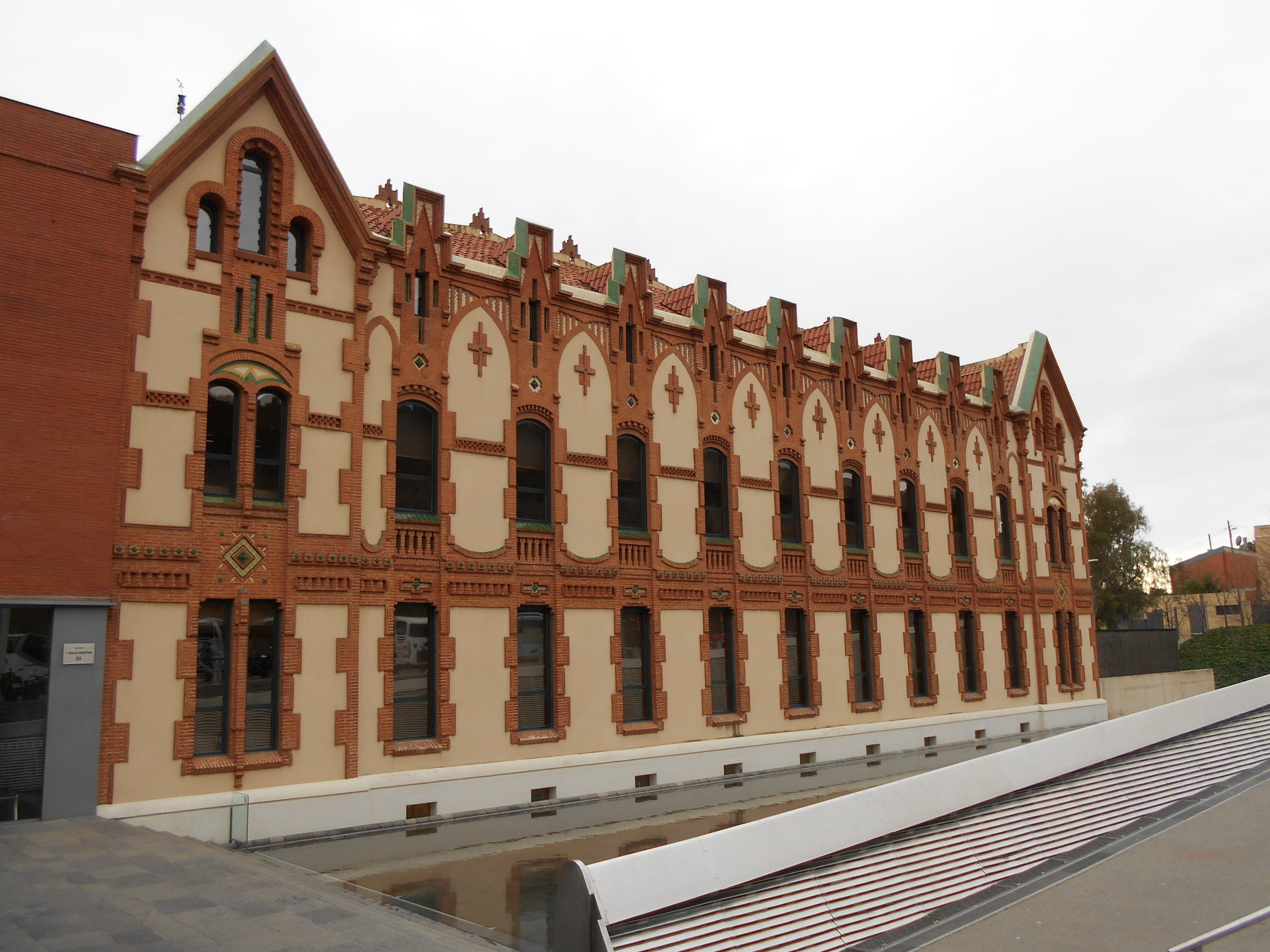
Asilo de Santa Lucía, posterior Museo de la Ciencia (1904-1909), de José Doménech y Estapà.
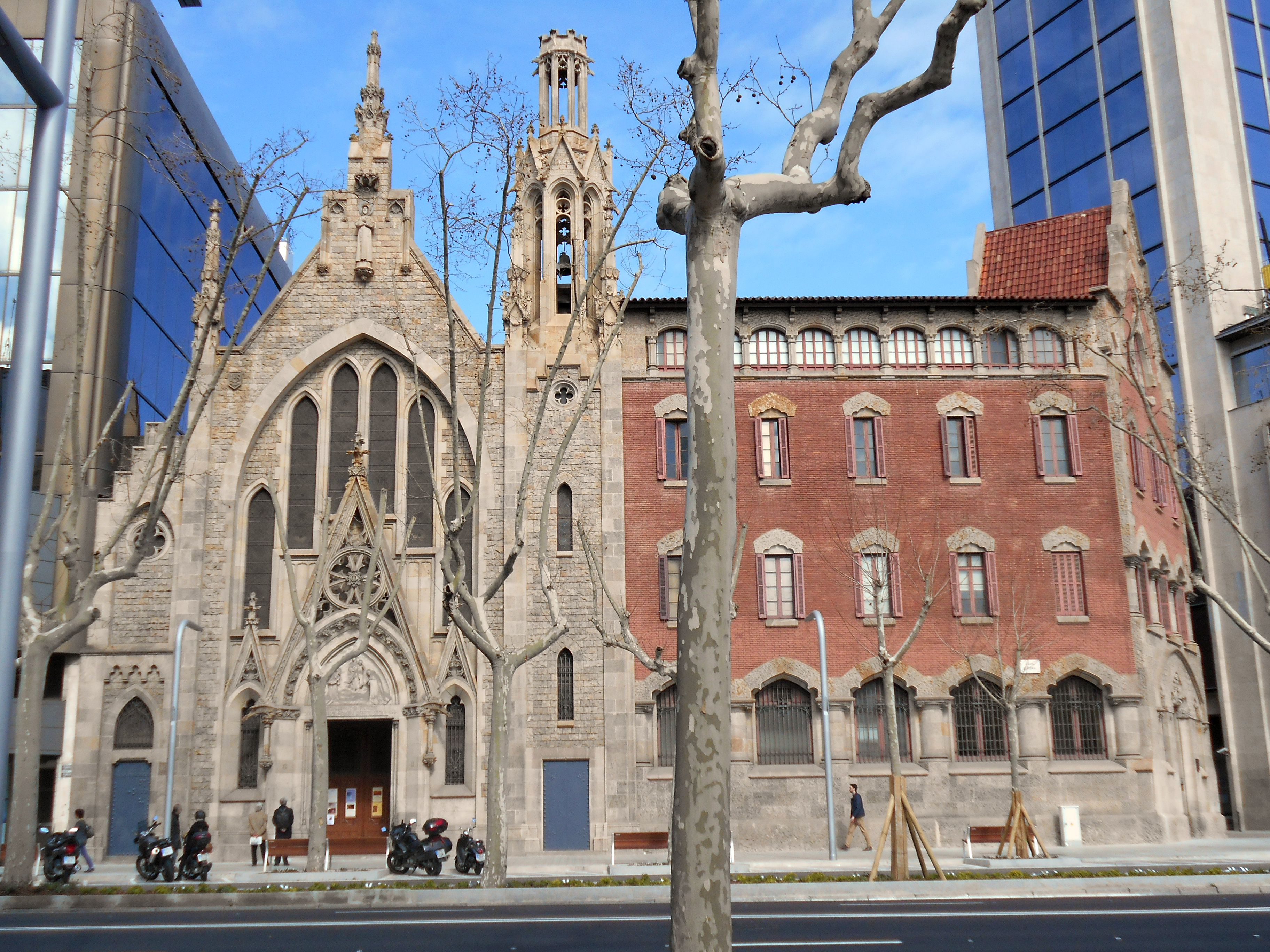
Iglesia de Nuestra Señora de Pompeya (1907-1910), de Enric Sagnier.
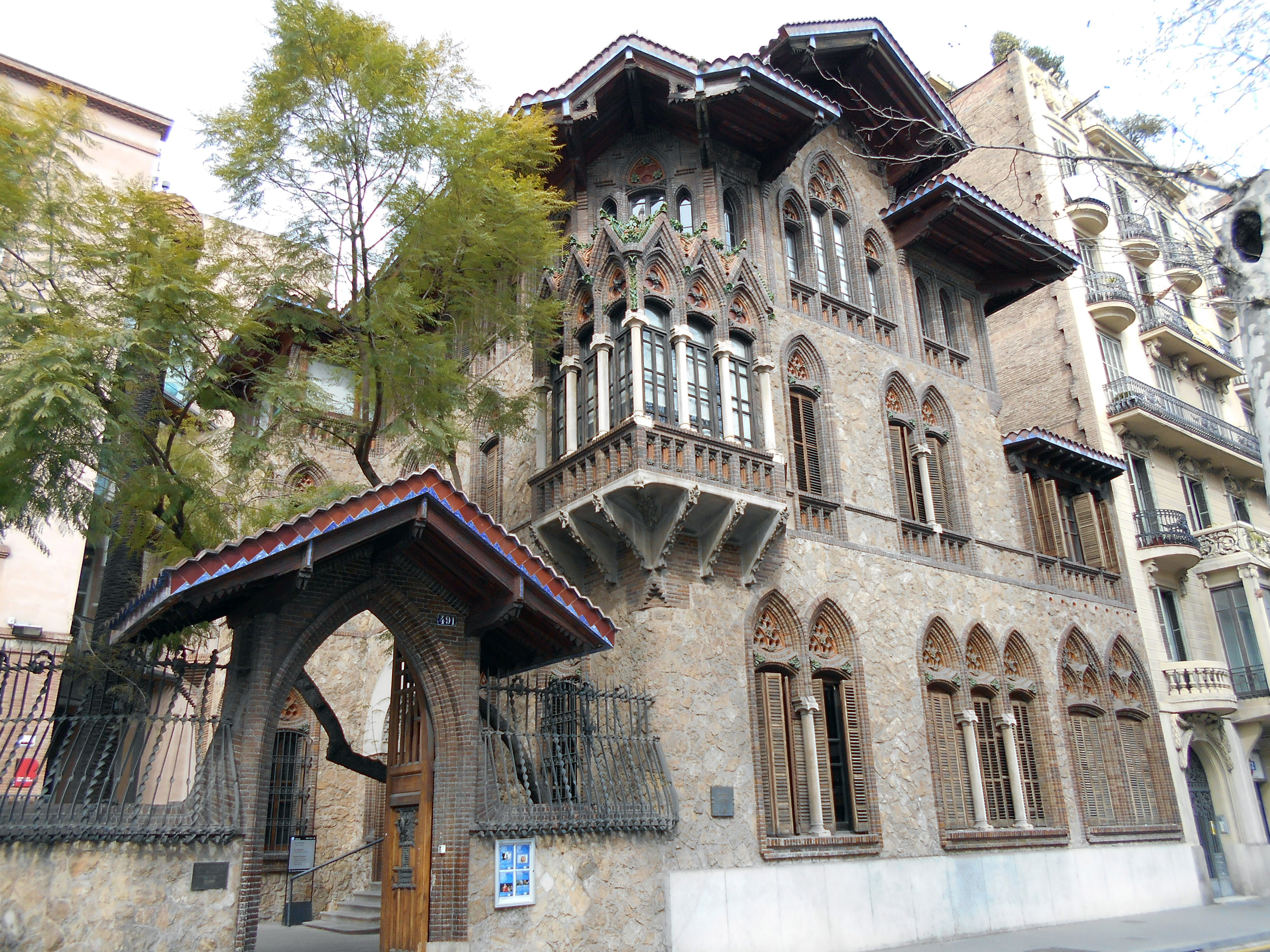
Casa Golferichs (1900-1901), de Juan Rubió.
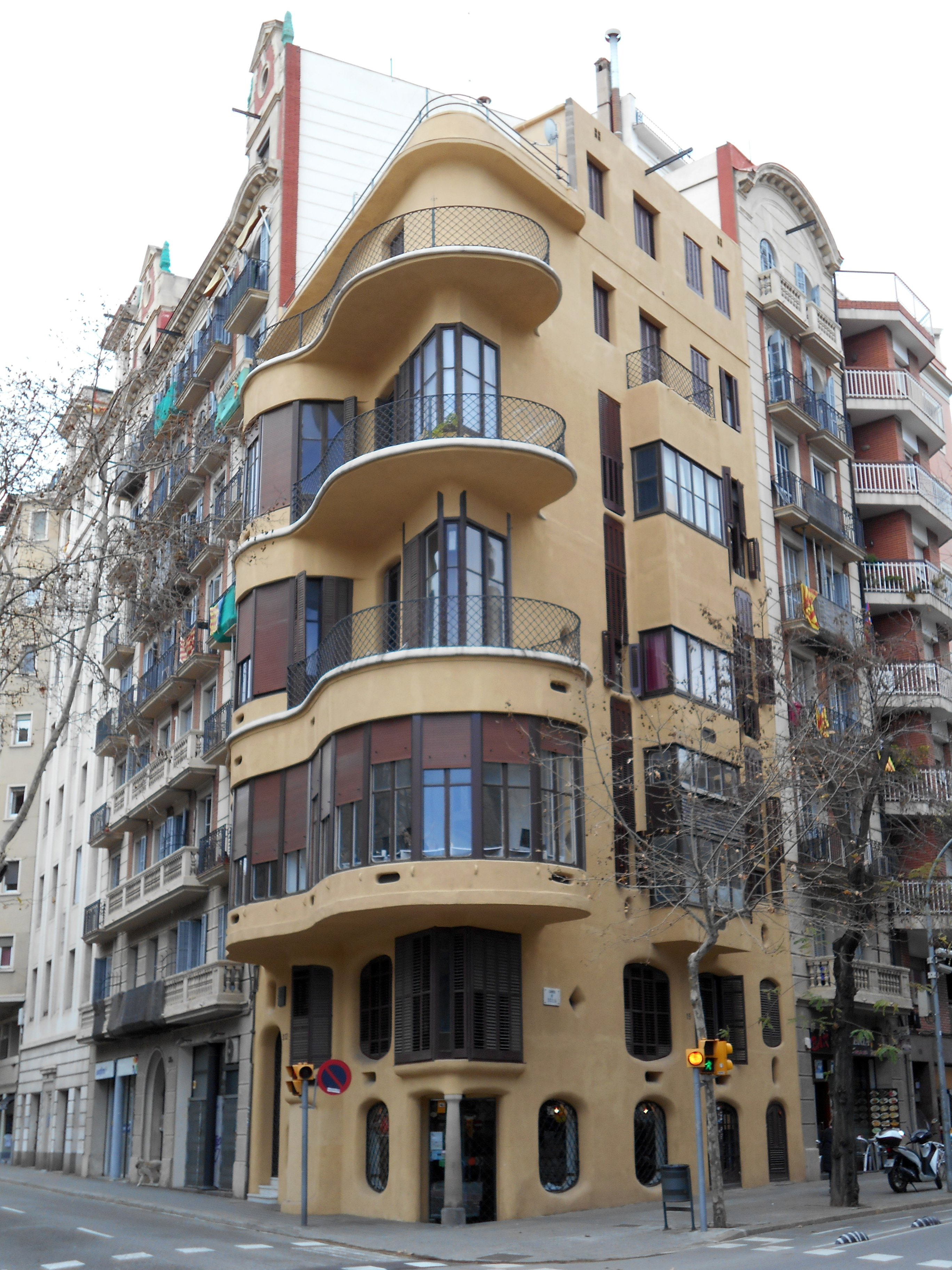
Casa Planells (1923-1924), de Josep Maria Jujol.

Otros arquitectos modernistas de interés son: Camil Oliveras, uno de los pioneros del modernismo, especialmente por el uso de ladrillo de obra vista y la cerámica policromada, técnica que desarrolló en la Casa Provincial de Maternidad y Expósitos de Barcelona (1883-1924, con General Guitart); Antoni Maria Gallissà, un arquitecto muy vinculado a las artes decorativas, como se denota en la casa Llopis Bofill (1902), con una fachada con esgrafiados de motivos islámicos y balcones en forma de tribunas de hierro y vidrio; Salvador Valeri, que recibió la influencia gaudiniana, especialmente en el uso de la bóveda catalana y el arco parabólico, como se percibe en la torre Sant Jordi (1908) y la casa Comalat (1909-1911); Antoni de Falguera fue discípulo de Puig i Cadafalch, y evolucionó desde un cierto neorrománico hacia un estilo más sobrio al ser nombrado arquitecto municipal (mercado del Ninot, 1892-1894; casa de Lactancia, 1906-1913; Conservatorio Municipal de Música de Barcelona, 1916-1928); Jaume Gustà pasó de la austeridad inicial a un decorativismo de tipo floral, como se ve en la Tenencia de Alcaldía de Hostafrancs, actual Ayuntamiento de Sants-Montjuïc (1908-1915, con Ubaldo Iranzo); Joan Josep Hervàs se movió en una línea más clasicista, como queda patente en su obra más relevante, la casa Pérez Samanillo, actual Círculo Ecuestre (1910-1911); Salvador Viñals practicó una arquitectura clasicista de ornamentación modernista, como evidenció en la casa Juncosa (1907-1909); Eduard Maria Balcells otorgó especial relevancia a la vidriería, oficio del que tenía un taller, y que puso en práctica en la casa Tosquella (1906); Manuel Raspall puso especial énfasis en la construcción con ladrillo, hierro y mosaico, y también diseñó vitrales (casa Barbey, 1900; Villa Hèlius, 1906-1909); Alexandre Soler fue discípulo de Domènech i Montaner, al tiempo que recibió cierta influencia de la arquitectura vienesa, especialmente Otto Wagner (casa Heribert Pons, 1907-1909); Jeroni Ferran Granell i Manresa desarrolló una personalidad propia, con depuración decorativa y un tratamiento plano de las fachadas (casa Granell, 1902-1904; edificios de las calles Mallorca 219, Roger de Lauria 84, Padua 75 y Gerona 122, todos entre 1900 y 1903); Arnau Calvet recibió la influencia secesionista, evolucionando posteriormente al novecentismo (Antigua Hidroeléctrica de Cataluña, 1905; estación del Funicular de Vallvidrera, 1905-1906, con Bonaventura Conill; mercado de Sarrià, 1911-1913, con Marceliano Coquillat); similar evolución a la de Calvet tuvo Josep Maria Pericas, autor de la iglesia del Carmen (1910-1930), que aúna la influencia gaudiniana y secesionista, así como del expresionismo alemán y la escuela de Ámsterdam.

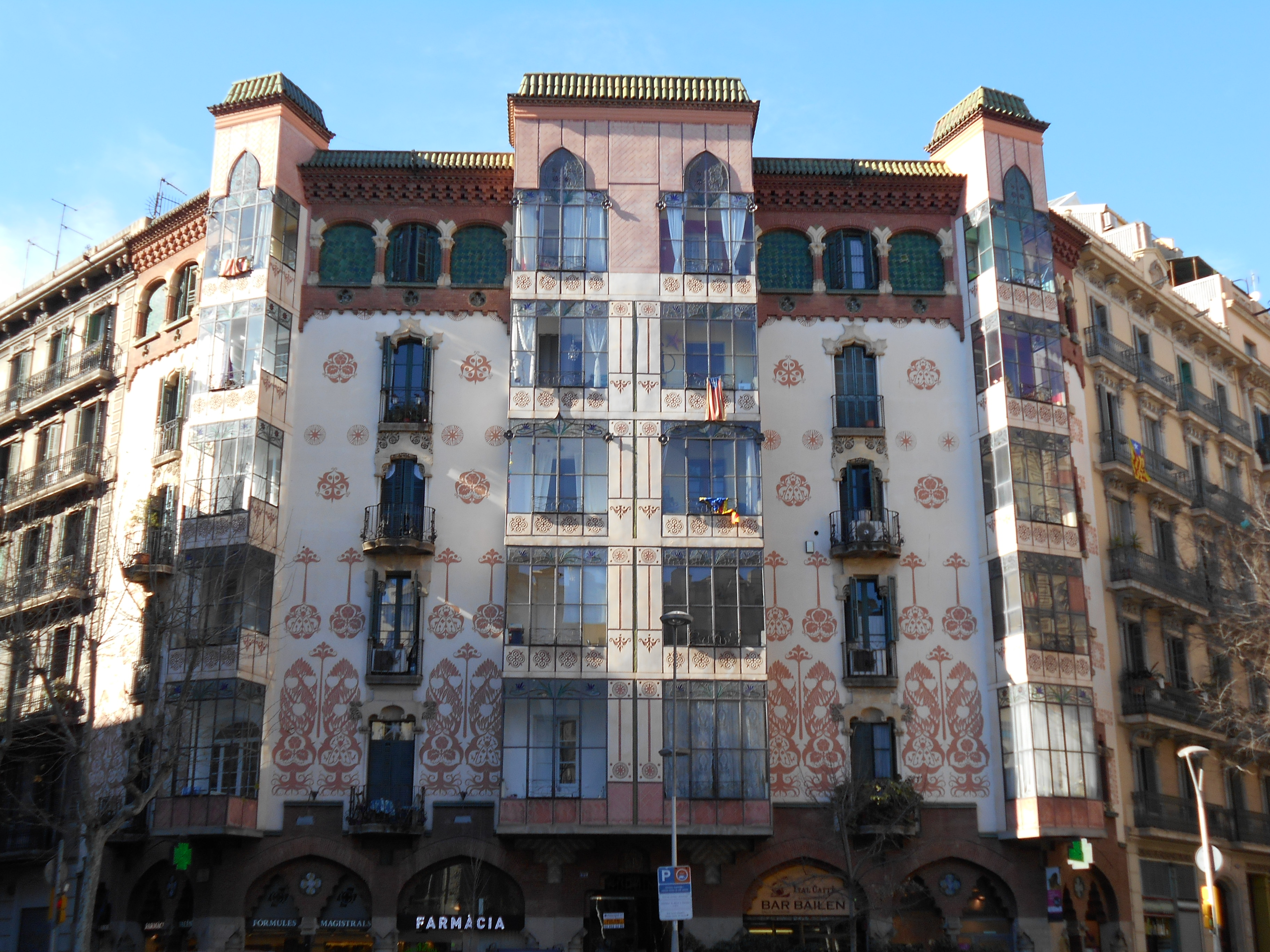
Casa Llopis Bofill (1902), de Antoni Maria Gallissà.
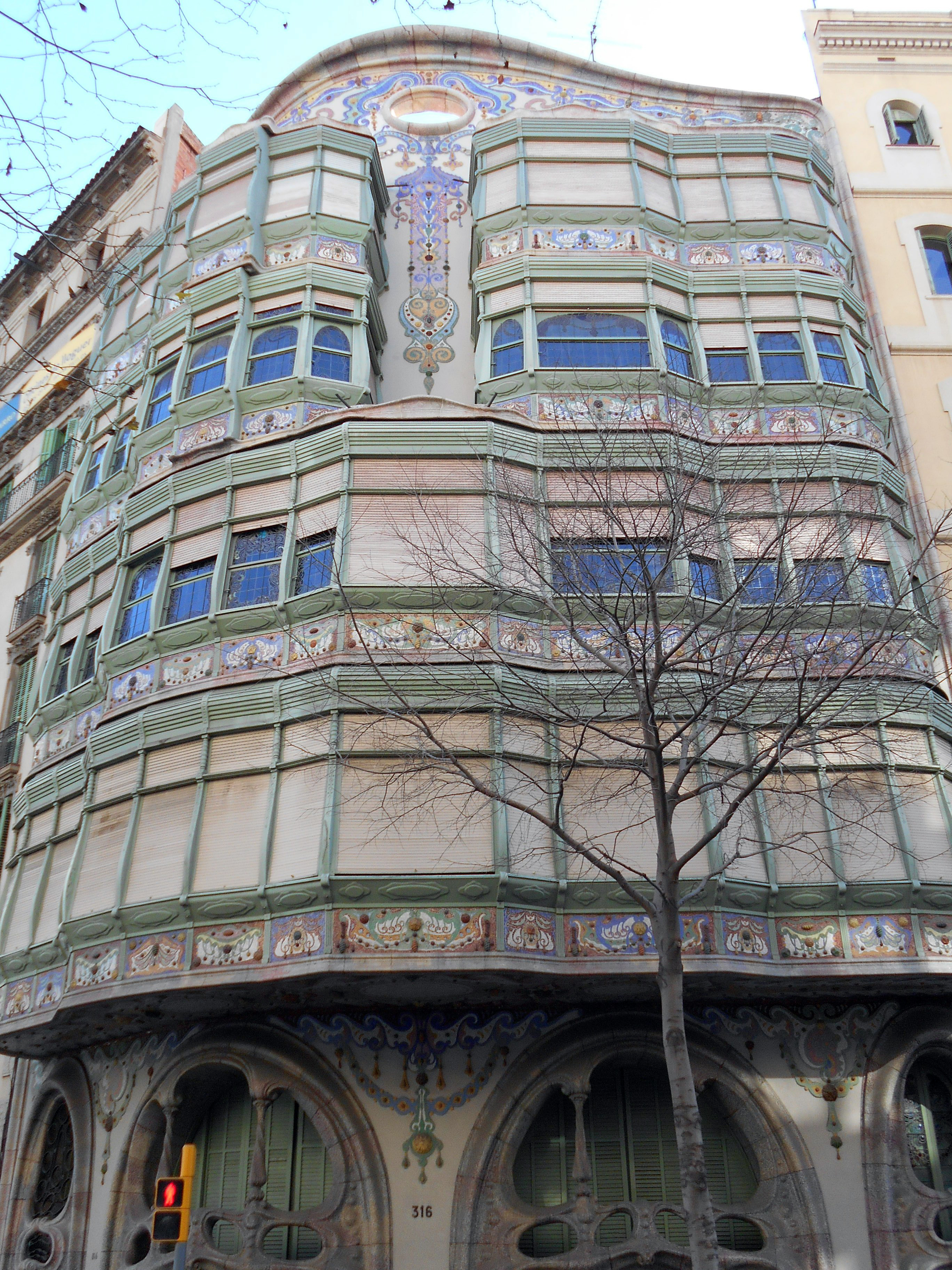
Casa Comalat (1909-1911), de Salvador Valeri.
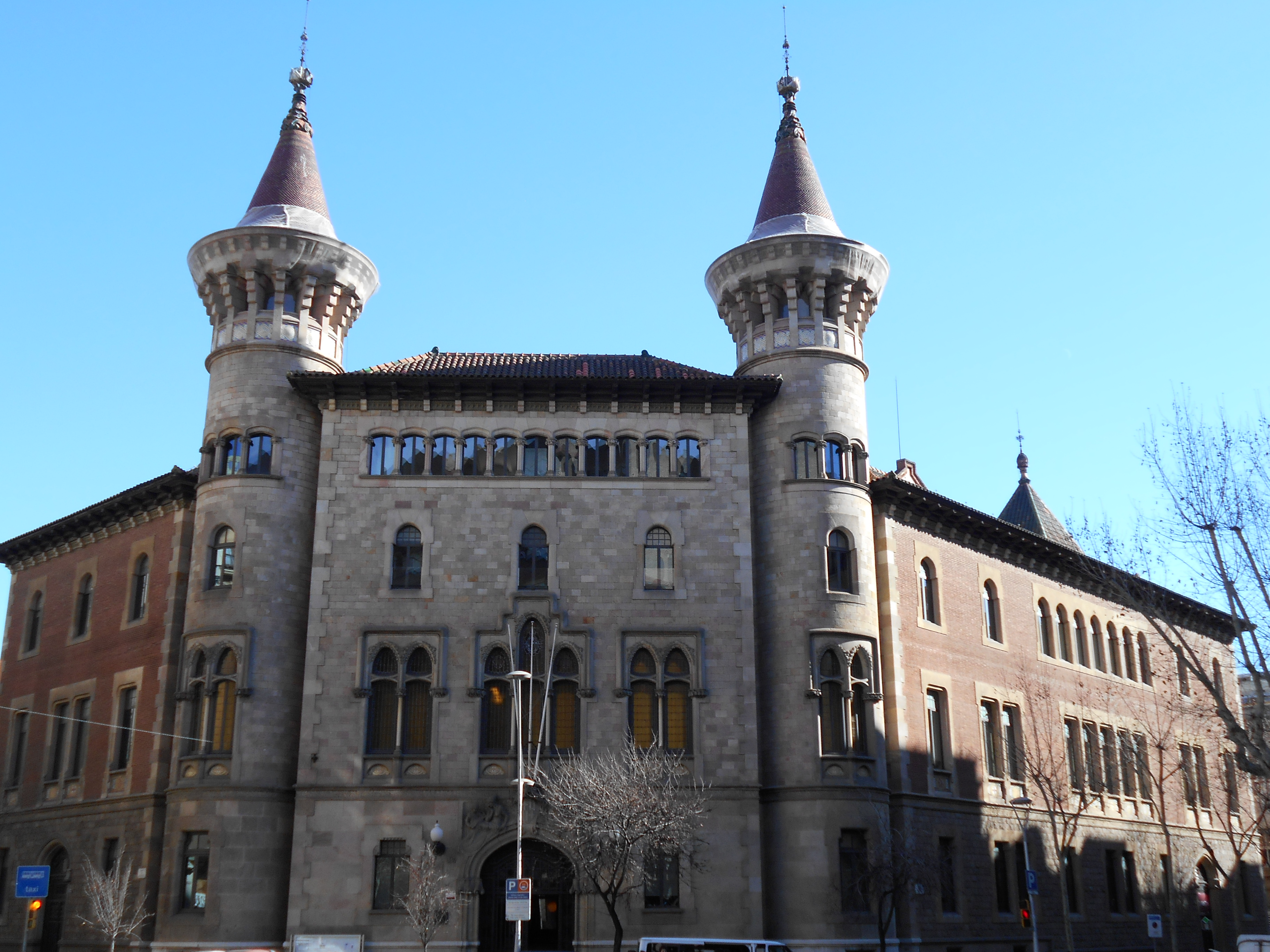
Conservatorio Municipal de Música de Barcelona (1916-1928), de Antoni de Falguera.
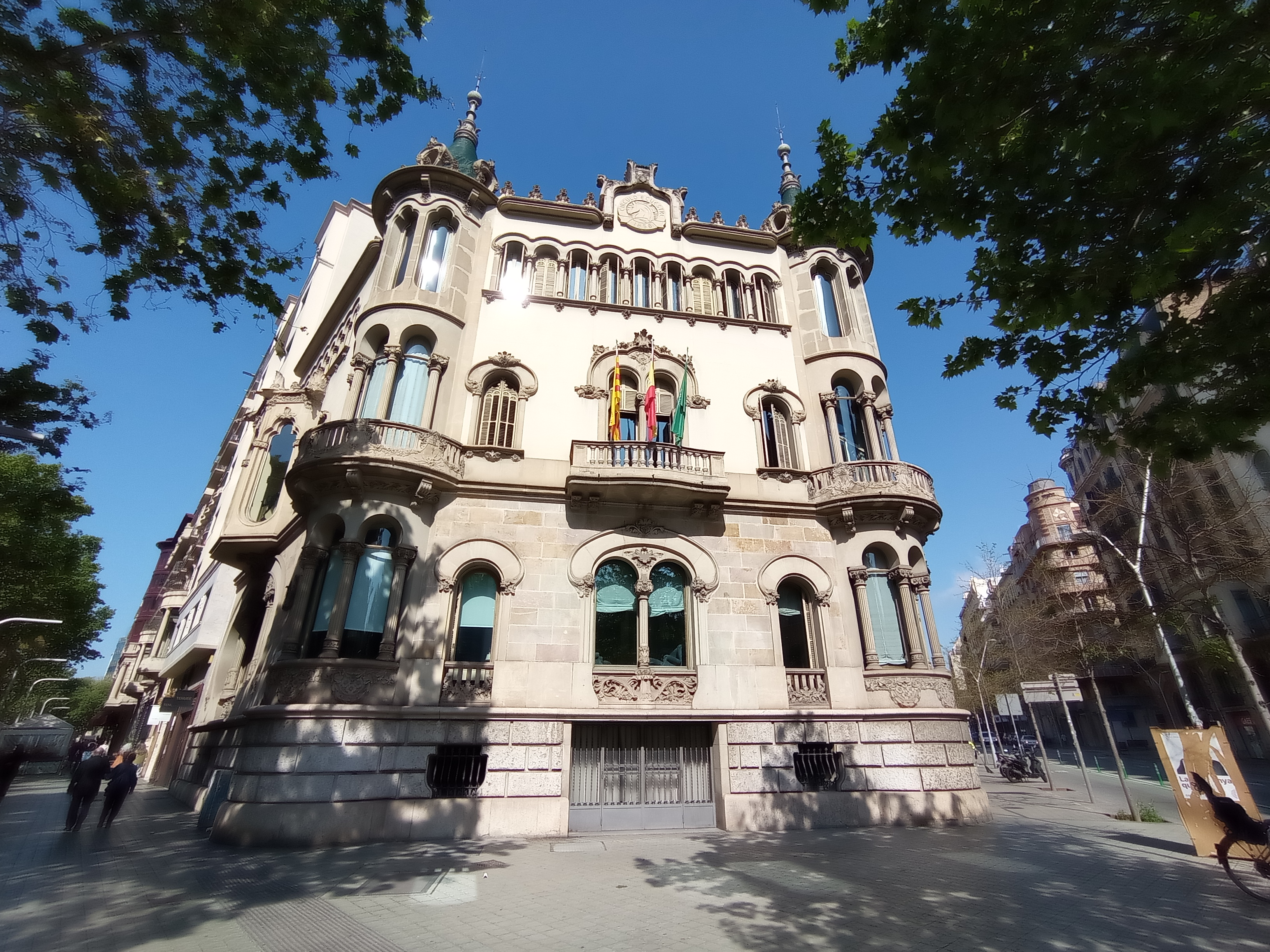
Casa Pérez Samanillo, actual Círculo Ecuestre (1910-1911), de Joan Josep Hervàs.
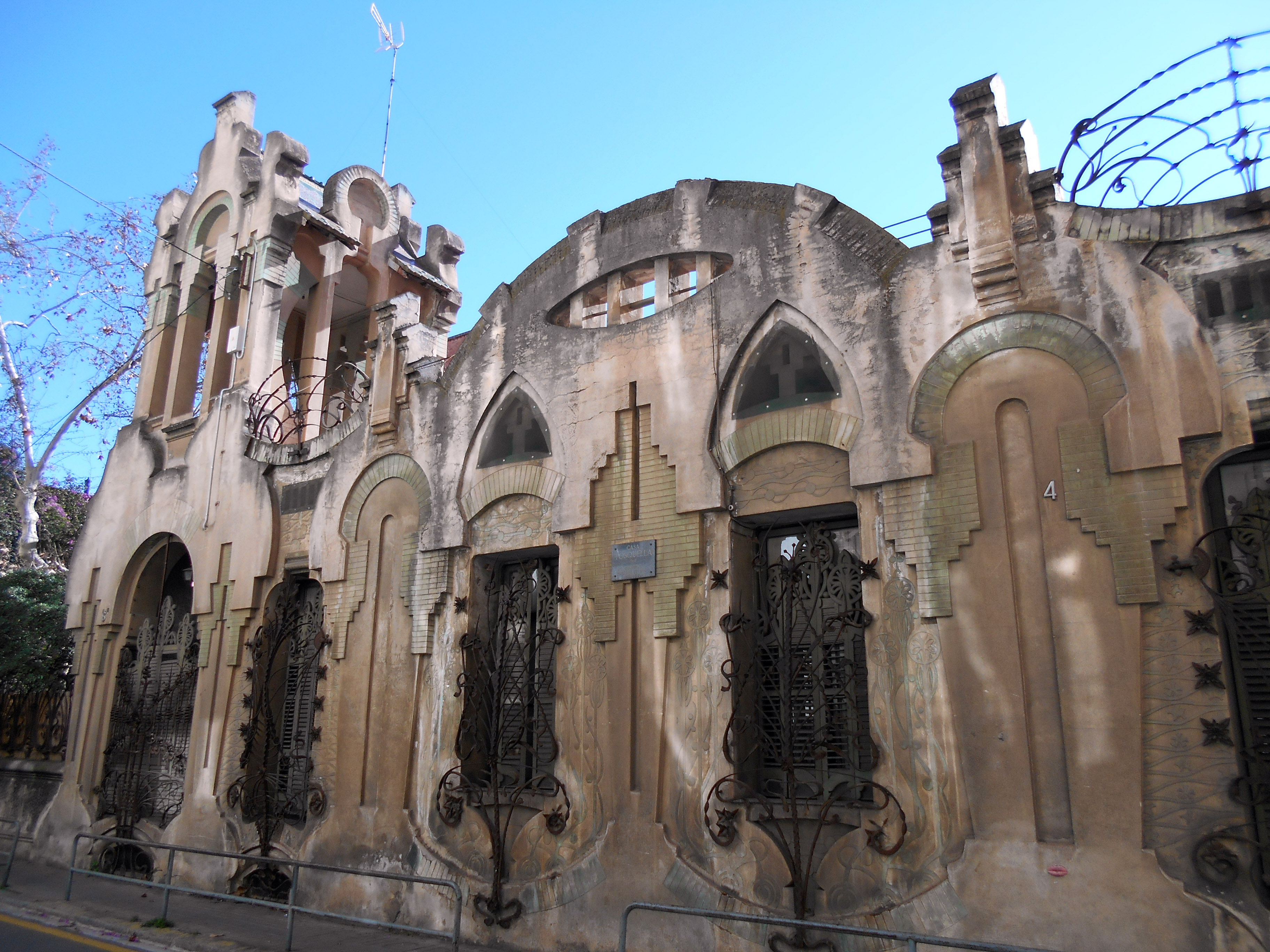
Casa Tosquella (1906), de Eduard Maria Balcells.
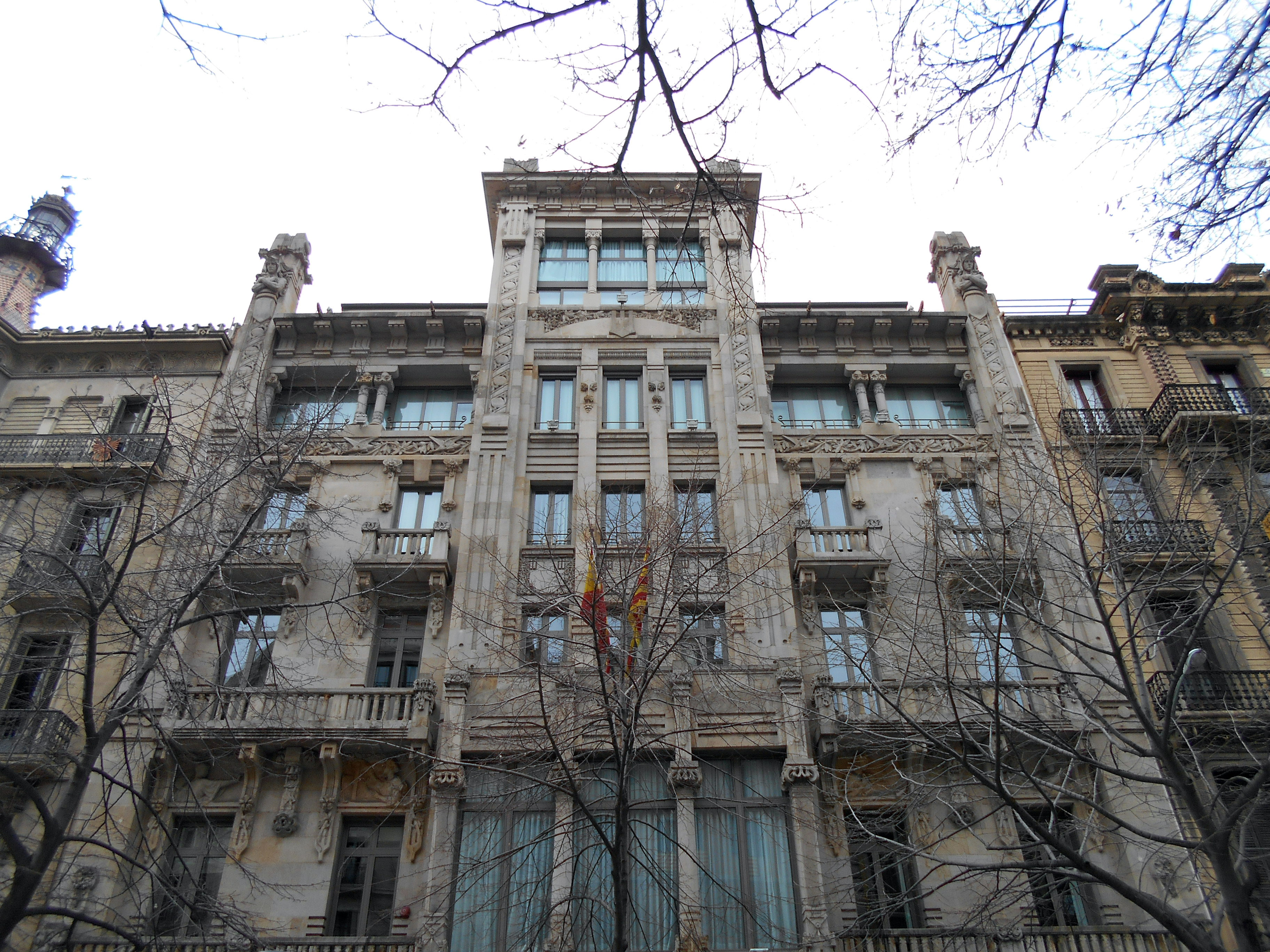
Casa Heribert Pons (1907-1909), de Alexandre Soler.
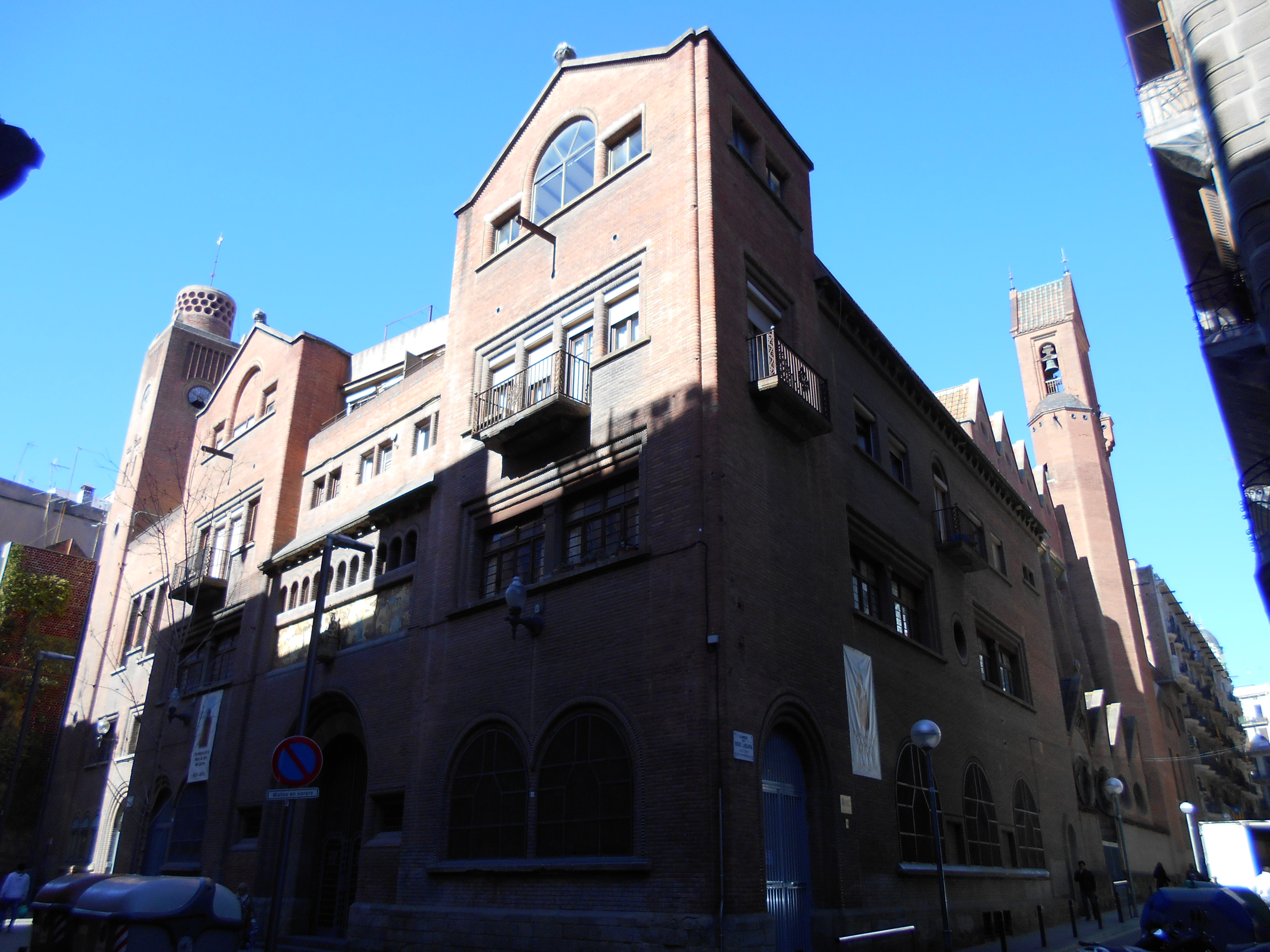
Iglesia del Carmen (1910-1930), de Josep Maria Pericas.

Conviene también mencionar a arquitectos como: Antoni Rovira i Rabassa (casa Codina, 1892; casa Ramon Casas, 1898-1899); Manuel Comas i Thos (casa Jaume Moysi, 1893-1895; casa Viuda Marfà, 1901-1905); José Pérez Terraza (casa Francesc Farreras, 1899; torre Ignacio Portabella, 1905); Francisco de Paula del Villar y Carmona (casa Climent Arola, 1900-1902; iglesia de Santa Madrona, 1916); Bernardí Martorell (monasterio de Santa María de Valldonzella, 1900; casa Laplana, 1907; convento del Redentor, 1926); Joan Alsina (casa Oller, 1901); Telm Fernández i Janot (casas Felip, 1901 y 1905-1913); Ferran Romeu i Ribot (casa Roure, 1901-1902); Salvador Soteras (casa Ibarz Bernat, 1901-1904); Adolf Ruiz i Casamitjana (casa Llorenç Camprubí, 1901; torre Andreu o “la Rotonda”, 1906-1918); Andreu Audet (Hotel Colón, 1902); Miquel Madorell (casa Santurce, 1902-1905); Josep Amargós (torre de las aguas de Dos Rius, 1902-1905); Juli Batllevell (casa Trias, 1903-1906; casa Antonia Burés, 1903-1906; torre Bulart-Rialp, 1906-1907); Bonaventura Conill (casa Matas i Ramis, 1903); Roc Cot i Cot (casa Antònia Puget, 1904-1906); Julio María Fossas (casas Josefa Villanueva, 1904-1909; casa Marià Pau, 1907); Miquel Pascual (casa Josep Barnolas, 1905); Jaume Torres i Grau (casas Torres, 1905-1907; casas Ramos, 1906-1908); Joaquim Codina i Matalí (casa Malagrida, 1905-1908); Juli Marial i Tey (casa Josepa Marsans, actual albergue de Nuestra Señora de Montserrat, 1906); los hermanos Bonaventura y Joaquim Bassegoda (casa Berenguer, 1907; casas Rocamora, 1914-1918); Jaume Bayó (casa Baurier, 1910); Josep Graner (casa Fajol o de la Mariposa, 1912); Antoni Millàs (casa Maldonado, 1913-1914; casa Millàs, 1915); Marceliano Coquillat (casa Josefina Bonet, 1915); y Manuel Sayrach (casa Sayrach, 1915-1918).
En último lugar es preciso señalar de este período el interés otorgado a los establecimientos comerciales, donde junto a la estructura arquitectónica cobran un papel esencial las artes aplicadas, el interiorismo y la decoración. Son buena muestra de ello: el colmado Múrria (1898); el Bar Torino, decorado por Antoni Gaudí en 1902; la fábrica de pastas alimenticias Antigua Casa Figueras, decorada en 1902 por el pintor y escenógrafo Antoni Ros i Güell; la farmacia Bolós, decorada en 1902 por Antoni de Falguera; el restaurante Grill Room, del decorador Ricard de Campmany (1902); el horno Sarret (1906); la tienda de bellas artes Casa Teixidor, de Manuel Joaquim Raspall (1909); la confitería Reñé, decorada por Enric Llardent en 1910; la farmacia Puigoriol, de Marià Pau (1913-1914); y la lencería El Indio, de los decoradores Vilaró y Valls (1922).

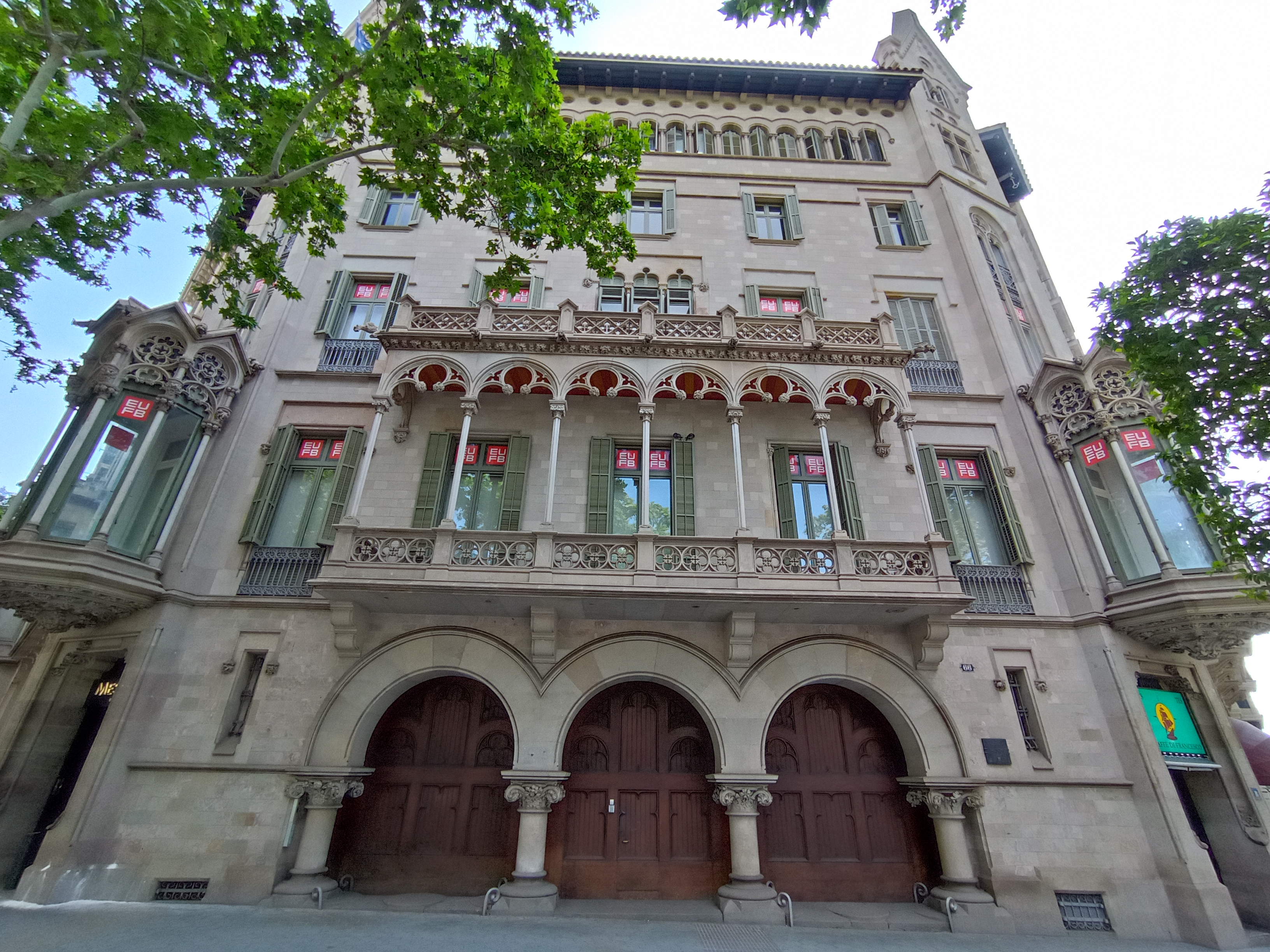
Casa Viuda Marfà (1901-1905), de Manuel Comas i Thos.
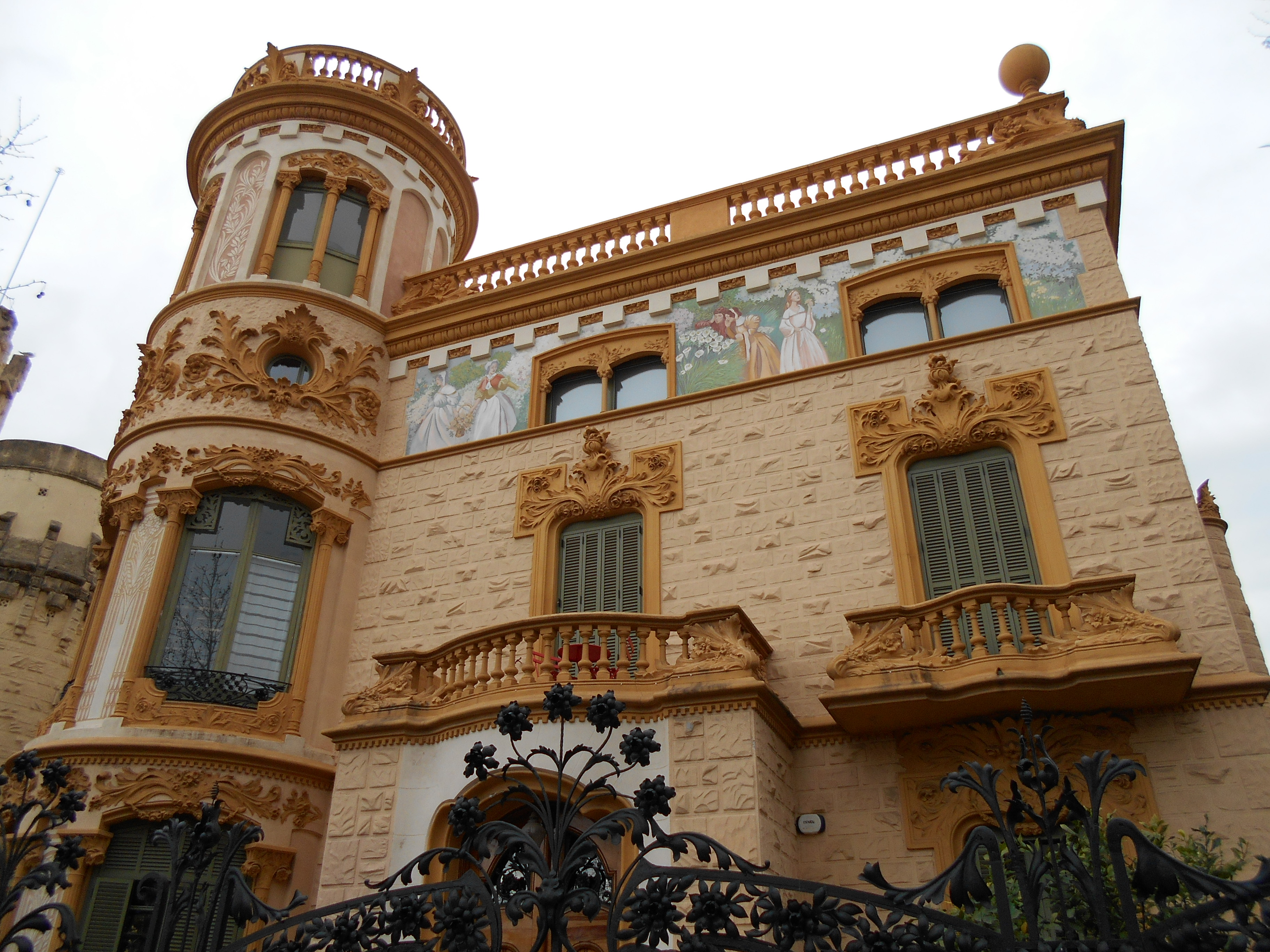
Torre Ignacio Portabella (1905), de José Pérez Terraza.
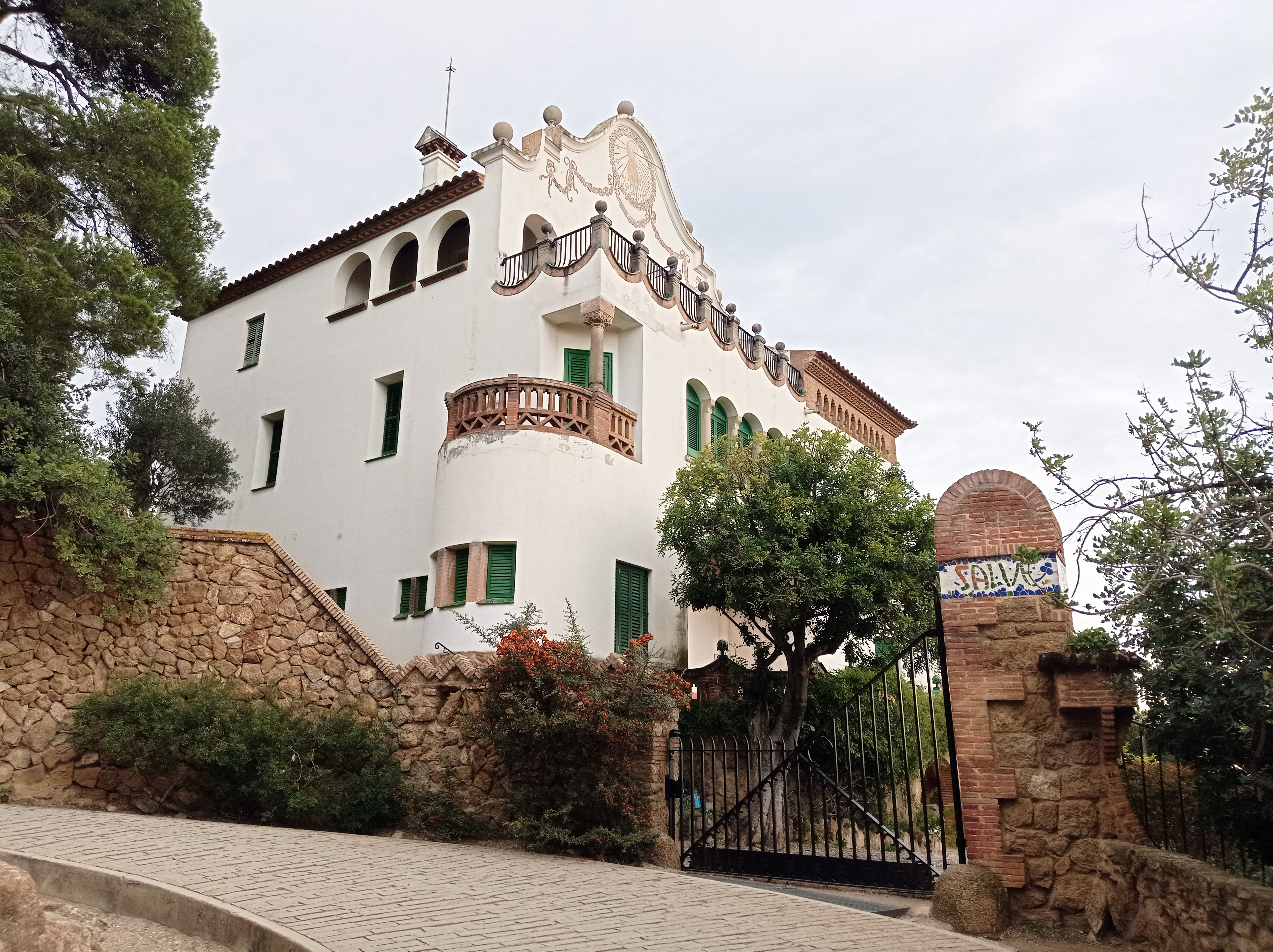
Casa Trias (1903-1906), de Juli Batllevell.
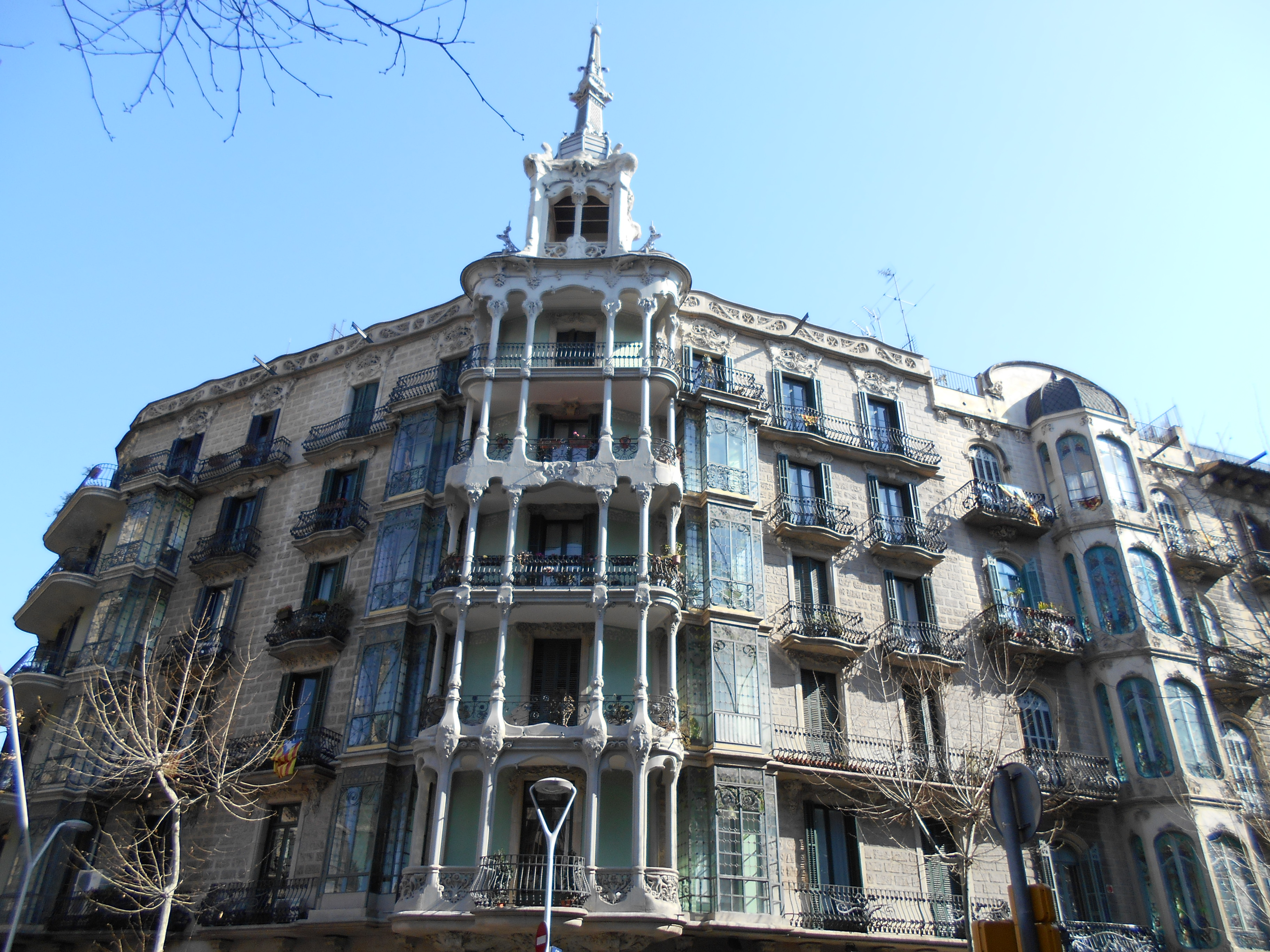
Casas Josefa Villanueva (1904-1909), de Julio María Fossas.
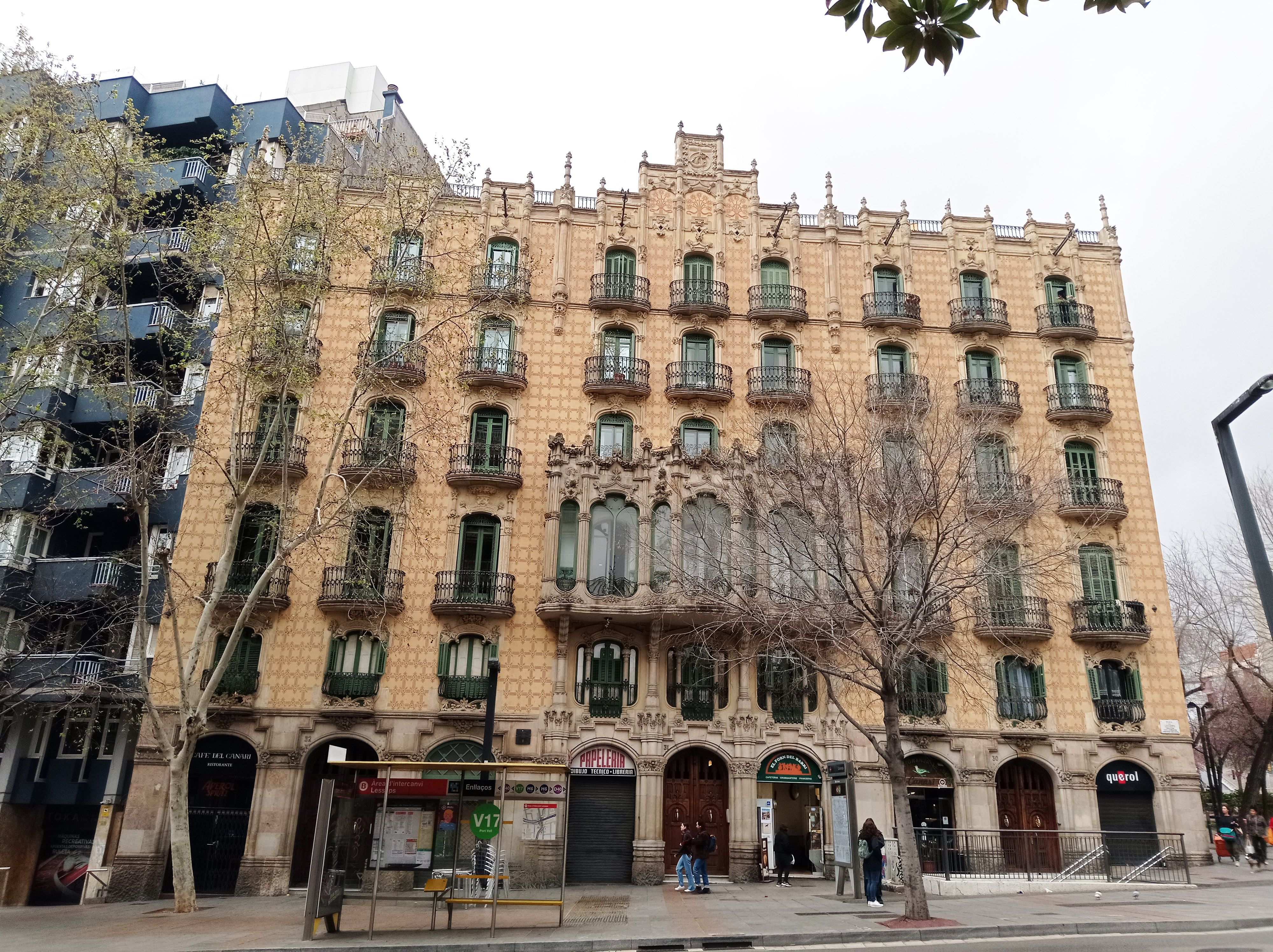
Casas Ramos (1906-1908), de Jaume Torres i Grau.
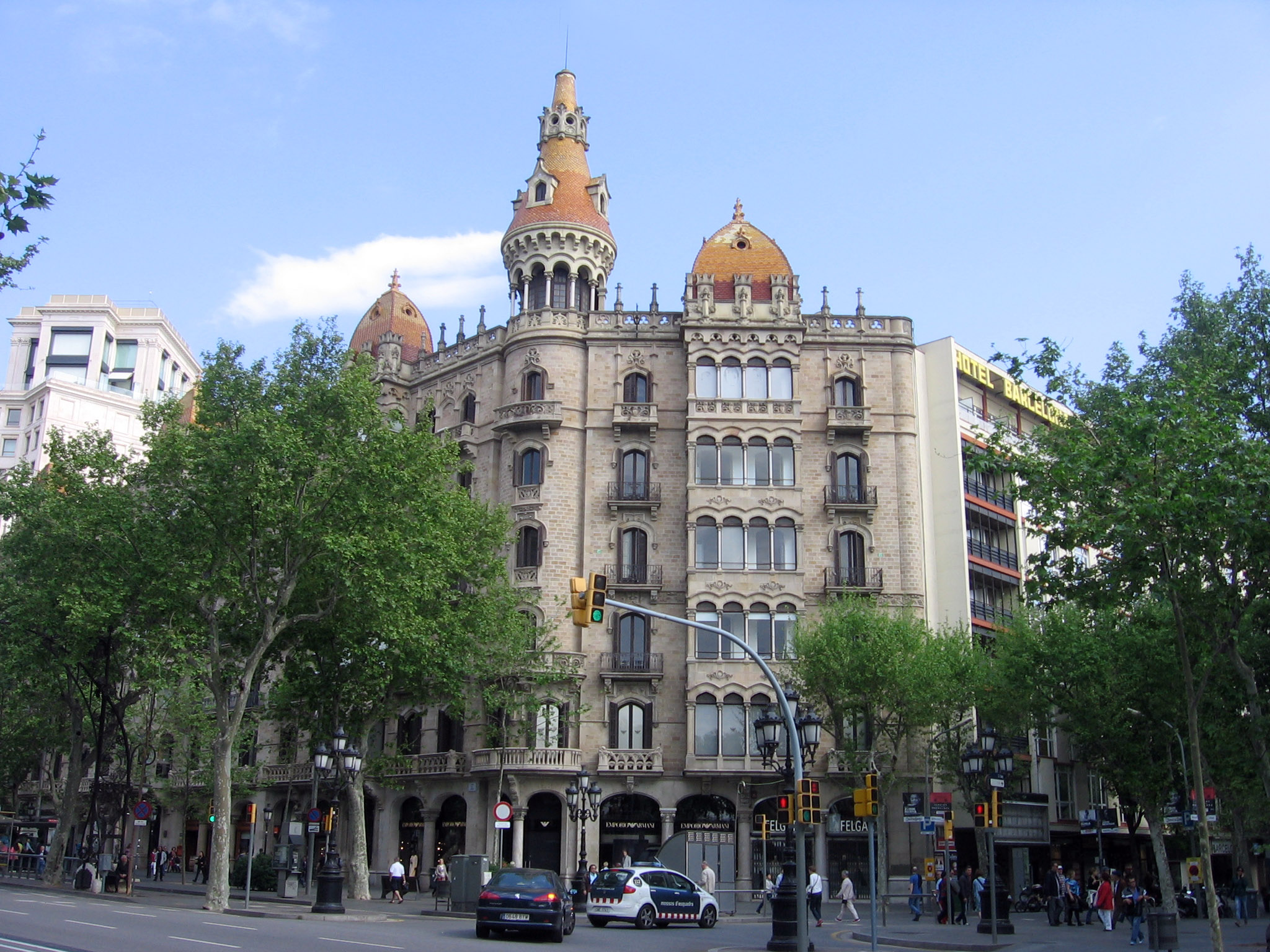
Casas Rocamora (1914-1918), de Bonaventura y Joaquim Bassegoda.

## SigloXX

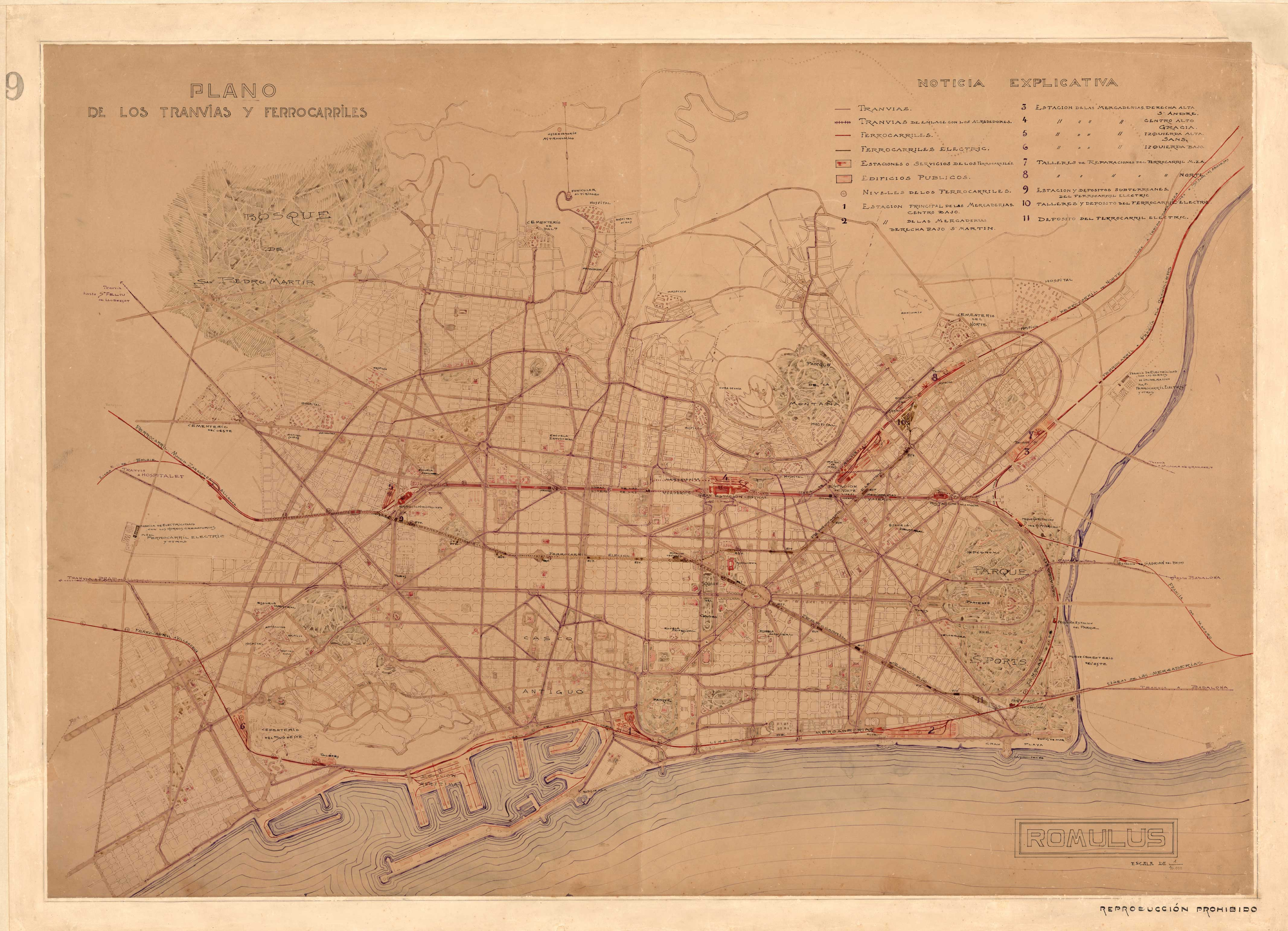
Plan Jaussely (1903).

El panorama artístico en el siglo XX estuvo condicionado por la convulsa situación política, con el fin de la monarquía en 1931 y la llegada de la Segunda República, finalizada con la Guerra Civil y sustituida por la dictadura franquista, hasta el restablecimiento de la monarquía y la llegada de la democracia. Socialmente, este siglo vio la llegada masiva de inmigración a la ciudad, con el consecuente aumento de la población: si en 1900 había 530 000 habitantes, en 1930 casi se habían doblado (1 009 000 hab), para llegar entre 1970 y 1980 al pico máximo (1 754 900) y a finales de siglo a 1 500 000 habitantes.
El inicio del siglo XX estuvo marcado por la expansión geográfica de la ciudad: en 1897 Barcelona se anexionó seis poblaciones limítrofes, hasta entonces independientes: Sants, Les Corts, San Gervasio de Cassolas, Gracia, San Andrés de Palomar y San Martín de Provensals. Igualmente, en 1904 fue anexionado Horta; en 1921, Sarrià; en 1924, Collblanc y la Zona Franca; y en 1943 El Buen Pastor y el Baró de Viver, segregados de Santa Coloma de Gramanet. La anexión de los nuevos municipios planteó la necesidad de un plan de enlaces de la ciudad, que salió a concurso público en 1903, resultando ganador el urbanista francés Léon Jaussely: el Plan Jaussely preveía grandes infraestructuras viarias (paseos de ronda, diagonales, paseos marítimos), parques, enlaces ferroviarios y áreas de servicios. Aunque solo se realizó parcialmente, inspiró el urbanismo barcelonés durante gran parte del siglo.

### Novecentismo

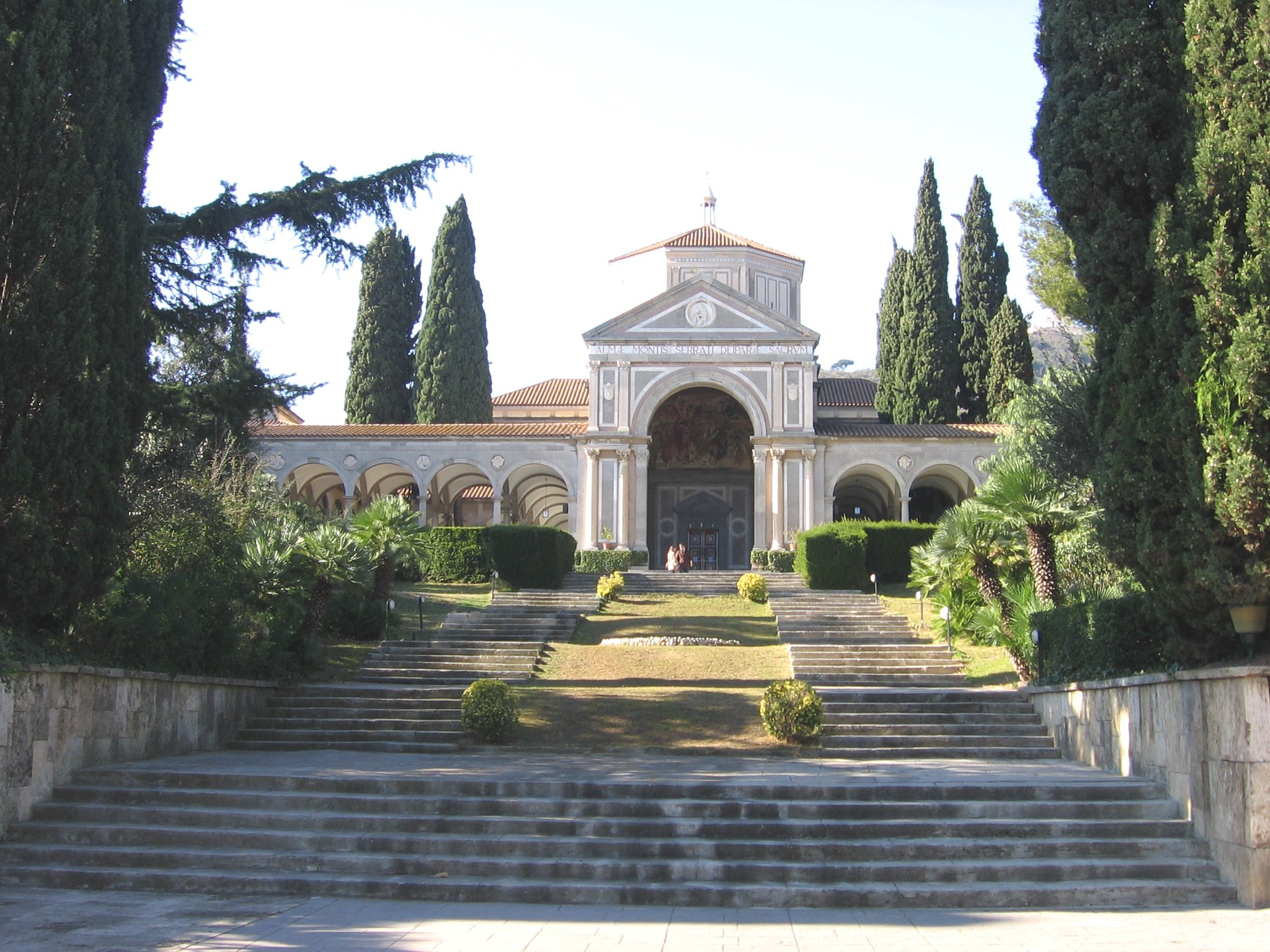
Iglesia de Santa María Reina (1922-1936), de Nicolás María Rubió y Tudurí.

El novecentismo supuso un intento de renovación de la cultura catalana acercándola a las innovaciones producidas en el recién estrenado siglo XX, en paralelo a un ideario político de reivindicación del catalanismo propugnado por Enric Prat de la Riba. El principal teórico del movimiento fue Eugeni d'Ors, que desde el diario La Veu de Catalunya escribió una serie de artículos enalteciendo la labor de los jóvenes creadores catalanes de principios de siglo. El primero de ellos, publicado en 1906, supuso el inicio del novecentismo, en convivencia por unos años con las últimas obras modernistas, y que perduraría prácticamente hasta los años 1940, en paralelo al surgimiento de nuevas corrientes como el racionalismo en los años 1930.
Contrariamente a los valores nórdicos y medievales que defendía el modernismo, el novecentismo retornó al mundo mediterráneo, a la cultura clásica grecolatina. También se basaron en el clasicismo renacentista, con especial influencia de Filippo Brunelleschi, al tiempo que su sentido sobrio y depurado de las formas les acercaba a la arquitectura racionalista que comenzaba a despuntar en Europa. También se inspiraron en otros estilos del pasado, pero desligados del medievalismo al que habían recurrido los modernistas, como el Barroco. Por otro lado, la corriente más academicista de este movimiento practicó un monumentalismo ecléctico influido por el estilo Beaux Arts, con un especial referente en las arquitecturas francesa e inglesa, así como de la estadounidense Escuela de Chicago.
Dentro del novecentismo se perciben diversas corrientes: un novecentismo «gaudiniano», practicado por discípulos de Gaudí como Juan Rubió o Cèsar Martinell; un novecentismo «neobrunelleschiano», inspirado en la arquitectura renacentista florentina y, especialmente, en Brunelleschi, desarrollado por Josep Goday o Nicolás María Rubió y Tudurí; un novecentismo «protorracionalista», más influido por las corrientes internacionales, que aúna el funcionalismo con la ornamentación art déco, y tiene exponentes como los hermanos Ramon y Antoni Puig i Gairalt, Ramon Reventós, Francesc Folguera, Raimundo Durán Reynals y Jaume Mestres i Fossas; un novecentismo «ecléctico», de lenguaje versátil y tendencia monumentalista, ejemplificado por Enric Sagnier, Josep Maria Pericas y Eduard Ferrés; y un novecentismo «académico», que sigue una línea clasicista tradicional que pervivirá en la arquitectura de posguerra, con representantes como Francesc Nebot, Eusebi Bona, Adolf Florensa y Eugenio Cendoya.

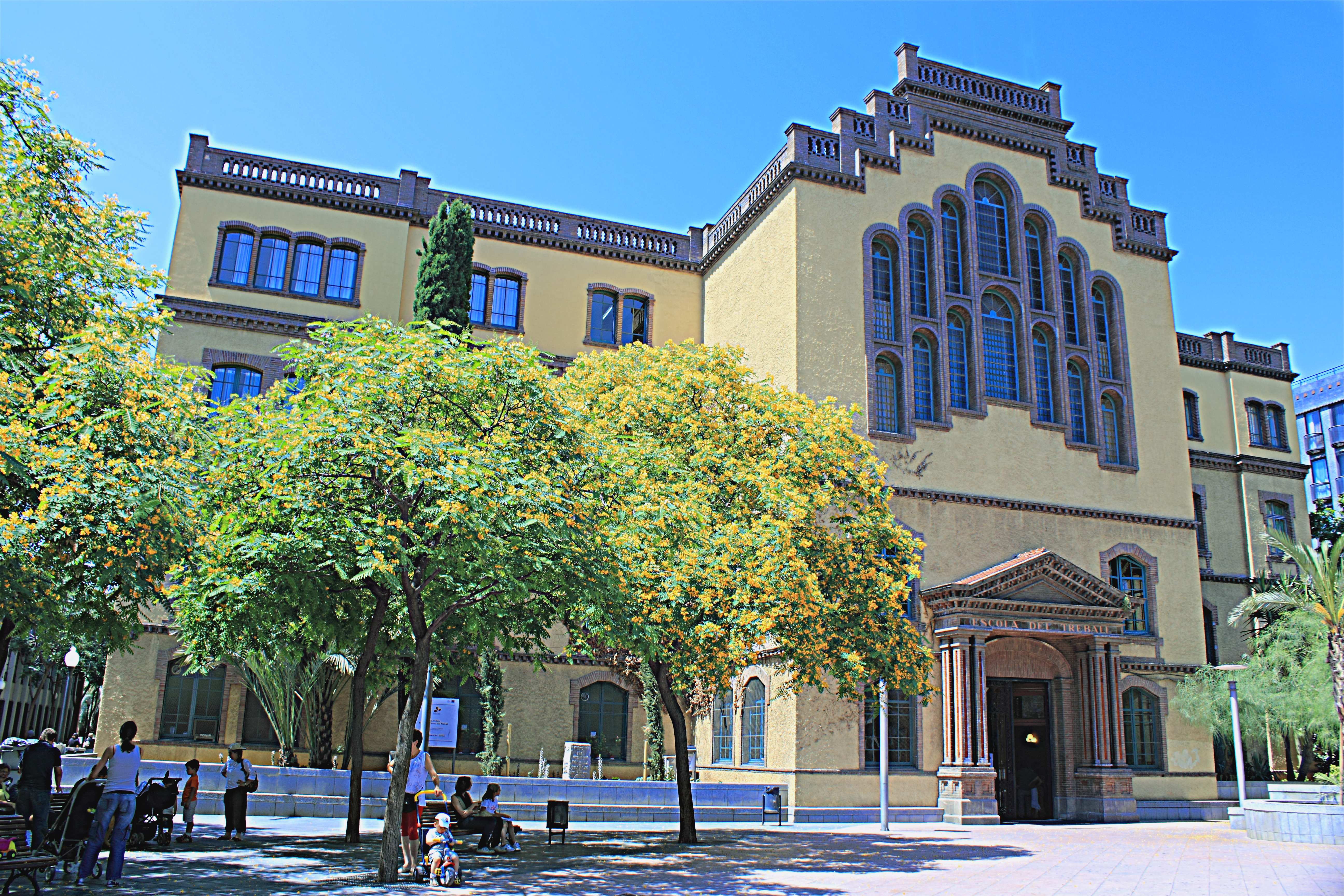
Escuela Industrial de Barcelona (1927-1931), de Juan Rubió.

La primera corriente estuvo representada por Juan Rubió y Cèsar Martinell, ambos discípulos de Gaudí. Rubió evolucionó desde el modernismo, estilo en el que realizó sus mejores obras —como se ha visto en el apartado anterior—, hasta desembocar en un clasicismo de aire barroquizante; su mejor producción en este período fue la reforma de la Escuela Industrial de Barcelona (1927-1931). Martinell mantuvo vivas las formas modernistas, especialmente por el uso del ladrillo y el azulejo, como se denota en su principal especialidad, la arquitectura agraria, con un conjunto de bodegas repartidas por toda Cataluña que han sido denominadas como las «catedrales del vino»; en Barcelona su producción fue escasa, si bien se pueden citar la Clínica Durán (1924), el edificio de la calle de Benavent 11 (1928) o la fábrica Masllorens (1929-1930).

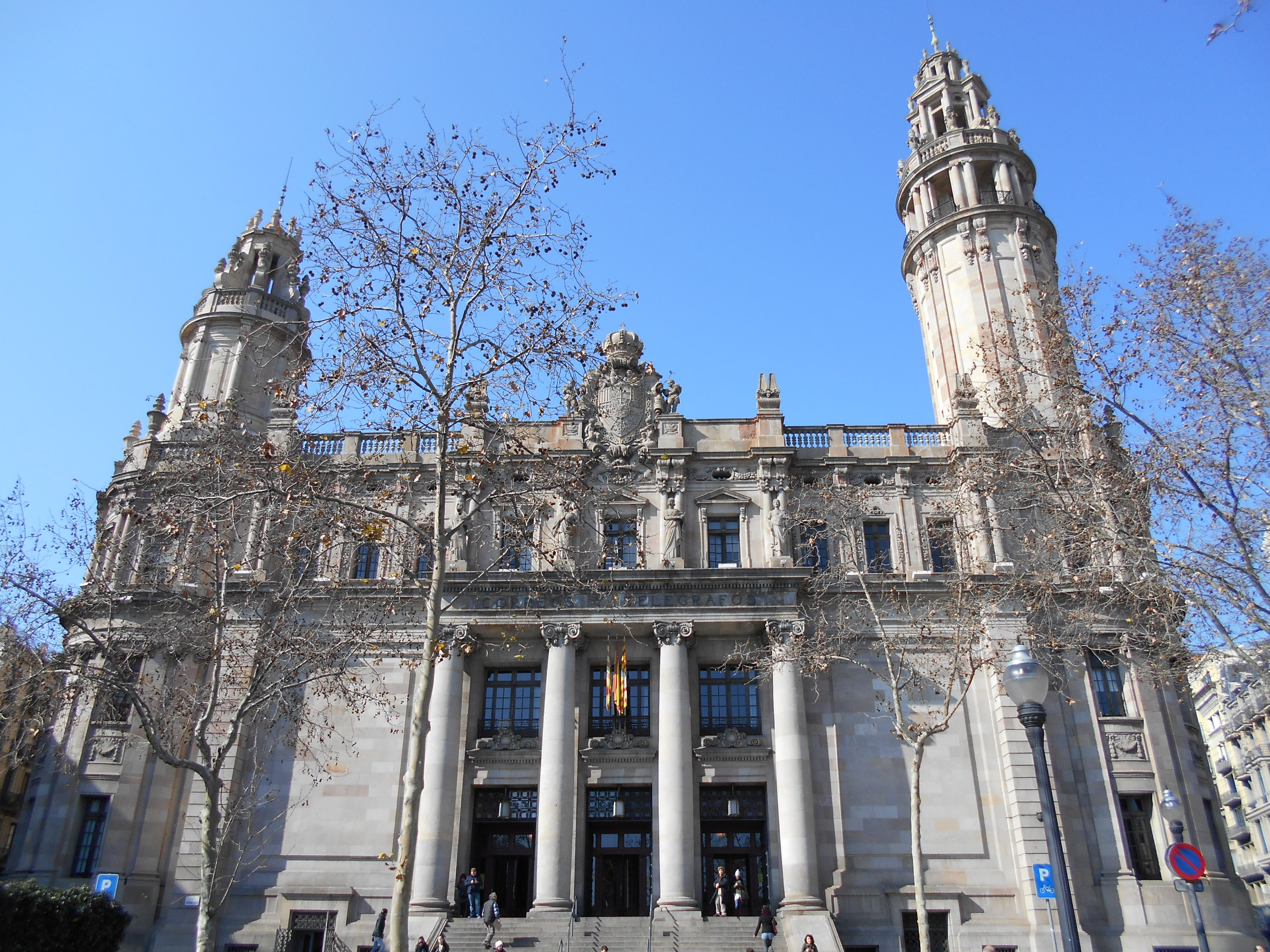
Correos y Telégrafos (1914-1927), de Josep Goday y Jaume Torres i Grau.

En la corriente brunelleschiana destacaron Josep Goday y Nicolás María Rubió y Tudurí. El primero recuperó formas clásicas como frontones y pilastras, combinadas con un recurso barroco como es la técnica del esgrafiado, como queda patente en obras como el edificio de Correos y Telégrafos (1914-1927), de un estilo clásico abarrocado de gran monumentalidad; y en numerosos colegios públicos promovidos por el Ayuntamiento de Barcelona: Ramon Llull (1919-1923), Lluís Vives (1919), Baixeras (1917-1920), Pere Vila (1921-1930), Milà i Fontanals (1930), Collaso i Gil (1932). Rubió y Tudurí se dedicó especialmente a la arquitectura paisajista: director de Parques y jardines de Barcelona entre 1917 y 1937, fue el principal promotor del «jardín mediterráneo», lo que se denota en obras suyas como los jardines de la Tamarita (1918), los de la plaza Francesc Macià (1925), el parque de la Font del Racó (1926), los jardines del Palacio Real de Pedralbes (1927), los de Salvador Espriu (1929) y los del Turó Park (1933). Su principal edificación fue la iglesia de Santa María Reina (1922-1936), una filial del monasterio de Montserrat —inicialmente se llamó iglesia de Santa María de Montserrat de Pedralbes—, que denota la influencia de la capilla Pazzi de Brunelleschi, así como del baptisterio de San Juan de Florencia. Otras obras suyas, el pabellón de Radio Barcelona (1922-1929) y las oficinas de la Metro Goldwyn Mayer (1934), son ya prerracionalistas.

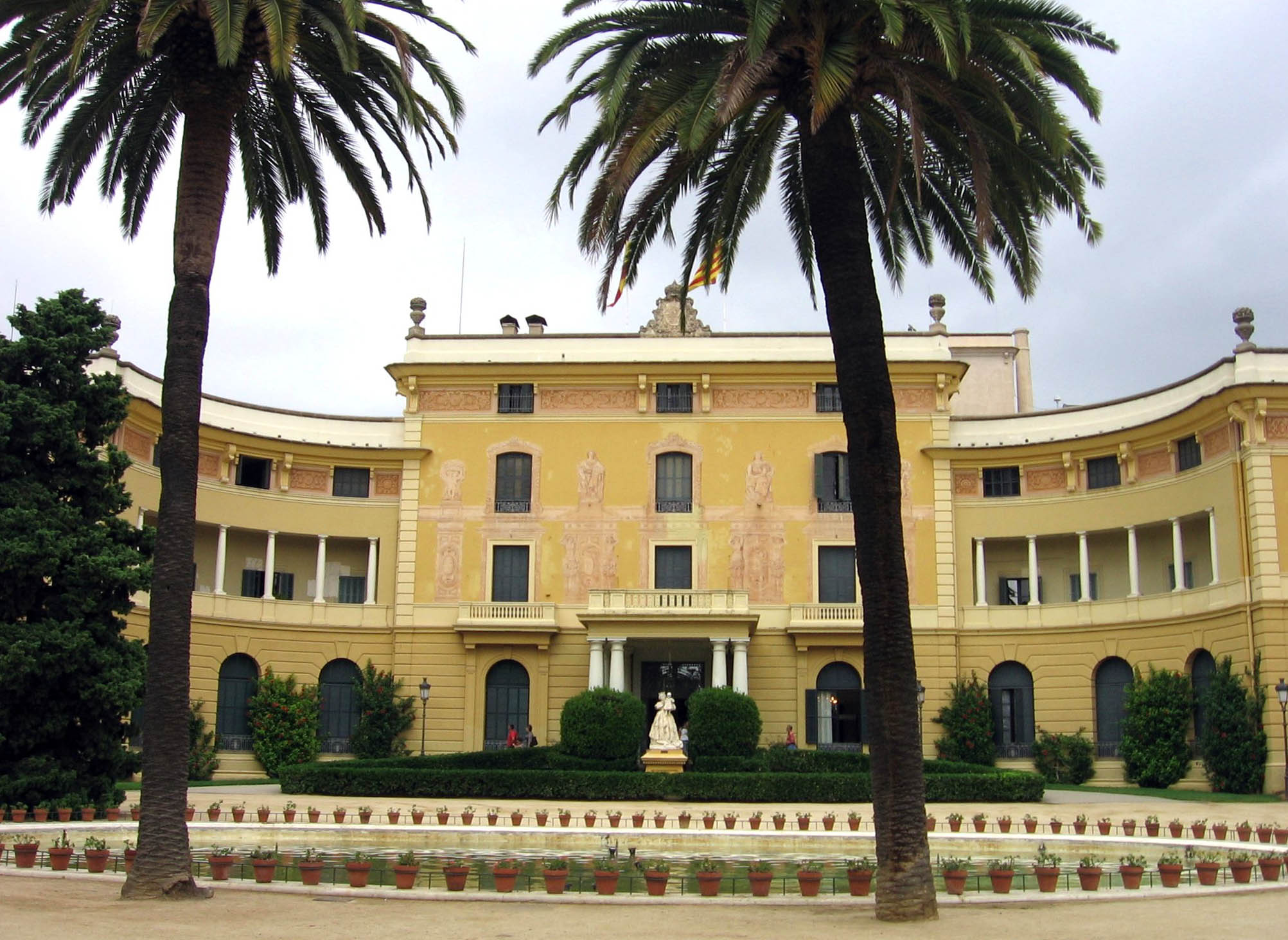
Palacio Real de Pedralbes (1919-1929), de Francesc Nebot y Eusebi Bona.

La tendencia ecléctica y academicista siguió una línea monumentalista cuyo principal exponente fue la Vía Layetana, que fue el principal campo de pruebas de esta corriente tras su apertura en 1908. Influida por el Beaux Arts y la Escuela de Chicago, sería la arquitectura que resurgiría en la posguerra. Sus principales exponentes fueron Enric Sagnier, Josep Maria Pericas, Eduard Ferrés, Francesc Nebot, Eusebi Bona, Adolf Florensa y Eugenio Cendoya. De Sagnier, analizado en la sección anterior, convendría recordar en esta etapa el edificio de la Caja de Pensiones de Barcelona de Vía Layetana (1914-1917), la basílica de San José Oriol (1915-1931) y el Patronato Ribas (1920-1930). Pericas evolucionó del modernismo a un sobrio clasicismo (casa Diagonal, 1920). Eduard Ferrés mantuvo un estilo postsecesionista y fue pionero en el uso del hormigón armado, como se ve en la casa Damians, posteriormente Almacenes El Siglo (1913-1915), construida con Lluís Homs e Ignasi Mas, donde destaca su cúpula de lucernario esférico de influencia expresionista. Francesc Nebot y Eusebi Bona fueron autores del Palacio Real de Pedralbes (1919-1929), formado por un cuerpo central y dos alas laterales que se abren en curva a la fachada principal, con porches de columnas toscanas y arcos de medio punto. En solitario, Nebot construyó el Cine Coliseum (1923), un edificio de estilo beauxartiano inspirado en la Ópera de París; y la sede del Banco de España en la plaza de Cataluña (1927-1928). Por su parte, Bona proyectó el edificio de La Unión y el Fénix Español (1927-1931), de influencia francesa y estadounidense, que destaca por su cúpula de alto tambor con una escultura del rapto de Ganimedes. Adolf Florensa fue autor de la Casa Cambó (1921-1930), el edificio de la Capitanía General (1926), el edificio Nuevo de la Casa de la Ciudad (1927-1933, con Joaquim Vilaseca y Antoni de Falguera), el Casal del Metge (1930), la Escuela de Náutica (1930-1933, con Joaquim Vilaseca) y el edificio de Fomento del Trabajo Nacional (con Josep Goday, 1931-1936). Por último, Eugenio Cendoya fue autor de la iglesia de San Miguel de los Santos y de varias sedes para bancos, como los de Bilbao y Vizcaya, aunque su principal obra fue el Palacio Nacional de Montjuic para la Exposición Internacional de Barcelona de 1929, con Enric Catà y Pere Domènech i Roura.

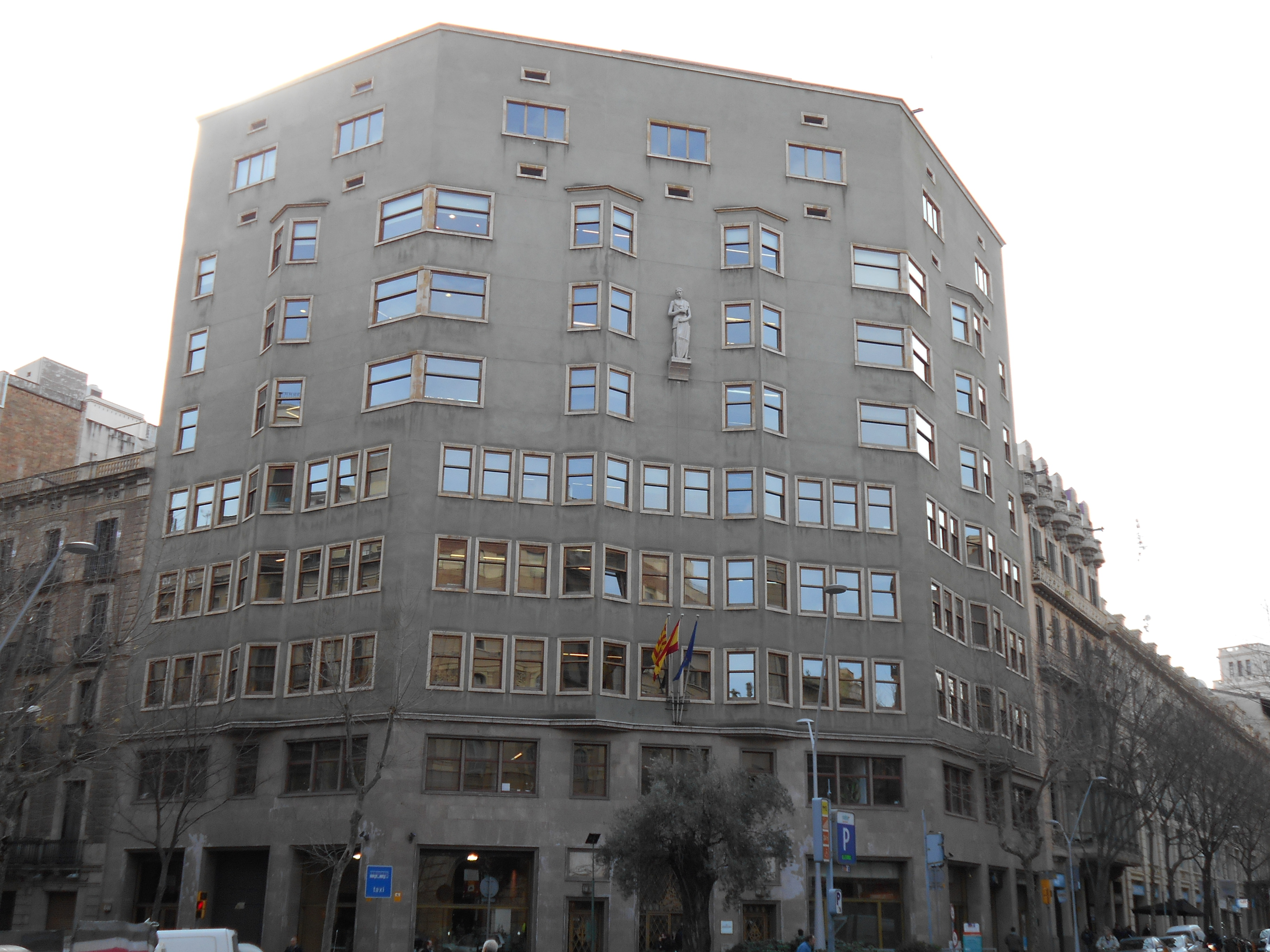
Casal de Sant Jordi (1928-1932), de Francesc Folguera.

La línea más innovadora del novecentismo fue la que se fue decantando hacia el racionalismo que se empezaba a desarrollar en Europa de la mano de arquitectos como Le Corbusier y Ludwig Mies van der Rohe. Estuvo representado principalmente por Ramon y Antoni Puig i Gairalt, Ramon Reventós, Francesc Folguera, Raimundo Durán Reynals y Jaume Mestres i Fossas. Antoni Puig i Gairalt fue autor de la fábrica Myrurgia (1928-1930), la cual sintetiza elementos del novecentismo clasicista, el art déco y el racionalismo. Su hermano Ramon edificó la casa Pidelaserra (1932), de un exuberante eclecticismo. Ramon Reventós proyectó el primer conjunto multirresidencial de Barcelona, la casa Masana (1928), de influencia bauhausiana. Francesc Folguera construyó el Hotel Ritz (1917-1919), aunque su obra más interesante fue el Casal de Sant Jordi (1928-1932), que refleja las enseñanzas de la revista alemana Moderne Bauformen, defensora de una arquitectura moderna, pero moderada, de ámbito burgués. Raimundo Durán Reynals se acercó al racionalismo en obras como el edificio de viviendas de la calle de Aribau 243 (1933-1935) o la casa Cardenal (1935), aunque en la posguerra practicó un clasicismo academicista. Por último, Jaume Mestres i Fossas construyó la escuela Blanquerna (1930-1933), a medio camino entre el novecentismo y el racionalismo.
De esta época conviene mencionar igualmente a arquitectos como: Ignasi Mas i Morell (edificio David, 1929-1931), Miquel Madorell (Teatro Tívoli, 1917-1919), Arnau Calvet (casa Jorba, 1926), Francesc Guàrdia i Vial (edificio de la Compañía Arrendataria de Tabacos, actual Delegación de Hacienda, 1929), Josep Domènech i Mansana (iglesia de Santa Teresa del Niño Jesús, 1932-1940) y Juan Guardiola (Casa Ferran Guardiola o “Casa China”, 1929). También es de remarcar la construcción de dos estaciones de ferrocarril: la Estación del Norte (1910-1914), obra de Demetrio Ribes consistente en una reforma de un anterior edificio de 1861 de Pere Andrés i Puigdoller, constaba de dos edificios que fueron unidos por Ribes con una estructura en forma de U y cubiertos por una gran plataforma metálica, con cierta influencia modernista y secesionista; y la Estación de Francia (1925-1930), de Pedro Muguruza, Raimundo Durán Reynals, Salvador Soteras y Pelayo Martínez, con andenes cubiertos por dos grandes naves de hierro y un vestíbulo de aspecto clasicista, donde destacan tres bóvedas de casetones.
Por lo que respecta al urbanismo, la actuación más importante en estos años fue la apertura de la Vía Layetana, que conectaba el Ensanche con el mar —estaba prevista otra avenida paralela a esta, así como otra perpendicular, que finalmente no se ejecutaron—. Surgida de un proyecto de reforma urbana de Àngel Baixeras (Plan de reforma interior de Barcelona, 1884), las obras se realizaron en 1908, con la voluntad de crear una avenida de aspecto uniforme, por lo que la mayoría de edificios son de aspecto novecentista, con cierta influencia de la Escuela de Chicago. También en los primeros años del siglo se urbanizó la falda del Tibidabo, con una amplia avenida que unía la avenida de San Gervasio con la montaña, que fue ocupada por casas unifamiliares al estilo de las ciudades-jardín inglesas. Para el transporte se instaló un tranvía en la avenida y un funicular para ascender a lo alto de la montaña, donde se emplazó el Parque de Atracciones del Tibidabo.

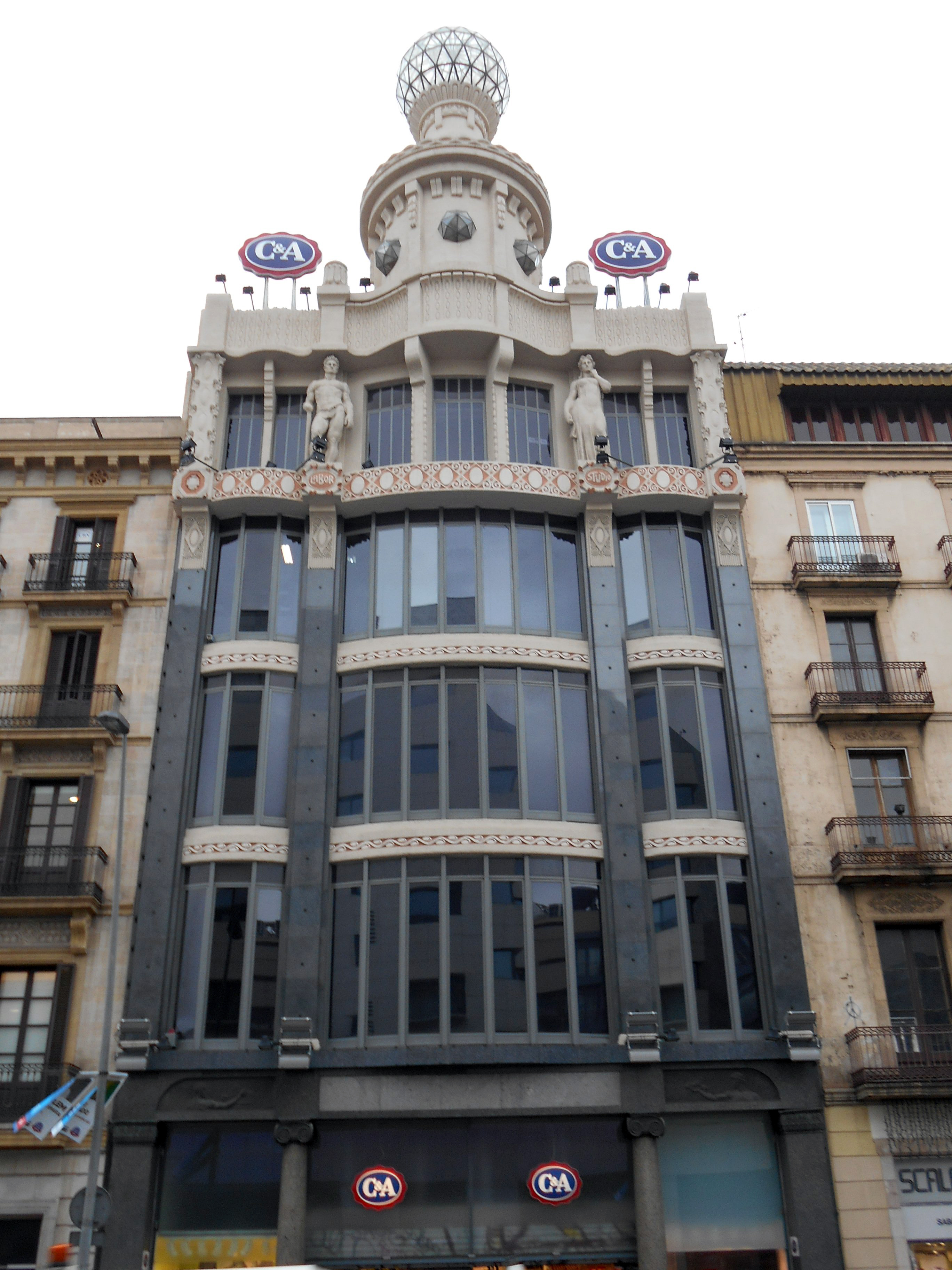
Casa Damians (1913-1915), de Eduard Ferrés, Lluís Homs e Ignasi Mas.
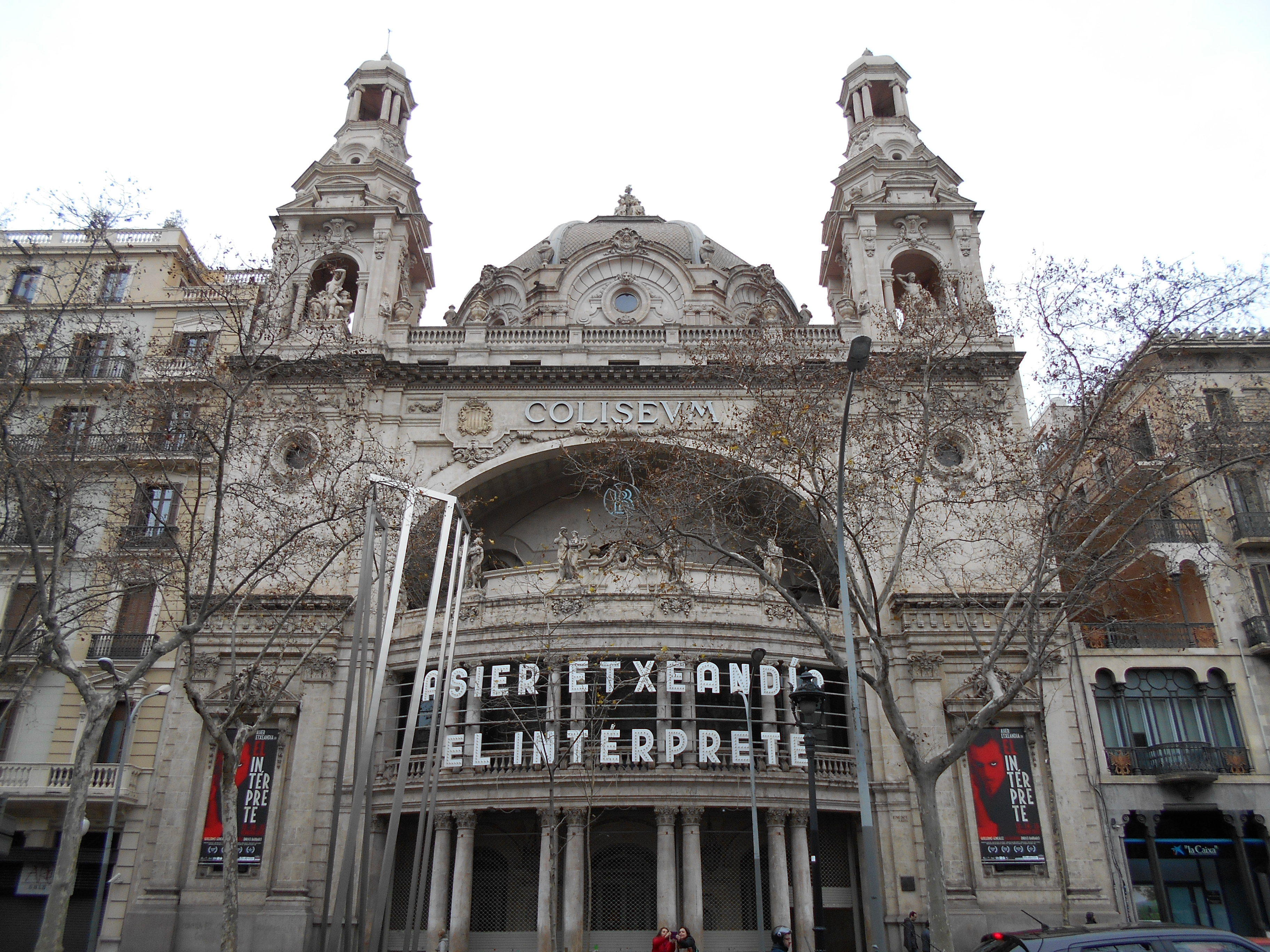
Cine Coliseum (1923), de Francesc Nebot.
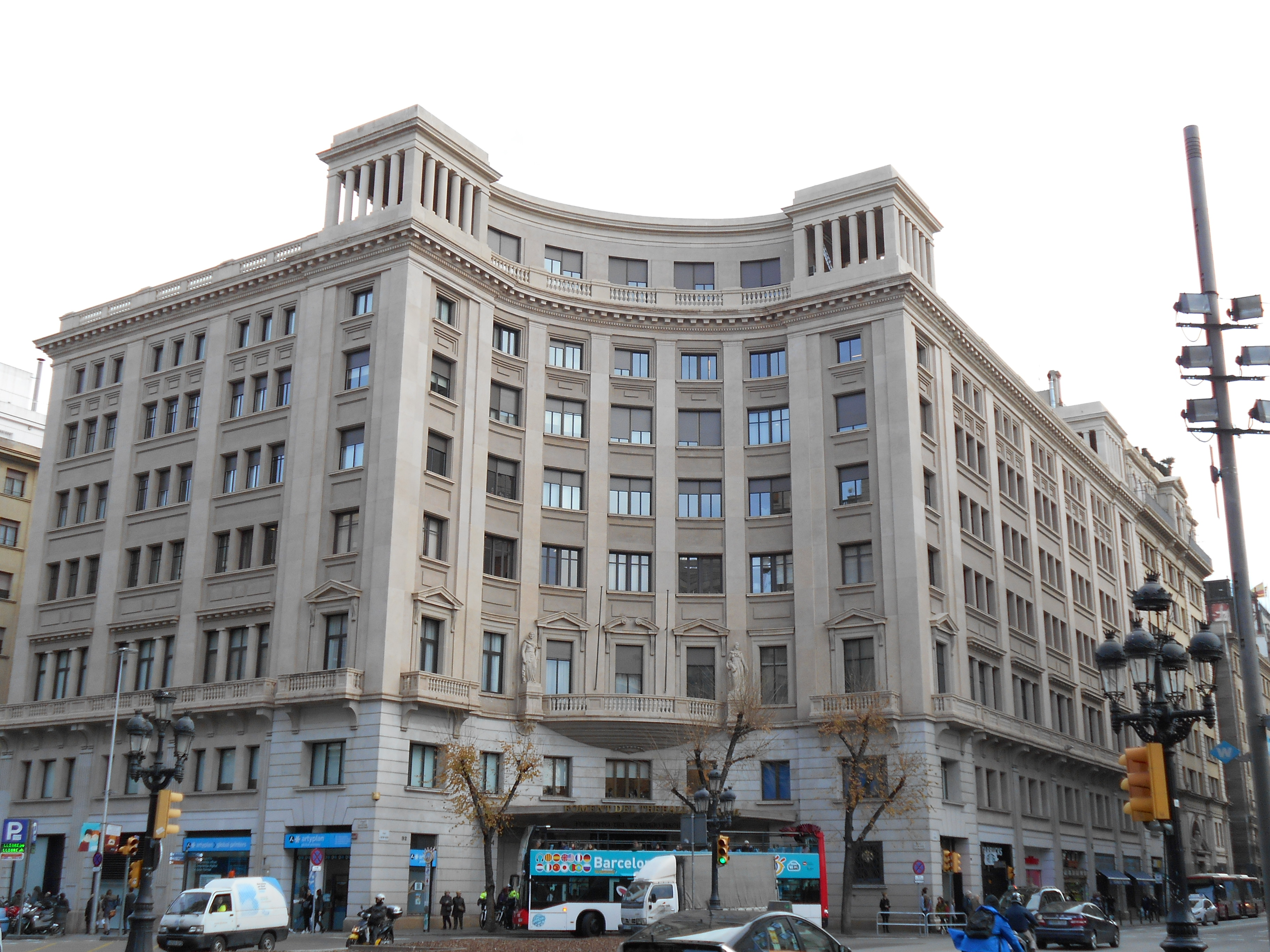
Edificio de Fomento del Trabajo Nacional (1931-1936), de Adolf Florensa y Josep Goday.
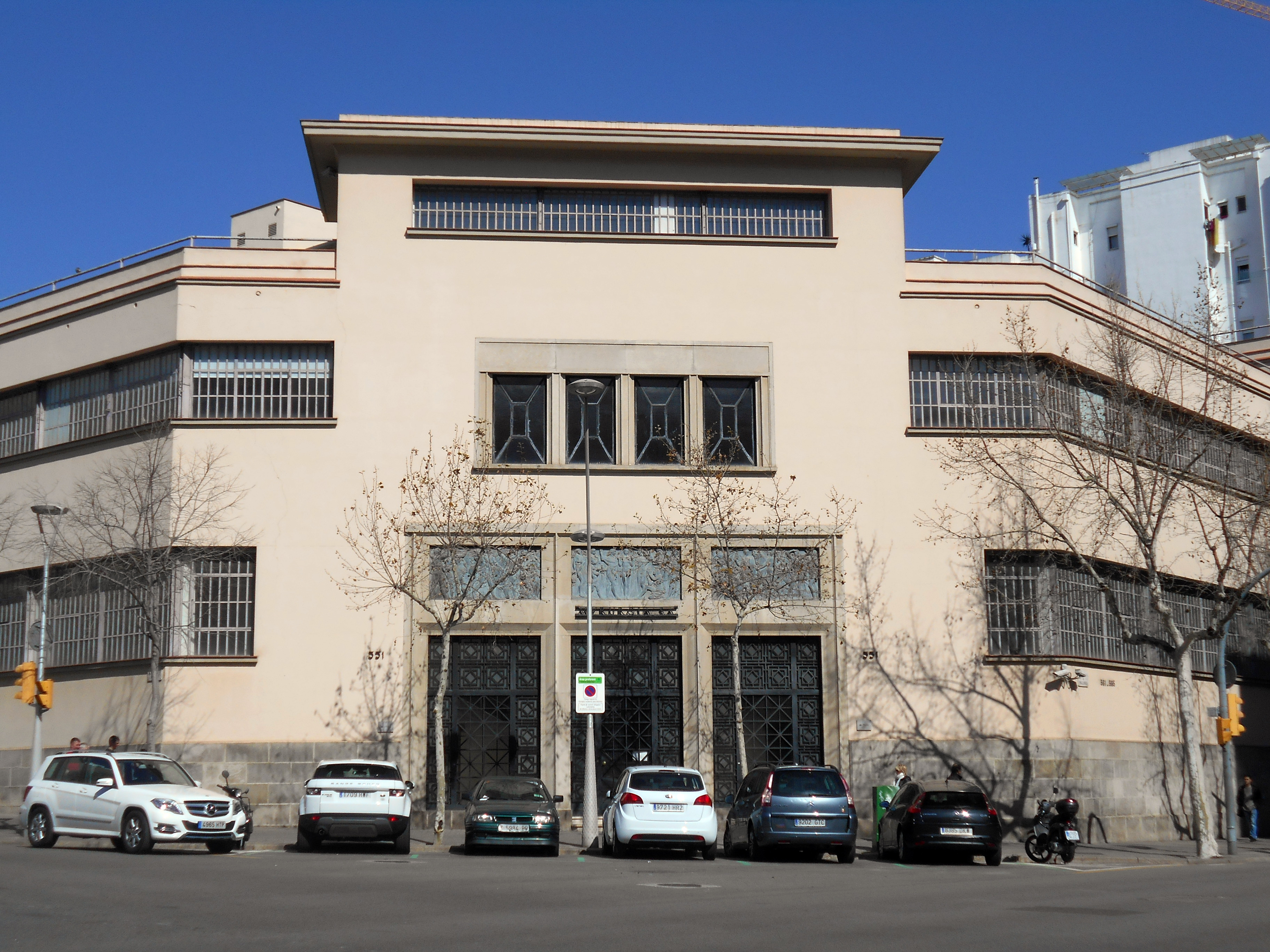
Fábrica Myrurgia (1928-1930), de Antoni Puig i Gairalt.
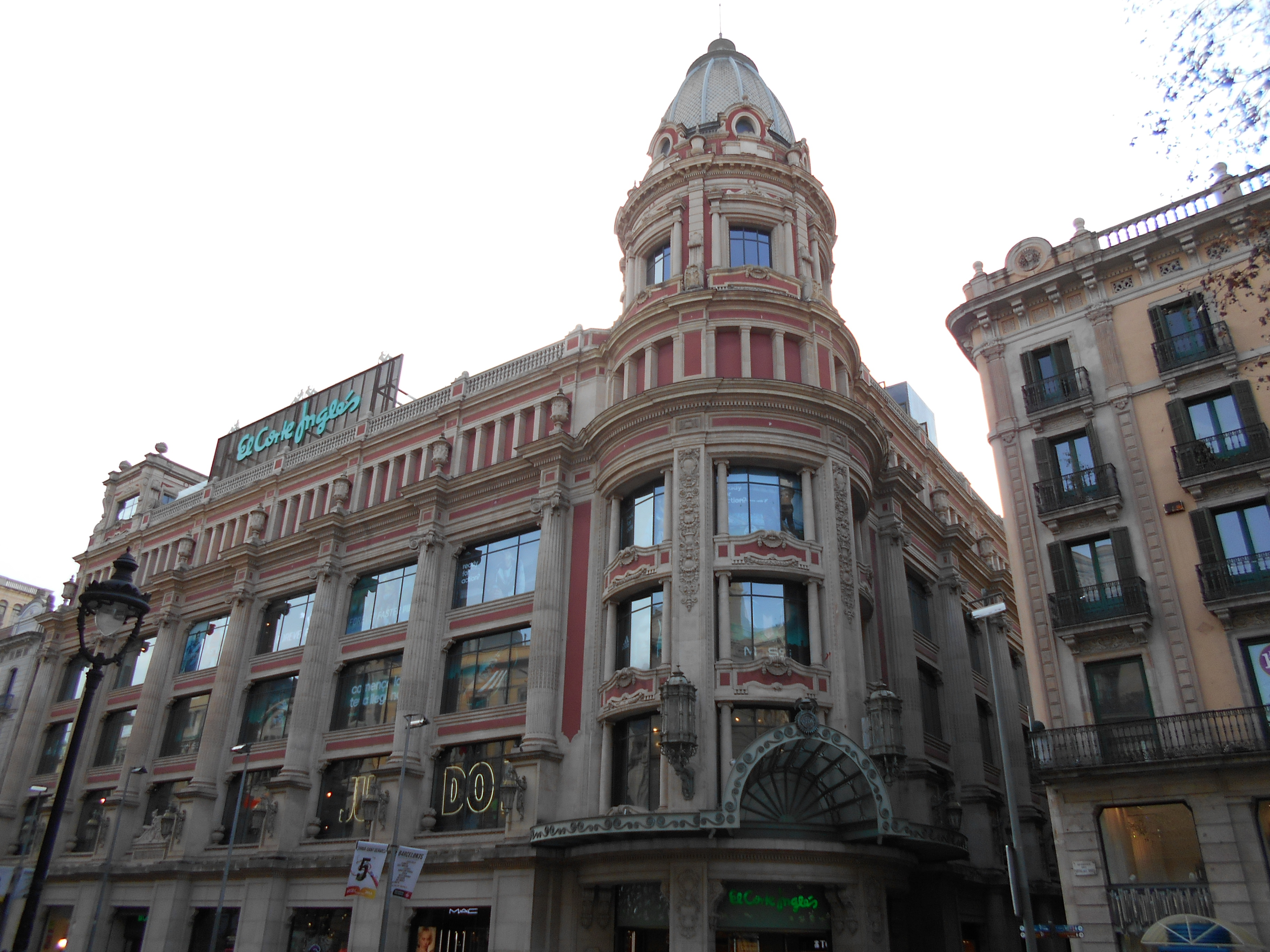
Casa Jorba (1926), de Arnau Calvet.
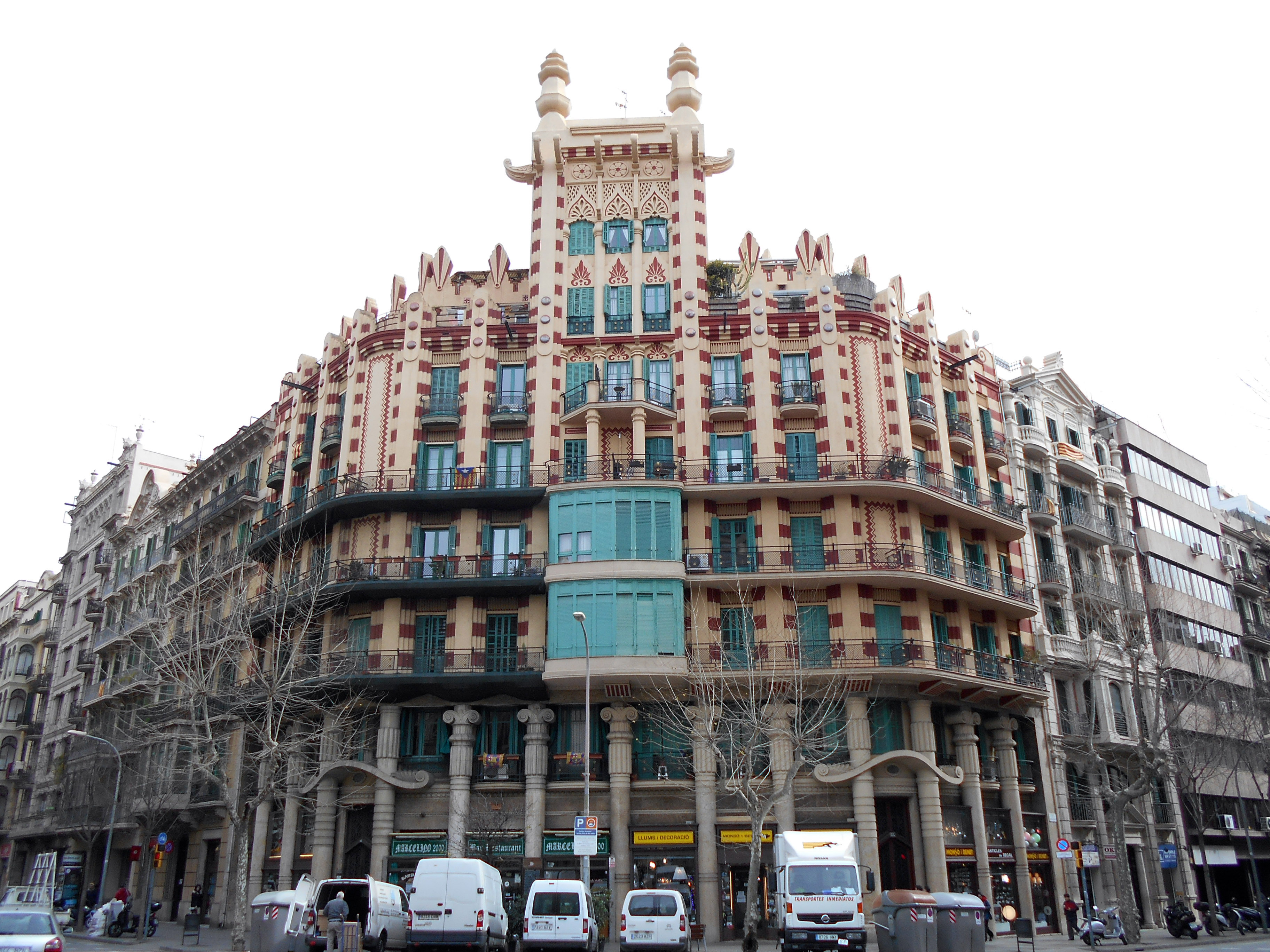
Can Guardiola o “Casa China” (1929), de Juan Guardiola.

### Exposición Internacional de 1929

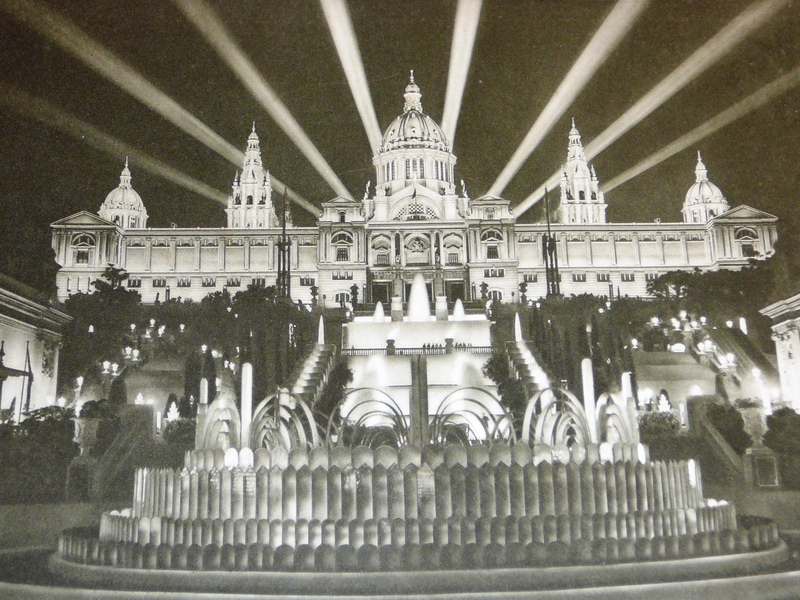
Vista de la Exposición Internacional de Barcelona de 1929.

En 1929 se celebró la Exposición Internacional en Montjuic. Para este acontecimiento se urbanizó toda la zona de la plaza de España y la montaña de Montjuic, y se construyeron los pabellones que acogen actualmente la Feria de Barcelona. La Exposición tuvo lugar del 20 de mayo de 1929 al 15 de enero de 1930, sobre una superficie de 118 hectáreas, y tuvo un coste de 130 millones de pesetas.
El recinto de la Exposición se construyó según un proyecto de Josep Puig i Cadafalch. El conjunto comenzaba en la plaza de España, diseñada por Puig i Cadafalch y Guillem Busquets, quienes realizaron un conjunto monumental en torno a un hemiciclo formado por una columnata de estilo barroco, inspirada en la plaza de San Pedro del Vaticano. Aquí se construyeron los hoteles de la Exposición, obra de Nicolás María Rubió y Tudurí, y en el centro se situó una fuente monumental diseñada por Josep Maria Jujol. En el acceso de la plaza que conduce a la avenida de la Reina María Cristina se situaron dos altas torres en forma de campaniles, obra de Ramon Reventós, inspirados en el campanile de San Marcos de Venecia.

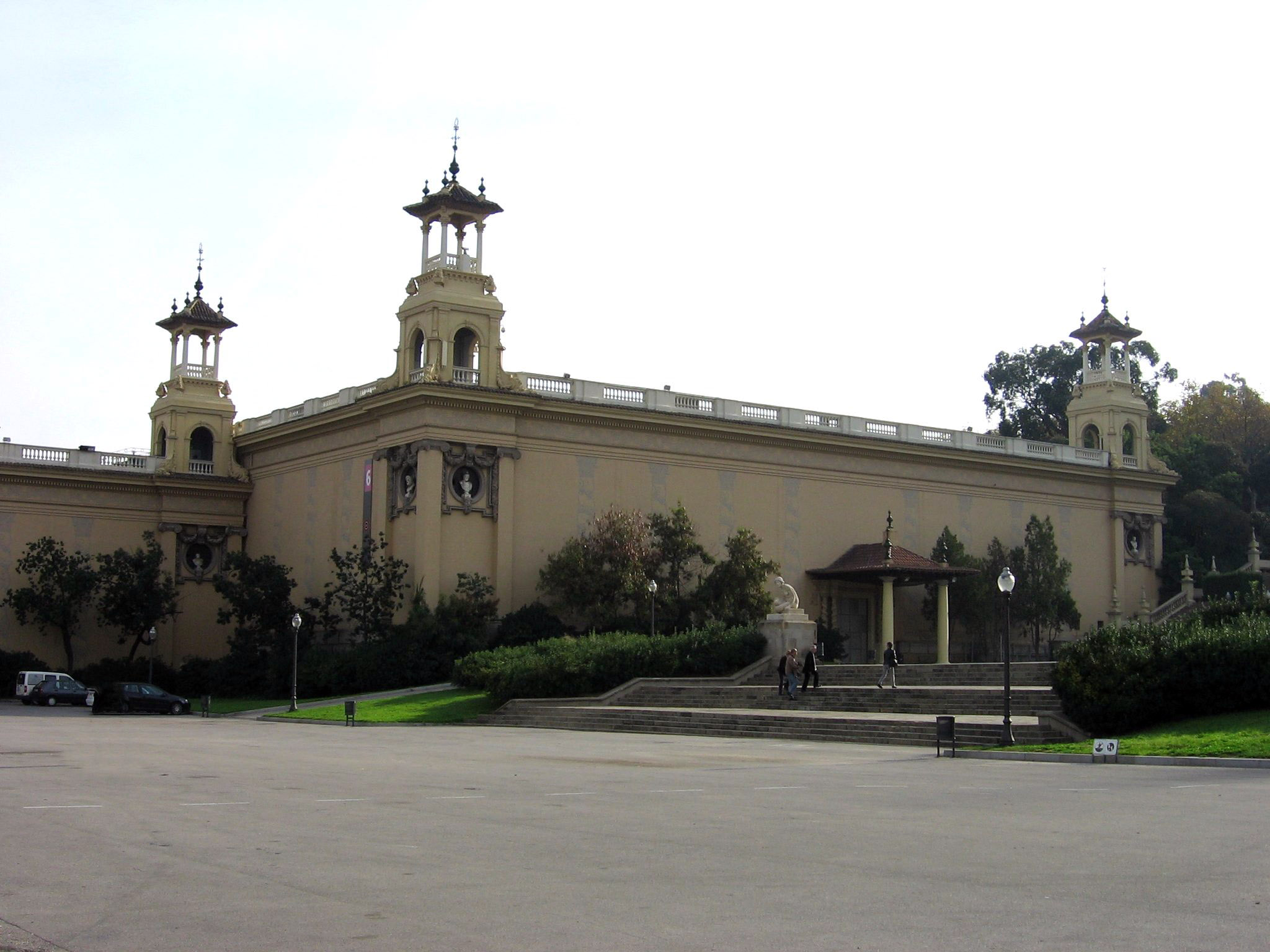
Palacio de Alfonso XIII, de Josep Puig i Cadafalch.

En la avenida de la Reina María Cristina se encontraba la sección oficial, donde se situaban diversos pabellones: el palacio de Comunicaciones y Transportes, obra de Félix de Azúa y Adolf Florensa; el palacio del Vestido (o del Trabajo), de Josep Maria Jujol y Andrés Calzada; el palacio de la Metalurgia, Electricidad y Fuerza Motriz, de Amadeu Llopart y Alexandre Soler i March; el palacio del Arte Textil, de Joan Roig y Emili Canosa; y el palacio de Proyecciones, de Eusebi Bona y Francisco Aznar. Cerraban la avenida los palacios de Alfonso XIII y Victoria Eugenia —llamados inicialmente del Arte Moderno y de la Arquitectura—, obra de Josep Puig i Cadafalch. Al final de la avenida y al pie de la montaña se construyó la famosa Fuente Mágica de Montjuic, obra de Carles Buïgas, así como las Cuatro Columnas de Puig i Cadafalch. El edificio principal de la Exposición era el Palacio Nacional —actual sede del MNAC—, obra de Eugenio Cendoya, Enric Catà y Pere Domènech i Roura.
Esparcidos por la montaña se encontraban el resto de pabellones, como el de Barcelona, de Josep Goday; el palacio de la Prensa —actual sede de la Guardia Urbana—, de Pere Domènech i Roura; el palacio de las Artes Decorativas y Aplicadas, de Manuel Casas y Manuel Puig; el palacio de las Artes Gráficas —actual Museo de Arqueología—, de Raimundo Durán Reynals y Pelayo Martínez; el palacio de la Agricultura —actual Teatro Fabià Puigserver—, de Josep Maria Ribas i Casas y Manuel Maria Mayol; el pabellón de España, de Antoni Darder; el palacio de las Diputaciones, de Enric Sagnier; el palacio de la Química, de Antoni Sardà; el pabellón Real —conocido actualmente como Palacete Albéniz—, de Juan Moya; el palacio del Arte Moderno y el palacio de las Misiones, ambos de Antoni Darder.

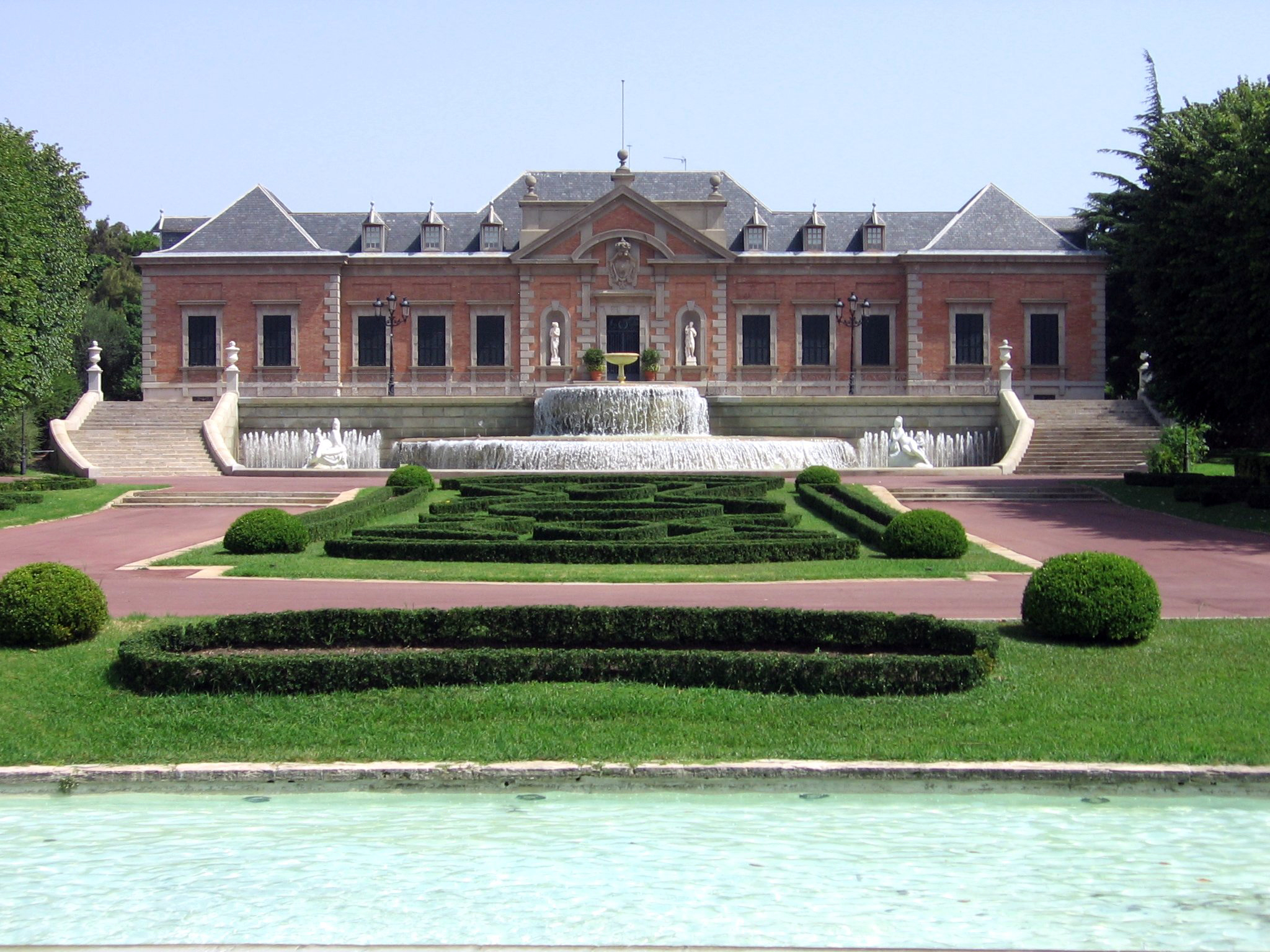
Palacete Albéniz, de Juan Moya.

De la Sección Internacional destacó el Pabellón de Alemania, de Ludwig Mies van der Rohe, uno de los mejores ejemplos de la arquitectura de estilo internacional por su pureza formal, su concepción espacial y su inteligente empleo de estructuras y materiales, que convirtieron a este pabellón en el paradigma de la arquitectura del siglo XX. De planta rectangular, se elevaba sobre un podio recubierto de travertino; la cubierta se sostenía sobre columnas cruciformes y muros de carga, con paredes de distintos materiales. Demolido después de la Exposición, fue reconstruido entre 1985 y 1987 en su emplazamiento original por Cristian Cirici, Ignasi de Solà-Morales y Fernando Ramos, siguiendo los planos dejados por Mies van der Rohe.

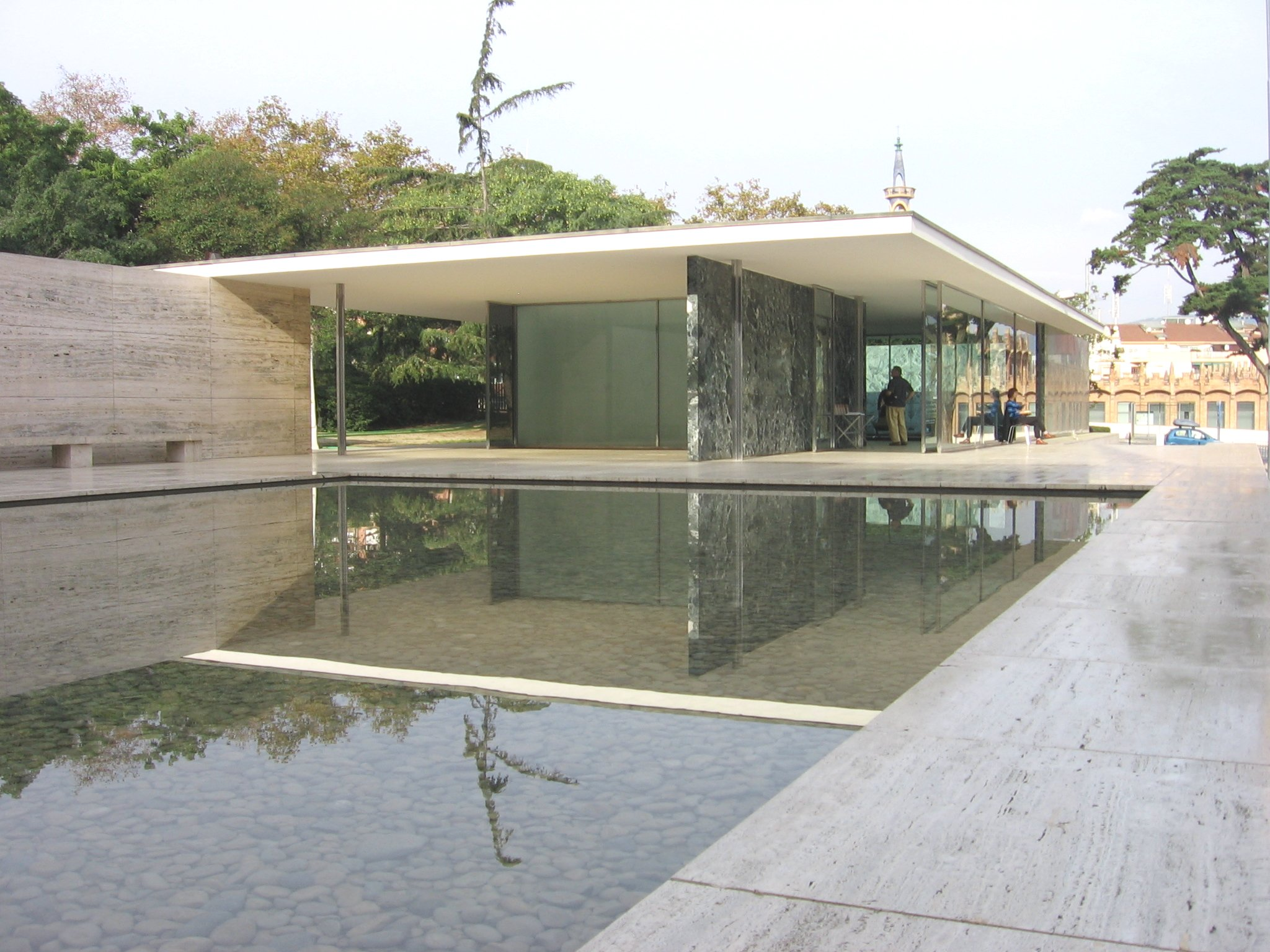
Pabellón de Alemania, de Ludwig Mies van der Rohe.

Otras construcciones de relevancia efectuadas para la Exposición fueron: el Teatre Grec, un teatro al aire libre inspirado en los antiguos teatros griegos –especialmente en el de Epidauro–, proyectado por Ramon Reventós, que actualmente acoge un festival de verano en la Ciudad Condal, el Festival Grec; el Estadio Olímpico, obra de Pere Domènech i Roura; y el Pueblo Español, un pequeño recinto que recoge en su interior reproducciones de distintos ambientes urbanos y arquitectónicos de todo el conjunto del territorio nacional, obra de los arquitectos Ramon Reventós y Francesc Folguera.
Con motivo de la Exposición se ajardinó buena parte de la montaña de Montjuic, con un proyecto de Jean-Claude Nicolas Forestier y Nicolás María Rubió y Tudurí, que realizaron un conjunto de marcado carácter mediterráneo y gusto clasicista, con un estilo de inspiración hispanoárabe como el que Forestier había desarrollado en el parque de María Luisa de Sevilla: se crearon así los jardines de Laribal, los de Miramar, y los del Teatre Grec.

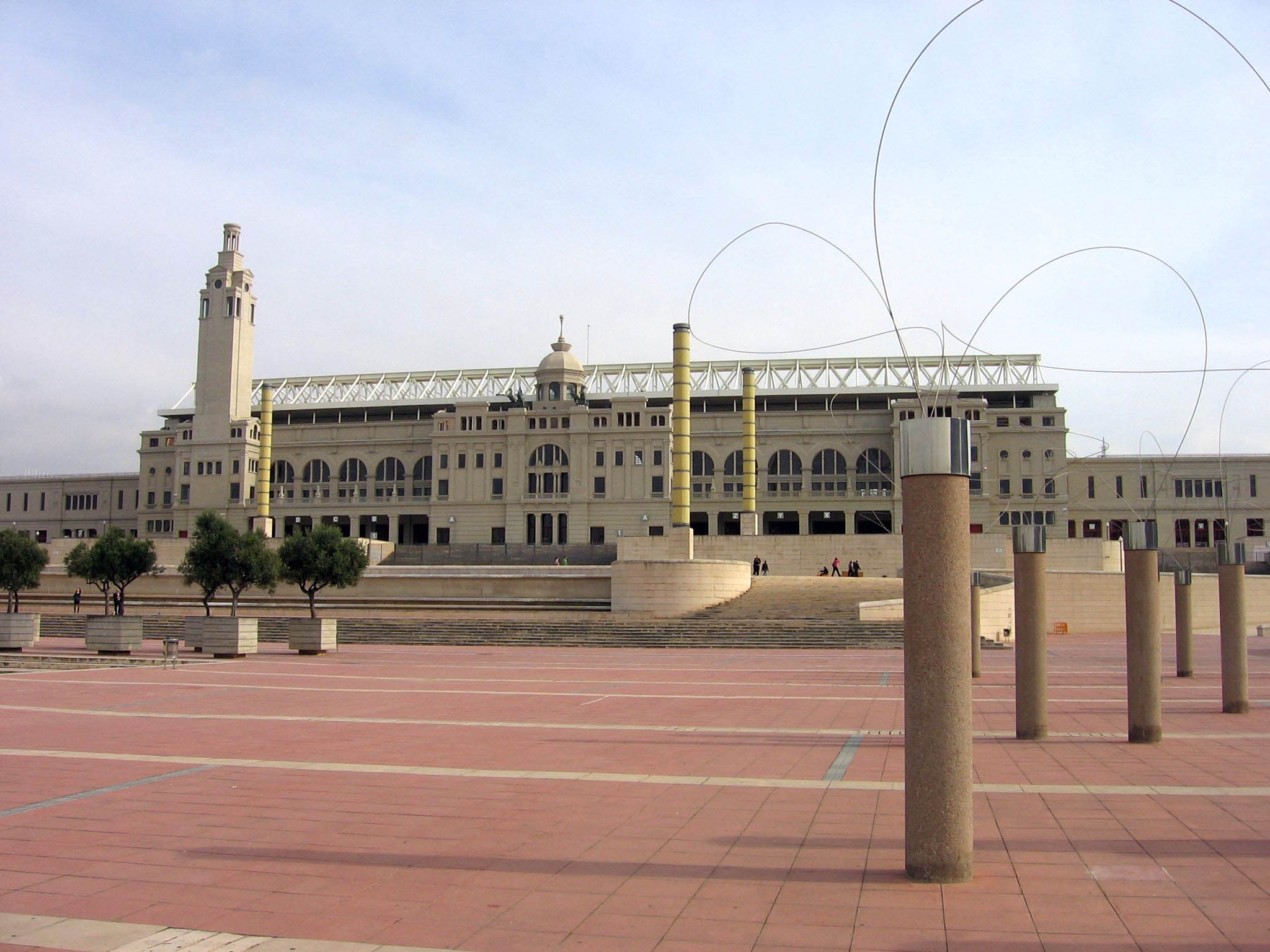
Estadio Olímpico, de Pere Domènech i Roura.

Como ocurrió en 1888, la Exposición de 1929 supuso un gran impacto para la ciudad de Barcelona a nivel urbanístico, no sólo en la zona de Montjuic, por toda la ciudad se realizaron obras de mejora y acondicionamiento: se ajardinaron las plazas de Tetuán, Urquinaona y Letamendi; se construyó el puente de Marina; se urbanizó la plaza de Cataluña; y se prolongaron la Diagonal hacia el oeste y la Gran Vía hacia el suroeste. También se realizaron diversas obras públicas: se mejoró el asfaltado de calles y el alcantarillado, se instalaron lavabos públicos y se sustituyó la iluminación de gas por la eléctrica. Asimismo, se remodelaron diversos edificios, como el Ayuntamiento o la Generalidad –donde se construyó el puente flamígero que cruza la calle del Obispo–. Se terminaron el edificio de Correos y la Estación de Francia, que llevaban varios años en obras. Asimismo, se construyó el Palacio Real de Pedralbes como residencia de la familia real. Durante esa época se construyó asimismo el primer rascacielos de Barcelona, el edificio de Telefónica en la plaza de Cataluña, obra de Francesc Nebot.
Por último, se mejoraron las comunicaciones de la ciudad, con la construcción en los años 1920 del Aeropuerto del Prat, la supresión de los pasos a nivel dentro de la ciudad, la mejora de los enlaces con los barrios periféricos de la ciudad, el soterramiento del tren de Sarrià (Ferrocarriles de la Generalidad de Cataluña) y la electrificación de los tranvías públicos. También se construyó el Metro de Barcelona, inaugurado inicialmente en 1924 y ampliado en 1926 con el servicio del Metro Transversal entre Bordeta y Catalunya (actual L1), que unía el centro de la ciudad con el recinto de la Exposición. Igualmente, se construyó un funicular para acceder hasta lo alto de la montaña, así como un teleférico para acceder a la misma desde el Puerto de Barcelona, obra de Carles Buïgas, aunque fue inaugurado posteriormente, en 1931. Todas estas obras públicas comportaron una fuerte demanda de empleo, provocando un gran aumento de la inmigración hacia la Ciudad Condal, proveniente de todas partes de España. Este aumento de población conllevó la construcción de diversos barrios obreros de «casas baratas», como el Grupo Aunós en Montjuic y los Grupos Milans del Bosch y Baró de Viver en Besós.

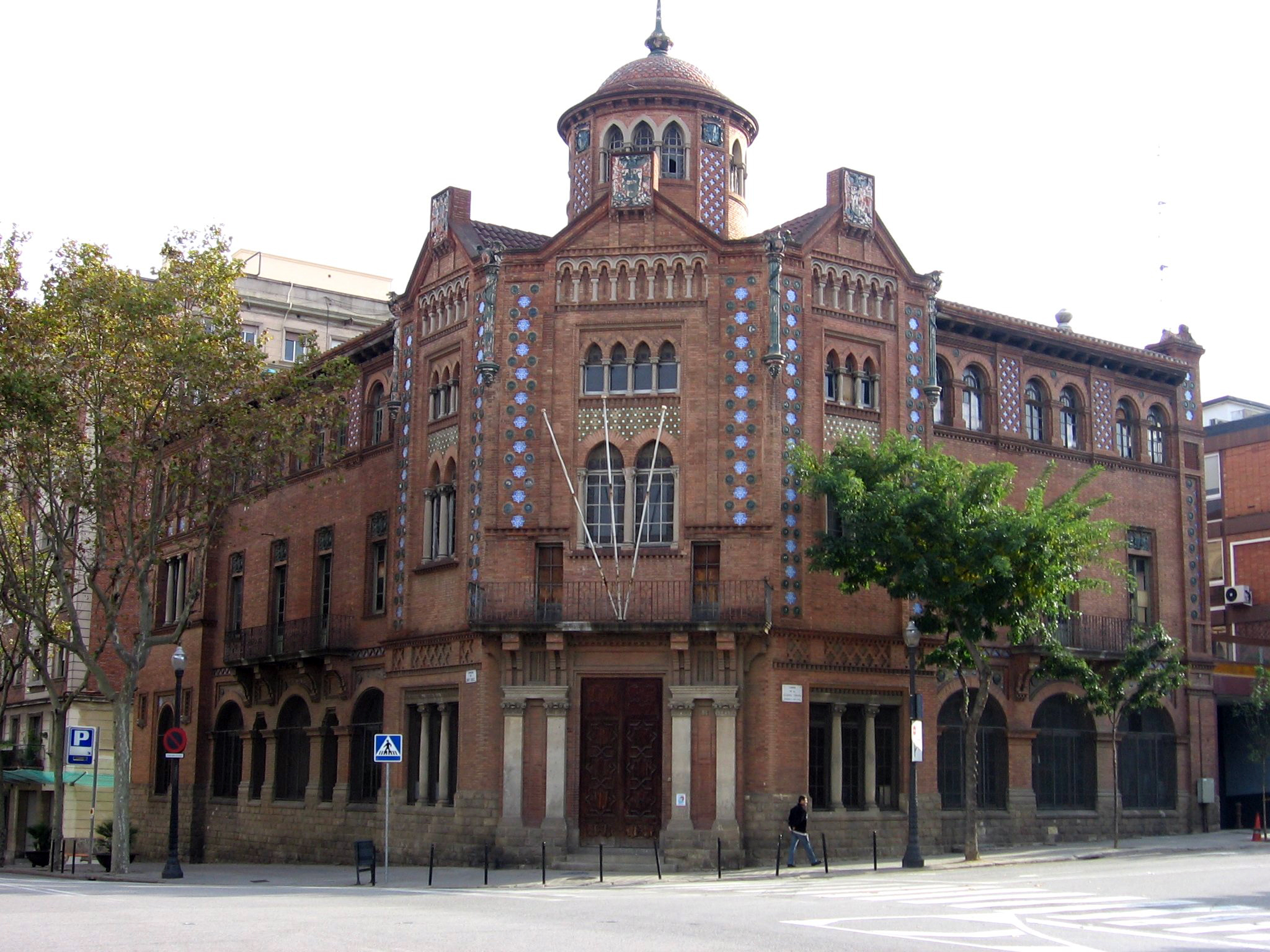
Palacio de la Prensa.
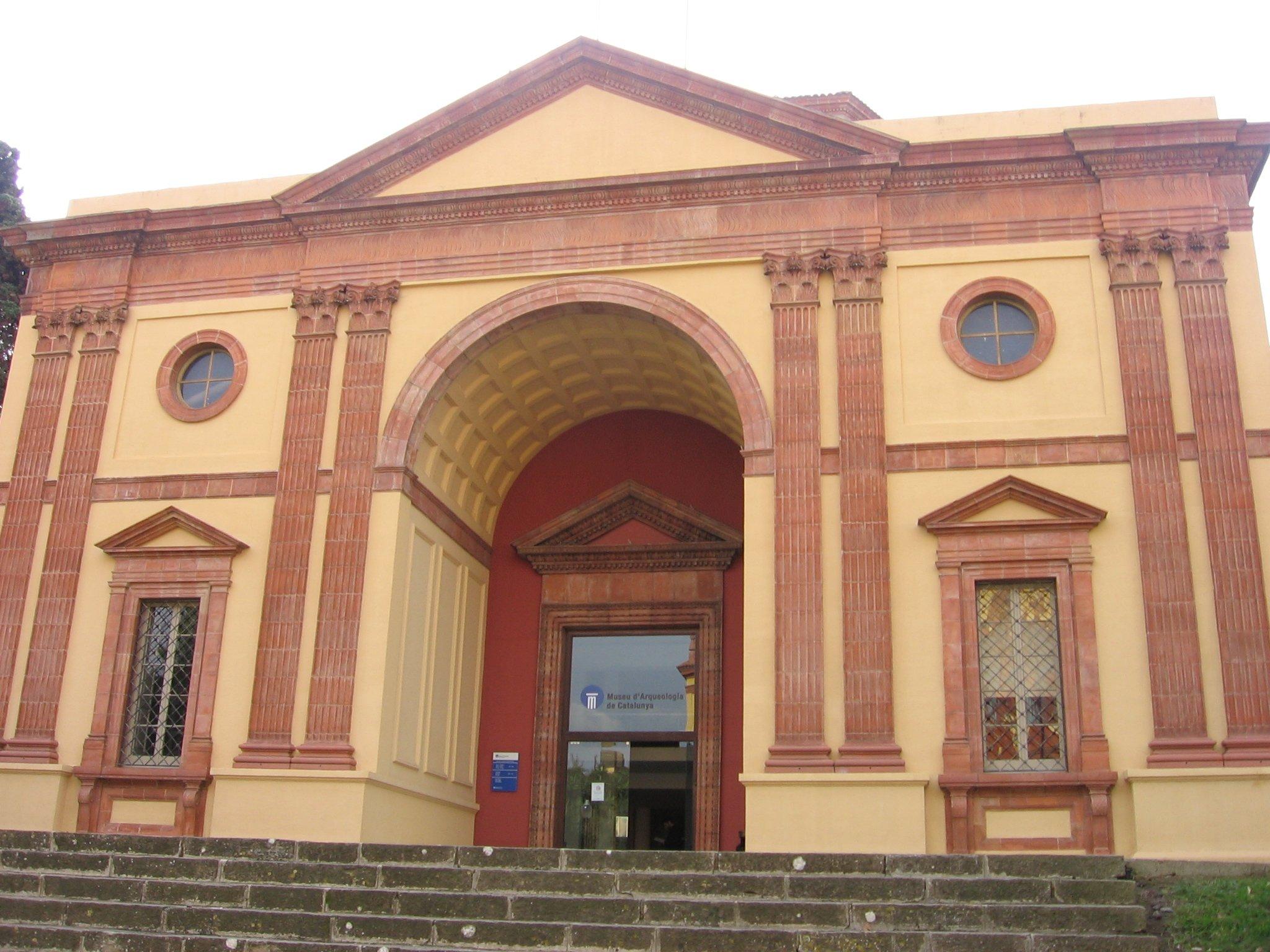
Palacio de las Artes Gráficas.
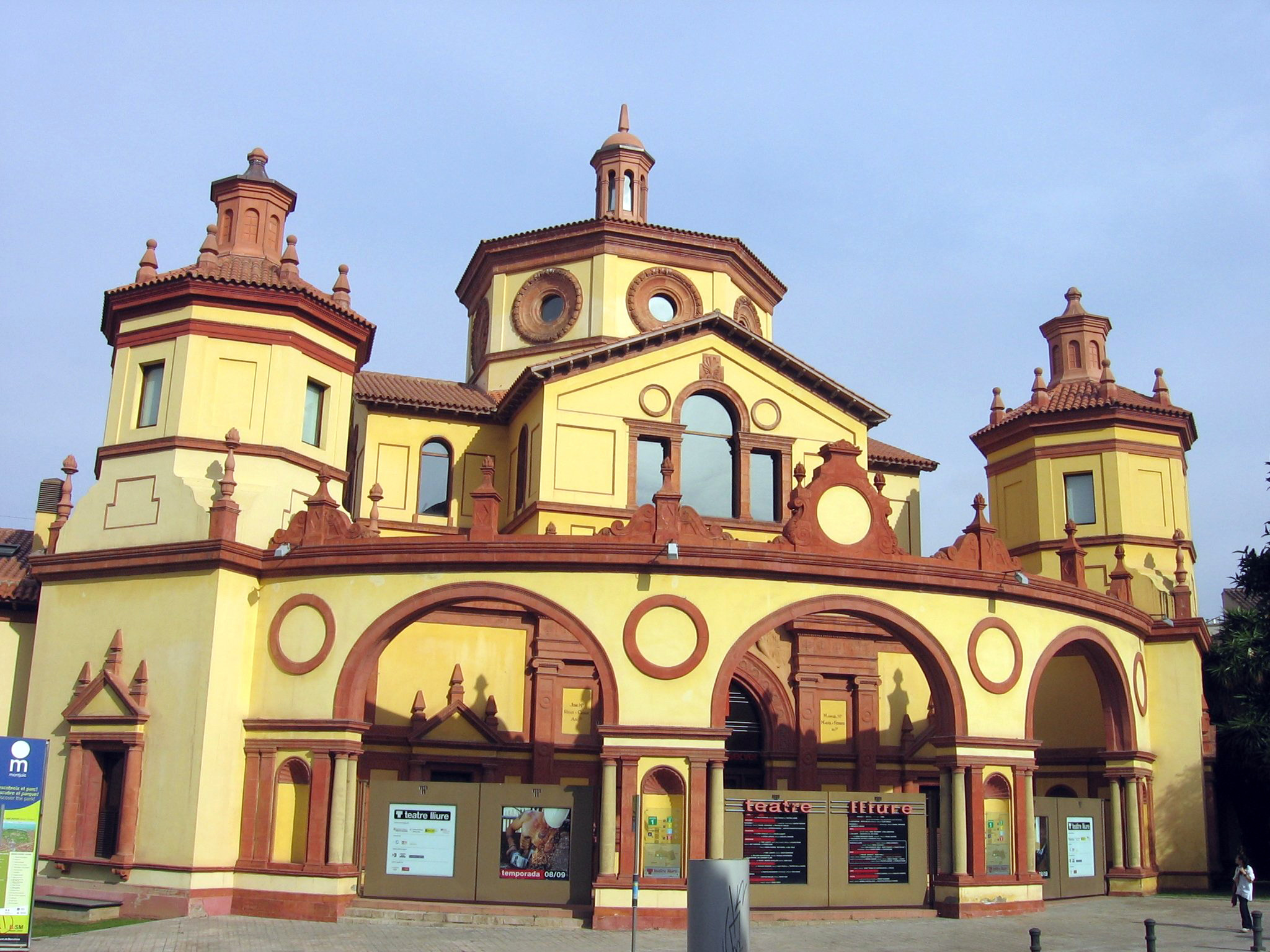
Palacio de la Agricultura.
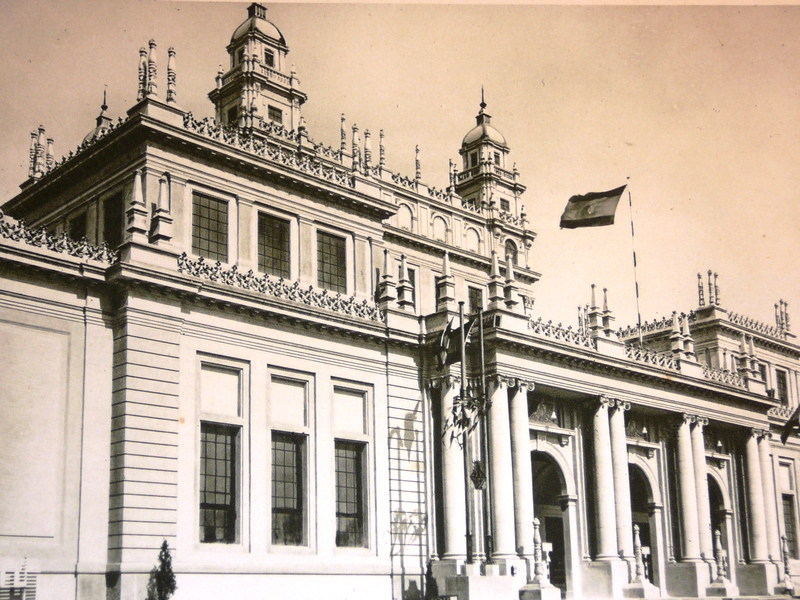
Palacio del Arte Textil.
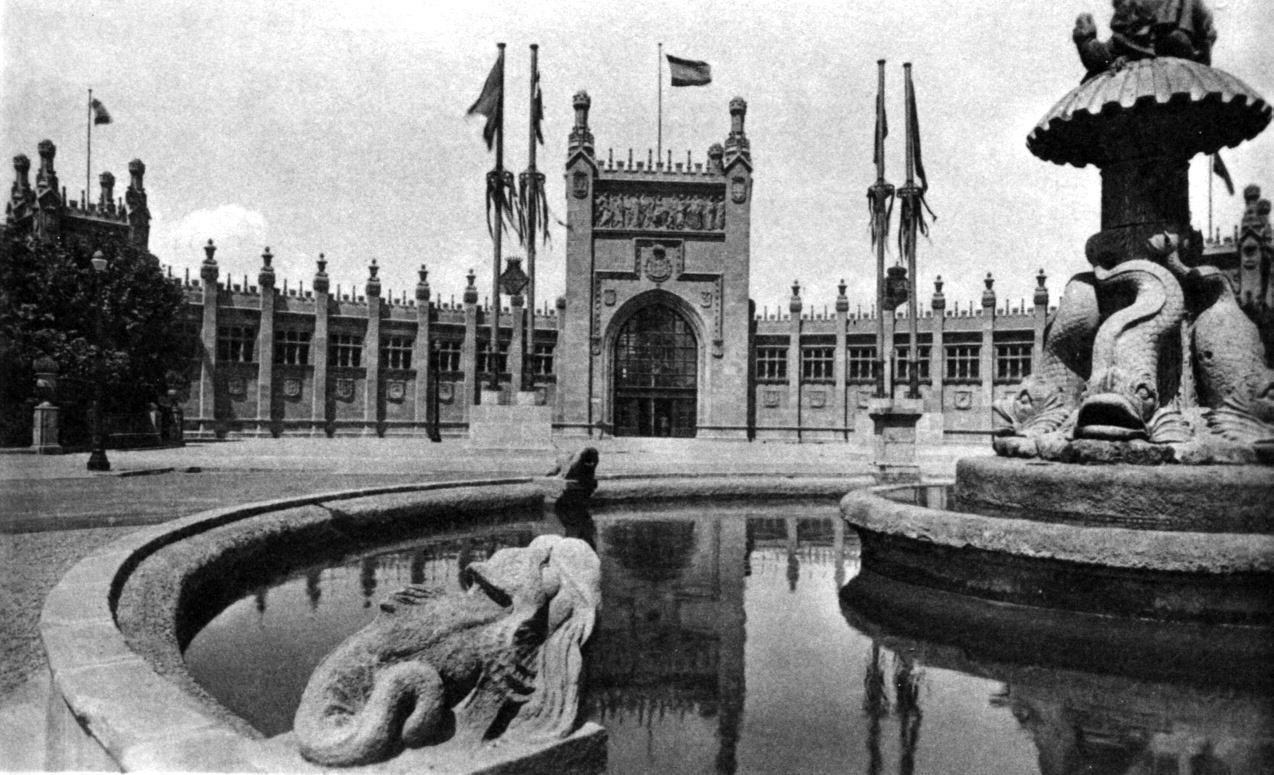
Palacio de las Diputaciones.
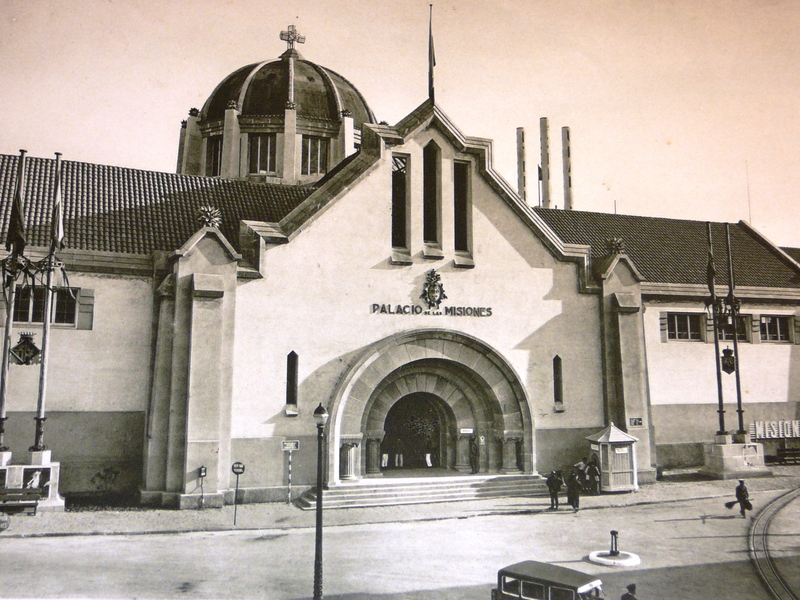
Palacio de las Misiones.

### Racionalismo

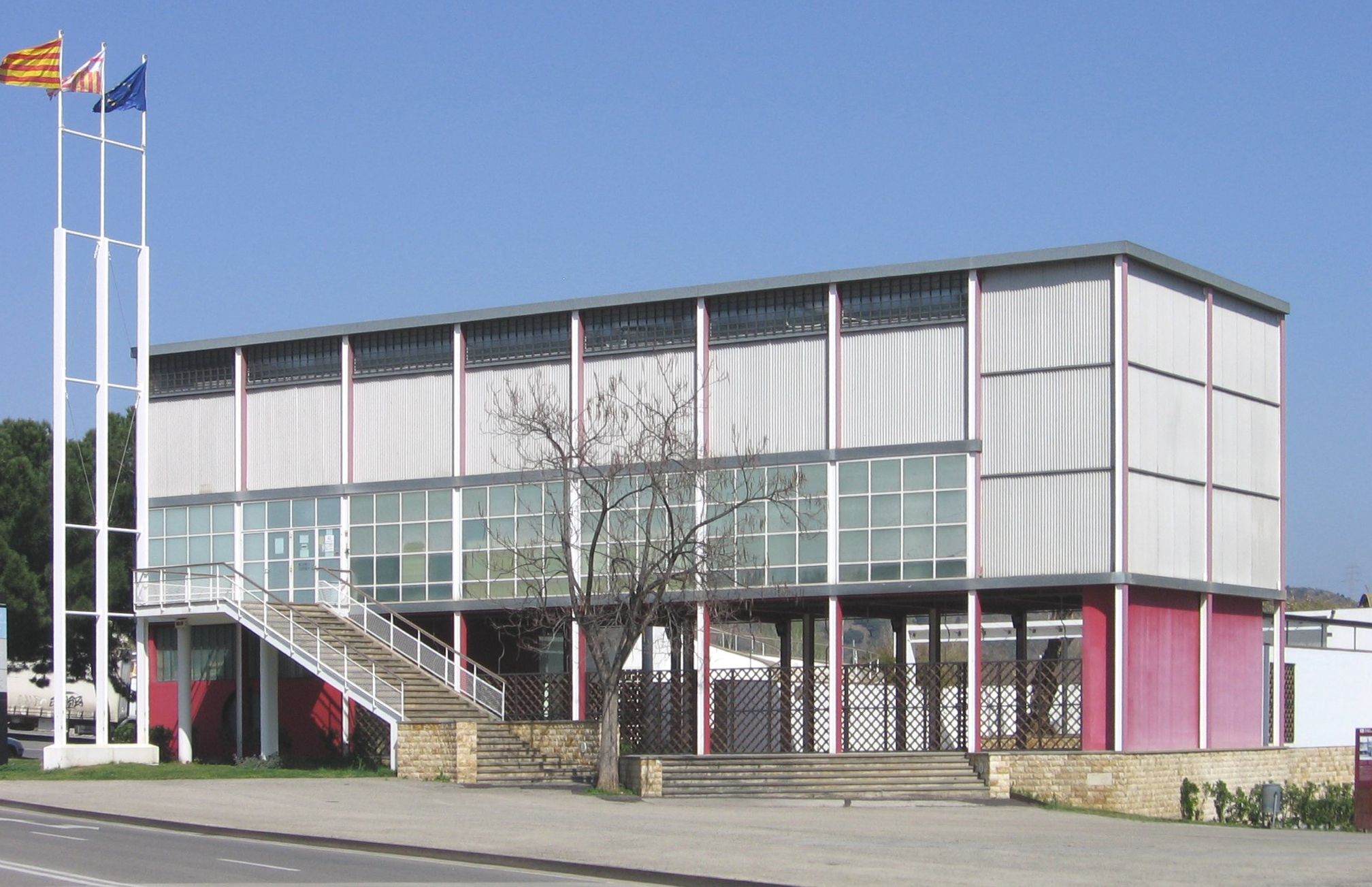
Pabellón de la República Española para la Exposición Internacional de París de 1937, de Josep Lluís Sert y Luis Lacasa; réplica en Barcelona de 1992, de Miquel Espinet, Antoni Ubach y Juan Miguel Hernández León.

En los años 1930 surgió una fuerte voluntad de acercamiento a las vanguardias arquitectónicas europeas, donde estaba despuntando el racionalismo, un estilo practicado en el centro de Europa desde inicios de los años 1920 por arquitectos como Le Corbusier, Ludwig Mies van der Rohe, Walter Gropius y J.J.P. Oud. Era un estilo que aunaba funcionalidad y estética, dando predominio al volumen sobre la masa, con formas basadas en el rectángulo y las líneas horizontales, sin ocultar la estructura del edificio, con paredes lisas y ventanas metálicas, sin recargamiento ornamental. En Cataluña, la influencia de la arquitectura internacional se expresó en dos líneas: un racionalismo más purista inspirado en Le Corbusier, y un eclecticismo que aceptaba otras referencias, como el art déco o el expresionismo alemán, con un especial referente en la Bauhaus.
En 1930 surgió en Barcelona el grupo GATCPAC (Grupo de Arquitectos y Técnicos Catalanes para el Progreso de la Arquitectura Contemporánea), con voluntad renovadora y liberadora del clasicismo novecentista, así como la de introducir en España las nuevas corrientes internacionales derivadas del racionalismo. El GATCPAC defendía la realización de cálculos científicos en la construcción, así como la utilización de nuevos materiales, como las placas de fibrocemento o la uralita, además de materiales más ligeros como el vidrio. Fue fundado por Josep Lluís Sert, Josep Torres Clavé, Germán Rodríguez Arias, Sixte Illescas, Cristòfor Alzamora, Ricardo de Churruca, Manuel Subiño, Pere Armengou y Francesc Perales; posteriormente se incorporaron otros arquitectos como Raimon Duran i Reynals, Antoni Bonet i Castellana, Jaume Mestres i Fossas, Antoni Puig i Gairalt, Ramon Puig i Gairalt, Alexandre Soler i March, Francesc Fàbregas y Joan Baptista Subirana. Lamentablemente, su labor quedó truncada con el estallido de la Guerra Civil.

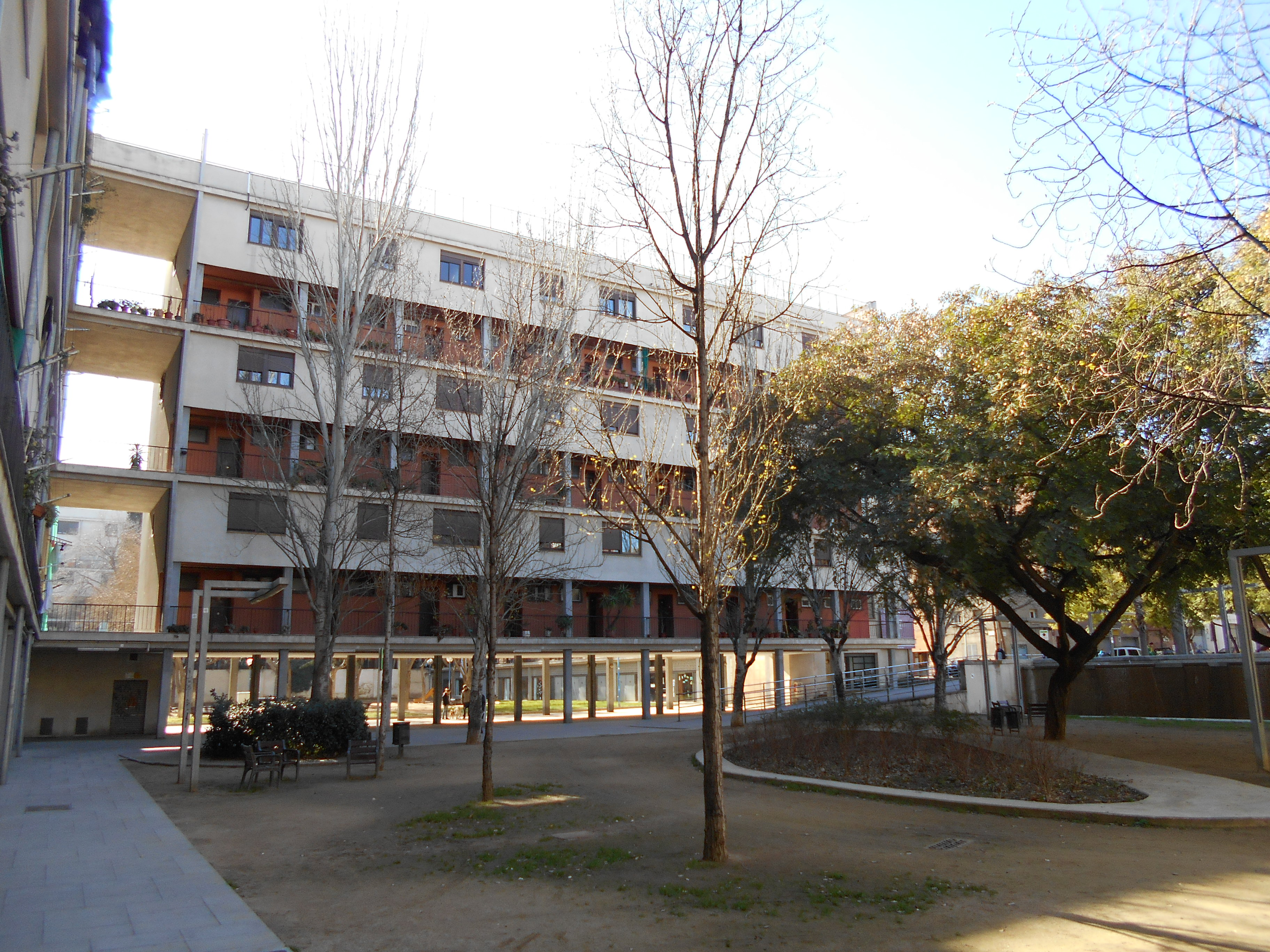
Casa Bloc (1932-1936), de Josep Lluís Sert, Josep Torres Clavé y Joan Baptista Subirana.

El racionalismo catalán tuvo unas especiales cualidades, como serían el alejamiento del formalismo, una cierta tendencia expresionista y una clara vinculación política con la Segunda República, como se denota en la creación en 1936 del SAC (Sindicato de Arquitectos de Cataluña), dirigido por Torres Clavé y Fàbregas, que defendía la intervención en el control de la construcción, la colectivización de la vivienda y la orientación de la enseñanza. Torres Clavé fue director de la revista A. C. Documentos de Actividad Contemporánea (1931-1937), basada en revistas vanguardistas como Das Neue Frankfurt, dirigida por Ernst May, o L'Esprit Nouveau, de Le Corbusier y Amédée Ozenfant.

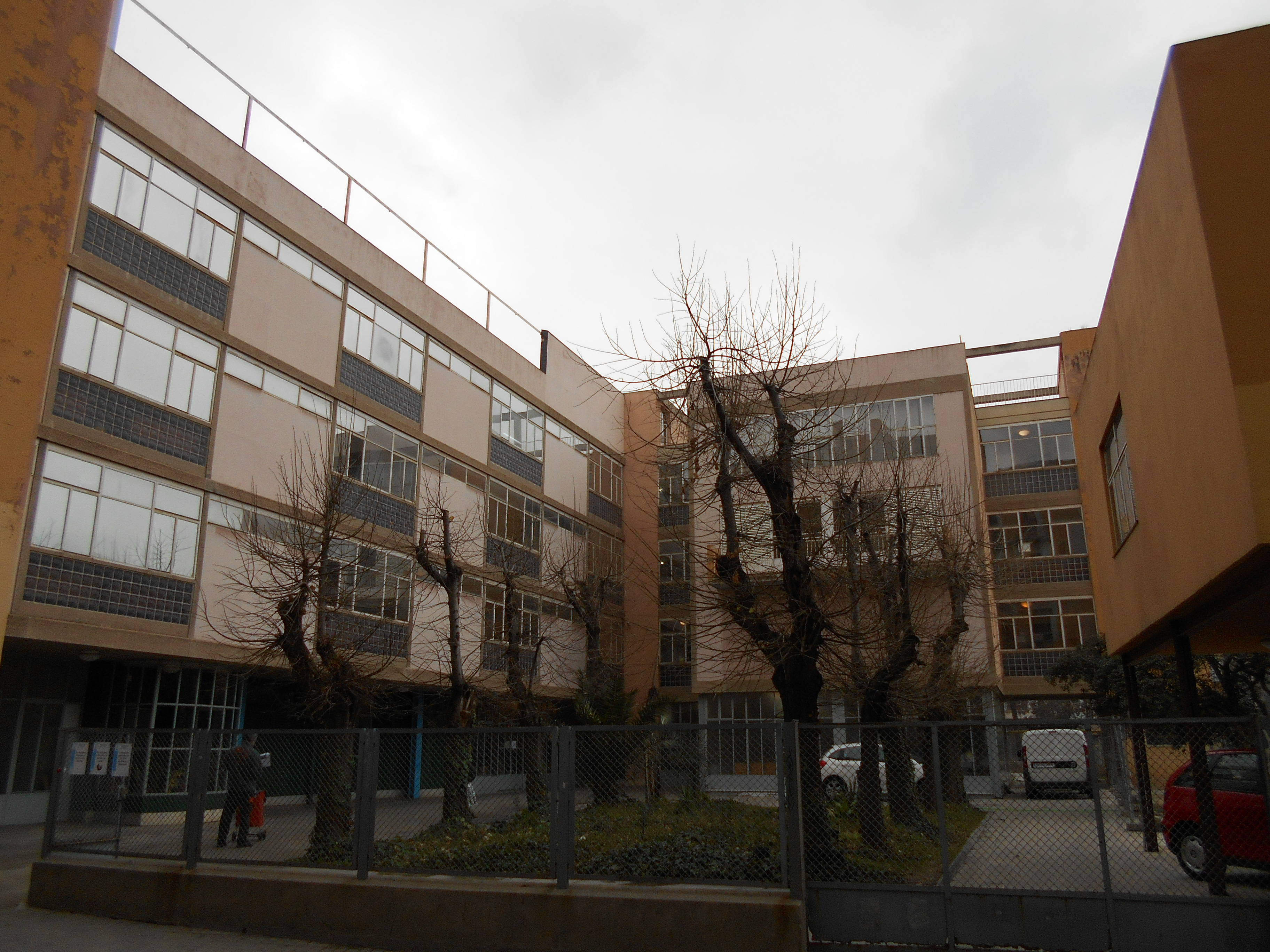
Dispensario Central Antituberculoso (1934-1938), de Josep Lluís Sert, Josep Torres Clavé y Joan Baptista Subirana.

Entre sus miembros destacó especialmente Josep Lluís Sert, un arquitecto de fama internacional que tras la Guerra Civil se estableció en Estados Unidos. Fue discípulo de Le Corbusier, con quien trabajó en París y al que invitó a visitar la Ciudad Condal en 1928, 1931 y 1932. Sus dos principales obras en Barcelona en estos años fueron la casa Bloc (1932-1936) y el Dispensario Central Antituberculoso (1934-1938), ambos en colaboración con Torres Clavé y Subirana. La primera se basa en el proyecto de viviendas à redent de Le Corbusier (1922), y es un conjunto de viviendas en forma de S, de bloques largos y estrechos con estructura metálica de dos crujías, con accesos a las viviendas a través de corredores cubiertos; el Dispensario presenta dos cuerpos paralelos dispuestos en forma de L, con un jardín central que sirve de acceso. Sert fue el autor con Luis Lacasa del Pabellón de la República Española para la Exposición Internacional de París de 1937, donde se exhibió por primera vez el Guernica de Picasso, el cual fue reconstruido en Barcelona en 1992 por Miquel Espinet, Antoni Ubach y Juan Miguel Hernández León.

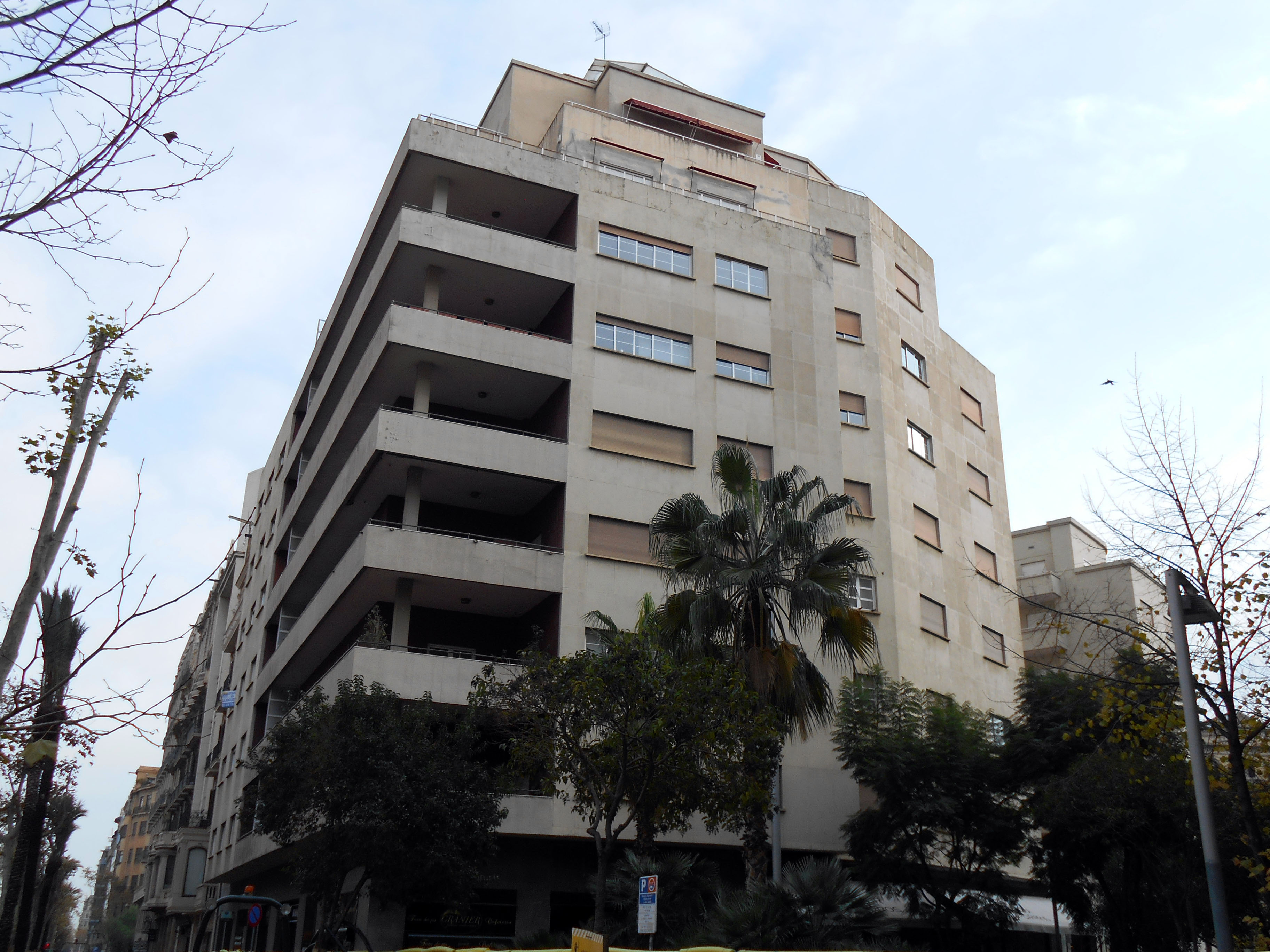
Bloque Diagonal (1935-1940), de Ricardo de Churruca y Germán Rodríguez Arias.

Además de Sert conviene destacar: Sixte Illescas (casa Vilaró, 1931; edificio de viviendas de la calle de Padua 96, 1934-1935; casa Illescas, 1934-1935; casa Masana, 1935-1940); Germán Rodríguez Arias (edificio Astoria, 1933-1934; bloque Diagonal, 1935-1940, con Churruca; edificio de Vía Augusta 61, 1937); Ricardo de Churruca (casa Barangé, 1931-1935; casa Conill, 1935, almacenes Sepu, 1935-1936); Pere Benavent de Barberà (edificio de viviendas de la calle de Balmes 220, 1931-1932; edificio de la avenida Gaudí 56, 1933; casa Jacinto Esteva, 1935-1940); Jaume Mestres i Fossas (casa Viladot, 1930-1933; casa Sans, 1933-1936); Joaquim Lloret i Homs (clínica Barraquer, 1934-1940); Luis Gutiérrez Soto (edificio Fàbregas o Rascacielos Urquinaona, 1936-1944); Josep Soteras (edificio de la calle de Balmes 371 esquina ronda General Mitre, 1935-1941; edificio de la Ronda de San Pedro 22 esquina calle Trafalgar, 1936); y Josep Maria Sagnier i Vidal (edificio de la calle de Balmes 392-396, 1935-1942).
En el ámbito urbano cabe mencionar el Plan Macià (1932-1935), elaborado por Sert y Le Corbusier, un proyecto que preveía una distribución funcional de la ciudad con un nuevo orden geométrico, a través de grandes ejes vertebradores como la Gran Vía, la Meridiana y el Paralelo, y con una nueva fachada marítima definida por rascacielos cartesianos, además de la mejora de equipamientos y servicios, el fomento de la vivienda pública y la creación de un gran parque y centro de ocio junto al delta del Llobregat, la llamada Ciudad de Reposo y Vacaciones. El inicio de la Guerra Civil truncó el proyecto. También cabe mencionar que en 1931 se creó el Colegio de Arquitectos de Cataluña, Aragón, Baleares y Logroño, delimitado en 1933 a Cataluña y Baleares y en 1978 solo a Cataluña; esta entidad edita desde 1944 la revista Cuadernos de Arquitectura —desde 1981 editada en catalán como Quaderns—.

### Posguerra

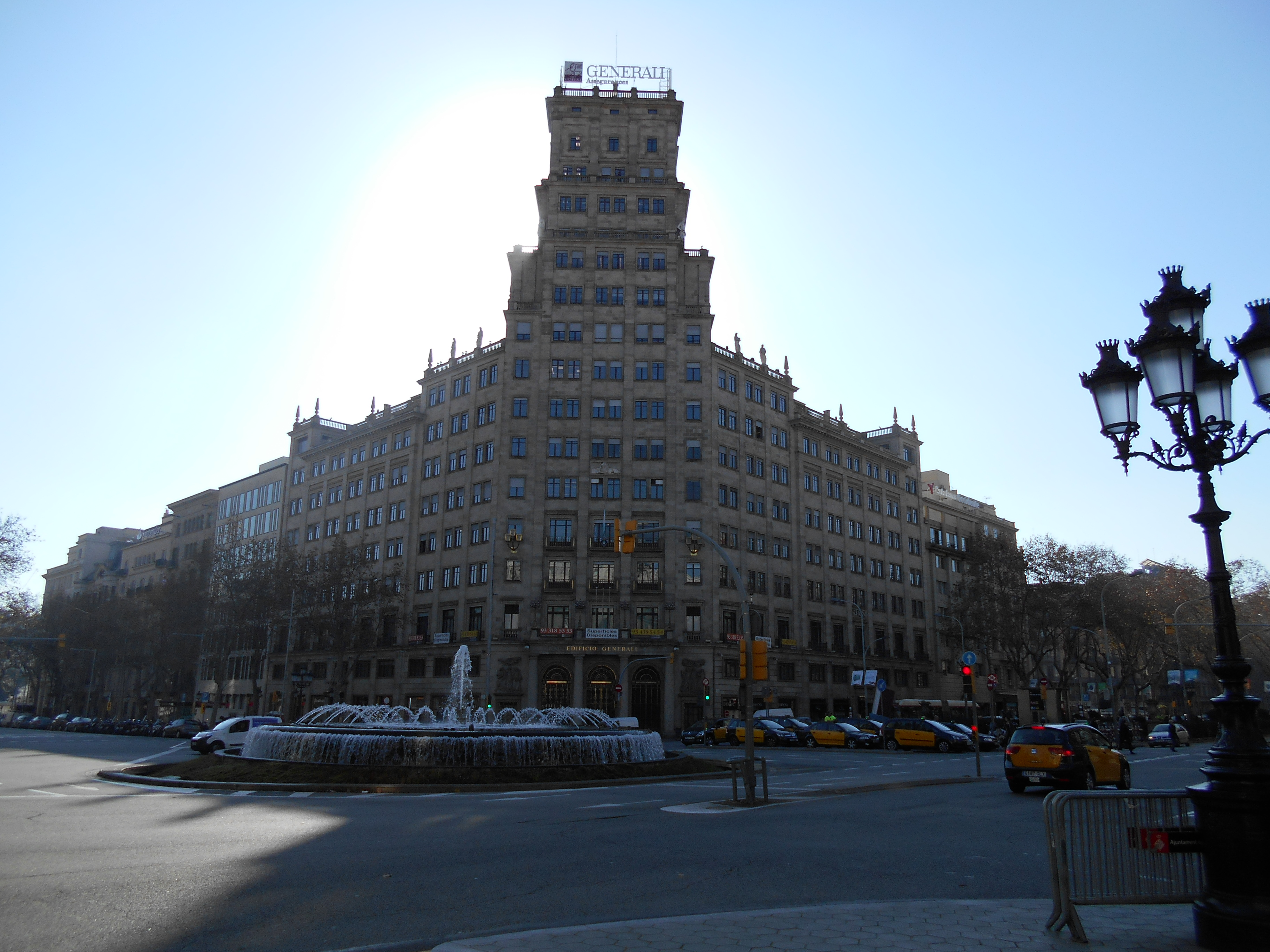
Banco Vitalicio de España (1942-1950), de Lluís Bonet i Garí.

El inicio de la dictadura franquista provocó una ruptura en la integración vanguardista de la arquitectura catalana, ya que el nuevo régimen apostó por un estilo más academicista. La ausencia de un programa conceptual llevó a supeditar la obra a la pericia de su autor, si bien el discurso ideológico imperante fomentó el monumentalismo y el carácter áulico de las realizaciones del momento. En los primeros años de posguerra resurgió el estilo novecentista, con un marcado componente académico, en un estilo neoclásico influido por el eclecticismo americano y el neorrenacentismo mediterráneo.
Ante los intentos fallidos de formulación de una nueva arquitectura del régimen, solo visibles inicialmente por la influencia pasajera de la arquitectura italiana y alemana de tendencia historicista y regionalista, y debido a la falta en Cataluña de encargos oficiales de las nuevas autoridades, las construcciones en la Ciudad Condal entroncaron con el novecentismo monumentalista de los años 1920, con pervivencia incluso de un cierto racionalismo atenuado.

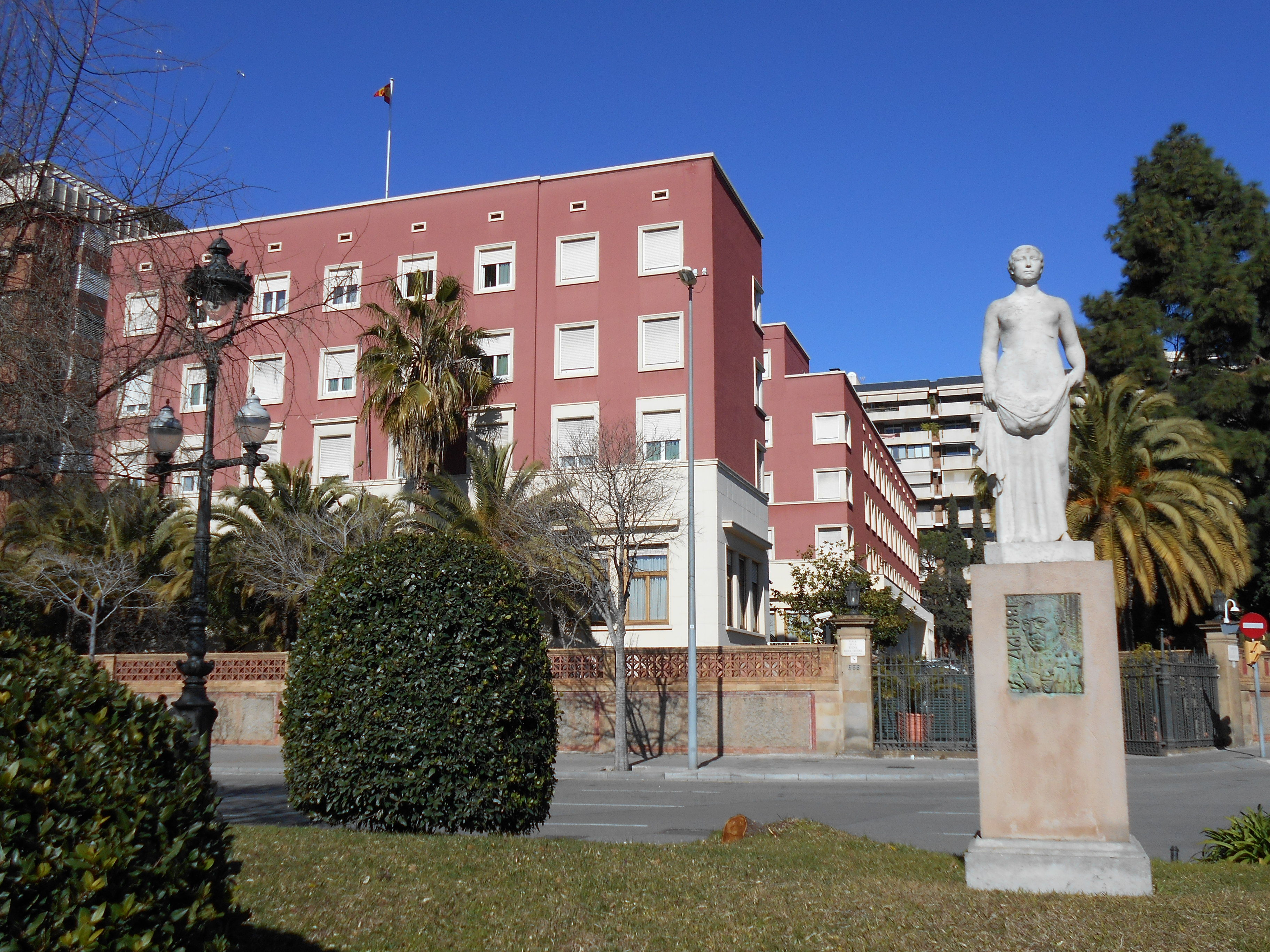
Residencia de Oficiales (1939-1940), de Manuel de Solà-Morales i de Rosselló.

Entre los arquitectos y obras de estos años se pueden mencionar: Raimundo Durán Reynals (iglesia de Santa María de Sants, 1940-1965; sede de Fabra & Coats, 1941-1944; viviendas Clip, 1949-1952; palacio Julio Muñoz, 1949-1952); Eusebi Bona (Banco Español de Crédito en la plaza Cataluña, 1940-1950; edificio comercial Pirelli, 1948); Francesc Nebot (edificio de viviendas de la calle de Balmes 368 esquina ronda General Mitre, 1946); Adolf Florensa (edificio de la plaza Villa de Madrid, 1946); Lluís Bonet i Garí (Banco Vitalicio de España, 1942-1950; Instituto Nacional de Previsión, 1947); Francesc Mitjans (edificios de viviendas de la calle de Balmes 182, 1941-1948; de la calle de Amigó 76, 1941-1944; y de la ronda del General Mitre 140, 1947-1949); Manuel de Solà-Morales i de Rosselló (Residencia de Oficiales, 1939-1940); Francisco Juan Barba Corsini (viviendas del paseo de la Bonanova 105-107, 1946); Joaquim Lloret i Homs (viviendas El Rancho Grande, 1944); Pere Benavent de Barberà (viviendas de la calle de la Reina Victoria 26 y ronda del General Mitre 55, 1946-1950); y Josep Soteras (Fábrica Olivetti, 1940-1953; Edificio Industrial, 1947; fuente monumental del paseo de Gracia, 1952).

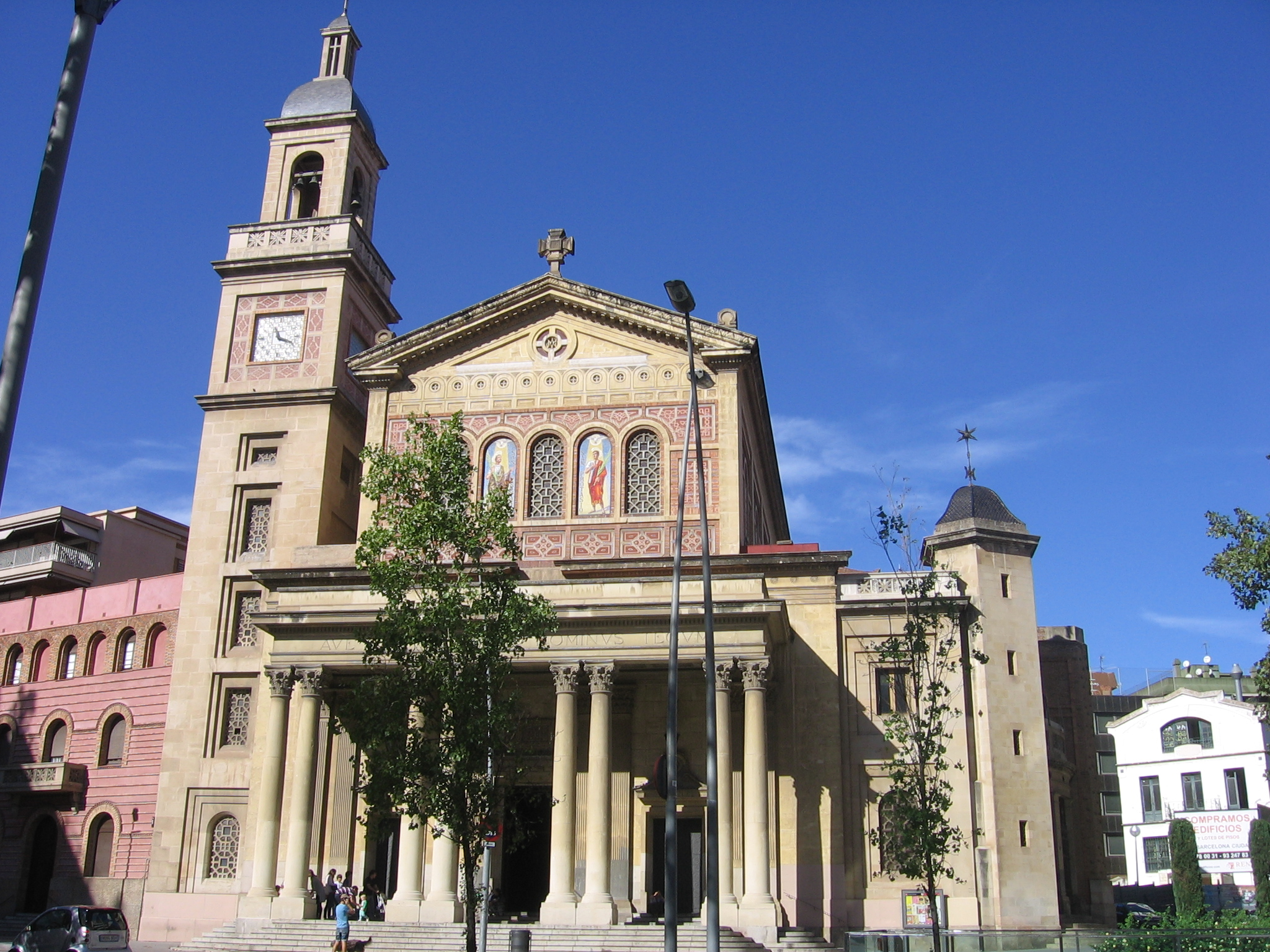
Iglesia de Nuestra Señora de la Bonanova (1942-1962), de Josep Danés i Torras.

En esta época se restauraron numerosas iglesias destruidas o dañadas en el transcurso de la guerra, al tiempo que se creaban otras nuevas, la mayoría en un estilo renacentista florentino continuador de la línea iniciada por Rubió y Tudurí: iglesia de Nuestra Señora de la Bonanova (1942-1962), de Josep Danés i Torras; iglesia del convento de los Capuchinos de Sarrià (1940-1944), de Pere Benavent de Barberà; iglesia de Nuestra Señora de los Ángeles (1942-1957), de Josep Danés i Torras; iglesia del Perpetuo Socorro (1950), de Joaquim Porqueras Bañeres; iglesia de San Miguel de los Santos (1950-1963), de Antoni Fisas.
Los años de la dictadura se caracterizaron por el desarrollismo urbano, que consistió en la construcción desenfrenada de viviendas baratas, en gran parte de protección oficial, para absorber la población procedente sobre todo, de regiones españolas como Andalucía, Murcia, Extremadura o Galicia. La afluencia masiva de inmigración comportó un auge del chabolismo, principalmente en Montjuic, el Somorrostro, el Pueblo Nuevo y El Carmelo, lugares donde a finales de los años 1960 se contabilizaban unas 10 000 barracas. Aunque se fomentó la vivienda protegida, ello no frenó la especulación. La construcción de viviendas se llevó a cabo, en muchos casos, sin una planificación urbanística previa, y utilizando materiales baratos que, con los años, provocarían problemas varios como la aluminosis. La fiebre constructora provocó un notable incremento demográfico y la creación de nuevos barrios, como El Carmelo, Nou Barris, El Guinardó, El Valle de Hebrón, La Sagrera, El Clot o el Pueblo Nuevo.
La contienda supuso un parón en los proyectos paisajísticos de la ciudad, y en la posguerra las actuaciones se centraron más en el mantenimiento y restauración de las áreas existentes que no en la creación de nuevas zonas verdes. En 1940 se puso al frente de Parques y Jardines Lluís Riudor i Carol, iniciador del paisajismo en Cataluña. Actuaciones suyas fueron el jardín de Austria —ubicado en el recinto del parque Güell—, el parque de Monterols, el de Cervantes, y diversas intervenciones en la montaña de Montjuic encaminadas a suprimir el chabolismo, proyecto que continuó su sucesor, Joaquim Casamor, con la creación de diversos jardines de tipo temático, como los jardines Mossèn Costa i Llobera, especializados en cactáceas y suculentas, y los jardines de Mossèn Cinto Verdaguer, dedicados a las plantas acuáticas, bulbosas y rizomatosas. Obra suya fueron también en Montjuic los jardines del Mirador del Alcalde y los jardines de Joan Maragall, ubicados en torno al Palacete Albéniz; y, en el resto de Barcelona, el parque del Putget, el de la Guineueta y el de Villa Amelia.

### Grupo R

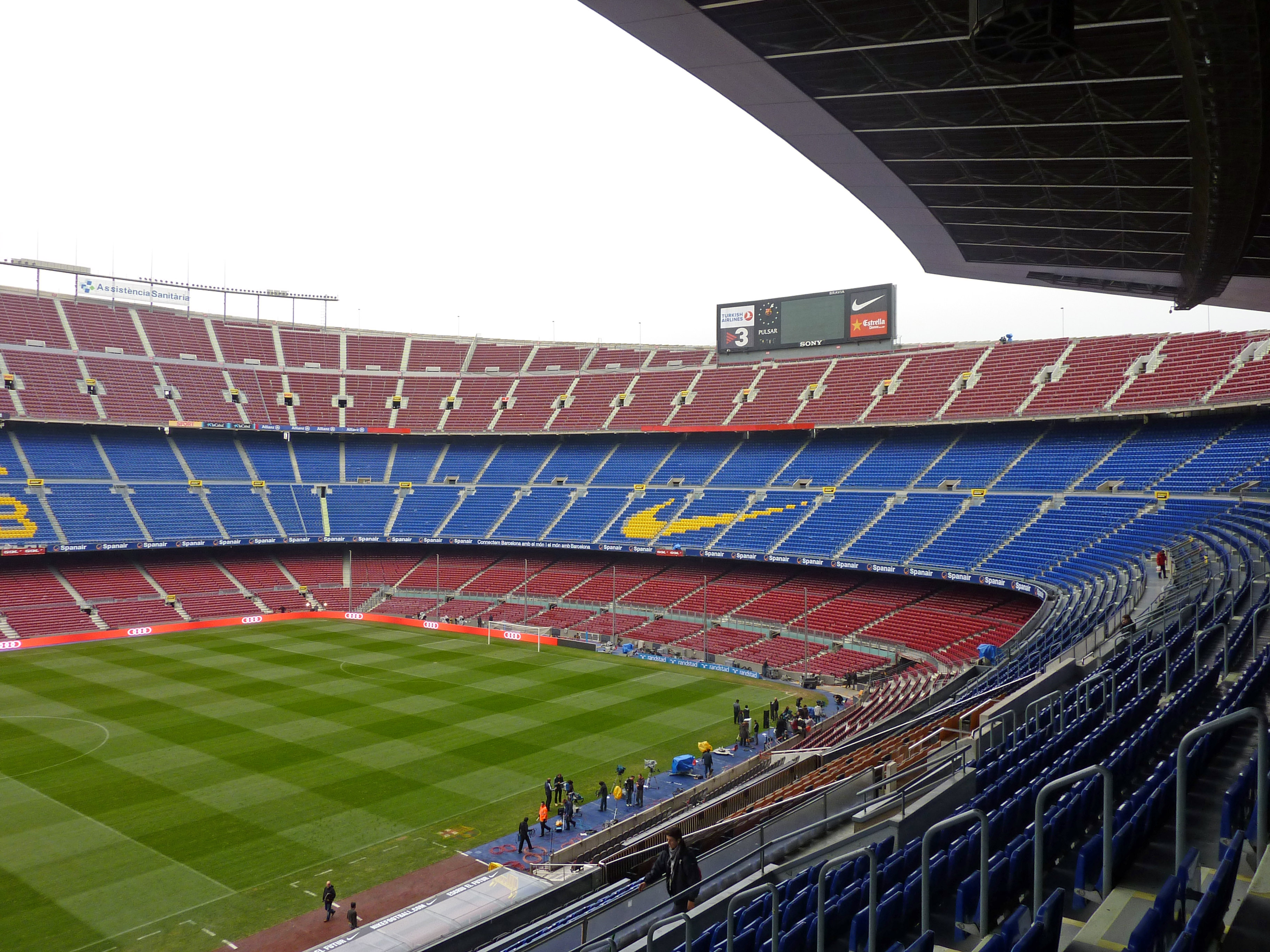
Camp Nou (1954-1957), de Lorenzo García-Barbón, Francesc Mitjans y Josep Soteras.

En los años 1950 hubo una renovación del panorama arquitectónico gracias al Grupo R (1951-1961), un conjunto de arquitectos que conectaron la experiencia del racionalismo y el GATCPAC con las nuevas corrientes internacionales, como el Neoliberty, el neoempirismo y el organicismo, con influencia de arquitectos como Alvar Aalto, Oscar Niemeyer, Bruno Zevi y Gio Ponti. Se consideraban a sí mismos posfuncionalistas, partiendo del funcionalismo racionalista, pero superado sobre la base de criterios humanistas. La arquitectura del Grupo R se fue desmarcando cada vez más del estilo propio del régimen, adquiriendo un matiz reivindicativo, en que la apuesta por la modernidad se consideraba una oposición al régimen.
Entre sus miembros iniciales se encontraban José Antonio Coderch, Antoni de Moragas, Josep Maria Sostres, Manuel Valls, Joaquim Gili, Oriol Bohigas, Josep Martorell y Josep Pratmarsó; en 1953 se dieron de baja Coderch y Valls, al tiempo que ingresaron Manuel Ribas i Piera, Josep Anton Balcells, Francesc Bassó y Guillermo Giráldez; en 1958 ingresaron Pablo Monguió y Francesc Vayreda. Estos arquitectos tomaron una nueva concienciación debido a la conferencia de Alberto Sartoris en el Ateneo Barcelonés en 1949, donde pedía la búsqueda de una nueva arquitectura nacional, la cual fue secundada por Oriol Bohigas en su artículo Posibilidades de una arquitectura barcelonesa. Sin embargo, con el tiempo la diversidad de tendencias de estos autores, que se movían entre el neopopularismo, el neorracionalismo miesiano, el informalismo y el neofuncionalismo, llevó a la disolución del grupo.

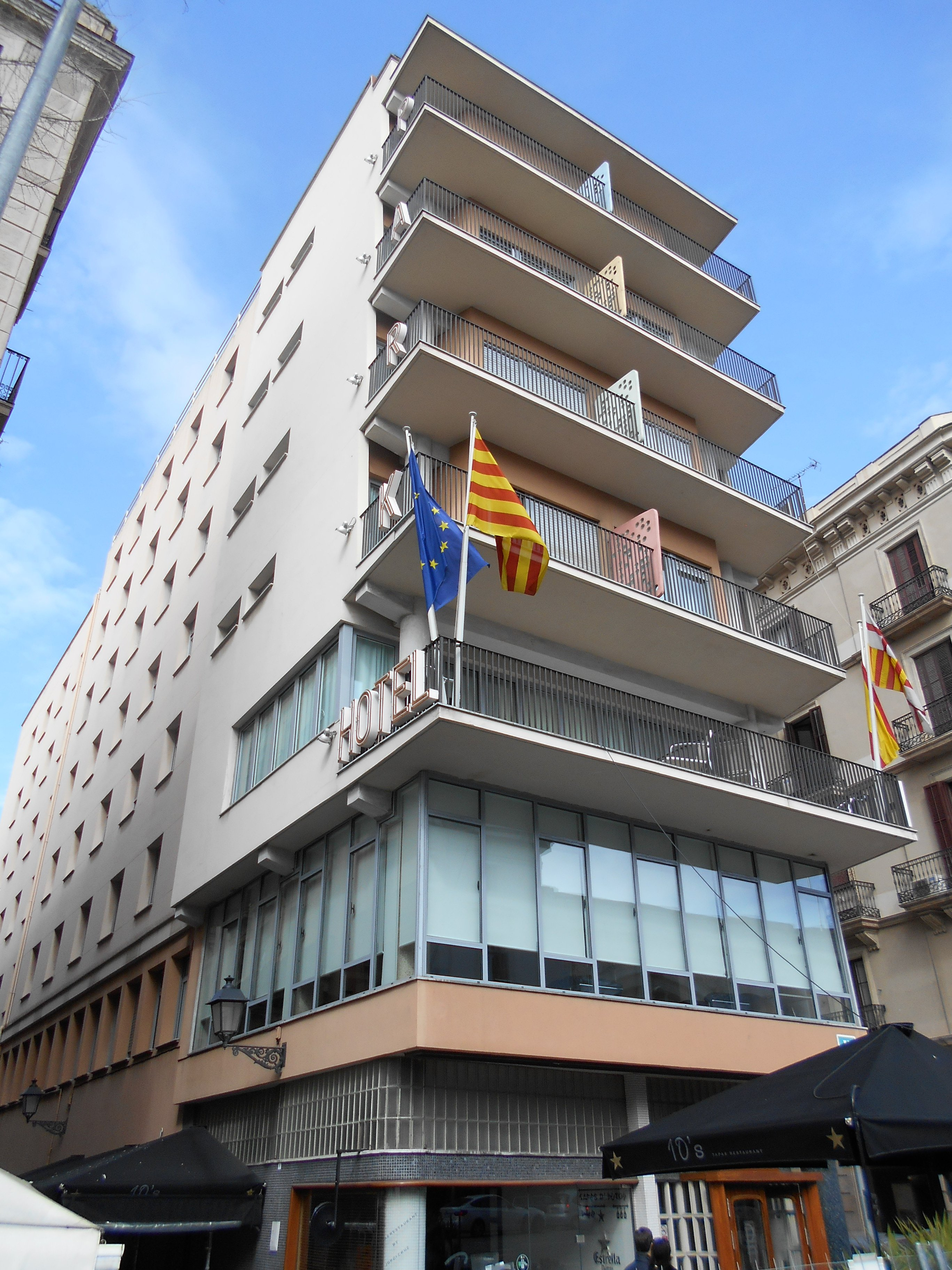
Park Hotel (1950-1954), de Antoni de Moragas.

En esta generación destacó José Antonio Coderch, uno de los arquitectos españoles de la época con más prestigio internacional. Influido por Aalto, sus obras muestran un alto grado de simplicidad y depuración volumétrica, al tiempo que las formas curvilíneas y articuladas denotan un cierto componente expresionista. Fue un defensor de la arquitectura tradicional catalana, y mostró una gran preocupación por el interiorismo y la adaptación al entorno. Trabajó asociado con Manuel Valls desde 1942; en 1960 ingresó en el grupo internacional Team 10. Entre sus obras se encuentran: la Cooperativa Obrera La Maquinista (1951-1953), la casa de la Marina (1952-1954), el edificio de viviendas de la calle de Johann Sebastian Bach 7 (1957-1961) y la casa Tàpies (1960-1963).
Josep Maria Sostres fue discípulo de Sixte Illescas, y recibió posteriormente la influencia de Giuseppe Terragni, al tiempo que se declaraba admirador de Gaudí, al que aludía para remarcar la superación del funcionalismo racionalista. Fue autor de la casa Moratiel (1956-1957), la casa Iranzo (1957), y las oficinas de El Noticiero Universal (1963-1965).
Antoni de Moragas se mostró partidario del diseño industrial frente al trabajo artesanal; trabajó asociado a Francesc de Riba i Salas: Park Hotel (1950-1954), cine Fémina (1950-1952), edificio de viviendas de la avenida Vallcarca 125 (1953), casa de los Toros (1960-1962).
Por otro lado, los principales exponentes estos años de un racionalismo de raíces miesianas y bauhausianas fueron Francesc Mitjans y Francisco Juan Barba Corsini. El primero fue autor del edificio La Colmena (1950-1952), el conjunto Vallmajor de viviendas y Clínica Soler Roig (1950-1954), el edificio de oficinas CYT (1953-1959), el edificio Tokyo (1954-1957), el Hotel Barcelona (1955-1962), el edificio Seida (1955-1967, con Josep Soteras) y el edificio de oficinas Harry Walker (1959). Barba Corsini construyó el edificio Mitre (1959-1964) y los apartamentos de las buhardillas de la Casa Milà (1955), al estilo de los study houses de Los Ángeles.

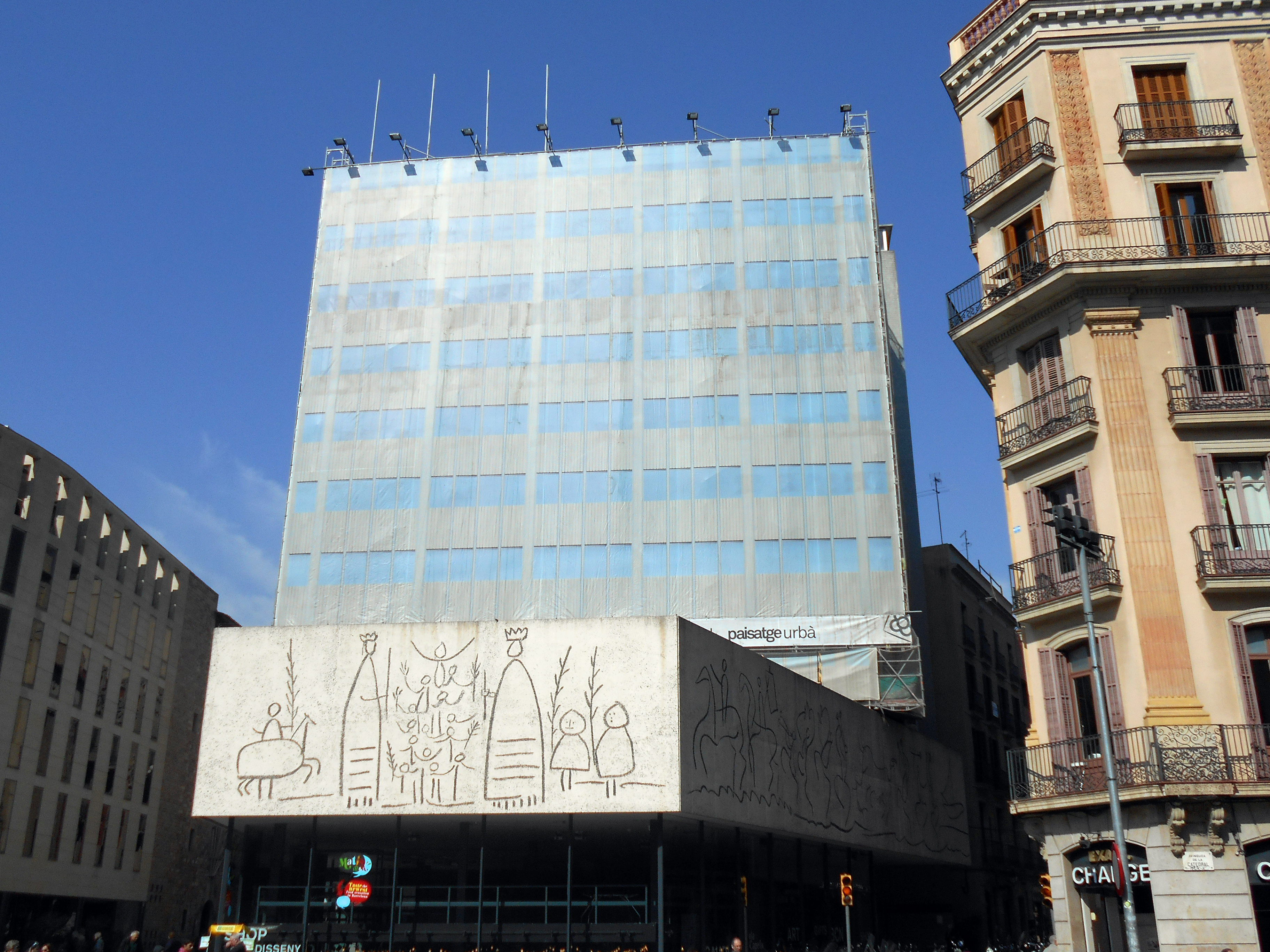
Colegio de Arquitectos de Cataluña y Baleares (1958-1962), de Xavier Busquets.

Uno de los miembros más jóvenes, pero que despuntó rápidamente, fue Oriol Bohigas, arquitecto, crítico, profesor y político, defensor de una arquitectura pragmática y funcional basada en la eficacia y la rentabilidad, con respeto a la arquitectura tradicional y un especial valor otorgado a los materiales, como se denota en su defensa acérrima del ladrillo. Trabajó en asociación con Josep Martorell desde 1951; obras suyas son: el grupo de viviendas Escorial (1952-1955), el edificio de viviendas de la calle de Roger de Flor 215 (1954-1958), el edificio de la calle Pallars 301-319 (1955-1960), la sede de la Mutua Metalúrgica de Seguros (1955-1959) y el grupo de viviendas Milans del Bosch (1962-1964).

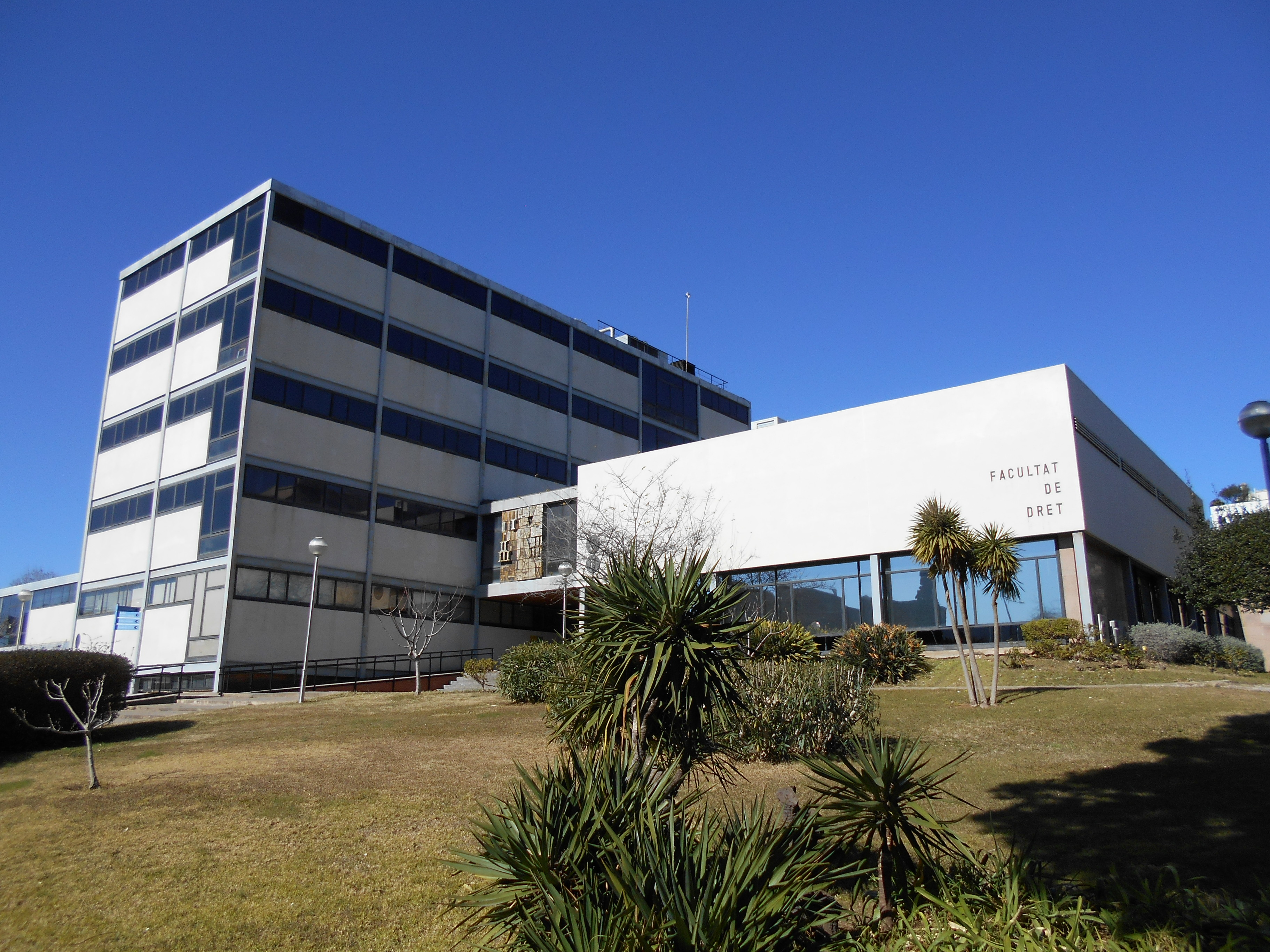
Facultad de Derecho (1958-1959), de Guillermo Giráldez, Pedro López Íñigo y Xavier Subías.

En estos años surgieron una serie de obras singulares que merecen reseñarse especialmente: el Palacio Municipal de Deportes (1953-1955), de Lorenzo García-Barbón y Josep Soteras, de estética brutalista, presenta un volumen atunelado con una serie de crujías de arcos parabólicos, con dos grandes pantallas rectangulares a modo de brise-soleil en los testeros; el Camp Nou (1954-1957), de Lorenzo García-Barbón, Francesc Mitjans y Josep Soteras, un estadio con una estructura de hormigón armado con capacidad para 90 000 espectadores, con tres graderías superpuestas dispuestas con un trazado de cuatro curvas rebajadas para facilitar la proximidad del espectador al terreno de juego, el cual se sitúa bajo el nivel de la calle para procurar un mejor acceso a los niveles superiores; la editorial Gustavo Gili (1954-1961), de Joaquim Gili y Francesc Bassó, situada en un interior de manzana del Ensanche, presenta una fachada acristalada cubierta por brise-soleil, con una estructura diáfana plena de luz natural gracias a unos patios laterales; el conjunto de la SEAT (1954-1960), de Manuel Barbero, César Ortiz Echagüe, Rafael Echaide Itarte y Rafael de la Joya, un conjunto de comedores, almacenes, laboratorios y oficinas con perfiles de aluminio; la sede del Colegio de Arquitectos de Cataluña y Baleares (1958-1962), de Xavier Busquets, una torre de ocho plantas con estructura metálica en muro cortina y cuerpo bajo de forma trapezoidal, decorado con esgrafiados de Picasso; y la Facultad de Derecho (1958-1959), de Guillermo Giráldez, Pedro López Íñigo y Xavier Subías, con una retícula estructural de cuerpos rectangulares y patios interiores, con cerramientos de paños acristalados y paredes prefabricadas de gres blanco, de influencia neoplasticista.

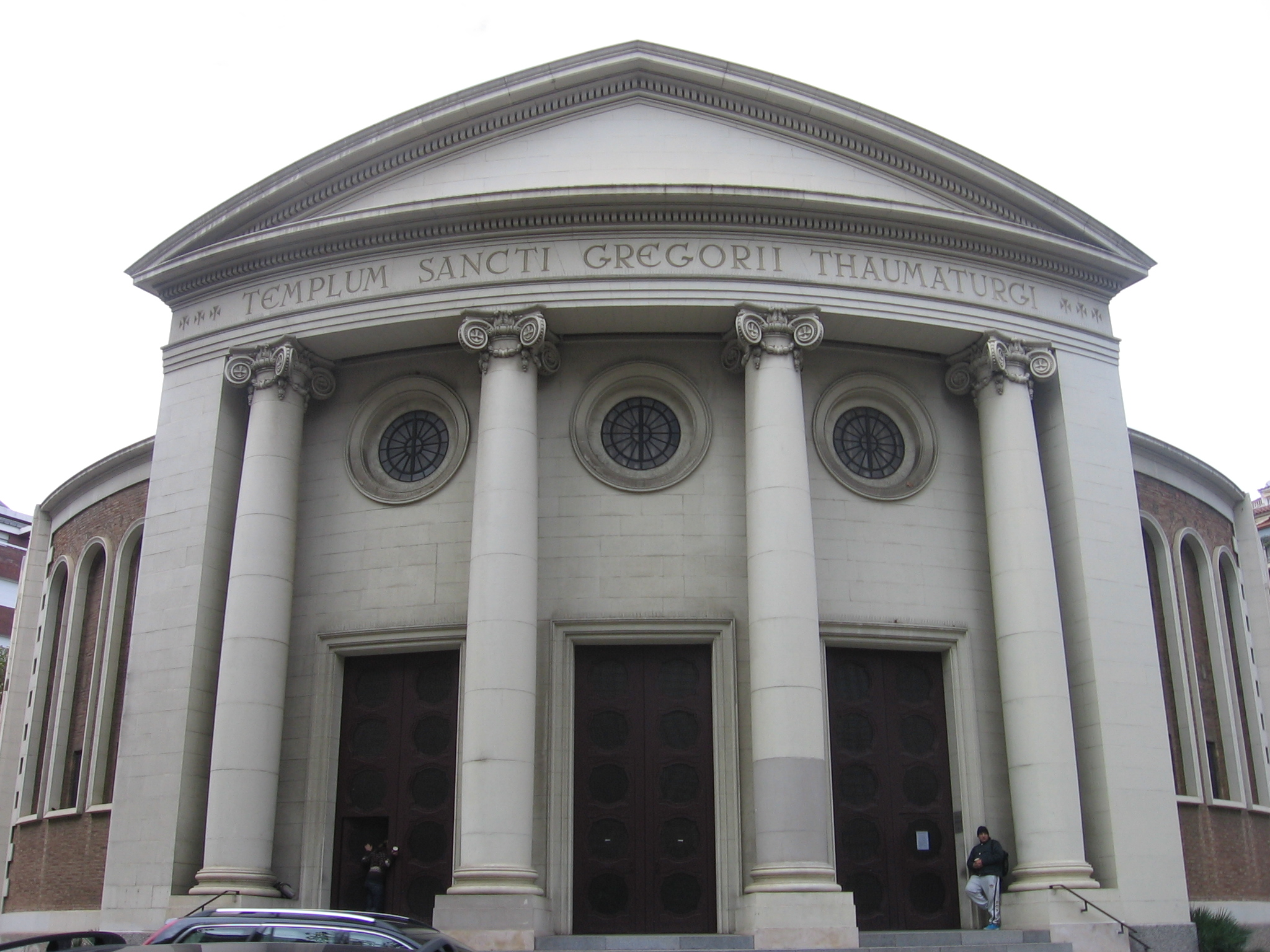
Iglesia de San Gregorio Taumaturgo (1954-1963), de Bartomeu Llongueras.

En los años 1950 la arquitectura religiosa se abrió a los nuevos lenguajes arquitectónicos de vanguardia, siempre respetando su particular idiosincrasia como edificios destinados a la fe. Ejemplos de ello serían la iglesia de los Hogares Mundet (1954-1957), de Manuel Baldrich, que denota la influencia de Alvar Aalto, con decoración de los escultores Josep Maria Subirachs y Eudald Serra; la iglesia de San Gregorio Taumaturgo (1954-1963), de Bartomeu Llongueras, de planta circular y fachada clasicista; la iglesia de Santa Cecilia (1957), de Jordi Vidal de Llobatera, que sorprendió por su nave interior de forma acampanada y ligeramente inclinada.
Por lo que respecta al urbanismo, en 1953 surgió el Plan Comarcal, un intento de integrar la ciudad con los municipios colindantes en vías de satisfacer la fuerte demanda de vivienda en los años de llegada masiva de inmigración, al tiempo que intentaba frenar la especulación inmobiliaria y mejorar el entorno urbano. Aunque no se llevó a cabo en su totalidad, de su planteamiento inicial surgieron diversos planes parciales, especialmente los referentes a las zonas del Besós y del límite de la Diagonal: en la primera se crearon los nuevos barrios de la Verneda y del Besós, mientras que en la segunda se proyectó la Zona Universitaria y se ampliaron los barrios de Les Corts y Collblanc.
Por otro lado, en 1952 Barcelona acogió el XXXV Congreso Eucarístico Internacional, que permitió la urbanización de un nuevo barrio conocido como Congrés, con un conjunto de viviendas proyectado por Josep Soteras, Carles Marquès y Antoni Pineda. En 1957 se abrió el primer tramo del paseo Marítimo, una idea surgida en los años 1920 que aún no se había desarrollado, con un proyecto de Enric Giralt i Ortet. Por otro lado, el déficit de vivienda para acoger a la nueva inmigración llevó a la promulgación del Plan de Urgencia Social de 1958, que llevó a la construcción de grandes bloques de viviendas sociales en barrios de la periferia, como la Verneda, Torre Llobeta, Polvorín, Can Clos, la Trinidad y Verdún.

### Escuela de Barcelona

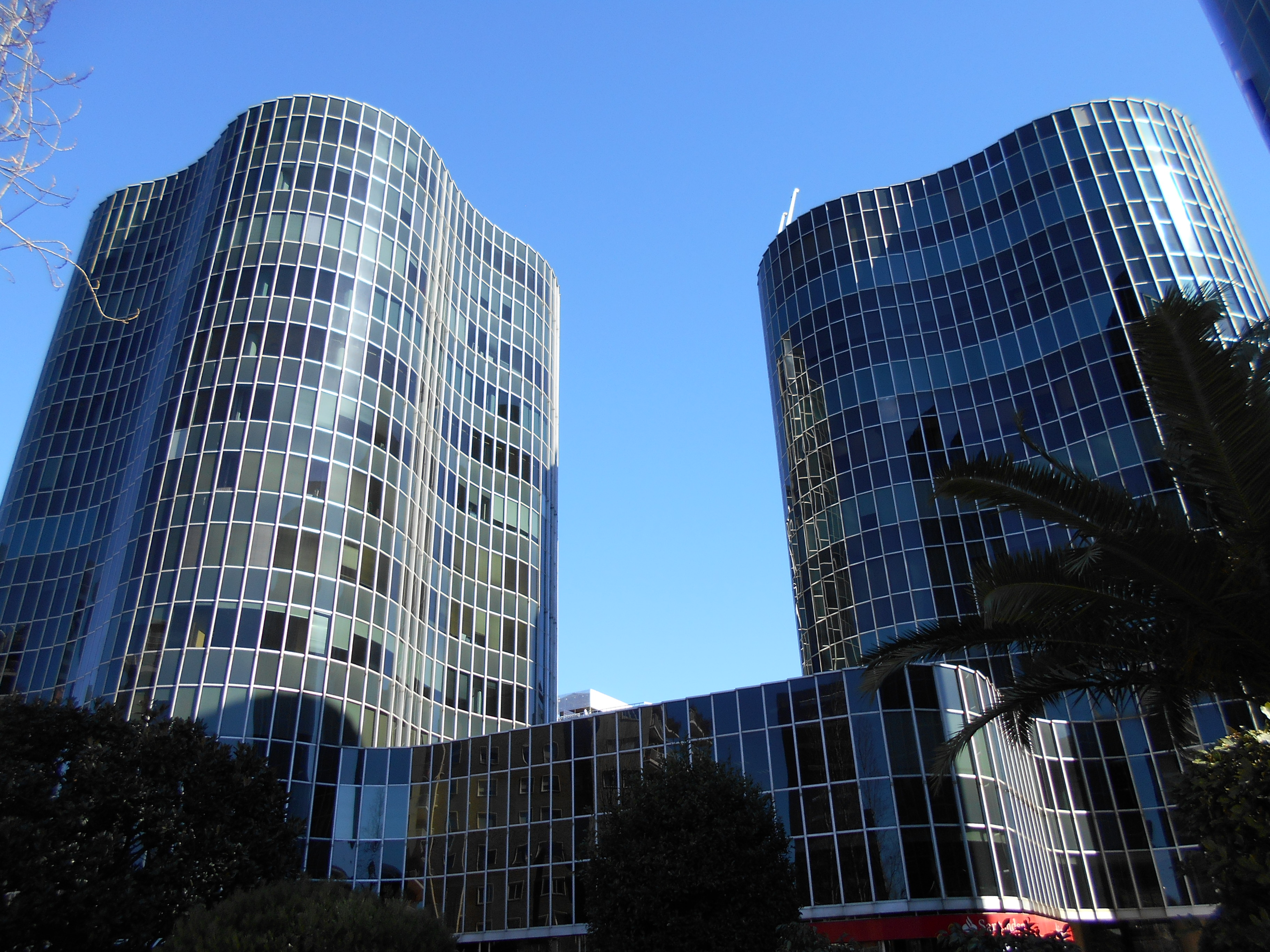
Torres Trade (1965-1969), de José Antonio Coderch y Manuel Valls.

Entre los años 1960 y 1970 surgió la denominada Escuela de Barcelona, según la denominación propuesta por Oriol Bohigas en su artículo Una posible Escuela de Barcelona, publicado en la revista Arquitectura en 1968. Heredera del Grupo R, la nueva escuela se inspiró en el neorrealismo italiano que triunfaba por aquel entonces a nivel internacional, combinando un lenguaje constructivo racionalista con la funcionalidad y el diseño. La Escuela de Barcelona revalorizó nuevamente el modernismo, y puso énfasis en el papel educador y comunicativo de la arquitectura, a la cual otorgaban un compromiso social como elemento dinamizador de las estructuras sociales y urbanas. Asimismo, valoraban el trabajo artesanal y el uso de materiales tradicionales de la arquitectura catalana, como el ladrillo y la cerámica. También pusieron un especial énfasis en la atención al diseño y el interés por el detalle.
Diversos miembros del Grupo R se englobaron también en la Escuela de Barcelona. Al tándem Bohigas-Martorell se sumó en 1962 David Mackay, formando la firma MBM. Además, surgió una nueva generación de arquitectos entre los que destacaban: Federico Correa, Alfons Milà, Ricardo Bofill, Lluís Cantallops, Lluís Nadal, Albert Viaplana, Helio Piñón, Esteve Bonell o el grupo Studio PER, formado por Lluís Clotet, Òscar Tusquets, Cristian Cirici y Josep Bonet. Con el tiempo la Escuela sufrió algunas escisiones importantes, como la de Ricardo Bofill y su Taller de Arquitectura; los miembros de Studio PER, adentrados en las corrientes posmodernas; el tándem Viaplana-Piñón y su orientación hacia un formalismo abstractizante; y la trayectoria personal y ecléctica de Esteve Bonell. Cabe destacar que a inicios de los años 1960 se titularon las primeras mujeres arquitectas en Barcelona, como Margarita Brender, Roser Amadó y Anna Bofill.

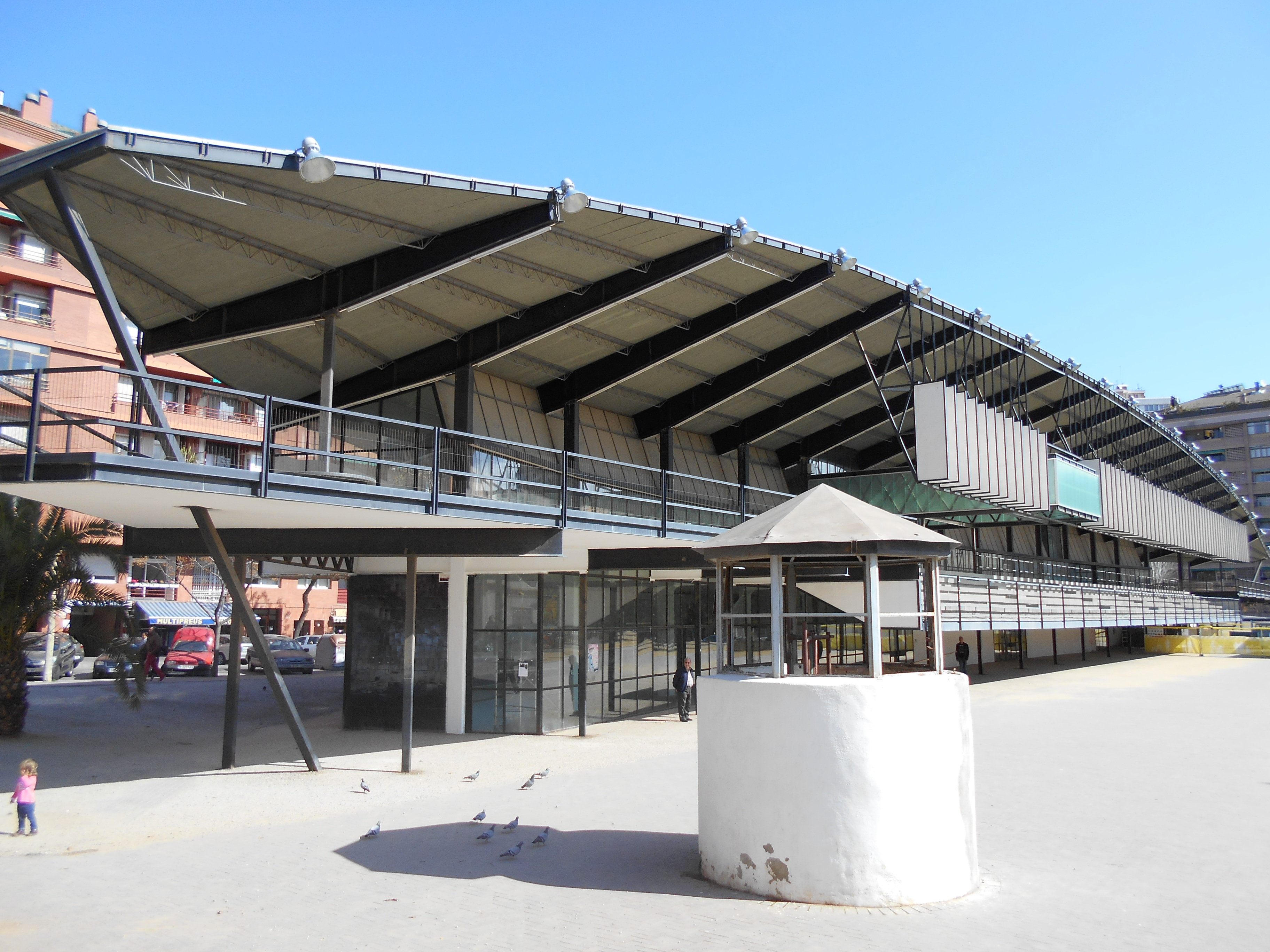
Canódromo Meridiana (1962-1963), de Antoni Bonet i Castellana y Josep Puig i Torné.

En este período siguieron trabajando algunos arquitectos de la generación anterior: José Antonio Coderch se acercó al minimalismo, con obras como las torres Trade (1965-1969), trazadas sobre segmentos de círculo de tal forma que la fachada, en muro cortina de cristal negro, recorre el perfil del edificio en una línea continua; otras obras suyas fueron el conjunto residencial Raset (1968-1973), el Instituto Francés (1972-1974, ya sin la colaboración de Manuel Valls), las oficinas de La Caixa en la avenida Diagonal (1974-1979) y la ampliación de la Escuela de Arquitectura de Barcelona (1978-1984).
Antoni Bonet i Castellana, formado en el GATCPAC y exiliado tras la guerra, período en el que desarrolló su labor preferentemente en Argentina y Uruguay, construyó a su vuelta el Canódromo Meridiana (1962-1963, con Josep Puig i Torné), un edificio ligero formado por dos plantas paraboloides sobre pilares de acero, con gradas en voladizo cubiertas de un brise-soleil de hormigón cerrado en los extremos por una estructura de aluminio acristalada. Fue autor también de la torre Urquinaona (1966-1973).

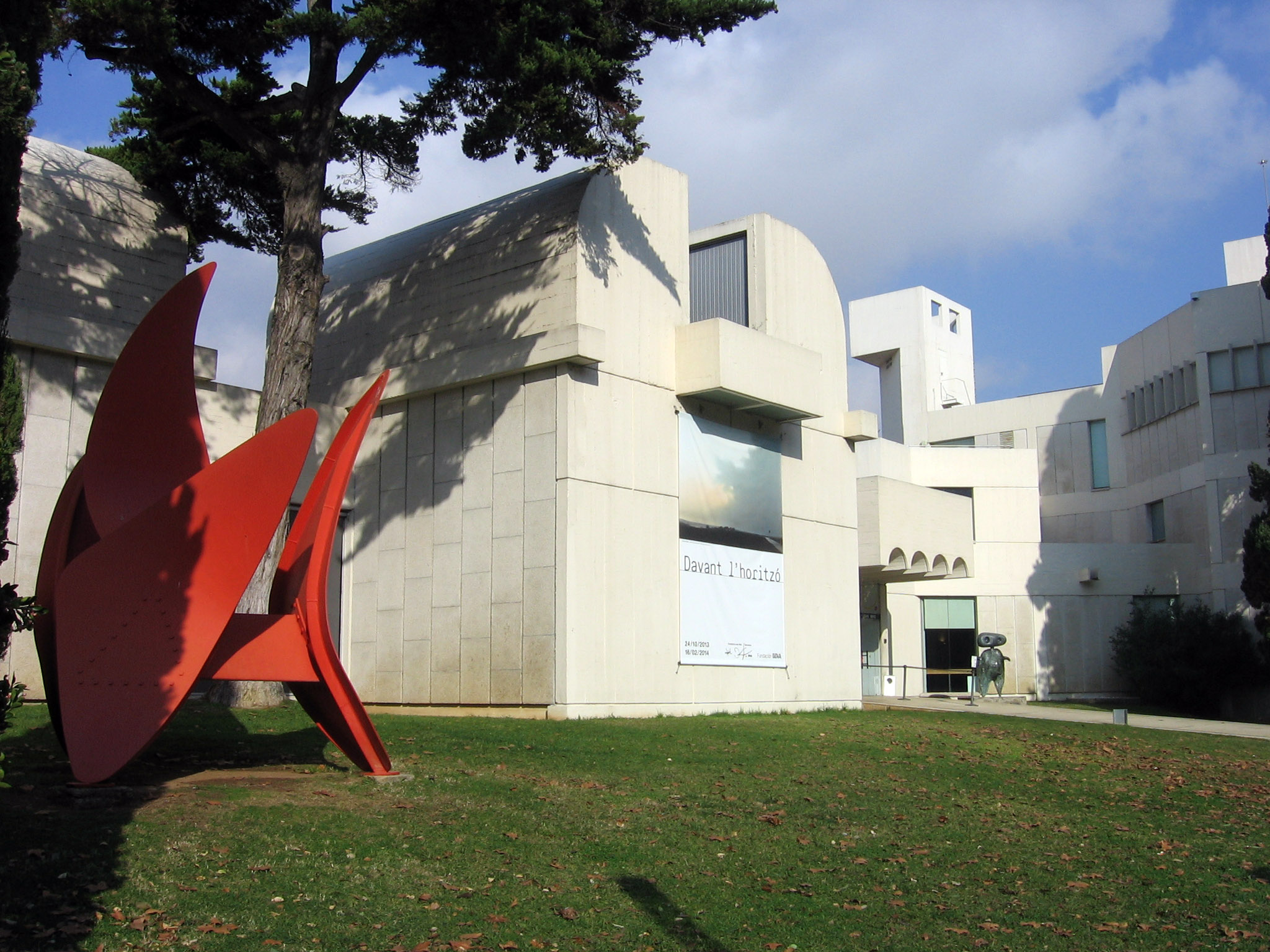
Fundación Joan Miró (1972-1975), de Josep Lluís Sert.

También retornó Josep Lluís Sert, autor del conjunto residencial Les Escales Park (1967-1973) y de la Fundación Joan Miró (1972-1975), un singular edificio construido con hormigón y placas prefabricadas y formado por la torre de acceso con sala de actos, bar y biblioteca, desde donde se configura un conjunto de patios que articulan las diversas salas de exposición, dispuestas en circuito cerrado.
Otras construcciones de la época fuera del ámbito de la Escuela fueron: el edificio de oficinas Hispano Olivetti (1960-1964), de Lodovico Barbiano di Belgiojoso, Enrico Peressutti y Ernesto Rogers, con una fachada en muro-cortina acristalado con cuerpos volados de forma escalonada hacia la parte central, a imitación de las típicas ventanas-balcón del Ensanche; el Banco Atlántico (1966-1967), de Francesc Mitjans y Santiago Balcells, el cual denota la influencia del rascacielos Pirelli de Milán, de Gio Ponti; y la Torre Colón (1965-1971), de Josep Anglada, Daniel Gelabert y Josep Ribas, con un cuerpo de forma hexagonal coronado por un voladizo invertido de forma troncopiramidal.

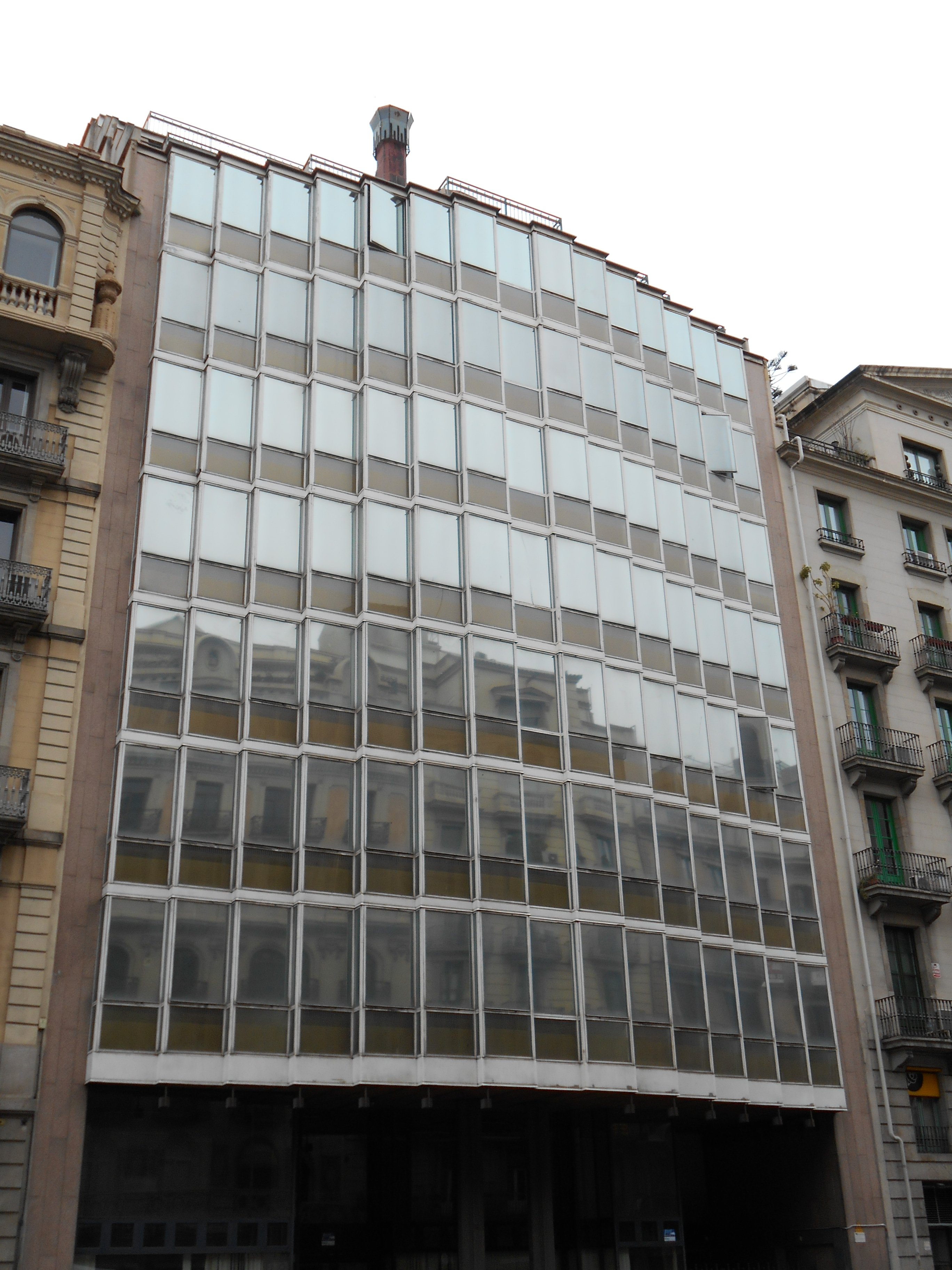
Edificio Hispano Olivetti (1960-1964), de Lodovico Barbiano di Belgiojoso, Enrico Peressutti y Ernesto Rogers.

La nueva escuela estuvo liderada —sobre todo en el terreno teórico— por Oriol Bohigas, que en 1962 formó la firma MBM con Josep Martorell y David Mackay. En un artículo publicado en Serra d'Or en 1962, Hacia una arquitectura realista, Bohigas señaló la crisis del racionalismo y cómo los nuevos tiempos debían adaptarse a la realidad sociocultural y económica, con una arquitectura que respetase las formas tradicionales. Algunas de sus obras en estos años serían: las viviendas sociales de la avenida Meridiana 312-318 (1960-1964), la casa del Pati (1961-1964), el edificio de la calle del Conde Borrell 87-89 (1963-1966), el edificio de la calle de Entenza 99-101 (1964-1967), la Clínica Augusta (1968-1975), el conjunto residencial Bonanova (1970-1973) y la escuela Thau (1972-1975).
Entre los nuevos arquitectos los que más traslucieron la influencia italiana fueron Federico Correa y Alfons Milà, autores de la torre Atalaya (1966-1970) y del edificio Monitor (1968-1970), inspirado este último en la torre Velasca de Lodovico Barbiano di Belgiojoso, Enrico Peressutti y Ernesto Rogers, de aspecto brutalista y una estructura basada en modulaciones de vanos altos y estrechos combinados en distintas variaciones.

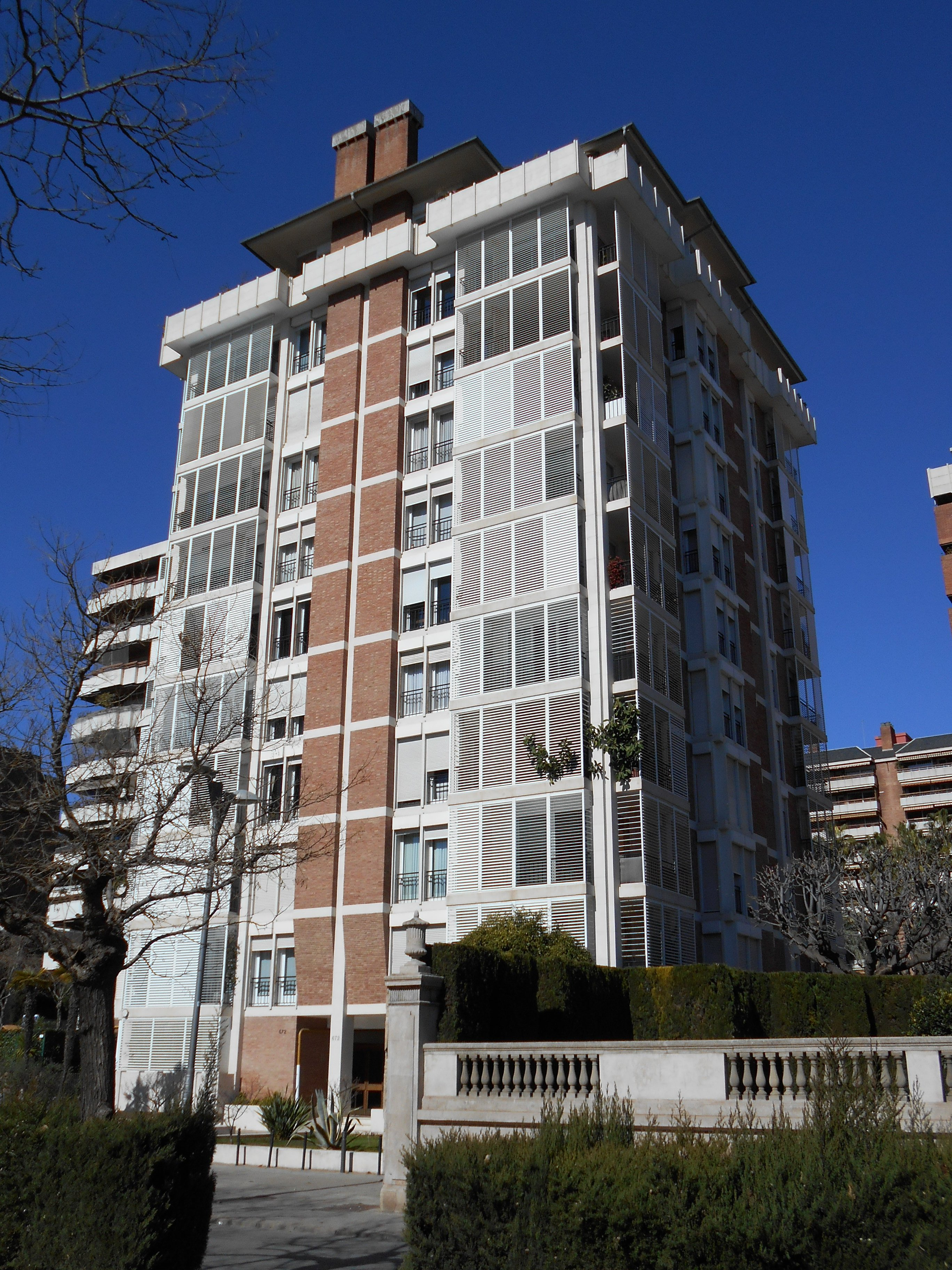
Edificio Monitor (1968-1970), de Federico Correa y Alfons Milà.

Ricardo Bofill fundó su Taller de Arquitectura en 1963, una experiencia multidisciplinar que aunaba la arquitectura con las matemáticas, la poesía, la filosofía, la economía, la publicidad y la fotografía. Siguió las directrices de la Escuela, pero distanciándose por el tratamiento de la planta y el volumen, a los que aplicó un cierto componente de experimentación formal, al tiempo que introdujo rasgos tecnologicistas. Ello se acentuó a finales de los 1960, en que denotó una fuerte influencia del grupo británico Archigram. En estos años fue autor de los edificios de la calle de Johann Sebastian Bach 28 (1962-1963), Johann Sebastian Bach 2-4 (1962-1963) y Nicaragua 97-99 (1962-1965).
El Studio PER fue creado en 1964 por dos parejas de arquitectos: Òscar Tusquets y Lluís Clotet, y Josep Bonet y Cristian Cirici. En su obra denotan la influencia del pop-art y de Robert Venturi, hecho que los decantará hacia la arquitectura posmoderna. En estos años fueron autores de la casa Fullà (1967-1971) y el edificio de la calle de San Mario 36 (1969-1971) el tándem Tusquets-Clotet; y del edificio Tokyo (1972-1974) la pareja Bonet-Cirici.

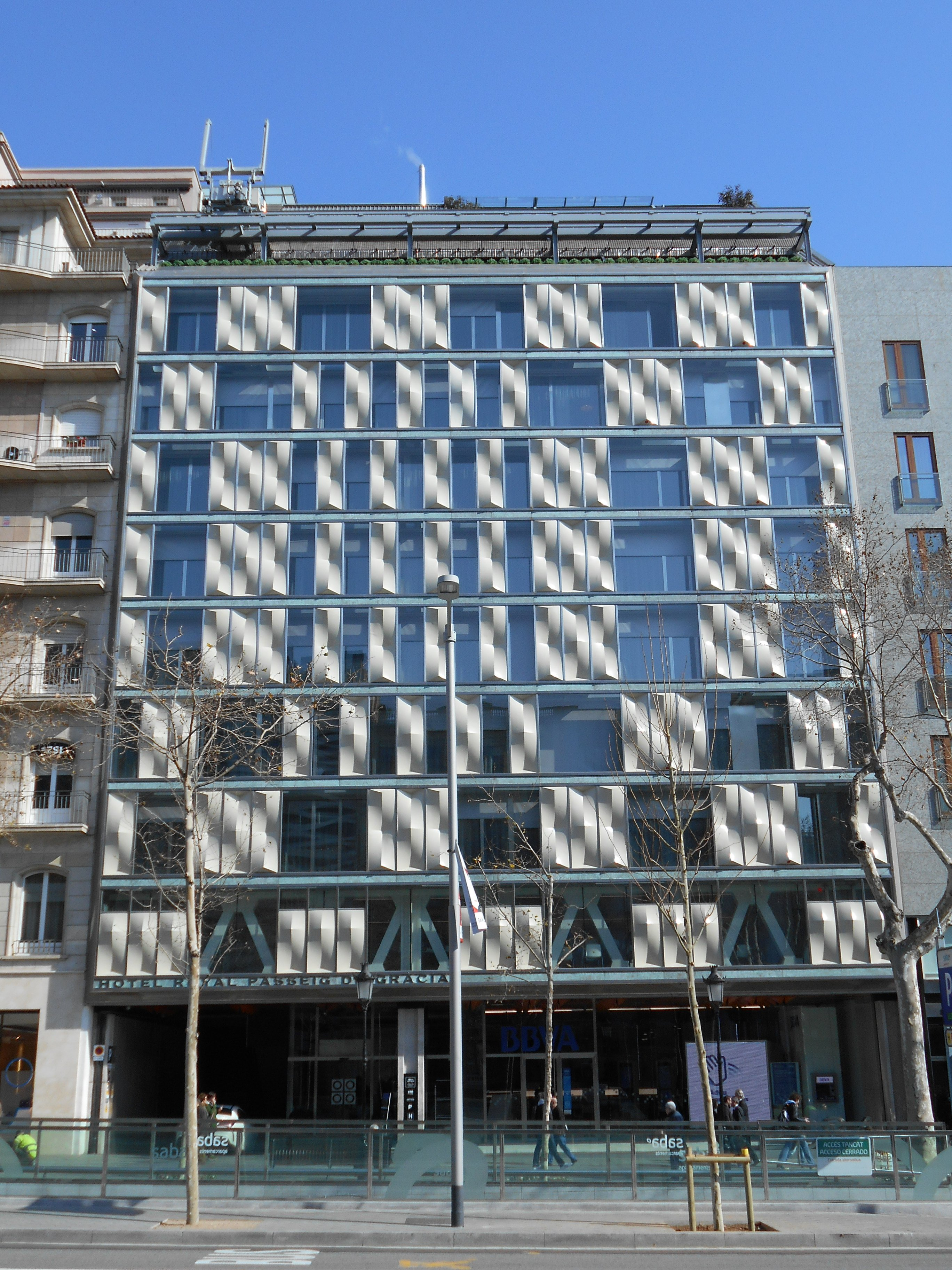
Edificio de la Banca Catalana (1965- 1968), de Enric Tous y Josep Maria Fargas.

Albert Viaplana y Helio Piñón iniciaron su obra en la ciudad con el edificio Can Bruixa (1974-1976), aunque enseguida se distanciaron de la Escuela y se adentraron en un arte conceptual y abstracto, con influencia del grupo Five Architects.
Esteve Bonell fue autor del edificio Frégoli (1972-1975), un edificio de viviendas dúplex de estilo racionalista, con diversos trazados que combinan líneas simétricas y asimétricas, y que crean una fachada irregular marcada por tribunas de volúmenes interrumpidos y balconadas de continuidad vertical.
Mención aparte merecen Enric Tous y Josep Maria Fargas, los cuales, ajenos a la Escuela de Barcelona, son entusiastas de las nuevas tecnologías y seguidores del estilo high-tech, al tiempo que denotan la influencia de Mies van der Rohe, Richard Neutra y Craig Ellwood. Son autores del edificio de la Banca Catalana del paseo de Gracia (1965- 1968), con una fachada planteada con alternancia de módulos prefabricados y plafones de vidrio; y del edificio de oficinas del Banco Industrial de Bilbao de la avenida Diagonal, actual sede del grupo Planeta (1969-1973), un conjunto de tres torres octogonales recubiertas de vegetación.
En esta época la arquitectura religiosa, si bien no tan frecuente como la civil, dio muestras de voluntad de pervivencia y renovación. El Concilio Vaticano II favoreció el uso de nuevas formas estilísticas y estructurales, en consonancia con las corrientes internacionales imperantes en el momento. Algunos ejemplos serían: la iglesia de San Odo (1958-1960), de Francesc Salvans y Emili Bordoy; la iglesia de Santa Tecla (1958), de Josep Soteras; la iglesia de San Medín (1958-1960), de Jordi Bonet i Armengol; y dos iglesias del grupo Martorell-Bohigas-Mackay: la parroquia del Redentor de Gracia (1957-1963) y la iglesia de San Sebastián del Verdún (1958, reconstruida en 1965).
El urbanismo de la era porciolista (1957-1973) destacó por su desenfreno especulador, si bien surgieron algunos intentos de reordenación urbana, como el Plan director del Área Metropolitana de Barcelona (1966), que pretendía compatibilizar la rentabilidad y la construcción urbana, si bien su carácter orientativo no supuso una realización práctica; y el llamado Plan 2000 (1970), un intento algo utópico de fijar criterios para la futura ciudad, donde predomina la importancia otorgada a las infraestructuras, al tiempo que se adquiere un compromiso realista con el carácter desordenado del crecimiento urbano.

### Transición y democracia

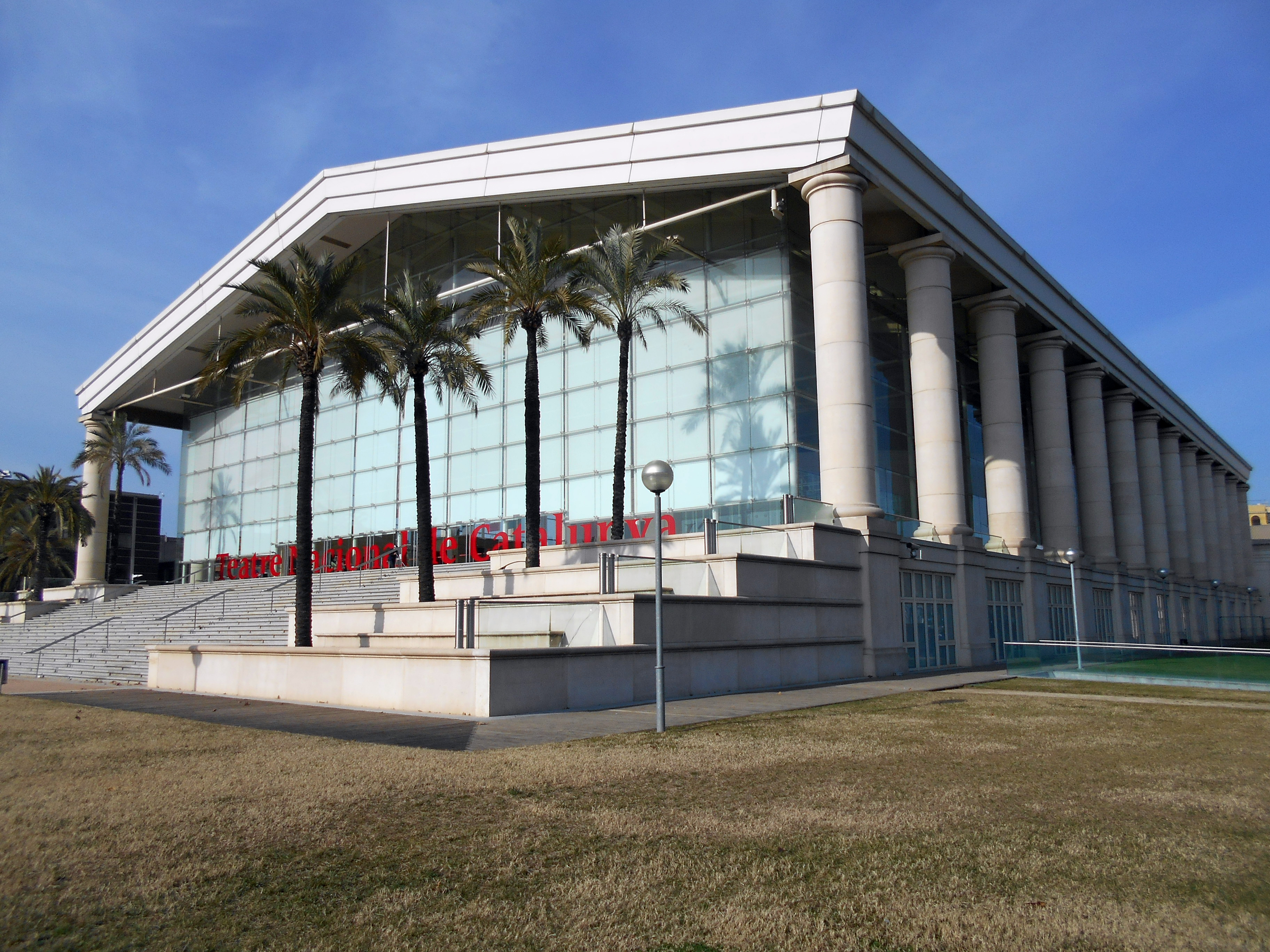
Teatro Nacional de Cataluña (1987-1997), de Ricardo Bofill.

El fin de la dictadura y la llegada de la democracia supusieron una nueva andadura en el panorama arquitectónico de la ciudad, cada vez más inmersa en las corrientes de vanguardia internacionales. Los nuevos consistorios socialistas de Narcís Serra y Pasqual Maragall apostaron por el arte y la arquitectura como señas de identidad de la ciudad, e iniciaron un amplio programa de reformas urbanísticas, que tuvieron su punto de culminación con la celebración de los Juegos Olímpicos. Los nuevos encargos de carácter público se vieron reflejados en el aumento de equipamientos como escuelas, parques y jardines, vías y espacios urbanos, centros cívicos, culturales y deportivos.
A nivel estilístico, las últimas décadas del siglo vivieron una rápida sucesión de estilos, a veces complementarios y a veces contrapuestos, que en diversas ocasiones convivieron simultáneamente. Desde los años 1970 hasta finales de siglo se perciben principalmente las siguientes tendencias:
- Racionalismo ecléctico: heredero directo de la arquitectura racionalista, entienden su tarea como disciplina, defendiendo la relación entre construcción y arquitectura, con especial énfasis en la composición; destacan el compromiso entre tradición y modernidad, así como el carácter urbano de la arquitectura. Sus principales representantes fueron: Rafael Moneo, Josep Llinàs, Josep Lluís Mateo y los tándems Jaume Bach / Gabriel Mora y Esteve Bonell / Francesc Rius.[392]

- Neotradicionalismo: es una tendencia que se nutre principalmente de modelos históricos, considerando la construcción tradicional como un lenguaje arquitectónico puro, con influencia de la arquitectura popular y regional, así como del novecentismo y el clasicismo moderno —como el representado por Otto Wagner—, mientras que tienen como modelos contemporáneos a Robert Venturi y Aldo Rossi, así como el grupo italiano Tendenza. Por su intento de reconversión del clasicismo en un proyecto contemporáneo esta corriente supone un antecedente de la arquitectura posmoderna. Estuvo representado fundamentalmente por los miembros del Studio PER: Òscar Tusquets, Lluís Clotet, Cristian Cirici y Josep Bonet.[393]

- Arquitectura posmoderna: defienden la libre utilización de los estilos históricos, con tendencia al eclecticismo, desligando el lenguaje arquitectónico de su imagen resultante, los principios de la apariencia, la construcción de la forma. El principal exponente de esta corriente fue Ricardo Bofill.[394]

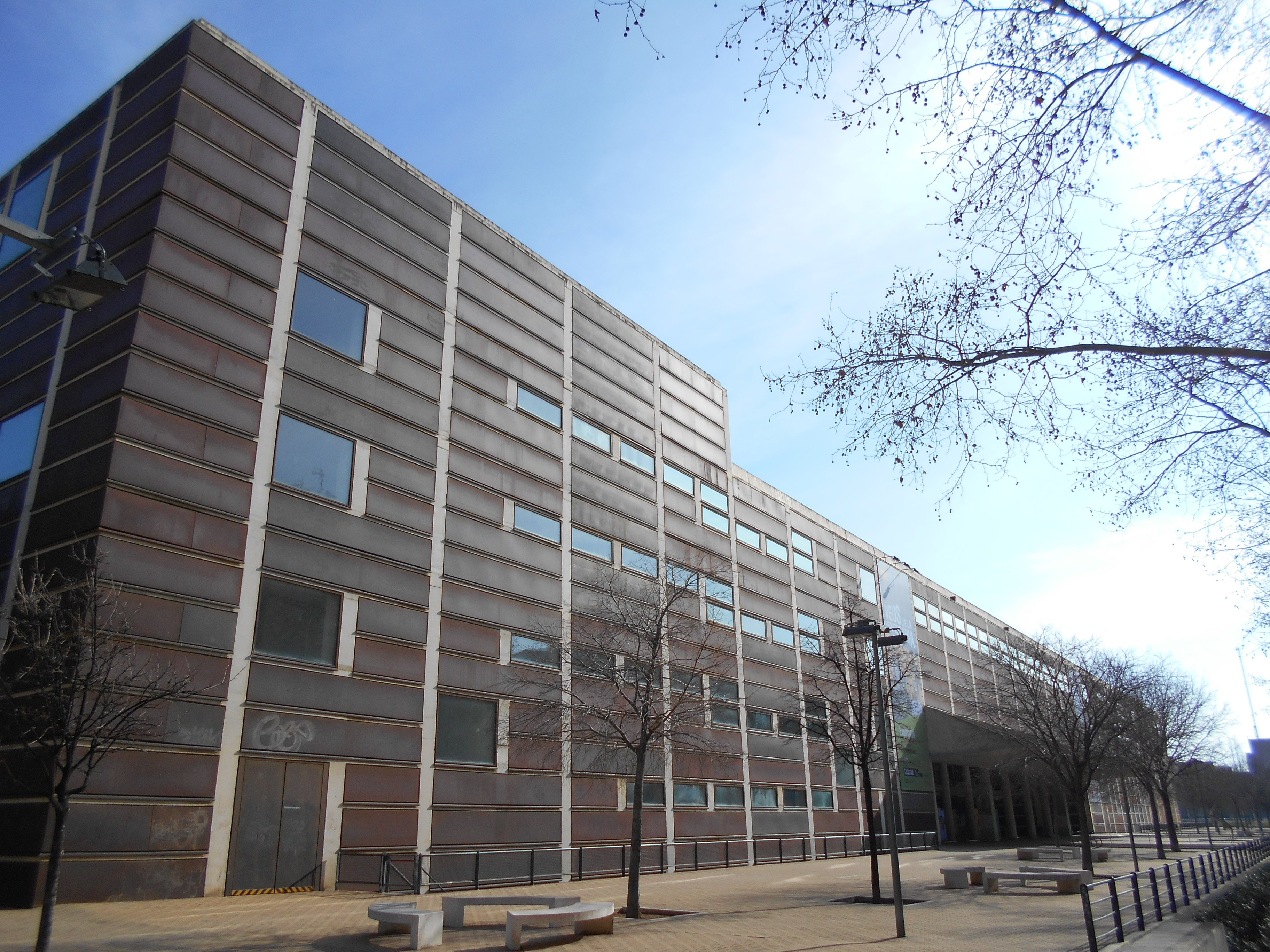
Auditorio Municipal de Barcelona (1988-1994), de Rafael Moneo.

- Neoorganicismo: surgió en contraposición al racionalismo ecléctico, con un fuerte componente figurativista y gusto por los valores plásticos, lo que se denota en un cierto barroquismo de las formas. Se enmarcan en esta tendencia Santiago Calatrava y algunas obras de Josep Llinàs.[395]

- Arquitectura neomoderna (o vanguardismo contemporáneo): en oposición al neotradicionalismo y el posmoderno, presentan un mayor interés por lo conceptual y por la figuración abstractizante, y asumen la herencia del lenguaje moderno como experimentación. Denotan la influencia de Alvar Aalto, Frank Lloyd Wright y el constructivismo ruso y, a nivel más actual, de Frank Gehry y Álvaro Siza. Cabría englobar en esta corriente a Enric Miralles, Carlos Ferrater y los tándems Elías Torres / José Antonio Martínez Lapeña y Helio Piñón / Albert Viaplana.[396]

- Tradición moderna: se sitúan entre el racionalismo ecléctico y la arquitectura neomoderna, con influencia del Estilo Internacional; sus principales valores son el funcionalismo y el espacialismo. Se puede situar en esta línea a las parejas Jordi Garcés / Enric Sòria y Lluís Domènech / Roser Amadó.[397]

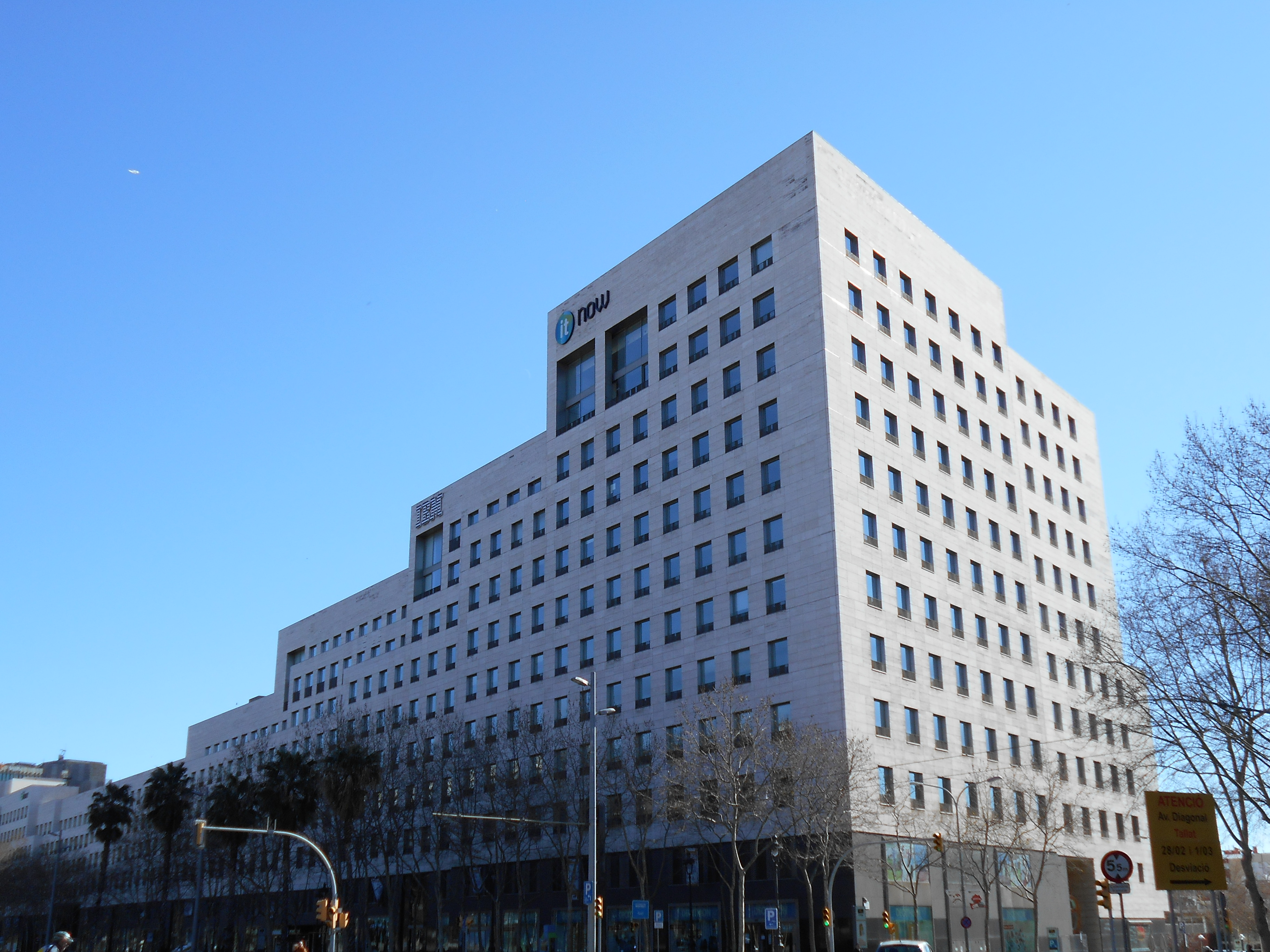
Illa Diagonal (1986-1992), de Rafael Moneo y Manuel de Solà-Morales i Rubió.

Rafael Moneo ocupó durante ocho años la cátedra de Elementos de Composición de la ETSAB (1972-1980), desde donde ejerció un notable magisterio sobre la nueva generación de arquitectos barceloneses. También estuvo en el consejo de redacción de la revista Arquitecturas Bis (1974-1985), junto a Oriol Bohigas, Federico Correa y Helio Piñón, desde donde fomentaron el interés por la arquitectura internacional. En la Ciudad Condal fue autor del edificio Illa Diagonal (1986-1992), junto con Manuel de Solà-Morales i Rubió, un «rascacielos horizontal» de sobria y elegante fachada; y el Auditorio Municipal de Barcelona (1988-1994), un edificio con forma de paralelepípedo con una estructura de hormigón revestida de paneles metálicos.
Esteve Bonell y Francesc Rius fueron autores del Velódromo de Horta (1984), de forma cilíndrica, con alternancia de paramentos de ladrillo y pilares apantallados, cubiertos por una cornisa en forma de lámina horizontal; en su acceso se encuentra un «poema visual» de Joan Brossa.
Jaume Bach y Gabriel Mora han desarrollado un estilo ecléctico y decorativo, con diseños pensados para la pequeña escala de ámbito doméstico: escuelas de la calle de Garcilaso (1979-1982); reforma de diversas plazas del distrito de Gracia (Sol, Virreina, Trilla, Diamant y Raspall, 1982-1985); escuela Josep Maria Jujol (1984-1987); polideportivo de Gracia (1988-1989).

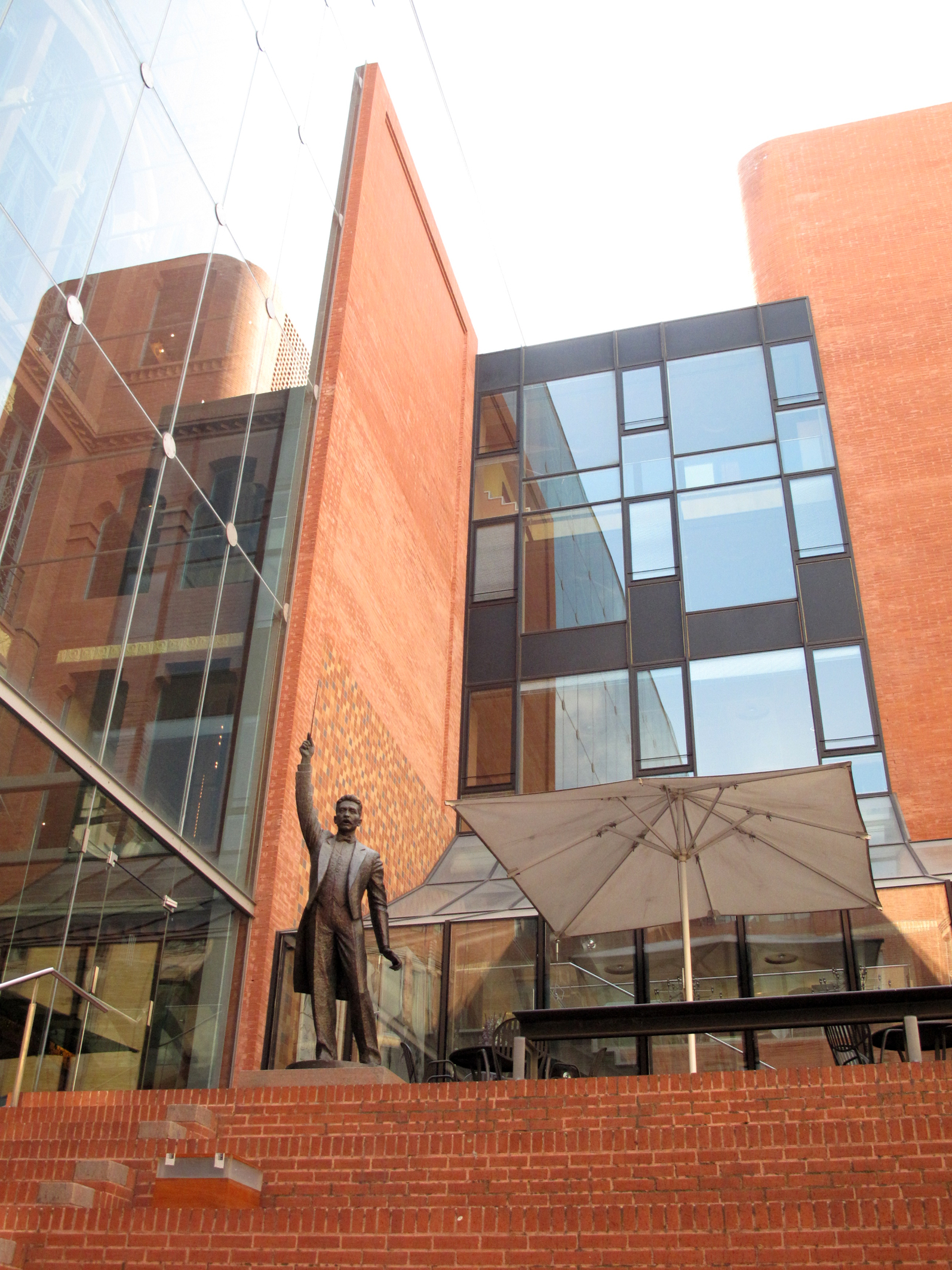
Ampliación del Palacio de la Música Catalana (1985-2004), de Òscar Tusquets y Carlos Díaz.

Josep Llinàs ha evolucionado desde un racionalismo esencialista hacia el contextualismo y el expresionismo, con influencia del funcionalismo de Alvar Aalto y Jørn Utzon, cierta tendencia a la austeridad inspirada en el racionalismo alemán y holandés, al tiempo que evidencia rasgos gaudinianos o del expresionismo de Hans Scharoun o Frank Gehry. Esta multiplicidad de influencias genera una obra ambigua, situada entre la pureza visual y la exuberancia orgánica, y que se traduce en una mezcla de elegancia y neutralidad: Biblioteca de la Escuela de Ingenieros de la UPC (1987-1990), edificio de viviendas de la calle del Carmen 55-57 (1989-1994), ampliación de la Facultad de Derecho (1996).
Josep Lluís Mateo hace un tratamiento conceptual de la arquitectura, cuestionando la idea de belleza tradicional y asumiendo la fealdad de la arquitectura de periferia, como se trasluce en la reconversión de la fábrica Can Felipa en Centro Cívico del Pueblo Nuevo (1984-1991) y en el complejo multifuncional de la calle de Joan Güell (1989-1993).
Los miembros de Studio PER han tenido trayectorias divergentes: Òscar Tusquets y Lluís Clotet trabajaron juntos hasta 1983, en un estilo ecléctico y manierista (restaurante La Balsa, 1978-1979); posteriormente Tusquets se asoció a Carlos Díaz (ampliación del Palacio de la Música Catalana, 1985-2004; edificio Núñez Triomf, 1992-1993), mientras que Clotet lo hizo con Ignacio Paricio, iniciando un nuevo estilo clasicista y monumentalista (remodelación del convento de los Ángeles, 1984-1990; Biblioteca de la UPF, 1989-2000). Por su parte, Cristian Cirici y Josep Bonet han seguido colaborando (remodelación del Museo de Zoología, 1989), aunque también han realizado obras en solitario: Cirici el Vapor Llull Lofts en el Pueblo Nuevo (1997); Bonet la reforma de la plaza del Universo (1983-1985).
Ricardo Bofill practica una arquitectura escenográfica, colorística y evocativa, sin convenciones, con un cierto grado de superficialidad, dando valor especialmente a la imagen. Ha desarrollado la mayor parte de su obra en el extranjero, aunque en Barcelona cabe destacar el Teatro Nacional de Cataluña (1987-1997), un templo clásico, con pórtico de un solo intercolumnio acristalado, que evidencia la combinación de elementos antiguos y nuevos en un lenguaje mixtificado e innovador.

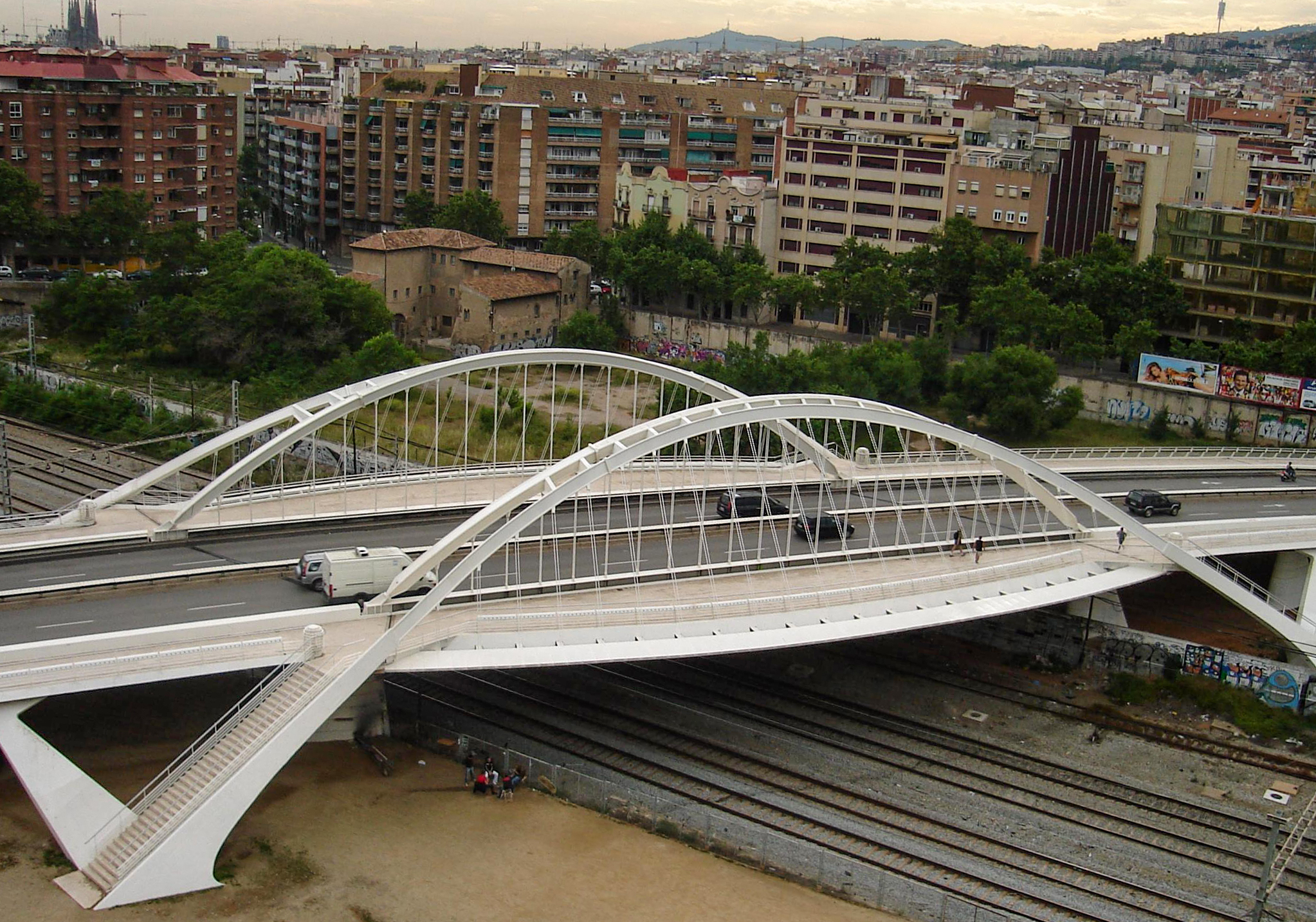
Puente de Bac de Roda (1986-1987), de Santiago Calatrava.

Santiago Calatrava es un arquitecto e ingeniero de fama internacional, especializado en grandes estructuras, con un estilo que denota influencias diversas, desde Antoni Gaudí hasta Jørn Utzon y Fernando Higueras. Entre 1986 y 1987 construyó el puente de Bac de Roda, formado por dos arcos gemelos de acero que se bifurcan al tocar el suelo, de donde cuelgan cuatro series de cables que sustentan el puente.
El equipo Elías Torres / José Antonio Martínez Lapeña ha desarrollado un estilo conceptual con influencia de la arquitectura mediterránea tradicional y de arquitectos como José Antonio Coderch, Federico Correa y Alfons Milà. Fueron autores de los jardines de Villa Cecilia (1985-1986), con una estructura un tanto laberíntica, que busca realzar las diversas plazoletas que jalonan el recinto, y con un mobiliario urbano en el que destacan los bancos, parecidos a grandes patinetes de vivos colores, y las farolas, con formas semejantes a árboles.

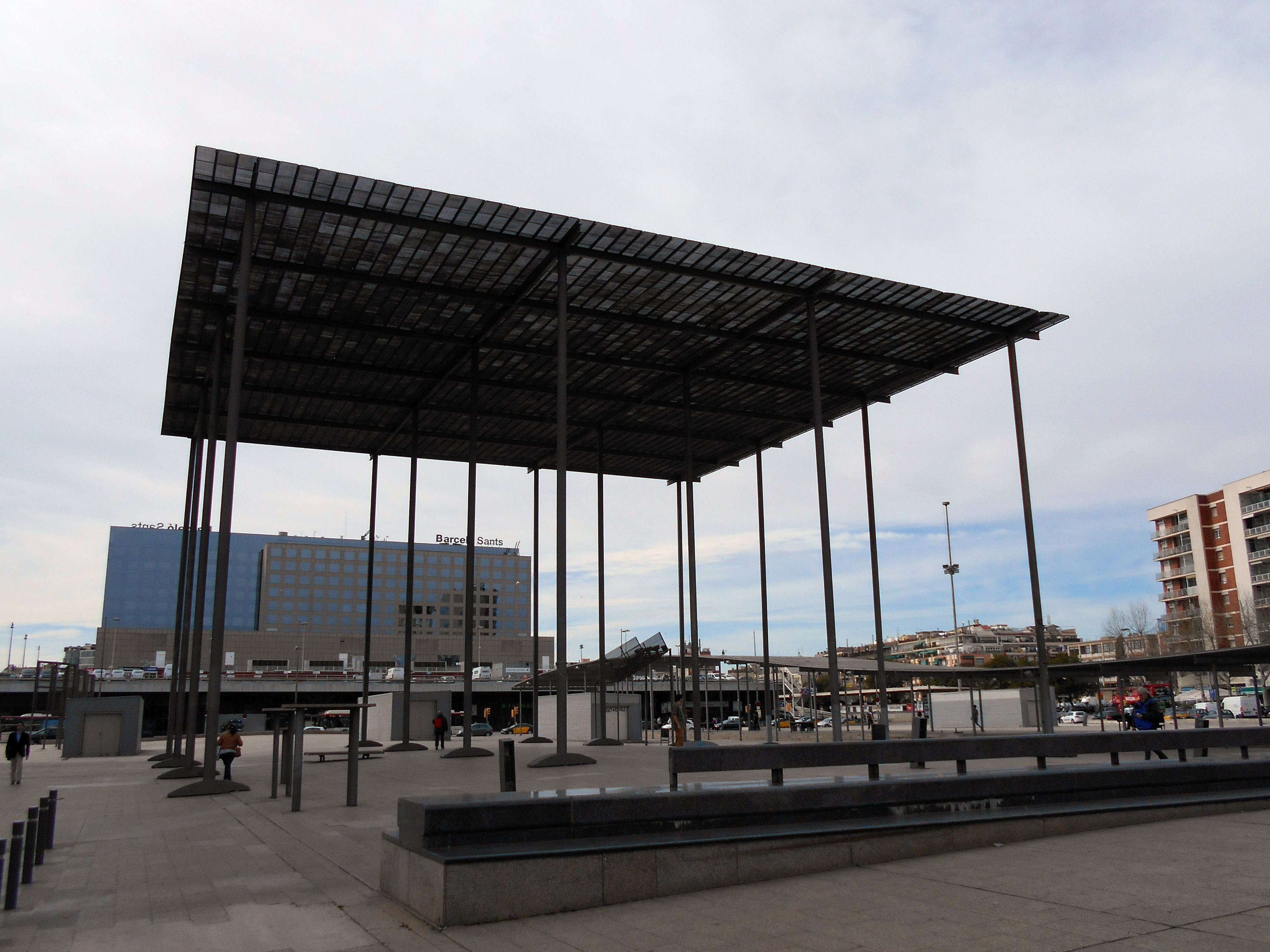
Plaza de los Países Catalanes (1981-1983), de Albert Viaplana y Helio Piñón.

Otro tándem fue el formado por Albert Viaplana y Helio Piñón, los cuales practicaron una arquitectura conceptual y minimalista, con tendencia a la desmaterialización y el rigor compositivo, con geometrías oblicuas y quebradas que les acercaron al deconstructivismo, con influencia de Peter Eisenman. Fueron autores de la plaza de los Países Catalanes (1981-1983), un espacio situado frente a la estación de Sants, resuelto con un pavimento de granito rosa sobre el que se sitúan una serie de elementos metálicos de diseño más escultórico que arquitectónico, y que resultó ser el paradigma de la «plaza dura» desarrollada esos años en el urbanismo barcelonés, aunque en este caso justificado por la presencia subterránea de la estación. Otras obras suyas fueron el Centro de Arte Santa Mónica (1985-1989) y el Hotel Hilton (1986-1992).
Enric Miralles se formó con Viaplana y Piñón, con los que trabajó entre 1973 y 1985; entre 1983 y 1991 se asoció con Carme Pinós, y desde 1993 con Benedetta Tagliabue. Anticonvencional, de fuerte expresividad, se movía entre el organicismo y el expresionismo, con formas fluidas y dinámicas cercanas a la escultura, que se expresaban en el gusto por la utilización de elementos como pérgolas, voladizos, muros curvos e inclinados, rampas y plataformas. Desde mediados de los años 1990 se acercó al deconstructivismo. En estos años destacó su Pabellón de Tiro con Arco del Valle de Hebrón (1990-1992), unas estructuras largas y estrechas dispuestas en abanico, realizadas con piezas prefabricadas de hormigón.

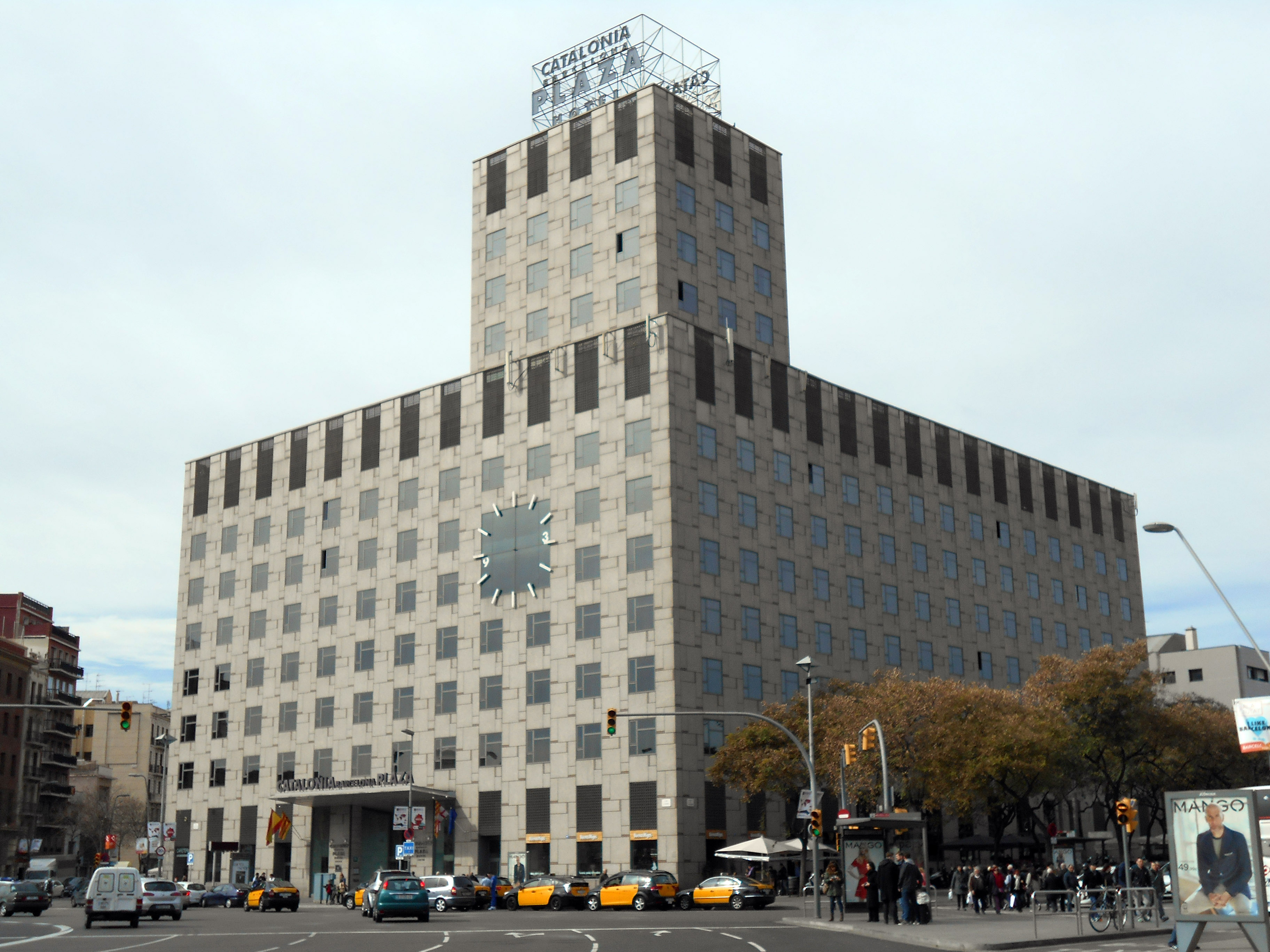
Hotel Plaza (1989-1992), de Jordi Garcés y Enric Sòria.

Carlos Ferrater recibió la influencia inicial de Coderch, para evolucionar posteriormente a un cierto organicismo, con un papel relevante de la geometría y la relación entre técnica y material, con yuxtaposición de volúmenes y uso de formas onduladas y fractales. Fue autor del Hotel Rey Juan Carlos I (1988-1992), el edificio Núñez Mallorca-Calabria-Rocafort (1990-1991) y las manzanas de los jardines Can Torras (1990-1992).
Lluís Domènech i Girbau —biznieto de Domènech i Montaner— y Roser Amadó se movieron en una línea más cercana al racionalismo tradicional. Fueron autores de la reconversión de la editorial Montaner i Simón en la Fundación Antoni Tàpies (1986-1990), así como de la nueva sede del Archivo de la Corona de Aragón (1990-1993).

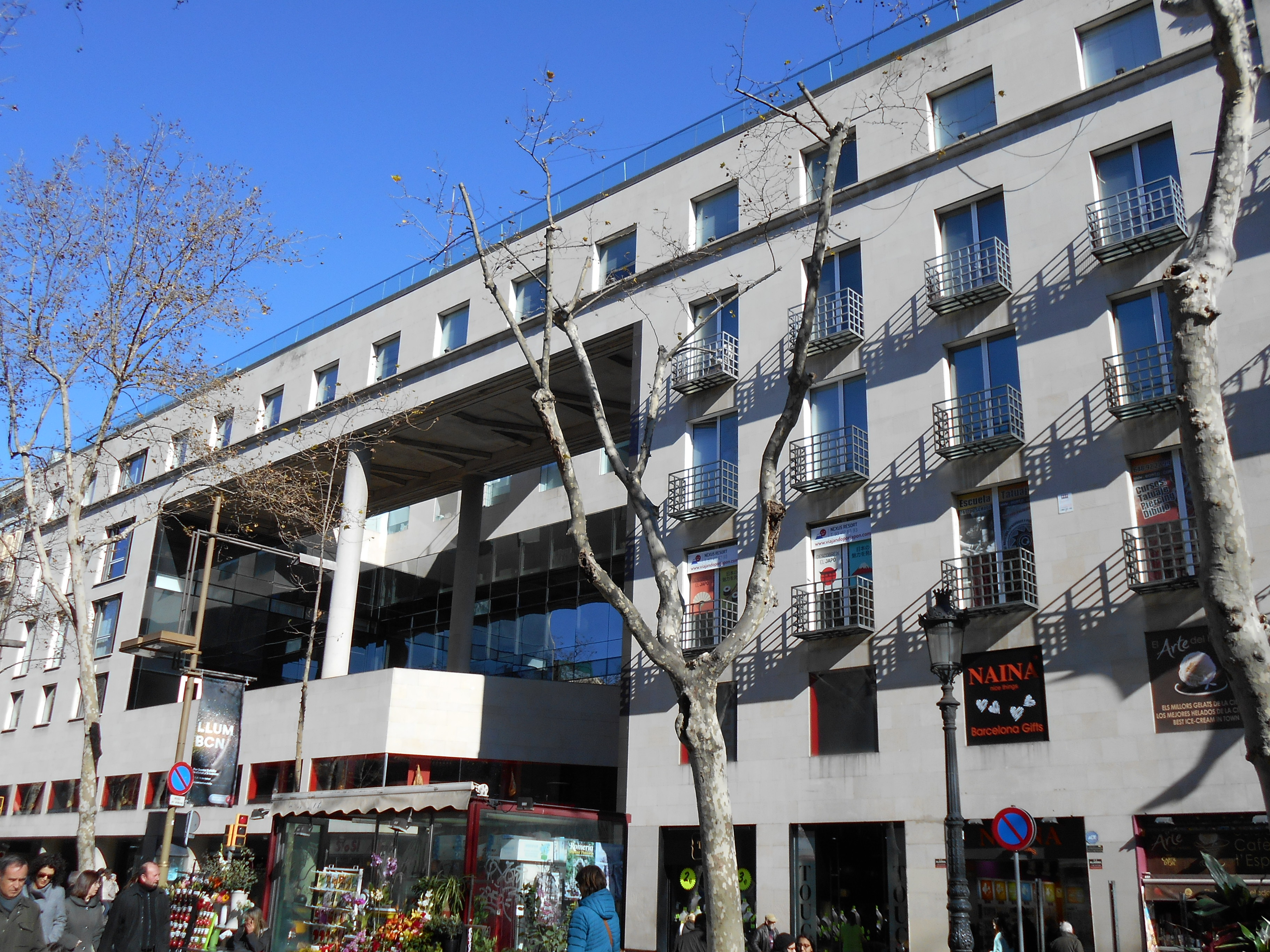
Edificio Palau Nou de la Rambla (1990-1993), de Martorell-Bohigas-Mackay, Carles Buxadé y Joan Margarit.

Jordi Garcés y Enric Sòria son defensores de la artisticidad de la arquitectura, por lo que ponen especial énfasis en la creatividad de sus obras. Entre ellas destacan: la reconversión del antiguo Asilo de Santa Lucía en Museo de la Ciencia (1978-1980), el conjunto residencial Pi i Molist (1978-1981), el Museo Picasso (1981-1987), el Hotel Plaza (1989-1992) y el ágora Rubió i Balaguer de la UPF —que incluye la capilla laica diseñada por Antoni Tàpies— (1994).
Por otro lado, continuaron su labor de forma independiente el equipo Martorell-Bohigas-Mackay, estos años con la incorporación de Albert Puigdomènech: edificio Palau Nou de la Rambla (1990-1993, con Carles Buxadé y Joan Margarit), ampliación y nuevas fachadas de El Corte Inglés de la plaza de Cataluña (1990-1994, con Elías Torres y José Antonio Martínez Lapeña), fachada del Hotel Claris (1991). Federico Correa se encargó con Javier Garrido Lagunilla de la reconversión del edificio Can Serra de Puig i Cadafalch en sede de la Diputación de Barcelona (1987), con un nuevo edificio adosado con fachada de muro cortina acristalado. Lluís Nadal continuó su labor con obras de volúmenes simples, conjuntos discretos y homogéneos y técnicas y materiales tradicionales: grupo residencial Río de Janeiro (1978-1981). Josep Emili Donato practicó un expresionismo purista basado en formas geométricas: escuela Eduard Fontserè (1978-1982, con Uwe Geest), grupo de viviendas Baró de Viver (1985-1988), residencia de ancianos Teixonera (1988-1992).

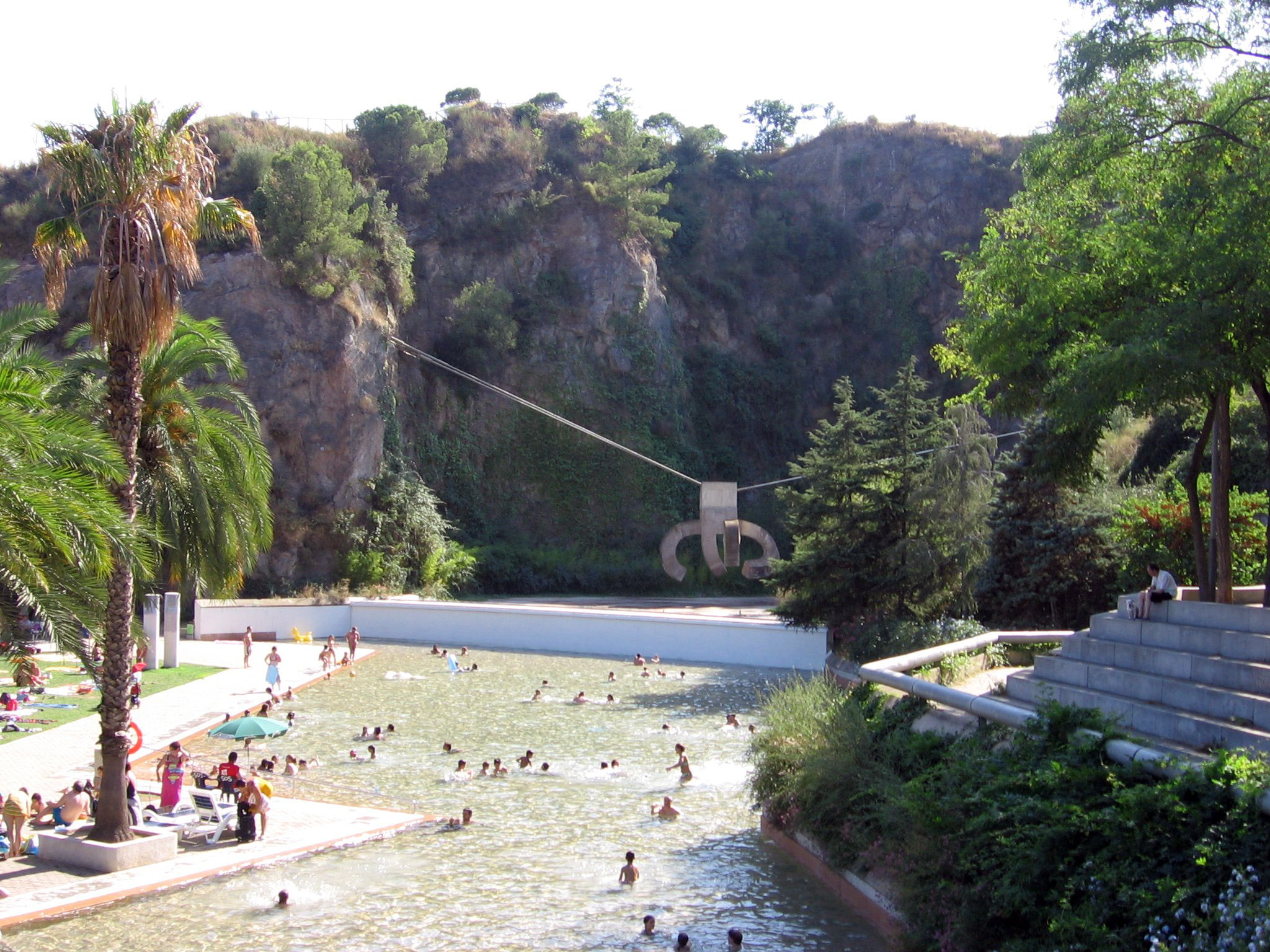
Parque de la Creueta del Coll (1981-1987), de Martorell-Bohigas-Mackay, con la escultura Elogio del agua de Eduardo Chillida.

En estos años la arquitectura religiosa siguió dando muestras de renovación, con edificios que iban más allá de su función religiosa para convertirse en construcciones multifuncionales que aunasen el aspecto litúrgico con el social y asistencial: iglesia del polígono Sant Martí, de Joan Cusidó i Cabanes; San Juan Bautista de la Salle, de G. Sáez Aragonés y J. Santana Grajera; santuario de Nuestra Señora del Monte Carmelo (1985-1988), de Francesc de Paula Daumal y Miquel Campos Pascual.

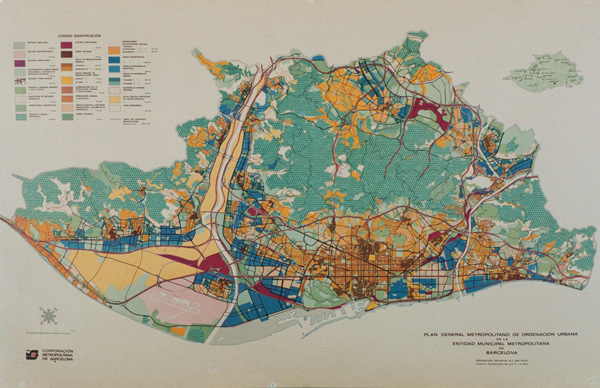
Plan General Metropolitano (1976).

La llegada de la democracia favoreció la creación de nuevas zonas verdes en la ciudad. En esta época la jardinería estuvo muy vinculada al urbanismo, con una concepción que conjugaba la estética con la funcionalidad, así como los aspectos lúdicos, las instalaciones deportivas y los servicios a determinados colectivos como niños o ancianos. Surgieron numerosos parques reconvertidos de antiguas instalaciones municipales, como el parque de Joan Miró (Antoni Solanas, Màrius Quintana, Beth Galí y Andreu Arriola), realizado entre 1980 y 1982 en el solar del antiguo matadero central de Barcelona; o bien en zonas industriales (parque de la España Industrial, 1981-1985, Luis Peña Ganchegui, Antón Pagola y Monserrat Ruiz; parque de la Pegaso, 1982-1986, Enric Batlle y Joan Roig; parque del Clot, 1982-1986, Daniel Freixes y Vicente Miranda) o de antiguas instalaciones ferroviarias (parque de Sant Martí, 1985, Antonio Armesto, Carles Martí y Miquel Sodupe; parque de la Estación del Norte, 1988, Andreu Arriola, Carme Fiol y Enric Pericas). En el solar de una antigua cantera se estableció igualmente el parque de la Creueta del Coll (1981-1987), de Martorell-Bohigas-Mackay.
En urbanismo se creó el Plan General Metropolitano (1976), un intento de frenar la especulación y rehabilitar los espacios urbanos más degradados, poniendo especial énfasis en los equipamientos sociales, asistenciales y culturales. Se buscaban entonces «áreas de nueva centralidad», en aras de una ciudad más policéntrica y mejor conectada. De este plan surgió la división administrativa actual de la ciudad en diez distritos, la mayoría coincidentes con los antiguos municipios agregados a Barcelona. Buena parte de las actuaciones municipales consistieron en la adquisición de suelo urbano, hecho favorecido por la deslocalización de fábricas y complejos industriales que se trasladaron fuera de la ciudad. Esta política se vio favorecida por el consistorio socialista surgido de las elecciones municipales de 1979, que nombró a Oriol Bohigas delegado de Urbanismo, con lo que se inició un período de fuerte inversión pública en la ciudad que comportó un cambio radical en la fisonomía urbana y una nueva proyección de Barcelona a nivel internacional, cuya puesta de largo se produjo con los Juegos Olímpicos de 1992.

### Juegos Olímpicos de 1992

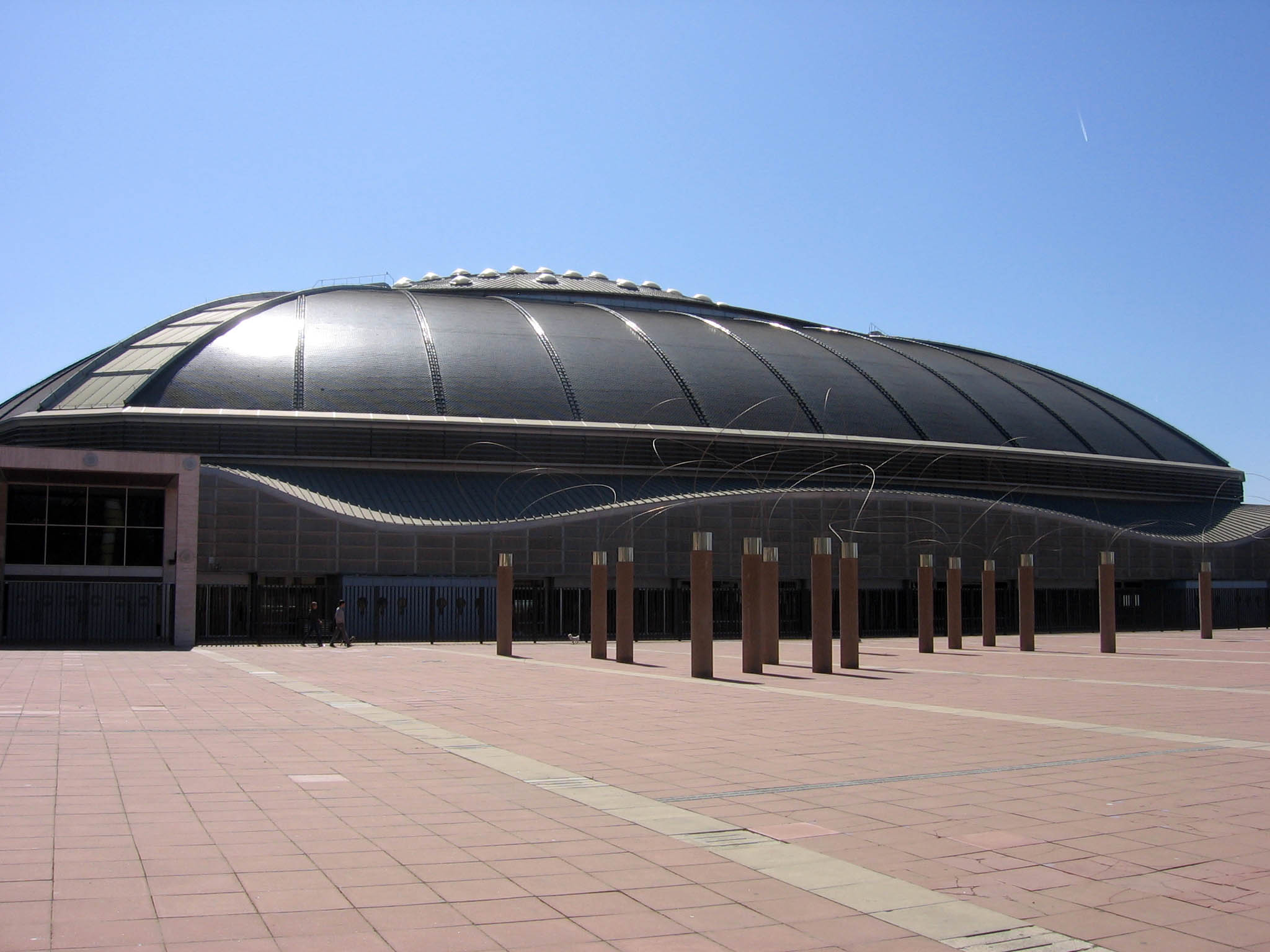
Palau Sant Jordi (1984-1990), de Arata Isozaki.

Otra de las profundas transformaciones de Barcelona vino con motivo de los Juegos Olímpicos de 1992. El evento supuso la remodelación de parte de la montaña de Montjuic, donde se situó el llamado Anillo Olímpico (1985-1992), diseñado por Carles Buxadé, Joan Margarit, Federico Correa y Alfons Milà, un amplio recinto situado entre el Estadio Olímpico Lluís Companys —rehabilitado entre 1986 y 1989 por los propios Buxadé, Margarit, Correa y Milà junto a Vittorio Gregotti— y la plaza de Europa, con edificios como el Palau Sant Jordi de Arata Isozaki (1984-1990), las Piscinas Bernat Picornell (1988-1991, Moisés Gallego y Franc Fernández), la Torre de telecomunicaciones de Montjuic (1991) de Santiago Calatrava y el Instituto Nacional de Educación Física (1985-1992), de Ricardo Bofill.

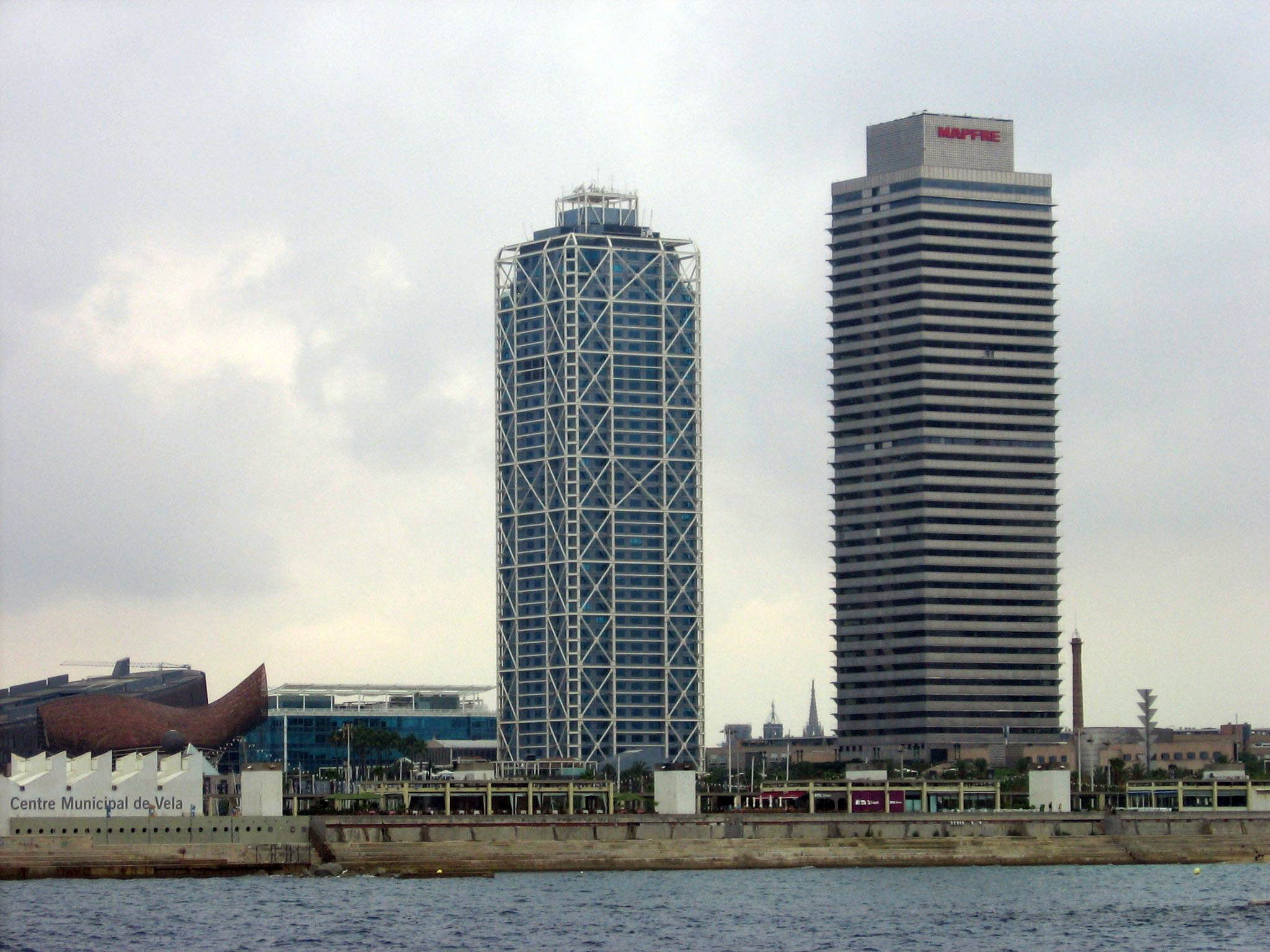
Hotel Arts (1988-1993), de Bruce Graham, y Torre Mapfre (1988-1992), de Íñigo Ortiz y Enrique de León.

Para el alojamiento de los deportistas se construyó un nuevo barrio, la Villa Olímpica del Poblenou (1985-1992), con un trazado general del equipo Martorell-Bohigas-Mackay-Puigdomènech, y la intervención en diversos edificios de viviendas de un amplio elenco de arquitectos, como Ricardo Bofill, Carlos Ferrater, Esteve Bonell / Francesc Rius, Xavier Vendrell / Manuel Ruisánchez, Albert Viaplana / Helio Piñón, Elías Torres / José Antonio Martínez Lapeña, Òscar Tusquets / Carlos Díaz, Federico Correa / Alfons Milà, Jordi Garcés / Enric Sòria, Lluís Clotet / Ignacio Paricio, etc. En la misma zona se construyeron diversos edificios y equipamientos, como los edificios de oficinas Eurocity 1 (1989-1992), de Roser Amadó y Lluís Domènech i Girbau, y Eurocity 2, 3 y 4 (1989-1992), de Viaplana y Piñón; la Central Telefónica (1989-1992), de Jaume Bach y Gabriel Mora; la avenida de Icaria (1989-1992), de Enric Miralles y Carme Pinós; el Centro de Meteorología (1990-1992), de Álvaro Siza; el Pabellón Polideportivo y Biblioteca Municipal Nova Icària (1989-1992), de Franc Fernández y Moisés Gallego; el Centro de Convenciones, de Frank Gehry; y los rascacielos Hotel Arts (1988-1993), de Bruce Graham, y Torre Mapfre (1988-1992), de Íñigo Ortiz y Enrique de León.

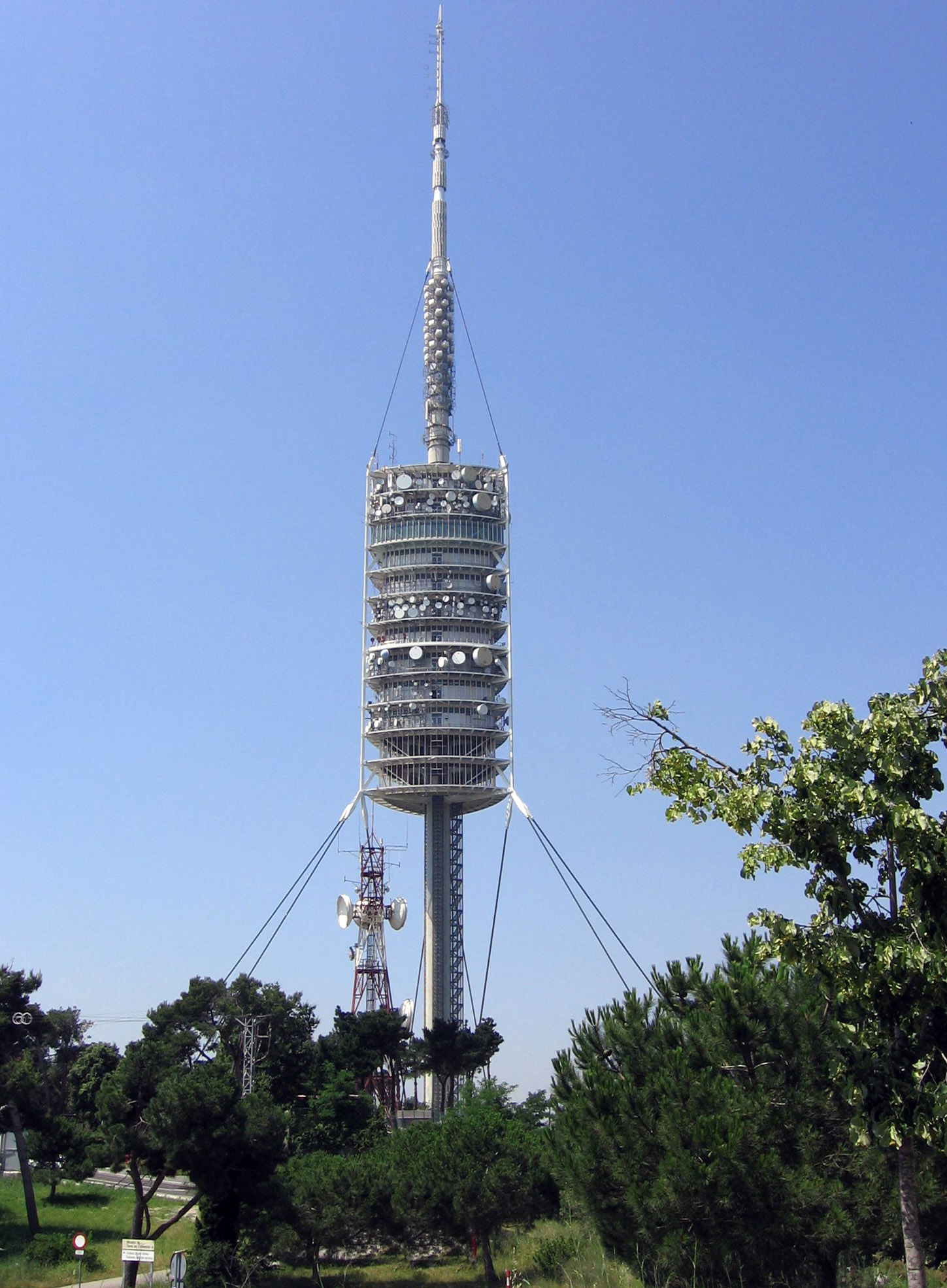
Torre de Collserola (1989-1992), de Norman Foster.

Otra área de actuación fue el barrio de El Valle de Hebrón, ordenado según un proyecto de Eduard Bru (1989-1991), que incluía edificios e infraestructuras como: las instalaciones de tiro con arco (1990-1991), de Enric Miralles y Carme Pinós; el Palacio de Deportes del Valle de Hebrón (1990-1991), de Jordi Garcés y Enric Sòria; el Club de Tenis La Teixonera (1989-1992), de Antoni Sunyer; y la Villa Olímpica de Prensa (1989-1991), de Carlos Ferrater.
Un elemento destacado fue la torre de telecomunicaciones de Collserola (1989-1992), de Norman Foster, ubicada en el Tibidabo. De 288 m de altura, presenta un fuste cilíndrico de hormigón sostenido por tres tirantes postensados anclados a la montaña con tres puntales colocados a 120° uno de otro; en su parte central contiene una estructura metálica de forma triangular curvilínea, que alberga un mirador.

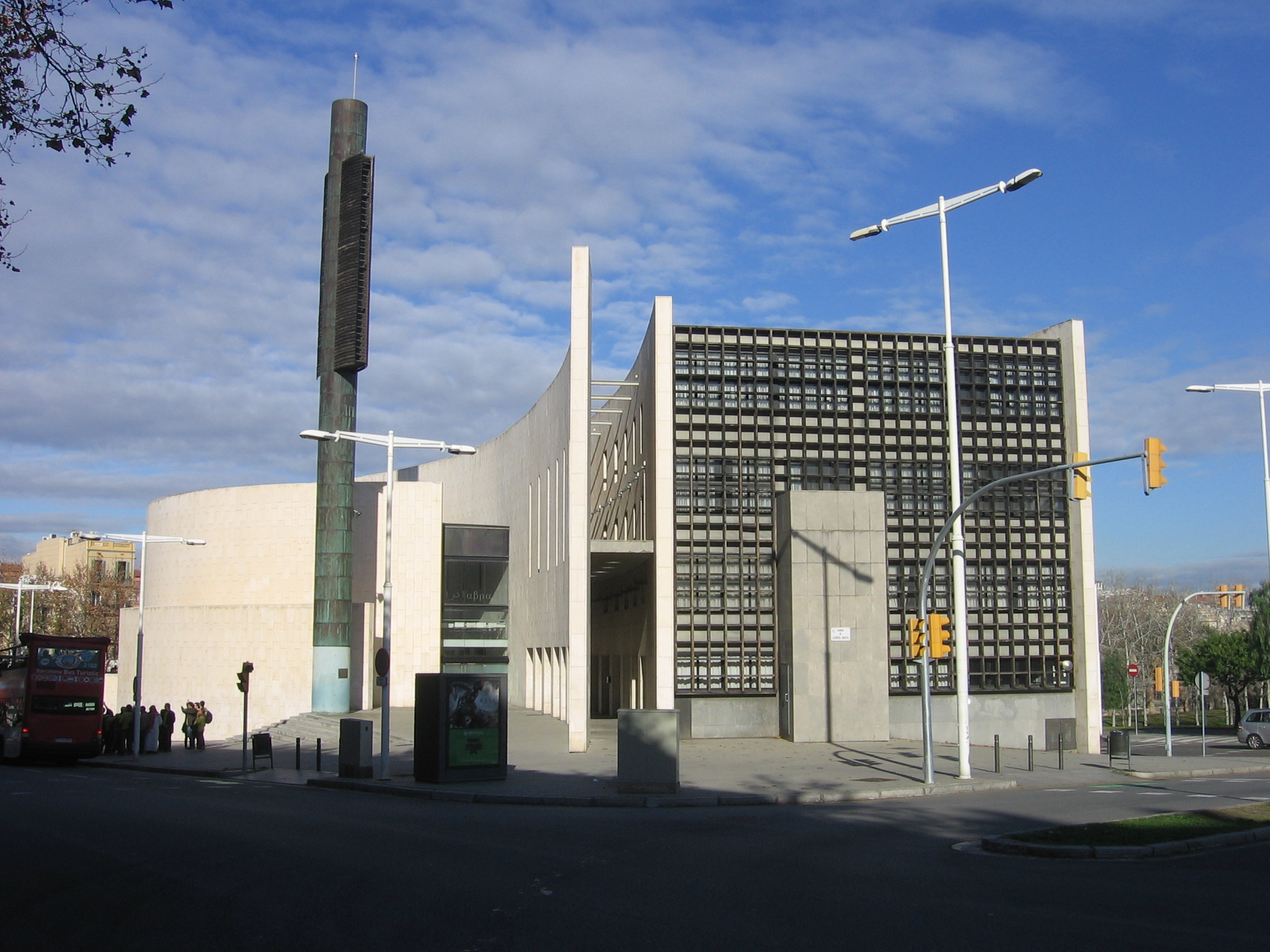
Parroquia del Patriarca Abraham (1990-1992), de Agustí Mateos y Josep Benedito.

Para el evento se construyó también un centro religioso multiconfesional, la parroquia del Patriarca Abraham (1990-1992), obra de Agustí Mateos y Josep Benedito. El nuevo edificio acogió las necesidades espirituales de todos los participantes en los juegos, fuese cual fuese su creencia, y posteriormente se ha convertido en la parroquia del nuevo barrio de la Villa Olímpica. La planta se aleja por tanto de las tradicionales formas católicas, y presenta un diseño almendrado basado en líneas curvas de gran sencillez geométrica.
Los Juegos Olímpicos comportaron igualmente un proceso de creación, restauración y conservación de los parques y jardines de la ciudad: en Montjuic, epicentro de los juegos, se instaló un nuevo Jardín Botánico, de 14 hectáreas, dedicado a plantas de clima mediterráneo de todo el mundo, obra de Carlos Ferrater y Bet Figueras, y se estableció el Jardín de Esculturas anexo a la Fundación Joan Miró. Otras actuaciones relacionadas con los juegos fueron los parques del Mirador del Migdia (Beth Galí, Jaume Benavent y Andreu Arriola), el del Valle de Hebrón (Eduard Bru), el del Poblenou (Manuel Ruisánchez y Xavier Vendrell), el de Carlos I (Pep Zazurca y Juli Laviña) y tres diseñados por la firma Martorell-Bohigas-Mackay: el parque de las Cascadas, el del Puerto Olímpico y el de Nueva Icaria.

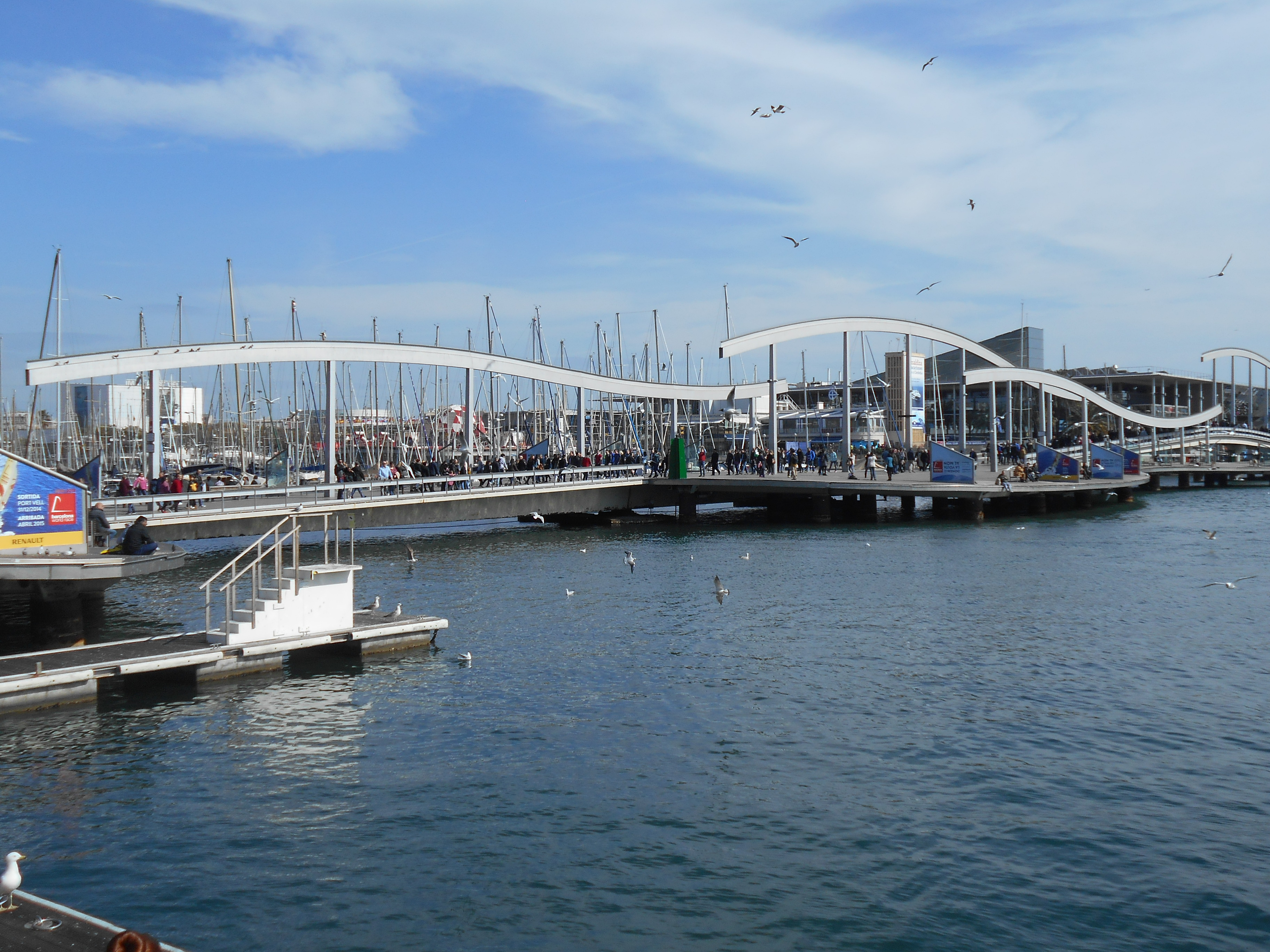
Puente de la Rambla de Mar (1990-1995), de Helio Piñón y Albert Viaplana.

Con motivo de los Juegos se remodeló también el puerto viejo (Port Vell), con un proyecto de Jordi Henrich y Olga Tarrasó. El nuevo espacio se dedicó al ocio, con la creación del centro lúdico Maremàgnum (Helio Piñón, Albert Viaplana, Jordi Mir, Rafael Coll), unido a tierra por la Rambla de Mar, un puente pivotante diseñado por Piñón y Viaplana; se encuentran también en este espacio el cine Imax (Jordi Garcés / Enric Sòria) y el Aquàrium (Esteve y Robert Terradas). También se construyó el centro de negocios World Trade Center, de Henry Cobb (Pei, Cobb, Freed & Partners).
Otra actuación urbanística fue en el barrio de El Raval, que se remodeló con un proyecto de Jaume Artigues y Pere Cabrera, que consistió en la apertura de la Rambla del Raval y la adecuación del entorno de la plaza de los Ángeles como centro cultural, donde se ubicaron el Centro de Cultura Contemporánea de Barcelona (1990-1993) y el Museo de Arte Contemporáneo de Barcelona (1987-1996). El primero surgió de la reconversión de la antigua Casa de la Caridad, con un proyecto de Piñón y Viaplana, donde destaca el cerramiento del patio con una pared acristalada que en su parte superior está inflexionada. El segundo es un edificio de nueva planta diseñado por Richard Meier, formado por dos cuerpos conectados por una estructura en forma de cilindro, el mayor de los cuales presenta una fachada acristalada que da a la calle.
Cabe destacar por último que con ocasión de los Juegos se amplió notablemente la estructura viaria de la ciudad, especialmente con la creación de los cinturones de ronda, dispuestos en circunvalación a lo largo de todo el perímetro urbano. Realizados entre 1989 y 1992, se encargaron de su planificación general Josep Acebillo, director técnico del Instituto Municipal para la Promoción Urbanística, y Alfred Morales, coordinador de transportes y circulación del Ayuntamiento de Barcelona. Por otro lado, se hizo una campaña de restauración de fachadas y monumentos y de adecuación de paredes medianeras, llamada Barcelona ponte guapa (1986-1992), promovida por Josep Emili Hernández, del área de Patrimonio del Ayuntamiento.

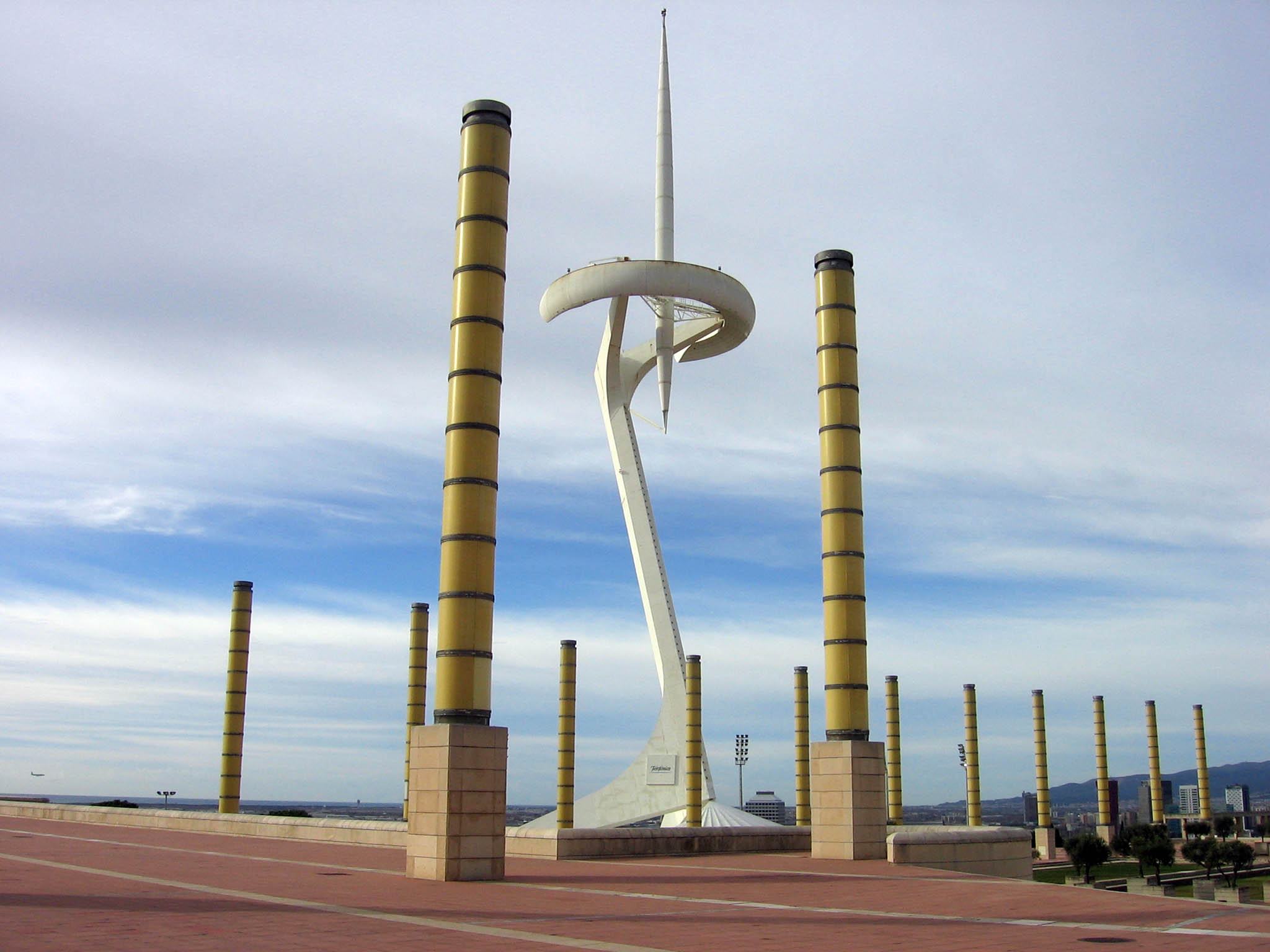
Torre de telecomunicaciones de Montjuic (1991), de Santiago Calatrava.
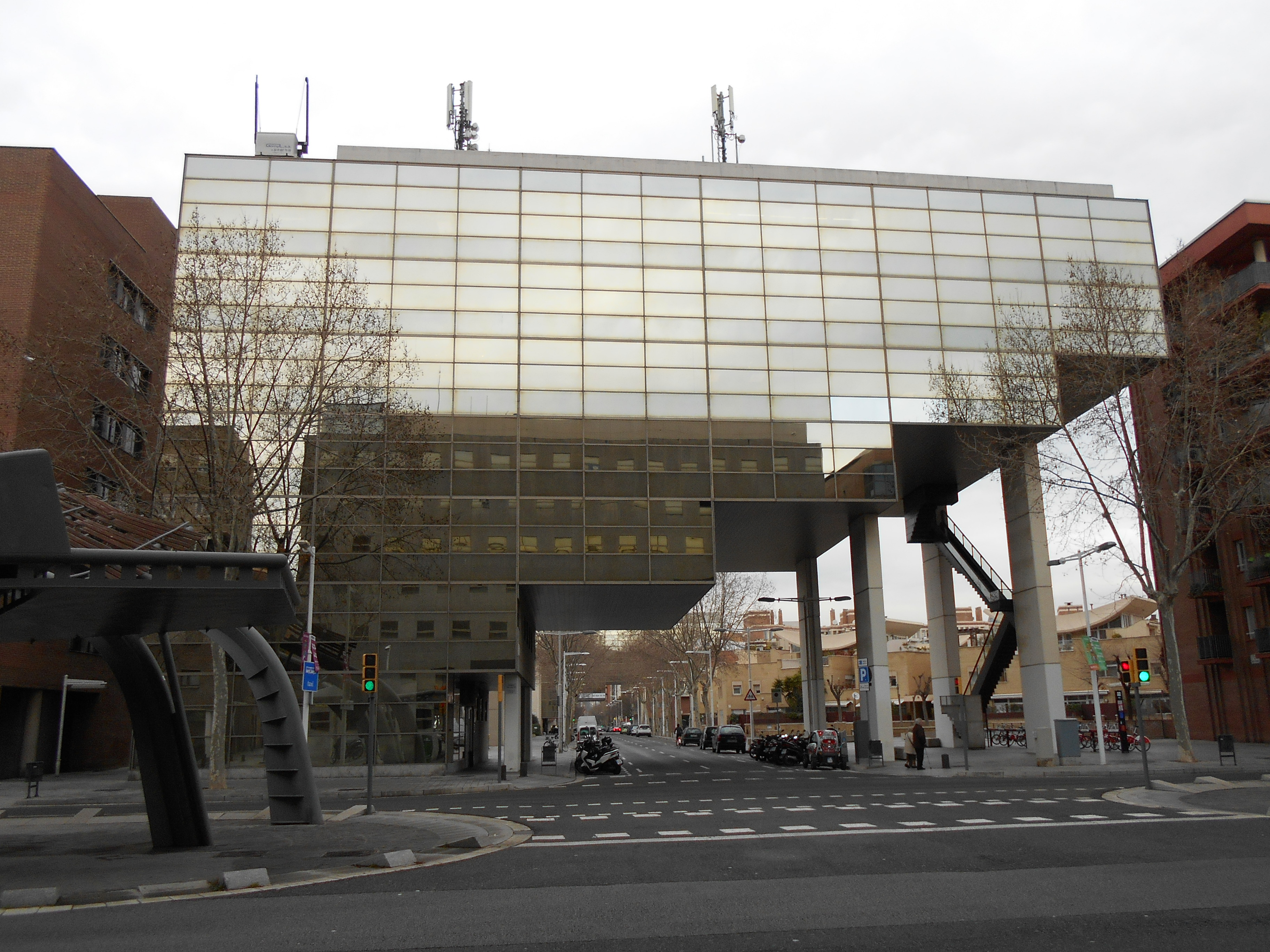
Eurocity 2-3 (1989-1992), de Albert Viaplana y Helio Piñón.
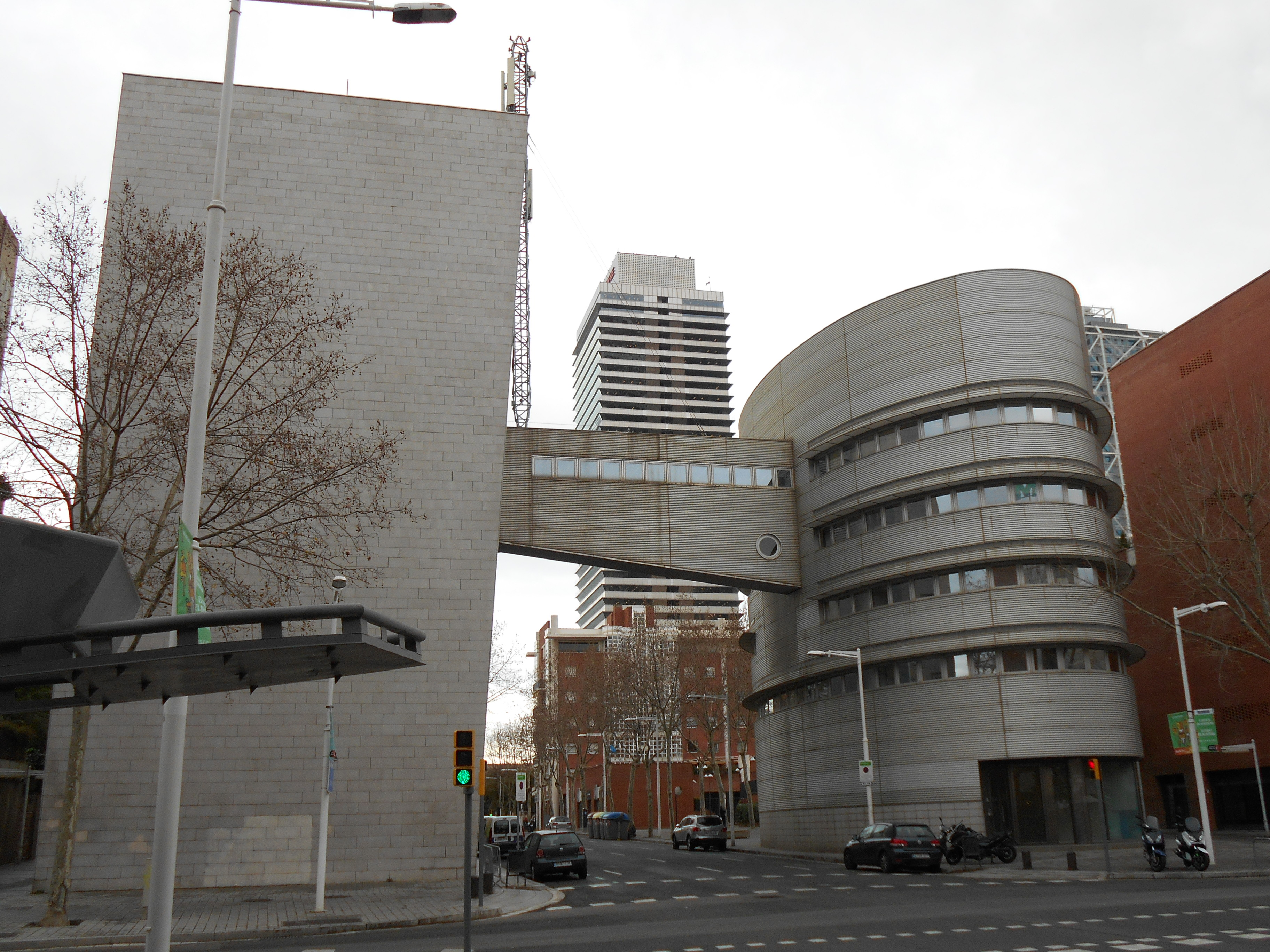
Central Telefónica (1989-1992), de Jaume Bach y Gabriel Mora.
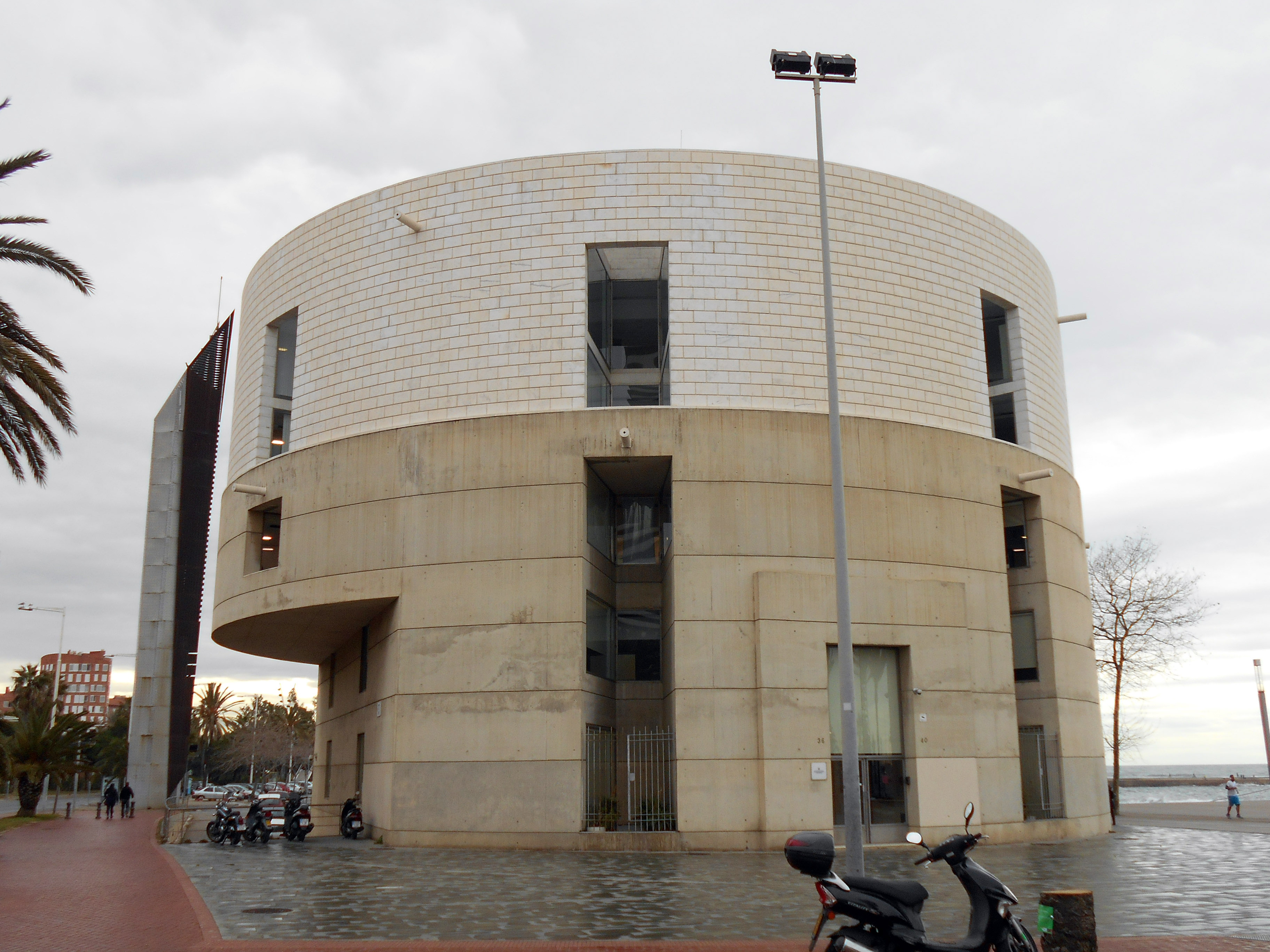
Centro de Meteorología (1990-1992), de Álvaro Siza.
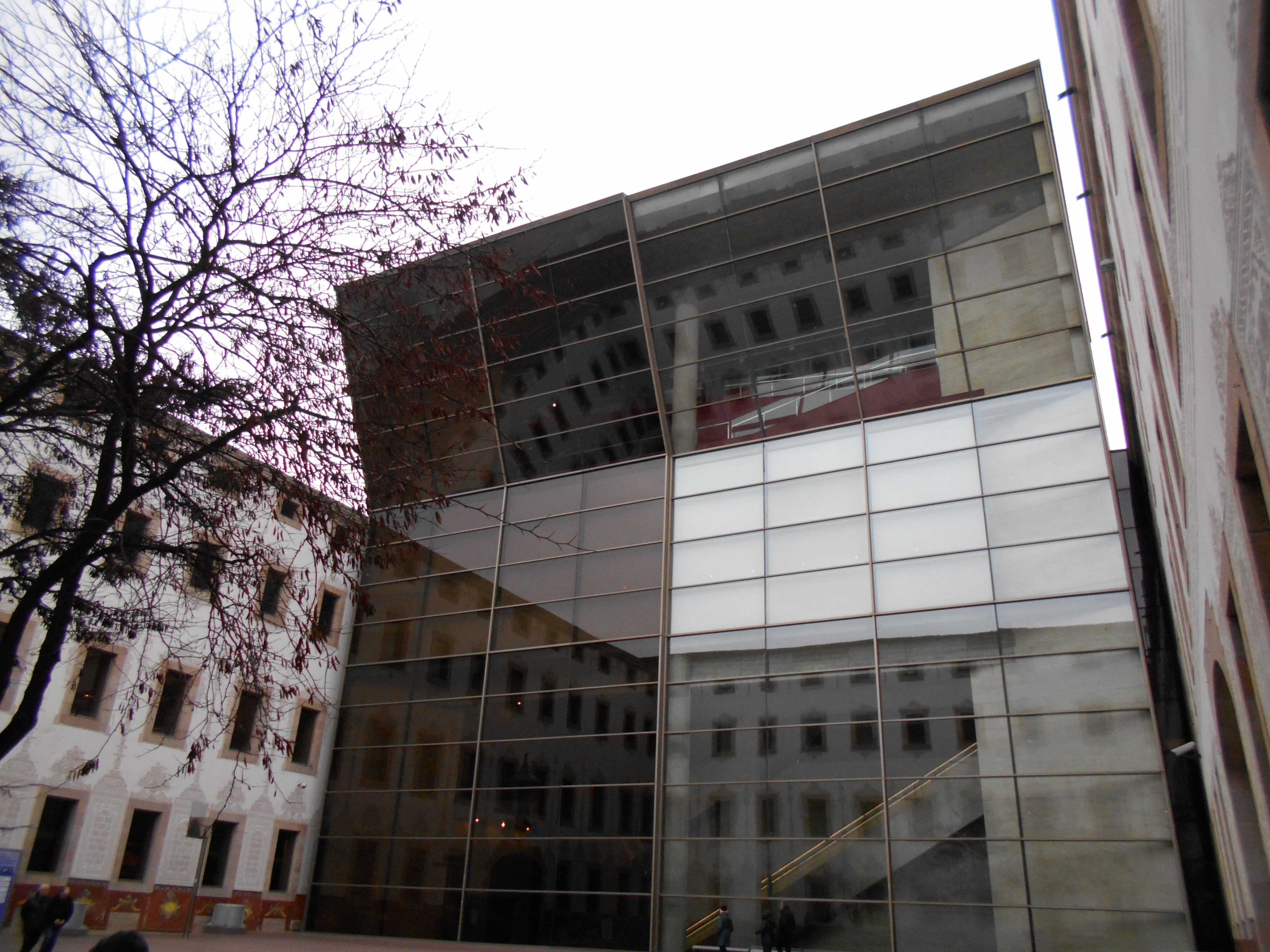
Centro de Cultura Contemporánea de Barcelona (1990-1993), de Albert Viaplana y Helio Piñón.
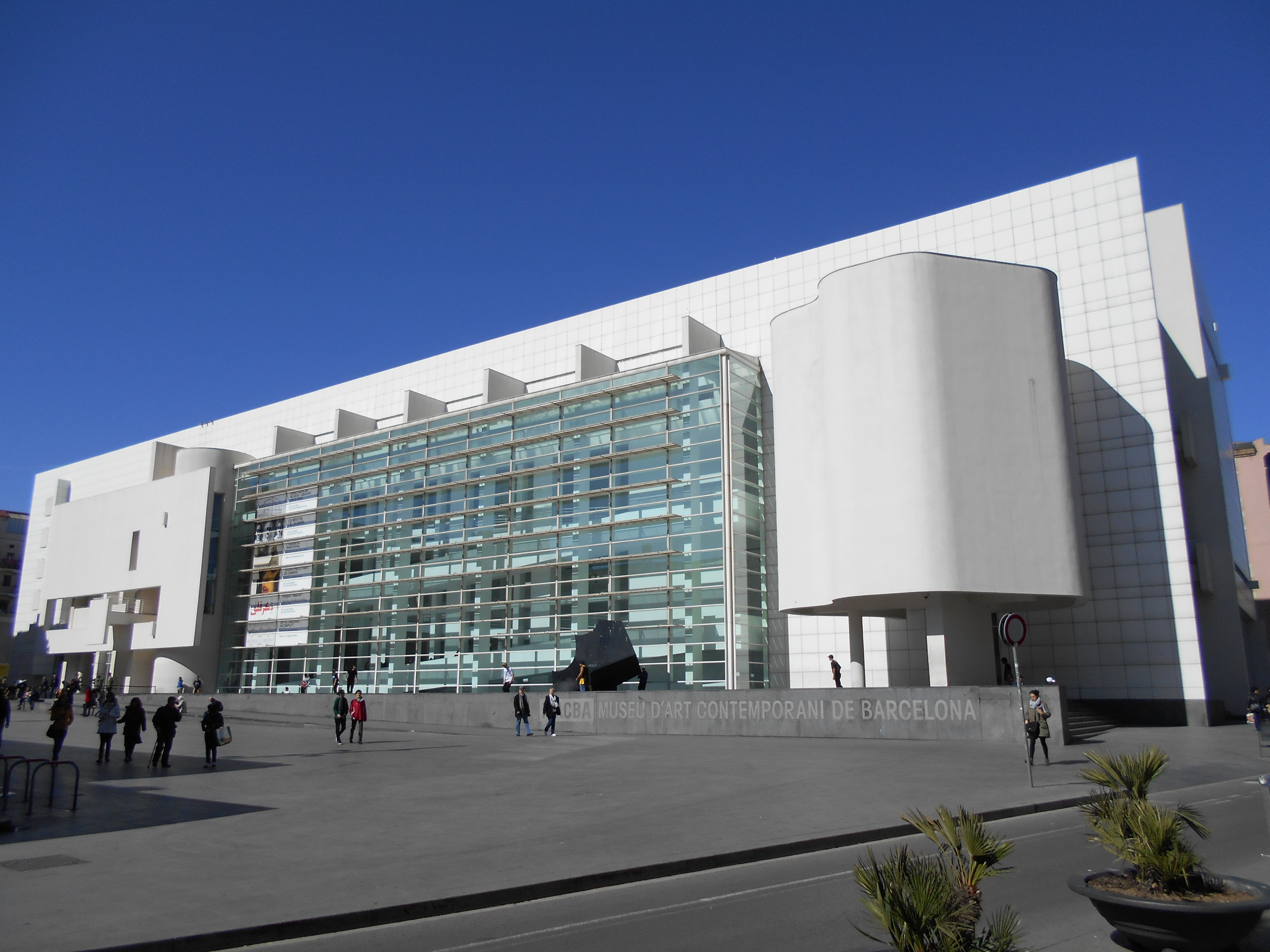
Museo de Arte Contemporáneo de Barcelona (1987-1996), de Richard Meier.
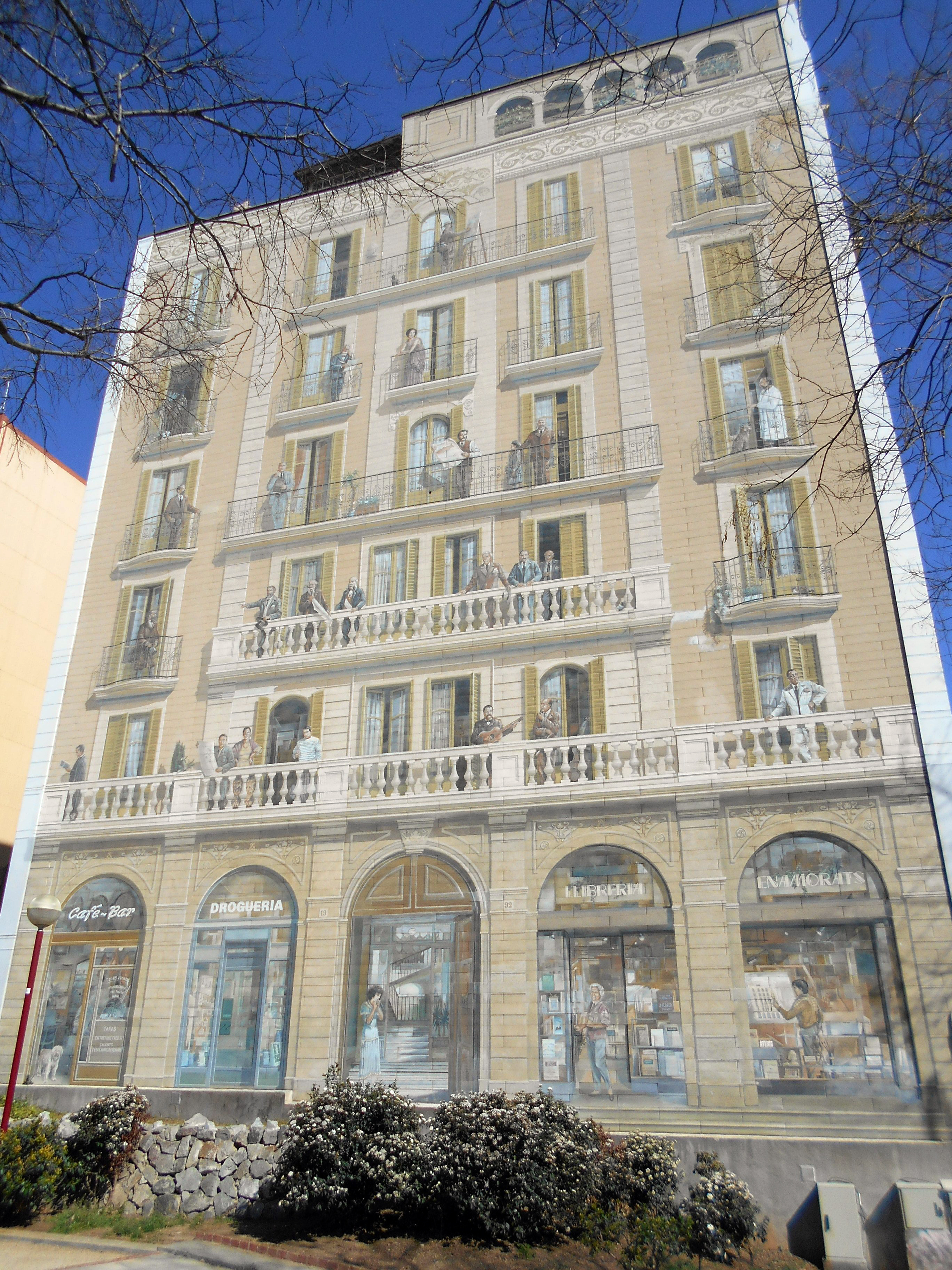
Balcones de Barcelona (1992), campaña Barcelona ponte guapa.

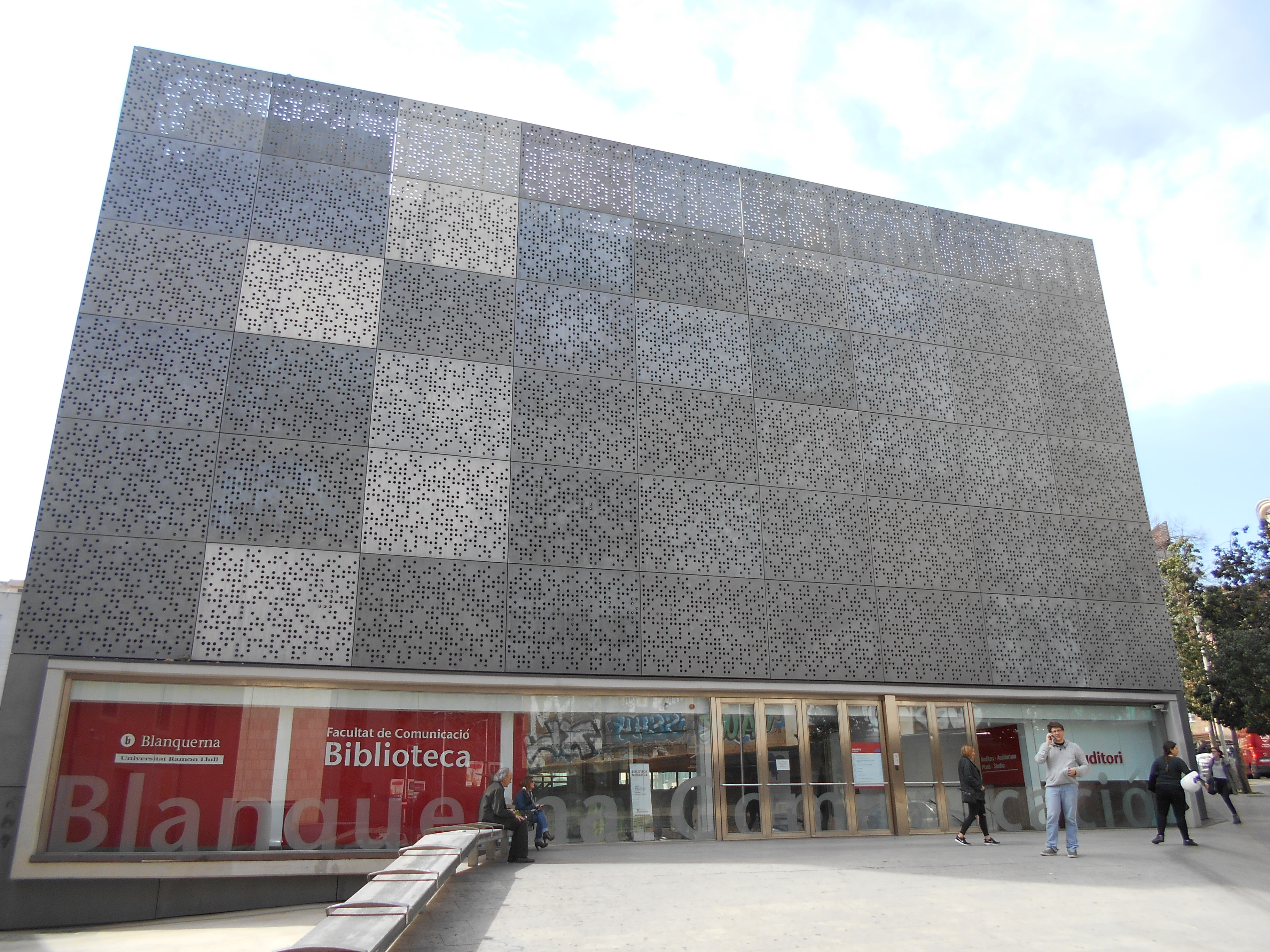
Biblioteca de la Facultad Blanquerna (1994-1996), de Daniel Freixes, Vicente Miranda, Vicenç Bou y Eulàlia González.

Los últimos años del siglo han estado marcados por la búsqueda de una arquitectura más sostenible y basada en criterios ecológicos, especialmente en cuanto al uso en arquitectura de las células fotovoltaicas de energía solar. Esta nueva concienciación hacia el ecologismo se reflejó también en el urbanismo, con la búsqueda de unos espacios públicos adaptados al entorno y proyectados para los vecinos, con especial énfasis en los equipamientos y servicios comunitarios. Estos criterios se definieron especialmente en el Foro Cívico Barcelona Sostenible, celebrado en 1998.
Entre las obras de estos últimos años merecen destacarse: el edificio RACC (1990-1996), de Enric Batlle, Joan Roig y Francesc Ribas i Barangé; la reforma del Palacio Nacional (1990-1996), de Gae Aulenti; el edificio Nexus (1992-1995), de Lluís Nadal; la Biblioteca Gabriel Ferraté (1992-1996), de Ramon Sanabria y Ramon Artigues; la Facultad de Ciencias de la Comunicación “Blanquerna” de la URL (1994-1996), de Daniel Freixes, Vicente Miranda, Vicenç Bou y Eulàlia González; el CEMIM (Centro de Investigaciones Marinas y Medioambientales), de Pere Riera, Josep M. Gutiérrez, Josep Sotorres, Montserrat Batlle, Bartomeu Busom y Franc Fernández (1996-2001); el Palacio de Congresos de Cataluña (1996-2000), de Carlos Ferrater y Josep Maria Cartañà; la ampliación del Museo Picasso (1996-2002), de Jordi Garcés; el Instituto del Teatro (1997-2000), de Ramon Sanabria y Luis Comerón; la reforma del mercado de Santa Catalina (1997-2004), de Enric Miralles y Benedetta Tagliabue; el conjunto Arcadias (1998-2000), de Jaume Bach y Gabriel Mora; y el edificio Heron City (1999-2001), de Juli Capella.

## SigloXXI

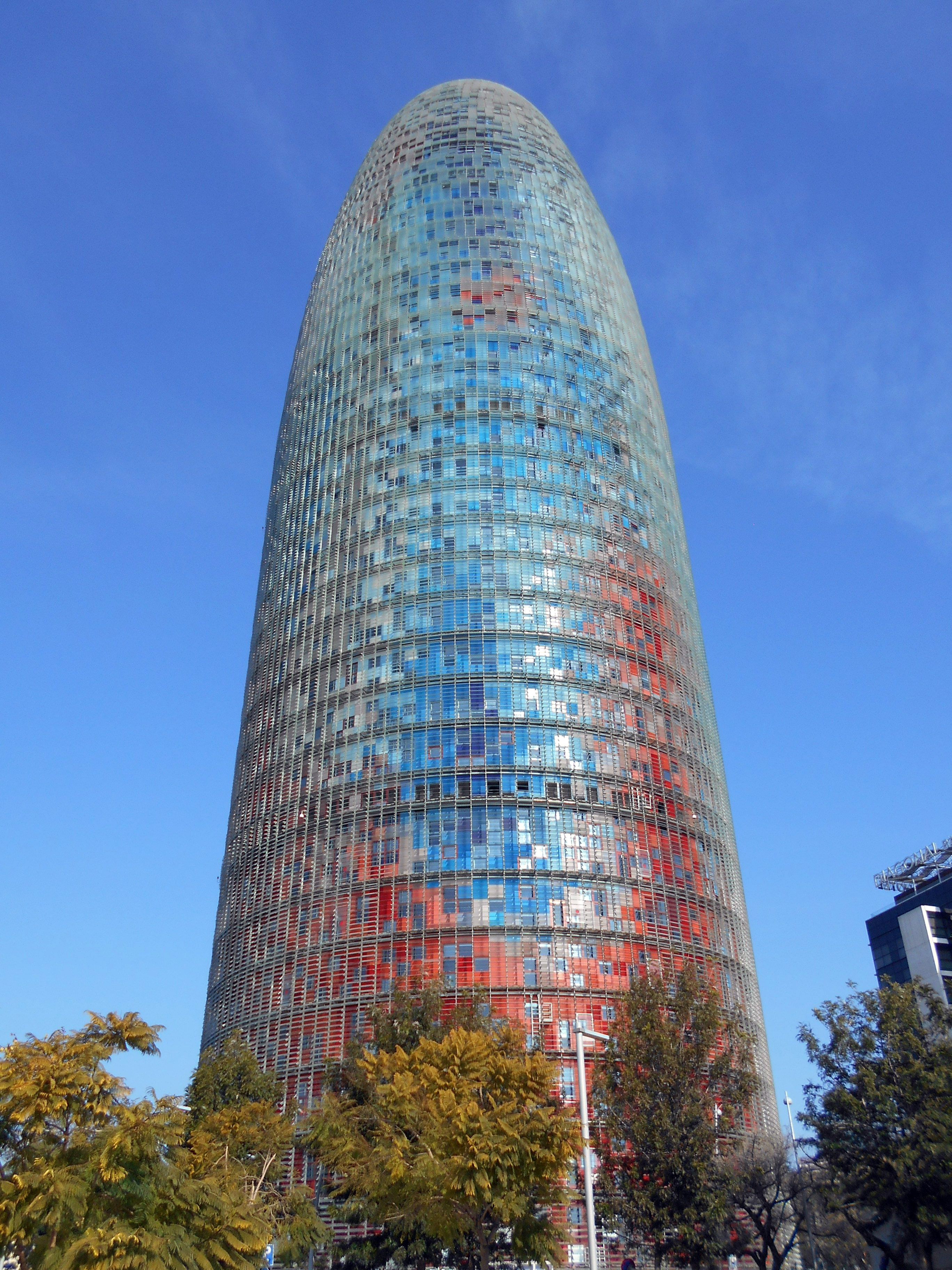
Torre Agbar (2000-2005), de Jean Nouvel.

El cambio de siglo no deparó una modificación sustancial en el devenir de la ciudad, que siguió apostando por la innovación y el diseño como proyectos de futuro, junto al uso de nuevas tecnologías y la apuesta por la sostenibilidad medioambiental. Estilísticamente, la transición de siglo ha estado marcada nuevamente por el eclecticismo derivado de las teorías posmodernas, al tiempo que ha cobrado fuerza la influencia de corrientes internacionales como el high-tech, un estilo basado en el uso intensivo de la alta tecnología, y el deconstructivismo, una corriente basada en la geometría no euclidiana y el antilinealismo, con formas curvas y “blandas” de aspecto aparentemente caótico. Cabe remarcar igualmente la progresiva importancia adquirida por la informática en el diseño arquitectónico, con programas como CAD y Power Point que han sustituido las antiguas formas de elaborar proyectos arquitectónicos.
Uno de los eventos más destacados del nuevo milenio fue la celebración del Fórum Universal de las Culturas de 2004, que permitió nuevos cambios urbanísticos en la ciudad: se recuperó toda la zona del Besós, hasta entonces poblada de antiguas fábricas en desuso, se regeneró todo el barrio del Pueblo Nuevo y se construyó el nuevo barrio de Diagonal Mar, al tiempo que se dotó a la ciudad de nuevos parques y espacios para el ocio de los ciudadanos. El perfil de la ciudad cambió tras la construcción de un gran rascacielos de forma cilíndrica, la Torre Agbar, así como el hotel W Barcelona, que modificó la fisonomía del Puerto de Barcelona y, por tanto, de su frente marítimo.
La Torre Agbar (2000-2005), obra de Jean Nouvel, es uno de los edificios más emblemáticos construidos en el nuevo milenio, y ha cambiado significativamente el skyline barcelonés. De estilo high-tech, tiene 145 m de altura y forma de cilindro oval, inspirado según el autor en los campanarios de la Sagrada Familia de Gaudí. La fachada tiene una doble piel de hormigón y vidrio, con un conjunto de 4000 dispositivos led de diversos colores que se iluminan por la noche, creando unos particulares efectos de policromía.

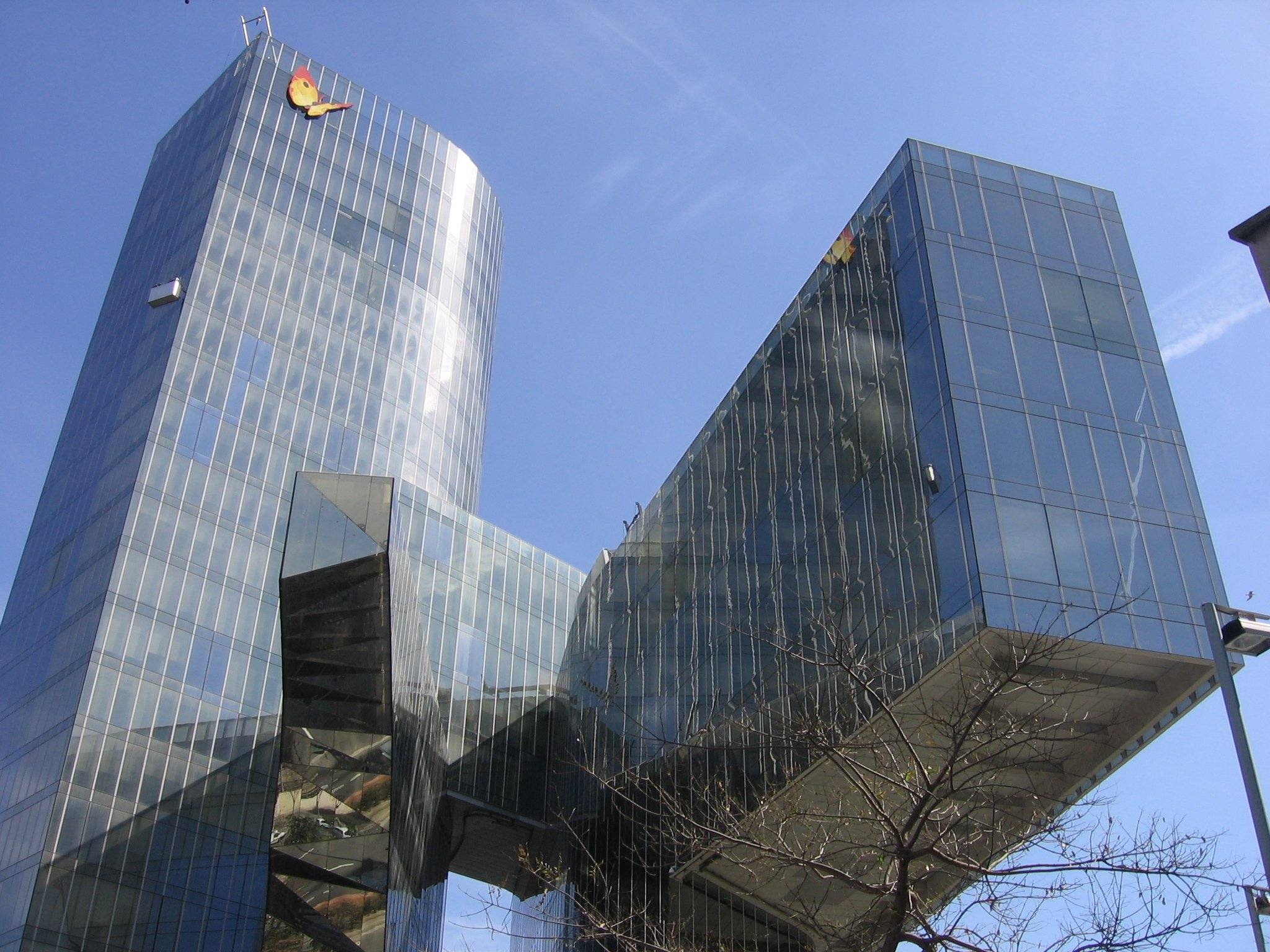
Edificio de Gas Natural (1999-2006), obra de Enric Miralles y Benedetta Tagliabue.

Por las mismas fechas se construyó la nueva sede de Gas Natural (1999-2006), obra de Enric Miralles y Benedetta Tagliabue, un edificio descompuesto en cuatro cuerpos: la «torre» es el más alto, con forma de H compuesta de dos cuerpos de diferente altura; la «ménsula» es un cuerpo adosado a la torre que actúa de acceso al edificio; el «portaaviones» es un cuerpo en voladizo que sobresale de la torre central y que aporta horizontalidad al trazado del conjunto; la «cascada» es un cuerpo bajo de fachada escalonada que restituye el alzado de las edificaciones del entorno. Todo el edificio presenta una cubierta acristalada, cuyo juego de reflejos entre los cuatro cuerpos genera una imagen un tanto desmaterializada del conjunto.
Otros edificios de estos primeros años fueron: la Biblioteca Jaume Fuster (2001-2004), de Josep Llinàs, de planta romboidal y un trazado complejo y sinuoso que interactúa con un entorno urbano de aspecto irregular; la Illa Fort Pienc (2001-2003), también de Llinàs, un complejo de guardería, residencia de ancianos, biblioteca, centro cívico y mercado, con una compleja utilización de volúmenes y espacios diáfanos; el conjunto residencial Illa de la Llum (2002-2005), de Lluís Clotet e Ignacio Paricio, con tres cuerpos: un bloque de 5 plantas flanqueado de dos torres, una de 26 plantas y otra de 18, resueltos con unos módulos de plafones de aluminio que se van repitiendo en la fachada, mientras que todo el conjunto se sustenta sobre unos premarcos de tubo galvanizado; y la rehabilitación del mercado de la Barceloneta (2002-2007), de Josep Miàs, con una concepción orgánica que vertebra diferentes espacios de forma dinámica e integradora.

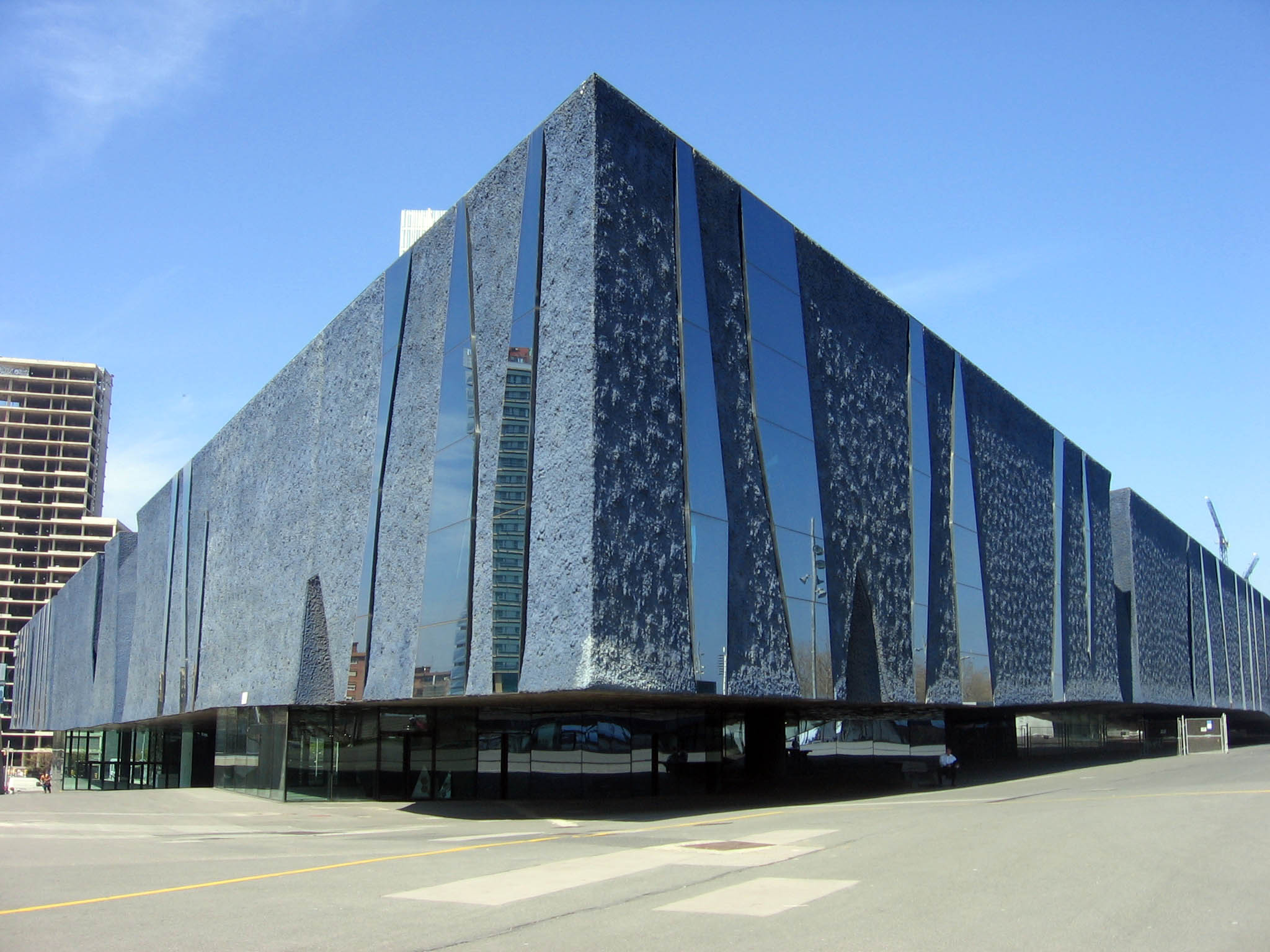
Edificio Fórum (2000-2004), de Jacques Herzog y Pierre de Meuron.

El principal impulso edilicio de estos años fue la celebración del Fórum Universal de las Culturas de 2004. El recinto fue proyectado por Elías Torres y José Antonio Martínez Lapeña, del que destaca una explanada polivalente de 16 ha culminada en uno de sus extremos por una gran placa fotovoltaica que se convirtió en uno de los emblemas del evento. La construcción principal fue el edificio Fórum (2000-2004), de Jacques Herzog y Pierre de Meuron —actual sede del Museo de Ciencias Naturales de Barcelona—, con una planta triangular de perfil bajo con una distribución de varios patios interiores que generan espacios diáfanos, y una fachada de aspecto rugoso de color azul añil, surcada por diversas franjas de vidrio. Junto a este edificio se situó el Centro de Convenciones Internacionales de Barcelona (2000-2004), de Josep Lluís Mateo, con una estructura metálica de trazado irregular y formas ondulantes que oculta los elementos sustentantes, generando en el interior unos grandes espacios diáfanos de disposición flexible. El espacio del recinto y sus zonas colindantes han sido posteriormente aprovechados para situar diversos parques públicos, como el parque Lineal de Garcia Fària, de Pere Joan Ravetllat y Carme Ribas; el parque de los Auditorios, de Alejandro Zaera; y el parque de Diagonal Mar, de Enric Miralles y Benedetta Tagliabue.

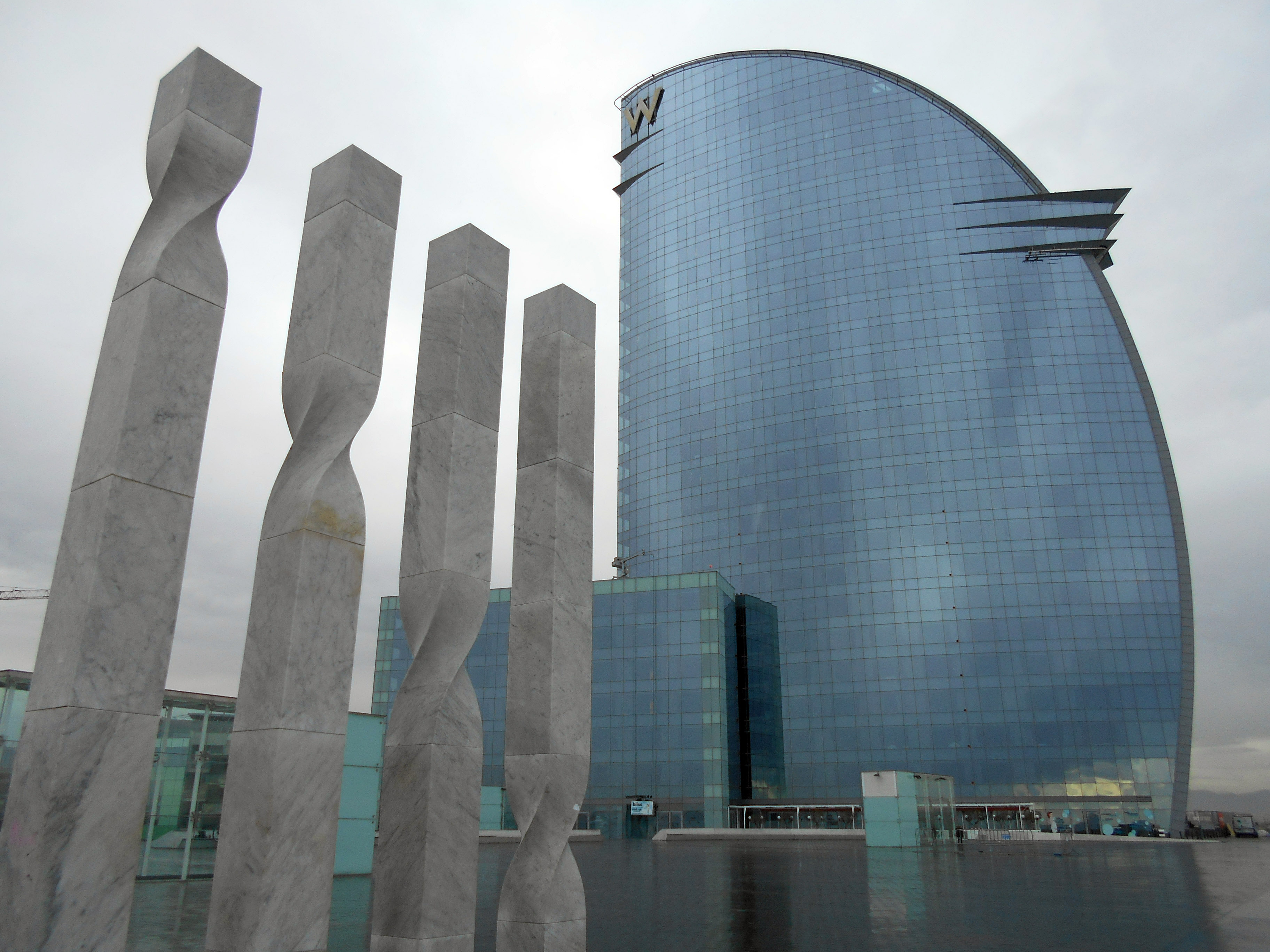
Hotel W Barcelona (2009), de Ricardo Bofill.

Entre las construcciones de los siguientes años merecen destacarse: el Parque de Investigación Biomédica (2006), de Manuel Brullet y Alberto de Pineda, un edificio de forma troncocónica con revestimiento de lamas de madera; el hotel Habitat Sky (2004-2007), de Dominique Perrault, un rascacielos de 120 m de altura compuesto de dos cuerpos verticales, uno colocado en voladizo sobre el otro; el hotel W Barcelona —también conocido como Hotel Vela— (2009), de Ricardo Bofill, un edificio de 99 m de altura con forma de vela de barco, con fachada de muro cortina acristalado; el edificio de la sede de la Comisión del Mercado de Telecomunicaciones (2008-2010), de Enric Batlle y Joan Roig, con un perfil de planimetría longitudinal asimétrica y una doble fachada de lamas horizontales que ofrece protección solar; el edificio Media-TIC (2010), de Enric Ruiz-Geli, tiene forma cúbica y está sustentado por unas jácenas de hierro recubiertas por un revestimiento translúcido de plástico de burbujas inflables, que permiten distinguir la estructura fluorescente del interior del edificio; la torre Diagonal Zero Zero de Telefónica (2008-2011), de Enric Massip-Bosch, de 110 m de altura y planta romboidal, con una fachada de nervadura de aluminio blanco; el edificio Disseny Hub, sede del Museo del Diseño de Barcelona (2008-2013), de Martorell-Bohigas-Mackay, con forma de paralelepípedo adelantado en voladizo y una fachada de metal y vidrio, mientras que el edificio se estructura en dos cuerpos, uno subterráneo y otro superior que da a la plaza de las Glorias Catalanas; y la Feria de Bellcaire o Encantes viejos (2013), de Fermín Vázquez Huarte-Mendicoa, una estructura en forma de marquesina que cubre el mercado al aire libre de los Encantes, formada por diversos módulos con distintas inclinaciones para reflejar la luz y el paisaje circundante.

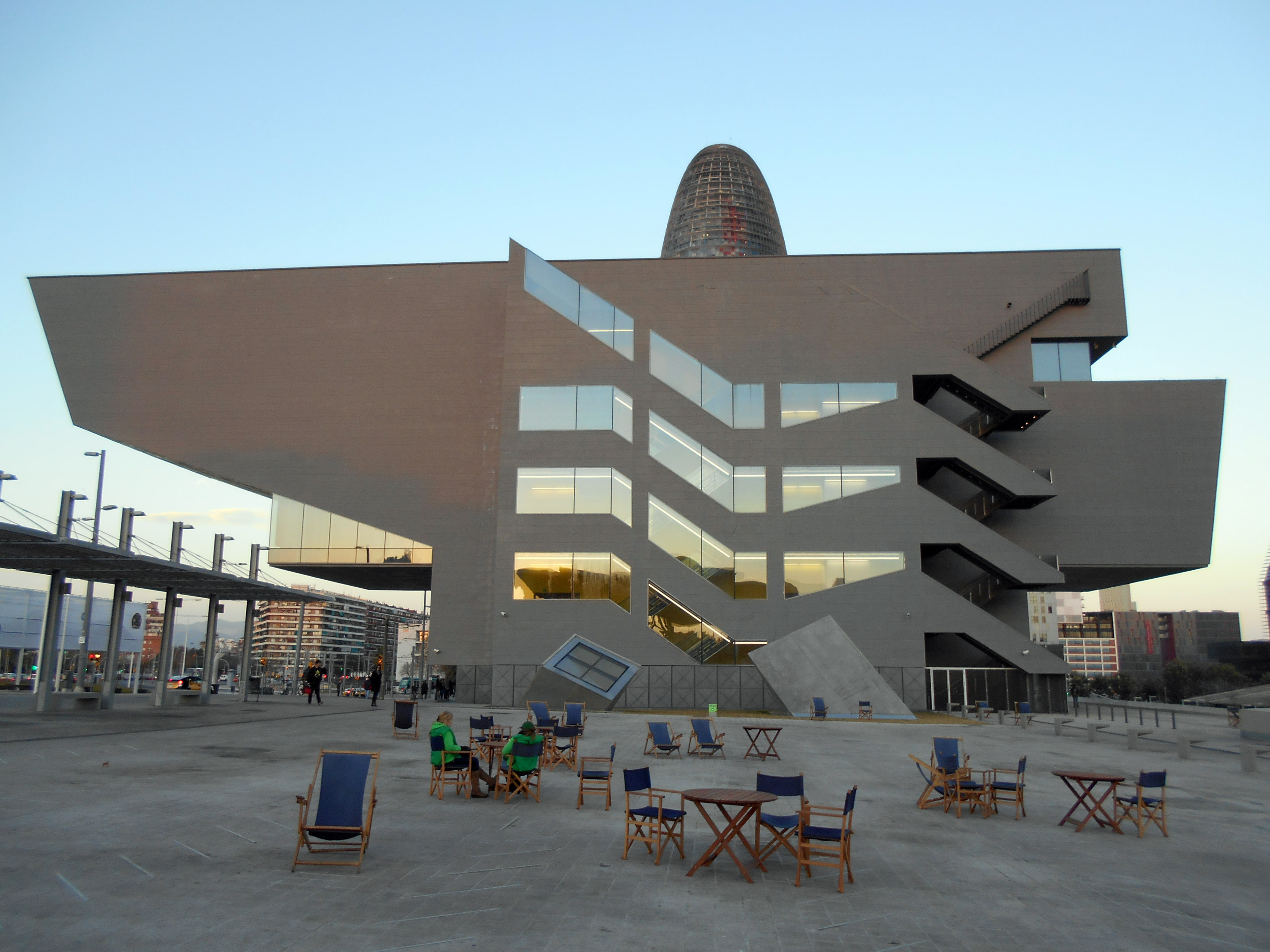
Edificio Disseny Hub (2008-2013), de Martorell-Bohigas-Mackay.

Otras obras de estos años son: el Centro Internacional de Medicina Avanzada (2004), de Luis Alonso y Sergio Balaguer; la ampliación de CosmoCaixa Barcelona (2004), de Esteve y Robert Terradas; el hotel Hilton Diagonal Mar (2005), de Òscar Tusquets; el Colegio Mayor Sant Jordi (2006), de Josep Lluís Mateo; el edificio departamental de la UPF (1996-2007), de Juan Navarro Baldeweg; la Subcentral eléctrica del 22@ (2007), de Víctor Rahola y Jorge Vidal; el edificio de Mediapro (2005-2008), de Carlos Ferrater, Patrick Genard y Xavier Martí Galí; el edificio de viviendas Illa del Mar (2008), de Adolf Martínez, Josep Lluís Martínez, Jorge Muñoz y Enrique Albin; el Museo Can Framis (2007-2009), de Jordi Badia; el conjunto de la Ciudad de la Justicia de Barcelona y Hospitalet de Llobregat (2009), de David Chipperfield y Fermín Vázquez Huarte-Mendicoa; el edificio Suites Avenue (2009), de Toyoo Itō; el Instituto de Microcirugía Ocular (2009), de Josep Llinàs; el edificio Blau (2009), de Antoni de Moragas, Eva Mercader Oliver y Susanna Itarte Rubió; el Banco de sangre (2006-2010), de Joan Sabaté Picasó, Àlex Cazurra Basté y Horacio Espeche Sotailo; el Centro Cívico de Can Travi (2008-2010), de Sergi Serrat, Ginés Egea y Cristina García; la sede de GAES (2008-2010), de Jorge Mestre e Iván Bercedo; la reconversión de la plaza de toros de las Arenas en centro comercial (2005-2011), a cargo de Richard Rogers; la sede de Bassat (2010-2011), de Alexa Plasencia, Antonio Buendía y Albert Arraut; el edificio Distrito 38 (2011), de Arata Isozaki, Alejandro Zaera y Farshid Moussavi; el edificio Vodafone (2012), de Dominique Perrault; y el edificio Antares (2020), de Odile Decq.
Por otro lado, la crisis económica iniciada en 2008 paralizó numerosos proyectos arquitectónicos, algunos tan emblemáticos como la Torre La Sagrera, de Frank Gehry, o la Torre Espiral, de Zaha Hadid, poniendo punto final a unos años de edificación en la ciudad de magnos proyectos encargados a autores de fama internacional.
En 2022 se inauguró el edificio Cirerers, el edificio de madera más alto de España, obra de la cooperativa de arquitectos Celobert, un proyecto sostenible basado en un sistema de construcción industrializada en madera contralaminada.

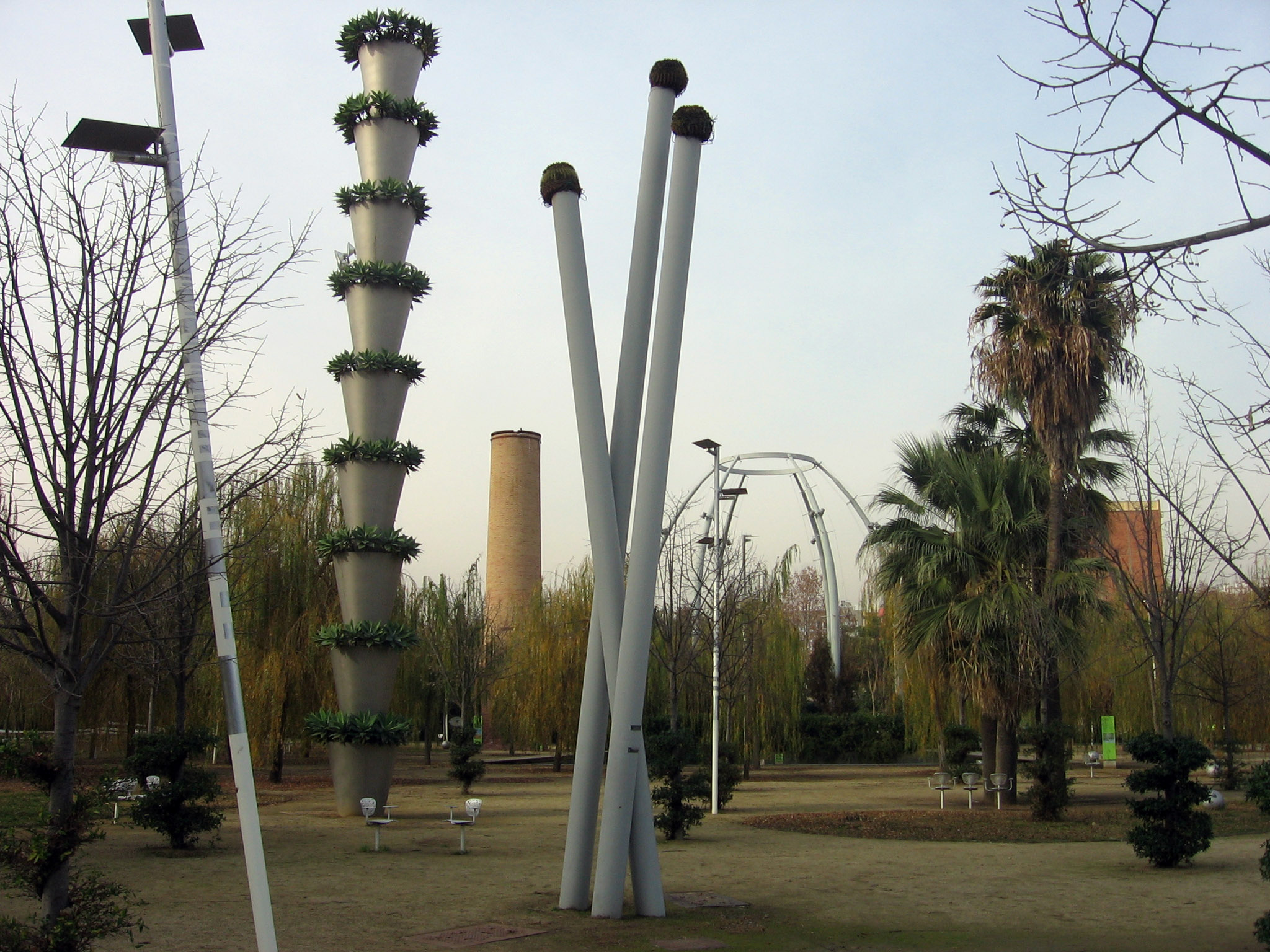
Parque del Centro del Poblenou (2008), de Jean Nouvel.

En cuanto a arquitectura paisajística, cabe mencionar el parque Central de Nou Barris (1997-2007), de Carme Fiol y Andreu Arriola, estructurado en varios niveles en los que destacan unas pérgolas que actúan como paneles lumínicos, así como la presencia del agua, a través de tres lagos con surtidores; en 2007 recibió el premio de arquitectura International Urban Landscape Award en Frankfurt (Alemania). Otro espacio verde de interés es el parque del Centro del Poblenou (2008), de Jean Nouvel, dividido en diversos espacios temáticos, de diseño vanguardista, entre los que destacan: la Isla bajo la cúpula, un espacio rodeado de un canal de agua que acoge una cúpula metálica rodeada de laureles; y el Pozo del Mundo, un cráter formado por varias espirales de tierra.
El urbanismo del nuevo milenio ha reforzado la estructura de retícula polinuclear impulsada desde los años 1990, lo que ha favorecido la aparición de nuevos núcleos urbanos como el Fórum, el 22@ y La Sagrera. En 2025 se inauguró la nueva plaza de las Glorias Catalanas tras varios años de obras, en la que se soterró el tráfico y se instaló un nuevo parque para disfrute de la ciudadanía.
Las comunicaciones han mejorado con la llegada de la alta velocidad, que une la capital catalana con Madrid y con París; se han ampliado el puerto y el aeropuerto del Prat, con el objetivo de convertir a Barcelona en el centro logístico del sur de Europa. También se ha ampliado la red de metro, con la prolongación de varias líneas (3 y 5), y la creación de algunas nuevas (línea 9, 10 y 11), algunas de ellas totalmente automatizadas. En 2012 se inició una reordenación de la red de autobuses en forma ortogonal, para crear una red de autobús de tránsito rápido. También está prevista la construcción de un nuevo cinturón de ronda para mejorar las comunicaciones del área metropolitana.

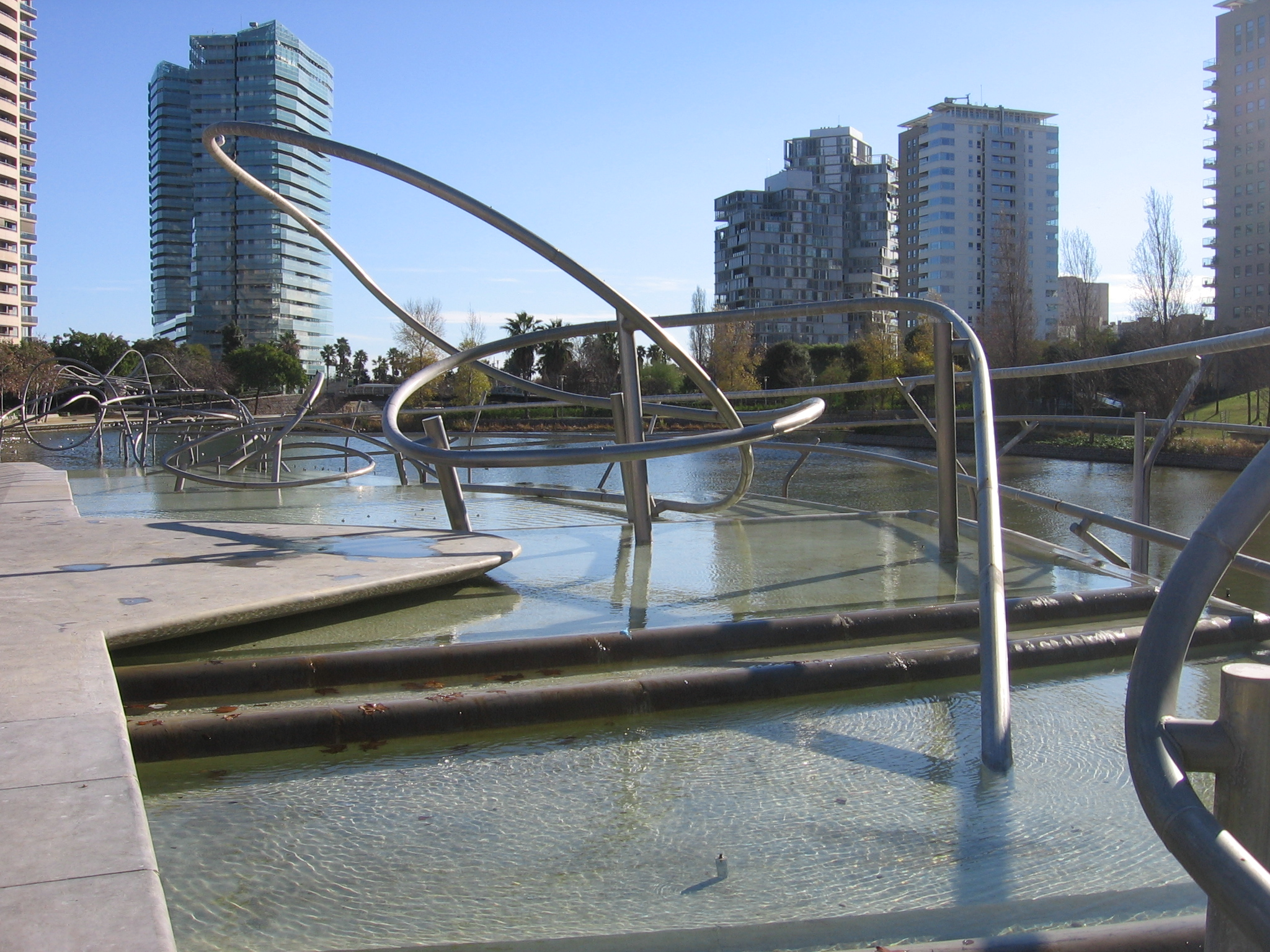
Parque de Diagonal Mar (1999-2002), de Enric Miralles y Benedetta Tagliabue.
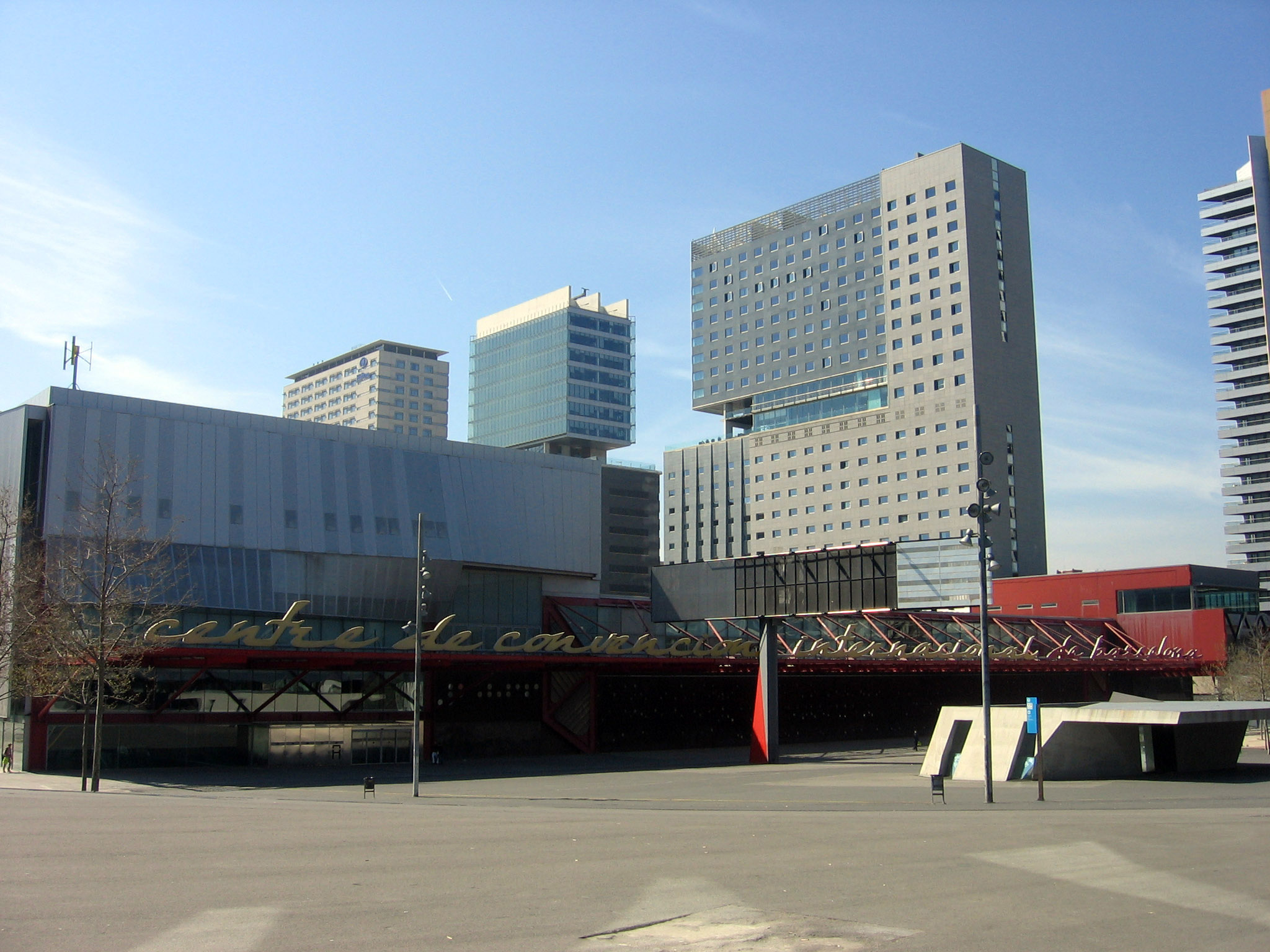
Centro de Convenciones Internacionales de Barcelona (2000-2004), de Josep Lluís Mateo.
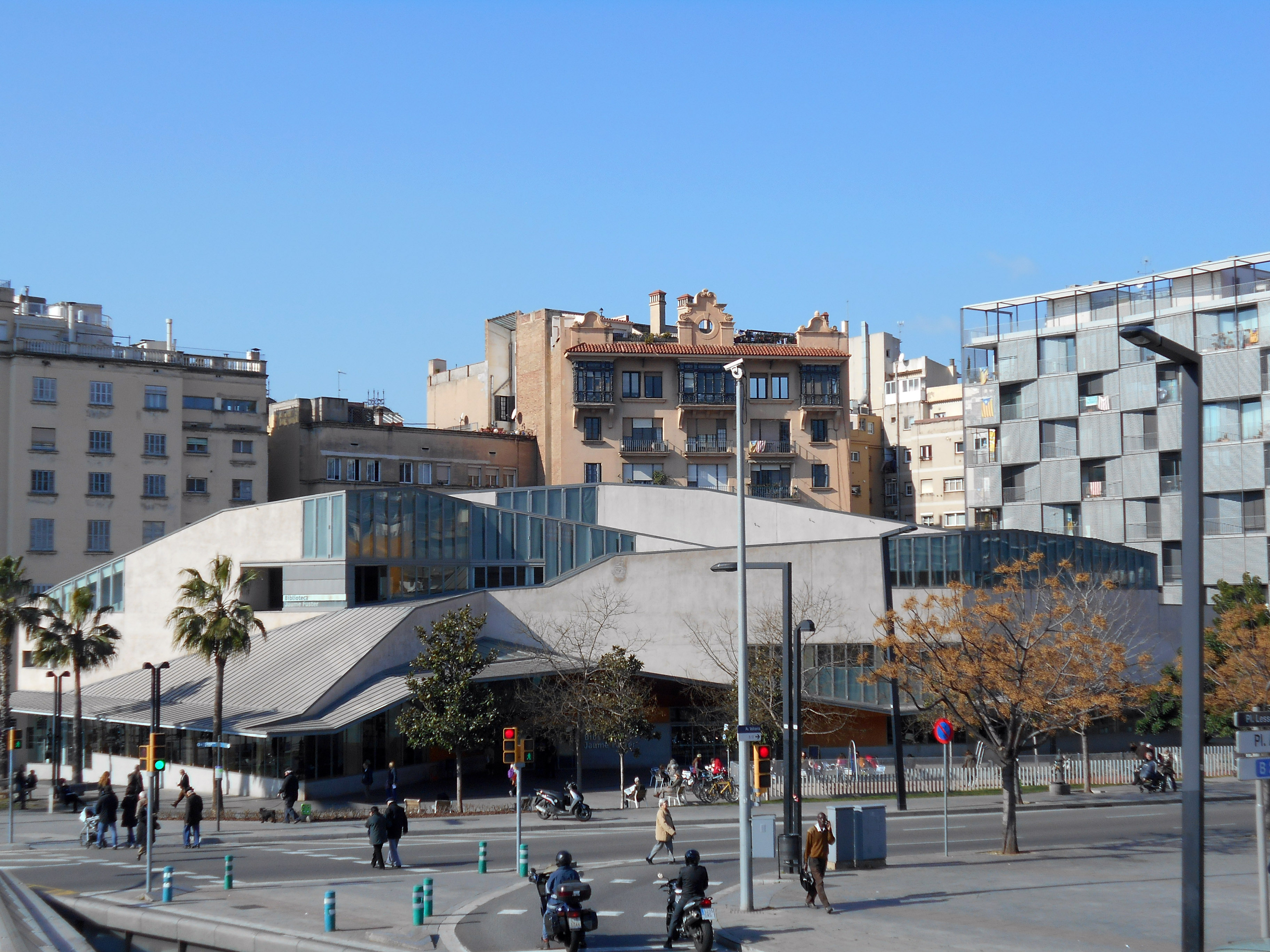
Biblioteca Jaume Fuster (2001-2004), de Josep Llinàs.
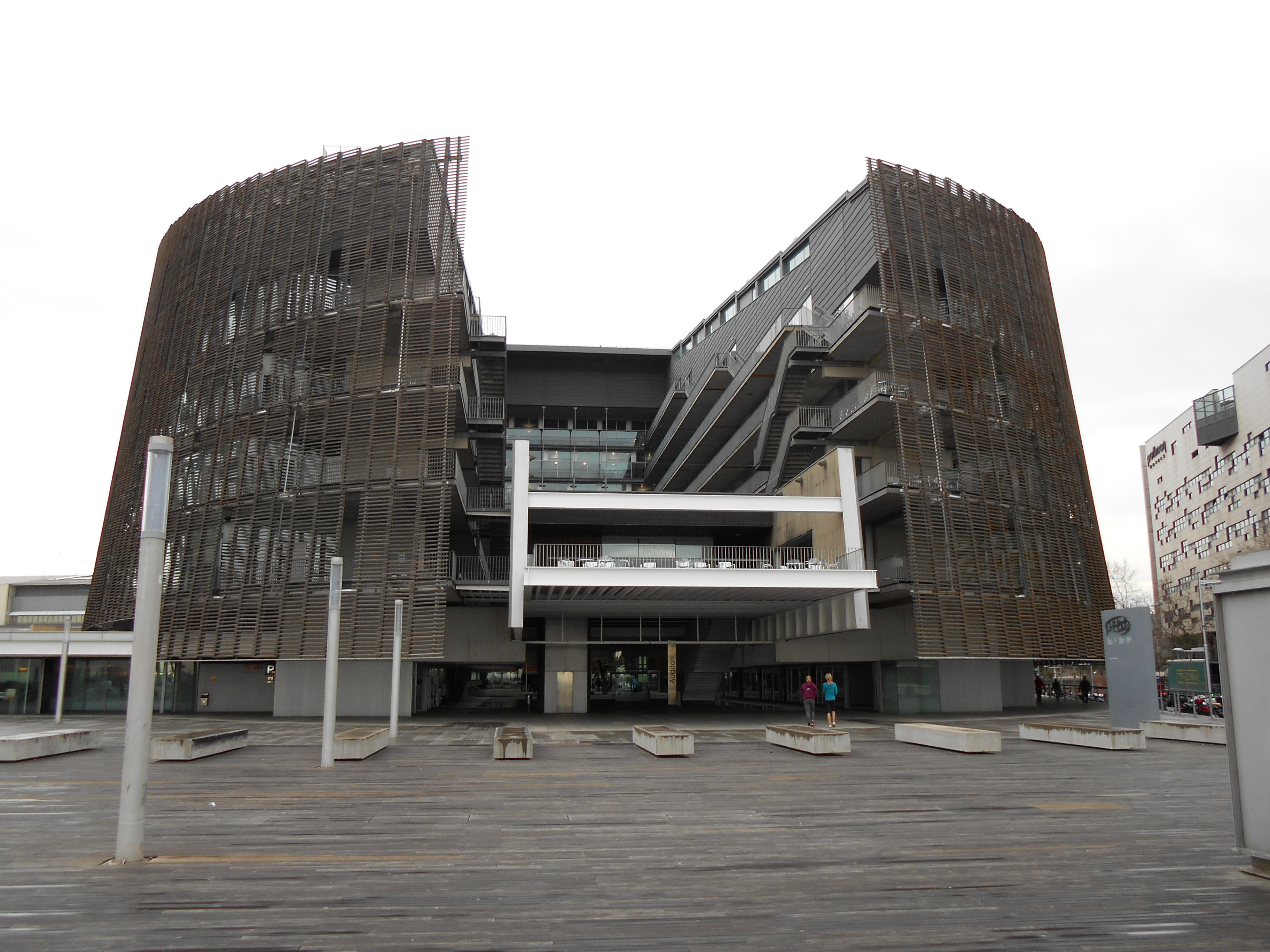
Parque de Investigación Biomédica (2006), de Manuel Brullet y Alberto de Pineda.
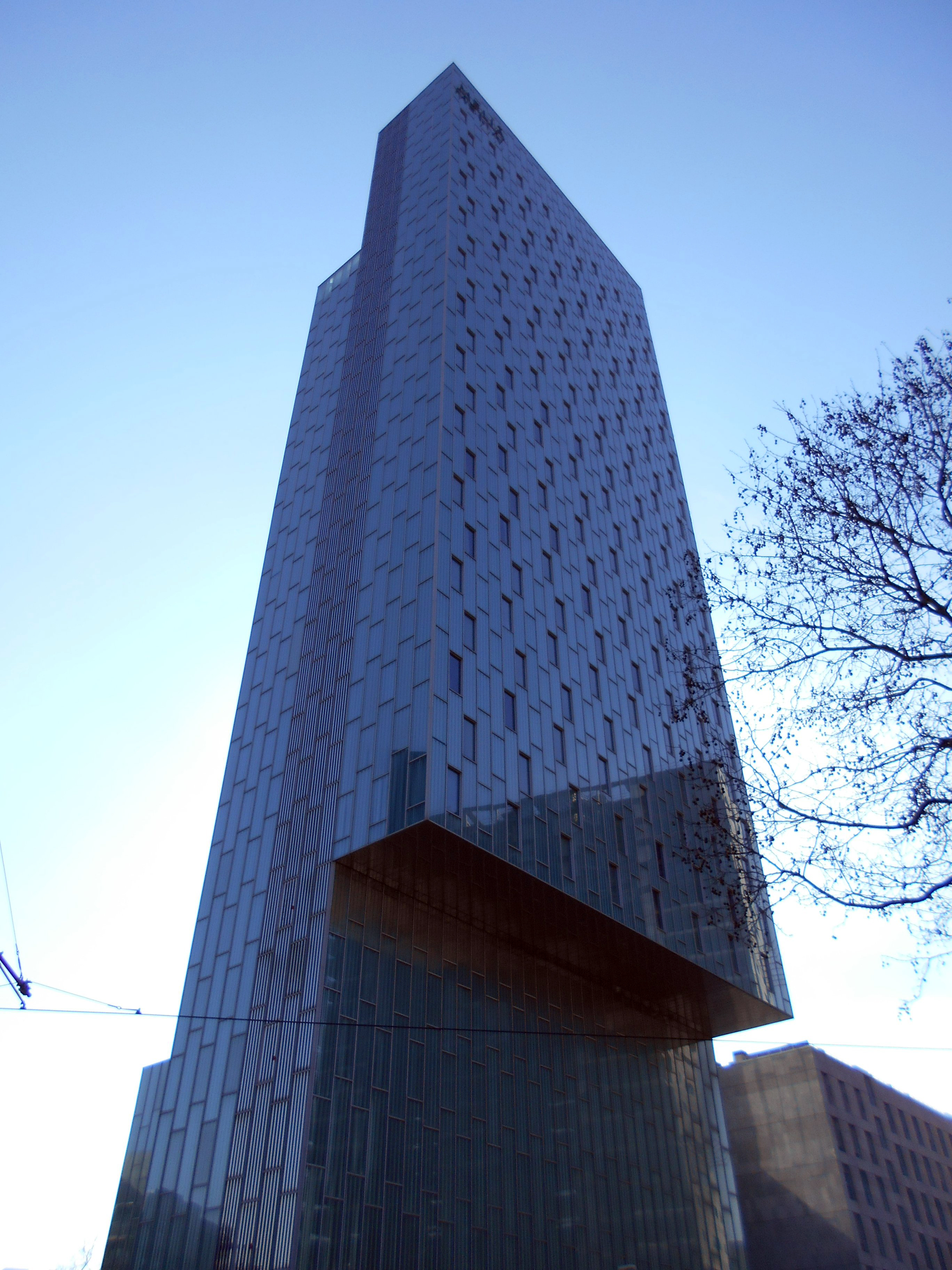
Hotel Habitat Sky (2004-2007), de Dominique Perrault.
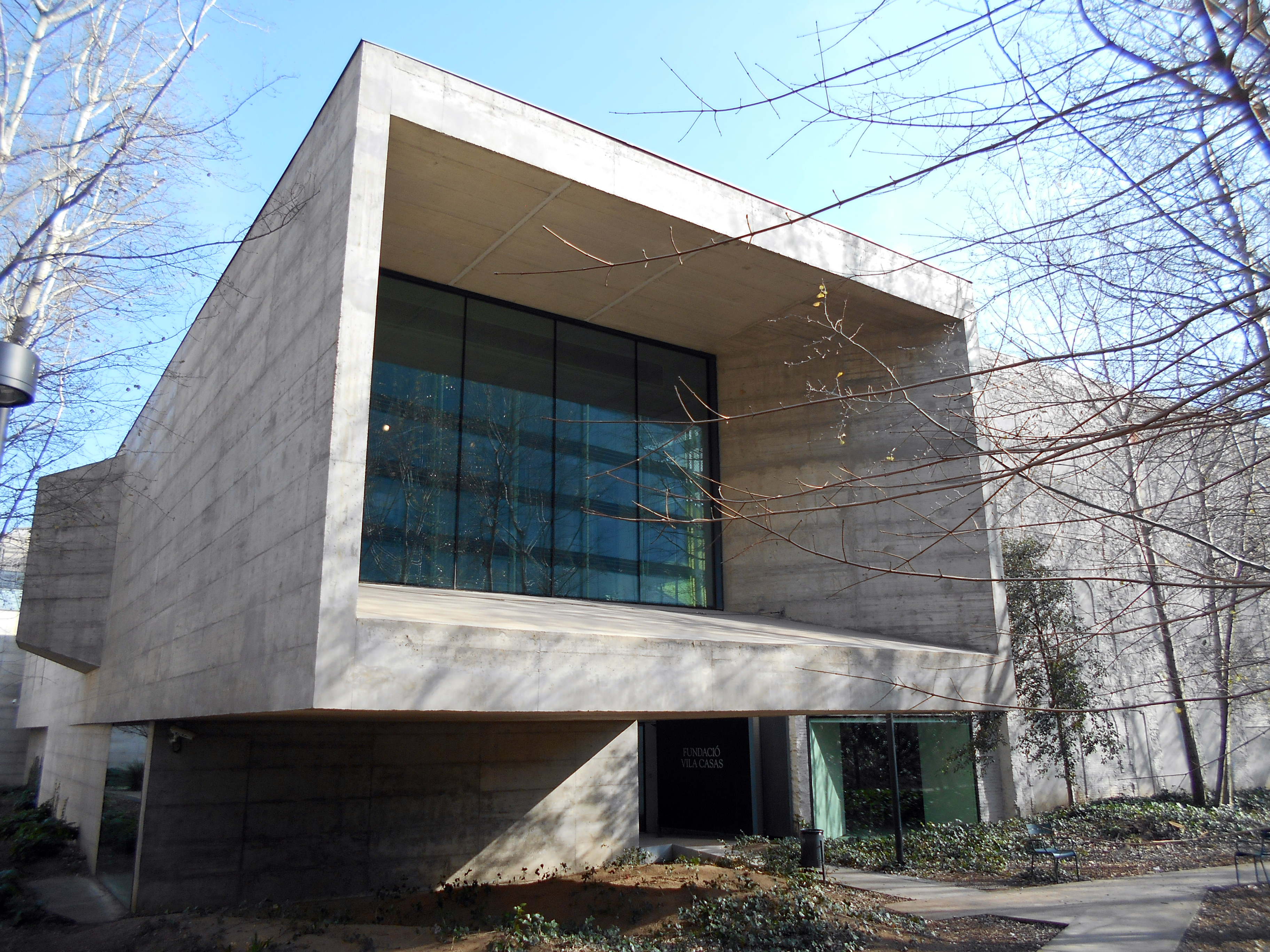
Museo Can Framis (2007-2009), de Jordi Badia.
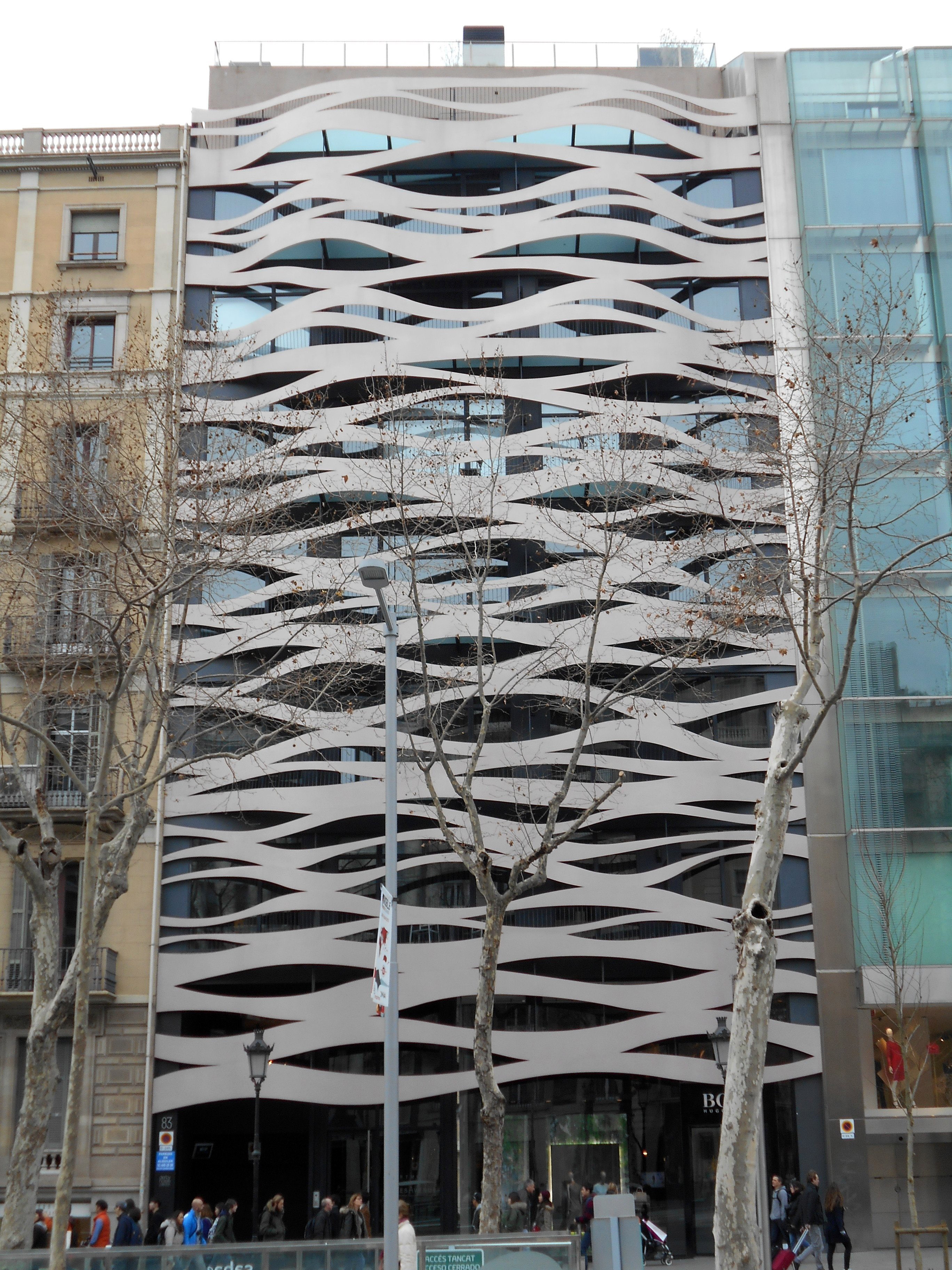
Edificio Suites Avenue (2009), de Toyoo Itō.
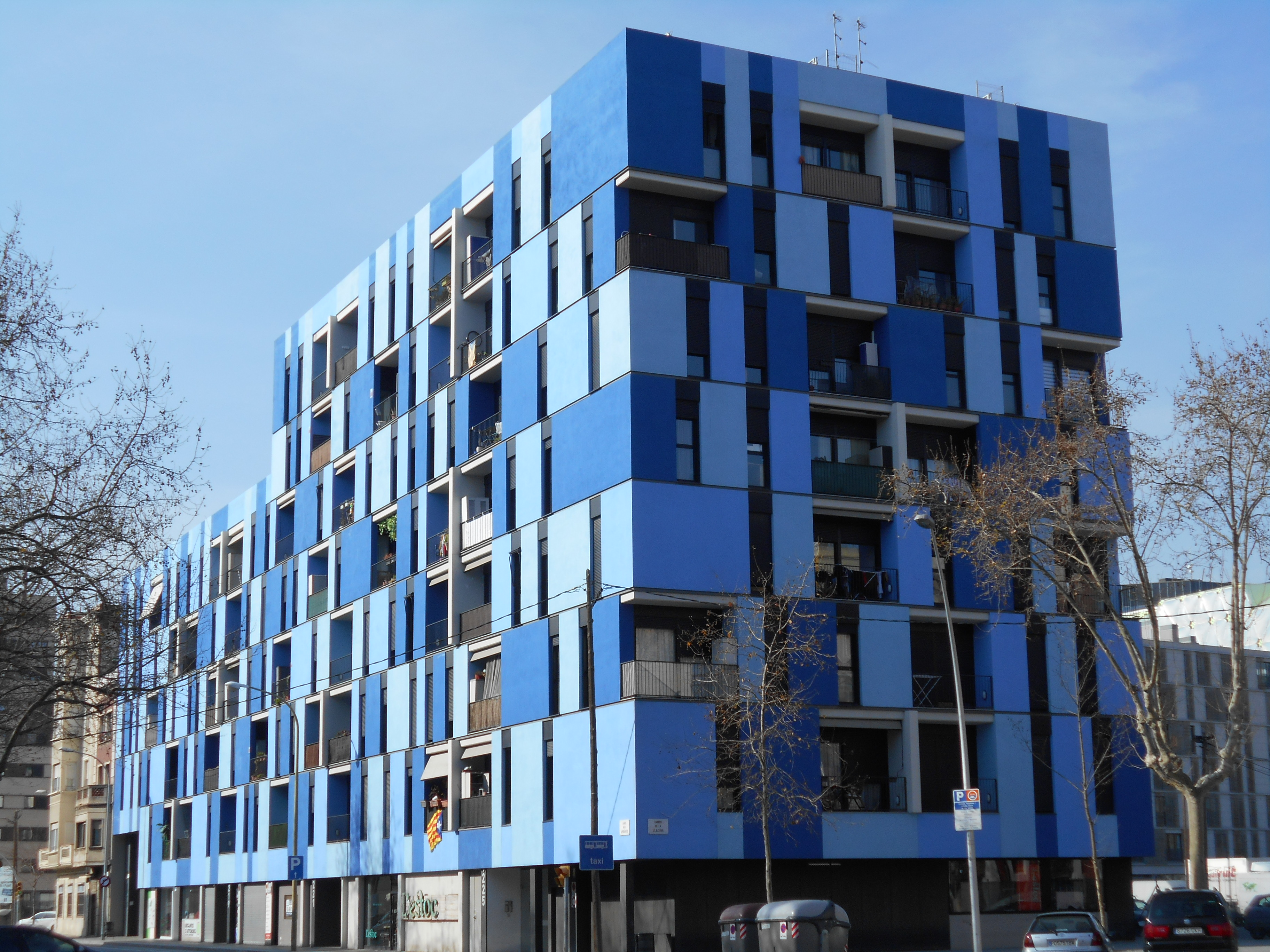
Edificio Blau (2009), de Antoni de Moragas, Eva Mercader Oliver y Susanna Itarte Rubió.
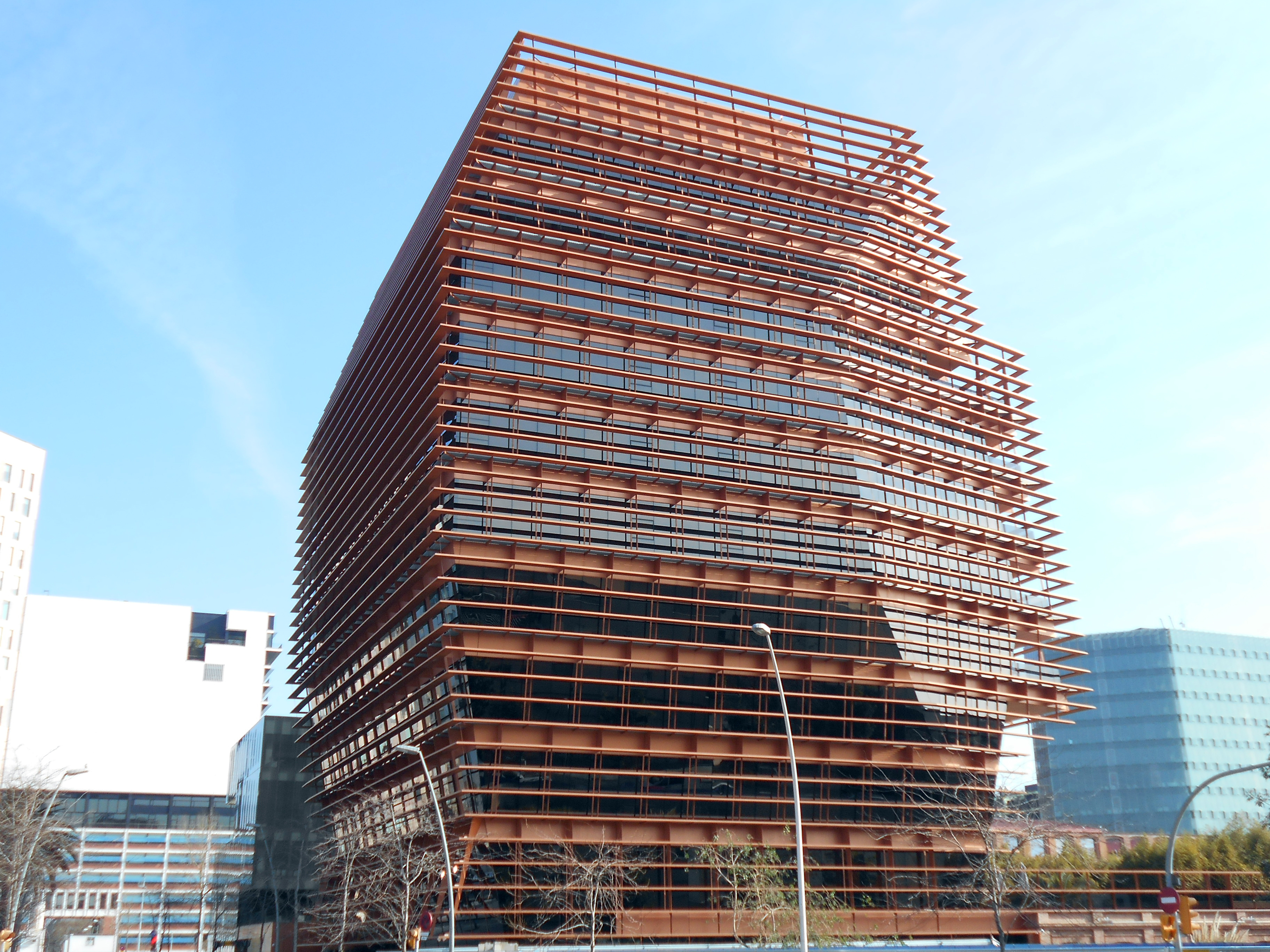
Comisión del Mercado de Telecomunicaciones (2008-2010), de Enric Batlle y Joan Roig.
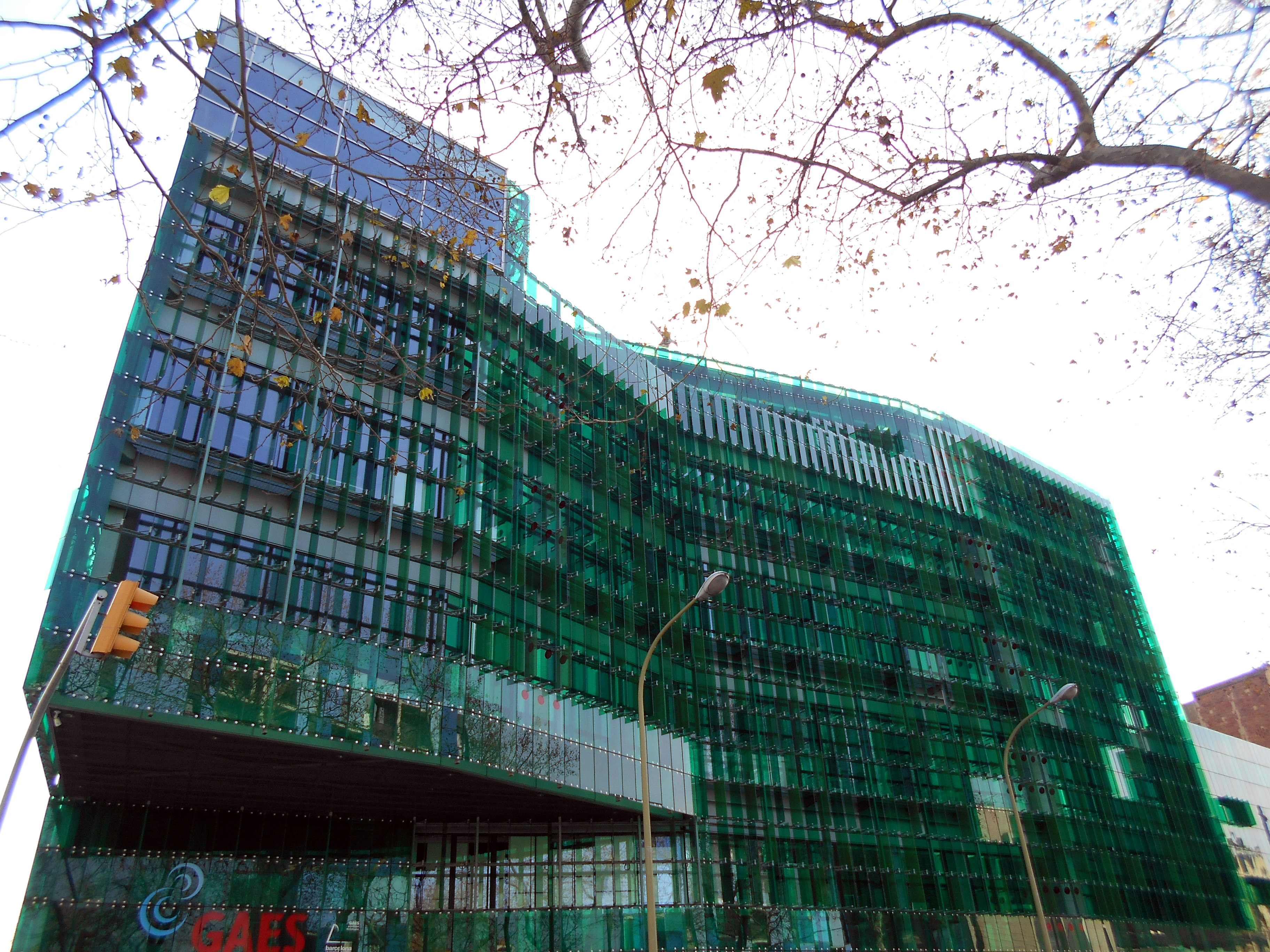
Edificio de GAES (2008-2010), de Jorge Mestre e Iván Bercedo.
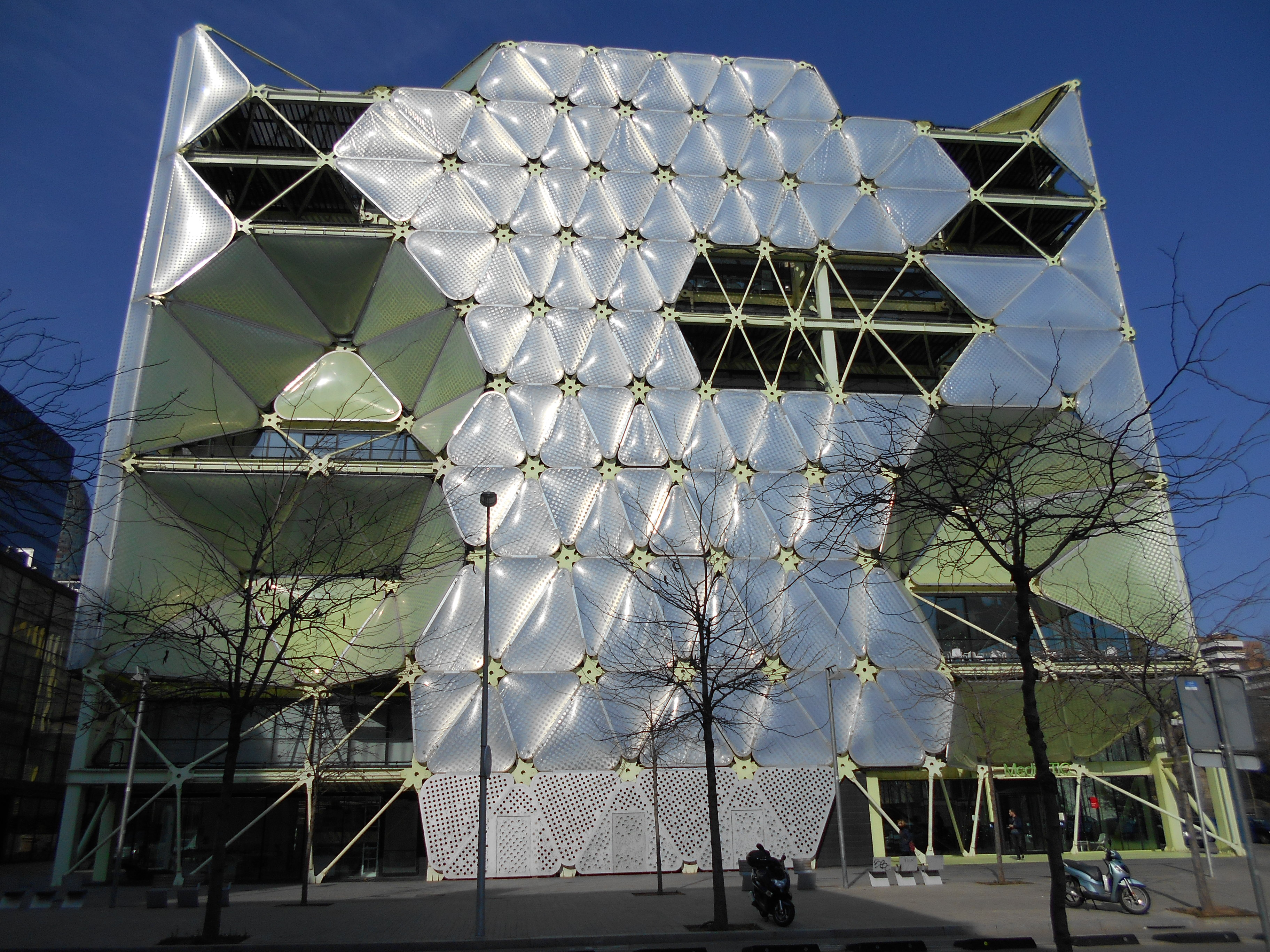
Edificio Media-TIC (2010), de Enric Ruiz-Geli.
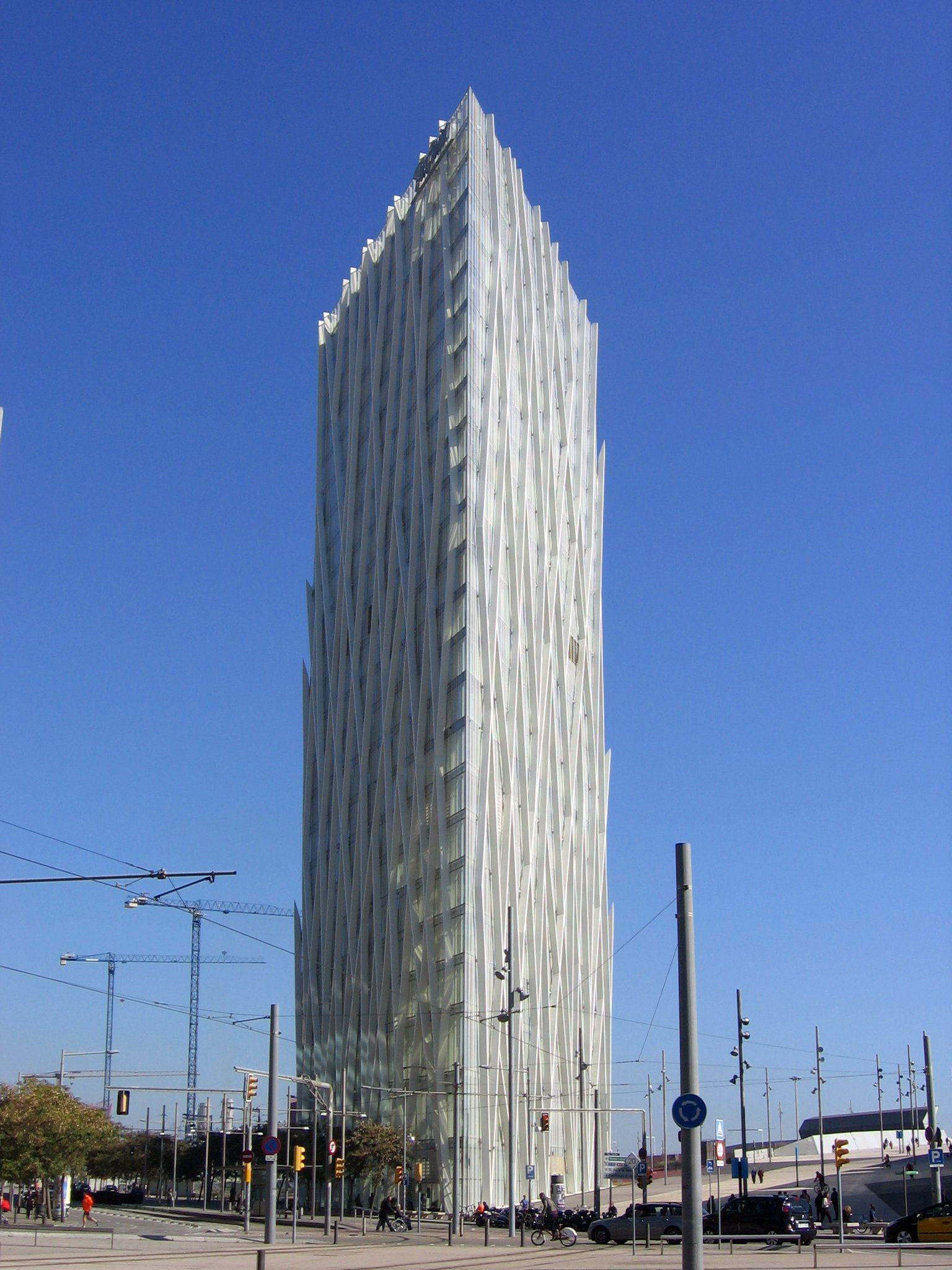
Torre Diagonal Zero Zero de Telefónica (2008-2011), de Enric Massip-Bosch.
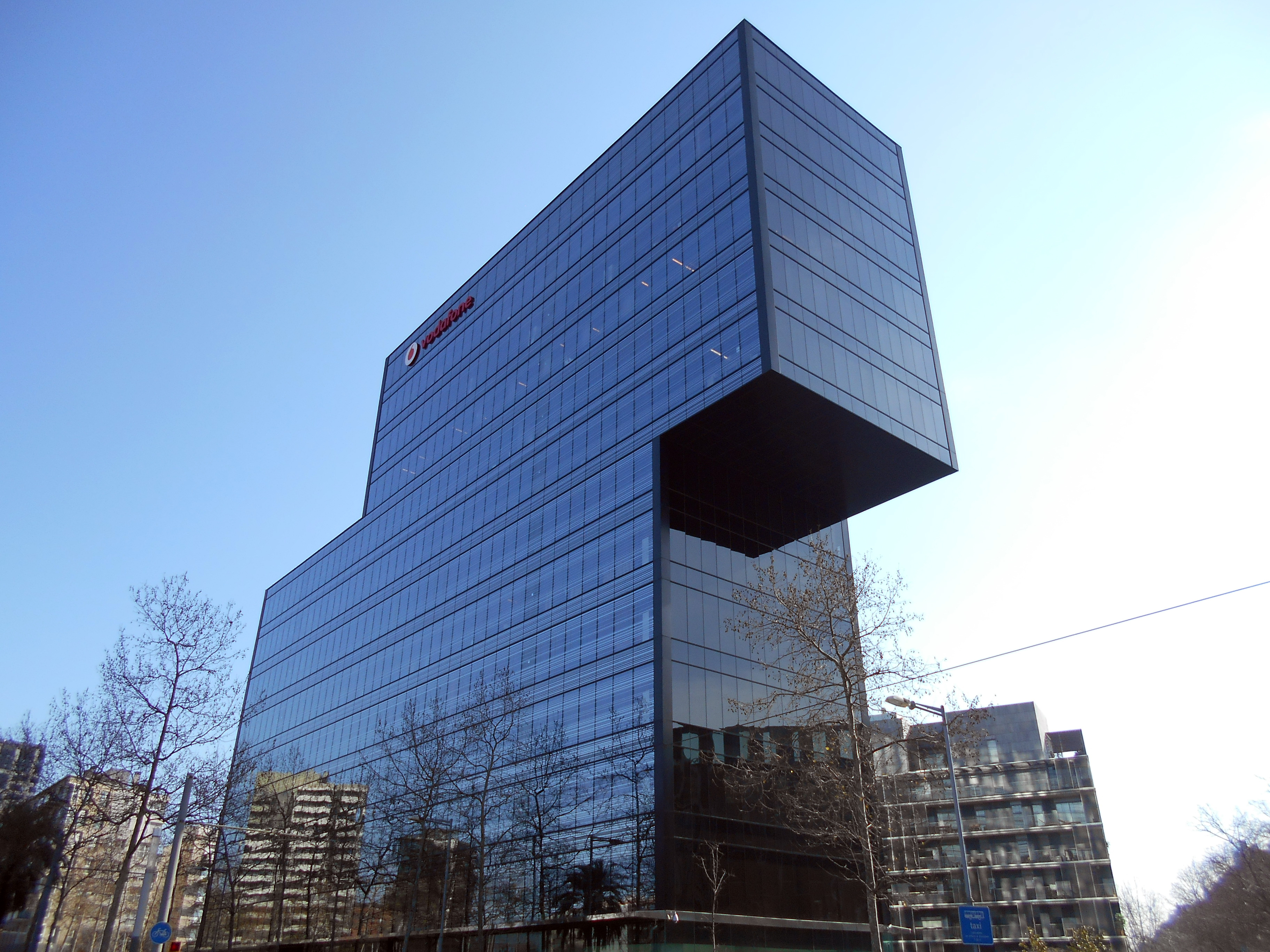
Edificio Vodafone (2012), de Dominique Perrault.
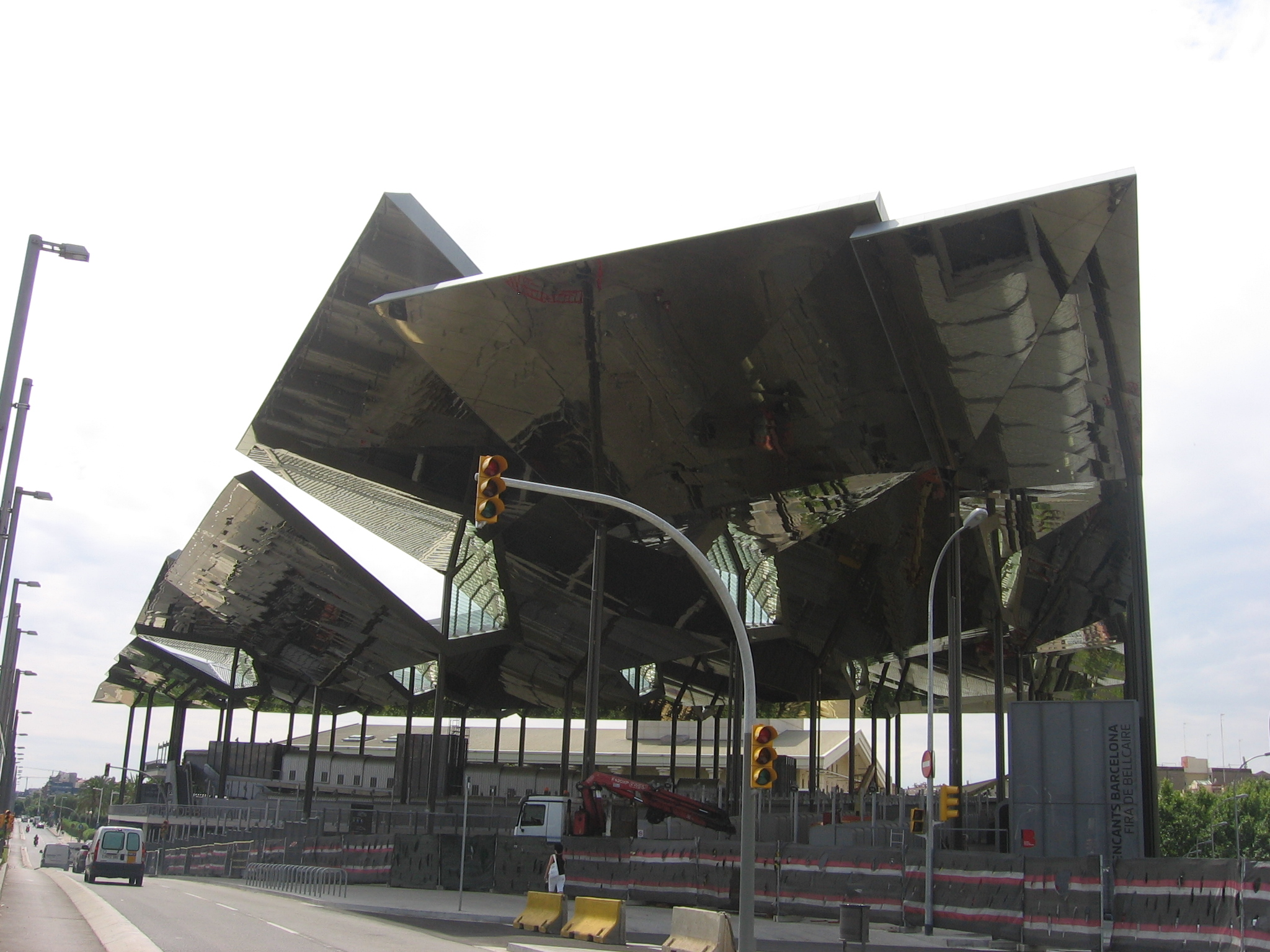
Feria de Bellcaire o Encantes viejos(2013), de Fermín Vázquez Huarte-Mendicoa.

## Véase también

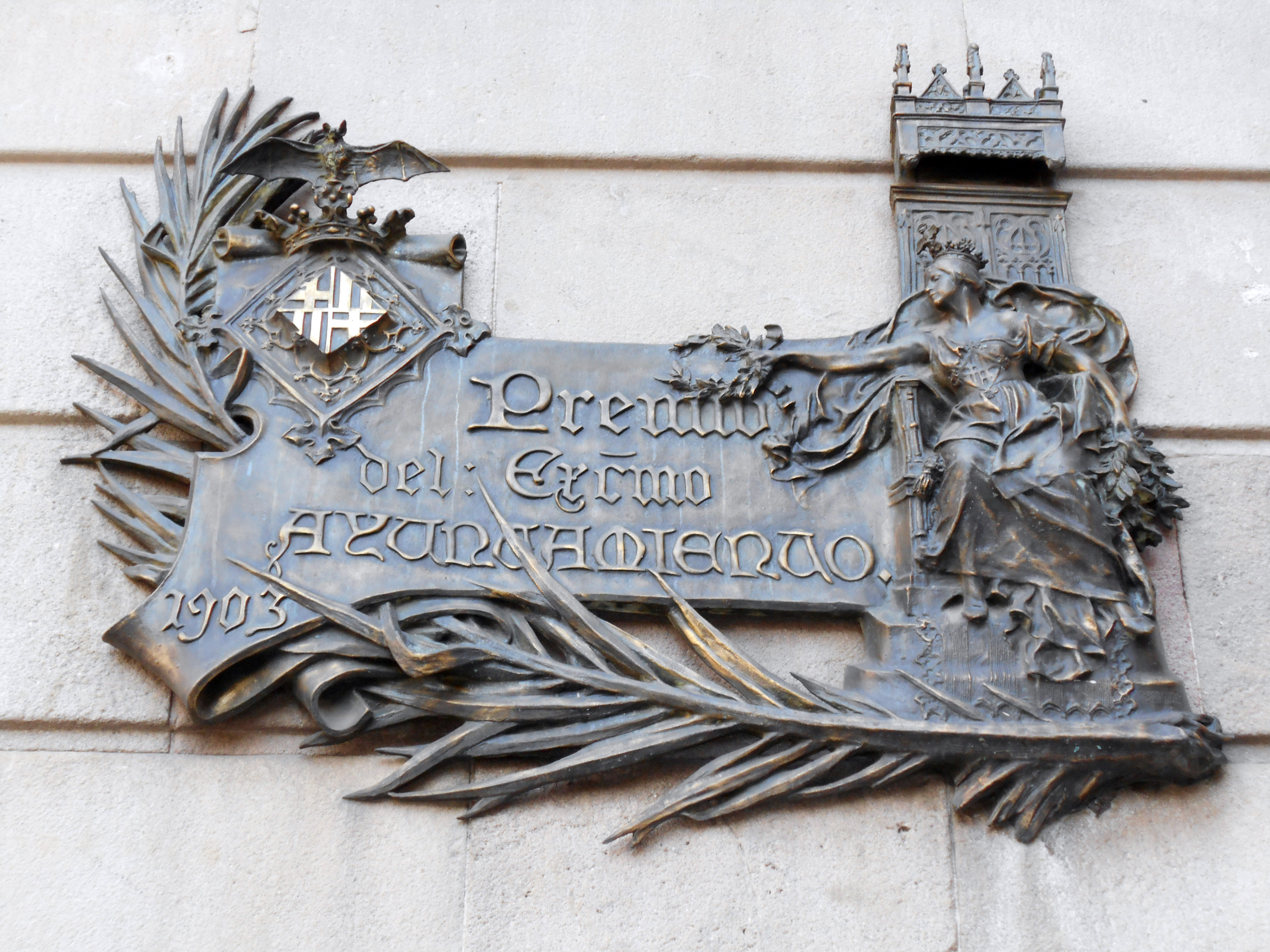
Placa al ganador del Concurso anual de edificios artísticos del año 1903, edificio de La Caixa de la plaza de San Jaime, obra de Augusto Font Carreras.